# Arquitectura de Barcelona

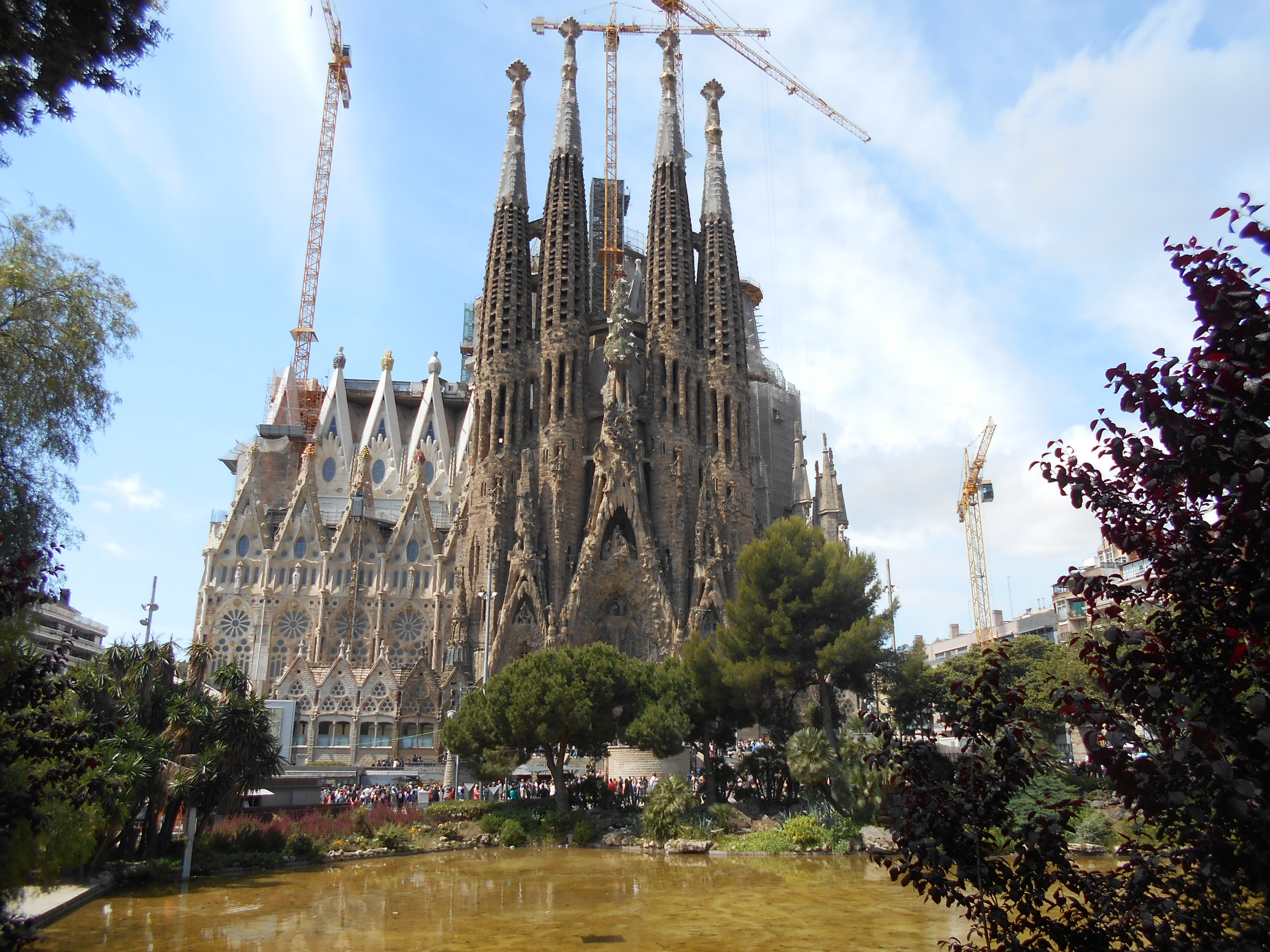
Temple Expiatori de la Sagrada Família, d'Antoni Gaudí. Declarat el 2005 Patrimoni de la Humanitat per la UNESCO, és el monument més visitat de Barcelona.

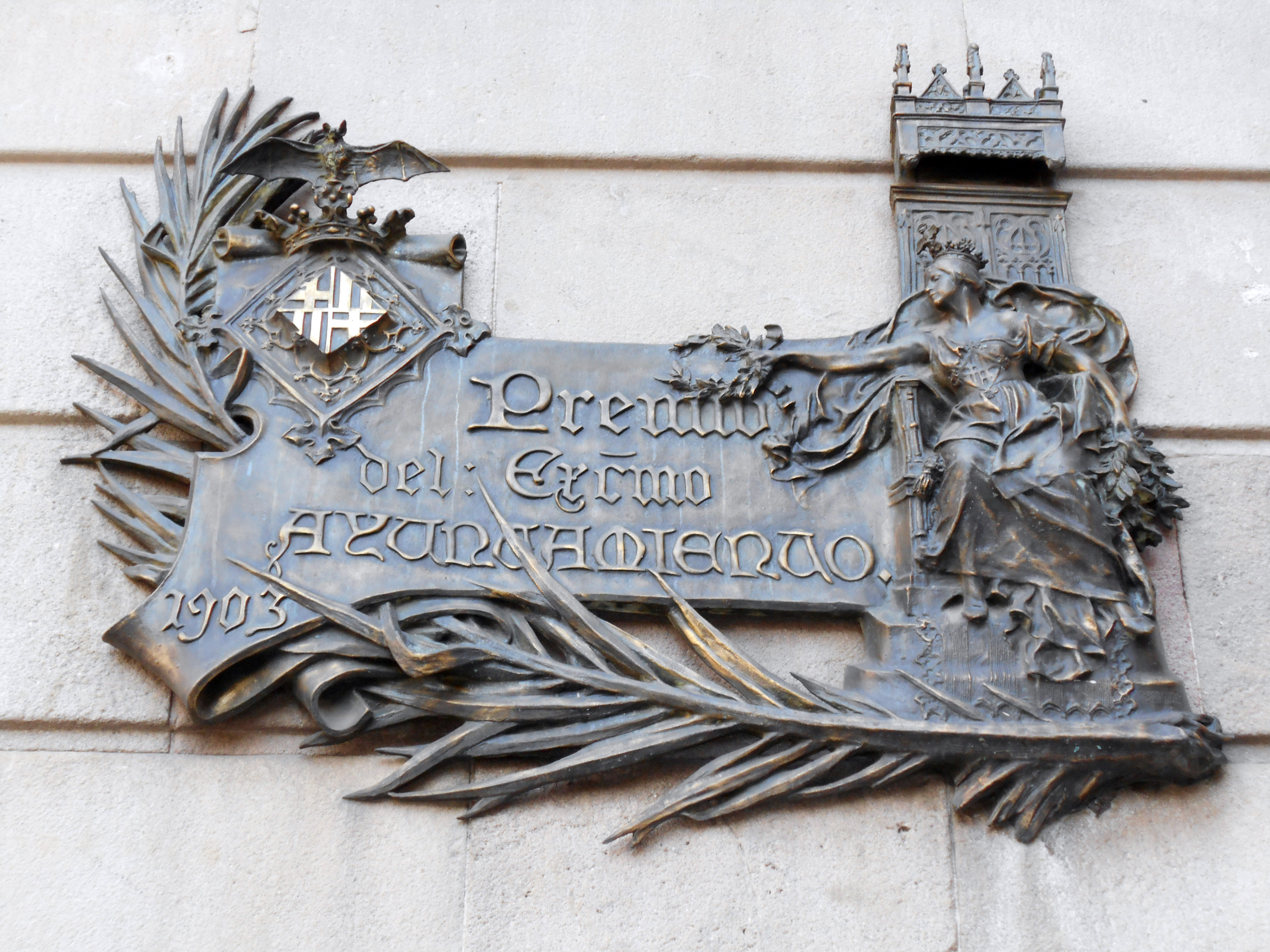
Placa al guanyador del Concurs anual d'edificis artístics de l'any 1903, la seu de la Caixa d'Estalvis i Mont de Pietat de Barcelona, obra d'August Font i Carreras

L'arquitectura de Barcelona ha tingut una evolució paral·lela a la de la resta de Catalunya, i ha seguit de forma diversa les múltiples tendències que s'han anat produint en el context de la història de l'art occidental. Al llarg de la seva història, Barcelona ha acollit diverses cultures i civilitzacions, que han aportat el seu concepte de l'art i han deixat el seu llegat per a la posteritat, des dels primers pobladors ibers, passant pels colonitzadors romans, els visigots i un breu període islàmic, fins al sorgiment en l'edat mitjana de l'art, la llengua i la cultura catalana, amb una primera època d'esplendor on el romànic i el gòtic van ser períodes molt fructífers per al desenvolupament artístic del país.
Durant l'edat moderna, època en què la ciutat comtal es va vincular a la Monarquia Hispànica, els principals estils van ser el Renaixement i el Barroc, desenvolupats a partir de les propostes provinents dels països difusors d'aquests estils, principalment Itàlia i França. Aquests estils van ser aplicats amb diverses variants locals, i si bé alguns autors afirmen que no va ser un període especialment esplendorós en l'esdevenir artístic de la ciutat, la qualitat de les obres va estar d'acord amb la del conjunt de l'estat, mentre que en quantitat va ser un període bastant productiu, encara que la major part de les realitzacions no hagi arribat a l'actualitat.
El segle xix va comportar una certa revitalització econòmica i cultural, que es va plasmar en un dels períodes més fructífers en l'arquitectura de la ciutat, el modernisme. Cal remarcar que fins al segle xix estava encotillada per les muralles d'origen medieval, en tenir la consideració de plaça militar, de manera que el seu creixement estava limitat. La situació va canviar amb l'enderrocament de les muralles i la donació a la ciutat de la Fortalesa de la Ciutadella, el que va propiciar l'expansió de la ciutat per la plana contigua, fet que es va plasmar en el projecte d'Eixample elaborat per Ildefons Cerdà, que va suposar l'ampliació territorial més gran de Barcelona. Un altre augment significatiu de la superfície de la capital catalana va ser l'annexió de diversos municipis limítrofs entre finals del segle xix i principis del xx. Tot això va suposar l'adequació dels nous espais urbans i un augment dels encàrrecs artístics municipals en les vies públiques, que van ser afavorits igualment per diversos esdeveniments celebrats a la ciutat, com l'Exposició Universal de 1888 i la Internacional de 1929 o, més recentment, pels Jocs Olímpics de 1992 i el Fòrum Universal de les Cultures de 2004.
El segle xx va suposar la posada al dia dels diversos estils produïts pels arquitectes barcelonins, que van connectar amb els corrents internacionals i van posar a la ciutat en primera línia de l'avantguarda. El desenvolupament arquitectònic en aquests últims anys i l'aposta pel disseny i la innovació, així com la vinculació de l'urbanisme amb els valors ecològics i la sostenibilitat, han convertit la capital catalana en una de les ciutats europees més punteres en el terreny arquitectònic, fet que ha estat reconegut amb nombrosos premis i distincions, com el premi del Reial Institut d'Arquitectes Britànics (1999) i el premi de la Biennal de Venècia (2002). El 2022, Barcelona va ser elegida com a Capital Mundial de l'Arquitectura per a l'any 2026 per la Unió Internacional d'Arquitectes (UIA).

## Localització

Districtes de Barcelona.

Barcelona, capital de Catalunya, es troba al sud-oest d'Europa, a la costa mediterrània. Està situada en una plana d'uns 11 km de llarg i 6 d'ample, limitada en els seus costats pel mar i per la serra de Collserola —amb el cim del Tibidabo (516,2 m) com a punt més alt—, així com pels deltes dels rius Besòs i Llobregat. Per sobre de la línia de la costa i separant la ciutat del delta del Llobregat es troba la muntanya de Montjuïc (184,8 m). Així mateix, des de la serra de Collserola s'avancen a la plana diversos turons que segueixen una línia paral·lela a la serra litoral: són els turons de la Peira (133 m), la Rovira (261 m), el Carmel (267 m), la Creueta del Coll (249 m), el Putget (181 m) i Monterols (121 m).
El pla de Barcelona es troba en una falla que va des de Montgat fins al Garraf, originada al Paleozoic. El terreny està format per substrats de pissarres i formacions granítiques, així com argiles i pedres calcàries. La costa estava ocupada antigament per aiguamolls i albuferes, que van desaparèixer en anar avançant la línia de costa gràcies a les sedimentacions aportades pels rius i torrents que desembocaven a la platja; es calcula que des del segle vi aC la línia de costa ha pogut avançar uns 5 km. La zona de la plana estava antigament solcada per nombrosos torrents i rieres, que s'agrupaven en tres sectors fluvials: la riera d'Horta a la zona propera al riu Besòs (o zona de llevant); la Riera Blanca i el Torrent Gornal a la zona del Llobregat (o zona de ponent); i, a la zona central de la plana, un conjunt de rieres procedent del vessant meridional del Tibidabo, com les rieres de Sant Gervasi, Vallcarca, Magòria i Collserola.
El clima és mediterrani, d'hiverns suaus gràcies a la protecció que l'orografia del terreny ofereix a la plana, que queda protegida dels vents del nord. La temperatura sol oscil·lar entre els 9,5 °C i els 24,3 °C, com a mitjana. Presenta poca pluviometria, uns 600 mm anuals, i la majoria de precipitacions es produeix a la primavera i tardor. Aquesta escassetat va provocar que antany s'haguessin de fer nombroses obres per proveir d'aigua la ciutat, entre pous, canals i séquies. La vegetació pròpia de la zona està composta principalment per pins i alzines, i sotabosc de bruc, marfull, arboç i plantes enfiladisses. Antany es va practicar l'agricultura tant de secà com de regadiu —principalment vinyes i cereals—, si bé avui dia la pràctica totalitat de la superfície està construïda.
Barcelona, amb una població d'uns dos milions d'habitants, és el nucli urbà més important de Catalunya en l'àmbit demogràfic, polític, econòmic i cultural. És la seu del Govern de Catalunya i del Parlament de Catalunya, així com de la Diputació i de l'arquebisbat, i compta amb un port, un aeroport i una important xarxa de ferrocarrils i carreteres.

## Antiguitat

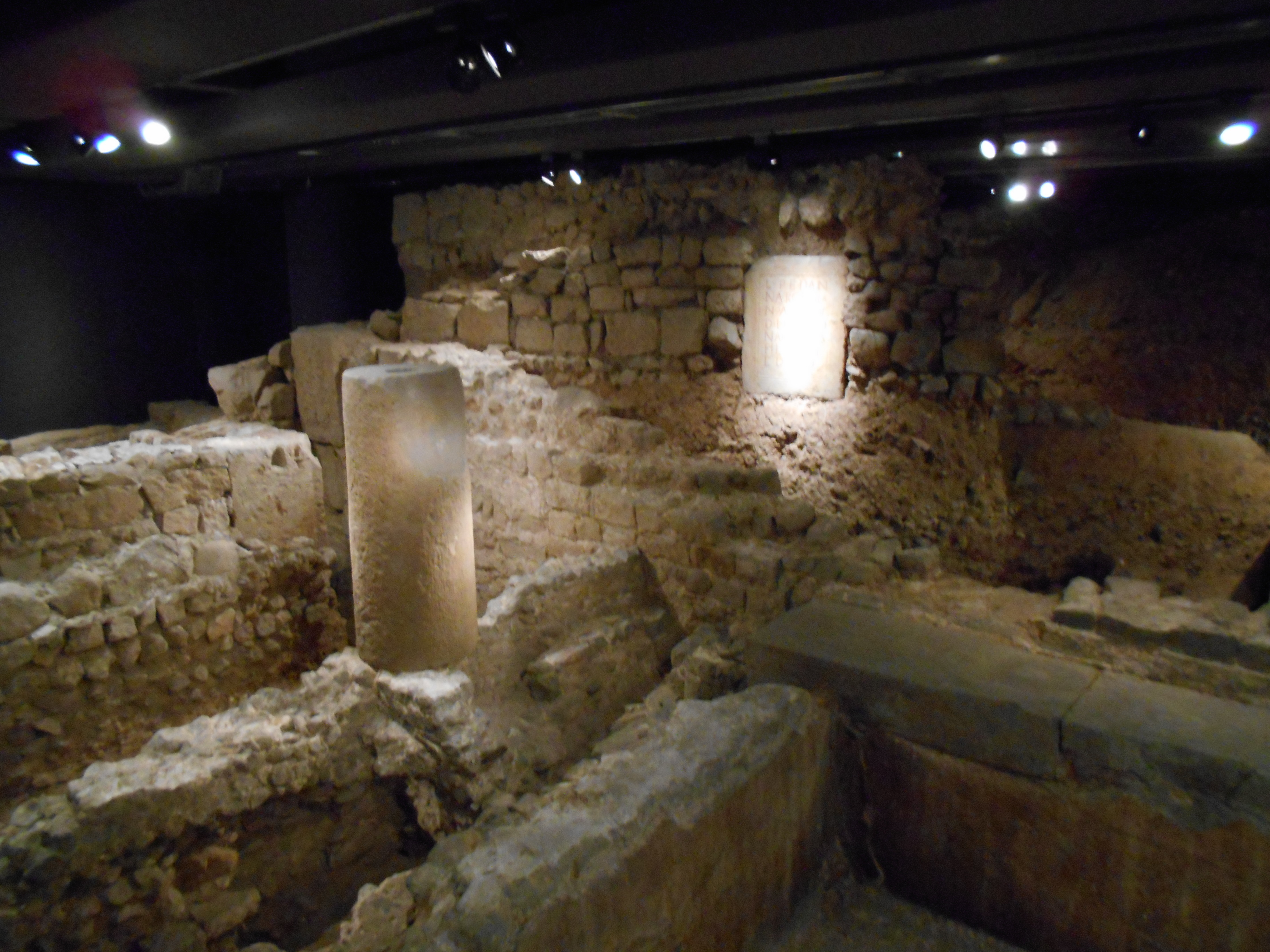
Restes arqueològiques romanes, Museu d'Història de Barcelona.

### Prehistòria
Hi ha escassos vestigis d'època prehistòrica a la ciutat. Si bé està constatada la presència humana en el Paleolític, les primeres restes pel que fa a l'arquitectura procedeixen del Neolític, època en què l'ésser humà es va tornar sedentari i va passar d'una subsistència basada en la caça i la recol·lecció a una economia agrària i ramadera. Aquests primers vestigis procedeixen de finals del Neolític (3500 aC–1800 aC), i es manifesten principalment per les pràctiques funeràries amb sepulcres de fossa, que solien ser de força profunditat i revestides de lloses. Un exponent d'això és la tomba descoberta el 1917 al vessant sud-oest del turó de Monterols, entre els carrers de Muntaner i Copèrnic; de datació imprecisa, té 60 cm d'alt i 80 d'ample, i estava formada per lloses planes de forma irregular. Pel que fa a habitacles, d'aquesta època només s'ha trobat un fons de cabana en el que és l'actual estació de Sant Andreu Comtal.
De l'edat del bronze (1800 aC-800 aC) hi ha igualment poques restes pel que fa al pla de Barcelona. Els principals procedeixen d'un jaciment descobert el 1990 al carrer de Sant Pau, on s'han trobat restes de llars de foc i sepultures d'inhumació individuals. També són segurament d'aquest període les restes de muralles de pedra i els fons de tres cabanes circulars d'uns 180 cm de diàmetre, trobades el 1931 al Mas Casanovas, darrere de l'Hospital de Sant Pau. Per altra banda, hi ha testimonis escrits de dos monuments megalítics, situats a Montjuïc i Camp de l'Arpa, dels que, no obstant això, no ha quedat cap rastre material. Finalment, del Calcolític final hi ha unes escasses restes de l'anomenada «cultura dels camps d'urnes», trobats a la masia de Can Don Joan, a Horta, i al vessant sud-oriental de la muntanya de Montjuïc, entre els camins del Molí Antic i la Font de la Mamella.

### Període ibèric

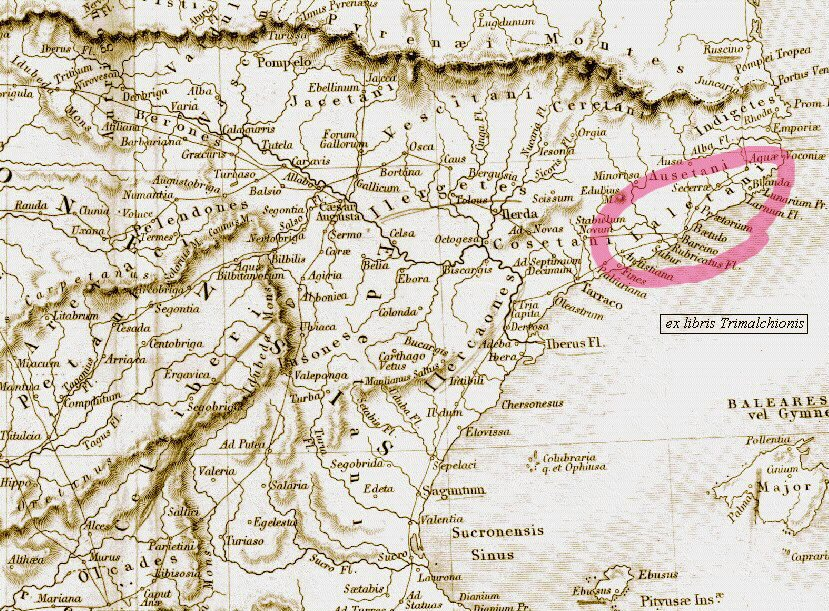
Territori dels laietans.

Entre el segle vi aC i el segle i aC el pla de Barcelona estava ocupat pels laietans, un poble iber que ocupava les actuals comarques del Barcelonès, el Vallès, el Maresme i el Baix Llobregat. L'arquitectura ibèrica es basava en murs de tapial, amb un sistema adovellat, amb falsos arcs i voltes realitzats per aproximació de filades. Les ciutats solien situar-se en acròpolis, amb torres i sòlides muralles per a la defensa, dins de les quals s'ubicaven les cases, d'una distribució irregular, generalment amb planta rectangular.
A Barcelona no queden gairebé restes arquitectòniques ibèriques: els principals vestigis d'aquesta cultura es van trobar als turons de la Rovira, de la Peira i del Putget, així com a Santa Creu d'Olorda —al Tibidabo—, però no han permès establir unes especials característiques pel que fa a habitacles o sepulcres funeraris. Les principals restes procedeixen de la Rovira, on el 1931 es van trobar vestigis d'un poblat ibèric que, malauradament, van ser destruïts en instal·lar unes bateries antiaèries durant la Guerra Civil. Pel que sembla, tenia una muralla amb dos accessos, mentre que situat extramurs es va trobar un conjunt de sitges amb 44 dipòsits excavats a la roca.
Segons sembla, el principal assentament ibèric de la zona va estar a Montjuïc —possiblement el Barkeno que nomenen dues monedes encunyades a la fi del segle iii aC—, encara que la urbanització de la muntanya en dates recents i el seu ús intensiu com a pedrera durant tota la història de la ciutat ha provocat la pèrdua de la majoria de restes. El 1928 es van descobrir a la zona de Magòria nou sitges de gran capacitat, que probablement formarien part d'un magatzem d'excedents agrícoles. D'altra banda, el 1984 es van trobar restes d'un assentament en el vessant sud-oest de la muntanya, en un terreny d'unes 2 o 3 hectàrees.

### Període romà

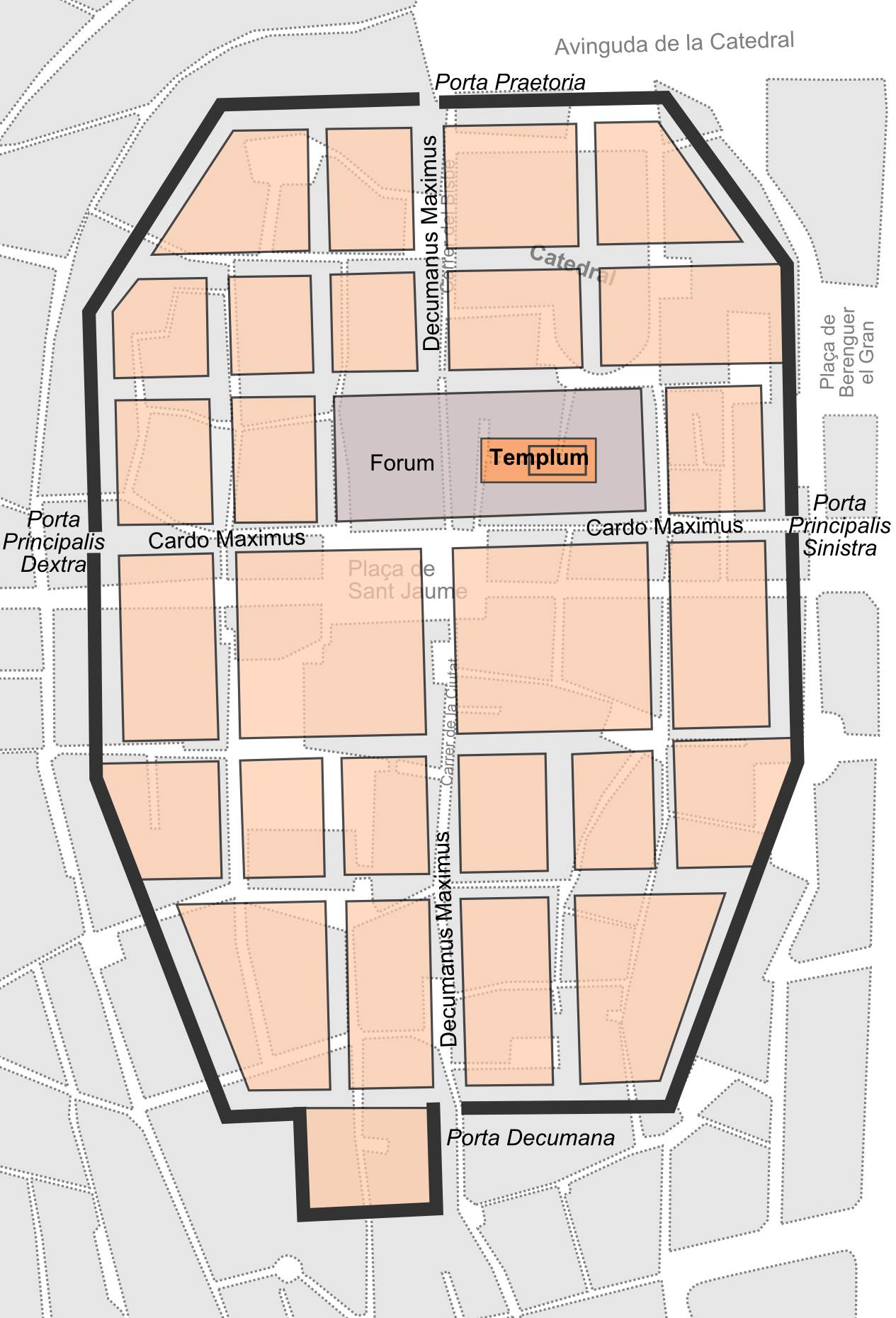
Plànol de Bàrcino superposat al plànol actual del Barri Gòtic.

Al segle iii aC van arribar els romans a la península Ibèrica, en el transcurs de la Segona Guerra Púnica entre Roma i Cartago, amb el que va començar un procés colonitzador que va culminar amb la incorporació de tota Hispània a l'Imperi Romà. Al segle i aC es va fundar Bàrcino, una petita ciutat emmurallada projectada ja d'entrada amb aire monumental, i que va prendre la forma urbana de castrum inicialment, i oppidum després, assentat sobre el Mons Taber (16,9 msnm). La màxima esplendor de l'època romana es va donar durant el segle ii, amb una població que devia oscil·lar entre els 3 500 i 5 000 habitants.
Els romans eren grans experts en arquitectura civil i enginyeria, i van aportar al territori camins, ponts, aqüeductes i ciutats amb un traçat racional i amb serveis bàsics, com el clavegueram, a més d'edificis com temples, termes, circs i teatres. L'arquitectura romana es basava en la utilització d'aparells de carreus, maó i maçoneria i, enfront del sistema arquitravat grec, van introduir l'ús de l'arc, la volta i la cúpula. Van adoptar dels grecs l'ús dels ordres jònic i corinti, als quals van afegir el toscà i el compost.

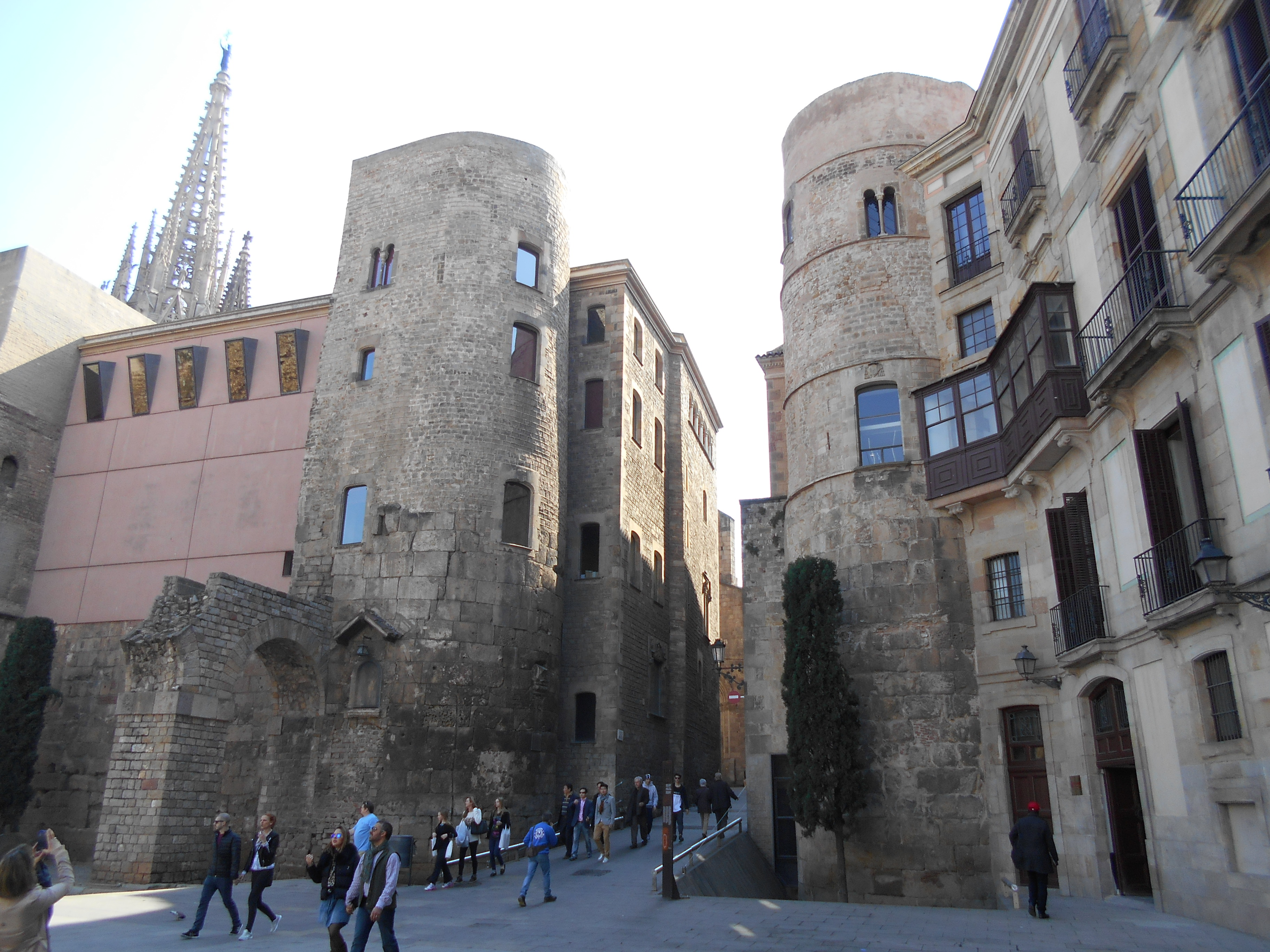
Portal del Bisbe, antiga porta Praetoria de la Bàrcino romana, amb les dues torres de defensa i restes de la muralla i l'aqüeducte.

El recinte de Bàrcino estava emmurallat, amb un perímetre d'1,5 km, que protegia un espai de 10,4 hectàrees. La primera muralla de la ciutat, de fàbrica senzilla, es va començar a construir al segle i aC. Tenia poques torres, només en els angles i a les portes del perímetre emmurallat. No obstant això, les primeres incursions de francs i alamans a partir dels anys 250 van suscitar la necessitat de reforçar les muralles, que van ser ampliades al segle iv. La nova muralla es va construir sobre les bases de la primera, i estava formada per un mur doble de 2 m, amb espai al mig farcit de pedra i morter. El mur constava de 74 torres d'uns 18 m d'altura, la majoria de base rectangular.

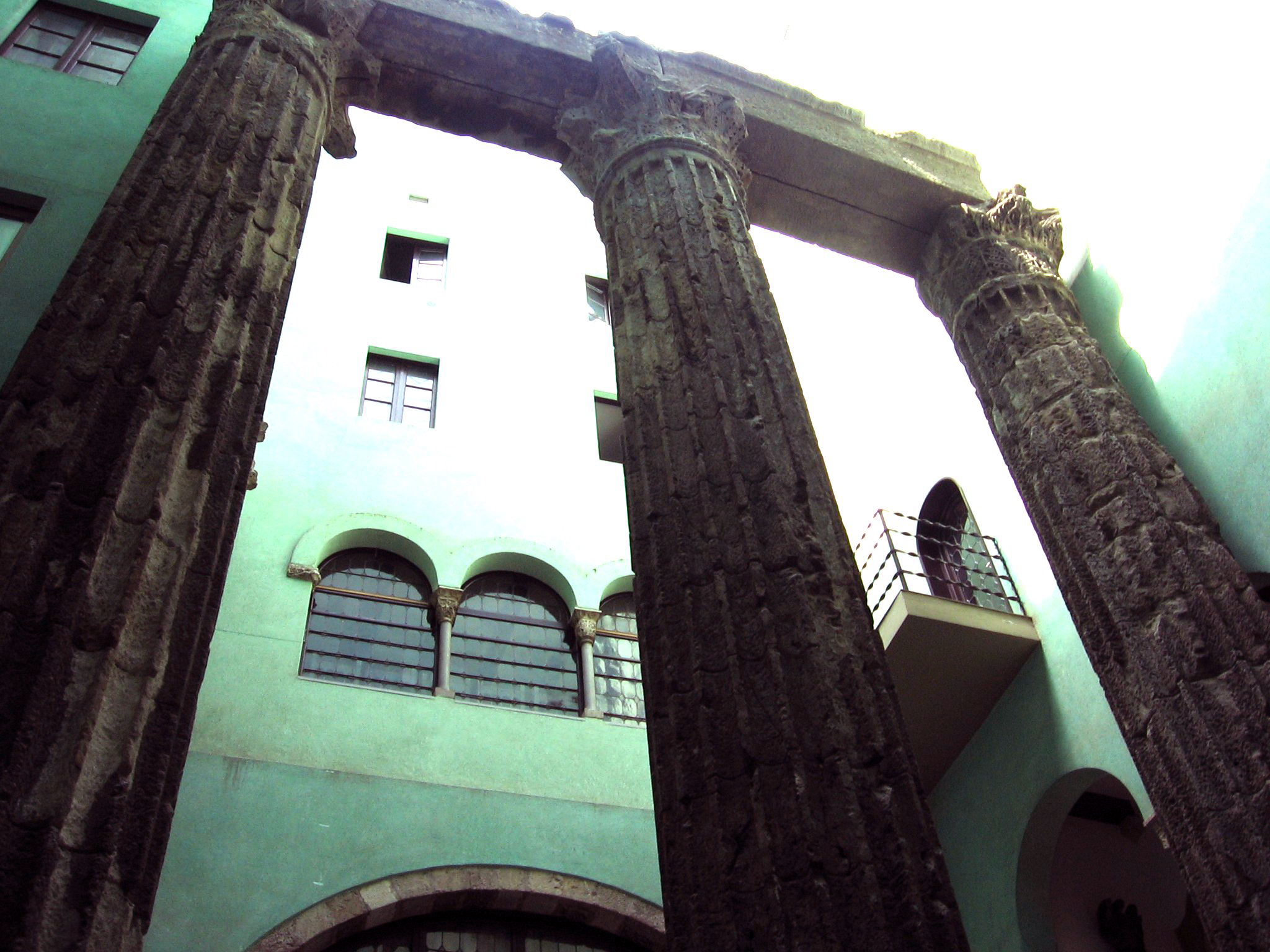
Columnes del Temple d'August.

El centre de la ciutat era el fòrum, la plaça central dedicada a la vida pública i als negocis. Se situava en la confluència entre el cardo maximus (carrers Llibreteria i Call) i el decumanus maximus (carrers Bisbe, Ciutat i Regomir), aproximadament en el centre del recinte emmurallat. En el fòrum es concentraven les construccions dedicades als negocis, la justícia, les termes i altres edificis públics, i era el lloc on les autoritats es reunien a la cúria i la basílica. El recinte del fòrum no ha estat clarament delimitat, però sembla coincidir aproximadament amb l'actual plaça de Sant Jaume. Al fòrum es trobava el Temple d'August, primer emperador i fundador de la Bàrcino romana. Va ser construït pocs anys després de la fundació de la ciutat, probablement a principis del segle i dC. Era un edifici de planta rectangular, sobre podium, hexàstil i perípter, d'uns 35 m de llarg per 17,5 d'ample. Entre la columnata d'ordre corinti se situava la cella, un habitacle que contenia la imatge o escultura de l'emperador August, accessible des del fòrum. D'aquest temple es conserven només tres columnes, situades encara al seu emplaçament original, tot i que actualment es troben dins de l'edifici del Centre Excursionista de Catalunya, al carrer Paradís.

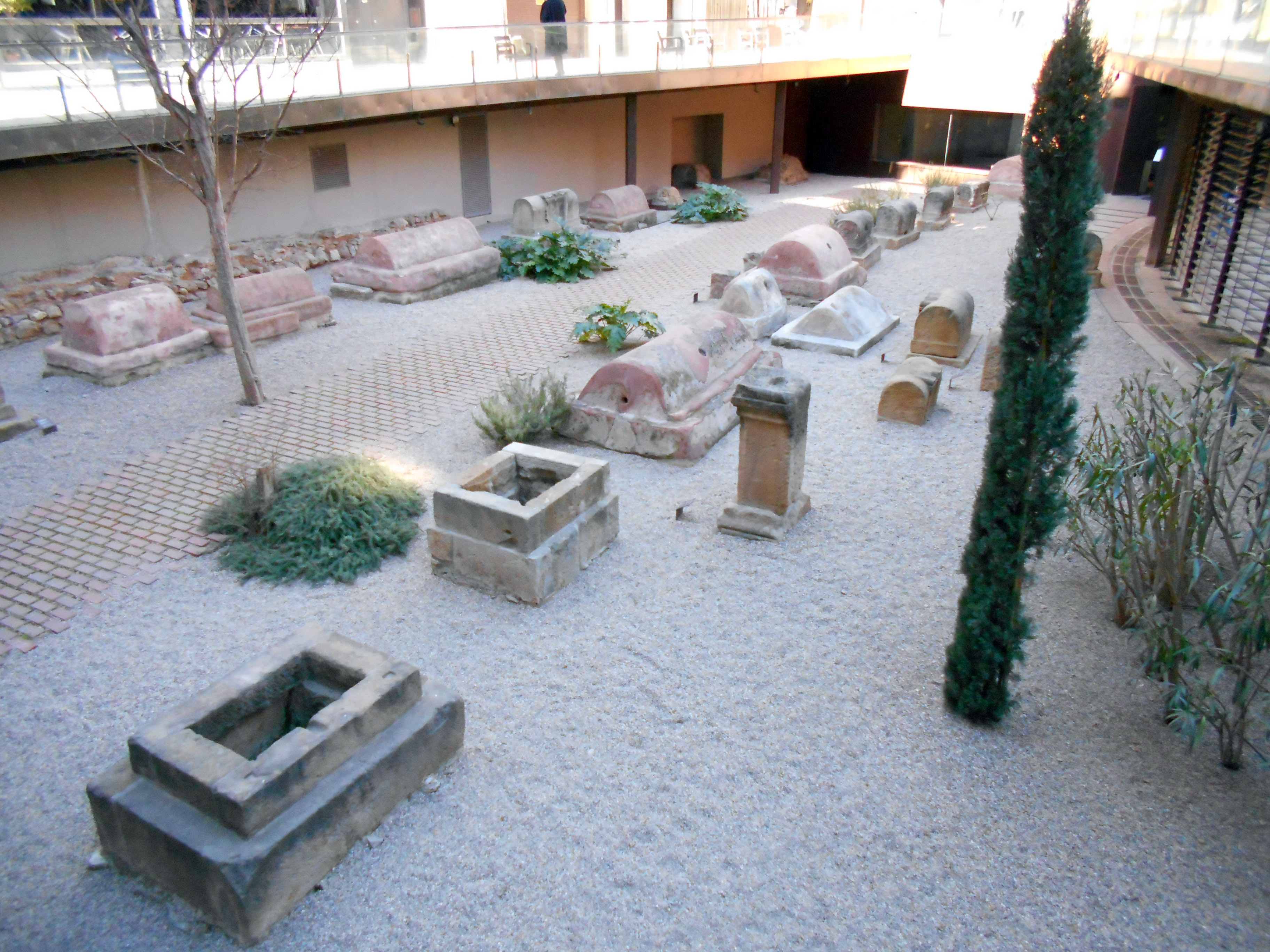
Necròpoli romana, a la plaça de la Vila de Madrid.

De la resta d'elements conservats d'època romana convé ressaltar la necròpoli, un conjunt de tombes situat a l'exterior de l'àrea emmurallada, a l'actual plaça de la Vila de Madrid: compta amb més de 70 tombes dels segles ii i iii, amb restes d'ares, esteles i cupes, descobertes casualment el 1954. També hi ha restes de dos aqüeductes que conduïen les aigües cap a la ciutat, un d'ells des de la serra de Collserola, al nord-oest, i un altre des del nord, prenent aigua del riu Besòs; ambdós s'unien davant de la porta decumana de la ciutat —actual plaça Nova. També existeixen importants restes arqueològiques conservades al subsòl del Museu d'Història de la Ciutat, a la plaça del Rei.
En l'àmbit domèstic, es conserven restes d'una casa romana (domus) al carrer de Lladó, procedent del segle i aC. Era de model itàlic, amb atri d'entrada i una superfície construïda de 500 m². Va ser excavada el 1927 per Josep Calassanç Serra i Ràfols, i alguns dels seus mosaics es conserven al Museu d'Arqueologia de Catalunya. D'altra banda, hi ha testimonis d'un gran edifici termal situat a l'actual plaça de Sant Miquel, del voltant del segle ii dC, sobre el qual es va construir l'església del mateix nom en l'edat mitjana, la qual conservava fins al seu enderrocament el 1868 un mosaic amb representacions de tritons i altres motius marins.
Amb la instauració del cristianisme com a religió oficial al segle iv, la producció artística es va desenvolupar al voltant de la temàtica religiosa, el que s'ha definit com a art paleocristià. Aquest art va néixer de les formes i tipologies romanes, però amb un nou contingut basat en la iconografia cristiana. En l'arquitectura va destacar com a tipologia l'església, hereva de la basílica romana, i es van incorporar noves formes com la planta de creu llatina —símbol de Jesús—, i nous edificis com el baptisteri. El principal temple de l'època va ser la basílica de la Santa Creu (segles v-vii), germen de l'actual Catedral de Barcelona, de la qual queden algunes restes situades al subsòl de l'actual plaça de Sant Iu i del carrer dels Comtes, així com algunes restes escultòriques que es conserven al Museu d'Història de la Ciutat. Era un temple de tres naus, amb un baptisteri de planta quadrada que albergava una piscina octogonal.

## Edat mitjana

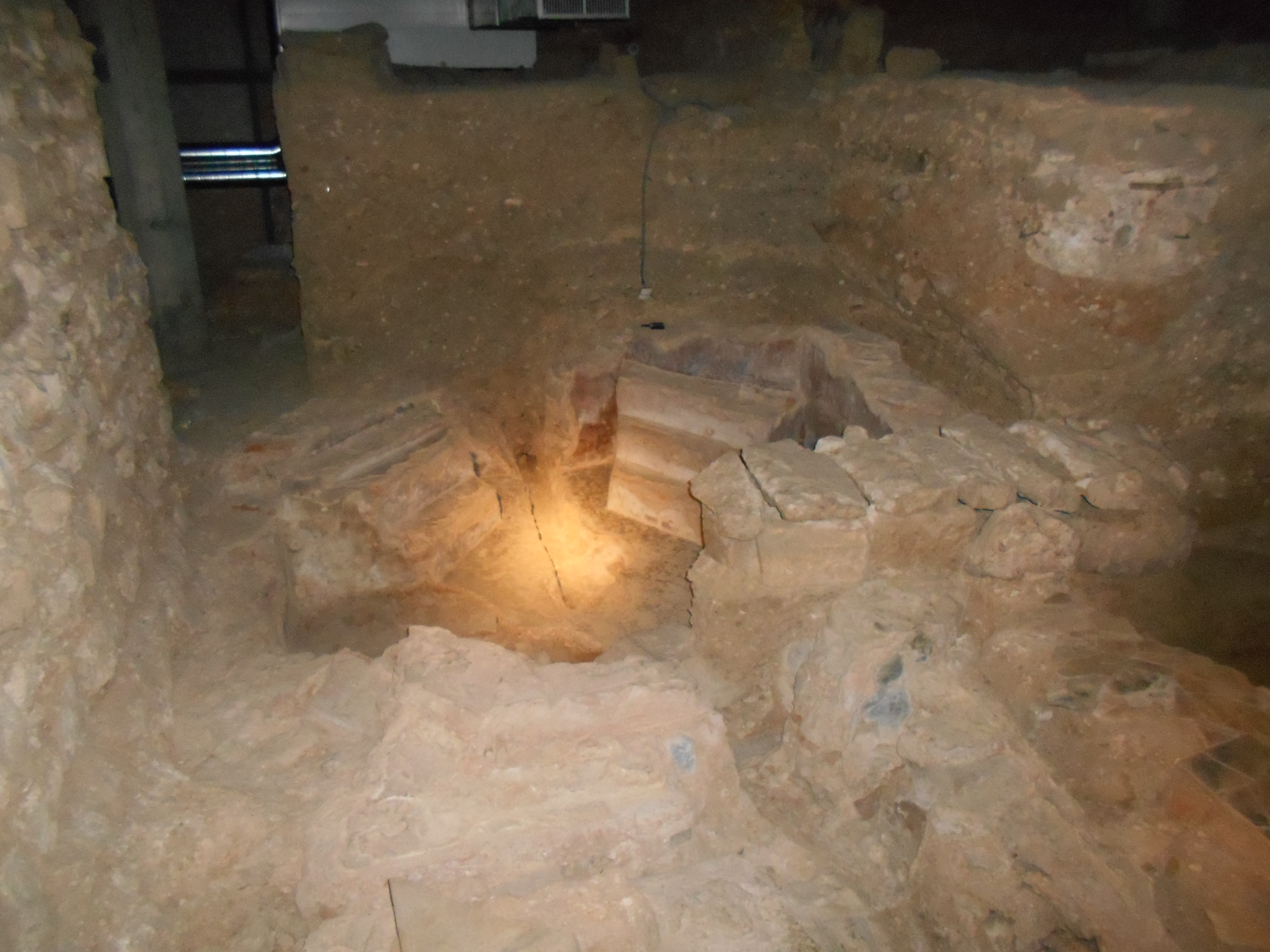
Piscina baptismal de la basílica paleocristiana de la Santa Creu, Museu d'Història de Barcelona.

Les primeres construccions intactes que es conserven a la ciutat procedeixen de l'edat mitjana, època en què Barcelona es va constituir com a comtat i després va formar part de la Corona d'Aragó, convertint-se en un important eix marítim i comercial de la mar Mediterrània. Al segle xiii va sorgir el Consell de Cent, una de les primeres institucions públiques de Barcelona. El recinte de la ciutat va anar creixent des del primitiu nucli urbà —el que avui dia és el barri Gòtic—, i al segle xiv va sorgir el barri del Raval. Barcelona tenia llavors uns 25 000 habitants.

### Preromànic
El primer estil produït en l'àmbit de l'art medieval és l'anomenat preromànic, situat entre la caiguda de l'Imperi Romà i la creació de la Marca Hispànica. Durant aquest període Barcelona va estar integrada en el Regne Visigot i, després d'una breu ocupació islàmica, a l'Imperi Carolingi.
L'arquitectura visigoda es va caracteritzar per l'ús del mur de carreus, l'arc de ferradura i la volta de canó o d'arestes. Les esglésies solien ser de planta basilical d'una o tres naus, o bé de creu grega, generalment amb capelles exemptes i pòrtic d'entrada. A Barcelona hi ha poques restes del període visigot, en què la ciutat es va mantenir intramurs. Es coneixen restes d'un palau edificat al segle v sobre l'antic fòrum romà, posteriorment palau episcopal. Un altre palau, potser on fou assassinat Ataülf, es va descobrir sota l'actual Saló del Tinell, a la plaça del Rei, on també es va descobrir una necròpolis de l'època (segles vi-vii). La catedral va continuar sent la basílica paleocristiana, i n'hi ha constància que ja existien esglésies com Sant Pau del Camp, Sants Just i Pastor i Santa Maria de les Arenes —posteriorment del Mar. És probable que per un temps la catedral fos adscrita al culte arrià practicat pels primers visigots, fins a la conversió catòlica de Recared en l'any 587.

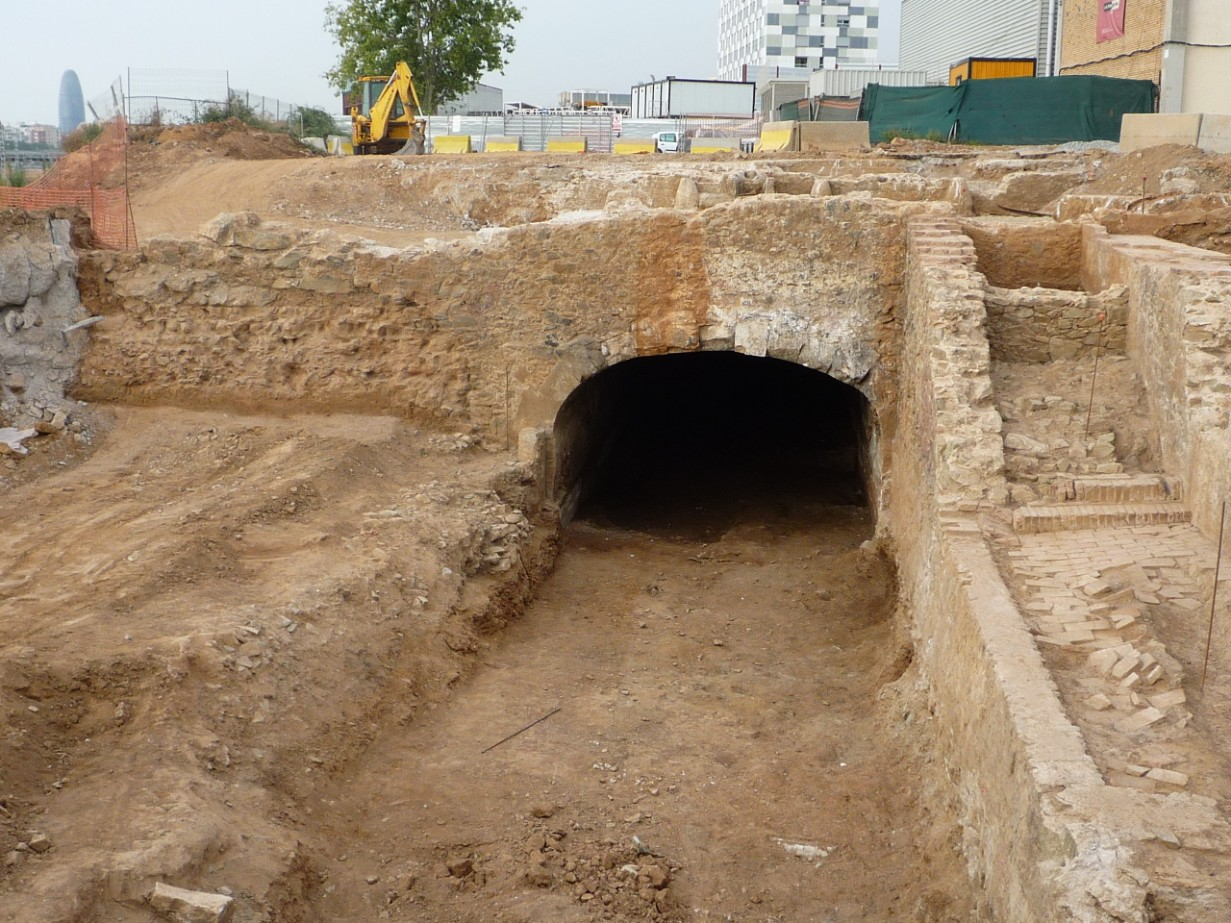
Rec Comtal.

La breu ocupació islàmica de la ciutat, de tot just 83 anys, no va deixar una especial empremta. La població de la Barshilūna (برشلونة) musulmana va continuar sent majoritàriament cristiana, ja que els invasors no van intentar convertir-los a l'islam. Els valís àrabs van habilitar una guarnició militar a la ciutat, i possiblement van convertir la catedral en una mesquita, com va passar en altres ciutats, encara que no hi ha indicis d'això.

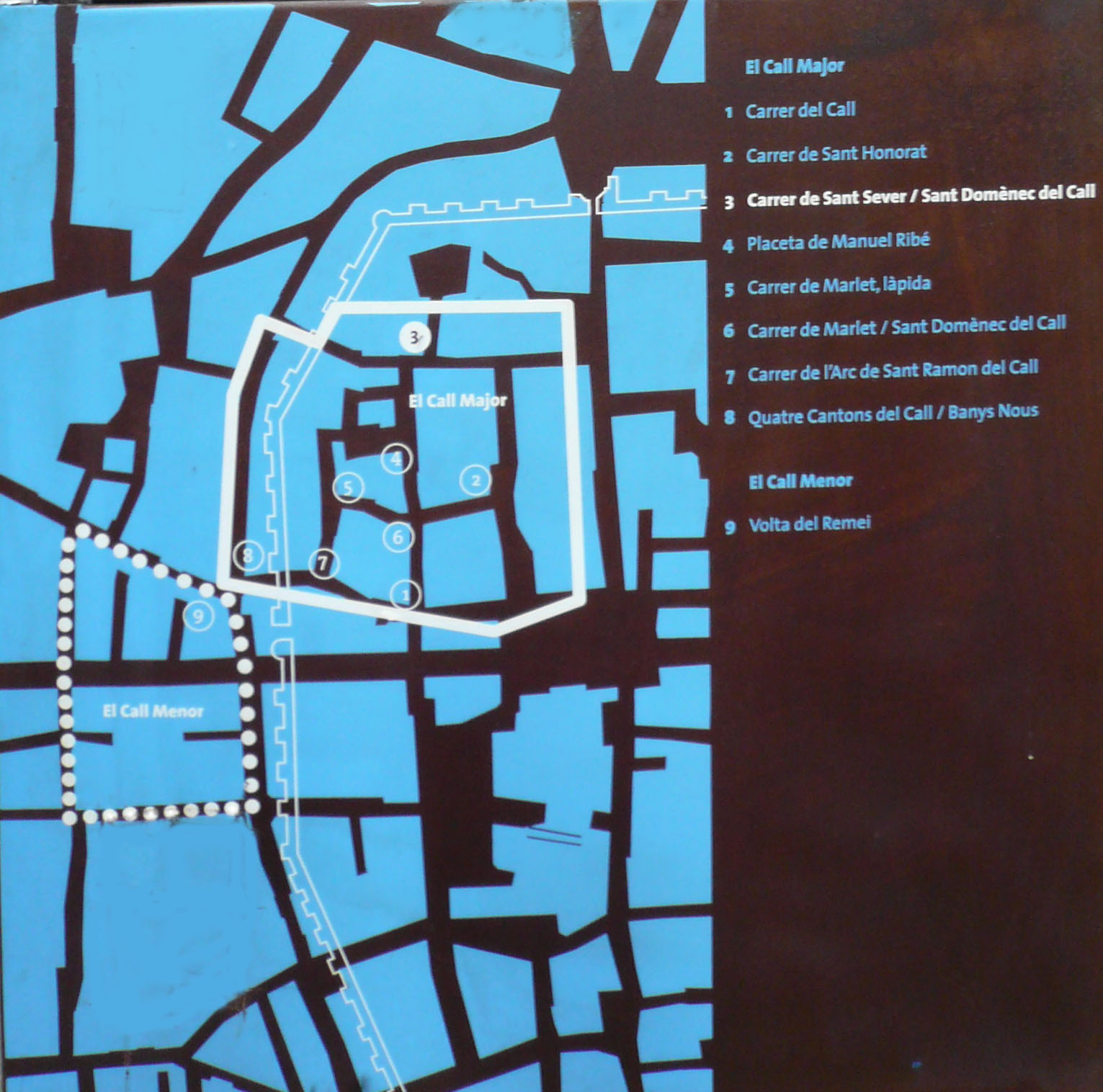
Situació del Call de Barcelona superposat als carrers actuals (la plaça del centre a la dreta és la plaça de Sant Jaume).

Posteriorment, la ciutat va caure sota dependència de l'Imperi Carolingi, que abasta des de la conquesta de Lluís I el Pietós el 801 fins a l'ofensiva dirigida per Almansor el 985. En aquesta època va ser restaurada la catedral, gràcies a la iniciativa del bisbe Frodoí cap a l'any 877, en ocasió del trasllat de les restes de santa Eulàlia a la cripta de la catedral. Durant els aproximadament dos segles que va durar la influència carolíngia a Barcelona, la ciutat comptava a més de la catedral amb les esglésies urbanes de Sant Jaume, Sant Miquel i Sants Just i Pastor, a més de les localitzades extramurs de Santa Maria del Pi, Santa Maria del Mar i els monestirs de Sant Pau del Camp i Sant Pere de les Puel·les; totes aquestes esglésies van ser reformades posteriorment en altres estils. Al voltant del segle x es van formar també diverses parròquies i nuclis de població a la rodalia de la ciutat, com Sant Genís dels Agudells, Sant Andreu de Palomar, Sant Joan d'Horta, Sant Gervasi de Cassoles i Sant Martí de Provençals.
Durant l'època medieval Barcelona tenia un barri jueu, el Call, situat entre els actuals carrers de Ferran, Banys Nous, Palla i Bisbe. Fundat al 692, va perviure fins a la seva destrucció el 1391 en un assalt xenòfob. Estava separat de la resta de la ciutat per una muralla, i tenia dues sinagogues (Major, actualment un museu, i Menor, avui dia parròquia de Sant Jaume), banys, escoles i hospitals.
El desenvolupament de l'agricultura al pla de Barcelona es va consolidar amb la construcció, a mitjan segle x —i segurament pel comte Miró—, de dos canals que dirigien les aigües del riu Llobregat i del Besòs als voltants de la ciutat: la del Besòs era coneguda com a Rec Comtal o Regomir, i era paral·lela a la Strata Francisca, una via que suposava una variant de l'antiga Via Augusta romana, i que va ser construïda pels francs per aproximar millor la ciutat al centre de l'Imperi Carolingi.

### Romànic

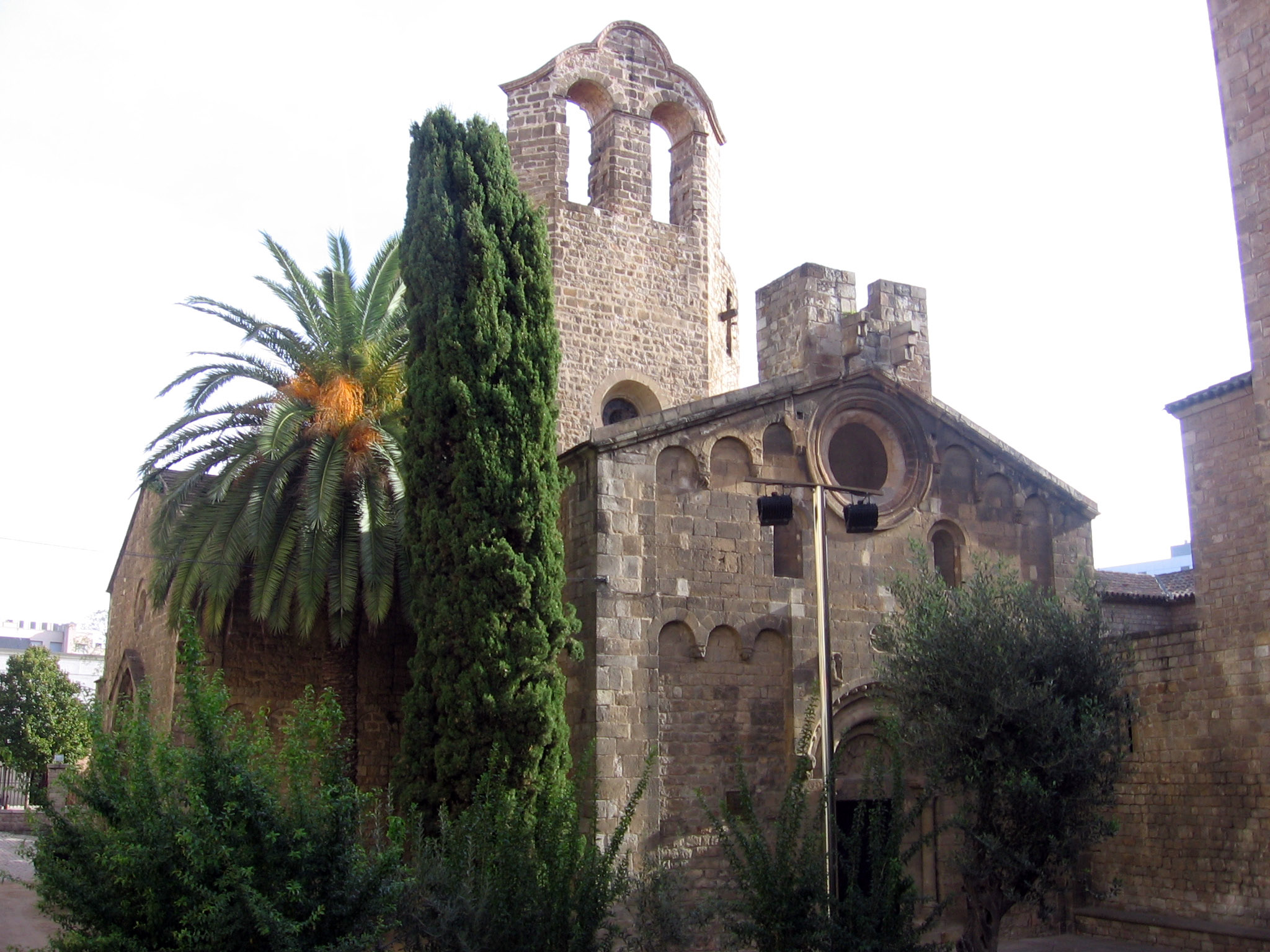
Sant Pau del Camp.

L'art romànic, desenvolupat des de prop de l'any 1000 fins al segle xiii, està lligat a la creació dels comtats catalans —dels quals el Comtat de Barcelona va adquirir preeminència sobre la resta—, que progressivament van anar guanyant autonomia de l'Imperi Carolingi, alhora que van anar recuperant terreny als regnes islàmics. Es va establir el feudalisme com a règim imperant, i van sorgir les llengües romàniques, entre les quals figura el català. Al comtat, les principals influències van provenir de Llombardia i de les escoles provençal i tolosana, si bé es van crear noves tipologies en l'ús de la pedra i en la coberta de grans superfícies amb volta que permeten parlar d'un romànic autènticament català. L'arquitectura romànica destaca per l'ús de voltes de canó i arcs de mig punt, amb murs de pedra treballada en carreus sobre un nucli de maçoneria. Les esglésies són d'una o tres naus, amb creuer ample i girola en alguns casos, a més de la presència d'un o diversos absis a la part posterior.
Poc se sap de la catedral d'època romànica, excepte que va ser consagrada el 1058, el que permet suposar que havia de ser un edifici diferent del paleocristià o preromànic. Probablement, ocupava l'espai central de l'actual catedral gòtica i, si seguia el model d'altres esglésies de l'època, havia de tenir tres naus amb tres absis esglaonats i pòrtic d'entrada. Tenia un campanar que limitava amb el Palau Comtal. Del segle xi és també l'església de la Mare de Déu del Coll, situada al peu del turó del Carmel, de la qual es conserva el cos central i el campanar, mentre que els altres elements actuals de l'església són del segle xx.

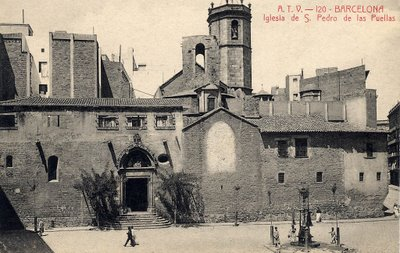
Sant Pere de les Puel·les.

El principal exponent de l'art romànic a Barcelona és el monestir de Sant Pau del Camp, totalment reformat entre els segles xii i xiii. L'església té planta de creu grega coberta amb voltes de canó i una cúpula de planta octogonal que sobresurt en l'exterior en forma de torre, amb tres absis i un petit claustre de columnes aparellades. La façana té un timpà amb una imatge de Jesús entre els sants Pere i Pau, amb el Tetramorf i la mà de Déu.

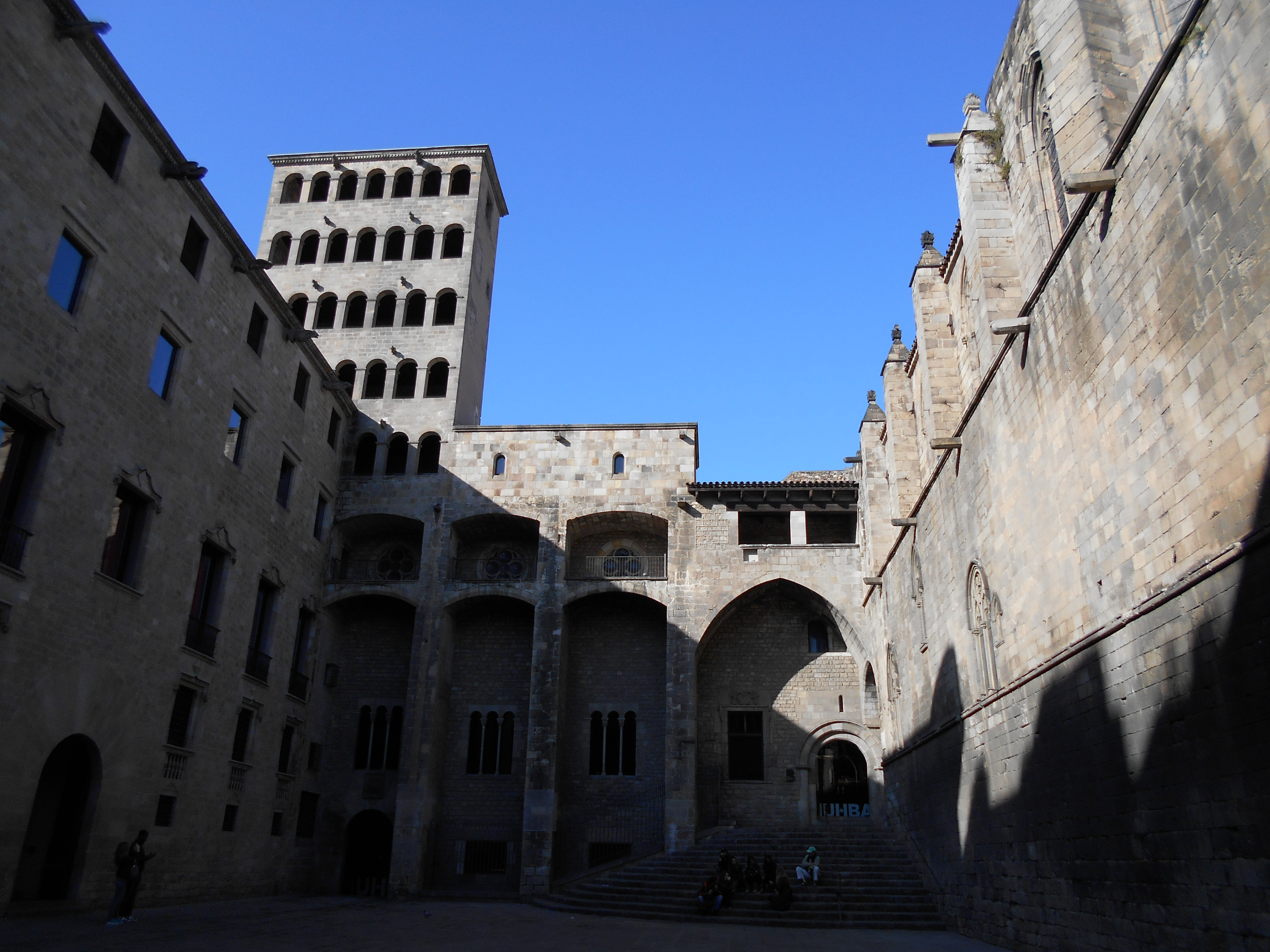
Palau Reial Major.

Al segle xii va ser reformat també el monestir de Sant Pere de les Puel·les, fundat l'any 945 pel comte Sunyer, però reconstruït en estil romànic abans de 1147, data en què va ser consagrada l'església. Tenia una planta en forma de creu, amb atri, claustre i diverses dependències monàstiques. A mitjan segle es va crear el monestir de Santa Anna, amb planta de creu llatina d'una nau i capçalera rectangular; el claustre és del segle xv, de dos pisos, amb una galeria inferior d'arcs apuntats amb columnes quadrilobulades. Del segle xii són també: l'església de Sant Llàtzer, a la plaça del Pedró, que formava part d'una antiga leproseria; i la capella d'en Marcús, pertanyent a un antic hospital per a pobres, amb planta rectangular i un absis que va ser demolit el 1787. D'aquesta època seria també probablement l'església de Sant Joan d'Horta, al voltant de la qual es va crear el municipi d'Horta, destruïda en els successos de la Setmana Tràgica de 1909.

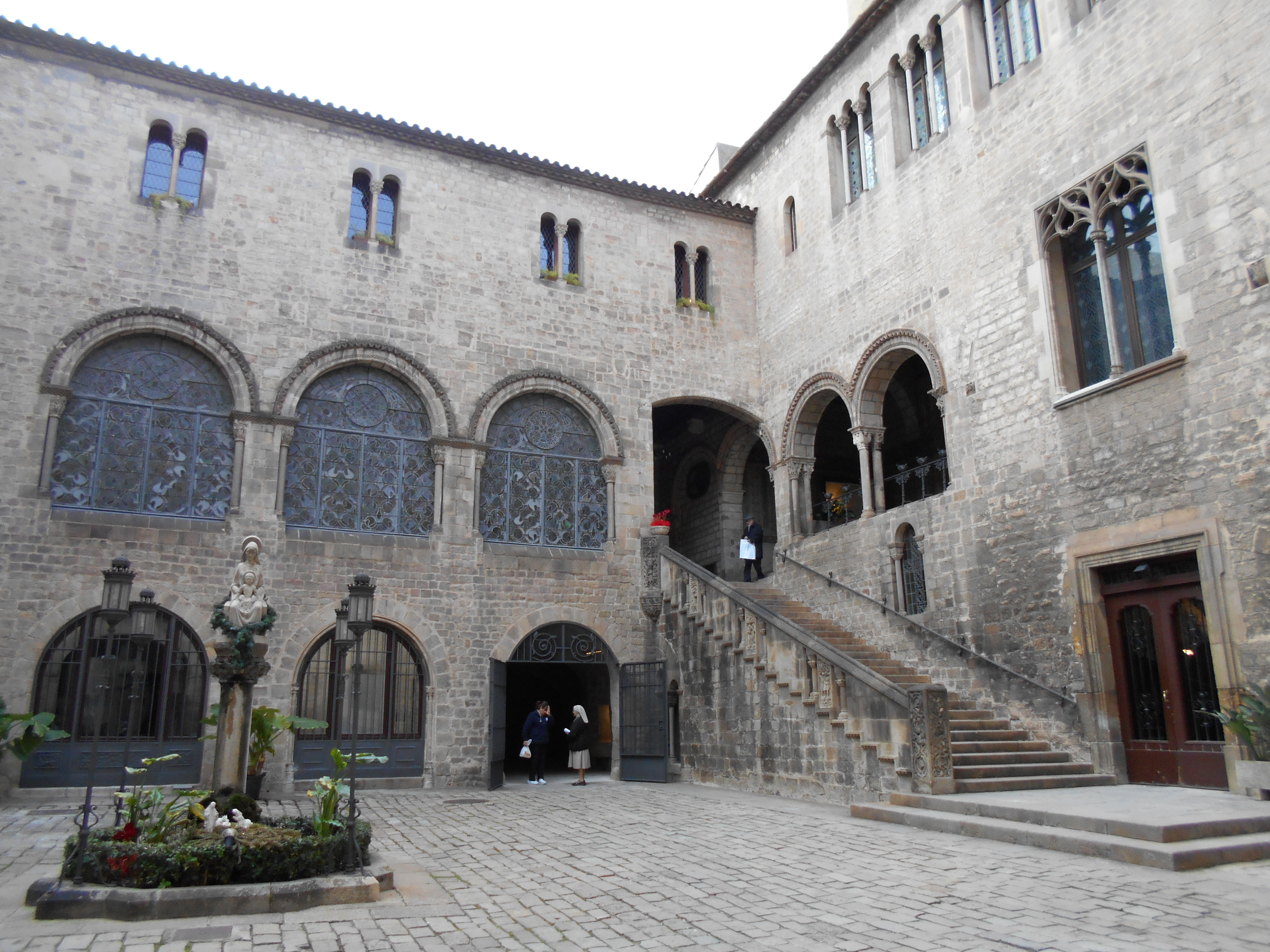
Palau Episcopal de Barcelona.

Al segle xiii el romànic va anar evolucionant cap a formes que apuntaven al nou estil gòtic. En aquest període, la puixança de la ciutat en l'àmbit administratiu i econòmic va comportar la construcció de nombrosos edificis públics i palaus per la noblesa i el clergat. El principal exponent va ser el Palau Comtal, posteriorment Palau Reial Major, que durant els segles xii i xiii va ser àmpliament remodelat, passant del que en un inici va haver de ser segurament una construcció fortificada a un palau plenament senyorial. No obstant això, del palau romànic, reformat posteriorment en estil gòtic, subsisteixen tan sols les voltes de canó que hi ha sota el Saló del Tinell, les façanes nord i sud i les finestres de la façana principal, tapiades en construir-se el Tinell.
Un altre exponent va ser el Palau Episcopal de Barcelona, construït entre els segles xii i xiii. Tenia una estructura de tres pisos amb pati central, del qual destaquen unes arcades de mig punt en el costat nord-occidental, amb unes columnes amb capitells decorats que són un dels escassos exemples que es conserven de l'escultura romànica civil de la ciutat. Aquest palau comprenia la capella de Santa Llúcia (1257), integrada actualment al claustre de la catedral, de reduïdes dimensions i planta quadrada, coberta per una volta apuntada, fet que apunta ja al gòtic.
La prosperitat guanyada amb l'expansió territorial va propiciar els primers assentaments extramurs de la ciutat, un cop allunyat el perill de les incursions musulmanes. Es van crear diversos nuclis de població (vila nova), generalment al voltant d'esglésies i monestirs: així va ocórrer al voltant de l'església de Santa Maria del Mar, on es va crear un barri de caràcter portuari; igualment a l'església de Sant Cugat del Rec, de caràcter agrari; el barri de Sant Pere al voltant de Sant Pere de les Puel·les; el barri del Pi va sorgir al voltant de l'església de Santa Maria del Pi; i el Mercadal, entorn del mercat del Portal Major. La creació d'aquests nous barris va obligar a ampliar el perímetre emmurallat, per la qual cosa el 1260 es va construir una nova muralla des de Sant Pere de les Puel·les fins a les Drassanes, de cara al mar. El nou tram era de 5 100 m, i englobava una àrea d'1,5 km². El recinte comptava amb vuitanta torres i vuit noves portes, entre les quals es trobaven diversos enclavaments de rellevància en l'actualitat, com el Portal de l'Àngel, la Portaferrissa o la Boqueria.

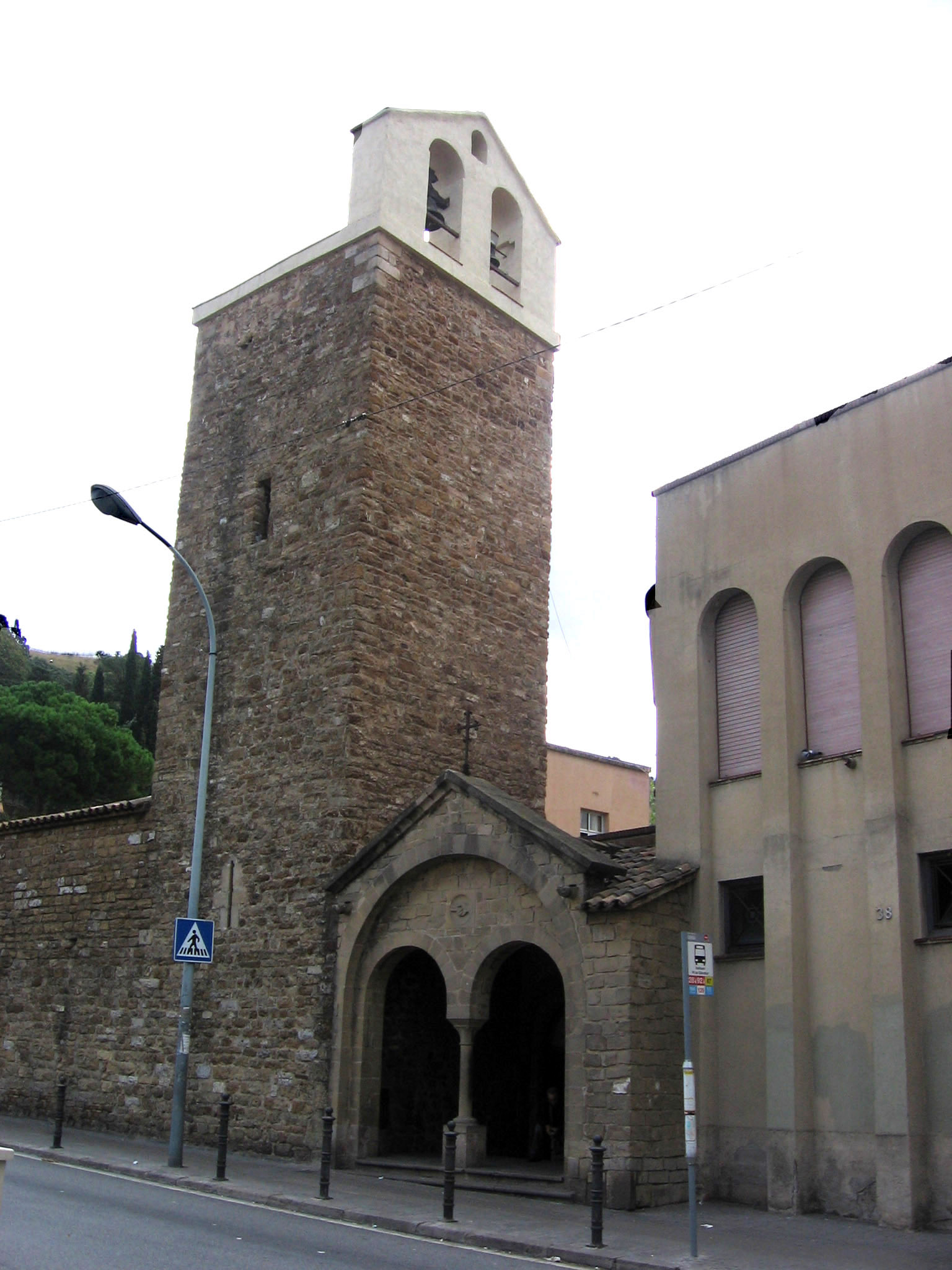
Església de la Mare de Déu del Coll.
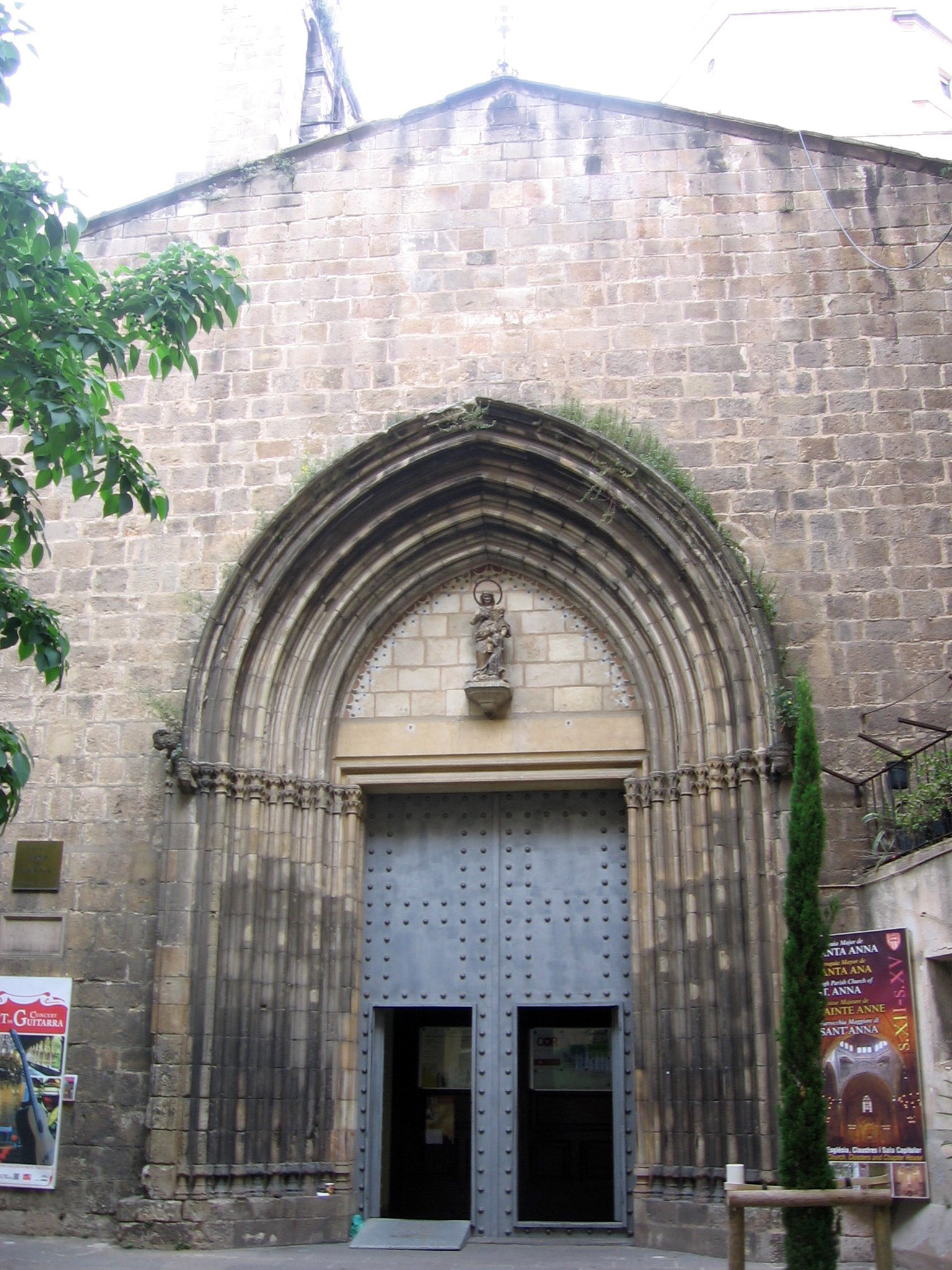
Monestir de Santa Anna.
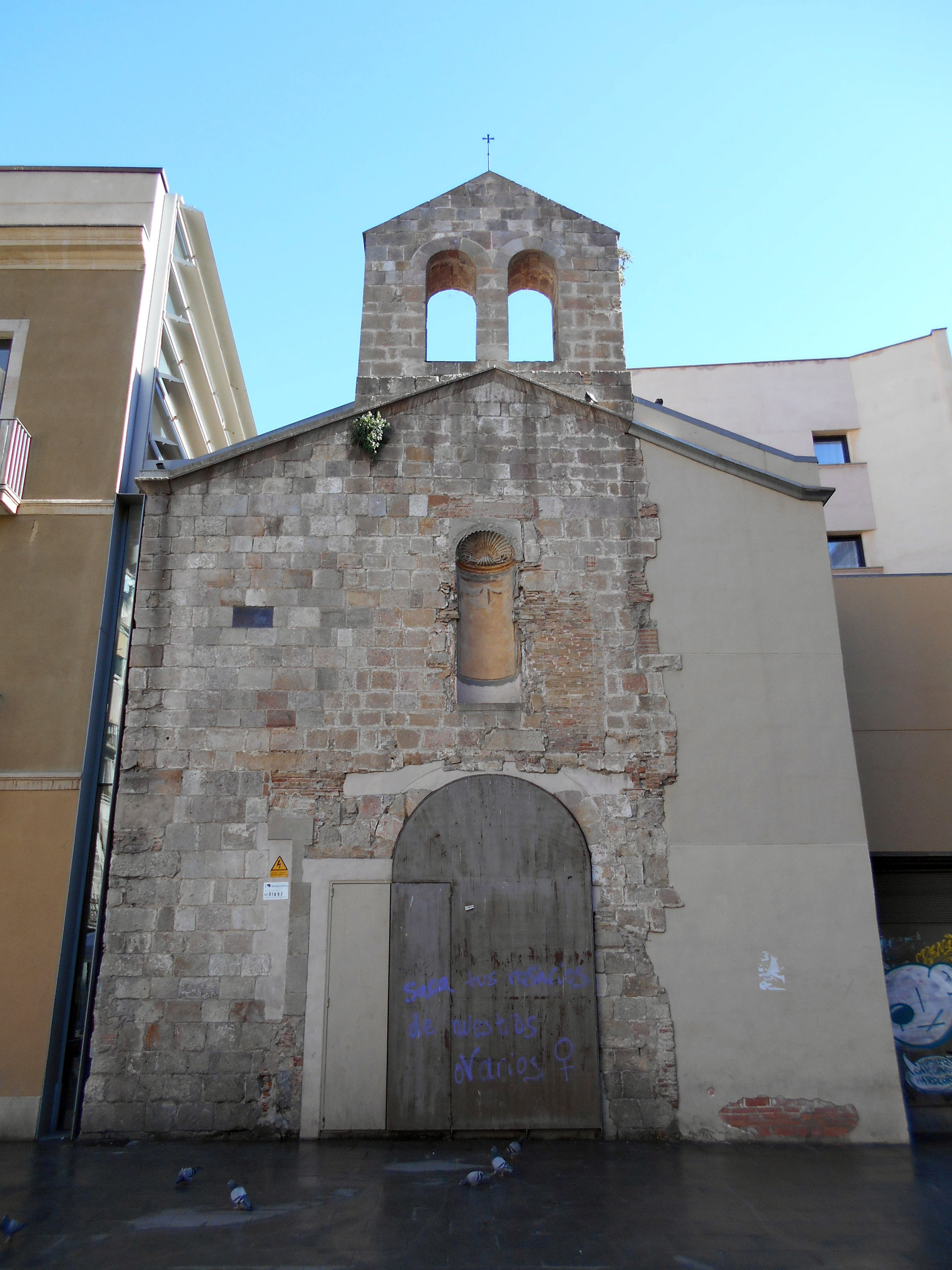
Església de Sant Llàtzer.
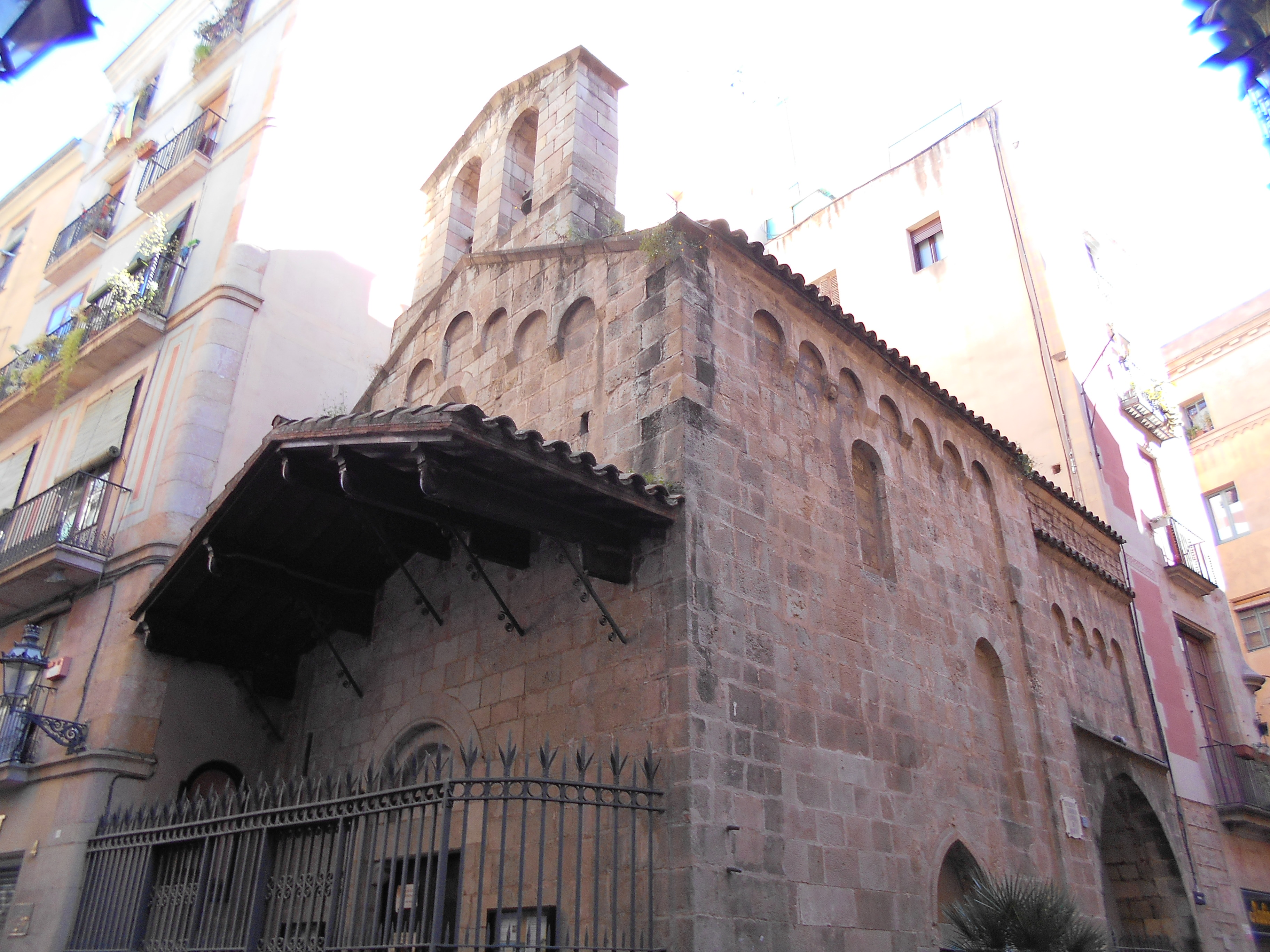
Capella d'en Marcús.
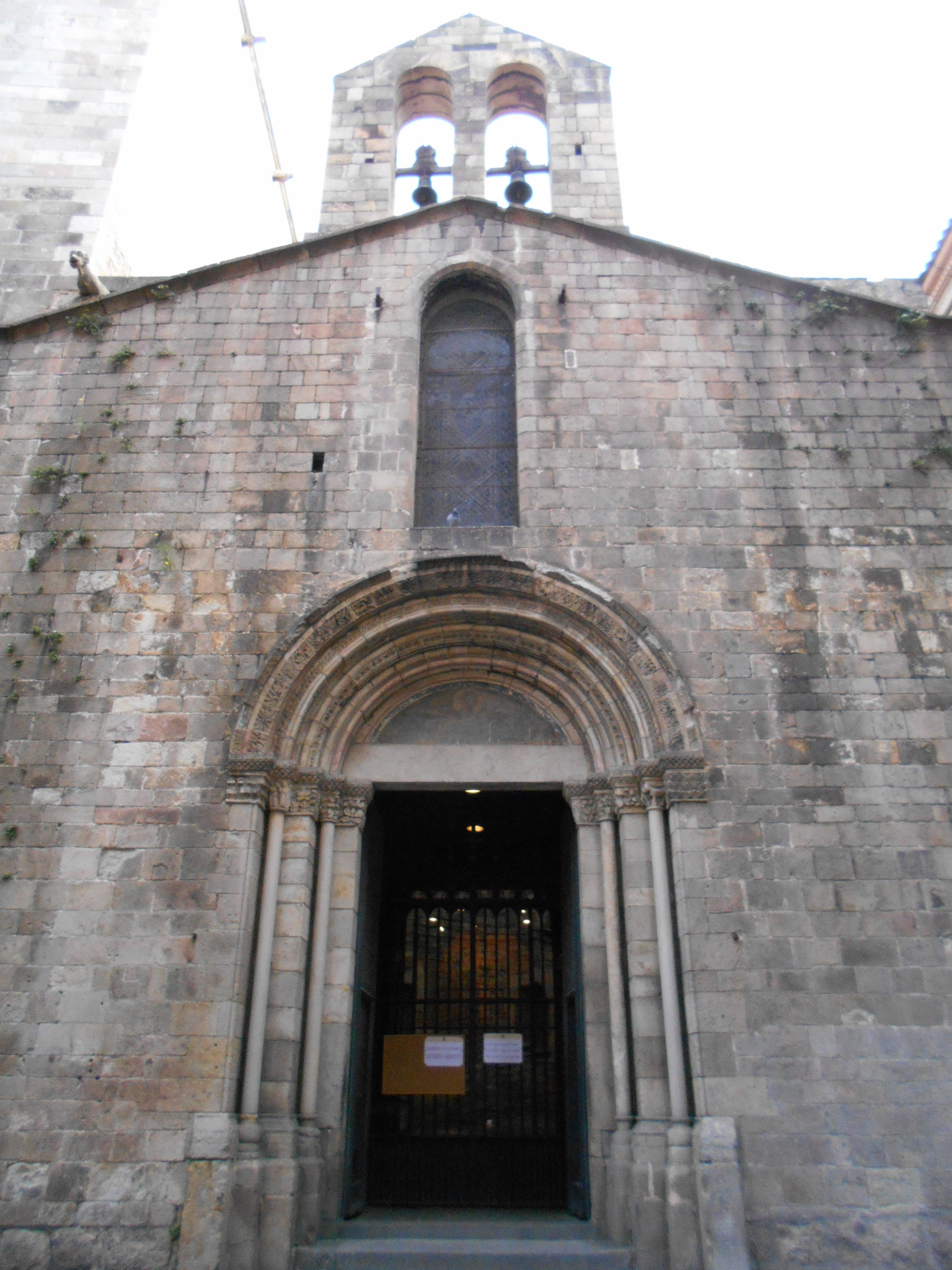
Capella de Santa Llúcia.
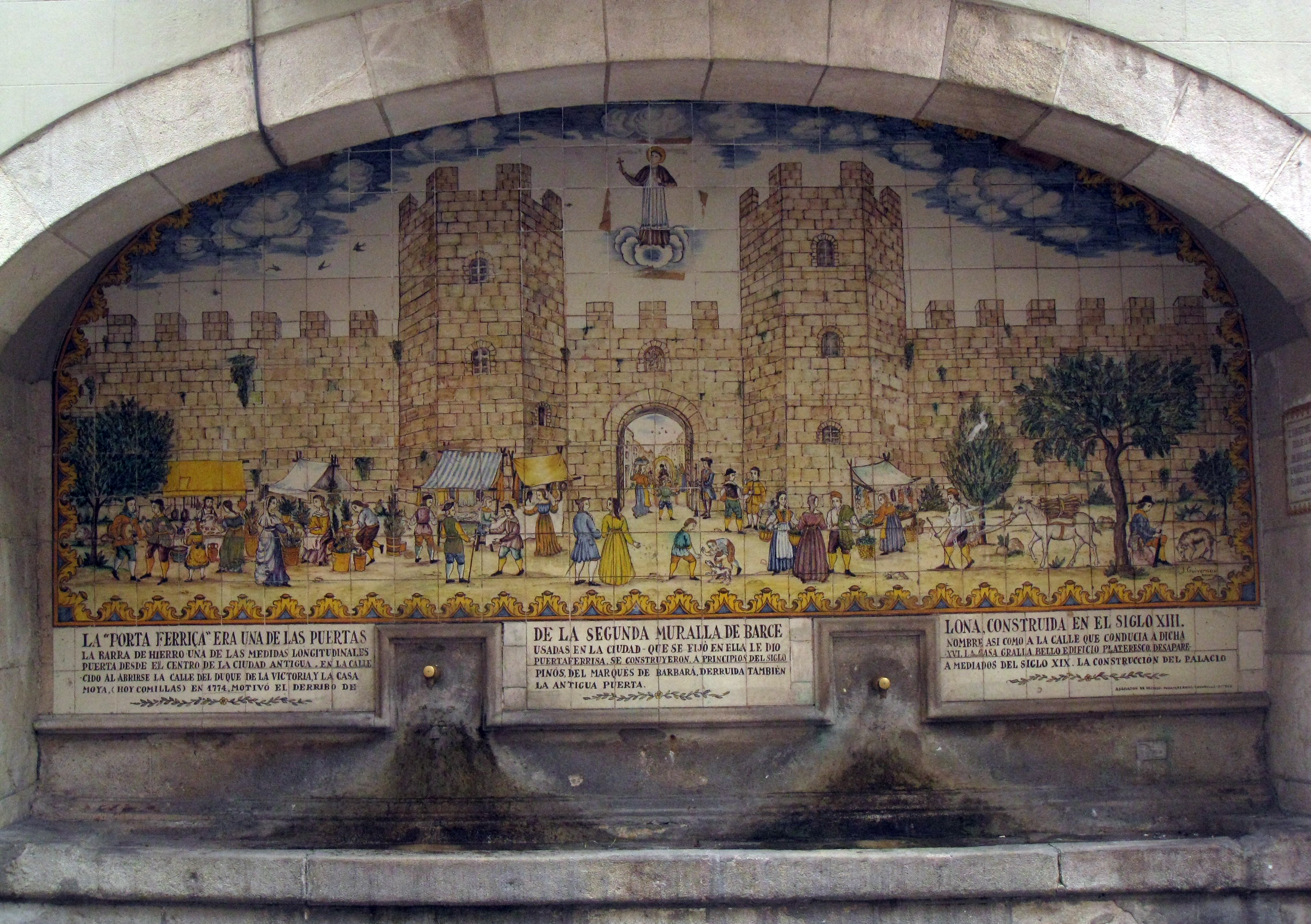
Portal de la Portaferrissa, a una imatge de ceràmica de la font homònima.

### Gòtic

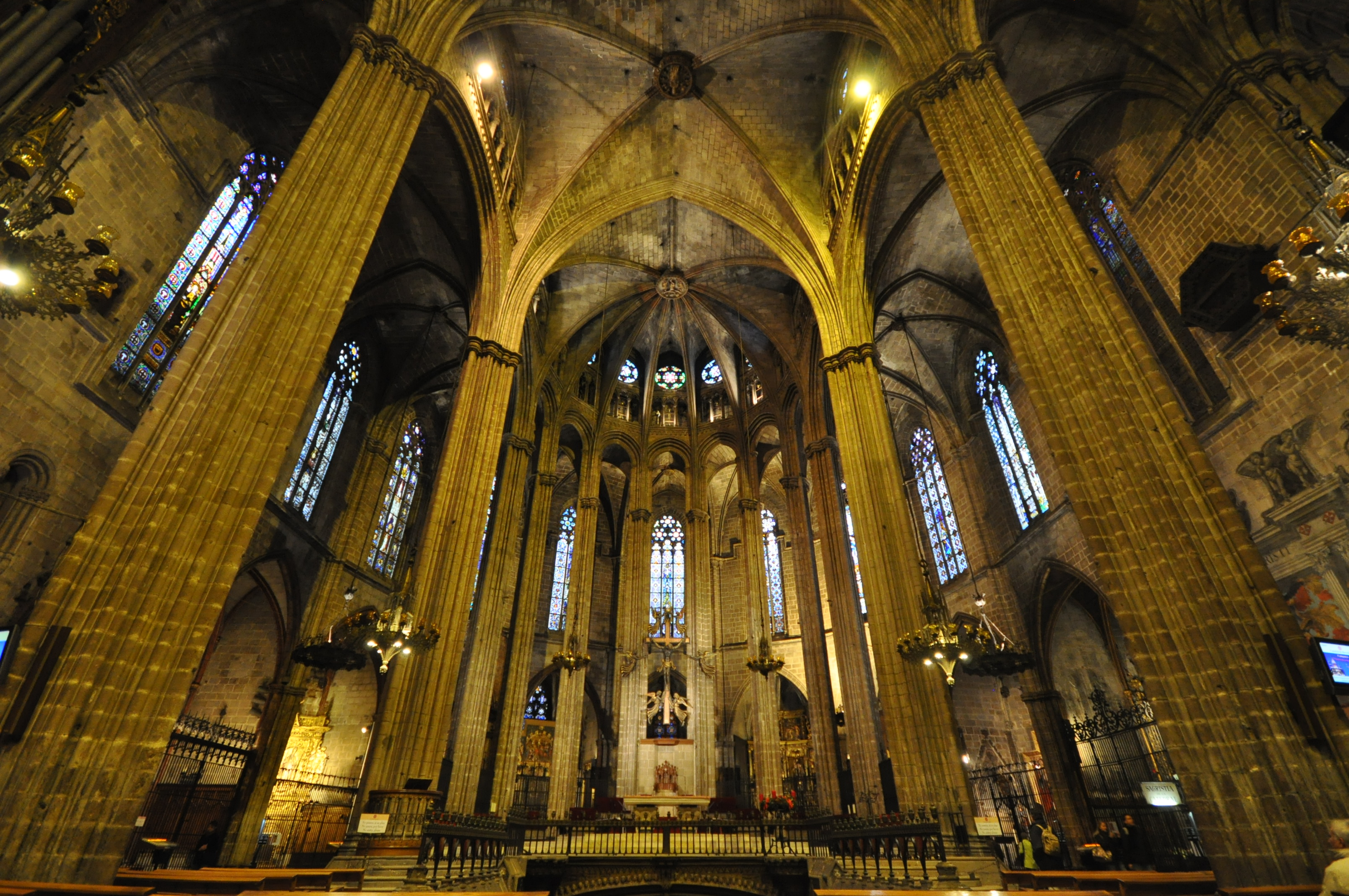
Catedral de la Santa Creu i Santa Eulàlia.

Desenvolupat entre els segles xiii i xvi, va ser una època de desenvolupament econòmic i d'expansió geogràfica: Barcelona es va convertir en un dels principals centres polítics, econòmics, socials, culturals i comercials de la Corona d'Aragó, i arribaria a ser una de les principals potències mediterrànies als segles xiii, xiv i xv, en competència amb Gènova i Venècia. L'arquitectura va patir una profunda transformació, amb formes més lleugeres, més dinàmiques, amb una millor anàlisi estructural que permetia fer edificis més estilitzats, amb més obertures i, per tant, millor il·luminació. Van aparèixer noves tipologies com l'arc apuntat i la volta de creueria, i la utilització de contraforts i arcbotants per sostenir l'estructura de l'edifici, el qual permetia interiors més amplis i decorats amb vitralls i rosasses.
Des de mitjan segle xiii es van introduir a Barcelona les esglésies plenament gòtiques, caracteritzades per la planta d'una nau amb capçalera poligonal flanquejada per capelles laterals entre contraforts. Aquestes esglésies van ser promogudes als seus inicis principalment per franciscans i dominics, i van ser els seus primers exponents les esglésies-monestir de Santa Caterina i Sant Francesc. La de Santa Caterina, de l'orde dominic —enderrocada el 1837 i substituïda pel mercat del mateix nom—, va ser fundada el 1243, i tenia nau única de set trams amb capelles laterals i capçalera heptagonal. L'església de Sant Francesc (1247-1297) tenia una nau amb set trams, amb capelles laterals i absis poligonal; es trobava a l'actual plaça del Duc de Medinaceli, fins que va ser enderrocada el 1837. Entre els segles xiii i xiv es va construir també el convent del Carme —enderrocat el 1875—, de nau única amb capçalera poligonal i capelles laterals, amb coberta d'arcs diafragma que posteriorment va ser substituïda per una volta de creueria.
El 1298 es va iniciar la reforma gòtica de la Catedral de Barcelona, amb una estructura de tres naus amb girola i capelles dobles, i cripta amb la tomba de santa Eulàlia. La capçalera està inspirada en la Catedral de Narbona, amb deambulatori i corona de capelles radials. El projecte inicial és d'autor desconegut, mentre que entre 1317 i 1339 Jaume Fabre va completar la capçalera i la cripta; Bernat Roca es va encarregar entre 1365 i 1388 del creuer i els campanars, així com les voltes de les naus fins al rerecor; entre 1398 i 1405 Arnau Bargués va realitzar la sala capitular; als següents anys es va construir el claustre, sent mestres d'obres Jaume Solà, Bartomeu Gual i Andreu Escuder. La façana va ser construïda al segle xix, en estil neogòtic.

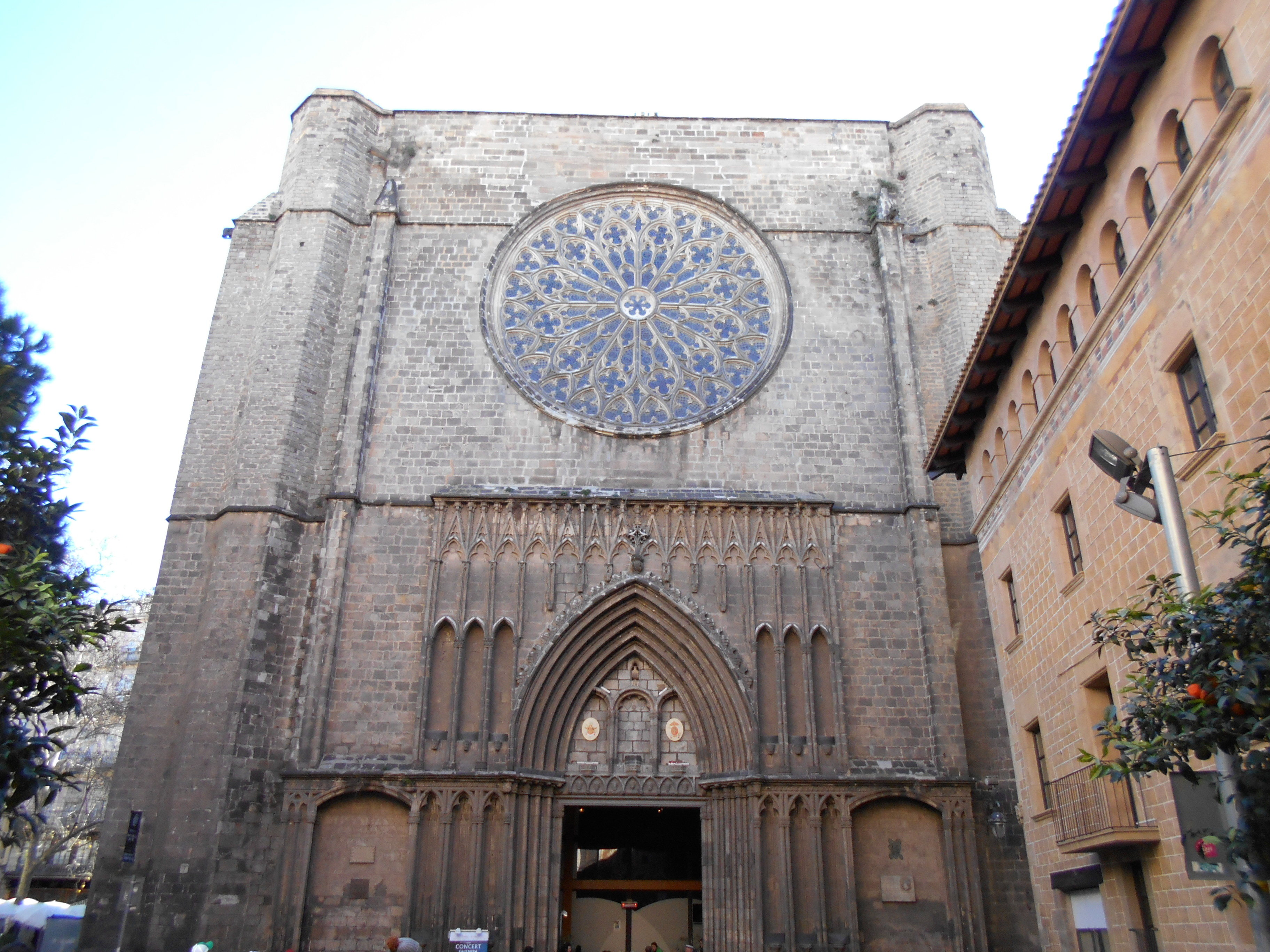
Santa Maria del Pi (1319-finals del)

Al costat de la catedral van sorgir un ampli conjunt d'esglésies, sent la primera la de Santa Maria del Pi, iniciada el 1319 i pràcticament conclosa a finals del segle xiv. Presenta una sola nau de set trams amb voltes de creueria, amb capelles entre els contraforts, seguint el tipus de les esglésies d'ordes mendicants. La façana destaca per la seva gran rosassa amb traceries radials, comparable a les de Sant Cugat del Vallès i la Catedral de Tarragona. Al costat de l'església es troba el campanar, de planta octogonal. Al seu traçat van intervenir mestres d'obres com Guillem Abiell, Francesc Basset i Bartomeu Mas.

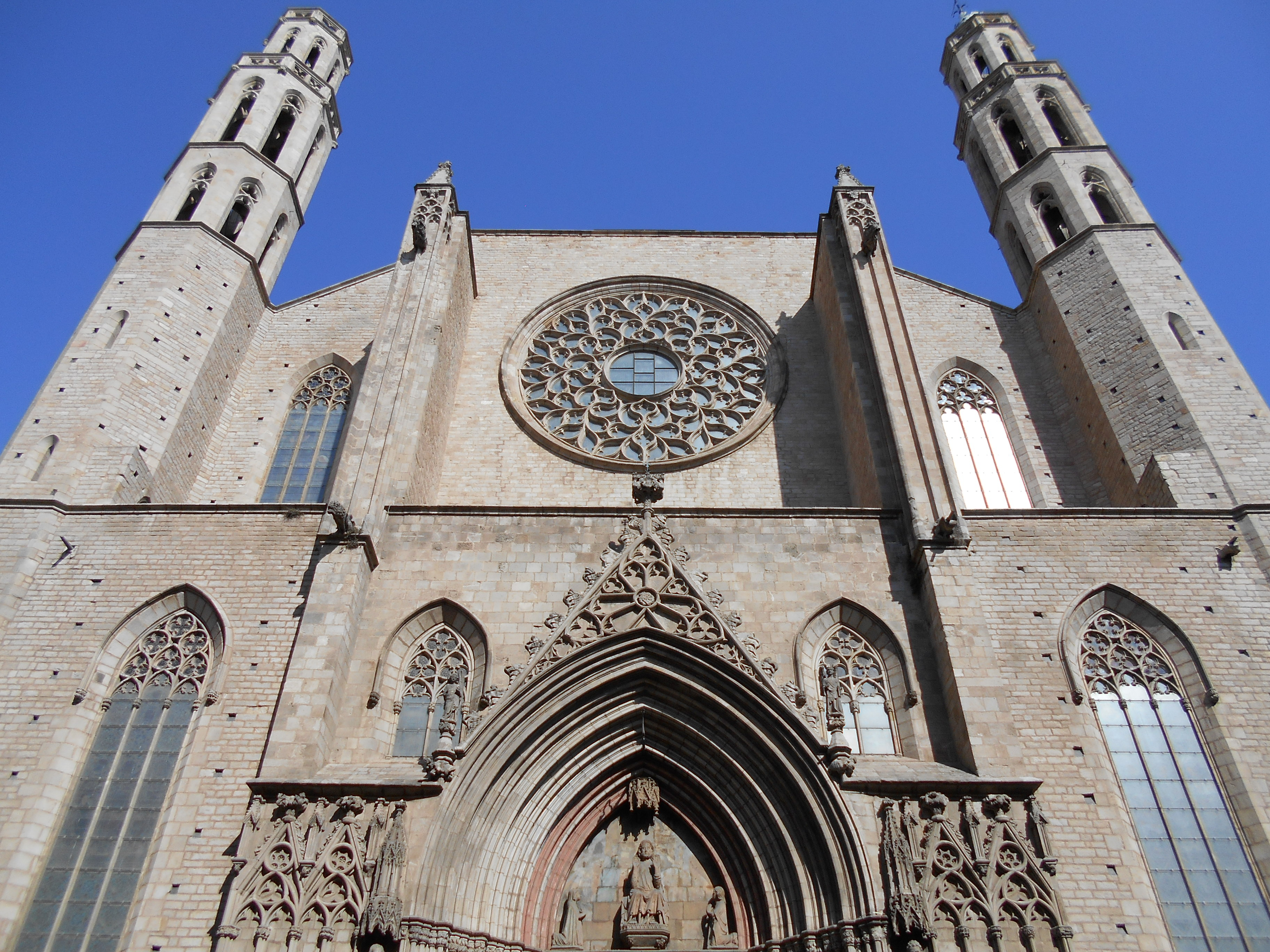
Santa Maria del Mar (1329-1384).

Poc després va sorgir el monestir i església de Santa Maria de Pedralbes, de l'orde de les clarisses, fundat el 1326 per iniciativa de la reina Elisenda de Montcada, amb intervenció dels mestres d'obres Antoni Nató i Guillem Abiell. L'església té nau única amb capçalera heptagonal, amb capelles baixes entre els contraforts del costat de la capçalera, i un cor al costat inferior de l'església. Posteriorment, entre els segles xiv i xv, es va construir el claustre, al voltant del qual hi ha les dependències monàstiques.
Li va seguir l'església de Santa Maria del Mar, un dels millors exponents del gòtic a la ciutat, construïda entre 1329 i 1384 sobre la primitiva església paleocristiana de Santa Maria de les Arenes, amb un projecte de Berenguer de Montagut, continuat per Ramon Despuig i Guillem Metge. Presenta tres naus separades per columnes octogonals, girola amb capelles radials i un interior ampli i diàfan, on destaca una magnífica rosassa vidriada.
Altres esglésies de l'època són: la dels Sants Just i Pastor (1342-1360), de Bernat Roca, amb una nau de cinc trams amb volta de creueria, capelles laterals amb absis, torre-campanar octogonal i una façana on destaca un finestral apuntat en compte de l'habitual rosassa; el convent de Sant Agustí Vell (1347-1507), danyat durant el setge de 1714 i que més tard va ser utilitzat com a caserna i actualment com a sala d'exposicions i seu de l'Arxiu Fotogràfic Municipal, del qual es conserva part del claustre, la nau lateral de l'església i el refectori; i l'església de la Santíssima Trinitat (1394) —actualment de Sant Jaume després de la desaparició de l'església homònima al segle xix—, construïda sobre l'antiga sinagoga menor del Call jueu, de la qual només es conserva d'època gòtica la nau i la porta, mentre que la capçalera és del segle xvii i la resta d'elements són afegits neogòtics del segle xix.

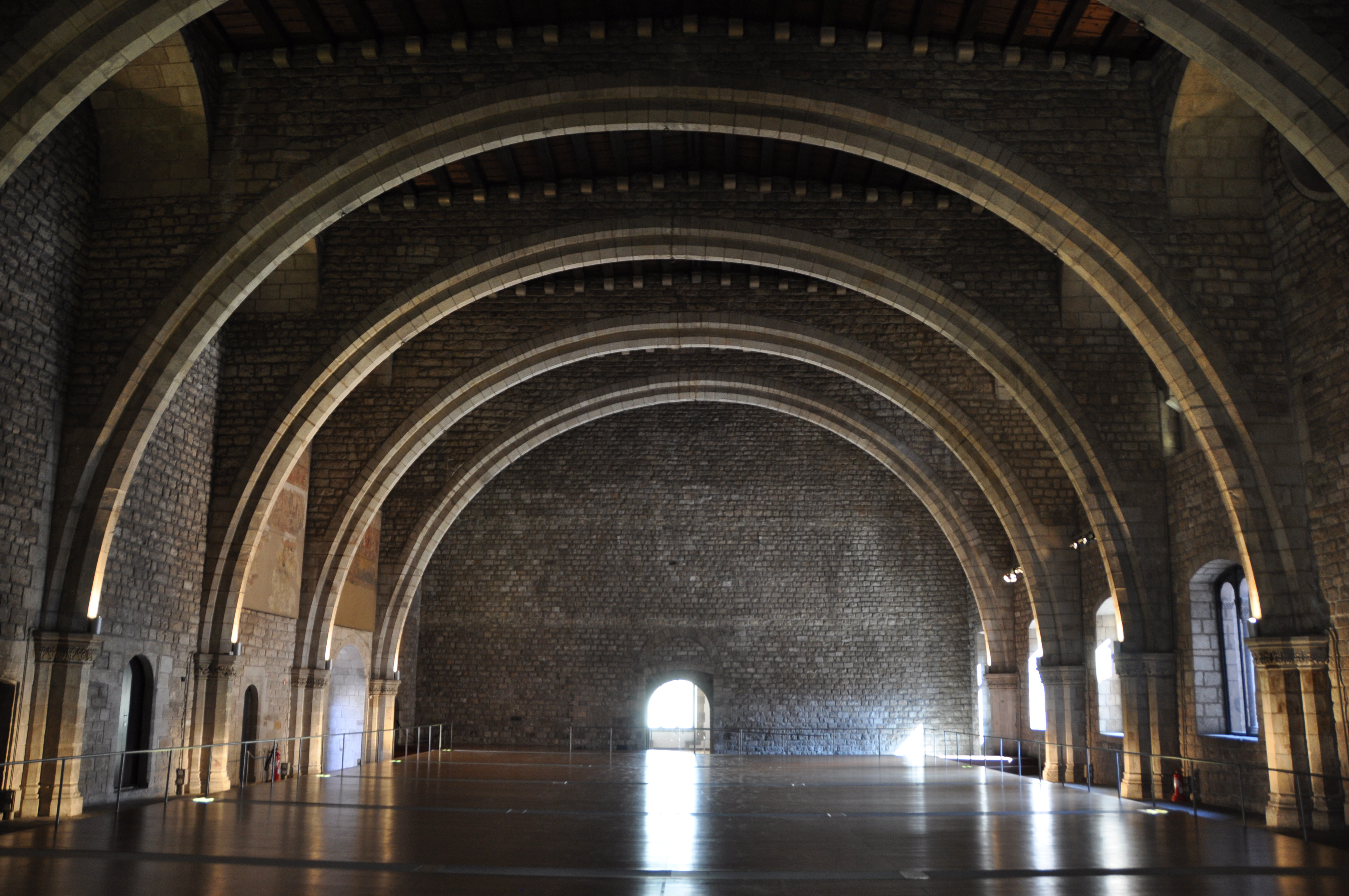
Saló del Tinell, Palau Reial Major (1359-1370).

També convé destacar a la perifèria de la ciutat l'església de Sant Martí de Provençals, d'origen incert tot i que va ser reconstruïda entre els segles xv i xvii en estil gòtic, de la qual destaca la seva façana, obra de Joan Aymerich, que presenta unes motllures flamígeres entrecreuades i un timpà amb una escultura de sant Martí de Tours; el monestir de Sant Jeroni de la Vall d'Hebron (1393), obra d'Arnau Bargués, amb església d'una nau de cinc trams amb volta de creueria i dues capelles entre els contraforts, destruït el 1835; i el convent franciscà de Santa Maria de Jesús (1427), situat al camí de Jesús —posterior passeig de Gràcia—, que constava de convent, claustre, església, cementiri i hort, destruït el 1808.
Al terreny civil va destacar el Palau Reial Major, reformat de l'anterior edifici romànic, al transcurs de les modificacions del qual es va enderrocar la major part de l'estructura anterior —només es van deixar les façanes—, i es va construir un gran saló de banquets i recepcions, la Cambra Major o Saló del Tinell, construït per Guillem Carbonell entre 1359 i 1370. Es tracta d'una sala rectangular, de 33,5 m de longitud i 17 m d'alçada, amb sis arcs diafragma de mig punt recolzats sobre uns petits pilars amb capitell, i sostre de fusta policromada. En aquesta època es va annexar al palau la capella de Santa Àgata, construïda entre 1302 i 1310 per Bertran Riquer, la qual consta d'una sola nau, amb sostre de fusta de dos vessants, recolzat en arcs diafragma; a l'altar es troba el Retaule del Conestable, de Jaume Huguet.
El mateix Carbonell va reformar entre 1367 i 1368 el Palau Reial Menor, situat a l'actual carrer d'Ataülf, un edifici originari del segle xii que havia pertanyut a l'Orde del Temple, que va ser reformat en estil gòtic amb noves dependències, com la Sala dels Cavalls, realitzada a imitació del Tinell, o la Cambra Blanca, destinada al rei. Aquest palau destacava igualment per un ampli jardí amb animals exòtics a manera de petit zoològic. Actualment, només es conserva la capella, reformada entre 1542 i 1547 per Andreu Matxí, el qual va substituir els anteriors arcs diafragmàtics per unes voltes de creueria, i va construir les capelles laterals; el 1868 Elies Rogent va reformar la façana.

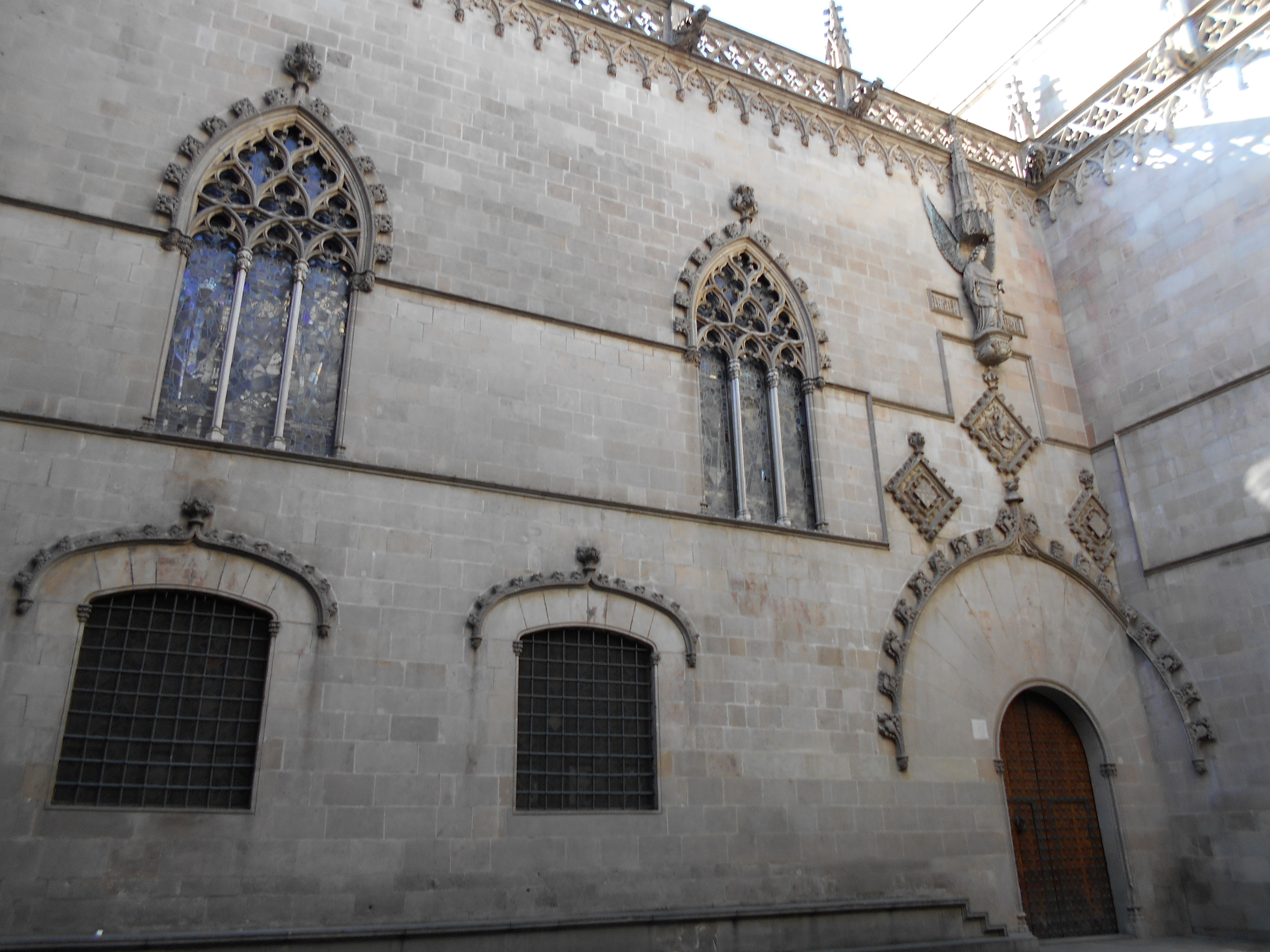
Façana gòtica de la Casa de la Ciutat (1400-1402).

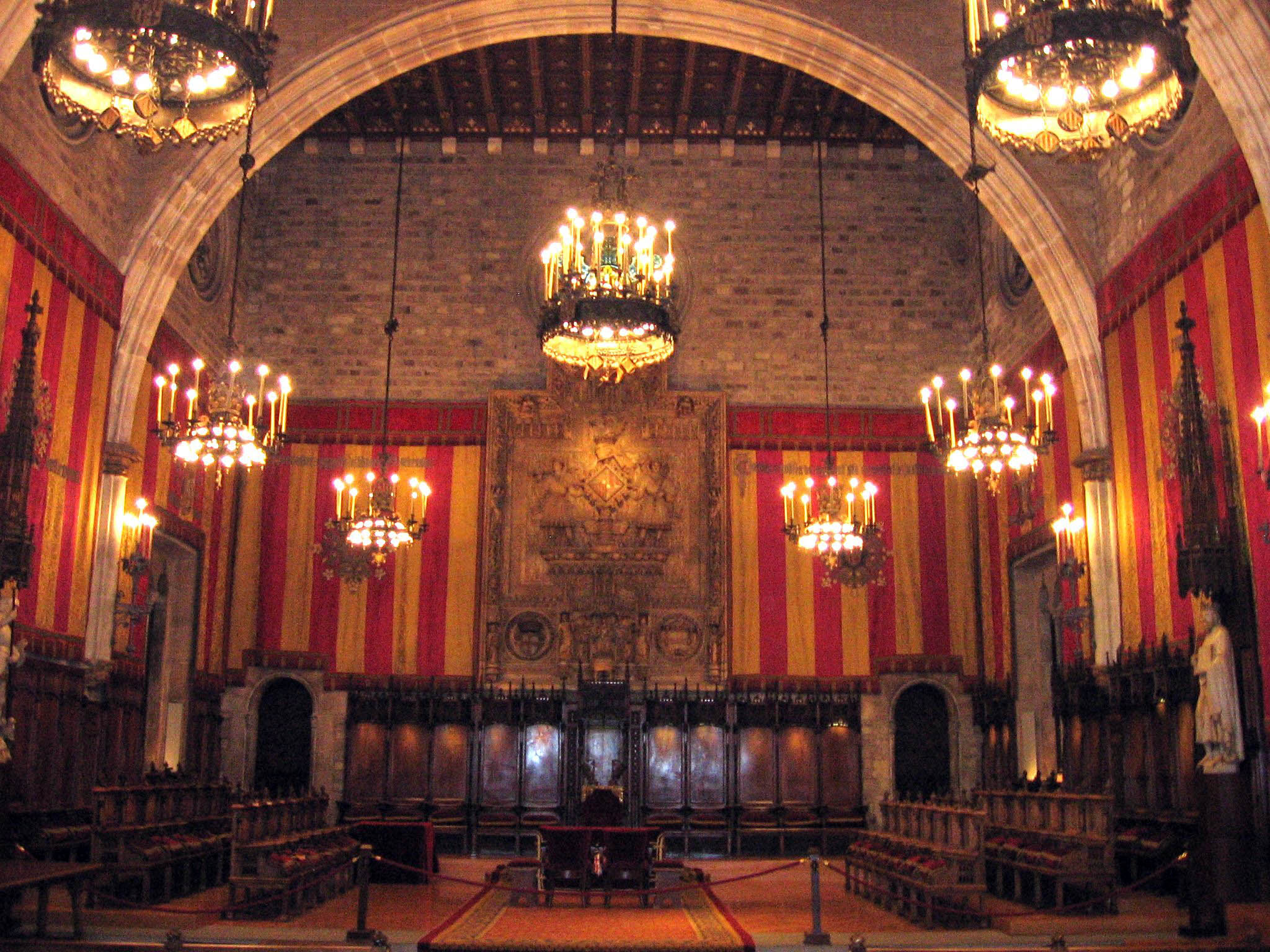
Saló de Cent, Casa de la Ciutat (1373).

En aquesta època es va crear la Casa de la Ciutat —seu de l'Ajuntament—, la qual consistia al començament en un saló construït al pati interior de la casa de l'escrivà del Consell de Cent, el grup de prohoms que dirigia la ciutat, les reunions del qual se celebraven fins aleshores al convent de Santa Caterina. Es va construir llavors el Saló de Cent, obra de Pere Llobet inaugurada el 1373. Entre 1400 i 1402 es va edificar una nova façana, a càrrec d'Arnau Bargués, on destaquen la porta de mig punt i una arcada cega sobre les obertures, així com la decoració escultòrica, de la qual sobresurt un Sant Rafael elaborat per Pere Sanglada; es tracta de la façana que dona al carrer de la Ciutat, ja que la façana principal actual, que dona a la plaça de Sant Jaume, és del segle xix, en estil neoclàssic.
Es va crear també llavors el Palau de la Generalitat de Catalunya —originalment una institució recaptadora d'impostos i actual seu del Govern de Catalunya—, situat en una antiga casa senyorial del Call, adquirida per les Corts Catalanes el 1401 després de l'expulsió dels jueus. Entre 1416 i 1418 va ser remodelat per Marc Safont, principalment pel que fa a la construcció d'una nova façana al carrer del Bisbe, executada en gòtic flamíger amb ornamentació escultòrica de Pere Johan. Posteriorment, el 1425, el mateix Safont va reformar la galeria de la planta noble, i entre 1427 i 1434 va construir la capella de Sant Jordi a l'espai on anteriorment hi havia una torre.

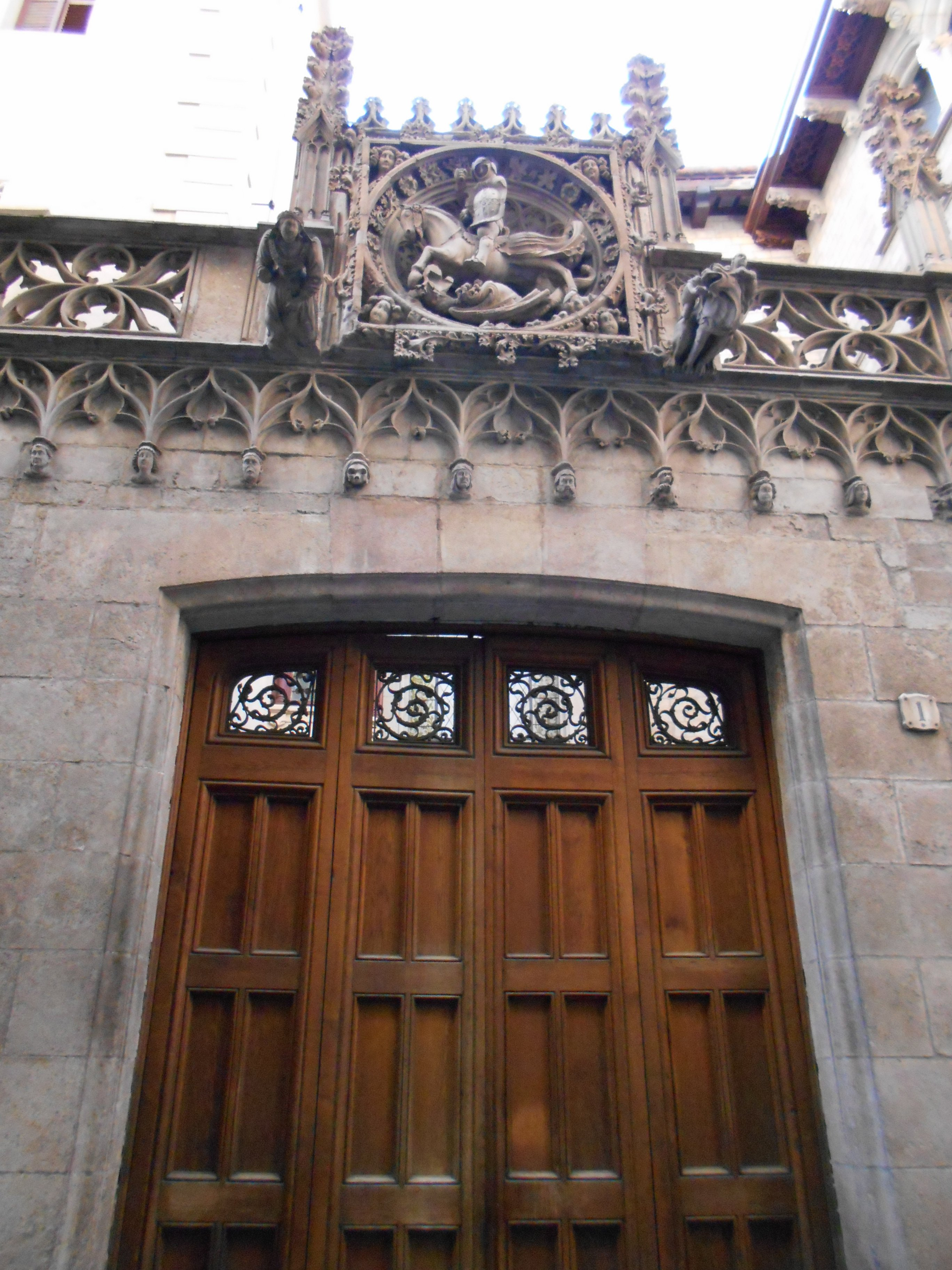
Palau de la Generalitat de Catalunya, façana gòtica amb el Sant Jordi de Pere Johan (1416-1418).

Altres exponents de l'arquitectura civil van ser: les Drassanes, construïdes entre els segles xiii i xiv amb una primera estructura al voltant d'un gran pati amb pòrtics i fortificat amb muralles i torres de defensa, que va ser ampliada a finals del segle xiv per Arnau Ferrer, el qual va cobrir el pati i va ampliar els pòrtics amb dos cossos de vuit naus cadascú; la Llotja de Barcelona es va construir entre 1380 i 1404 sobre un antic pòrtic a l'aire lliure, obra de Pere Llobet i Pere Arvei, tot i que de l'edifici gòtic tan sols queda la Sala de Contractació, que destaca per la seva monumentalitat (16 m d'alçada), de forma rectangular amb tres naus i uns grans arcs de mig punt que sostenen una teulada de fusta, una estructura que recorda la famosa Loggia dei Lanzi de Florència; l'Hospital de la Santa Creu es va construir entre 1401 i 1415 al Raval, amb un projecte inicial de Guillem Abiell, el qual va planificar un edifici rectangular de quatre cossos disposats al voltant d'un pati central, amb dos pisos, l'inferior resolt amb voltes de creueria i el superior amb teulada a dues aigües sobre arcs diafragma —actualment acull la Biblioteca de Catalunya i l'Escola Massana.

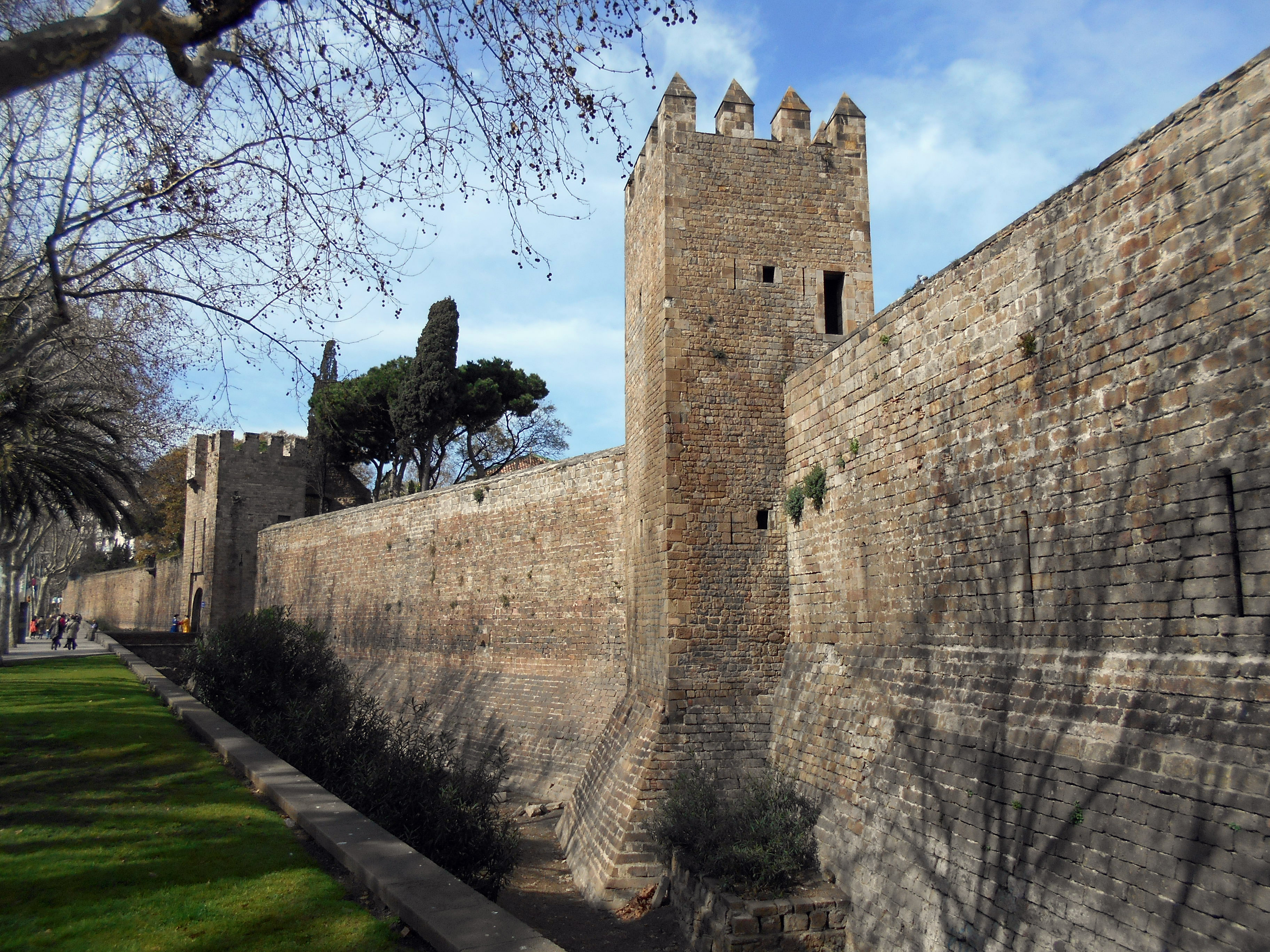
Muralla del Raval, amb el Portal de Santa Madrona (segles -)

En aquesta època van sorgir també nombroses cases de famílies nobles, generalment amb una tipologia basada en un mòdul quadrangular o rectangular, amb un pati interior que distribueix l'espai, i dos pisos comunicats per una escalinata, amb elements constructius basats en voltes de creueria, arcs apuntats i traceries calades. Alguns exponents són: el Palau Requesens (segle xiv), actual Reial Acadèmia de Bones Lletres; el palau Nadal (segle xiv), actual Museu d'Art Precolombí; la casa dels Canonges (segle xiv), que antigament acollia canonges de la catedral i actualment és la residència oficial del president de la Generalitat; el Palau Aguilar (mitjan segle xv), de Marc Safont, actual Museu Picasso; i la Casa Cervelló-Giudice (segle xv).
Una altra tipologia que va sorgir en aquest període va ser la de la masia rural, un tipus de casa pairal evolucionat de les granges fortificades romanes, que amb el temps es van convertir en autèntiques residències senyorials. Generalment, seguien un esquema basilical, amb una planta rectangular de cos central i galeria amb arcada, composta de dues plantes i golfes o graner. Una de les més antigues que es conserva és la de Can Vinyals de la Torre o Torre Rodona, a les Corts, original del segle x —època de la qual es conserva la base de la torre de defensa— però reformada al segle xiv. Del segle xv són Can Cortada, a Horta; Can Fuster, igualment a Horta; i la Torre Llobeta, a Nou Barris.
El continu creixement urbanístic va propiciar una nova prolongació del recinte emmurallat, amb la construcció de la muralla del Raval, a la zona occidental de la ciutat, que va englobar una superfície de 218 ha, amb un perímetre de 6 km. Les obres van durar al voltant d'un segle, des de mitjan segle xiv fins a mitjans del segle xv. El nou recinte urbà partia de les Drassanes, seguint les actuals rondes de Sant Pau, Sant Antoni, Universitat i Sant Pere, baixant per l'actual passeig de Lluís Companys fins al monestir de Santa Clara —en l'actual parc de la Ciutadella—, fins al mar —per l'actual avinguda del Marquès de l'Argentera. Actualment, només es conserva el Portal de Santa Madrona, a les Drassanes.

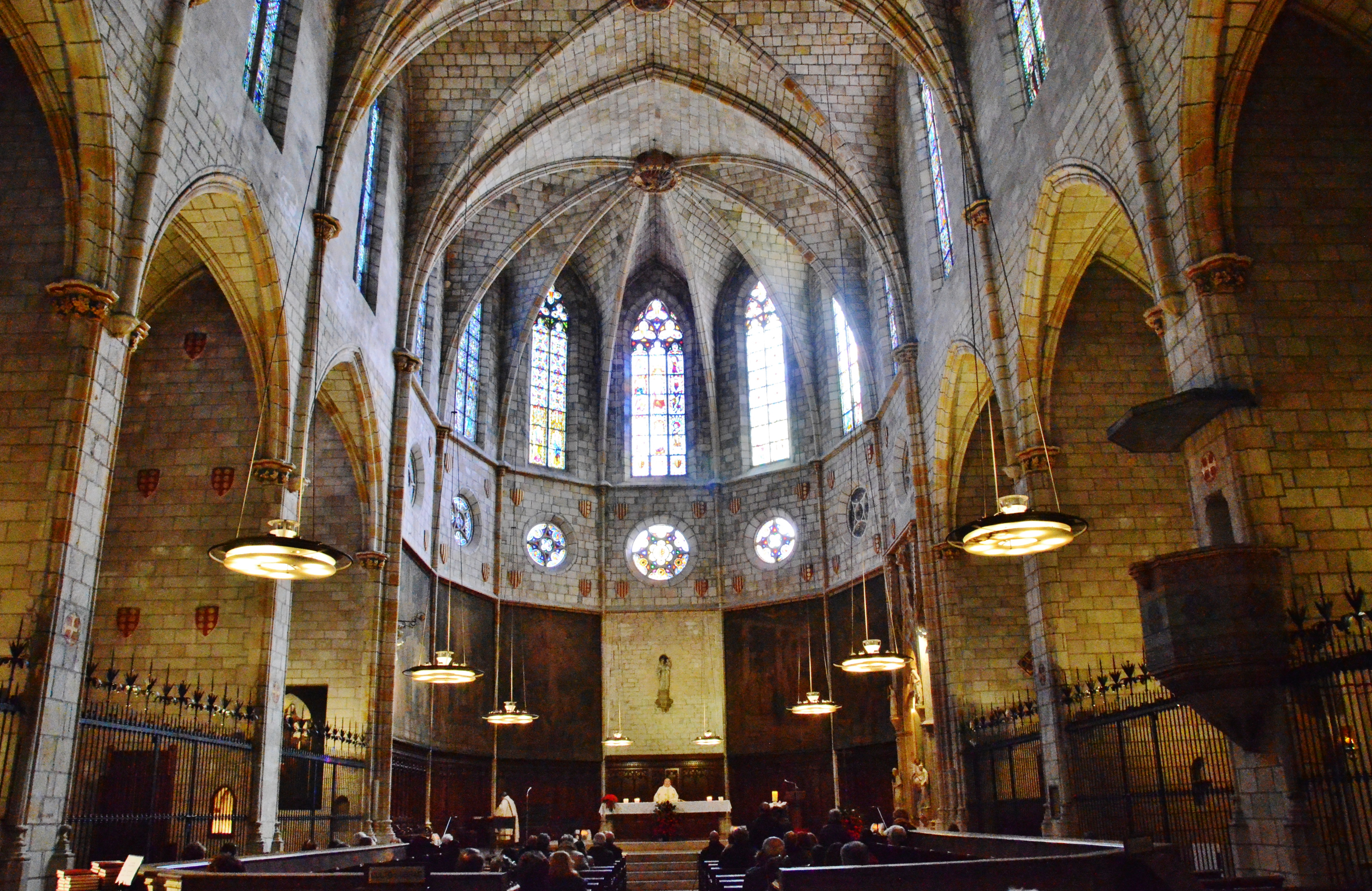
Santa Maria de Pedralbes (1326).
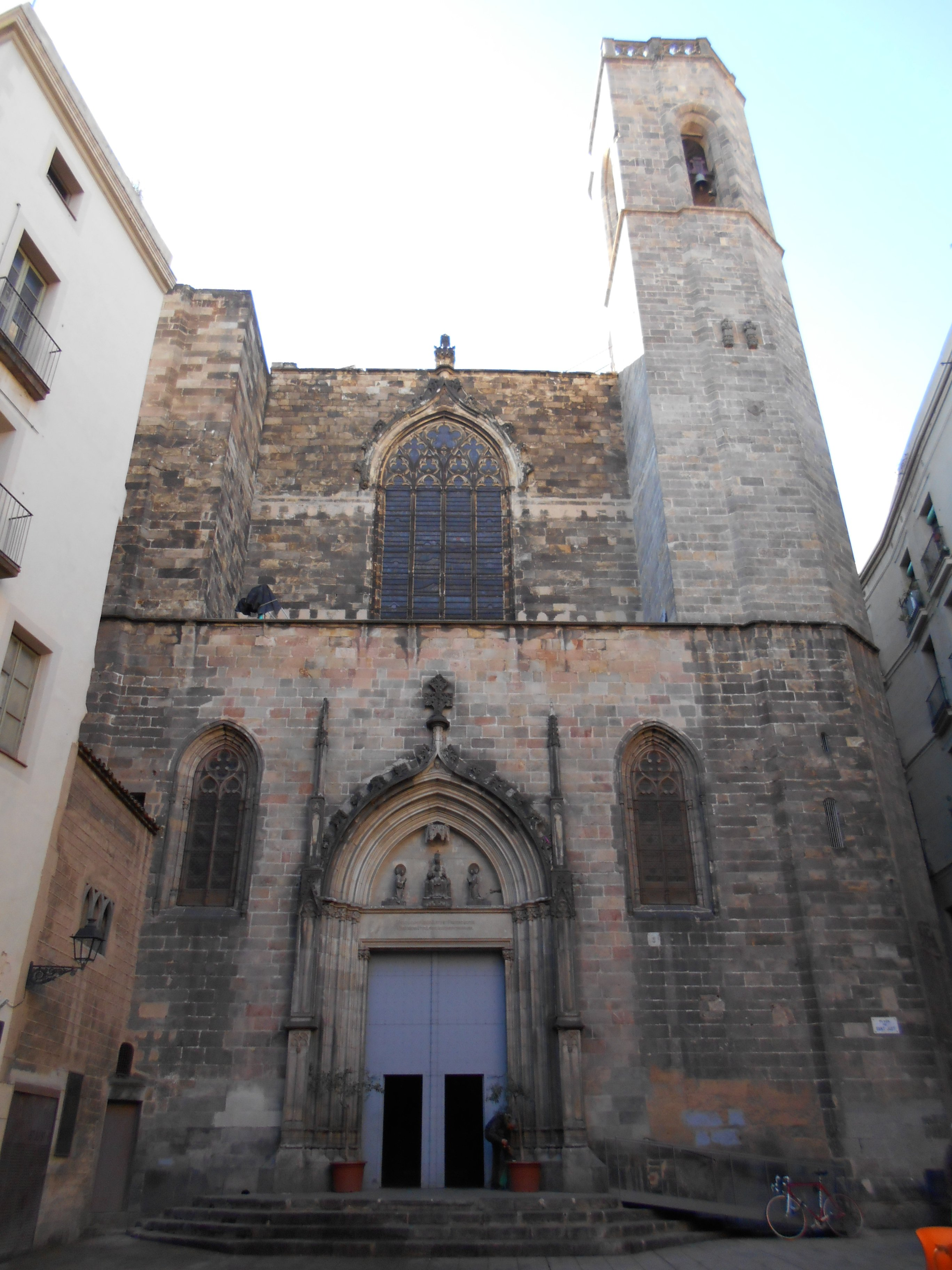
Església dels Sants Just i Pastor (1342-1360).
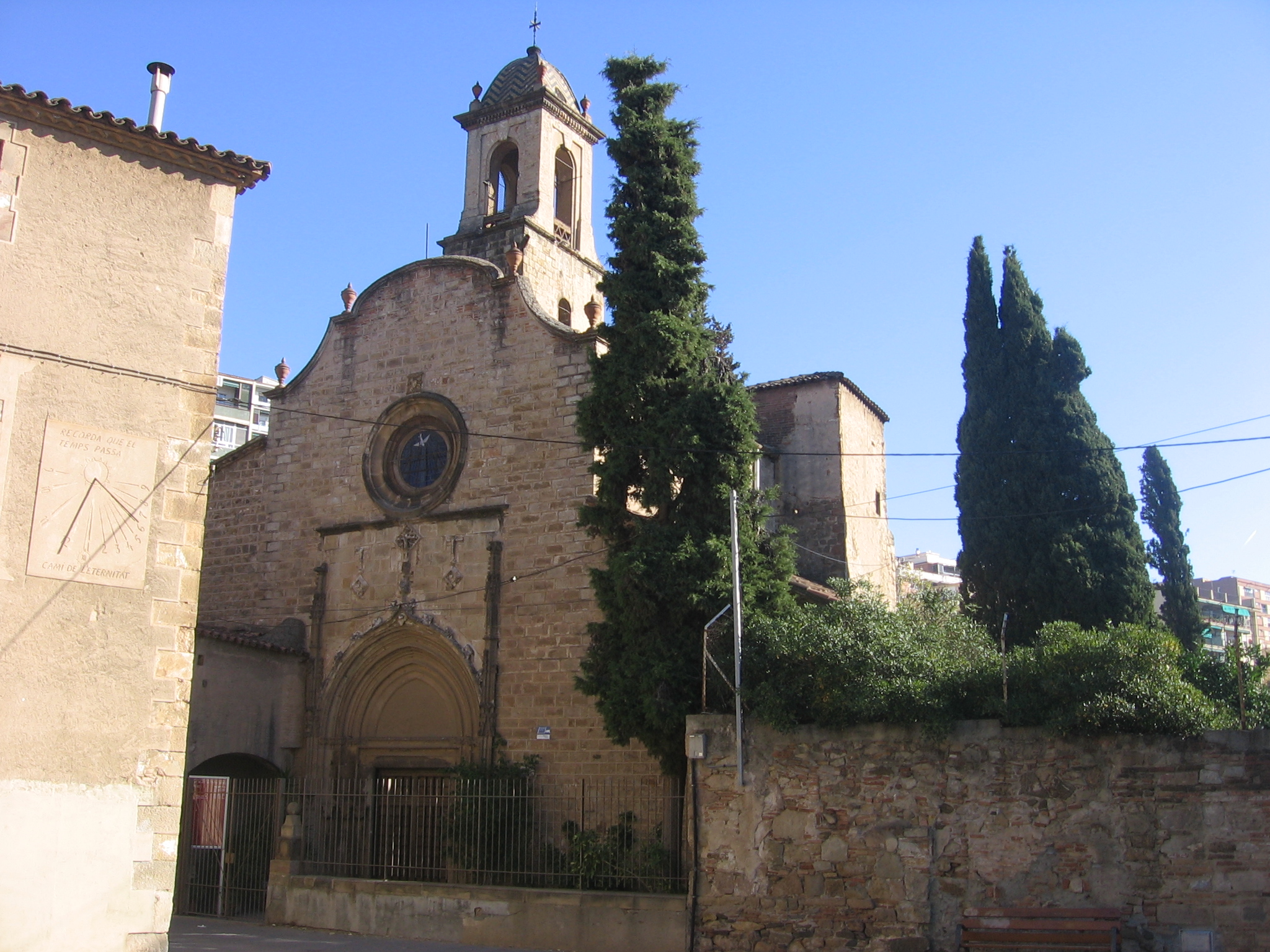
Església de Sant Martí de Provençals (segle xv).
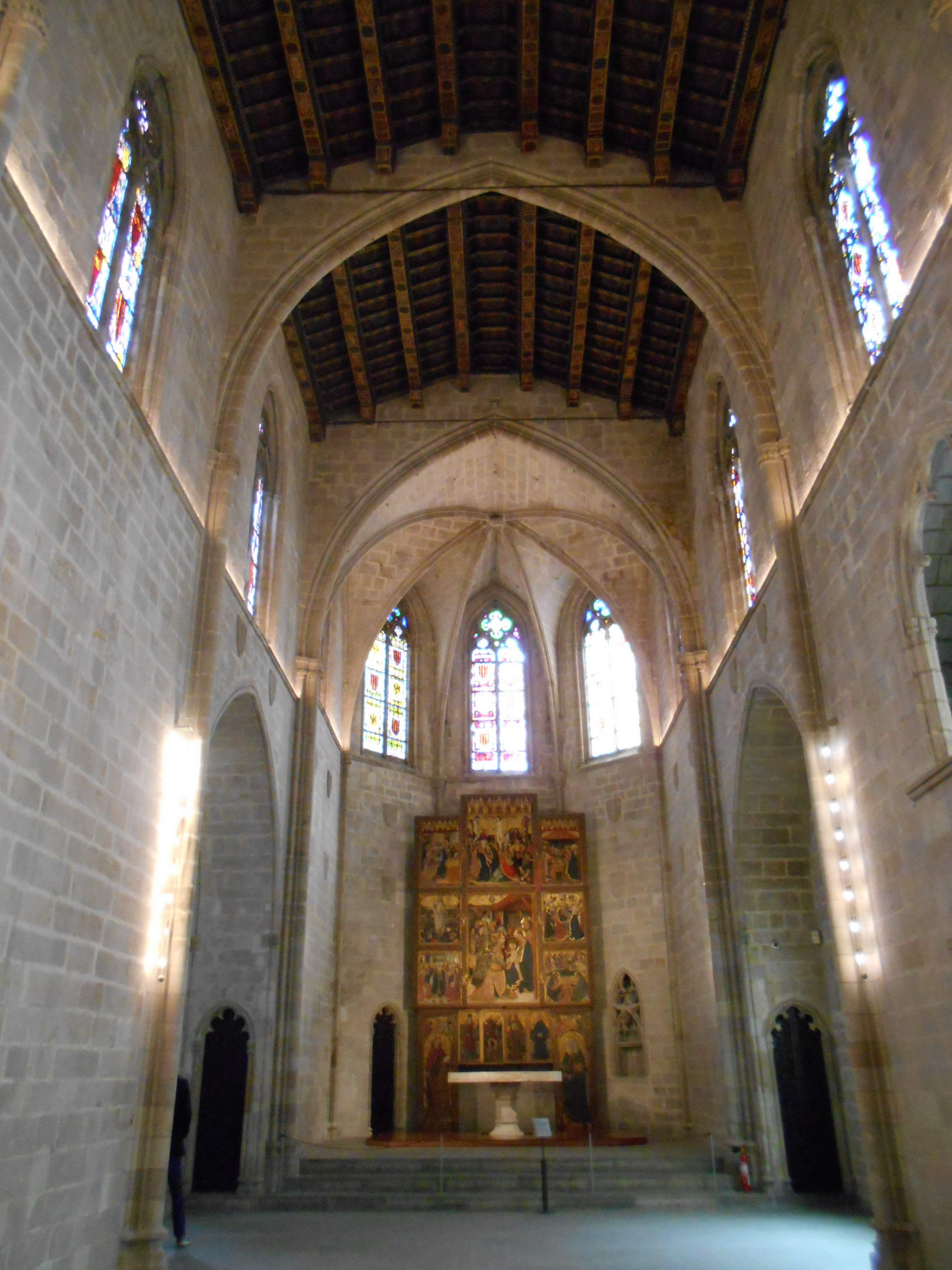
Capella de Santa Àgata (1302-1310).
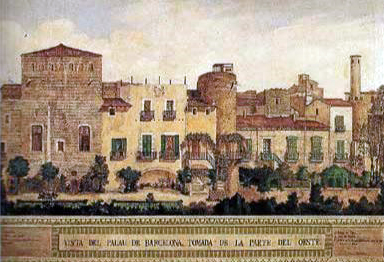
Palau Reial Menor (1367-1368).
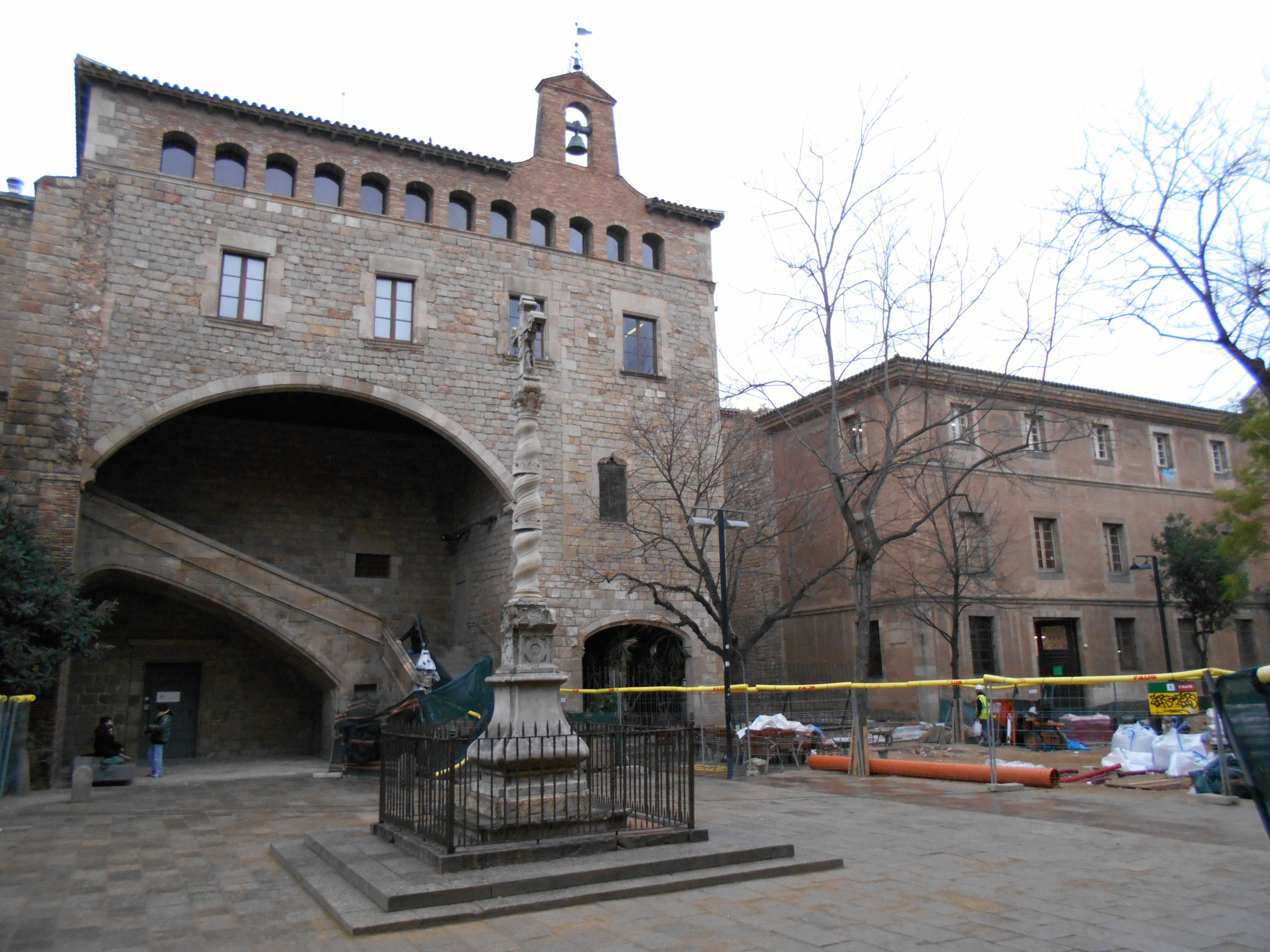
Hospital de la Santa Creu (1401-1415).
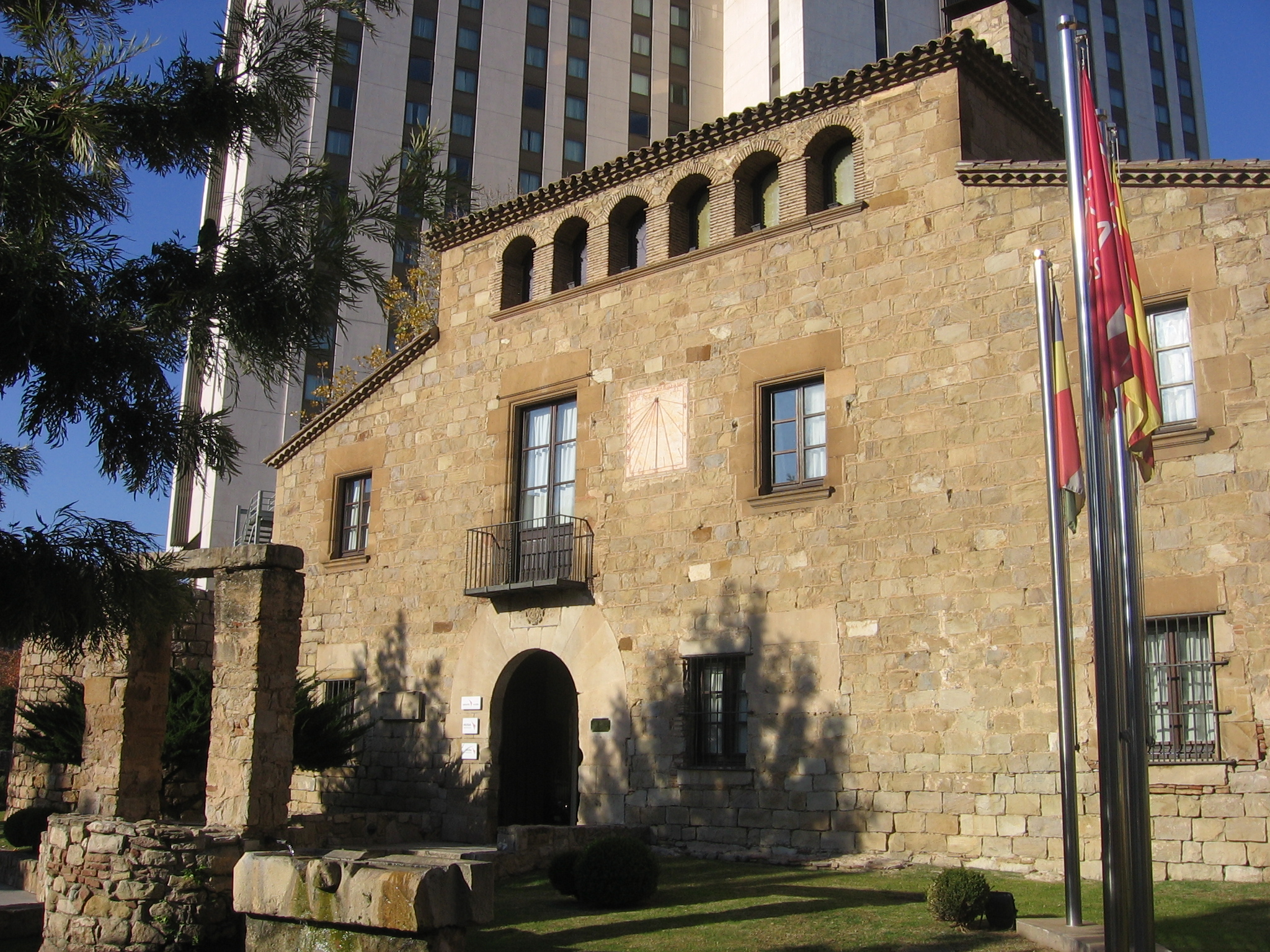
Can Vinyals de la Torre (segle xiv).

## Edat moderna

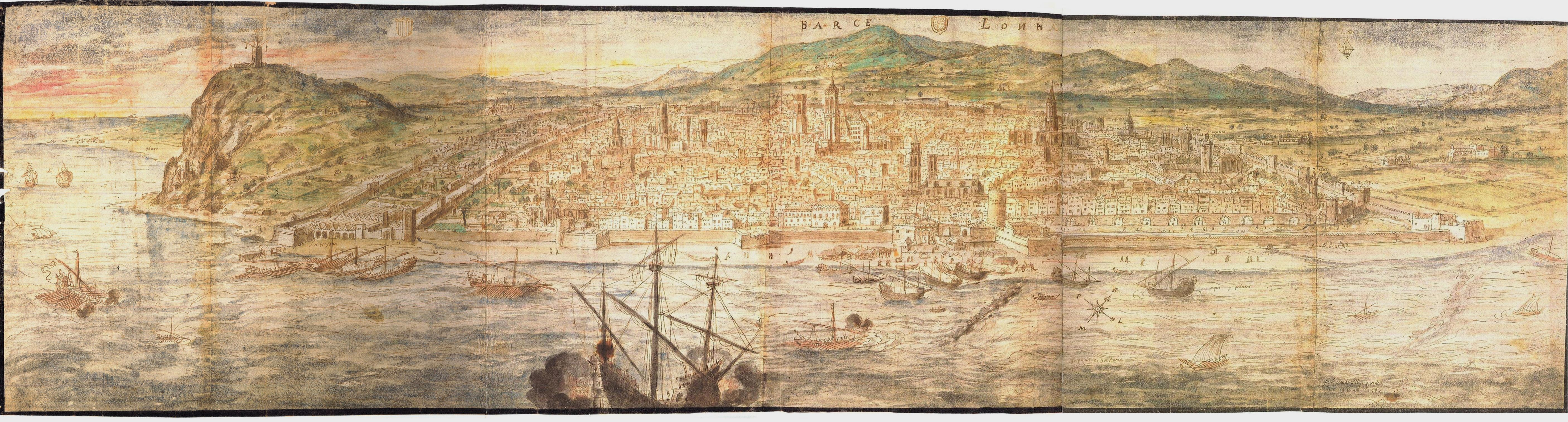
Barcelona el 1563, gravat d'Anton van der Wyngaerde

En aquest període Barcelona va passar a formar part del nou regne d'Espanya sorgit de la unió de les corones de Castella i Aragó. Va ser una època d'alternança entre períodes de prosperitat i de crisis econòmiques, especialment per les epidèmies de pesta al segle xvi i per conflictes socials i bèl·lics com la Guerra dels Segadors i la Guerra de Successió entre els segles xvii i xviii, encara que en aquest últim segle va repuntar l'economia gràcies a l'obertura del comerç amb Amèrica i l'inici de la indústria tèxtil. La ciutat continuava encotillada en les seves muralles —l'única ampliació va ser a la platja, al barri de la Barceloneta—, tot i que al final del període tenia gairebé 100.000 habitants. Artísticament, va ser l'època del Renaixement i el Barroc, estils en els quals es van construir nombrosos palaus i esglésies.

### Renaixement

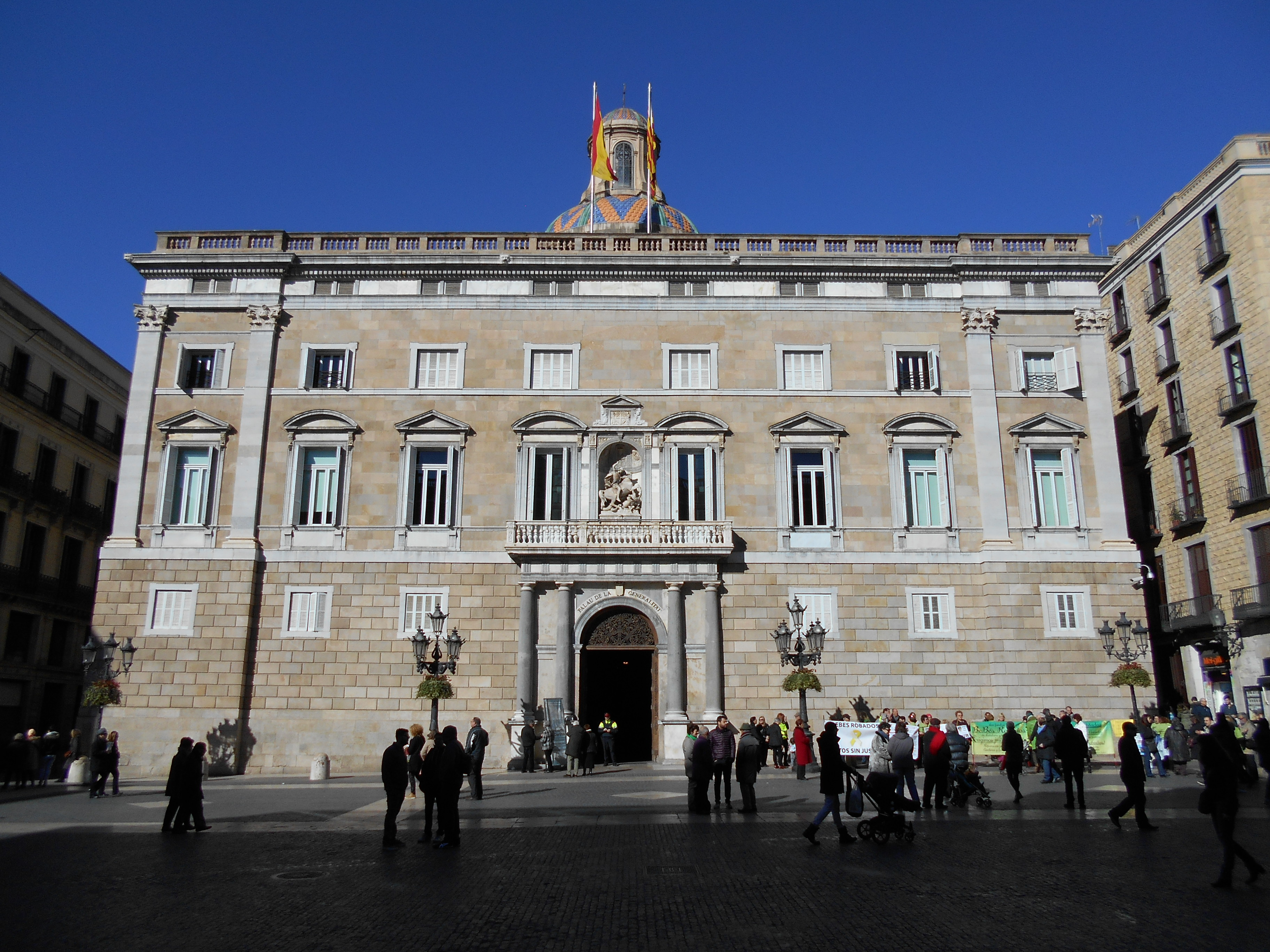
Façana del Palau de la Generalitat (1596-1619), de Pere Blai.

Artísticament, encara que alguns autors parlen de certa decadència, va ser una època bastant productiva, si bé no hi va haver una creació veritablement autòctona, ja que tant les formes com els estils artístics, i sovint els mateixos artistes, van venir de fora. De tota manera, les innovacions del Renaixement italià van arribar tard, cap a finals del segle xvi, i mentrestant van perviure les formes gòtiques. L'arquitectura renaixentista va destacar pel retorn a les formes clàssiques, amb l'ús d'arcs de mig punt, columnes d'ordres clàssics, voltes de canó amb cassetons i cúpules de mitja taronja. La planta solia ser central, amb espais diàfans i formes harmòniques basades en estrictes proporcions matemàtiques.
La pervivència del gòtic es denota en exemples com la façana de l'església de Sant Miquel (1519) —actualment adossada a una paret lateral de la Basílica de la Mercè—, dels mestres d'obres Gabriel Pellicer i Pau Mateu i l'escultor francès René Ducloux, amb un portal gòtic amb pilastres corínties laterals i fornícules de traceria gòtica. En aquesta època es van fer també nombroses reformes i afegits a l'església del convent dominic de Santa Caterina: a l'edifici gòtic se li va afegir el 1529 la capella de la Nativitat; el 1534 la capella de la confraria de barreters; el 1545 el cor alt i un sagrari; el 1567 la capella del Roser; i el 1602 la capella de Sant Raimon de Penyafort, obra de Pere Blai, ja en un classicisme plenament renaixentista. Entre 1540 i 1587 es va reconstruir l'església de Santa Maria de Vallvidrera sobre una antiga edificació romànica del segle x; de pervivència gòtica, presenta nau única amb capçalera poligonal i un campanar de planta quadrangular.
Les innovacions renaixentistes van anar penetrant lentament, donant com a resultat edificis híbrids entre el gòtic i el Renaixement, com el convent dels Àngels i del Peu de la Creu (1562-1566), de Bartomeu Roig: l'església era d'una nau amb tres sales voltades i absis poligonal; actualment acull la institució Foment de les Arts Decoratives. El 1566 es va construir als baixos de la casa de Mateu Roig, al carrer Sant Pere més Alt, la capella de Sant Cristòfol, que combina els finestrals gòtics amb un portal classicista de forma rectangular, emmarcat per columnes jòniques i un frontó triangular coronat per acroteris amb esferes de pedra.

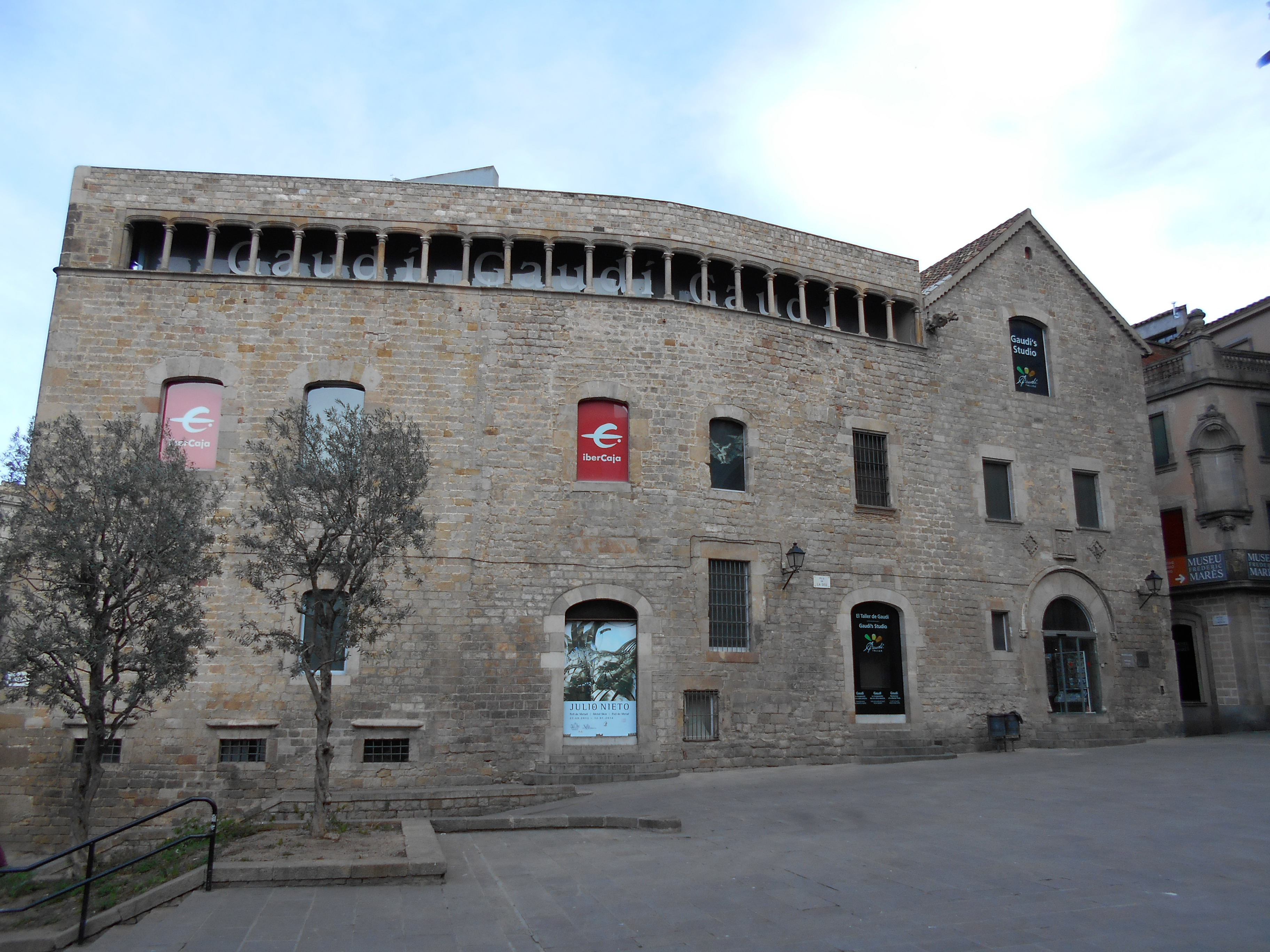
Pia Almoina (1546).

En l'àmbit civil, durant el segle xvi es van fer nombrosos treballs a l'Hospital de la Santa Creu: entre 1509 i 1512 es va construir a l'ala de llevant el Saló de Santa Magdalena, i entre 1511 i 1518 es va treballar en l'ala de ponent, on es va situar el nou portal d'accés, obra d'Antoni Cuberta i Antoni Papiol, un híbrid gòtic-renaixentista; entre 1568 i 1575 es van construir les escales monumentals que connectaven els pisos superiors amb el pati, a càrrec de Joan Safont. Un altre edifici de tall civil va ser el de la Universitat de Barcelona (1536-1592), situat al Portal de Santa Anna, a la part alta de la Rambla, obra de Tomàs Barsa, el qual va ser reconvertit en caserna militar el 1720 i enderrocat el 1843. El 1546 es va construir la Pia Almoina —actual Museu Diocesà de Barcelona—, una institució benèfica d'assistència als pobres, situada al costat de la catedral. L'edifici es recolzava sobre restes de la muralla romana, i de l'edifici original es conserva el cos amb coberta a dues aigües, on destaca la galeria correguda del pis superior, i el portal de mig punt. Entre 1549 i 1557 es va construir el Palau del Lloctinent —actual Arxiu de la Corona d'Aragó—, obra d'Antoni Carbonell. Té una façana gòtica amb torre punxeguda i finestres mixtilínies, alineades horitzontalment i verticalment. L'edifici és quadrangular, amb un pati igualment quadrat, amb arcs carpanells, i una galeria superior d'arcs de mig punt sobre columnes toscanes. En aquest segle van culminar els treballs de reforma del Palau Reial Major amb la construcció del Mirador de Martí l'Humà (1555), una torre rectangular de cinc plantes amb galeries d'arcs de mig punt que sobresurt del cos de l'edifici, sobre el Saló del Tinell.
Una de les primeres construccions d'esperit plenament renaixentista va ser el Saló del Trentenari de la Casa de la Ciutat (1559), que presentava una galeria amb pòrtic classicista, al qual s'afegí el 1580 una porta d'influència serliana, composta d'un arc de mig punt emmarcat per pilastres adossades i un fris amb tríglifs i mètopes, amb decoració d'escuts i trofeus. El Trentenari va ser destruït el 1830 durant la construcció de la nova façana neoclàssica, i parcialment reconstruït el 1929. Durant aquest període l'edifici del consistori barceloní es va ampliar també amb la capella, les escrivanies i el pati interior amb galeria alta (1577).

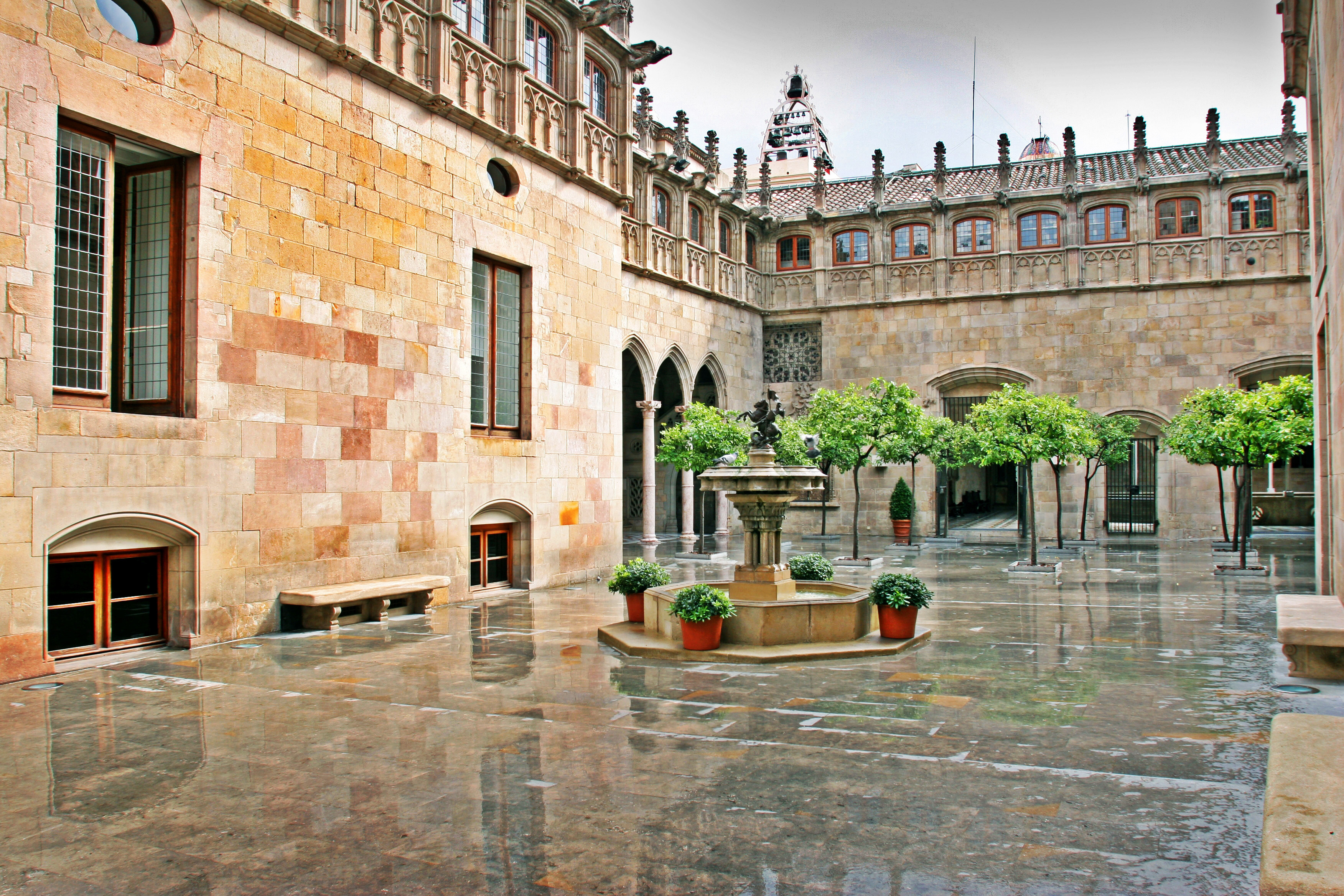
Pati dels Tarongers del Palau de la Generalitat (1532), d'Antoni Carbonell i Pau Mateu.

El principal exponent del nou estil va ser la nova façana del Palau de la Generalitat (1596-1619), de Pere Blai, inspirada en models romans presos d'Antonio da Sangallo i Miquel Àngel. El palau es va ampliar entre 1526 i 1600 amb diversos edificis adjacents, fins a ocupar tota l'illa. Es van construir llavors la Cambra Daurada (1526), el Pati dels Tarongers (1532, Antoni Carbonell i Pau Mateu), la llotja de Ponent (1536-1544), la llotja de Llevant (1547) i el consistori Nou (1570-1577, Pere Ferrer). Entre 1596 i 1619 Blai va construir la nova façana de la plaça de Sant Jaume i va reformar la capella de Sant Jordi —actual Saló de Sant Jordi—, de tres naus d'igual altura —a l'estil hallenkirche o «planta de saló»—, amb pilars quadrangulars d'ordre dòric-toscà, voltes d'aresta i una cúpula el·líptica sobre el creuer. Per les seves línies severes denota la influència herreriana. La façana presenta tres cossos, el central més ample que els laterals, emmarcats per dues pilastres corínties, i amb quatre nivells: un basament encoixinat, un altre amb entaulament i finestres amb frontons alterns corbs i triangulars, un altre amb cornisa i finestres petites —algunes cegues—, i un altre amb entaulament i balustrada. El portal és dòric amb arc de mig punt, amb entaulament i una fornícula amb l'escut de la Generalitat; al segle xix se li va afegir una escultura de Sant Jordi, d'Andreu Aleu. La façana es cobreix amb una cúpula amb llanterna, recoberta de teules verdes i grogues.

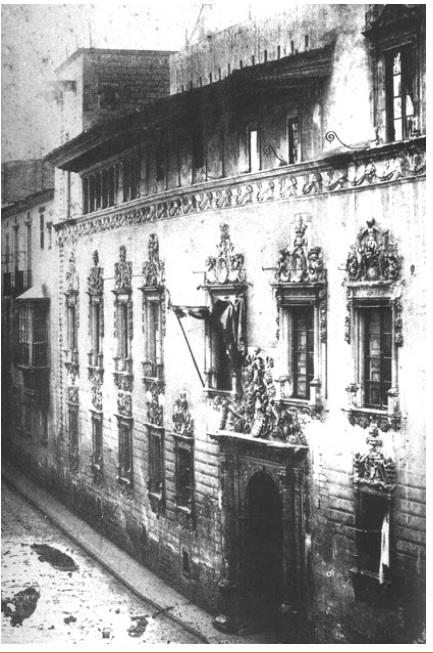
La Casa Gralla el 1855, poc abans del seu enderrocament.

Pel que fa a palaus privats, presenten una tipologia basada en un pati interior amb escala, vestíbul d'entrada i galeria superior, amb decoració de grotescs i traceries gòtiques. Són exponents d'això la casa Bassols, unida actualment al palau Pignatelli i seu del Reial Cercle Artístic; el Palau Centelles (1514); i la Casa Gralla (1506), de Mateu Capdevila, enderrocada el 1856. També convé recordar les cases dels gremis de calderers i sabaters, que van ser traslladades de les seves antigues ubicacions, d'on havien de ser enderrocades, a la plaça de Sant Felip Neri, creant en aquest lloc un conjunt de cases de planta renaixentista. Altres exponents són: la Casa Clariana-Padellàs (1497-1515), actual seu del Museu d'Història de Barcelona, que va ser traslladada del carrer de Mercaders a la plaça del Rei durant les obres d'obertura de la Via Laietana; i la Casa de l'Ardiaca (1490-1514), que abans acollia l'ardiaca de la catedral i actualment és seu de l'Institut Municipal d'Història i l'Arxiu Històric de la Ciutat, després d'unir aquest edifici amb la contigua casa del Degà al segle xix, època en què es va crear el claustre interior pel qual s'accedeix a l'edifici en l'actualitat.
Al segle xvi les masies van continuar realitzant-se preferentment en estil gòtic, encara que a poc a poc es va anar introduint el nou estil, principalment en parts de la façana com portes, finestres, galeries i arcades, que van incorporar decoració escultòrica, generalment de grotescs. Entre els segles xvi i xvii moltes d'elles es van fortificar, a causa de la pirateria i el bandolerisme. D'altra banda, l'enriquiment dels propietaris gràcies a la sentència de Guadalupe que va posar fi a la Guerra dels remences va propiciar l'embelliment de nombroses masies. Alguns exponents són: Can Mestres, a Vallvidrera —reformada al segle xviii—; Ca l'Armera, a Sant Andreu; Can Valent, també a Sant Andreu; i Can Planas, a Sant Martí.

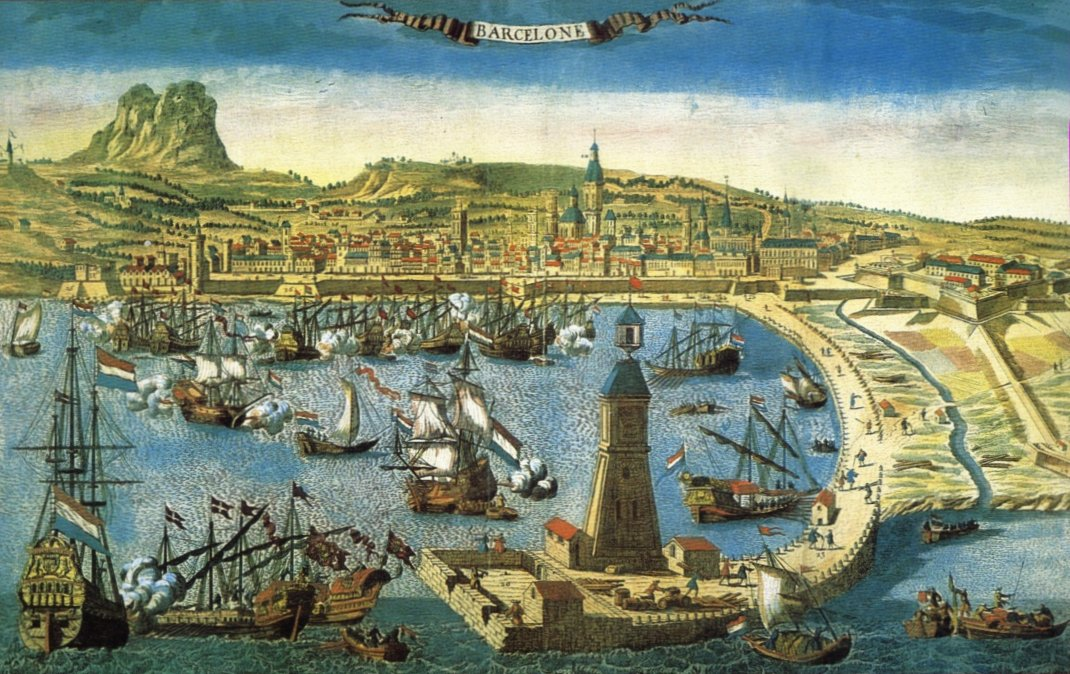
Port de Barcelona, gravat francès del.

Pel que fa a urbanisme, a la primera meitat del segle xvi es va ampliar la muralla del Mar, on es van construir els baluards de Llevant, Torre Nova, Sant Ramon i Migdia. D'altra banda, la principal reforma urbanística va ser entorn de la catedral, on es va obrir la plaça de la Seu, davant del portal major de la catedral (1546), així com la plaça de Sant Iu, amb un espai retallat al Palau Reial Major. Del mateix palau es va desmembrar una part —el pati i les ales nord i est—, que va ser cedida per la Corona per a servir de seu a la Inquisició —actual Museu Frederic Marès—, mentre que la resta va ser reconvertit en Reial Audiència el 1542.
D'altra banda, durant el segle xv i segle xvi es va construir un port artificial que cobrís per fi les necessitats de l'important centre mercantil que era Barcelona: paradoxalment, durant l'època d'esplendor del comerç català per la Mediterrània, Barcelona no comptava amb un port preparat per al volum portuari que era habitual a la ciutat. L'antic port al peu de Montjuïc havia estat abandonat, i la ciutat comptava únicament amb la platja per rebre passatgers i mercaderies. Els vaixells de gran calat havien de descarregar mitjançant barques i mossos de corda. Per fi, el 1438 es va obtenir el permís reial per construir un port: en primer lloc, es va enfonsar un vaixell carregat de pedres per servir de base al mur que va unir la platja amb l'illa de Maians; reforçat el mur el 1477, es va allargar en forma d'espigó el 1484. A mitjan segle xvi es va ampliar el port davant la campanya iniciada per Carles I contra Tunísia. A la fi de segle, el moll comptava amb una longitud de 180 m per 12 d'ample. Noves obres de millora al segle xvii van donar per un fi un port en condicions per a la ciutat.

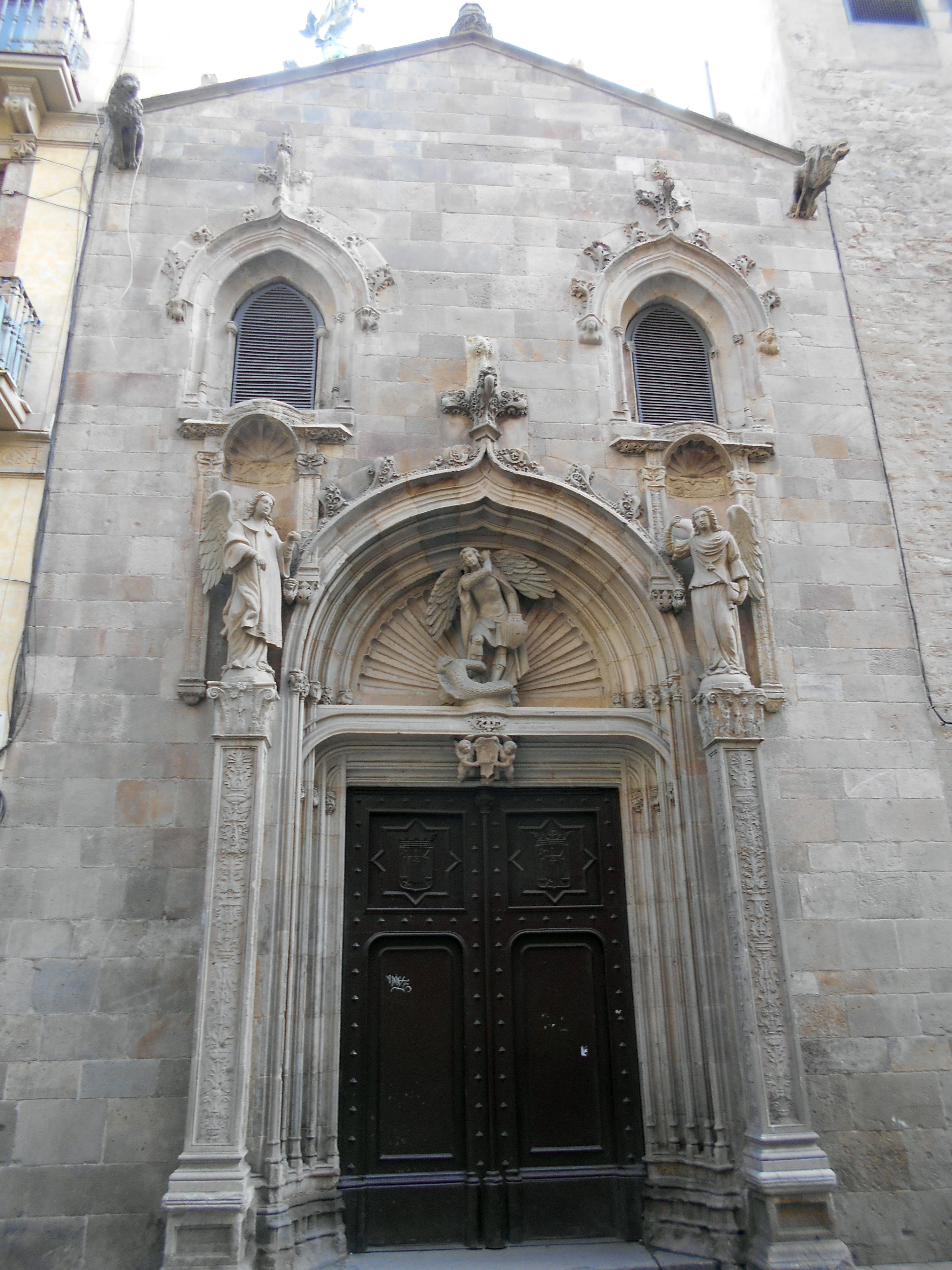
Església de Sant Miquel (1519).
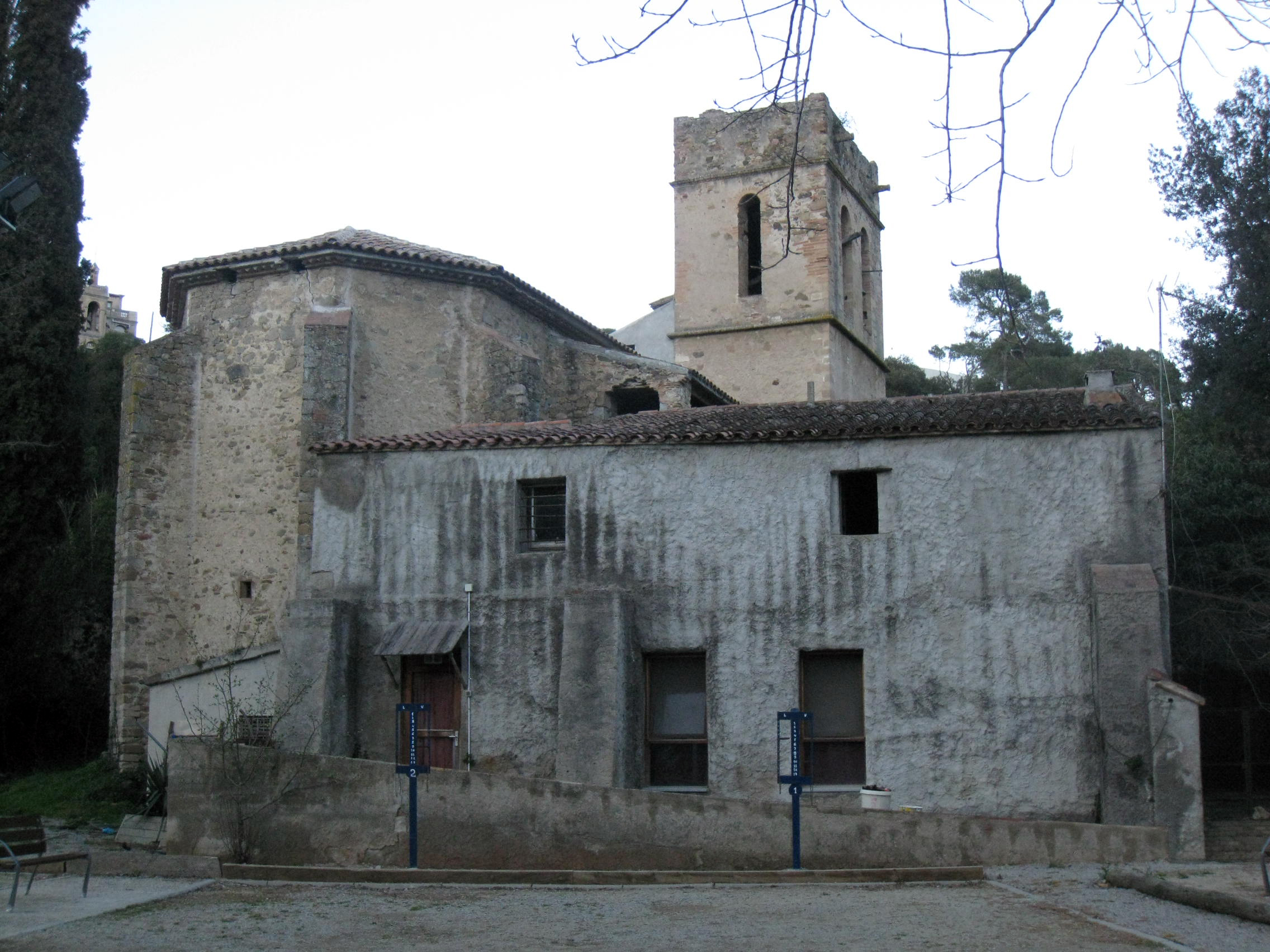
Església de Santa Maria de Vallvidrera (1540-1587).
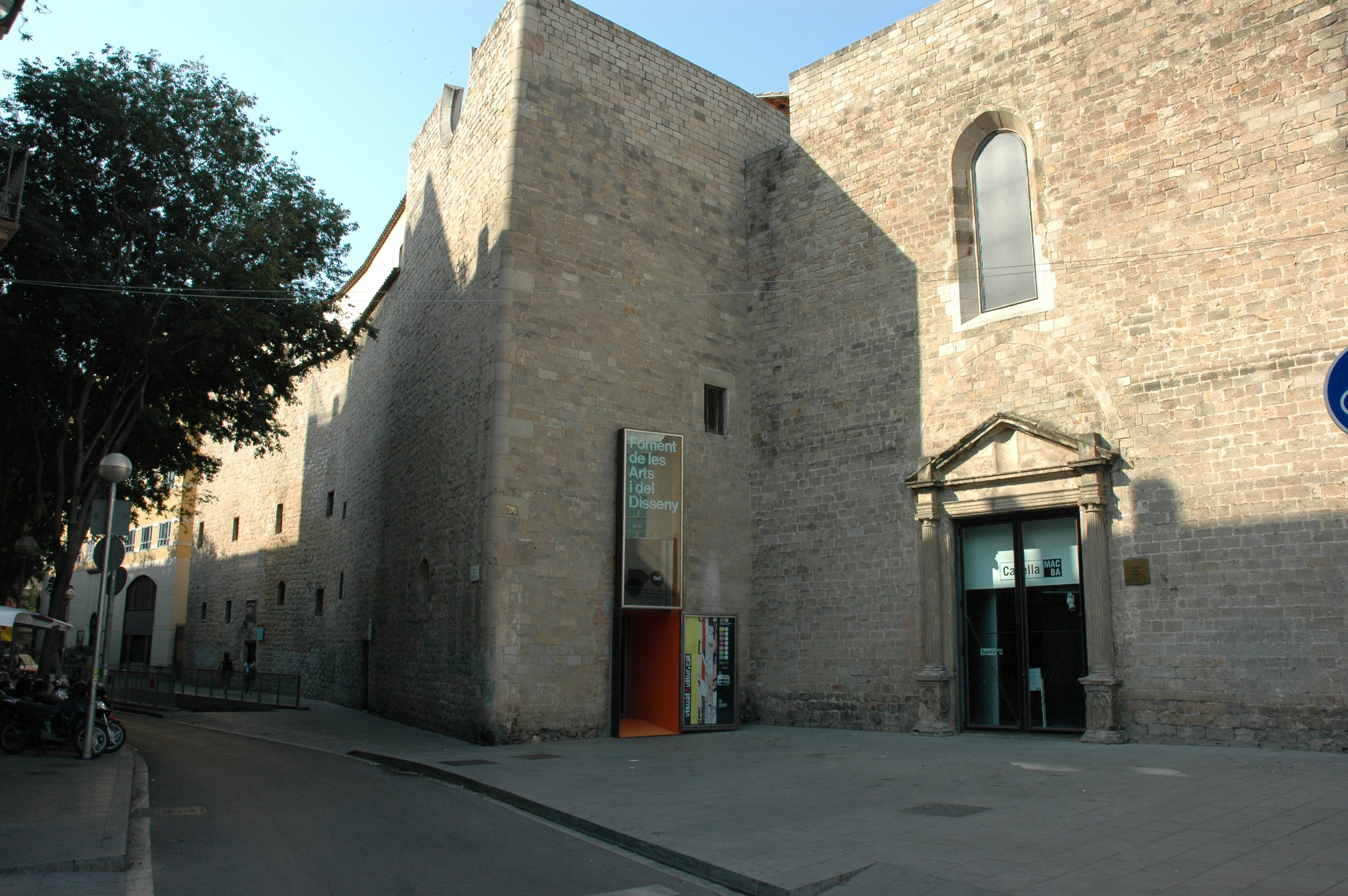
Convent dels Àngels i del Peu de la Creu (1562-1566), de Bartomeu Roig.
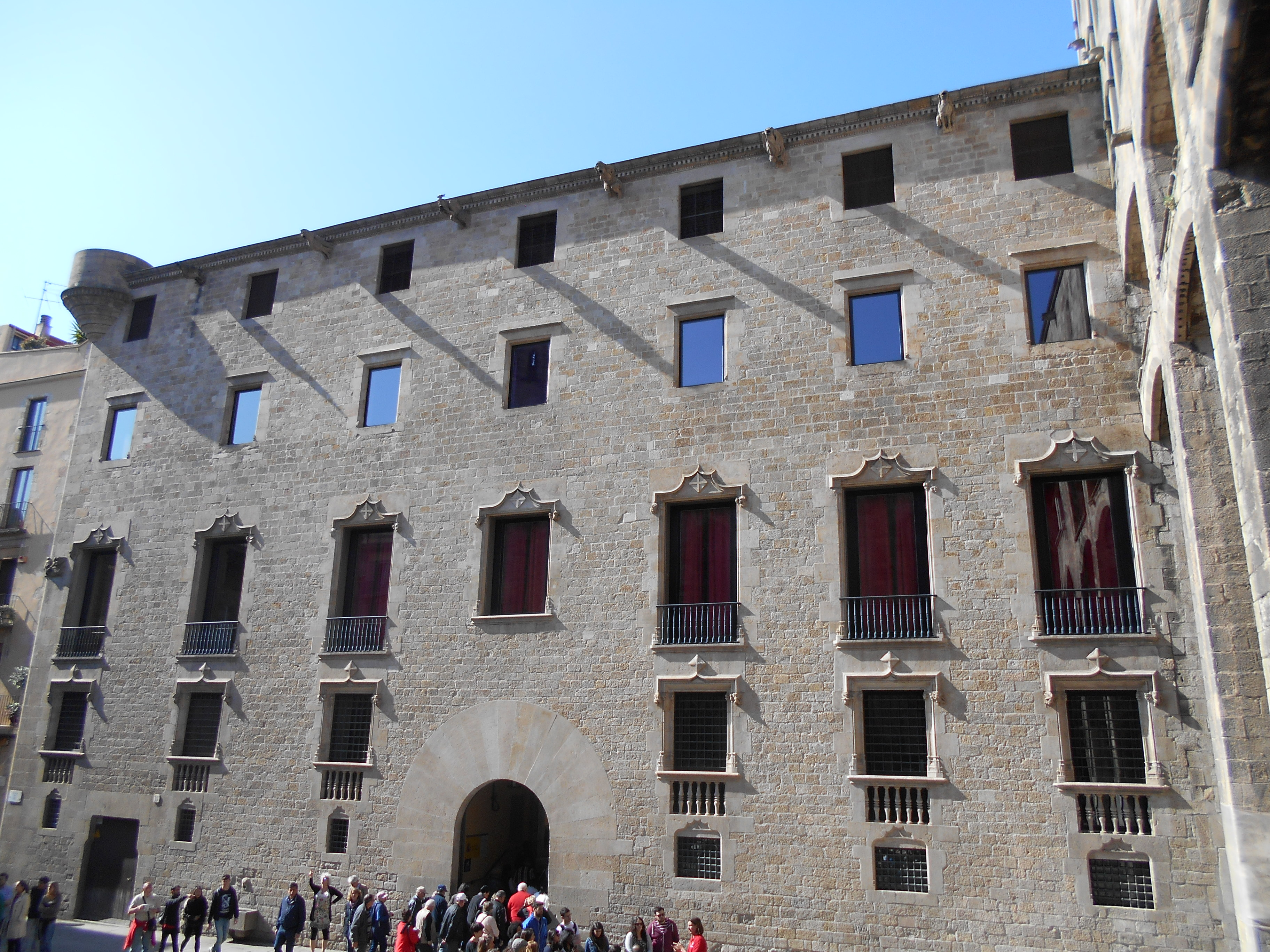
Palau del Lloctinent (1549-1557), d'Antoni Carbonell.
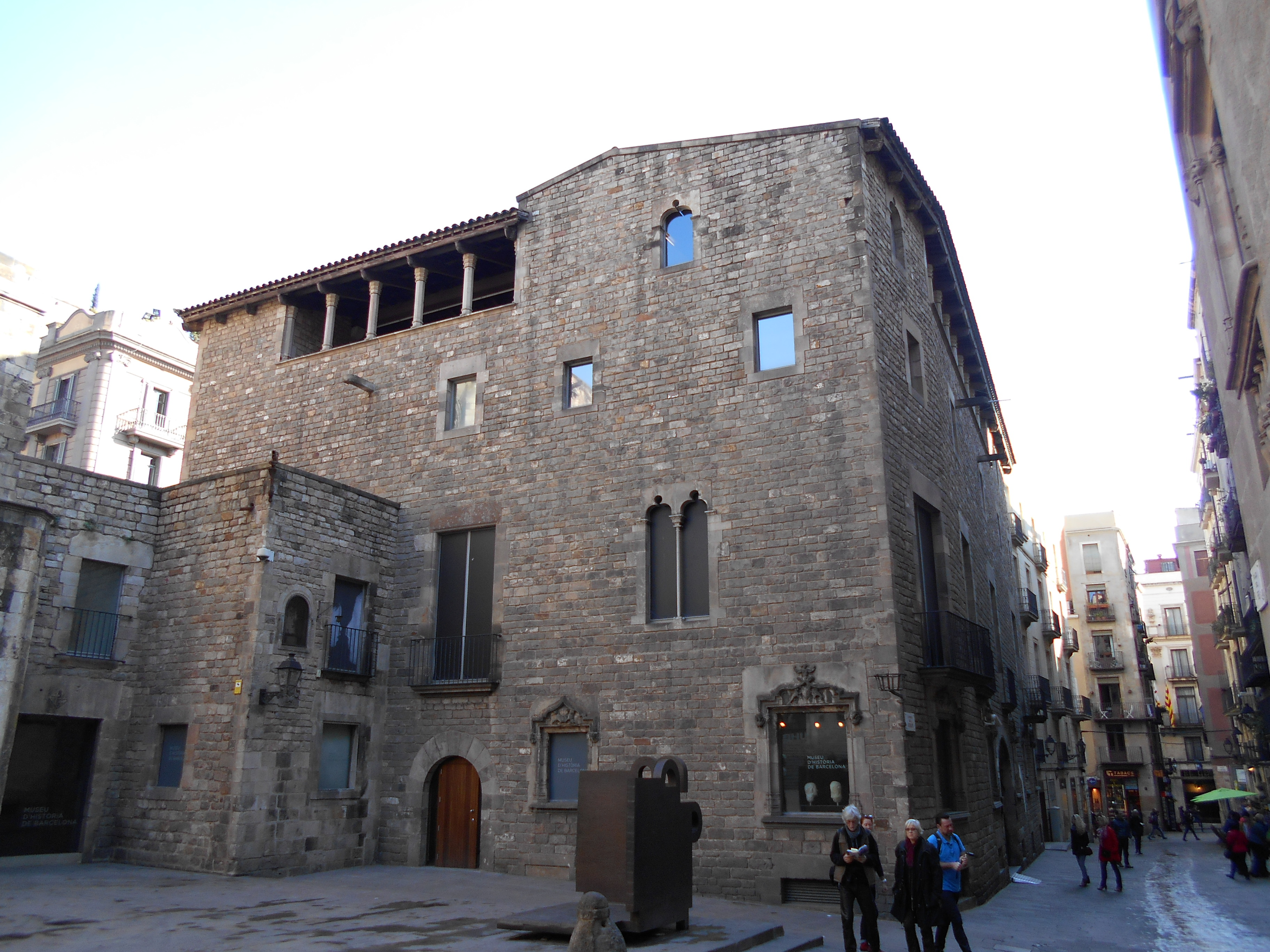
Casa Clariana-Padellàs (1497-1515).
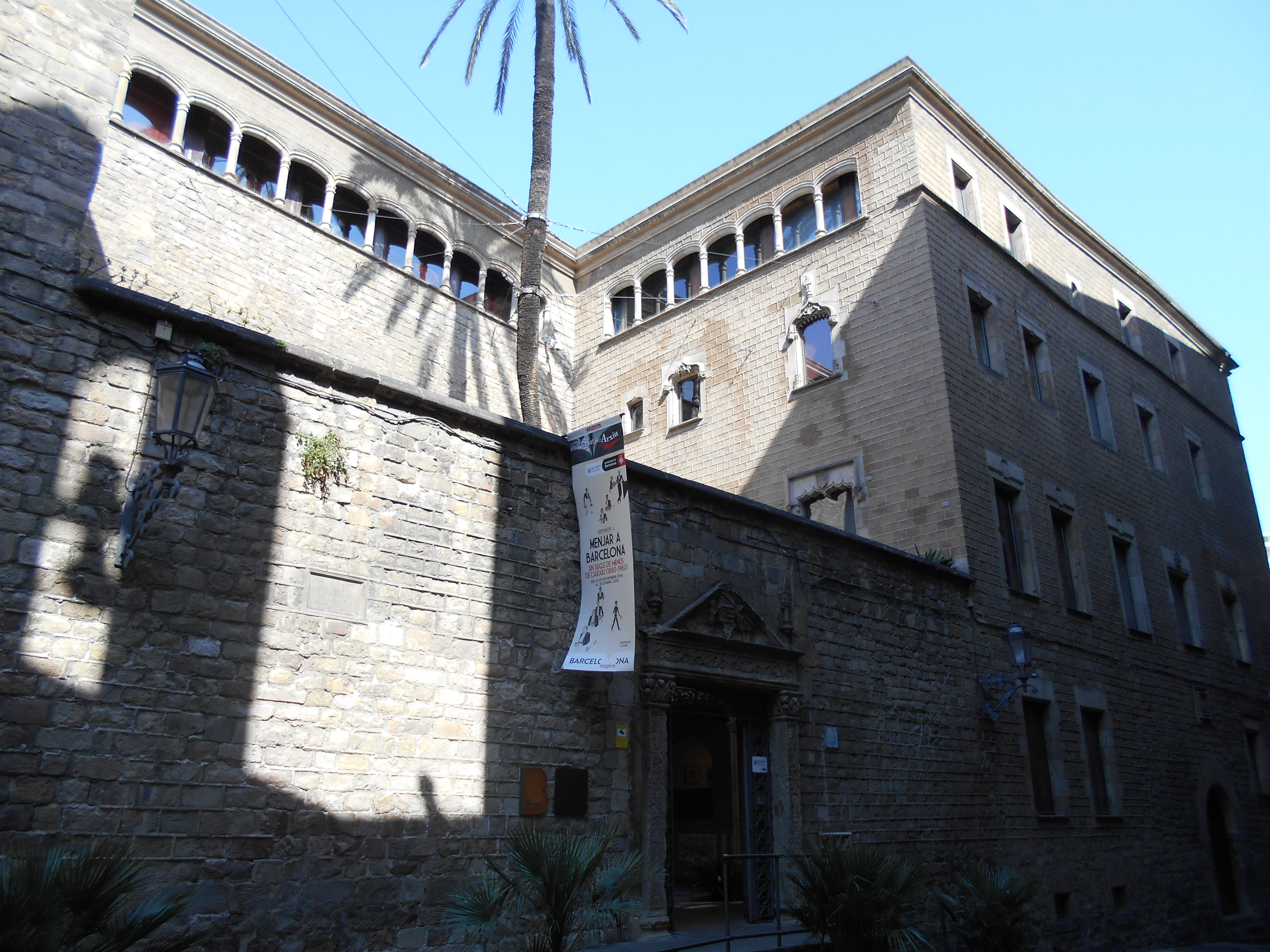
Casa de l'Ardiaca (1490-1514).
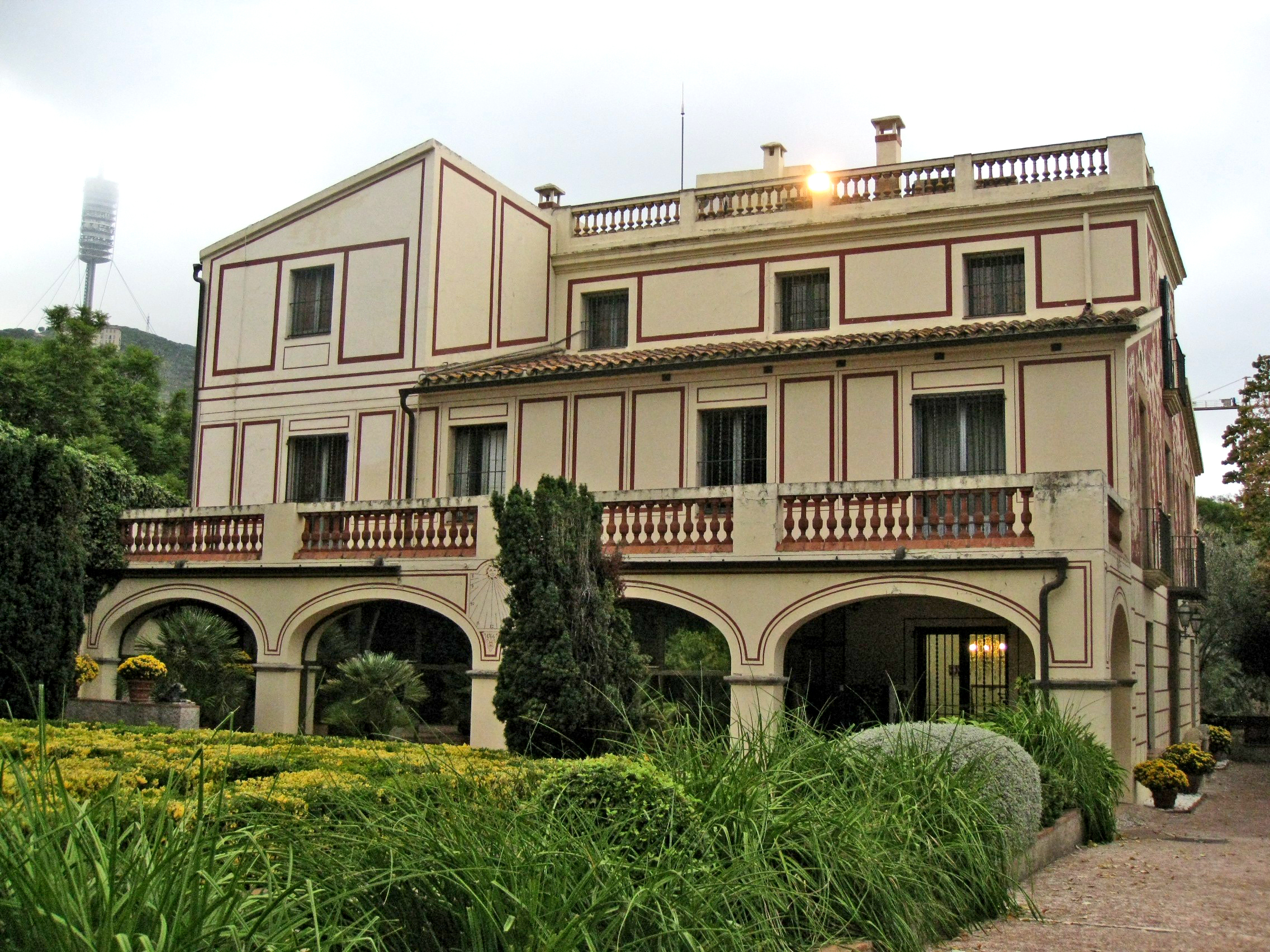
Masia de Can Mestres.

### Barroc

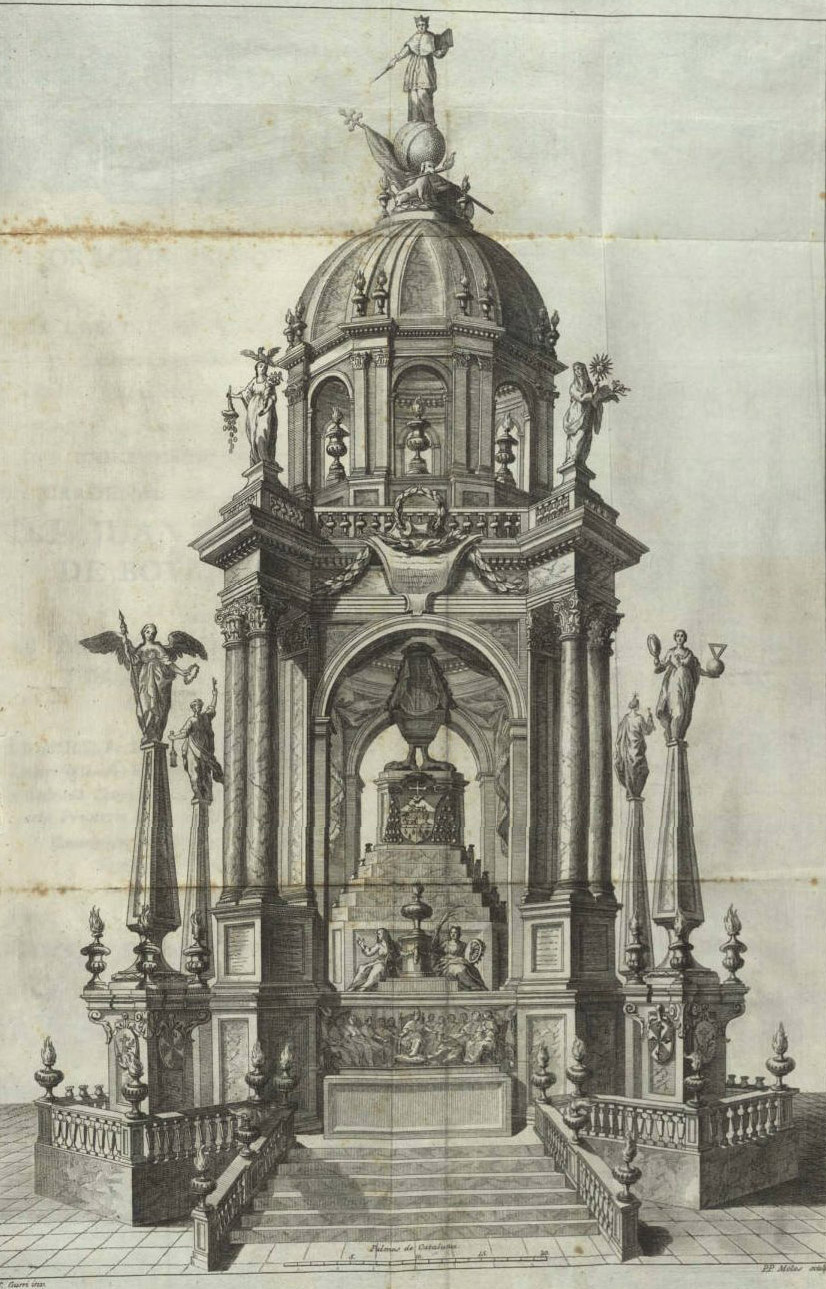
Túmul del cardenal Joan Tomàs de Boixadors, convent de Santa Caterina (Barcelona), obra de Salvador Gurri (1781); gravat de Pere Pasqual Moles. Al període barroc va cobrar una especial rellevància l'arquitectura efímera, una barreja de construccions temporals, escenografia i actes lúdics o cerimonials, generalment de caràcter polític o religiós.

#### Segle XVII
Com en el Renaixement, l'art de l'època va seguir els corrents arribats des de fora. Com va passar amb les innovacions renaixentistes, el Barroc a Catalunya va anar penetrant progressivament, amb pervivència de les tipologies anteriors i una nova barreja estilística en l'execució de les obres. Així i tot, el Barroc català és de línies més senzilles, d'estructures simples, no tan recarregades com en el Barroc italià, i s'evidencia més en la decoració que no en els traçats, que segueixen la línia clàssica. Pràcticament fins al 1660 va perviure el classicisme renaixentista, que va ser substituït per un Barroc «salomònic decorativista» fins al 1705, data en què l'arquitectura es va anar tornant més acadèmica fins a desembocar al neoclassicisme.
L'arquitectura barroca va assumir unes formes més dinàmiques, amb una exuberant decoració i un sentit escenogràfic de les formes i els volums. Va cobrar rellevància la modulació de l'espai, amb preferència per les corbes còncaves i convexes, posant especial atenció en els jocs òptics (trompe-l'œil) i el punt de vista de l'espectador. En convivència amb l'ideari contrareformista, l'art es va tornar propagandístic i es va posar al servei de l'ostentació del poder, tant polític com religiós.
Les primeres obres del segle van ser encara en un classicisme renaixentista, com seria el cas del convent de Sant Francesc de Paula (1597-1644), amb una església de nau única amb capelles laterals, campanar rectangular i claustre de dos pisos amb columnes dòriques a l'inferior i jòniques al superior. Li va seguir el convent de la Mercè (1637-1651), on destaca el claustre —actualment incorporat a l'edifici de la Capitania General de la IV Regió Militar—, obra de Jeroni Santacana, amb quatre arcades de mig punt amb columnes toscanes, galeria superior amb el doble d'arcs que la inferior, amb columnes jòniques, i un nivell de balcons.
Altres exponents són: el convent de la Santíssima Trinitat (1619), dels trinitaris calçats, una reforma de l'església gòtica —actualment parròquia de Sant Jaume—, en què es va afegir la planta jesuítica, amb creuer, presbiteri i capelles laterals intercomunicades; el convent agustí de Santa Mònica (1626-1636), l'església del qual —reformada el 1887 per Joan Martorell i destruïda el 1936— seguia el mateix esquema que l'anterior, mentre que el claustre —única part que es conserva, actual centre d'art— té dos pisos amb arcades sobre pilars; el convent servita del Bonsuccés (1626-1635), actual seu del districte de Ciutat Vella; i l'església de Sant Genís dels Agudells (1671), que substituïa una del segle x, d'una nau amb creuer i campanar quadrat de coberta piramidal, amb rectoria i un cementiri.

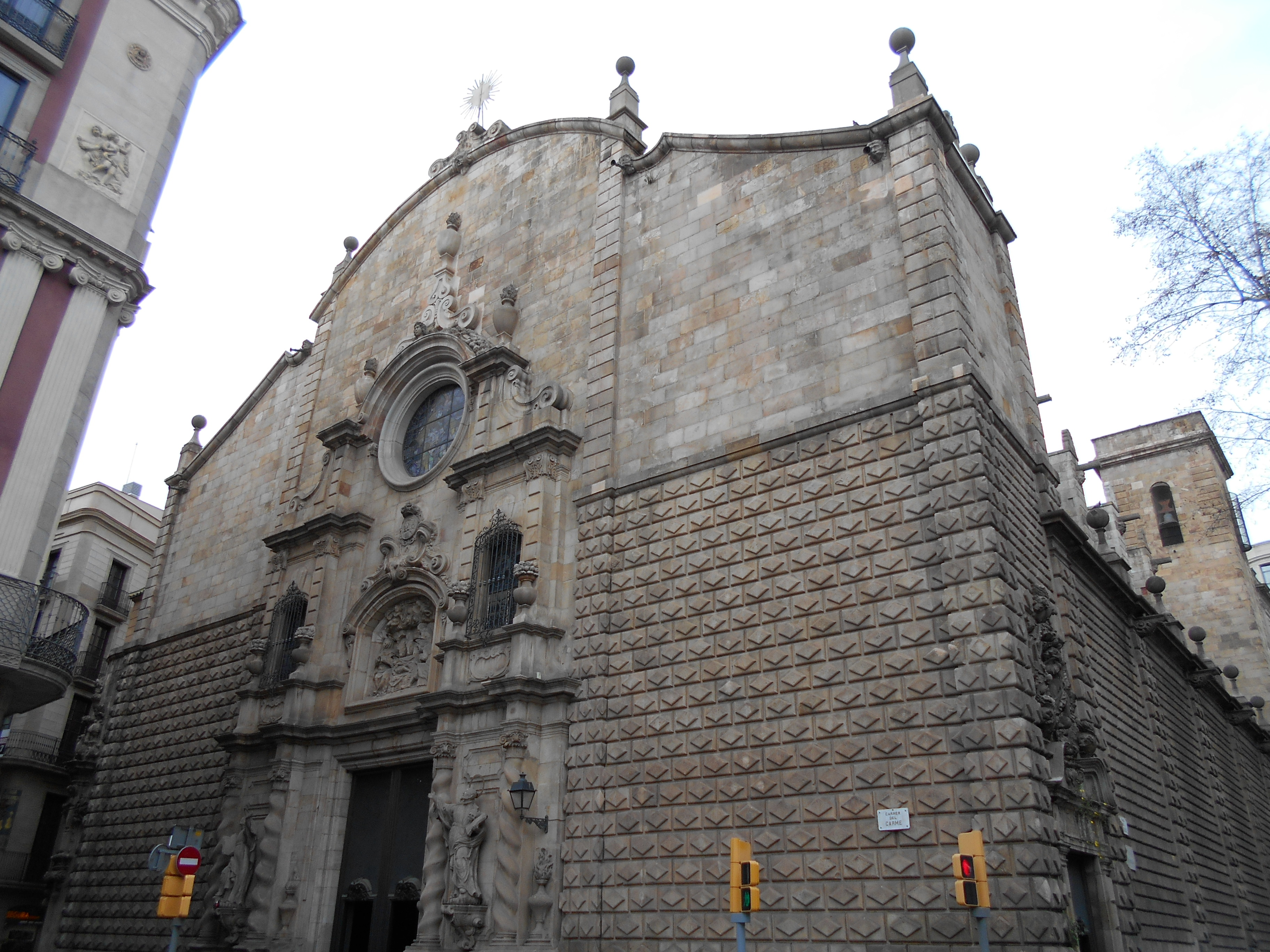
Església de Betlem (1681-1732), de Josep Juli.

La incorporació de les formes barroques va tenir més èxit en l'ornamentació que no pas en el llenguatge arquitectònic pròpiament dit, com es pot percebre en la generalització de l'ús de columnes salomòniques. Bons exemples són la Casa de Convalescència de l'Hospital de la Santa Creu (1629-1680) i l'església de Betlem (1681-1732). La primera, obra de Pere Pau Ferrer, té un esquema claustral, amb dos nivells, arcs de mig punt, pilastres dòric-toscanes, voltes d'aresta i balustrada al segon nivell. L'església jesuïta de la Mare de Déu de Betlem, obra de Josep Juli, té planta congregacional —a l'estil del Gesù—, nau longitudinal amb volta de canó, nàrtex d'entrada sota el cor i capelles intercomunicades, cadascuna amb una cúpula el·líptica amb llanterna. La façana té un parament d'encoixinat romboïdal, porta quadrada, rosassa i portada-retaule amb columnes salomòniques i entaulament clàssic però tractat barrocament, amb entrants i sortints, flanquejat per dues estàtues de sant Ignasi de Loiola i sant Francesc de Borja, d'Andreu Sala. Va seguir el model de Betlem l'església de Sant Sever (1698-1705), obra de Jaume Arnaudies pel que correspon al traçat original i de Jeroni Escarabatxeres a la conclusió de la façana i la decoració interior. És de petites proporcions (23 x 12 m), dividida en tres cossos verticals per pilastres de grans dimensions, amb un cos central de major altura que acull una fornícula amb la imatge del sant.

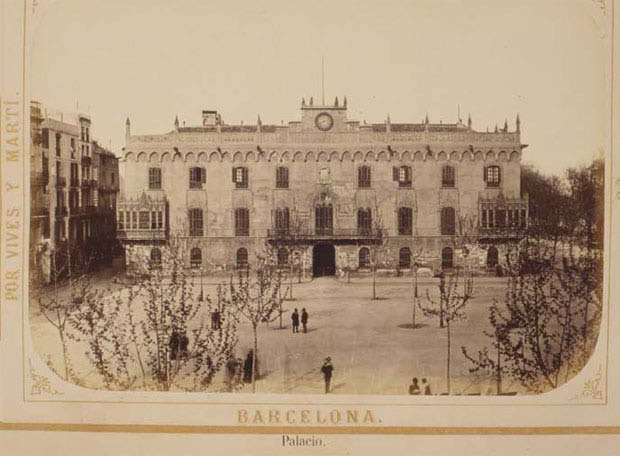
Palau del Virrei (1668-1688), de Fra Josep de la Concepció.

En aquest període va treballar fra Josep de la Concepció —anomenat el Tracista—, un carmelita descalç que va desenvolupar un estil barroc classicista, amb certa influència vitruviana. Entre 1668 i 1688 va construir el Palau del Virrei, al Pla de Palau, reforma d'un antic dipòsit de mercaderies conegut com a Hala dels Draps, de planta quadrangular amb pati central, tres nivells amb balcons i façana amb elements gòtics. El 1675 va adaptar la sala capitular de la Catedral de Barcelona com a capella de Sant Oleguer, en estil gòtic per no trencar amb la línia del temple, i un sepulcre barroc pel sant, amb una estàtua de Pere Sanglada. El 1687 va realitzar l'església dels carmelites descalços de la Mare de Déu de Gràcia i Sant Josep —sobrenomenada dels Josepets—, a la plaça de Lesseps, amb nau única, capelles intercomunicades, volta de canó amb llunetes, fals transsepte i cúpula sense tambor. La façana té tres arcs d'entrada, frontó, entaulament i un campanar d'espadanya perpendicular a la façana.

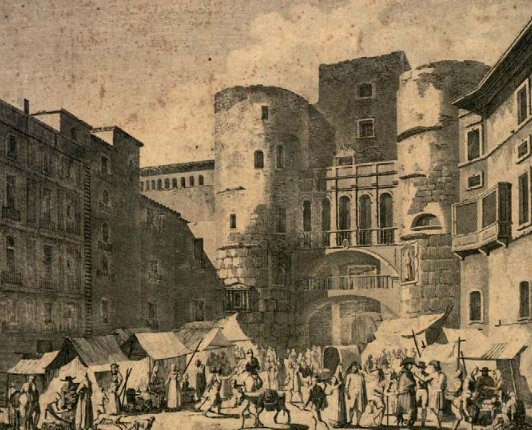
Pont de les torres romanes (1614).

D'aquesta època són també diversos palaus: el palau Dalmases —actual seu d'Òmnium Cultural—, al carrer de Montcada, de tradició gòtica per la seva distribució al voltant d'un pati central amb escala i dues plantes, presenta una façana amb finestres de modelat trencat i gàrgoles, i un pati amb columnes salomòniques i arcs rampants; el palau Marimon o del marquès de Caldes de Montbui destaca pel seu pati central amb galeria d'arcs rebaixats d'estil toscà; el Palau Maldà té una façana corba per la seva adaptació al carrer, feta de petits carreus, i un saló de diverses plantes amb decoració rococó; la casa del Gremi de Revenedors (1685) destaca pels esgrafiats de la façana.
En aquest període les masies van abandonar progressivament les línies gòtiques, amb la introducció de nous elements com portes adovellades, finestres geminades, mènsules i ampits. Alguns exponents són: Can Masdeu, a Horta; Can Trilla, a Gràcia; Can Carabassa, a Horta; i Can Mariner, també a Horta.
En l'àmbit urbanístic, al segle xvii es va ampliar novament la muralla de la ciutat amb la construcció de cinc noves portes (Sant Sever, Tallers, Sant Antoni, Sant Pau i Santa Madrona, aquesta última una reconstrucció de la del segle xiv), es van pavimentar carrers, es van instal·lar clavegueres, es van construir fonts d'aigua potable i es van fer obres de millora al port. També es va construir un pont que unia les dues torres de la porta decumana de la muralla romana, al costat del Palau Episcopal (1614), format per dos arcs rebaixats, l'inferior amb una passarel·la amb balustrada i el superior amb un cos amb cinc finestres balconeres d'arc de mig punt emmarcades per pilastres dòriques; va ser enderrocat el 1823.

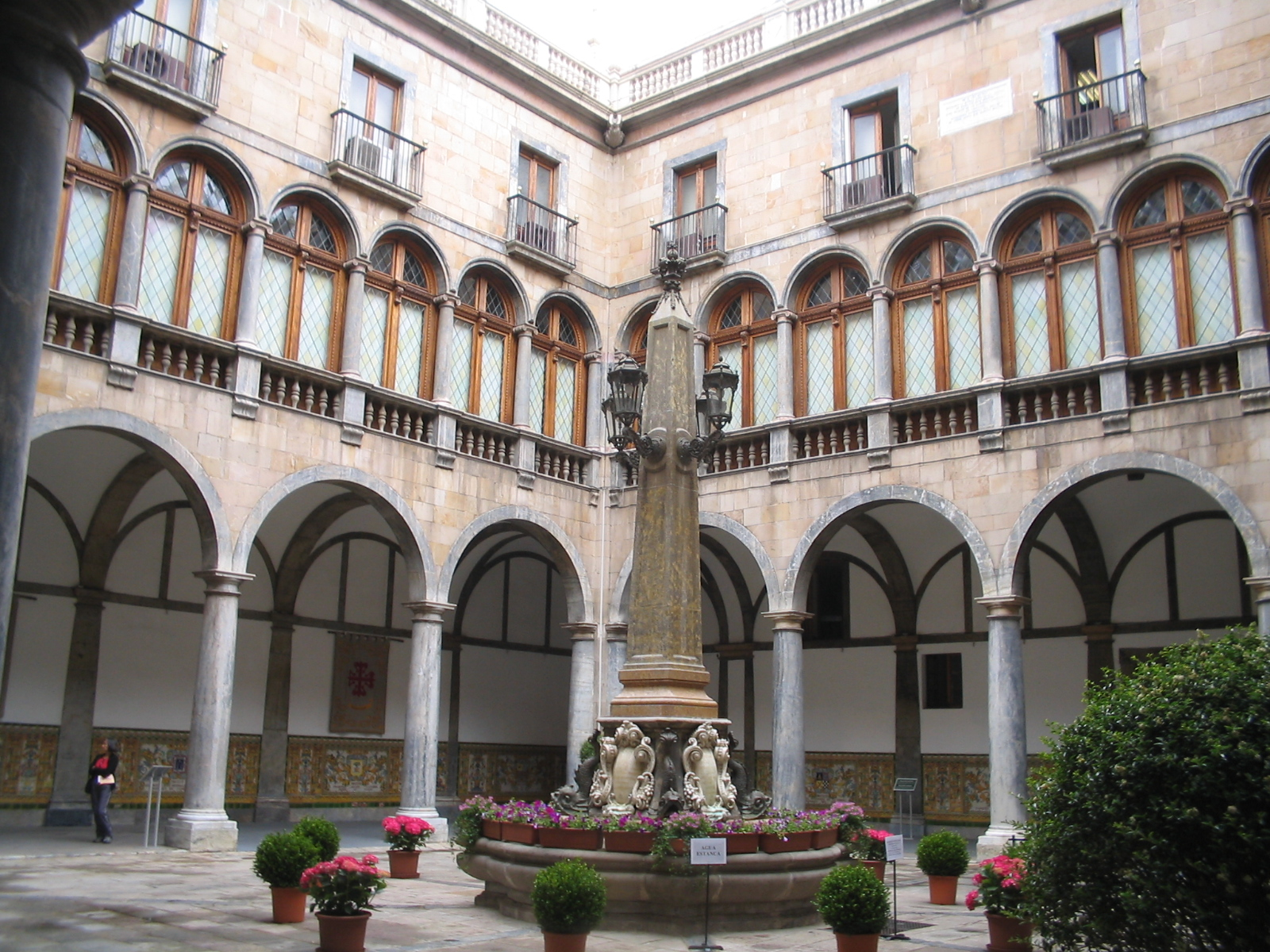
Claustre del convent de la Mercè (1637-1651), de Jeroni Santacana.
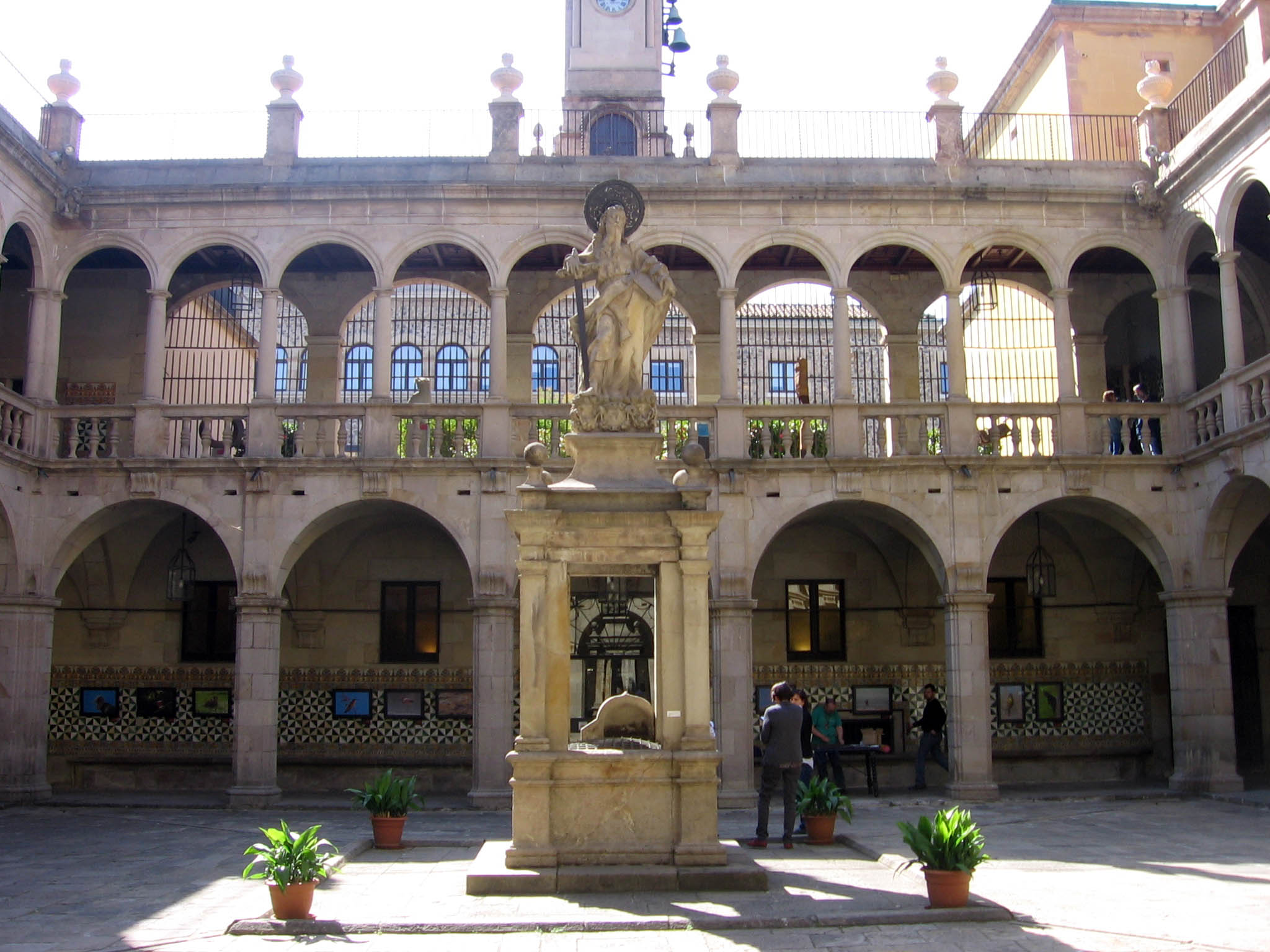
Casa de Convalescència, Hospital de la Santa Creu (1629-1680), de Pere Pau Ferrer.
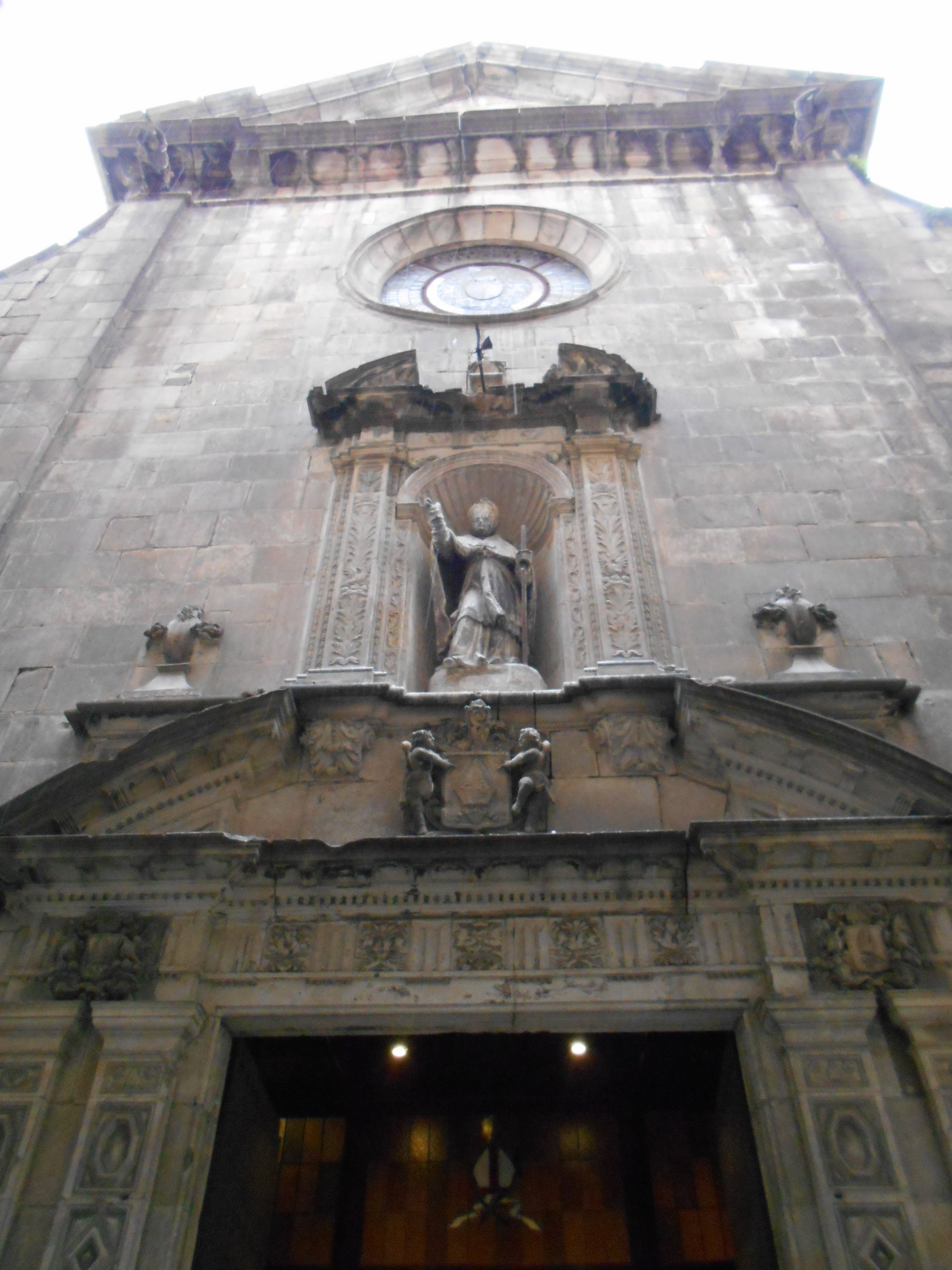
Església de Sant Sever (1698-1705), de Jaume Arnaudies i Jeroni Escarabatxeres.
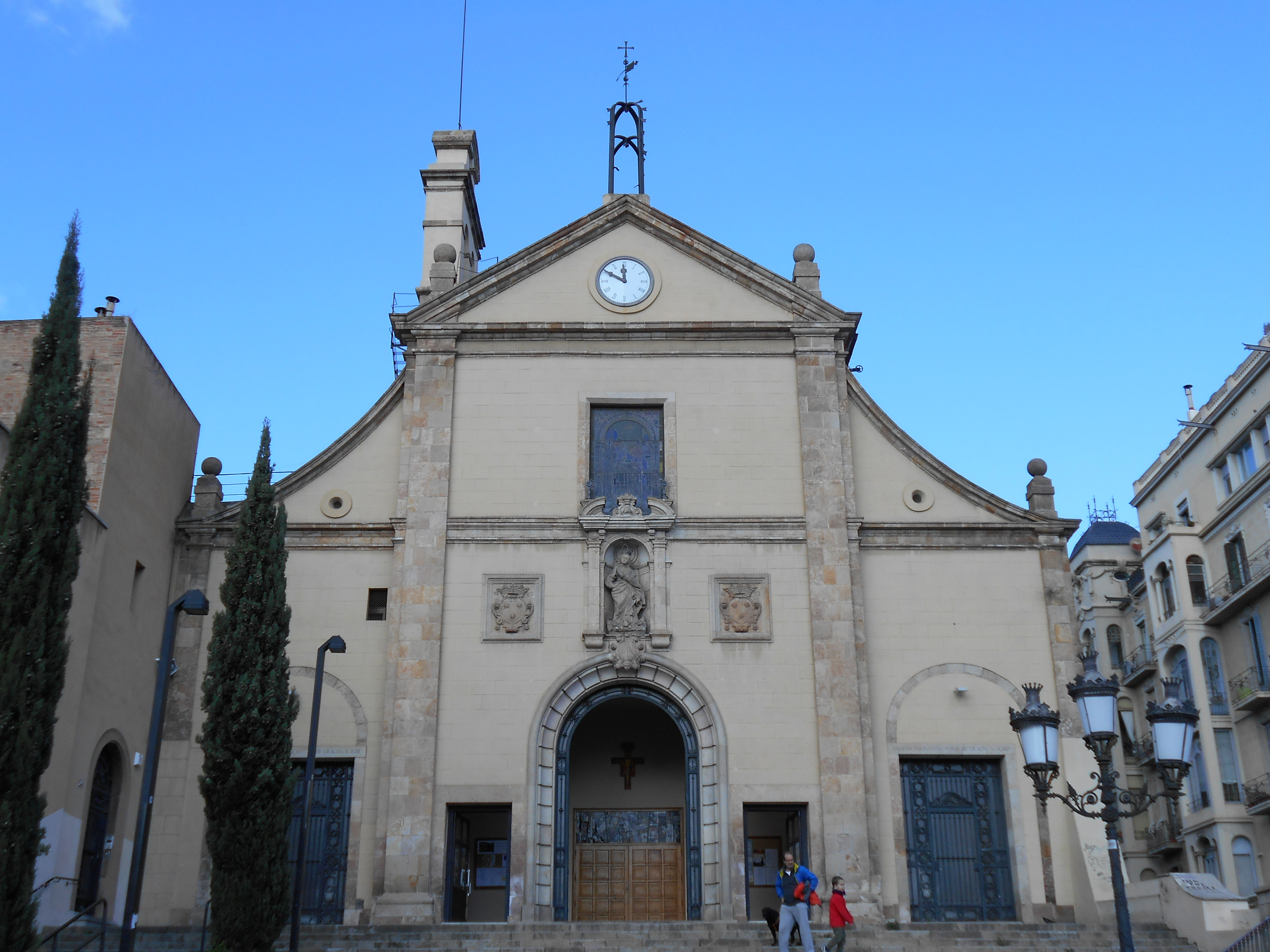
Església de la Mare de Déu de Gràcia i Sant Josep (1687), de Fra Josep de la Concepció.
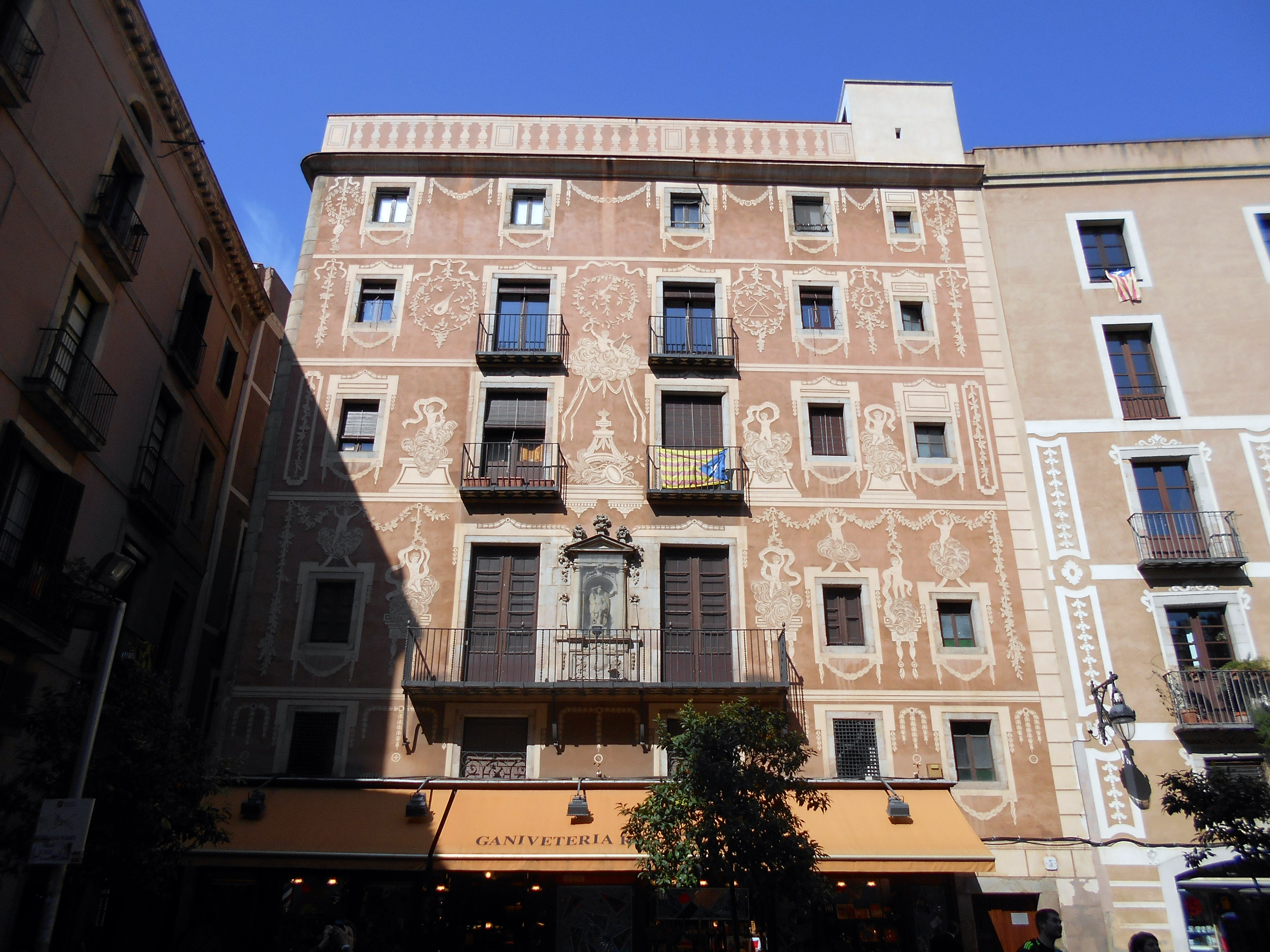
Casa del Gremi de Revenedors (1685).
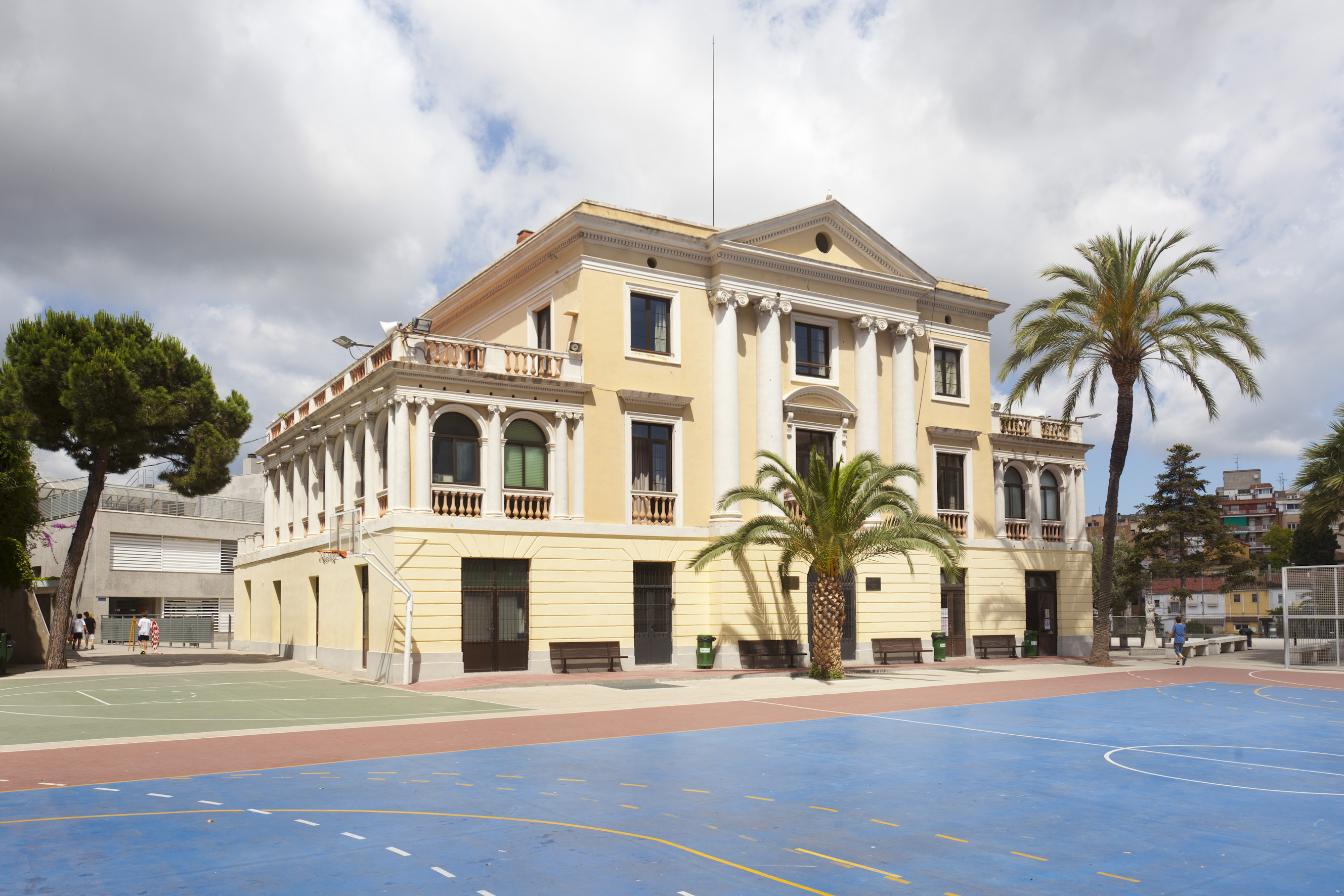
Masia de Can Carabassa.

#### Segle XVIII

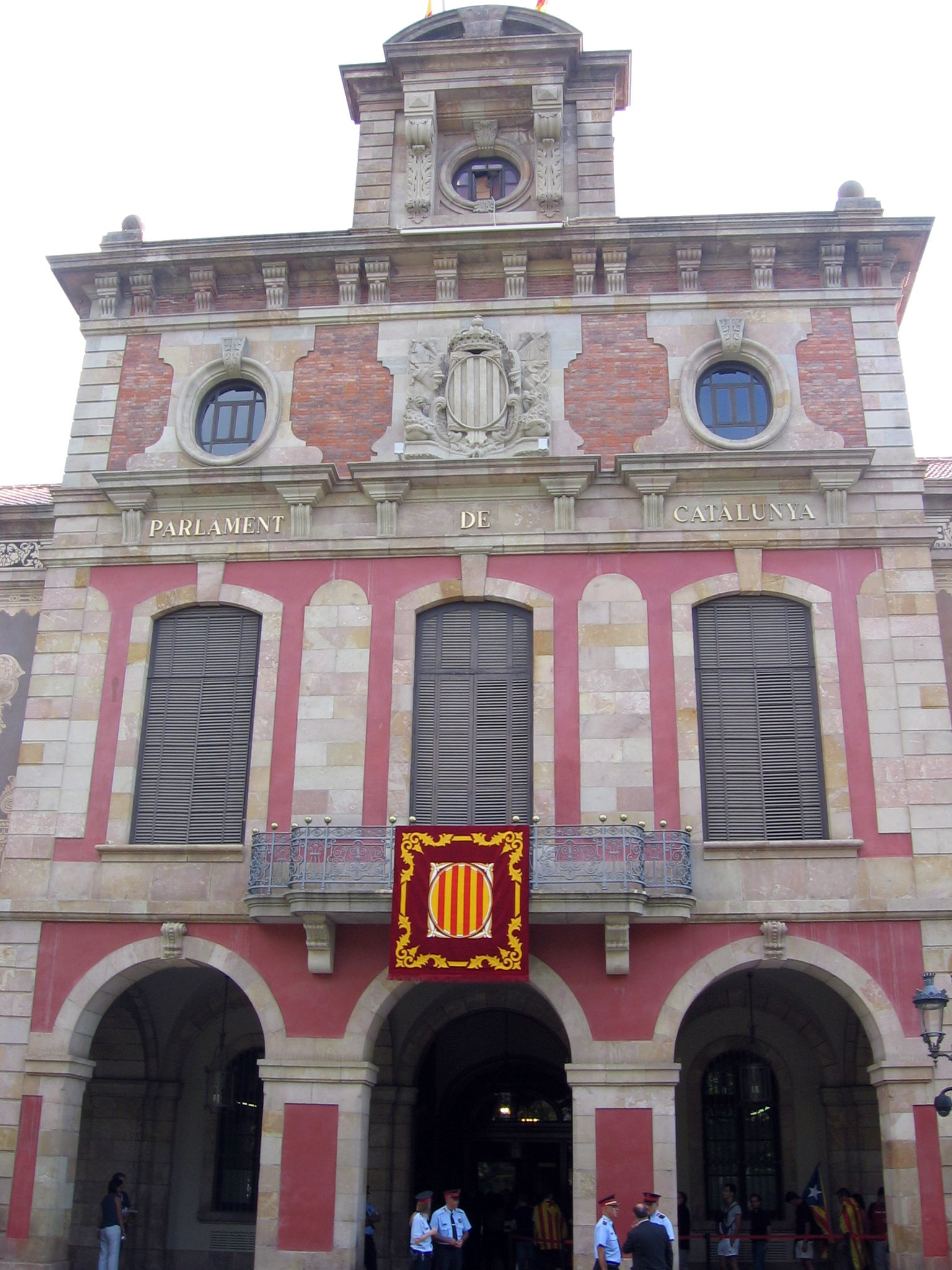
Façana de l'Arsenal de la Ciutadella, actualment Palau del Parlament de Catalunya.

En aquest segle van continuar les formes barroques, però més temperades, no tan exuberants com en la centúria anterior. El llenguatge arquitectònic es va tornar més classicista, bé amb un component més barroc (Sant Miquel del Port) o més acadèmic (església de la Mercè), fins a desembocar en el neoclassicisme que es va desenvolupar entre finals de segle i inicis del xix.
L'arribada dels Borbons va generar en arquitectura una sèrie d'obres d'enginyeria militar, com els castells de Montjuïc i la Ciutadella, o fins i tot esglésies com la de Sant Miquel del Port a la Barceloneta (1753). El castell de Montjuïc, una petita fortalesa del segle xvii construïda per la Guerra dels Segadors, va ser ampliat i reformat per Juan Martín Cermeño entre 1751 i 1779, amb una forma pentagonal i grans fosses i baluards, amb influència vaubaniana; el 1960 va ser convertit en Museu Militar, amb una reforma de Joaquim de Ros i de Ramis.
Per a la construcció de la Ciutadella es van enderrocar 1 200 cases del barri de la Ribera —quedant 4.500 persones sense casa i sense indemnització—, així com els convents de Sant Agustí i Santa Clara, i es va desviar el Rec Comtal. Obra de Joris Prosper Van Verboom, tenia forma pentagonal, també amb influència vaubaniana. Del seu conjunt destaquen l'edifici de l'arsenal, actual seu del Parlament de Catalunya; el palau del governador, actual Institut Verdaguer; i la capella, actual parròquia castrense. Aquesta capella, projectada per Alexandre de Rez el 1727, presenta un portal classicista amb testera semicircular, a l'estil de l'església de la Visitació de París.

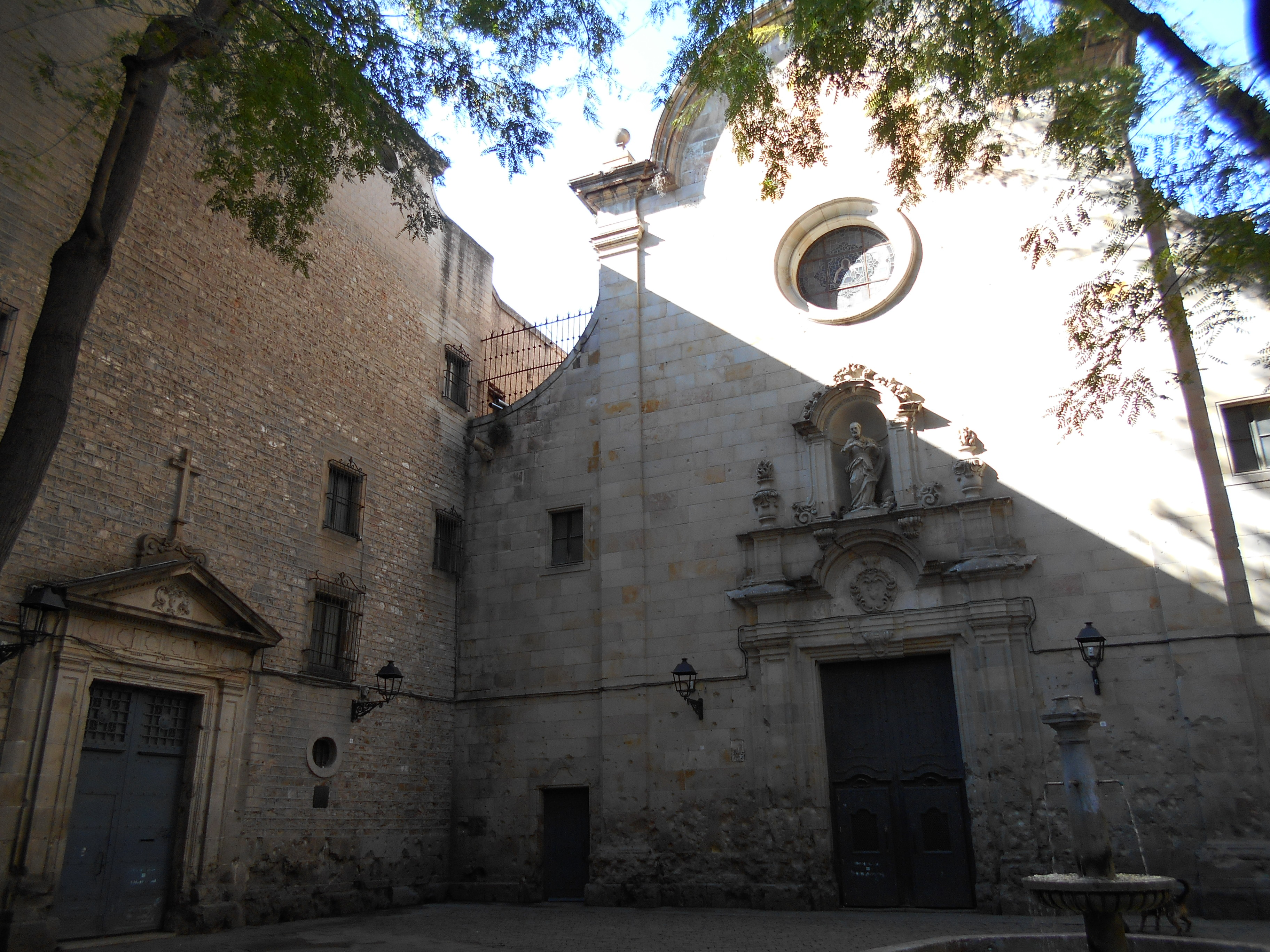
Església de Sant Felip Neri (1721-1752) de Pere Bertran i Salvador Ausich.

Les primeres esglésies van ser de pervivència barroca: entre 1705 i 1716 es va edificar l'església de Sant Sever i Sant Carles Borromeu —actualment de Sant Pere Nolasc—, a la plaça de Castella, de l'ordre dels paüls. Presenta nau única, amb tribunes i cúpula semiesfèrica, i un claustre d'ordre toscà, amb voltes d'aresta. Entre 1721 i 1752 es va construir l'església de Sant Felip Neri, a la plaça homònima, obra de Pere Bertran i Salvador Ausich. Presenta nau única, creuer, capelles intercomunicades, absis rectangular i façana de traçat mixtilini, amb inici d'entaulament i acabament semicircular. De Pere Bertran és també l'església de Sant Agustí Nou (1728), de nau congregacional amb capelles intercomunicades, cúpula amb llanterna, volta de canó i absis semicircular. La façana és de Pere Costa (1735), amb nàrtex de cinc arcs de mig punt, amb frontó mixtilini i cúpula el·líptica, realitzada només a la part inferior, mentre que la superior continua inacabada. El 1735 es va aixecar l'església de Santa Marta, a la Riera de Sant Joan, annexa a un hospital de pelegrins del mateix nom; afectada per l'obertura de la Via Laietana, va ser enderrocada el 1911, encara que la façana va ser conservada i traslladada a l'edifici del convent de l'Hospital de la Santa Creu i Sant Pau, on encara roman.
Entre 1736 i 1743 es va construir la Casa de la Caritat —actual Centre de Cultura Contemporània de Barcelona—, emplaçada sobre un anterior convent medieval de monges agustines bombardejat el 1651, el qual albergava un complex de diverses dependències disposades al voltant d'un gran pati de planta quadrada i claustre de doble alçada amb arcades d'ordre toscà, conegut actualment com a pati Manning. Al segle xix se li va incorporar l'església neogòtica de Santa Maria de Montalegre, així com un altre pati anomenat de Dones.

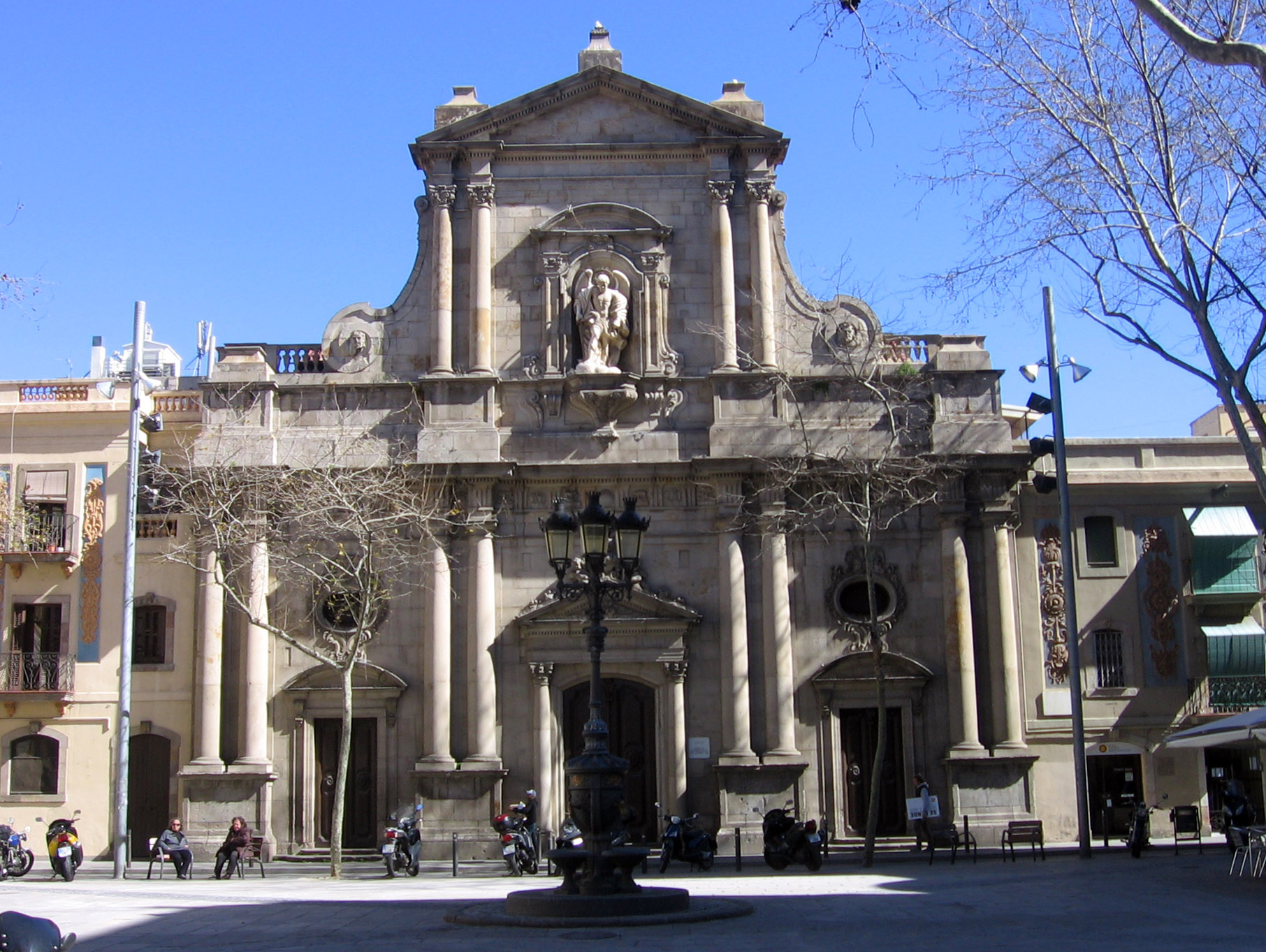
Església de Sant Miquel del Port (1753), de Pedro Martín Cermeño.

L'església de Sant Miquel del Port (1753), de Pedro Martín Cermeño, té influència italiana, especialment de Maderno i Della Porta, i presenta una façana tripartida amb un cos central elevat amb frontó triangular —que denota la influència del Gesù—, i una escultura de Sant Miquel de Pere Costa; la planta era quadrada, amb una cúpula central sobre quatre pilars, però va ser reformada per Elies Rogent el 1863, data en què va ampliar l'espai de l'església i la va distribuir en tres naus, amb una nova cúpula sobre un fals creuer.
Un dels millors exponents del barroc religiós va ser l'església de la Mercè (1765-1775), de Josep Mas i Dordal, que substituïa una altra gòtica de l'orde dels mercedaris. Presenta nau única amb capelles laterals intercomunicades, seguint l'esquema de les esglésies contrareformistes catalanes, creuer amb cúpula i cambril sobre el presbiteri. La façana denota la influència de Sant Andreu del Quirinal de Bernini, amb murs laterals corbats, porta amb frontó semicircular, rosassa i frontó superior triangular. Sobre la cúpula destaca la imatge de la Mare de Déu de la Mercè, obra original de Maximí Sala destruïda el 1936 i substituïda per una còpia dels germans Oslé (Miquel i Llucià).

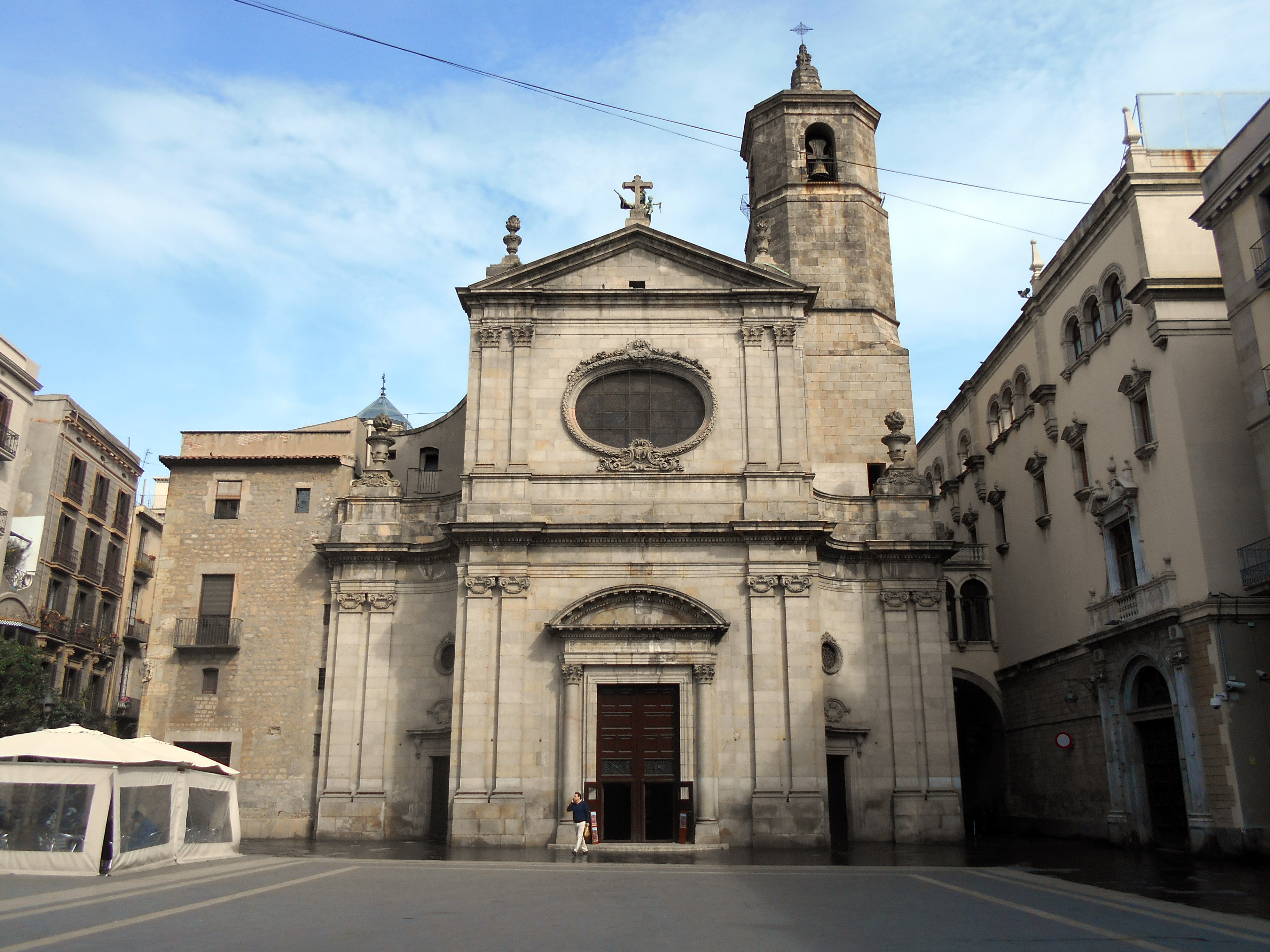
Església de la Mercè (1765-1775), de Josep Mas i Dordal.

D'aquesta època són també dues esglésies parroquials d'antics municipis limítrofs de la ciutat, avui dia incorporats com a barris: Sant Vicenç de Sarrià, de Josep Mas i Dordal, construïda entre 1778 i 1816 sobre les restes d'una anterior església gòtica del 1379 —edificada al seu torn sobre una altra romànica consagrada el 1147—, té tres naus intercomunicades per arcs de mig punt, amb capçalera plana i transsepte amb cúpula, així com capelles laterals; i el santuari de Santa Eulàlia de Vilapicina (1782), reforma d'una església del segle x, té una nau de volta de canó i coberta a dues aigües, i façana neoclàssica decorada amb esgrafiats i coronada per un petit campanar.

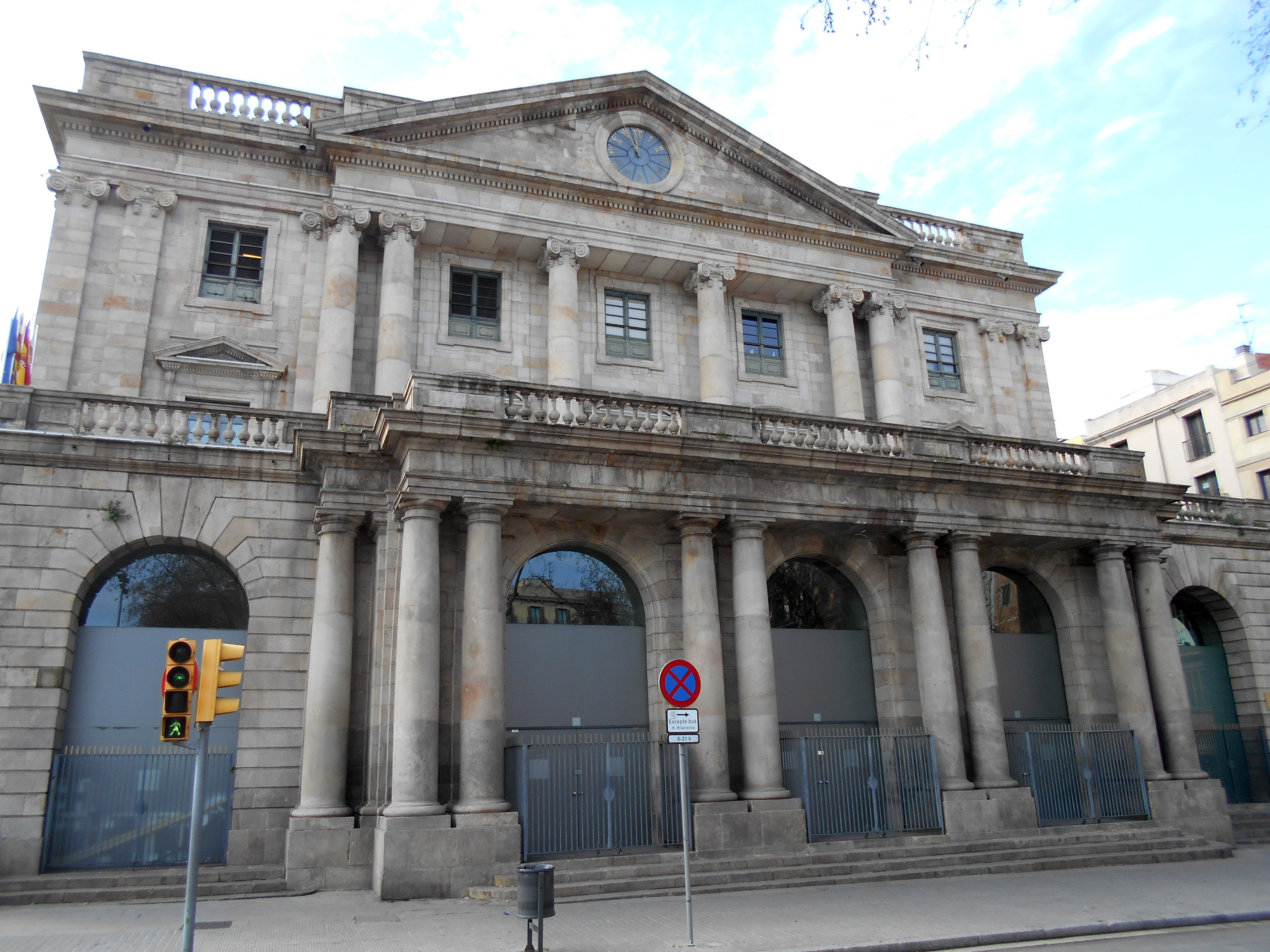
Palau de la Llotja (1774-1802), de Joan Soler i Faneca.

L'arquitectura civil, realitzada principalment per arquitectes acadèmics, es va anar acostant progressivament al neoclassicisme, com es percep en el Col·legi de Cirurgia de Barcelona (1762-1764), obra de Ventura Rodríguez, amb planta rectangular dividida en dues àrees clarament diferenciades: un amfiteatre circular que servia com a aula d'anatomia i una zona de dependències administratives i de serveis. El 1771 es va construir la nova façana del Palau del Virrei, projectada pel comte de Roncali, plenament neoclàssica; reformat novament el 1846 en ocasió d'una visita d'Isabel II, data en què va passar a ser Palau Reial, va ser destruït per un incendi el 1875. Entre 1774 i 1802 es va reformar totalment el palau de la Llotja, amb un projecte de Joan Soler i Faneca. De l'edifici gòtic només va quedar la sala de Contractació, al voltant de la qual es va aixecar un nou edifici de tall classicista que denota una certa influència pal·ladiana. Un altre edifici lligat al comerç va ser la Duana, construïda entre 1790 i 1792 pel comte de Roncali, la qual presenta traços classicistes, si bé denota encara la pervivència del decorativisme barroc; té una façana amb tres obertures, en els extrems amb un frontó triangular i al centre amb un circular, i una decoració d'estuc imitant el marbre.

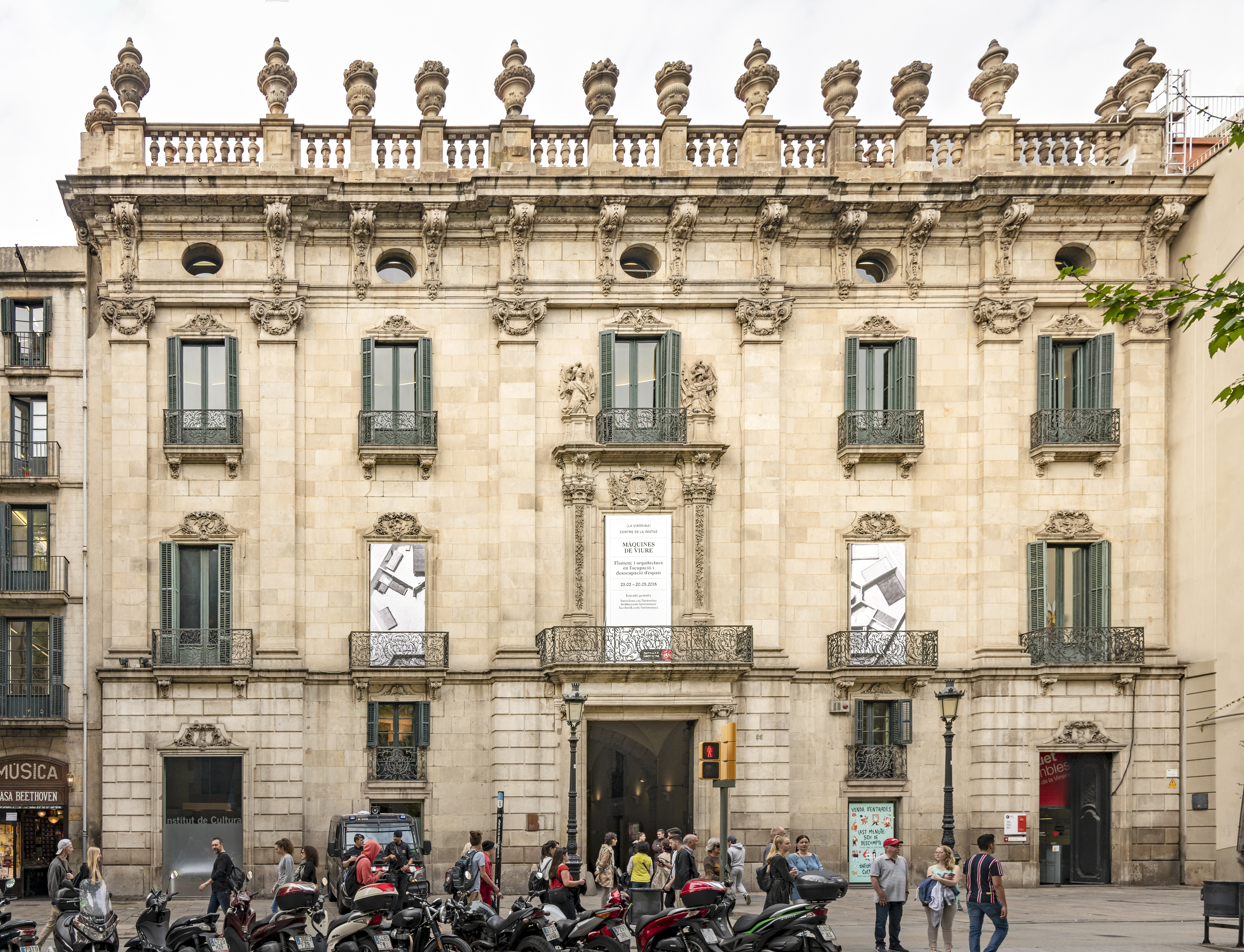
Palau de la Virreina (1772-1778), de Josep Ausich.

Els palaus de l'època solen tenir planta quadrangular, amb un pati central al qual s'accedeix per un vestíbul principal, que sol destacar per una àmplia escala d'honor. Alguns exponents són: el Palau de la Virreina (1772-1778), construcció de Josep Ausich sobre un projecte de Manuel d'Amat i de Junyent, virrei del Perú; el palau Sessa-Larrard (1772-1778), de Josep Ribas i Margarit; el Palau Moja (1774-1789), de Josep Mas i Dordal; el Palau Marc de Reus (1775), de Joan Soler i Faneca; i el Palau Savassona (1796), actual seu de l'Ateneu Barcelonès. Entre 1782 i 1784 es va ampliar també el Palau Episcopal, amb un nou edifici amb façana a la plaça Nova, obra de Josep Mas i Dordal. Cal esmentar també la Casa del Gremi de Velers o «casa de la Seda» (1758-1763), obra de Joan Garrido, un edifici de tres nivells que destaca per la seva decoració d'esgrafiats, bona mostra del decorativisme barroc.
Les masies van continuar amb les línies esbossades al segle anterior, amb algun element distintiu com la decoració en esgrafiat o les teulades a dues aigües amb coronament mixtilini. També es va introduir en aquesta època la construcció amb volta catalana. Alguns exemples són: Can Travi Nou, a Horta; Can Planas, a les Corts, actualment la famosa Masia del Futbol Club Barcelona; Can Tusquets, a Gràcia; Can Fargues, a Horta; Can Raspall, a Sarrià; Can Rosés, a les Corts; Can Canet de la Riera, a Sarrià; Can Mora, a Horta; Can Sert, a Gràcia; Vil·la Florida, a Sant Gervasi; i Can Querol, a Horta.
En l'àmbit urbà, cal remarcar la construcció el 1753 del barri de la Barceloneta, promoguda pel marquès de la Mina, el qual també va reparar i ampliar el port i fomentar la instal·lació del primer enllumenat públic. Entre 1776 i 1778 es va realitzar la urbanització de la Rambla, i es van projectar els passejos de Sant Joan i de Gràcia, tot i que no es van realitzar fins al canvi de segle el primer i 1820-1827 el segon. També es va traçar el carrer Nou de la Rambla, per iniciativa del comte de l'Asalto (1778-1789). El 1797 es va crear també el passeig Nou o de l'Esplanada, situat al costat de la Ciutadella militar, una àmplia avinguda plena d'àlbers i oms i decorada amb fonts ornamentals —de les que es conserva la font d'Hèrcules—; durant un temps va ser el principal espai verd de la ciutat, però va desaparèixer en les obres d'urbanització del parc de la Ciutadella.

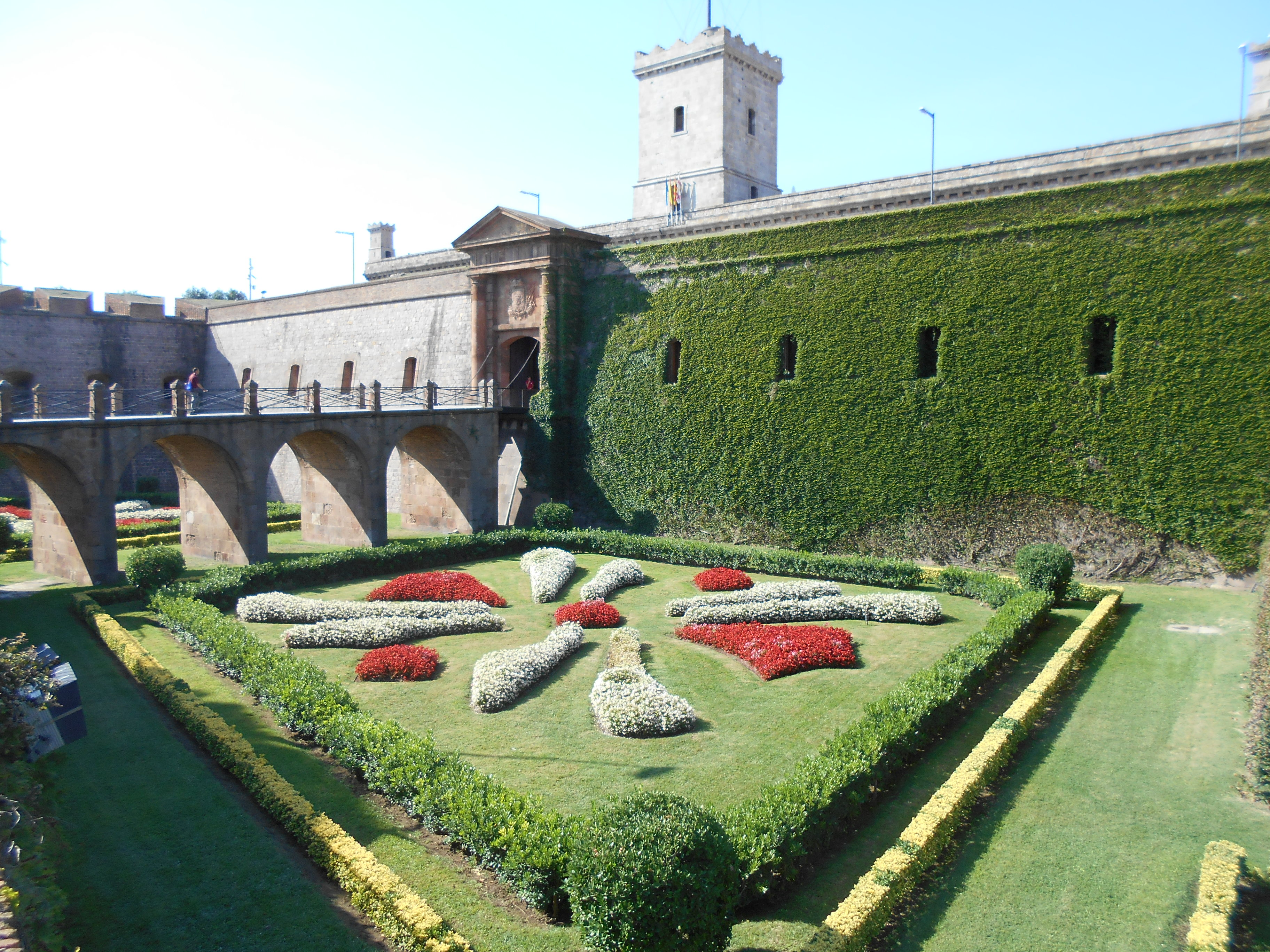
Castell de Montjuïc (1751-1779), de Juan Martín Cermeño.
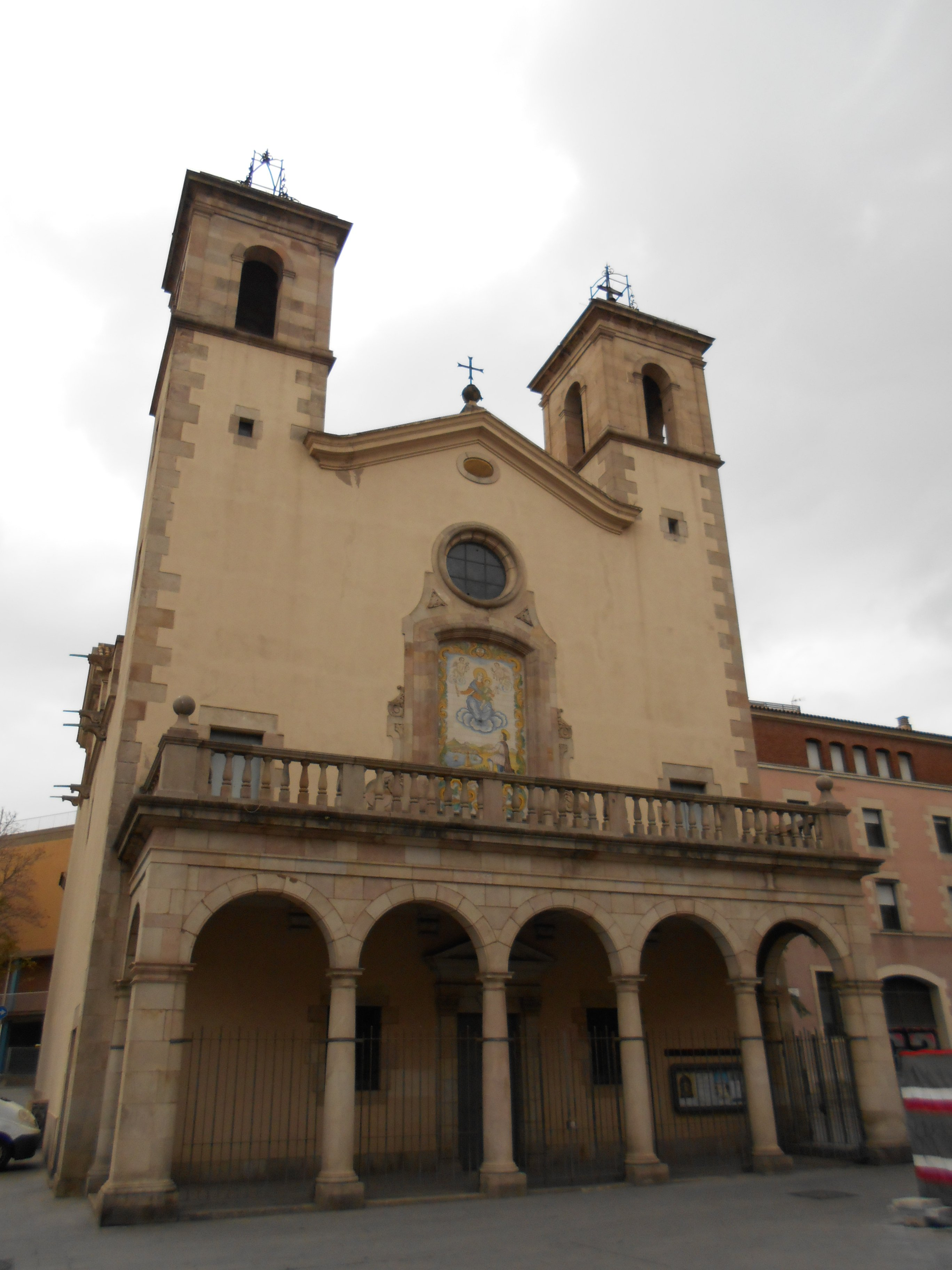
Església de Sant Sever i Sant Carles Borromeu (1705-1716).
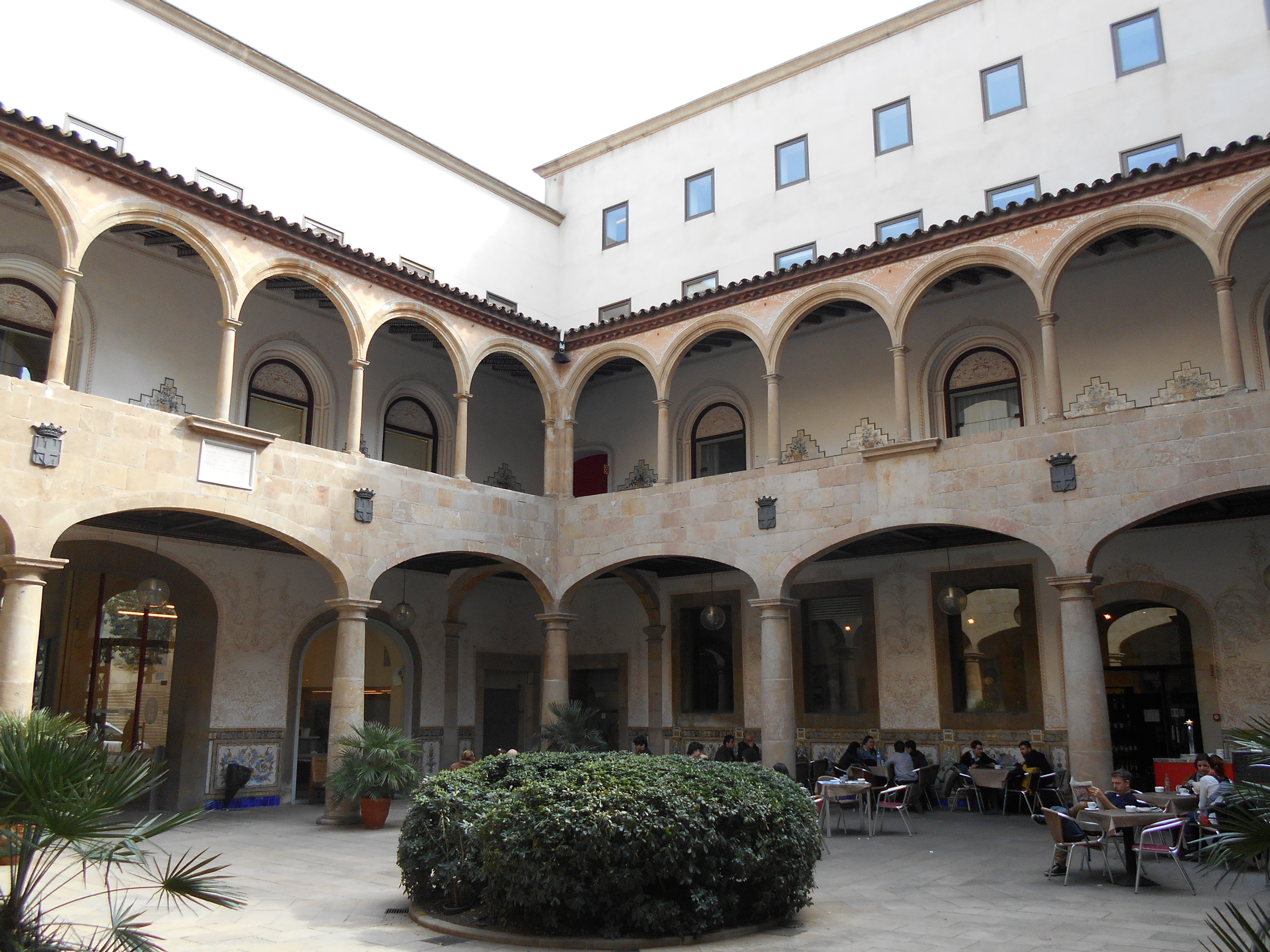
Pati Manning, Casa de la Caritat (1736-1743).
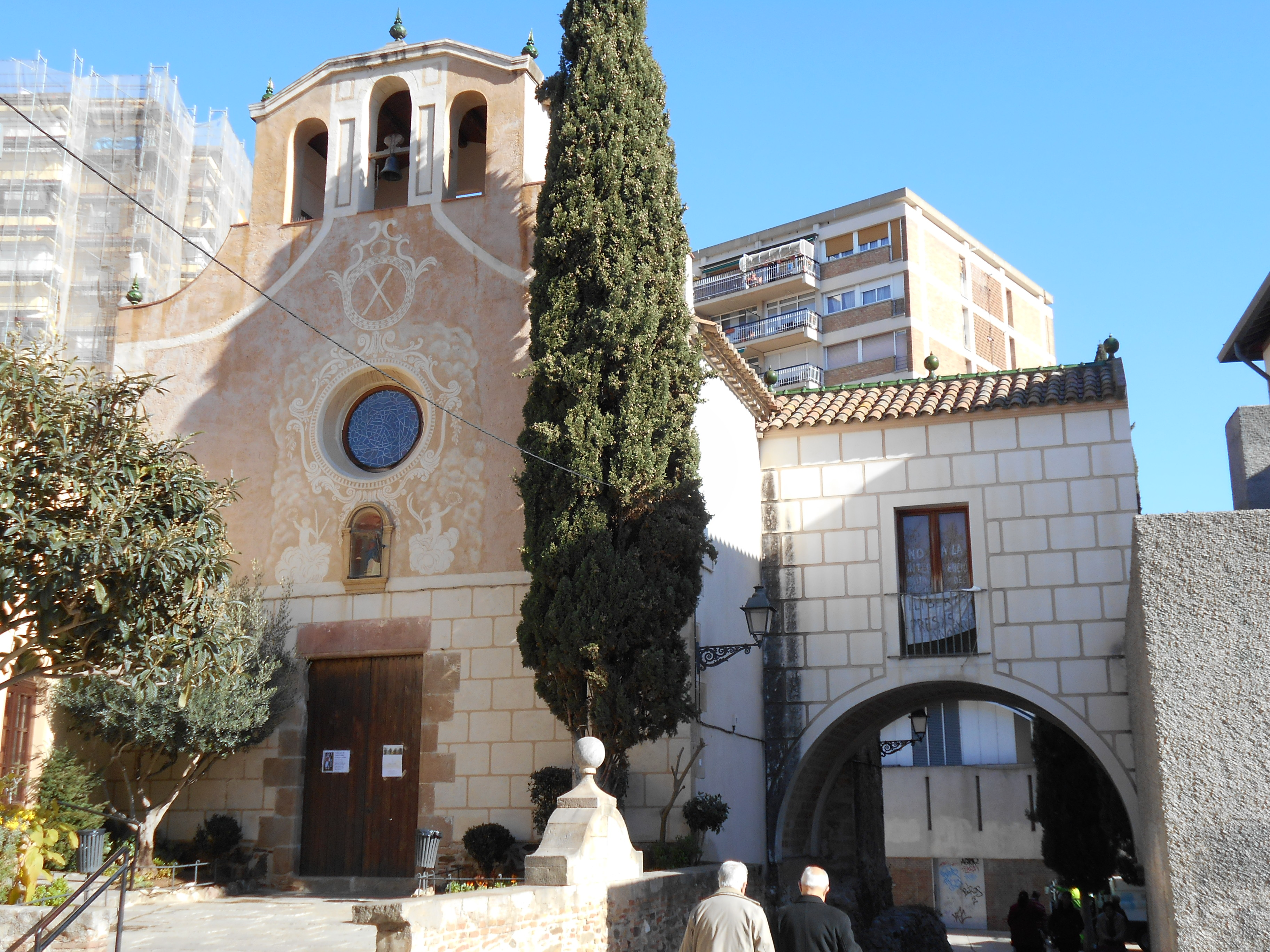
Santuari de Santa Eulàlia de Vilapicina (1782).
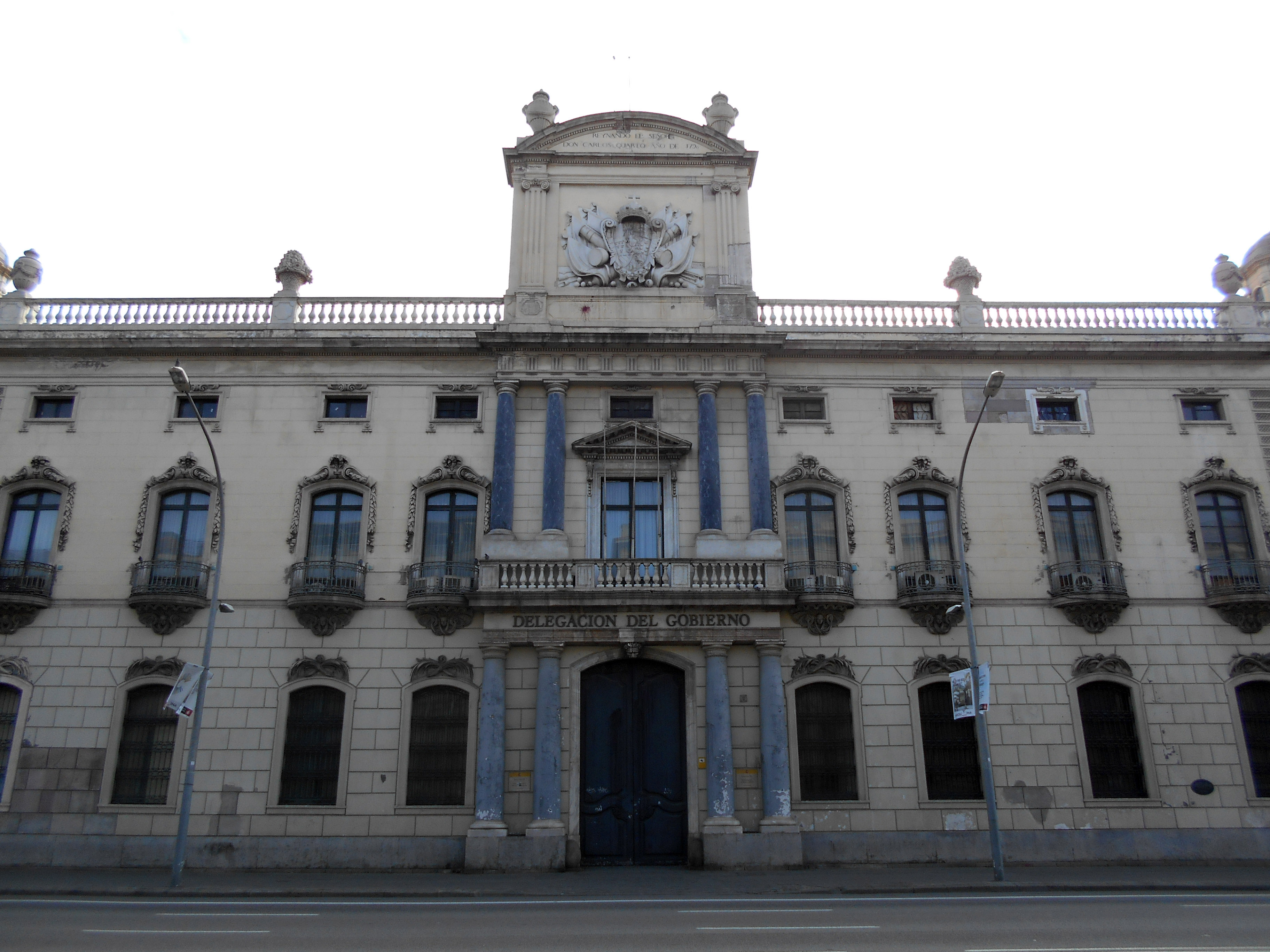
Duana de Barcelona (1790-1792), de Juan Miguel de Roncali.
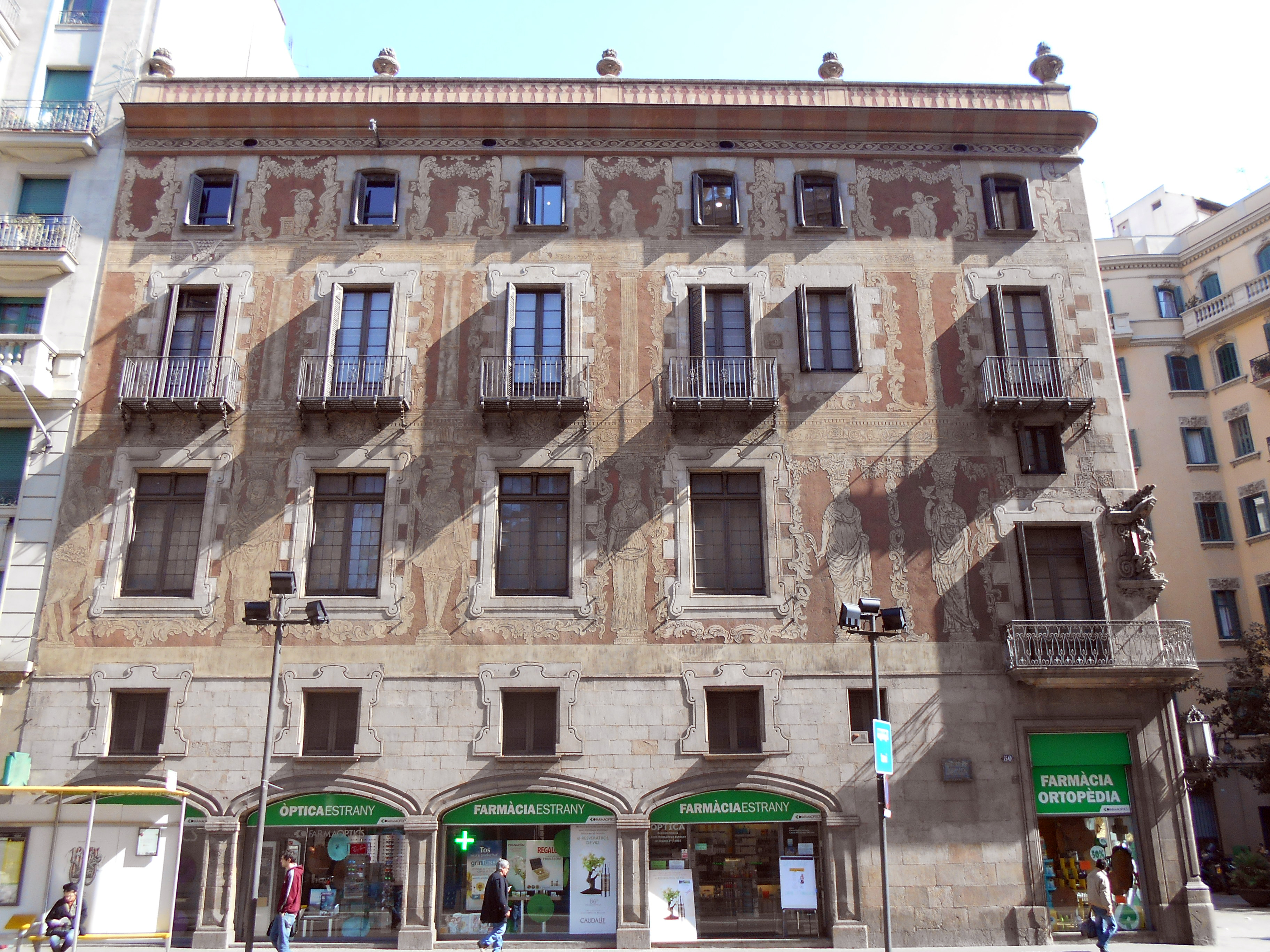
Casa del Gremi de Velers (1758-1763), de Joan Garrido.
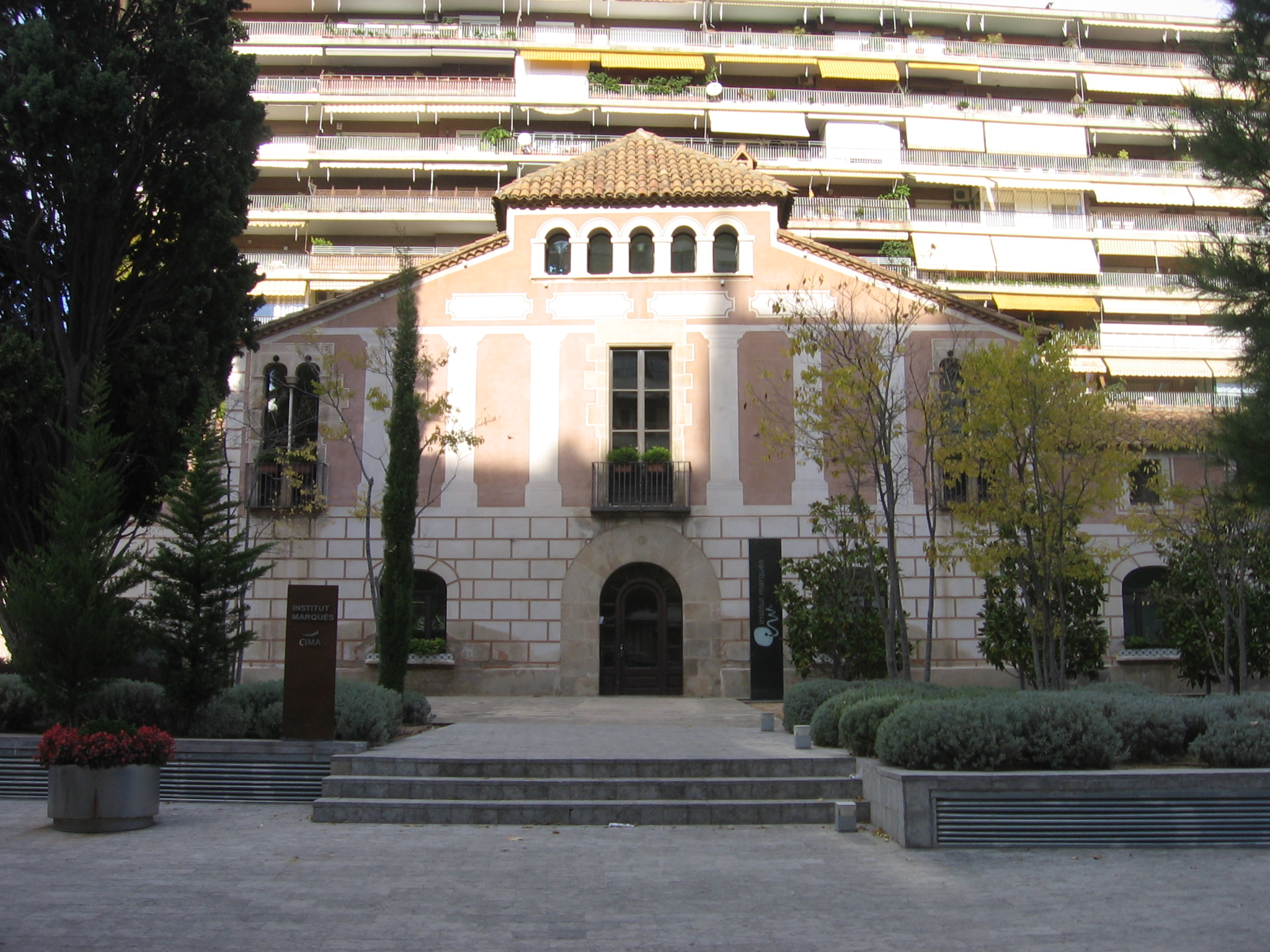
Masia de Can Raspall, Sarrià.

## Segle XIX

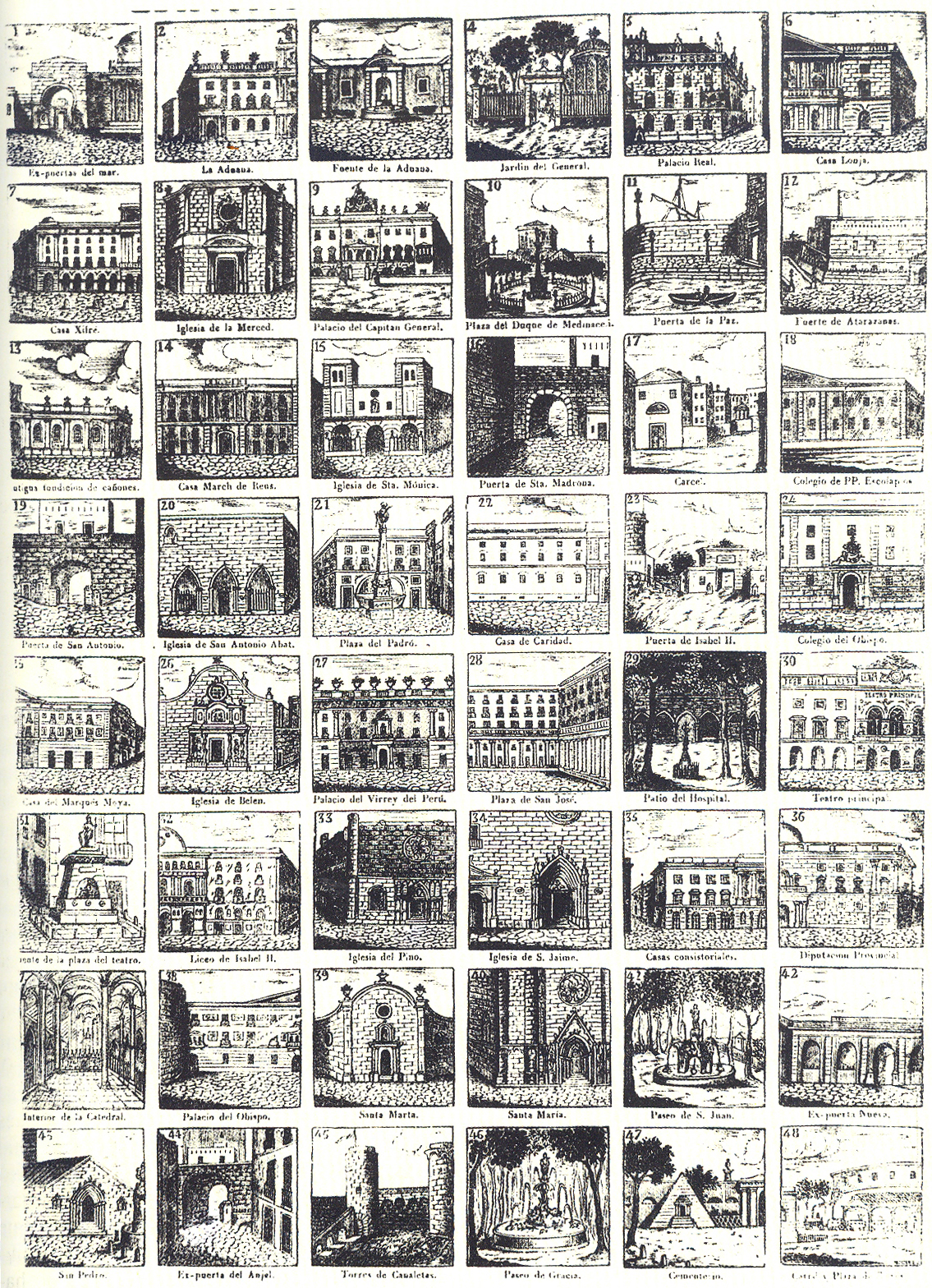
Auca d'edificis notables de Barcelona (1861), Impremta Juan Llorens.

En aquest període hi va haver una gran revitalització econòmica, lligada a la Revolució Industrial —especialment la indústria tèxtil—, el que va comportar al cop un renaixement cultural. Entre 1854 i 1859 es va produir l'enderrocament de les muralles, de manera que la ciutat va poder expandir-se, motiu pel qual es va impulsar el projecte d'Eixample elaborat per Ildefons Cerdà el 1859. Tanmateix, gràcies a la revolució de 1868 es va aconseguir l'enderrocament de la Ciutadella, els terrenys de la qual van ser transformats en un parc públic. La població va anar creixent, especialment gràcies a la immigració de la resta de l'estat, arribant a la fi de segle als 400 000 habitants. Artísticament, el segle va veure la successió de diversos estils de diferent signe, com el neoclassicisme, l'historicisme i el modernisme.

### Neoclassicisme
El neoclassicisme, desenvolupat entre finals del segle xviii i principis del xix, va suposar un retorn a l'art clàssic grecoromà, impulsat per la troballa de les restes de Pompeia i Herculà i l'obra teòrica de l'historiador de l'art Johann Joachim Winckelmann. A Catalunya, l'impuls de l'Escola de Belles Arts de Barcelona (la Llotja) va ser decisiu per a la consolidació de l'art català, així com el seu allunyament del seu aspecte gremial i artesà. Si fins llavors la construcció estava confiada a mestres d'obres de formació gremial, a partir d'ara els nous arquitectes tindran ja una titulació acadèmica.
L'arquitectura neoclàssica no va ser molt productiva, destacant el nom d'Antoni Cellers, arquitecte acadèmic i gran teòric del classicisme. Va ser autor de l'església actualment desapareguda dels Carmelites Calçats (1832), així com del palau Alòs i Dou (1818), en què fa una interpretació neoclàssica del tradicional pati català, amb arcs serlians sobre columnes jòniques, i una façana posterior al jardí amb un tetràstil jònic.

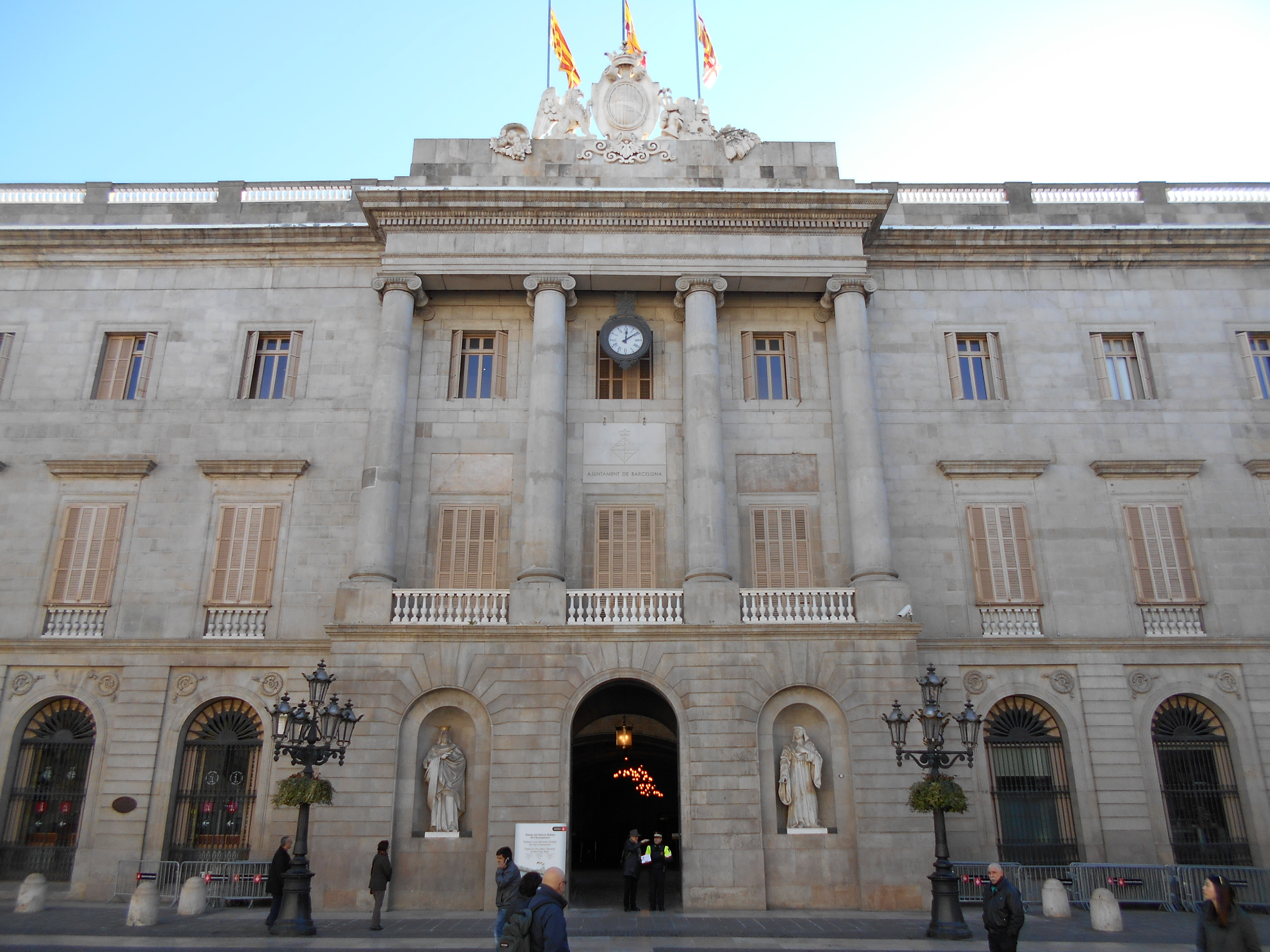
Façana de la Casa de la Ciutat (1830), de Josep Mas i Vila.

Deixeble seu va ser Josep Mas i Vila, autor de la nova façana de la Casa de la Ciutat (1830), plenament classicista i de caràcter monumental, amb un cos central que sobresurt de la resta, on destaquen quatre columnes jòniques que sostenen un àtic amb l'escut de la ciutat. Mas i Vila, mestre de cases i fonts de l'Ajuntament, també va ser l'encarregat de la remodelació de la plaça de Sant Jaume i de la urbanització del carrer de Ferran, així com de la construcció del mercat de la Boqueria (1836-1846), inicialment una plaça porticada amb columnata jònica, encara que a mitja construcció es va optar pel ferro per cobrir-lo, en comptes de la pedra prevista per Mas. Juntament amb Josep Buxareu va ser igualment l'encarregat de la reconversió del convent de Santa Caterina en el mercat del mateix nom (1844-1848).

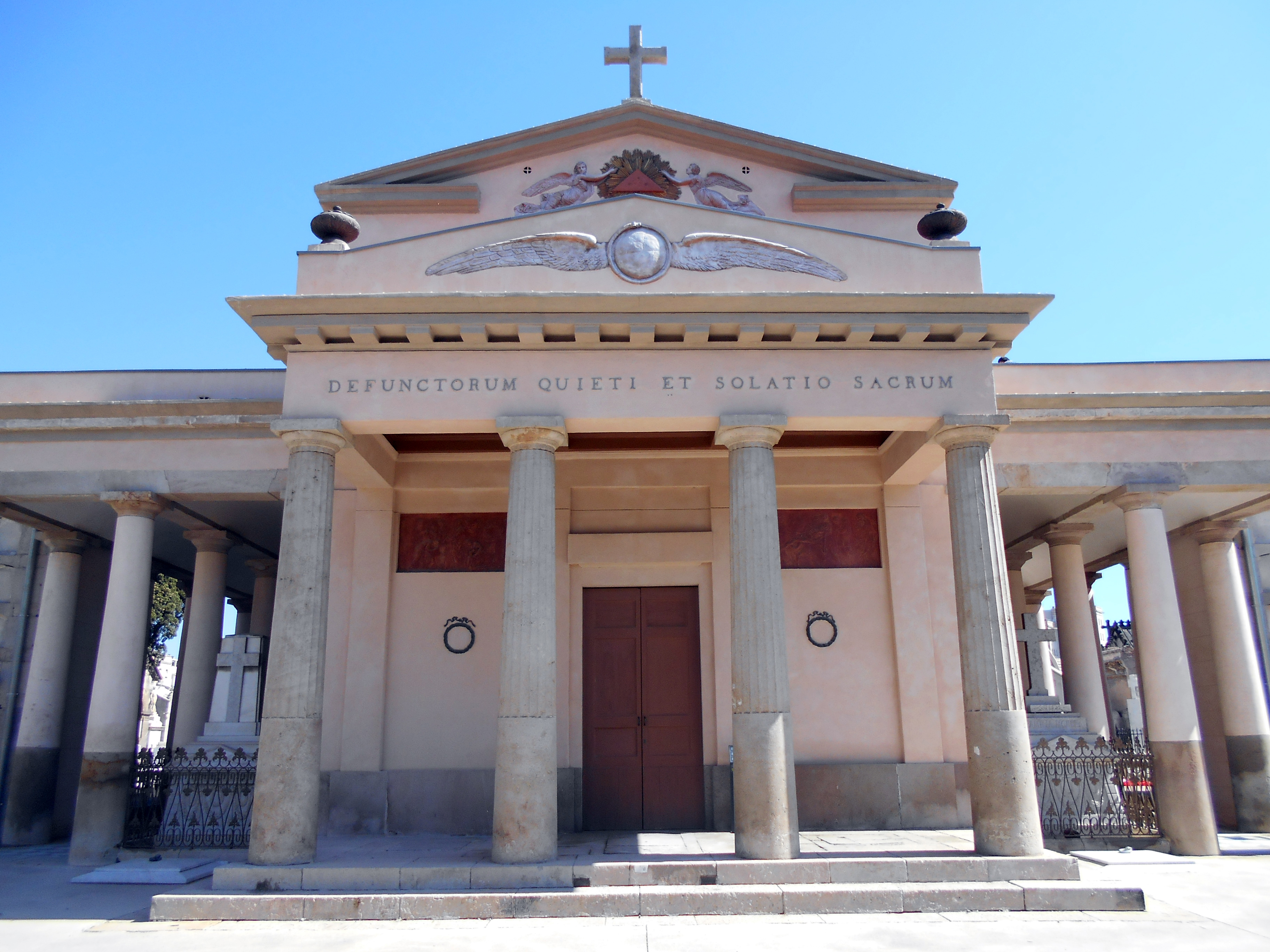
Capella del Cementiri del Poblenou (1818), d'Antonio Ginesi.

Cal esmentar, tanmateix, la presència de l'arquitecte italià Antonio Ginesi, autor de la capella del cementiri del Poblenou (1818), d'un estil més aviat eclèctic, que barreja el nou llenguatge clàssic amb elements que perduren del Barroc, així com influències de l'art egipci.

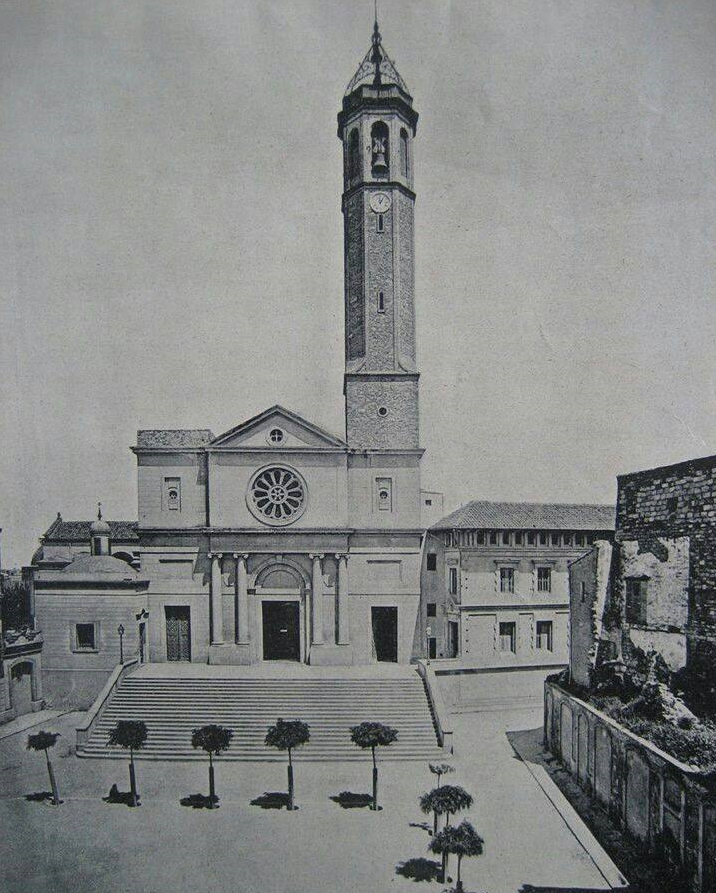
Santa Maria de Sants (1828), de Francesc Renart.

El 1828 es va construir l'església parroquial de Santa Maria de Sants, obra de Francesc Renart d'un classicisme programàtic, amb portada d'arc de mig punt flanquejat per dues columnes jòniques, sobre el qual se situa una rosassa i un frontó triangular, i al lateral una torre-campanar de 70 m d'alçada. L'església va ser destruïda el 1936, i reconstruïda entre 1940 i 1965 per Raimon Duran i Reynals.
Un edifici emblemàtic de l'època va ser la Casa Xifré (1835-1840), obra de Josep Buxareu i Francesc Vila, un edifici d'habitatges situat davant del palau de la Llotja, que destaca pels seus pòrtics de la planta baixa, d'arcs de mig punt. La façana té una decoració propera a l'anomenat estil isabelí, amb relleus de l'escultor Damià Campeny. Va ser el primer edifici de Barcelona amb aigua corrent.

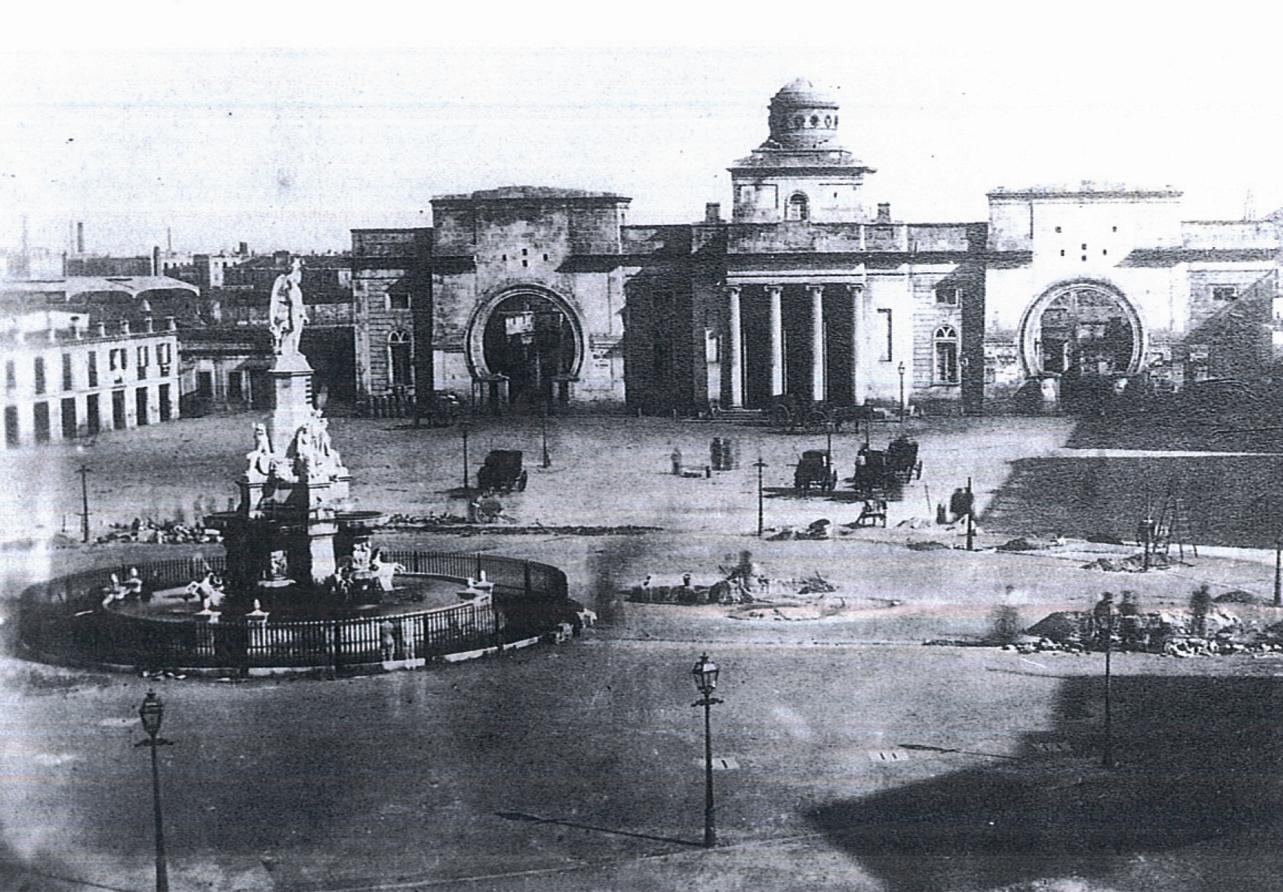
Portal de Mar (1844-1848), de Josep Massanès.

Entre 1844 i 1848 es va construir el Portal de Mar, un monumental pòrtic d'accés a la Barceloneta des del Pla de Palau, obra de Josep Massanès, que va ser enderrocat el 1859. D'estil eclèctic, barrejava elements clàssics, gòtics i orientals, i estava format per una porta amb quatre columnes jòniques, frontó esglaonat i cúpula, mentre que en els laterals se situaven uns monumentals arcs de ferradura ultrapassats recolzats sobre dobles columnes. Massanès va ser autor també d'un pla d'eixample el 1838, que comprenia el triangle situat entre Canaletes, la plaça de la Universitat i la plaça Urquinaona, i que ja esbossava el que seria la plaça de Catalunya, situada al centre del triangle.
Un dels últims exponents del neoclassicisme va ser el Teatre Principal (1847), de Francesc Daniel Molina, construït en substitució de l'antic Teatre de la Santa Creu —originari del 1568. Presenta una façana classicista d'aire romàntic isabelí, amb tres grans balcons amb frontó triangular encastats en arcs de mig punt.
Pel que fa a l'urbanisme, el fet més destacable d'aquests anys va ser la desamortització de 1836, que va deixar nombrosos solars que van ser edificats o convertits en espais públics: així, a la ubicació del convent carmelita de Sant Josep, a la Rambla, es va construir el mercat de la Boqueria; sobre el convent de la Mare de Déu de la Bonanova dels trinitaris descalços es va aixecar el Teatre del Liceu; al solar del convent dels caputxins de Santa Madrona es va situar la plaça Reial; el convent-col·legi franciscà de Sant Bonaventura va donar pas a l'Hotel Oriente; sobre el convent-col·legi dels carmelites calçats de Sant Àngel Màrtir es va emplaçar una caserna de la Guàrdia Urbana de Barcelona; i el convent de Santa Caterina (Barcelona) va ser substituït pel mercat del mateix nom. De la mateixa manera, les noves disposicions sanitàries promulgades en aquesta època van suposar la desaparició de nombrosos cementiris parroquials, els solars dels quals es van urbanitzar com noves places públiques; van sorgir així places com la de Santa Maria, del Pi, de Sant Josep Oriol, de Sant Felip Neri, de Sant Just, de Sant Pere i de Sant Jaume.

### Historicisme
L'arquitectura de mitjans del segle xix va estar impregnada del nou esperit romàntic i, seguint les directrius de teòrics com John Ruskin i Eugène Viollet-le-Duc, es va emmarcar dins de l'anomenat historicisme, corrent que propugnava la revitalització d'estils arquitectònics anteriors, sobretot medievals, pel qual es van crear diversos corrents denominats amb el prefix neo-: neogòtic, neoromànic, neomudèjar, neobarroc, etc.

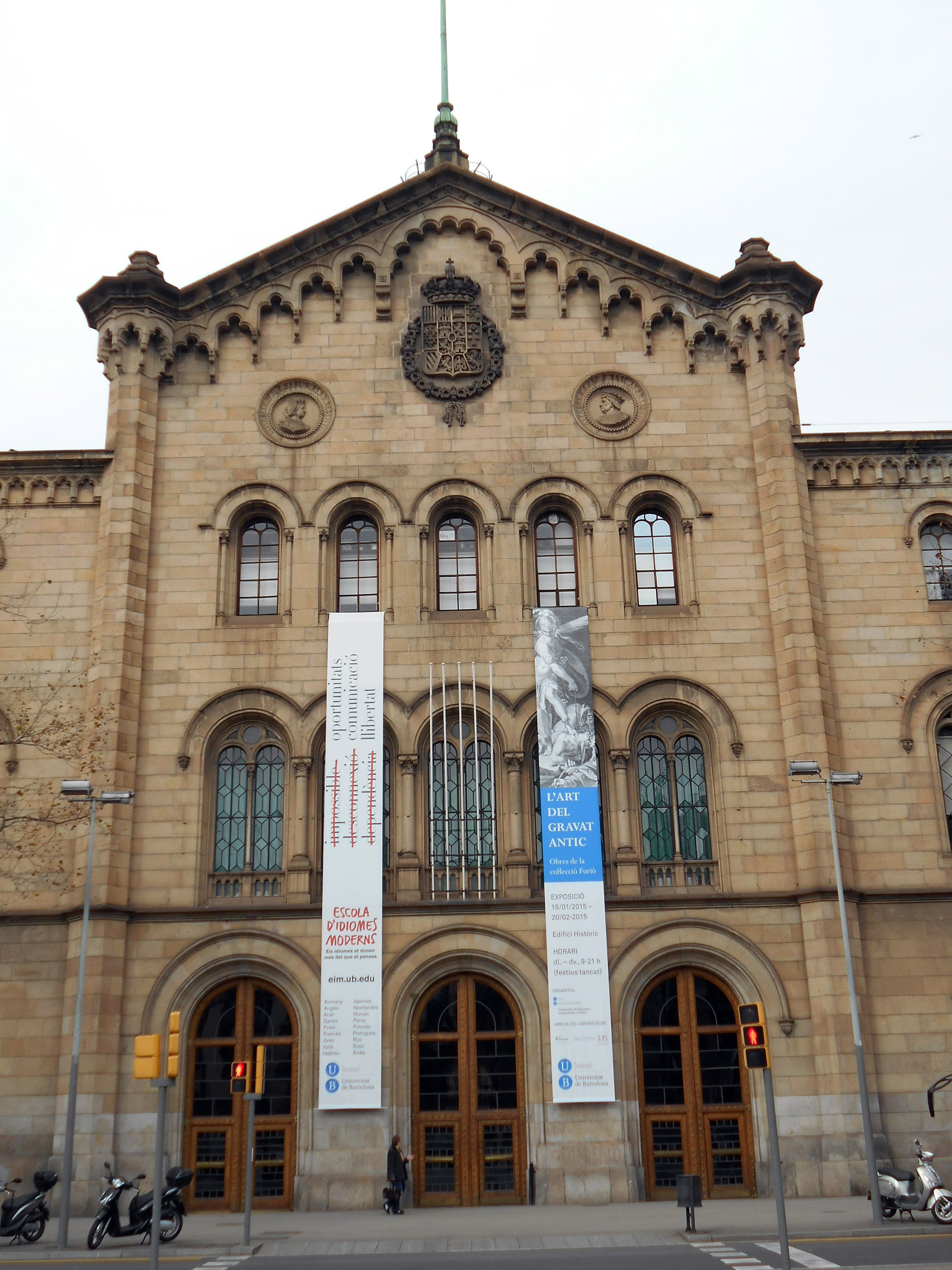
Universitat de Barcelona (1862-1873), d'Elies Rogent.

Una de les seves primeres figures destacades va ser Elies Rogent, primer director de la recentment creada Escola Tècnica Superior d'Arquitectura de Barcelona. Va ser autor de la seu de la Universitat de Barcelona (1862-1873), a la plaça de la Universitat, un edifici sobri i d'aspecte religiós malgrat el seu caràcter civil, especialment en els claustres interiors, que presenten un aspecte gairebé monàstic. Té planta axial, destacant en la seva part central l'escala d'honor i el paranimf, un saló eclèctic que barreja elements romànics, gòtics i islàmics, als costats del qual se situen els patis en forma de claustre, igualment d'inspiració medieval. Va ser autor també del Seminari Conciliar (1879-1882), d'estil neoromànic, amb planta de creu grega que forma quatre ales que convergeixen en una església al centre, de la qual sobresurt el cimbori.

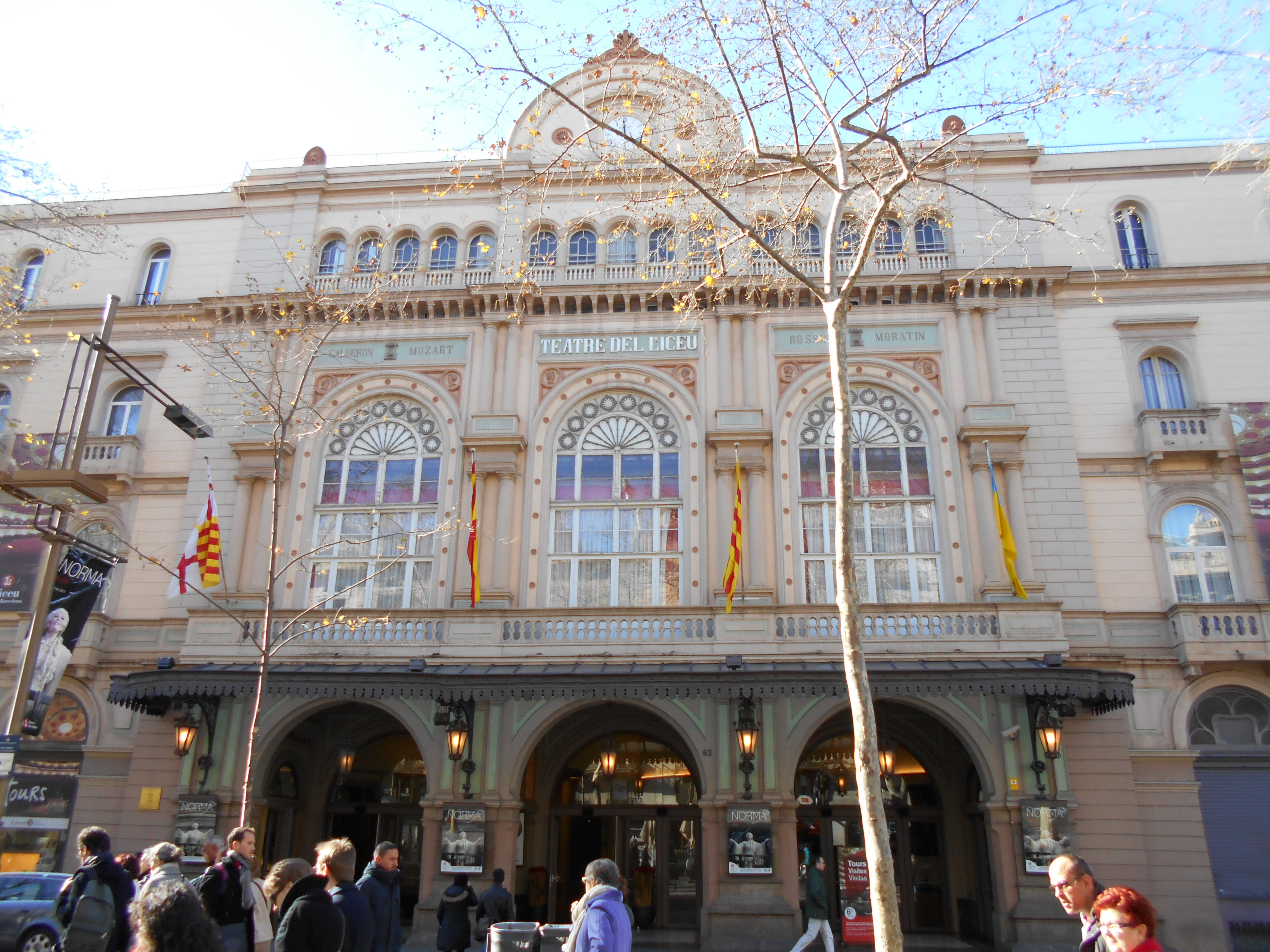
Gran Teatre del Liceu (1862), de Josep Oriol Mestres.

Un altre exponent va ser Josep Oriol Mestres, autor de la remodelació del Gran Teatre del Liceu (1862), un edifici de Miquel Garriga i Roca del 1847 que va haver de ser reconstruït després d'un incendi; de la intervenció de Mestres destaca la façana i la gran sala interior, una original composició de llotges en filera lamentablement perduda en l'incendi de 1994. Mestres va ser autor també de la nova façana de la Catedral de Barcelona (1887-1890), en un estil neogòtic inspirat en el gòtic francès; la façana va ser completada amb un cimbori projectat per August Font i Carreras. Altres obres de Mestres van ser: l'església de Santa Maria del Remei (1846-1849), que va ser església parroquial de Les Corts després de separar-se de Sarrià; el Teatre dels Camps Elisis (1853), al passeig de Gràcia —avui desaparegut—, que destacava per la seva estructura metàl·lica; la Casa Jover (1856), construïda sobre la renaixentista Casa Gralla; i l'edifici de la Companyia de Tabacs de Filipines (1880), a l'emplaçament de l'antic col·legi jesuïta de Cordelles, a la Rambla.

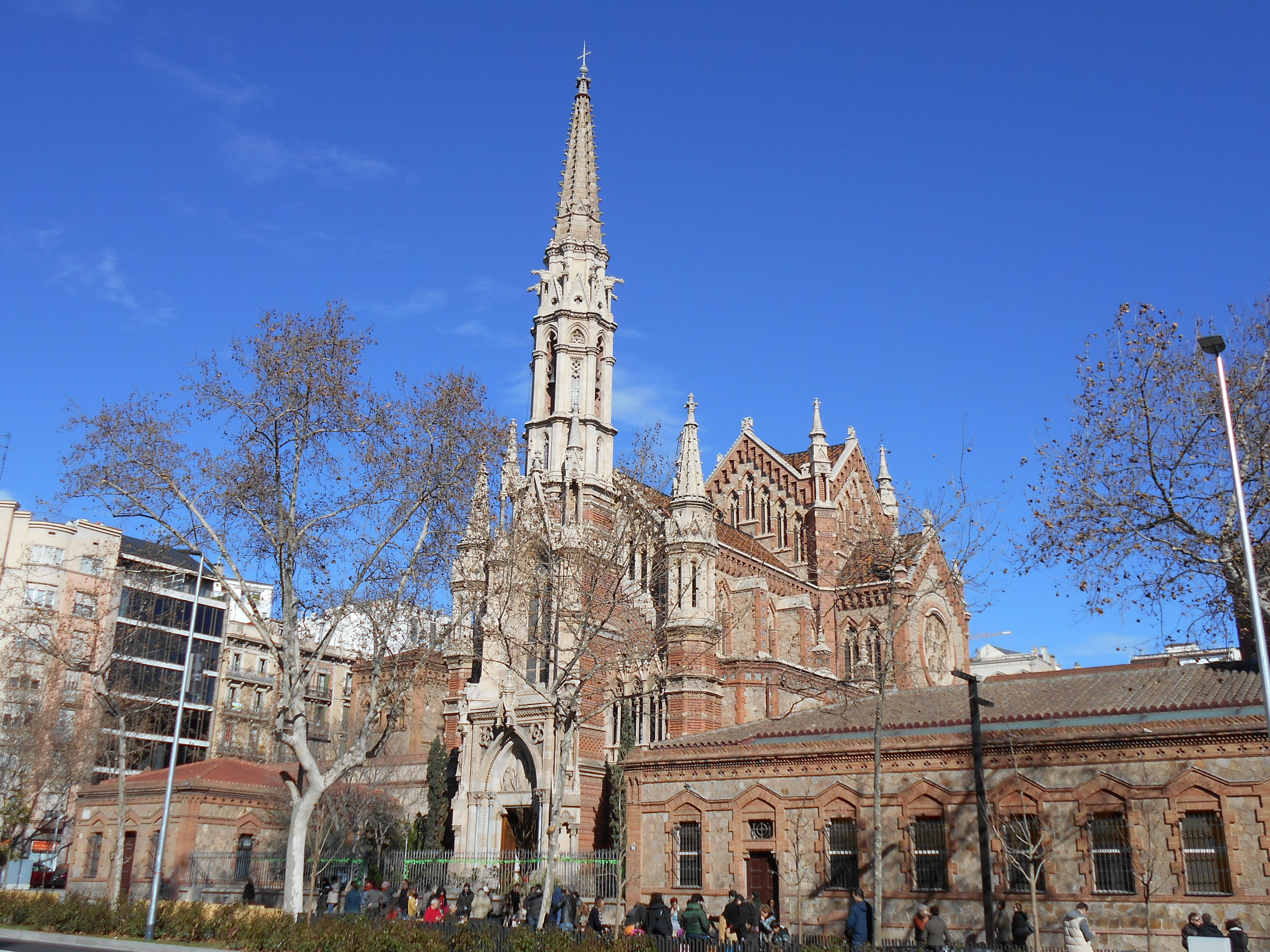
Església i convent de les Saleses (1882-1885), de Joan Martorell.

Joan Martorell va ser autor de diverses esglésies inspirades en el gòtic, com la de les Saleses, al passeig de Sant Joan (1882-1885), i la del Sagrat Cor dels jesuïtes, al carrer de Casp (1883-1889). La primera és d'estil eclèctic, amb evidents influències medievals però plasmades de forma personal; té planta de nau única amb forma de creu llatina, amb capelles laterals i absis pentagonal amb girola, així com un creuer que sobresurt volumètricament en la seva part exterior, mentre que a la façana destaca per una alta torre acabada en punta i amb dos pinacles laterals. La segona denota una certa influència romànico-bizantina, i presenta una planta centralitzada amb cúpula sobre tambor envoltada de cúpules menors per distribuir el pes; la façana és sòbria, i destaca pels efectes cromàtics dels materials utilitzats. Martorell va ser el responsable del trasllat de l'església gòtica de Santa Maria de Montsió —originària del 1388— del carrer del mateix nom a la Rambla de Catalunya, i va projectar la seva nova façana neogòtica (1882-1890); és l'actual parròquia de Sant Ramon de Penyafort. Va ser autor també del Palau Güell de Pedralbes, posterior Palau Reial (1862); de l'església i convent de les Adoratrius (1875); i del col·legi jesuïta de Sant Ignasi (1893-1896).

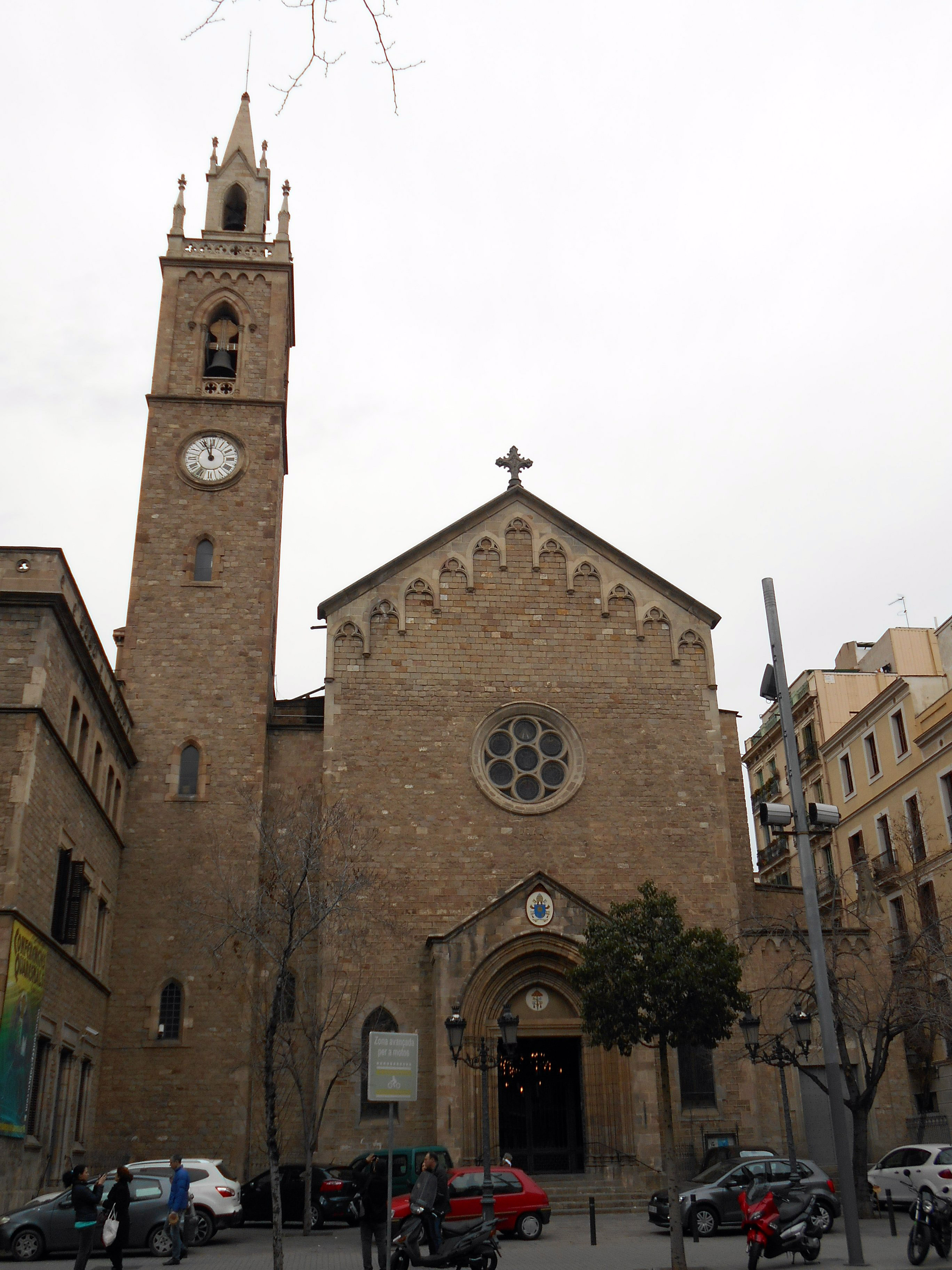
Església de la Puríssima Concepció i Assumpció de Nostra Senyora (1871-1888), de Jeroni Granell i Mundet.

Un cas anàleg al de Montsió va ocórrer amb l'església gòtica de Santa Maria de Jonqueres, original del segle xv i regentada per monges benedictines, que va ser traslladada el 1868 del carrer de Jonqueres al carrer d'Aragó. Entre 1871 i 1888 Jeroni Granell i Mundet es va encarregar de la seva reforma, i va ser rebatejada com església de la Puríssima Concepció i Assumpció de Nostra Senyora. És d'una nau amb voltes ogivals i absis poligonal, amb un claustre rectangular de dues plantes amb una capella neogòtica adossada.
Altres esglésies de l'època van ser: la parròquia de Sant Joan Baptista de Gràcia (1878-1884), de Magí Rius, Miquel Pascual i Tintorer i Francesc Berenguer, amb planta de creu llatina, capelles laterals i façana neomedievalista; l'església de Sant Andreu de Palomar (1881), de Pere Falqués, reforma de l'antiga església parroquial del municipi d'origen romànic, remodelada amb un estil classicista d'aire eclèctic, i que destaca per la seva gran cúpula de 61 m d'altura; també a Sant Andreu i el 1881 es va construir l'església de Sant Pacià, de Joan Torras i Guardiola, d'una sola nau i coberta amb voltes ogivals nervades.

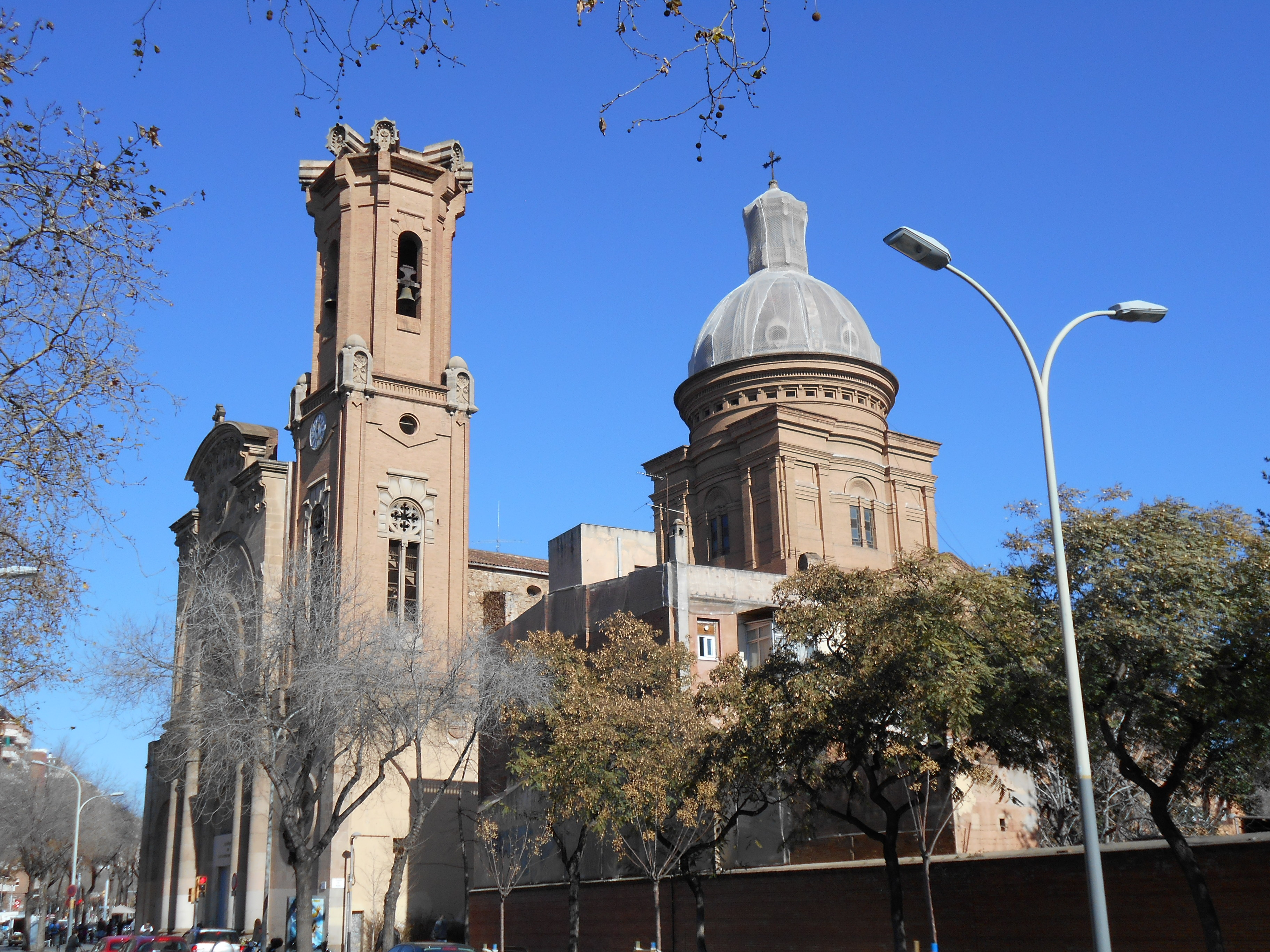
Església de Sant Andreu de Palomar (1881), de Pere Falqués.

En el terreny civil cal destacar l'antiga fàbrica Batlló (1870-1875), de Rafael Guastavino, amb una estructura de ferro i maó d'obra vista i cobertes de volta catalana; de l'obra original es conserva l'edifici del Rellotge, la xemeneia octogonal i la planta de filats, mentre que la resta va ser reformat entre 1927 i 1931 per Joan Rubió i Bellver, amb el conjunt reconvertit en l'Escola Industrial. Antoni Rovira i Trias va construir els mercats de Sant Antoni (1876-1882) i la Concepció (1888): el primer és considerat el millor edifici en ferro de la ciutat, i està compost per quatre naus longitudinals que convergeixen diagonalment sobre un cos central amb un cimbori octogonal; el segon presenta tres naus paral·leles amb coberta a dues aigües, cadascuna amb la seva pròpia façana coronada per un frontó triangular.
Altres arquitectes que convindria recordar d'aquest període són: Josep Domènech i Estapà, autor de la Reial Acadèmia de Ciències i Arts, actual Teatre Poliorama (1883-1884), de façana eclèctica que combina elements neomedievals i neoclàssics; Josep Vilaseca, autor del taller dels pintors Masriera (1882-1885), amb forma de temple grecoromà, i de la Casa Bruno Cuadros (1883), amb una exòtica façana de motius egipcis i orientals, on destaca el drac-fanal de la cantonada; Pere Falqués va projectar el Consell Municipal de Sant Martí de Provençals (1876-1887) i la torre de les Aigües del Besòs (1880); Tiberi Sabater va construir el Casino Mercantil o Borsí (1881-1883), un edifici eclèctic de tall neoclàssic que combina elements renaixentistes amb els ordres clàssics grecoromans; Antoni Serra i Pujals va edificar el palau Casades, actual seu del Col·legi d'Advocats de Barcelona (1885); Adrià Casademunt va dissenyar l'església parroquial del Sant Àngel Custodi d'Hostafrancs (1893); i Maurici Garrán va elaborar el Palau de Mar (1886-1900), actual Museu d'Història de Catalunya.

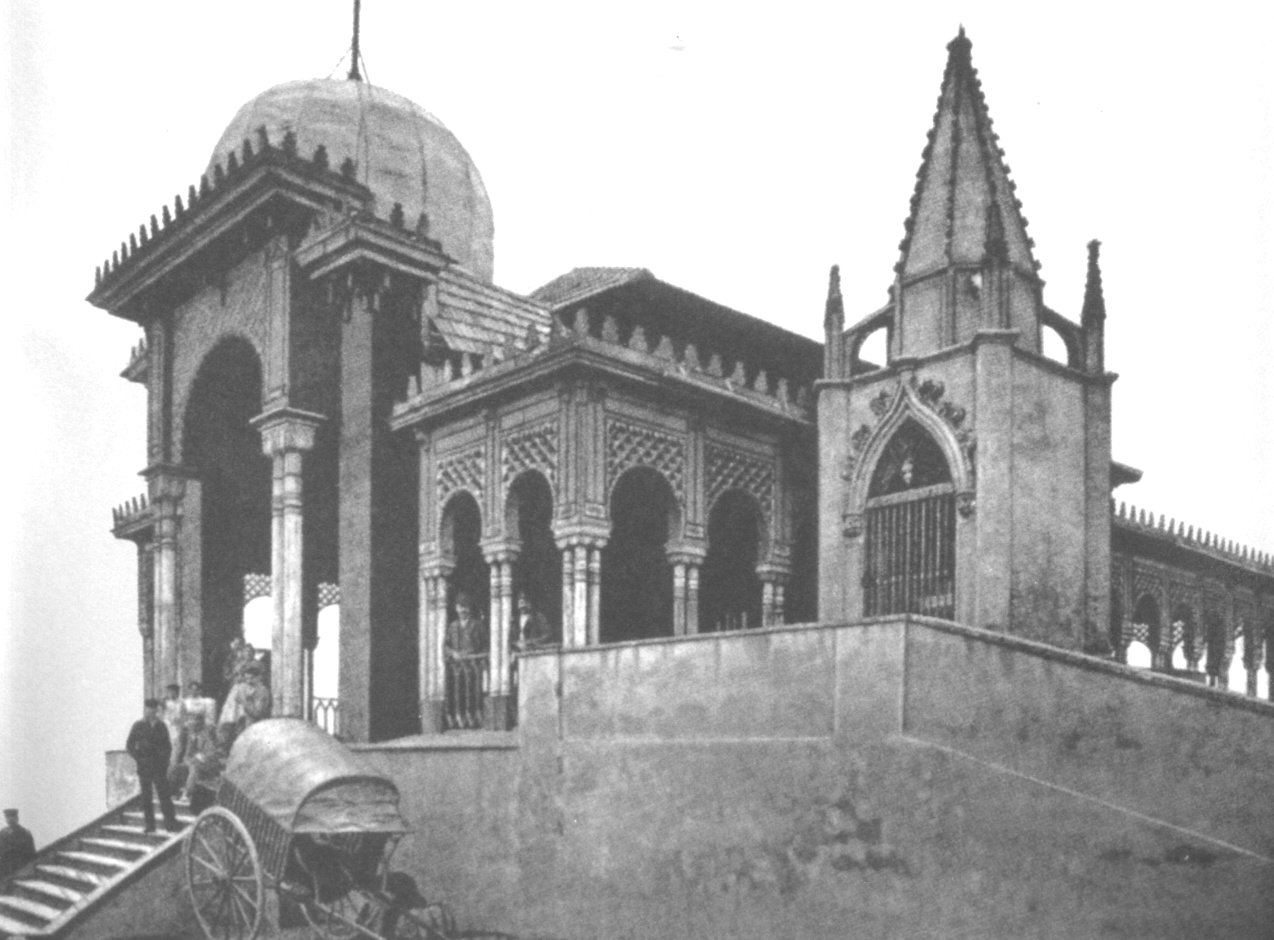
Pavelló mudèjar del Tibidabo per a l'Exposició Universal de 1888.

A més dels estils neomedievals en aquesta època es va posar de moda l'orientalisme, amb un conjunt de construccions d'inspiració islàmica —l'anomenat neomudèjar, neoàrab o neomorisc— influïts especialment per l'Alhambra de Granada. Alguns exponents van ser: el projecte de Museu-Teatre de la Ciutadella (1872), de Carlo Maciachini; els Banys Orientals (1872), d'August Font i Carreras; les cases del Teatre Espanyol (1872), de Domènec Balet i Nadal; la Casa del comte de Belloch, de Jeroni Granell i Mundet; el Xalet del Moro (1873), de Jaume Brossa; i el pavelló mudèjar construït al Tibidabo per a l'Exposició Universal de 1888. Un bon exponent seria també la casa de les Aigües (o de les Altures), actual seu del districte d'Horta-Guinardó (1890), d'Enric Figueres. Aquesta moda perduraria encara en anys venidors en dues places de braus: la de les Arenes (1899-1900), d'August Font i Carreras; i la Monumental (1913-1915), de Manuel Joaquim Raspall, Domènec Sugrañes i Ignasi Mas i Morell. Un altre exponent és la torre Sobirana, un palau d'esbarjo del marquès d'Alfarràs, envoltat d'uns amplis jardins que avui constitueixen el parc del Laberint d'Horta.
D'altra banda, el segle xix va ser l'època de la Revolució Industrial, la qual va tenir una ràpida consolidació a Catalunya, sent pionera en el territori nacional en la implantació dels procediments fabrils iniciats a Gran Bretanya al segle xviii. El 1800 hi havia a Barcelona 150 fàbriques del ram tèxtil, destacant El Vapor, fundada per Josep Bonaplata. El 1849 es va obrir a Sants el complex L'Espanya Industrial, propietat dels germans Muntadas. La indústria tèxtil va tenir un continu creixement fins a la crisi de 1861, motivada per l'escassetat de cotó deguda a la Guerra de Secessió nord-americana. També va anar cobrant importància la indústria metal·lúrgica, potenciada per la creació del ferrocarril i la navegació a vapor. El 1836 va obrir la foneria Nuevo Vulcano, a la Barceloneta; i el 1841 va arrencar La Barcelonesa, antecedent de La Maquinista Terrestre i Marítima (1855), una de les més importants fàbriques de la història de Barcelona. Cal destacar que de Barcelona va partir la primera línia de ferrocarril de l'estat espanyol, que comunicava la ciutat comtal amb la vila de Mataró (1848).

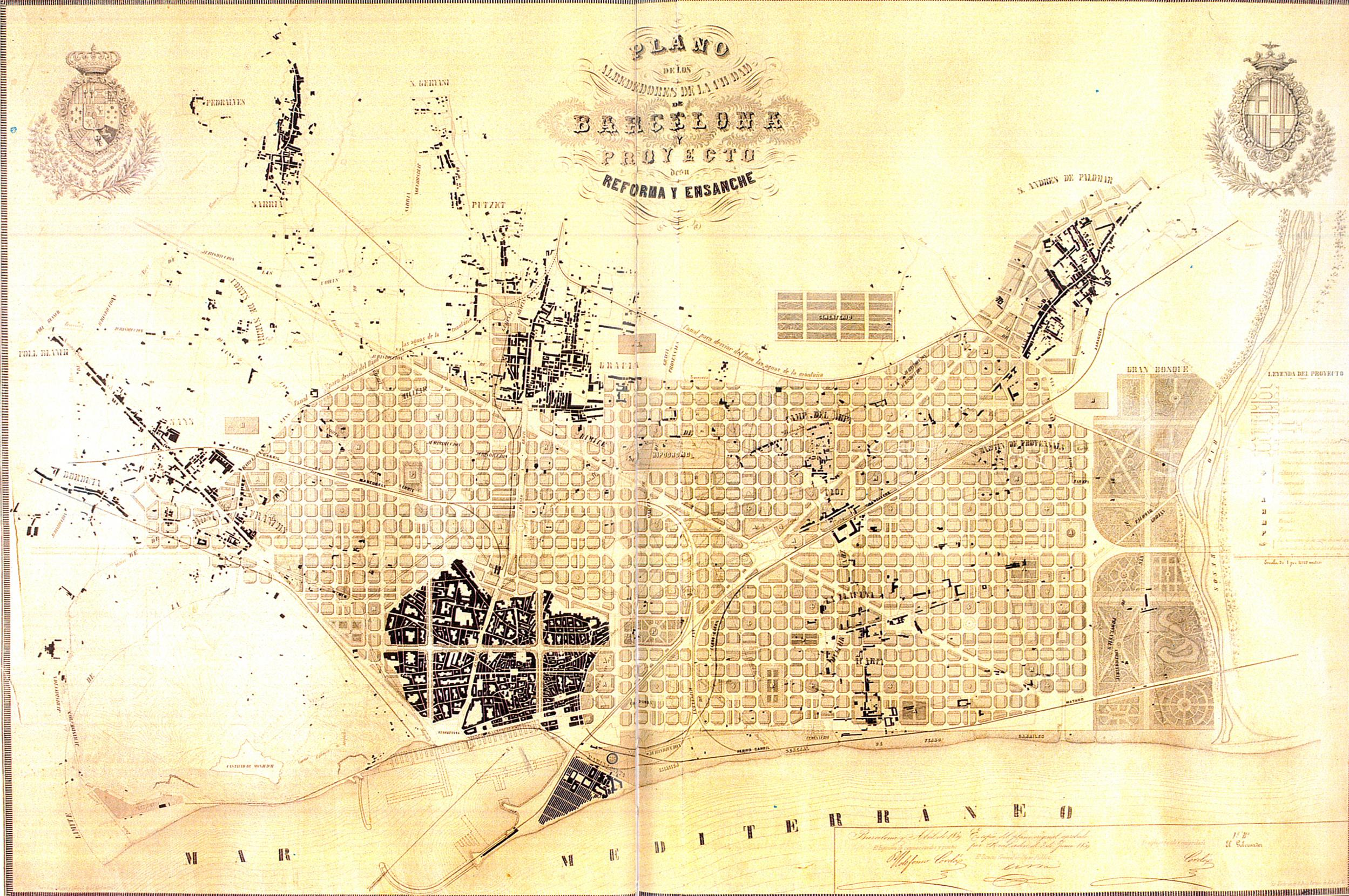
Pla dels voltants de la ciutat de Barcelona i del projecte per a la seva millora i ampliació, d'Ildefons Cerdà (1859).

Paral·lelament als processos industrials, Barcelona va viure al llarg del segle xix una àmplia sèrie de transformacions urbanes: es van obrir les places Reial (1848-1860) i Duc de Medinaceli (1849), ambdues de Francesc Daniel Molina; es va condicionar el port —cada vegada més important com arribada de matèria primera, sobretot cotó i carbó—, amb la construcció d'un nou moll i el dragatge del port; i es van enderrocar les muralles (1854-1856), després de molts recels per part del Govern d'Espanya, però després de la constatació que era indispensable pel creixement de la població i per salvaguardar la salut pública.

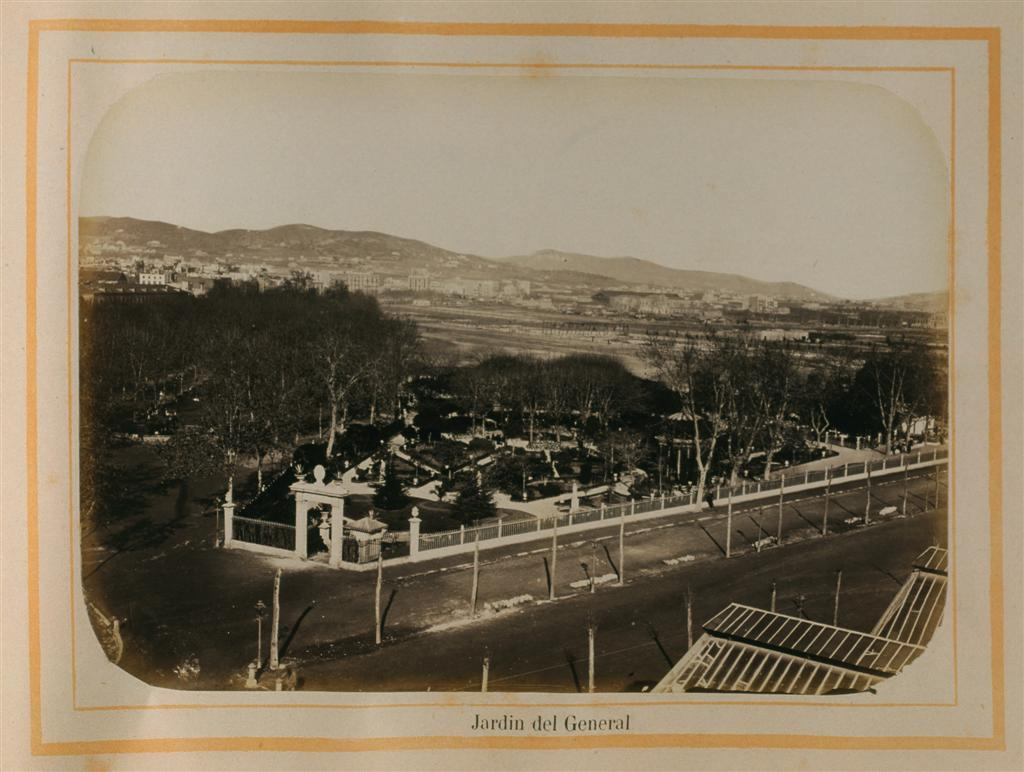
Jardí del General.

Però sens dubte el gran esdeveniment urbà de la Barcelona del segle xix va ser el projecte d'Eixample d'Ildefons Cerdà: el 1859 l'Ajuntament va nomenar una comissió per fomentar un concurs de projectes d'eixample de la ciutat; el concurs va ser guanyat per Antoni Rovira, però el Ministeri de Foment va intervenir i va imposar el projecte de Cerdà, autor d'un plànol topogràfic del pla de Barcelona i un estudi demogràfic i urbanístic de la ciutat. El Pla Cerdà instituïa un traçat ortogonal entre Montjuïc i el Besòs, amb un sistema de carrers rectilinis d'orientació nord-oest - sud-est, de 20 m d'amplada, tallats per altres d'orientació sud-oest - nord-est paral·lels a la costa i a la serra de Collserola. Quedaven així delimitades una sèrie d'illes de planta quadrada de 113,3 m de costat, de les quals Cerdà tenia previst edificar solament dos costats i deixar els altres espais per a jardins, tot i que aquest punt no es va complir i finalment es va aprofitar pràcticament tot el sòl edificable; les edificacions es van projectar amb una planta octogonal característica de l'Eixample, amb uns xamfrans que afavorien la circulació. El plànol preveia la construcció de diverses avingudes principals: la Diagonal, la Meridiana, el Paral·lel, la Gran Via i el passeig de Sant Joan; així com diverses grans places en les seves interseccions: Tetuan, Glòries, Espanya, Jacint Verdaguer, Letamendi i Universitat.
Cal remarcar també que al segle xix van aparèixer els primers parcs públics, ja que l'augment dels entorns urbans a causa del fenomen de la Revolució Industrial, sovint en condicions de degradació del medi ambient, va aconsellar la creació de grans jardins i parcs urbans, que van córrer a compte de les autoritats públiques, de manera que va sorgir la jardineria pública —fins llavors preferentment privada— i l'arquitectura paisatgista. El primer jardí públic de Barcelona es va crear el 1816: el Jardí del General, una iniciativa del capità general Francisco Javier Castaños; estava situat entre l'actual avinguda Marquès de l'Argentera i la Ciutadella, davant d'on avui es troba l'Estació de França, i tenia una extensió de 0,4 hectàrees, fins que va desaparèixer el 1877 durant la urbanització del parc de la Ciutadella. El 1848 es van crear al passeig de Gràcia els Jardins de Tívoli, entre els carrers València i Consell de Cent; i el 1853 es va emplaçar entre els carrers d'Aragó i Rosselló els anomenats Camps Elisis, que comptaven amb un jardí, un llac amb barques, un teatre i un parc d'atraccions amb muntanyes russes. Aquests jardins van desaparèixer pocs anys després en anar-se urbanitzant el passeig de Gràcia.

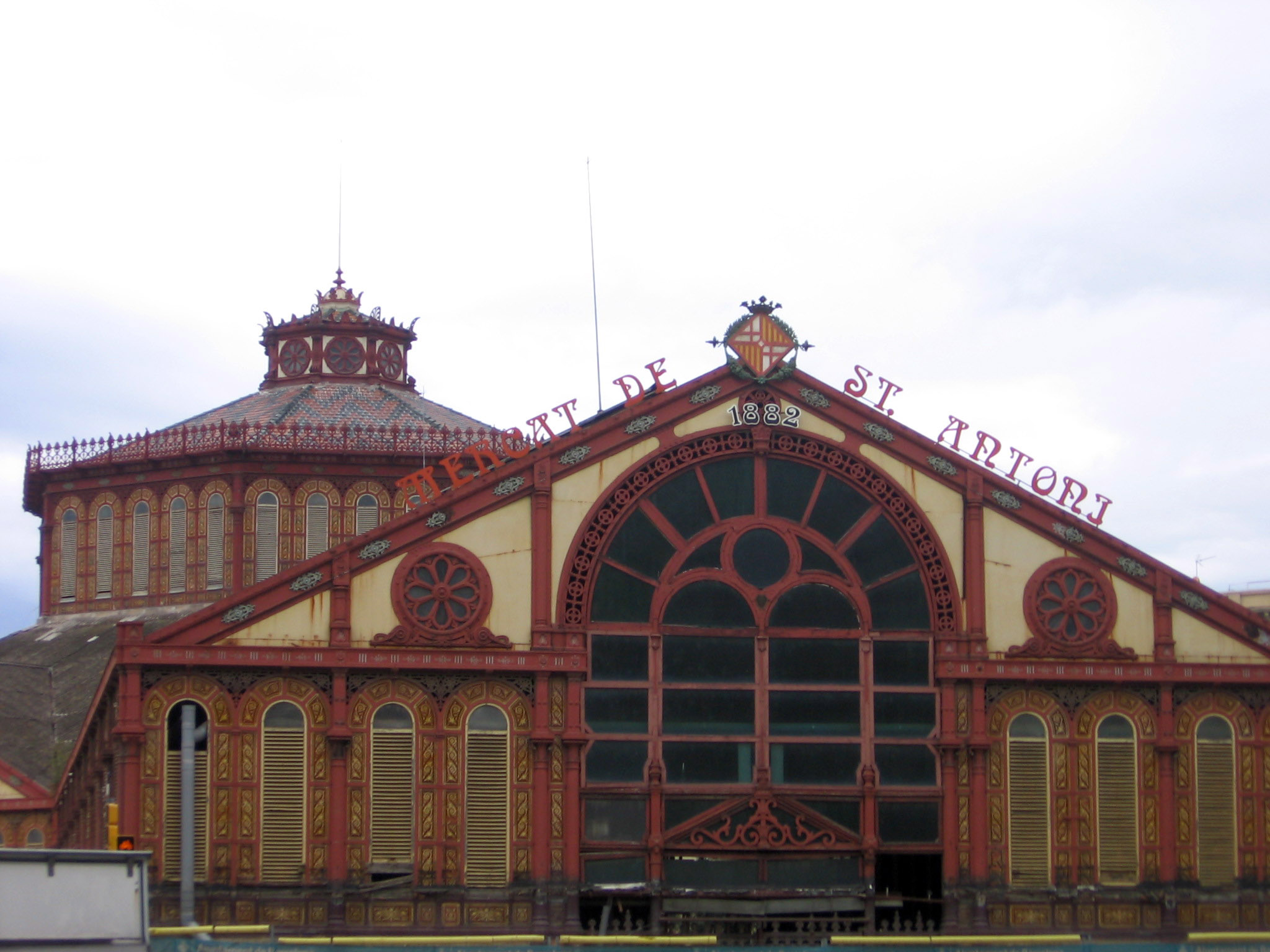
Mercat de Sant Antoni (1876-1882), d'Antoni Rovira i Trias.
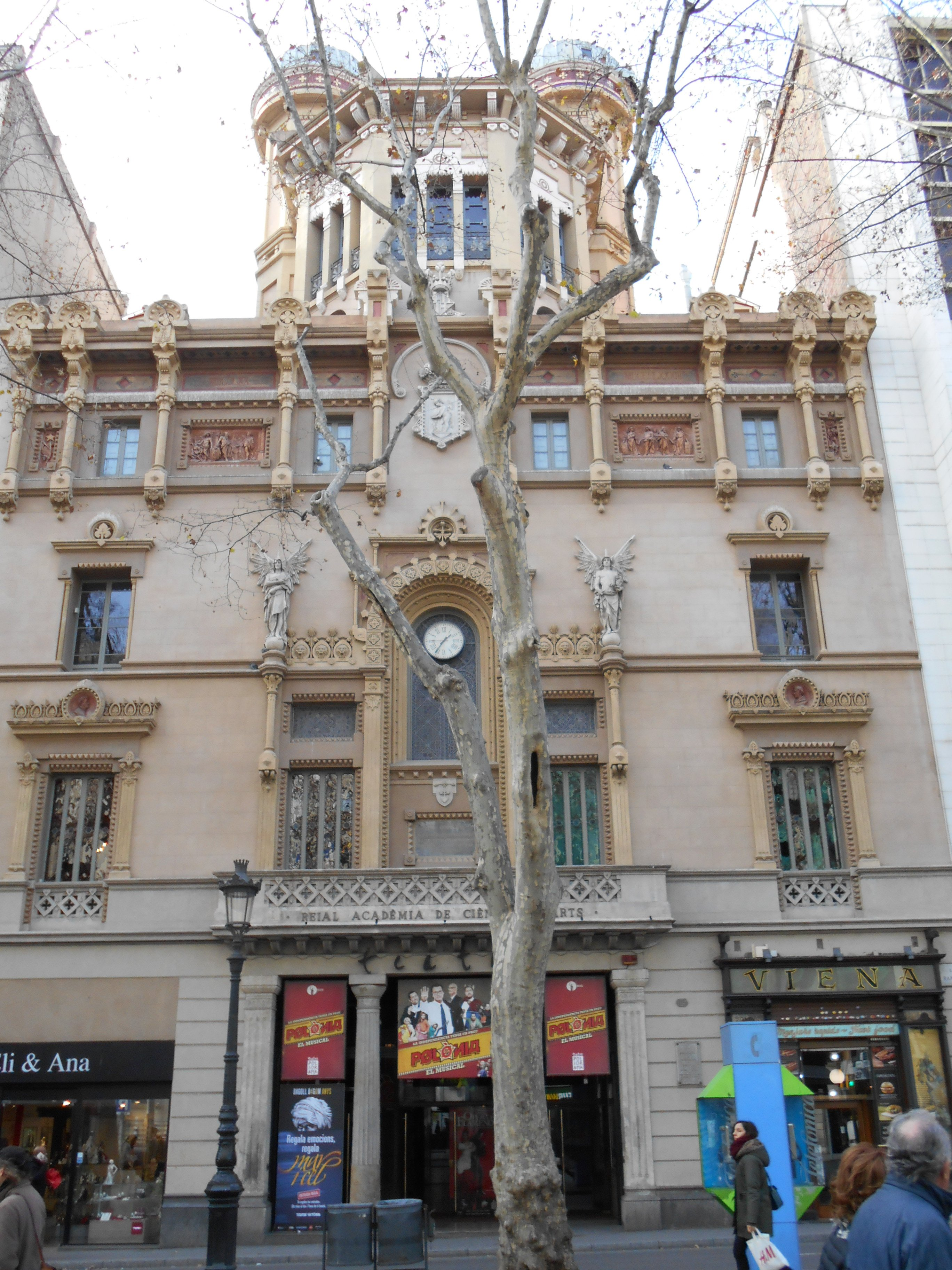
Teatre Poliorama (1883-1884), de Josep Domènech i Estapà.
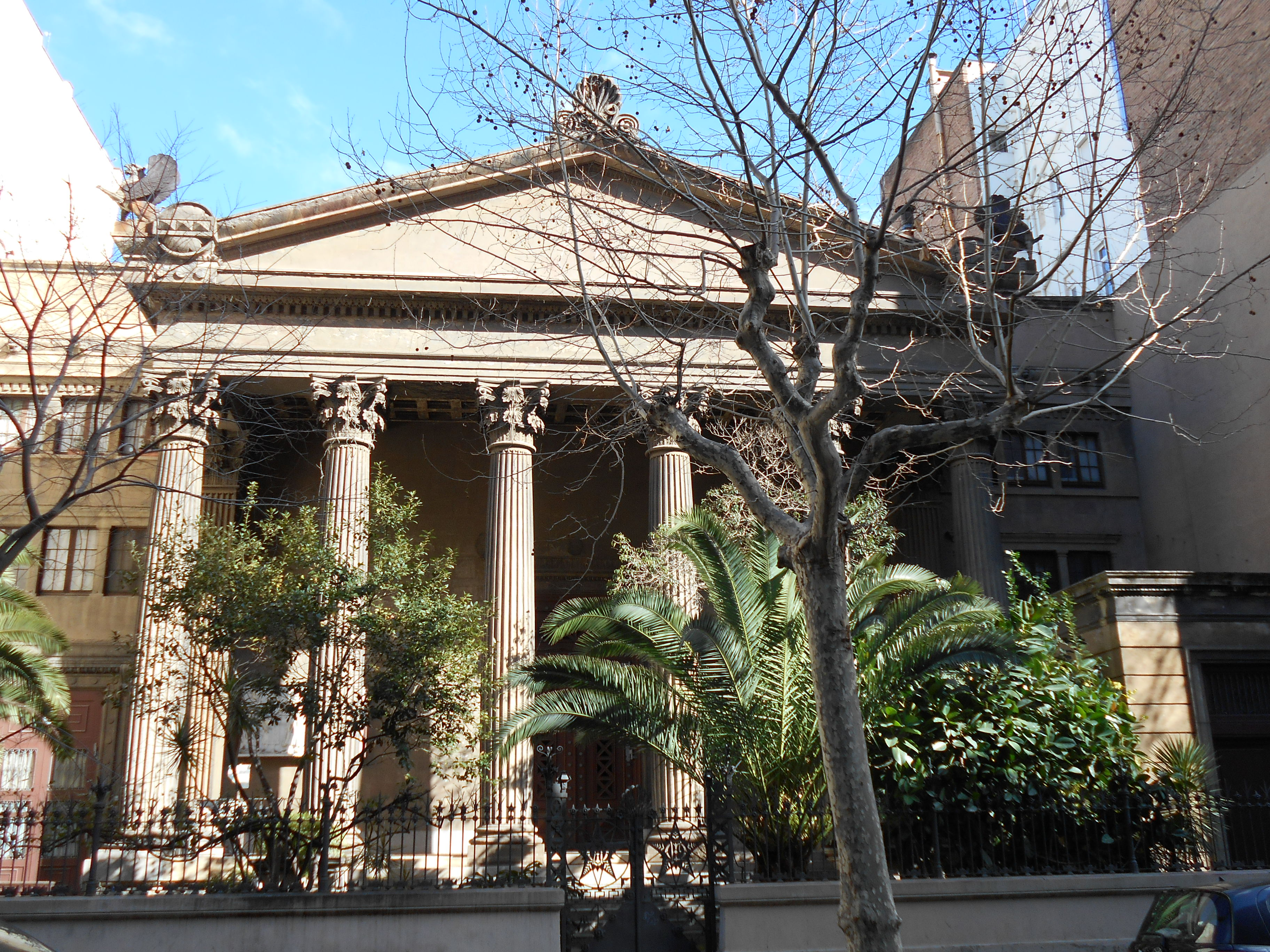
Taller Masriera (1882-1885), de Josep Vilaseca.
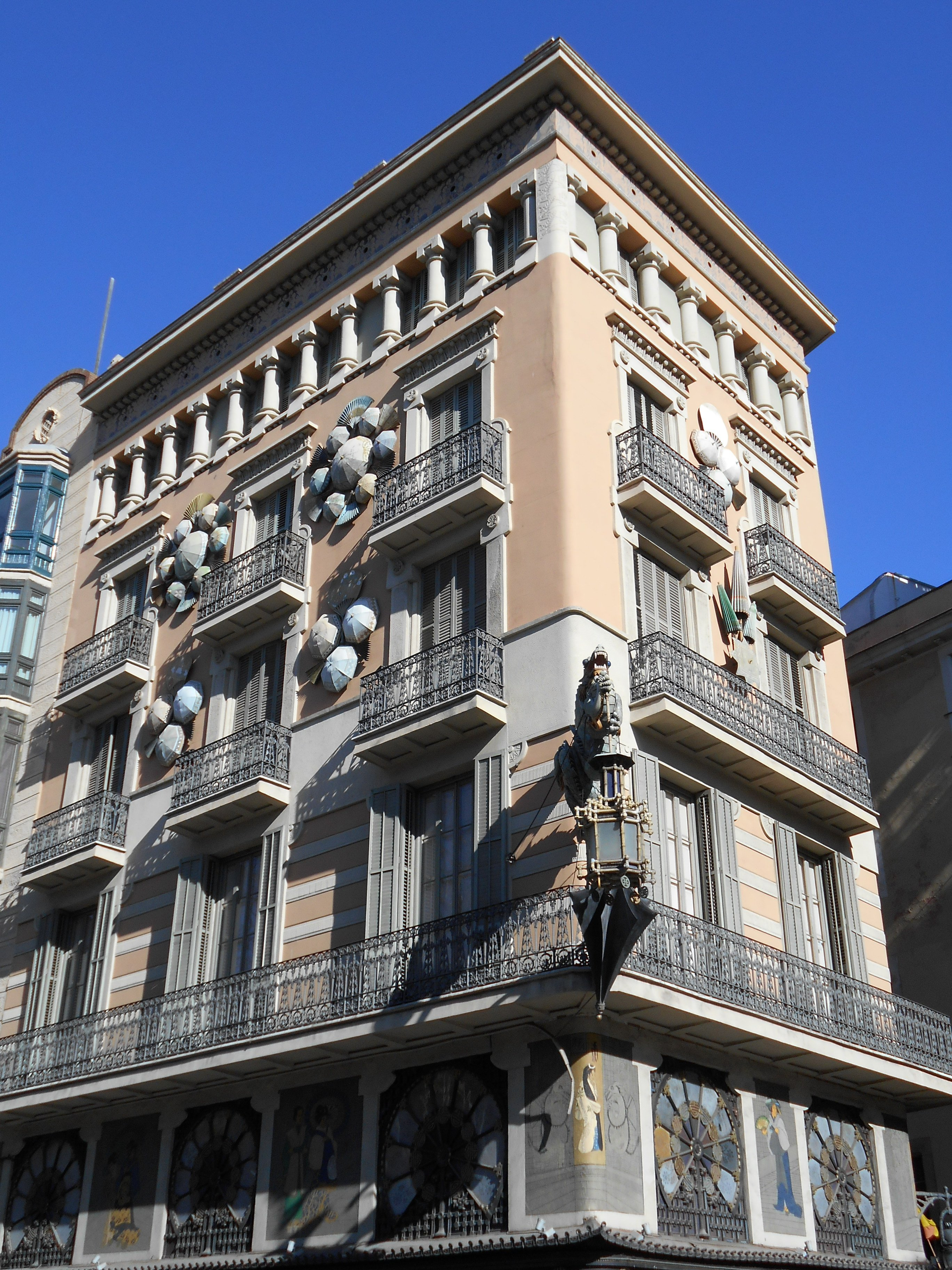
Casa Bruno Cuadros (1883), de Josep Vilaseca.
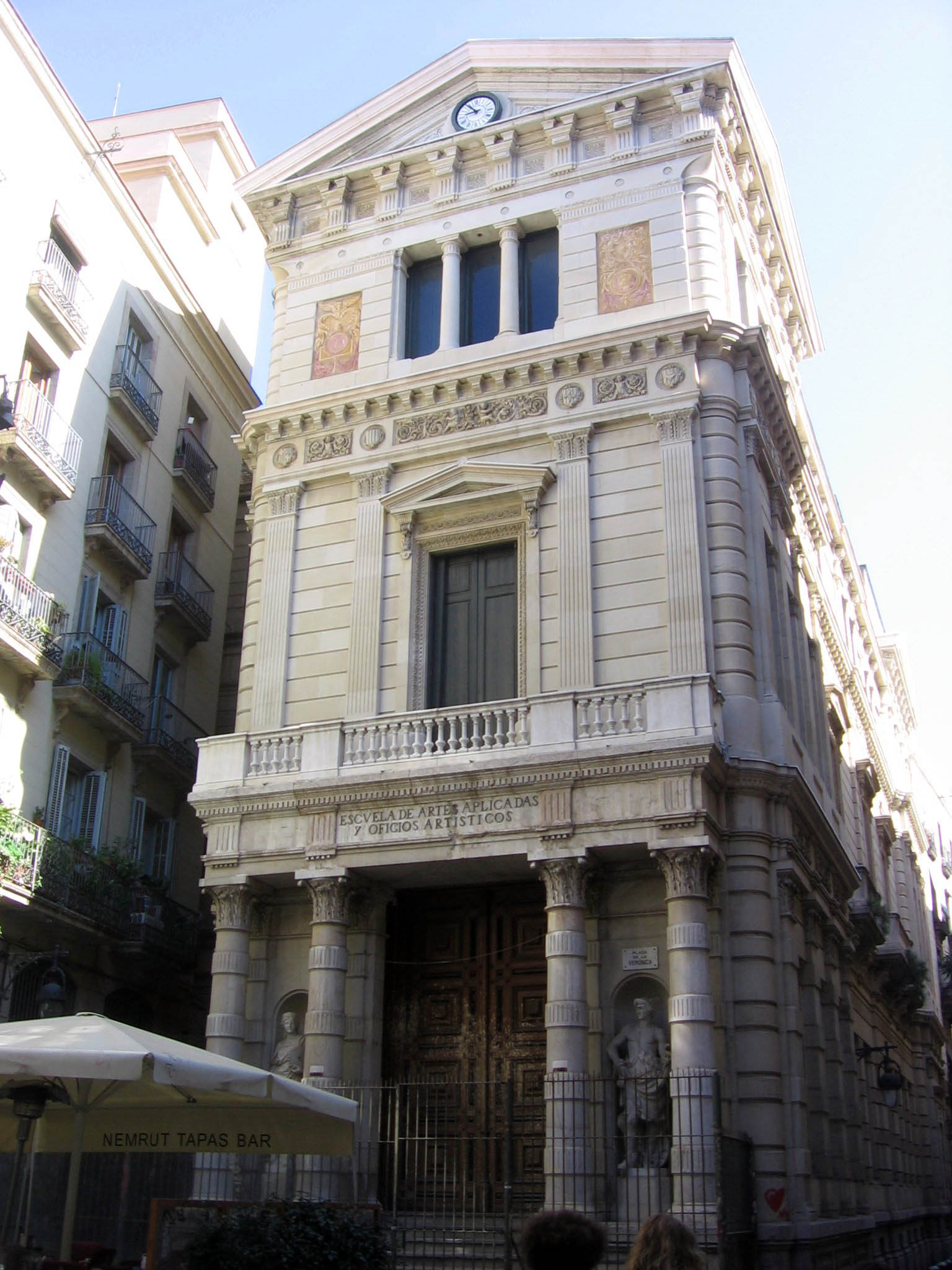
Casino Mercantil o Borsí (1881-1883), de Tiberi Sabater.
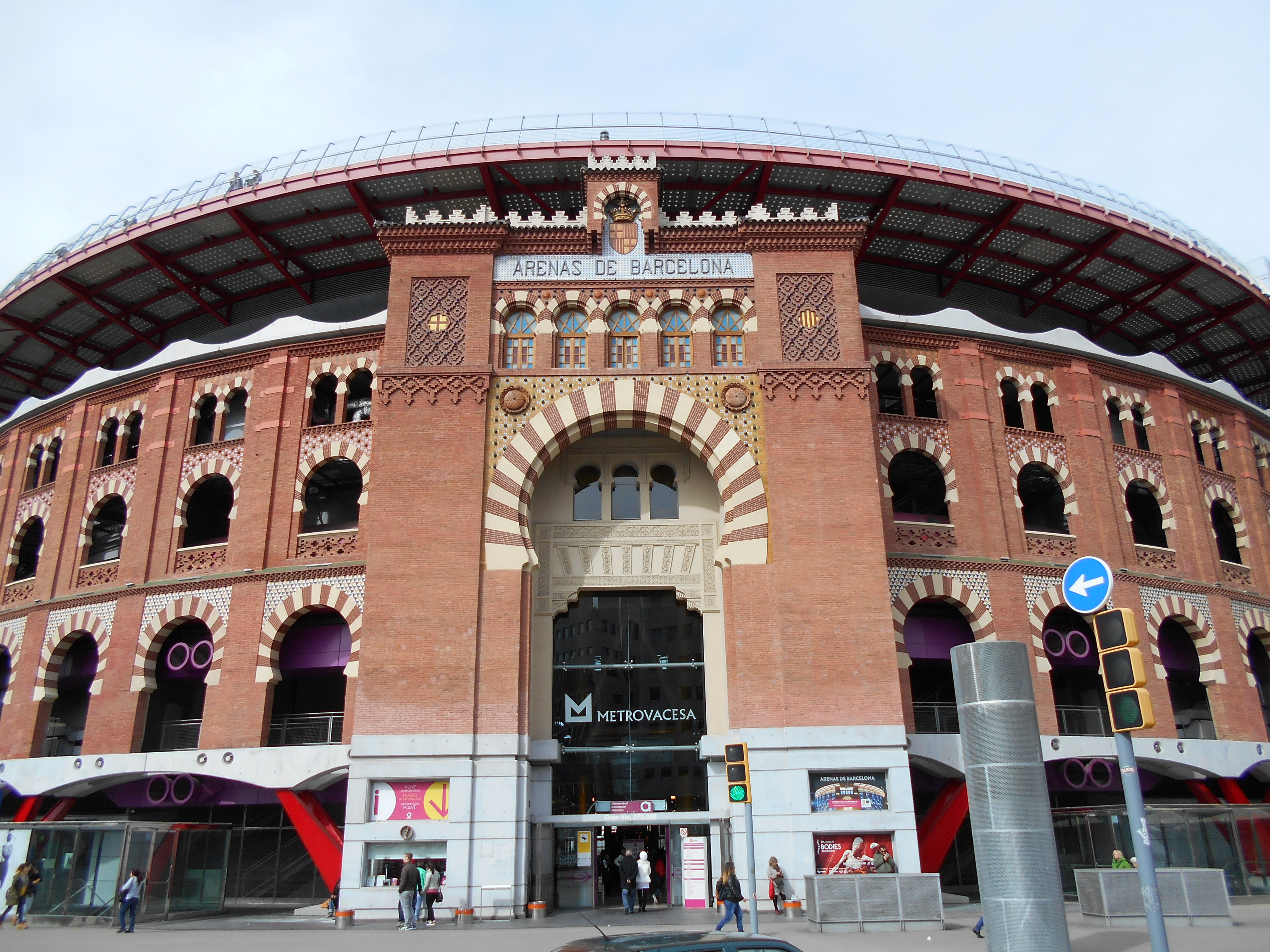
plaça de toros de les Arenes (1899-1900), d'August Font i Carreras.
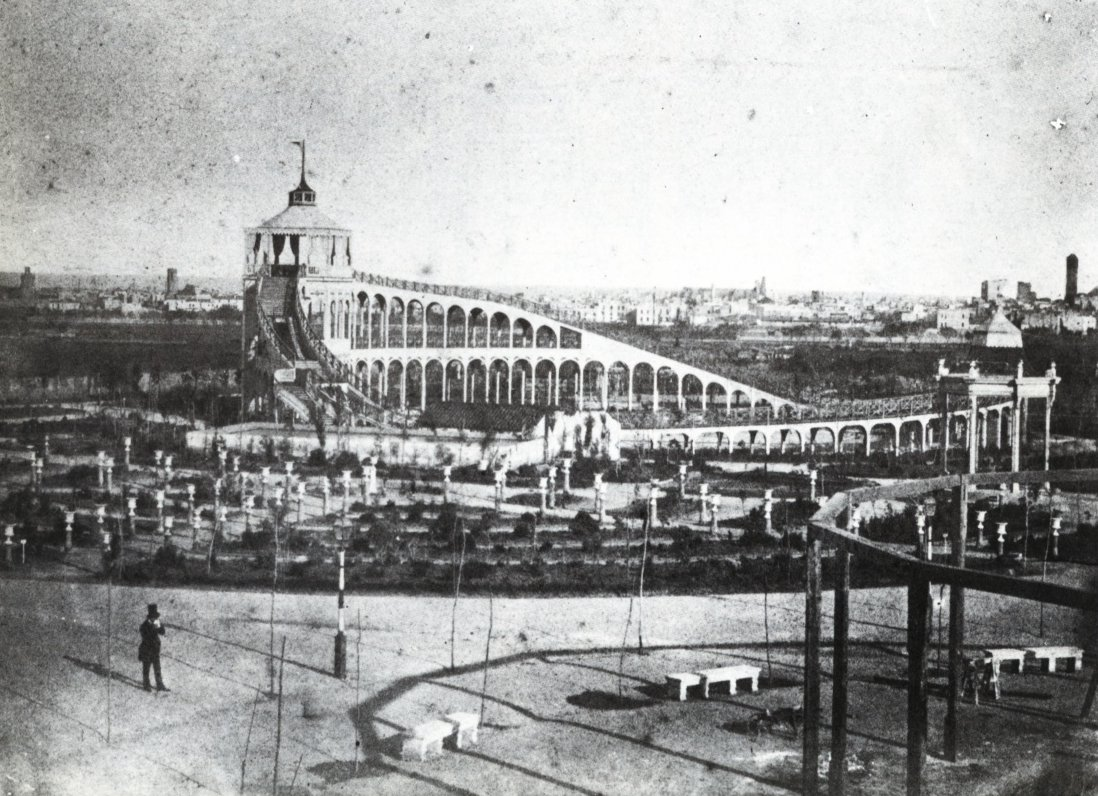
Jardí dels Camps Elisis.

### Exposició Universal de 1888

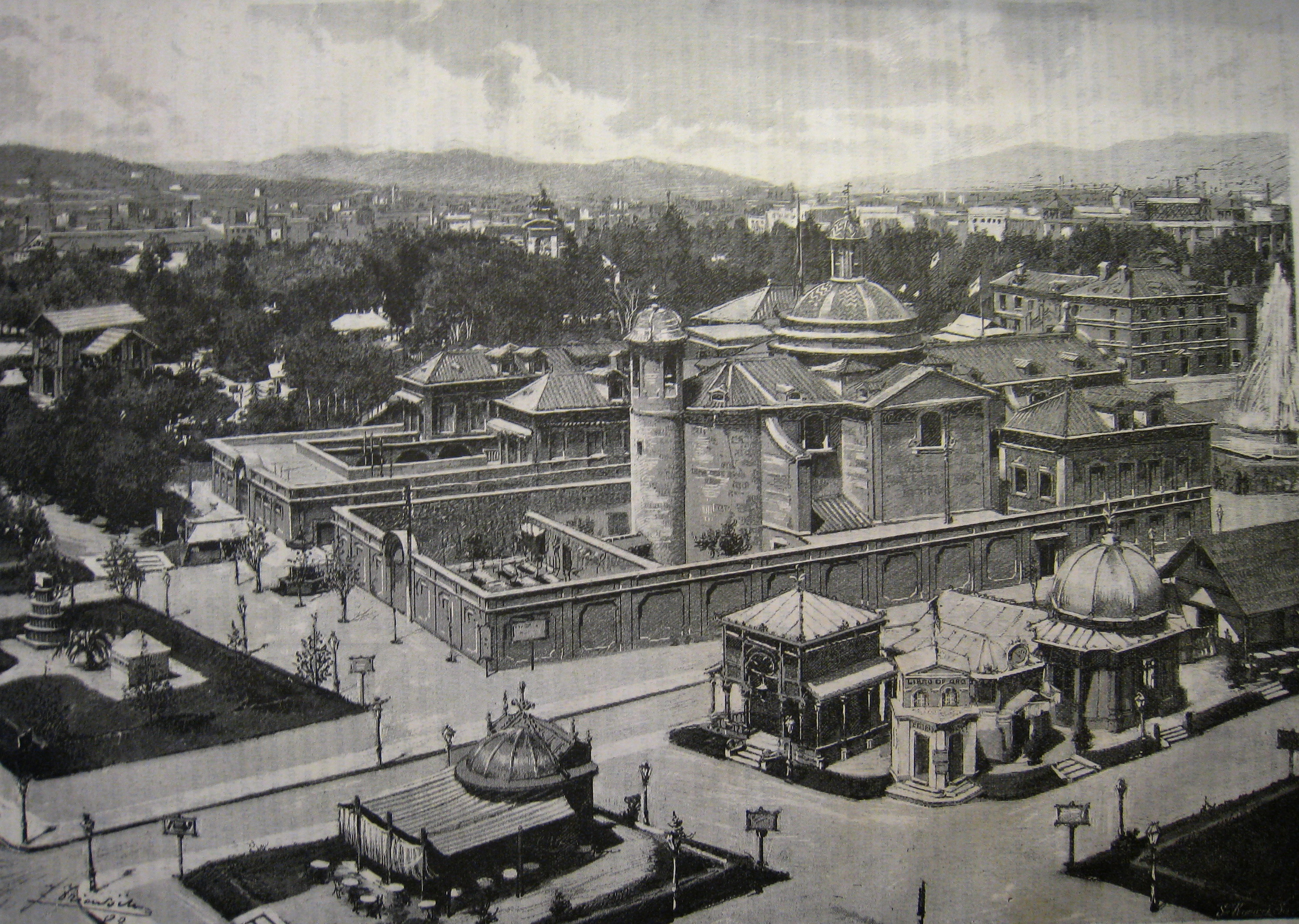
Vista general de l'Exposició.

A finals de segle es va celebrar un esdeveniment que va suposar un gran impacte tant econòmic i social com urbanístic, artístic i cultural per a la ciutat, l'Exposició Universal de 1888. Va tenir lloc entre el 8 d'abril i el 9 de desembre de 1888, i es va dur a terme al parc de la Ciutadella, un terreny anteriorment pertanyent a l'exèrcit i guanyat per a la ciutat el 1868. L'incentiu dels actes firals va comportar la millora de les infraestructures de tota la ciutat, que va fer un gran salt cap a la modernització i el desenvolupament.

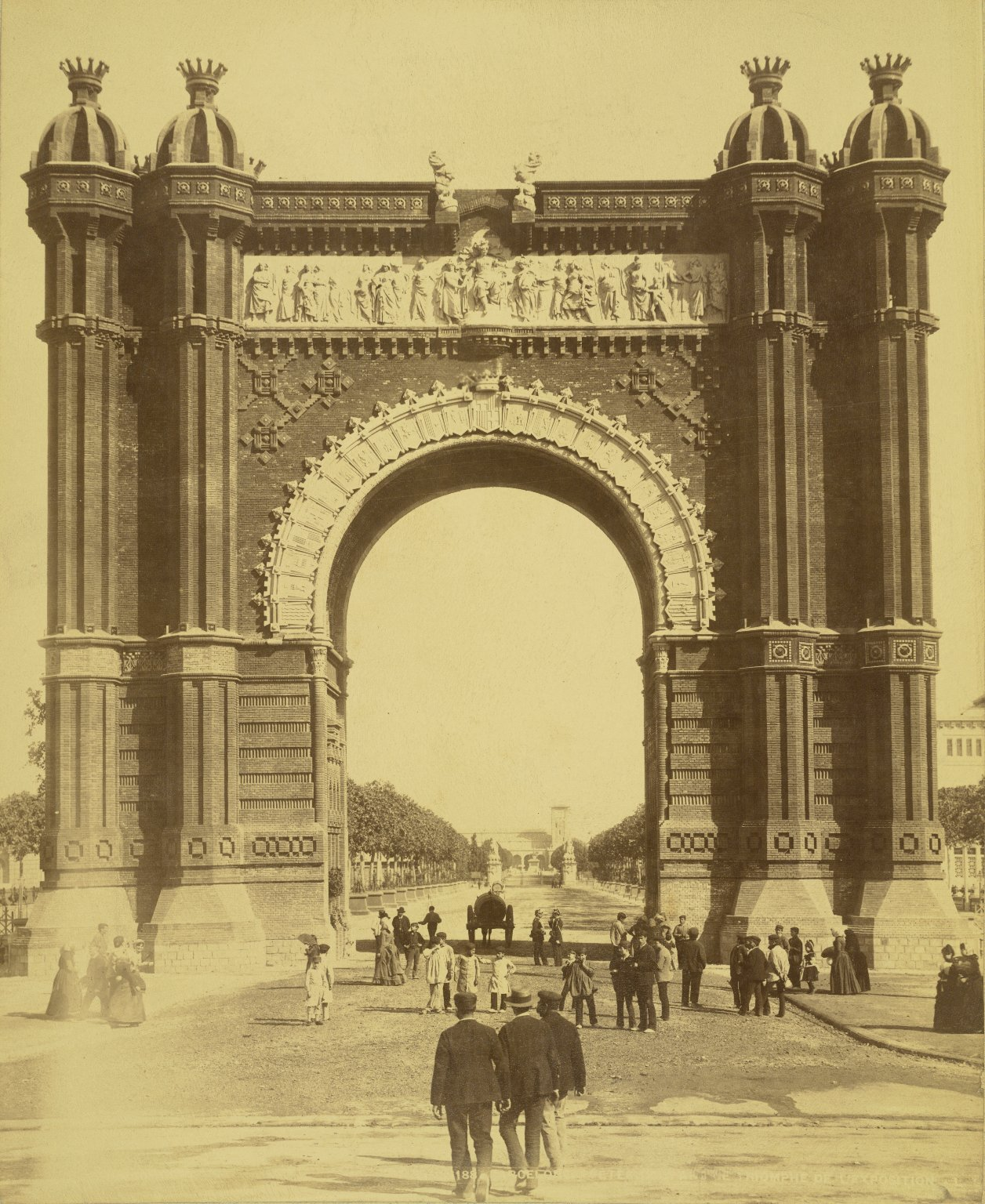
Foto històrica de l'Arc de Triomf.

El projecte de remodelació del parc de la Ciutadella es va encarregar a Josep Fontserè el 1872, qui va dissenyar uns amplis jardins per esplai dels ciutadans, i juntament amb la zona verda va projectar una plaça central i un passeig de circumval·lació, així com una font monumental i diversos elements ornamentals, dos llacs i una zona de bosc, a més de diversos edificis auxiliars i infraestructures, com el mercat del Born (1874-1876), un dipòsit d'aigua —actual Biblioteca de la UPF—, un escorxador, un pont de ferro sobre les línies de ferrocarril i diverses casetes de serveis.
L'entrada a l'Exposició s'efectuava a través de l'Arc de Triomf, un monument creat per a l'ocasió que encara roman en el seu lloc original, dissenyat per Josep Vilaseca. D'inspiració neomudèjar, té una altura de 30 m, i està decorat amb una rica ornamentació escultòrica, obra de Josep Reynés, Josep Llimona, Antoni Vilanova, Torquat Tasso, Manuel Fuxà i Pere Carbonell.
A continuació venia el Saló de Sant Joan —actual passeig de Lluís Companys—, una llarga avinguda de 50 m d'ample on destacaven les balustrades de ferro forjat, els mosaics del paviment i uns grans fanals, tot això dissenyat per Pere Falqués. El primer edifici després de l'accés per l'Arc de Triomf era el Palau de les Belles Arts, obra d'August Font i Carreras, d'estil neoclàssic. Al costat oposat se situava el palau de Ciències, obra de Pere Falqués, d'estil neogrec, on també es trobava una gran sala per celebrar congressos.

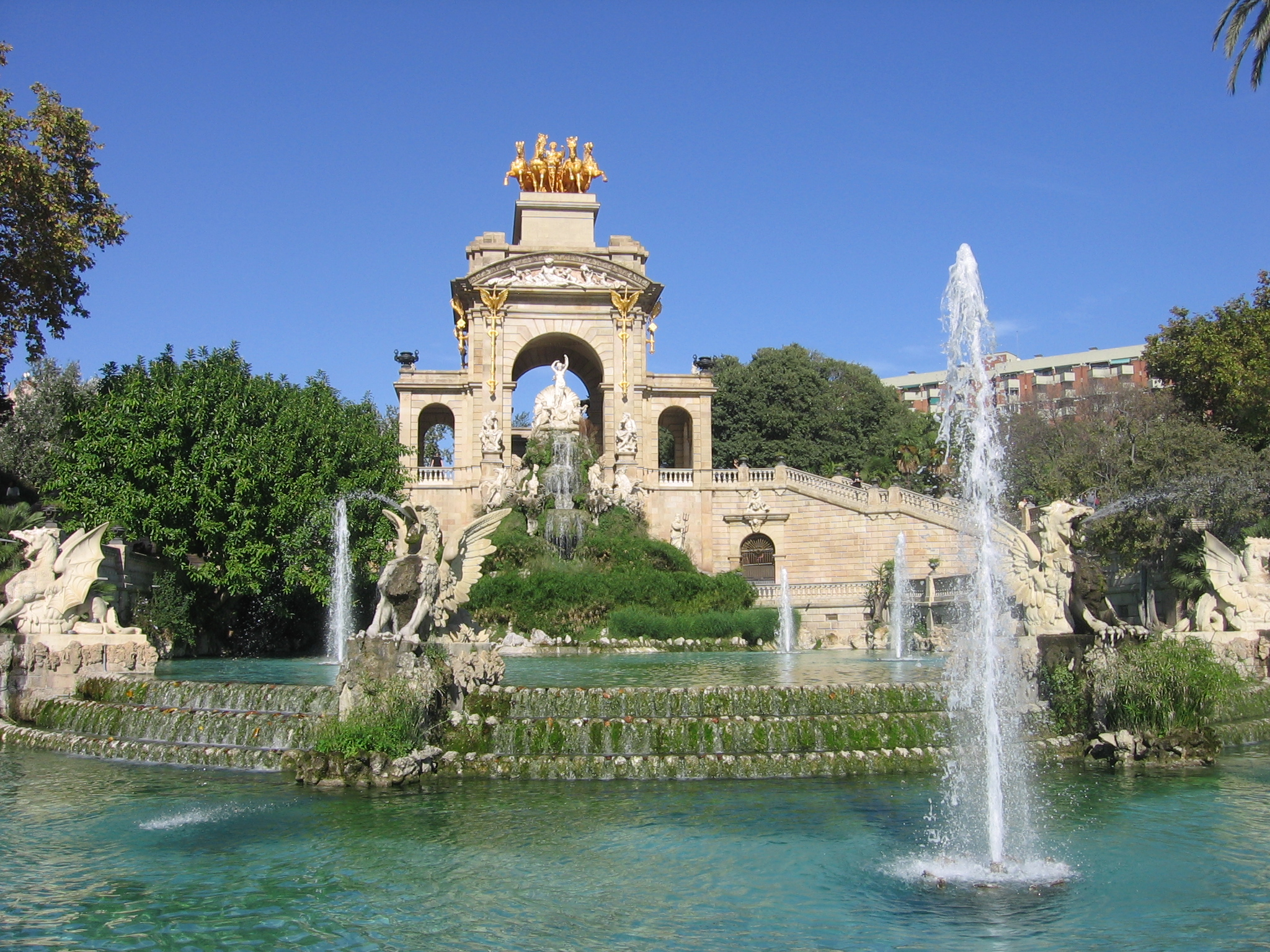
Cascada del Parc de la Ciutadella (1875-1888).

Un cop passats aquests dos edificis s'accedia al recinte pròpiament dit, a l'entrada del qual destacava la Cascada Monumental, projectada per Fontserè en col·laboració amb Antoni Gaudí, qui va intervenir en el projecte hidràulic i va dissenyar una gruta artificial sota la Cascada. El conjunt arquitectònic presenta una estructura central en forma d'arc triomfal amb dos pavellons en els seus costats i dues ales laterals amb escalinates, que acullen un estany dividit en dos nivells. El monument destaca per la seva profusió escultòrica, en la qual van intervenir alguns dels millors escultors del moment, com Rossend Nobas, Venanci Vallmitjana, Josep Gamot, Manuel Fuxà, Joan Flotats i Rafael Atché.

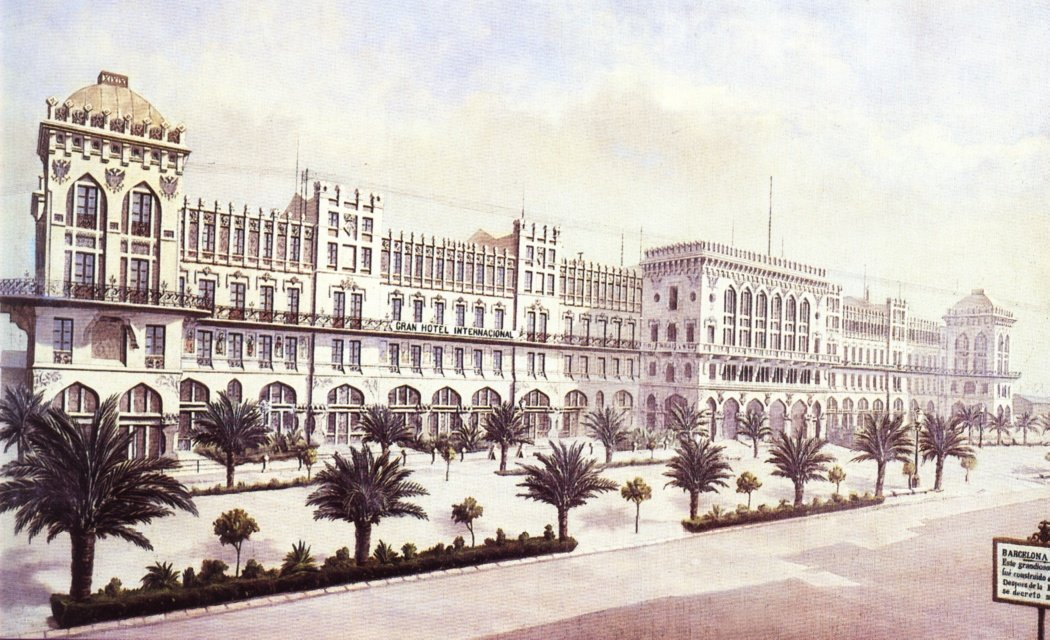
Hotel Internacional, de Lluís Domènech i Montaner.

A la dreta de la cascada es trobava el restaurant, conegut com a Castell dels Tres Dragons —actual Museu de Zoologia—, obra de Lluís Domènech i Montaner, d'estil neogòtic però amb unes innovadores solucions estructurals que apuntaven ja al modernisme, especialment per la utilització del ferro i el maó vist. Al seu costat hi havia el Cercle del Liceu i l'Hivernacle, obra de Josep Amargós, realitzat en ferro i vidre seguint l'exemple del Crystal Palace de l'Exposició de Londres de 1851. A continuació venien el Museu Martorell de Geologia, d'Antoni Rovira i Trias; l'Umbracle, de Josep Fontserè; el pavelló de la Premsa, obra de Jaume Comerma; i el pavelló de les Colònies Espanyoles, de Jaume Gustà i Bondia.
La zona central del recinte es corresponia amb l'antiga plaça d'armes de la Ciutadella, on es trobava el principal edifici de l'Exposició, el palau de la Indústria, obra de Jaume Gustà, que recollia les seccions estrangeres de l'Exposició. Després del palau, passades les línies de ferrocarril, es van situar diversos edificis, com el pavelló de la Companyia Transatlàntica, obra d'Antoni Gaudí, en estil nassarita granadí; els pavellons de l'anomenada Secció Marítima, els de Mineria i Electricitat, i la Vaqueria Suïssa, actualment una escola. Tanmateix, al passeig de Colom es va erigir l'Hotel Internacional, obra de Lluís Domènech i Montaner, una obra efímera que va ser desmuntada després de l'Exposició.
Fora del recinte firal, es van realitzar nombroses obres i millores per tota la ciutat: es va finalitzar la urbanització de tot el front marítim de la ciutat, entre el parc de la Ciutadella i les Rambles, a través de la construcció del passeig de Colom i un nou moll, el de la Fusta; es va dotar d'il·luminació elèctrica als primers carrers de Barcelona (la Rambla, el passeig de Colom, la plaça de Sant Jaume i el recinte de l'Exposició); i es va construir el monument a Colom a la plaça Portal de la Pau, obra de Gaietà Buïgas amb una escultura del descobridor de Rafael Atché.

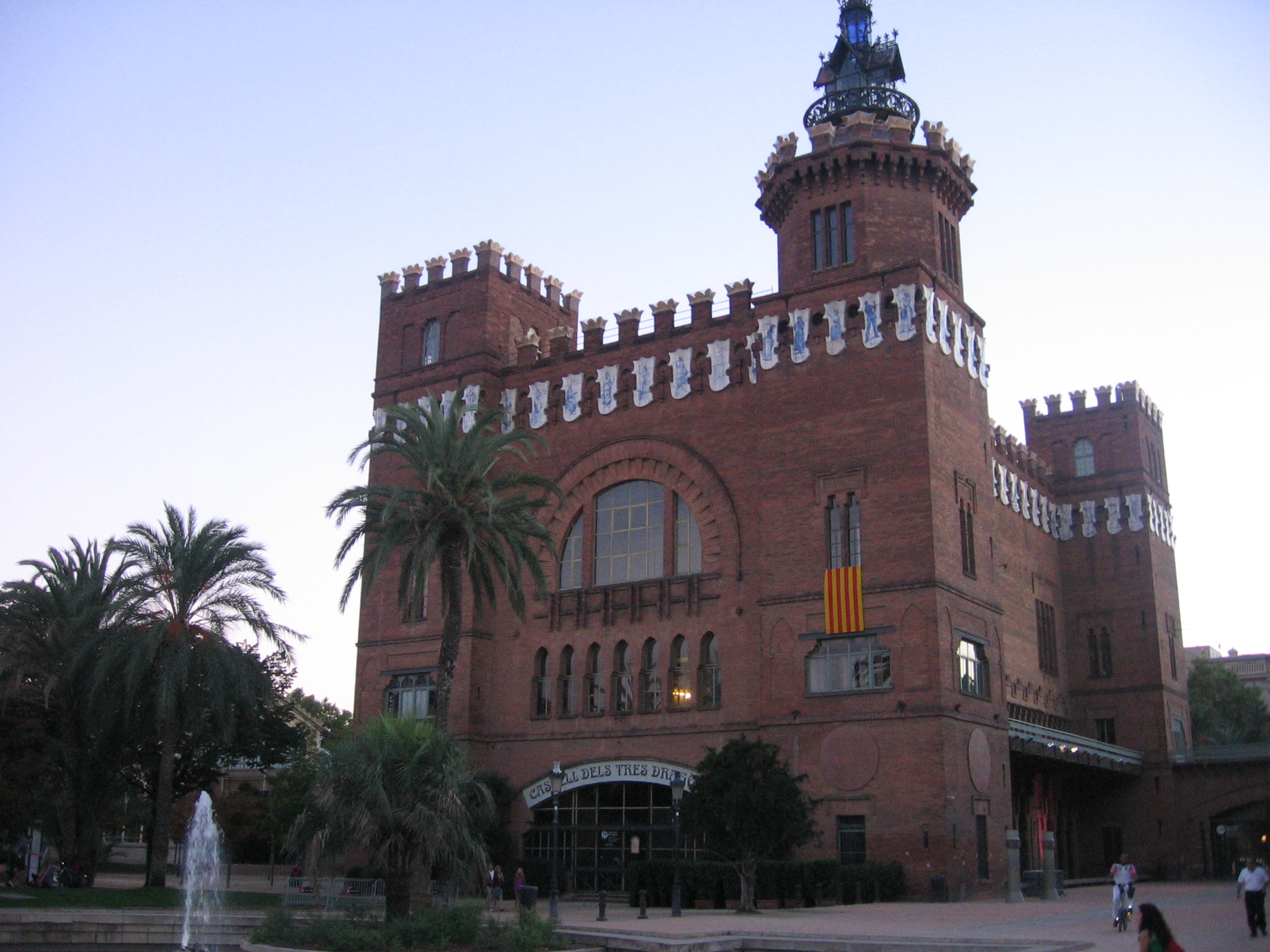
El Castell dels Tres Dragons, de Lluís Domènech i Montaner.
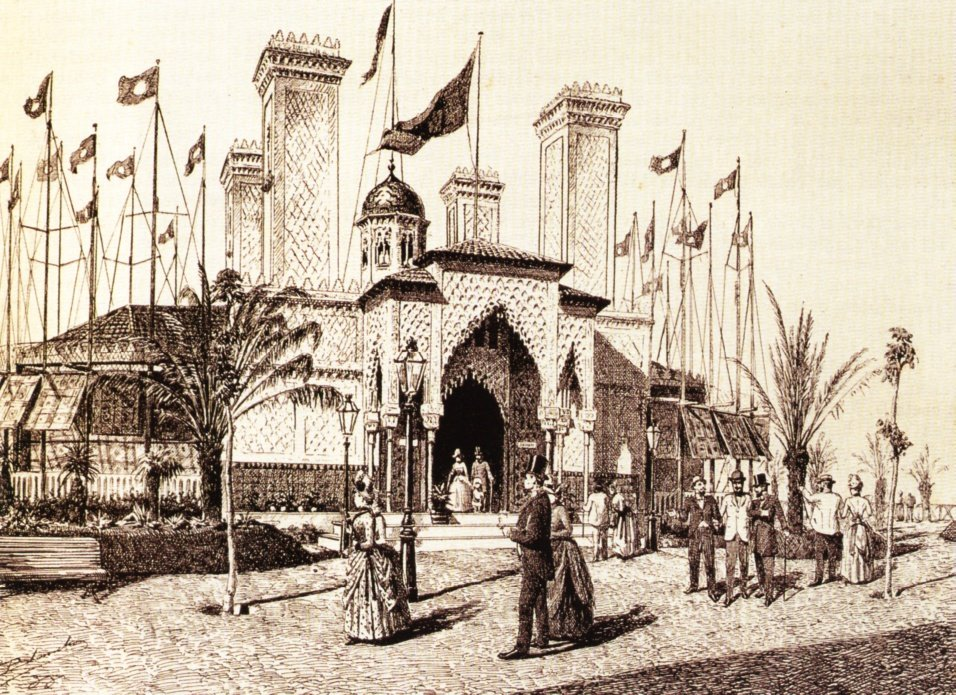
Pavelló de la Companyia Transatlàntica, d'Antoni Gaudí.
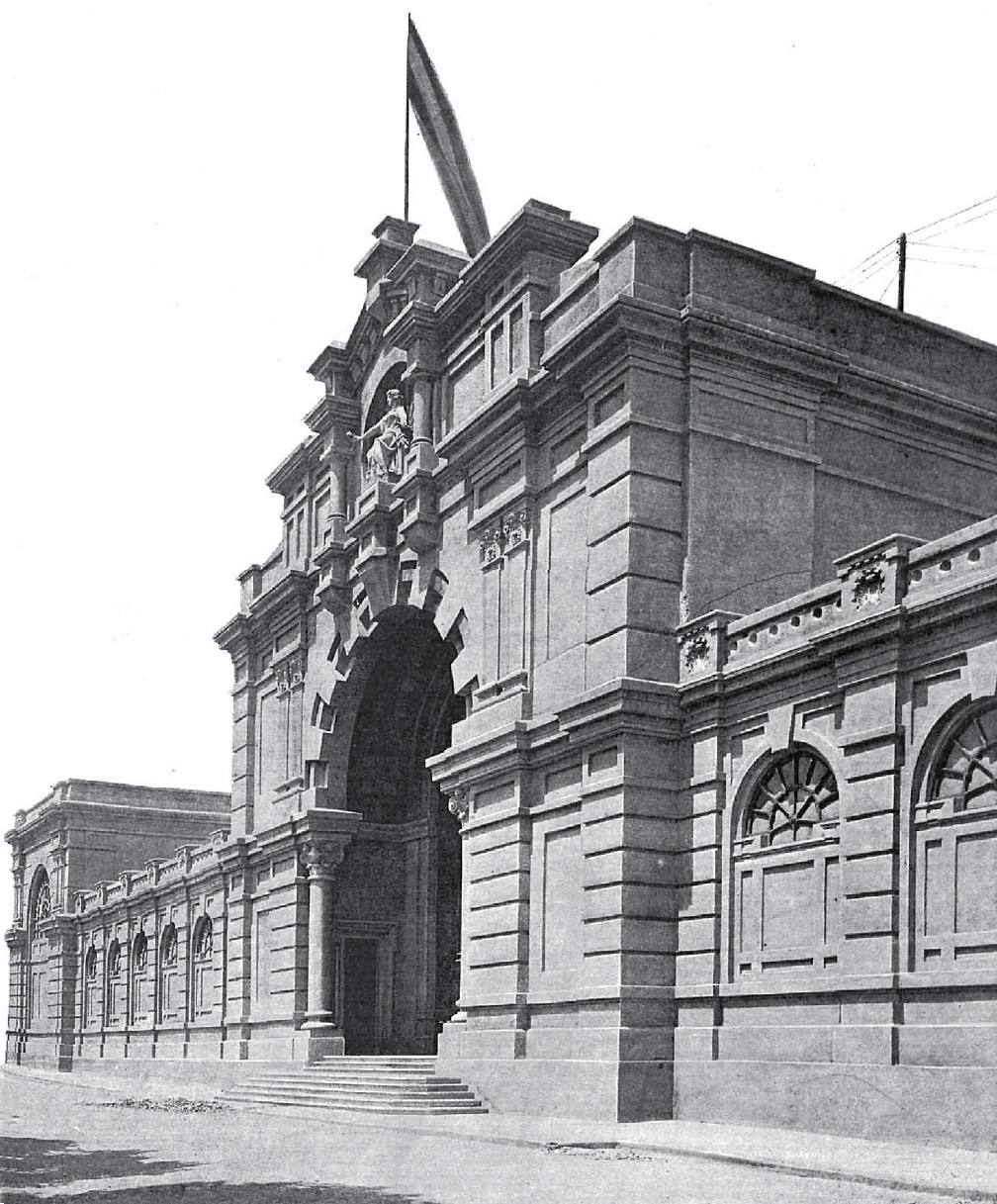
Palau de les Ciències, de Pere Falqués.
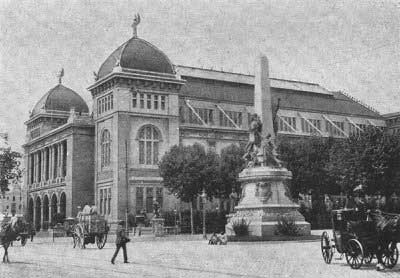
Palau de les Belles Arts, d'August Font i Carreras.
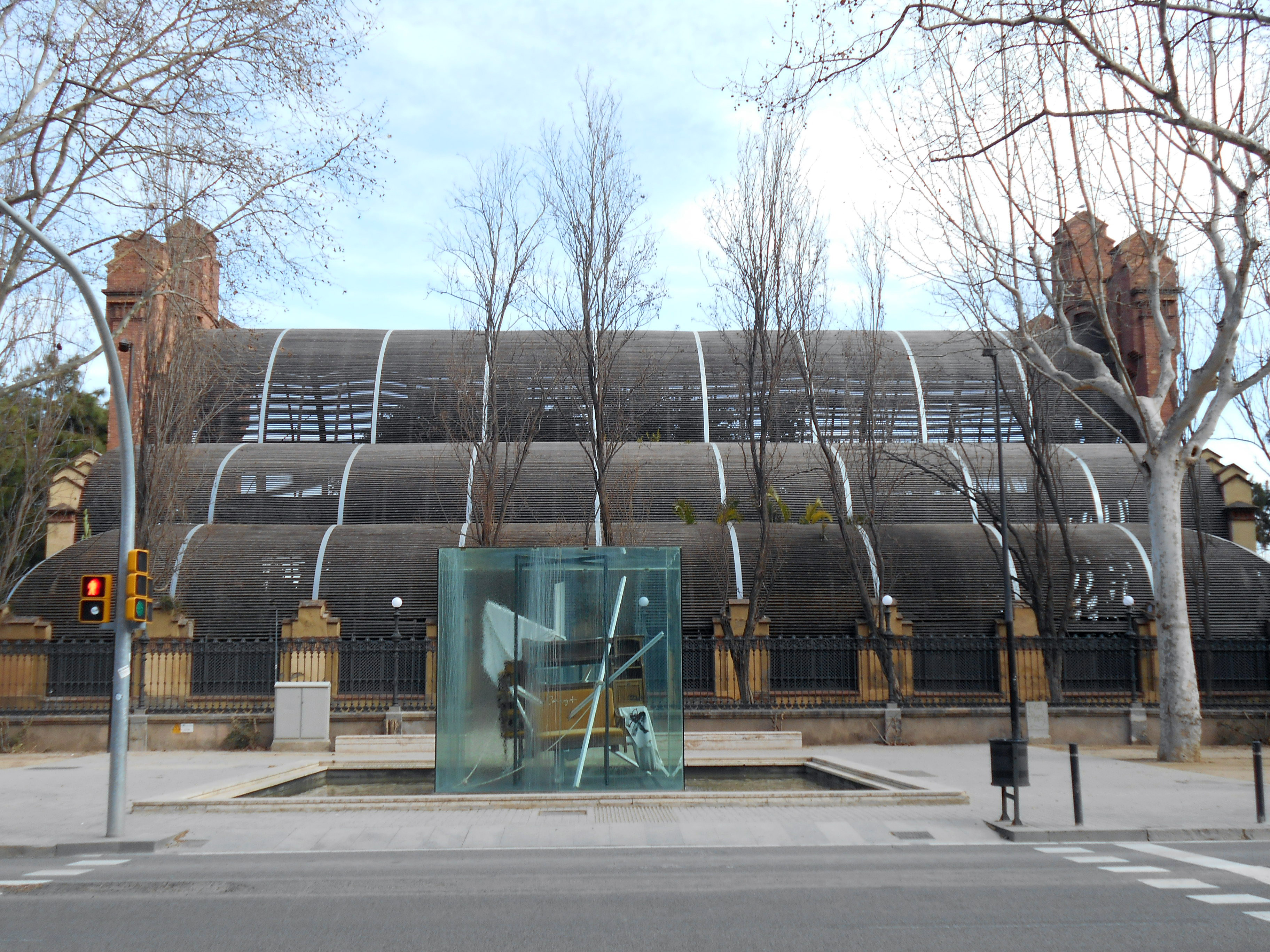
Umbracle, de Josep Fontserè.
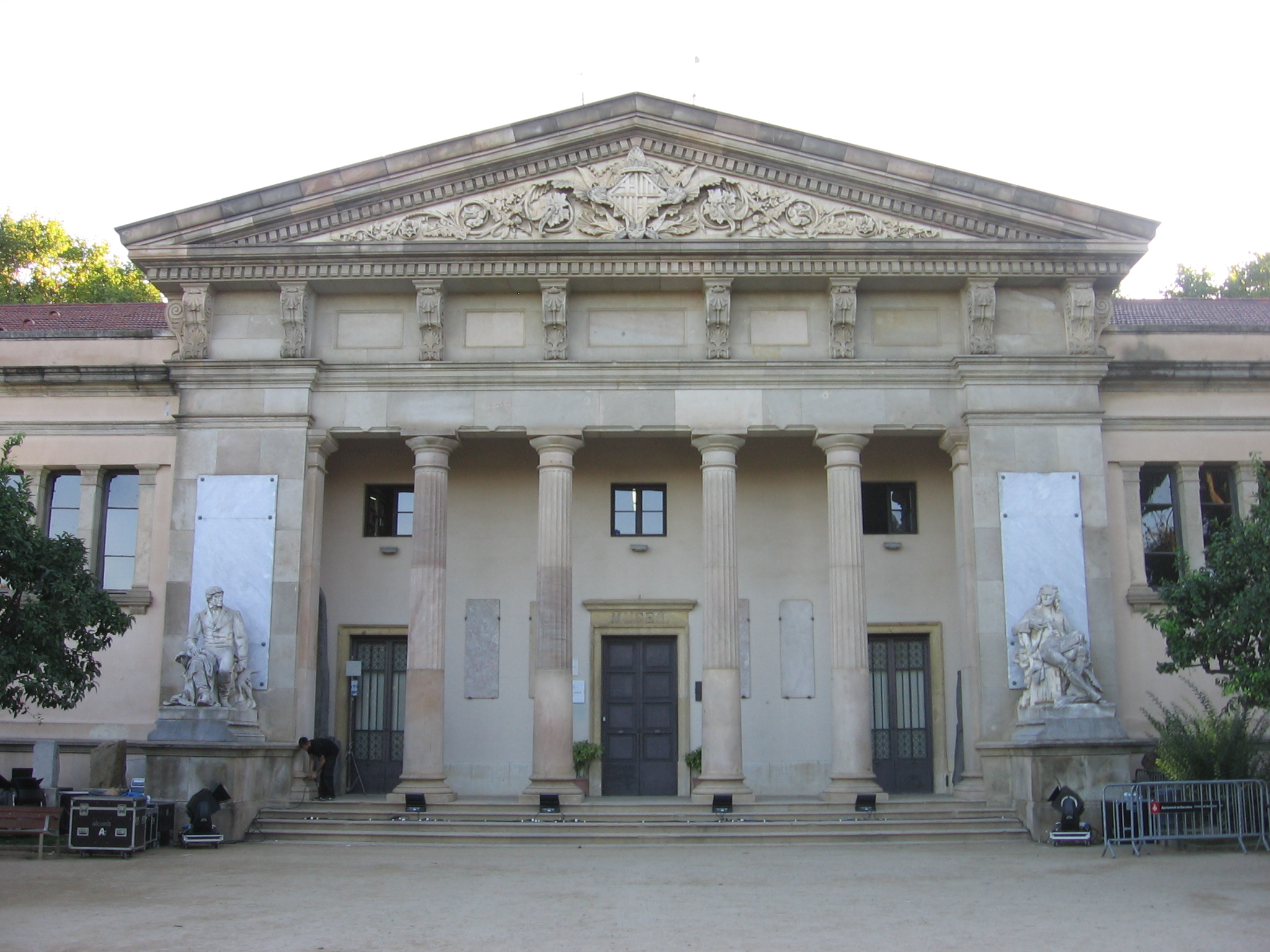
Museu Martorell de Geologia, d'Antoni Rovira i Trias.

### Modernisme

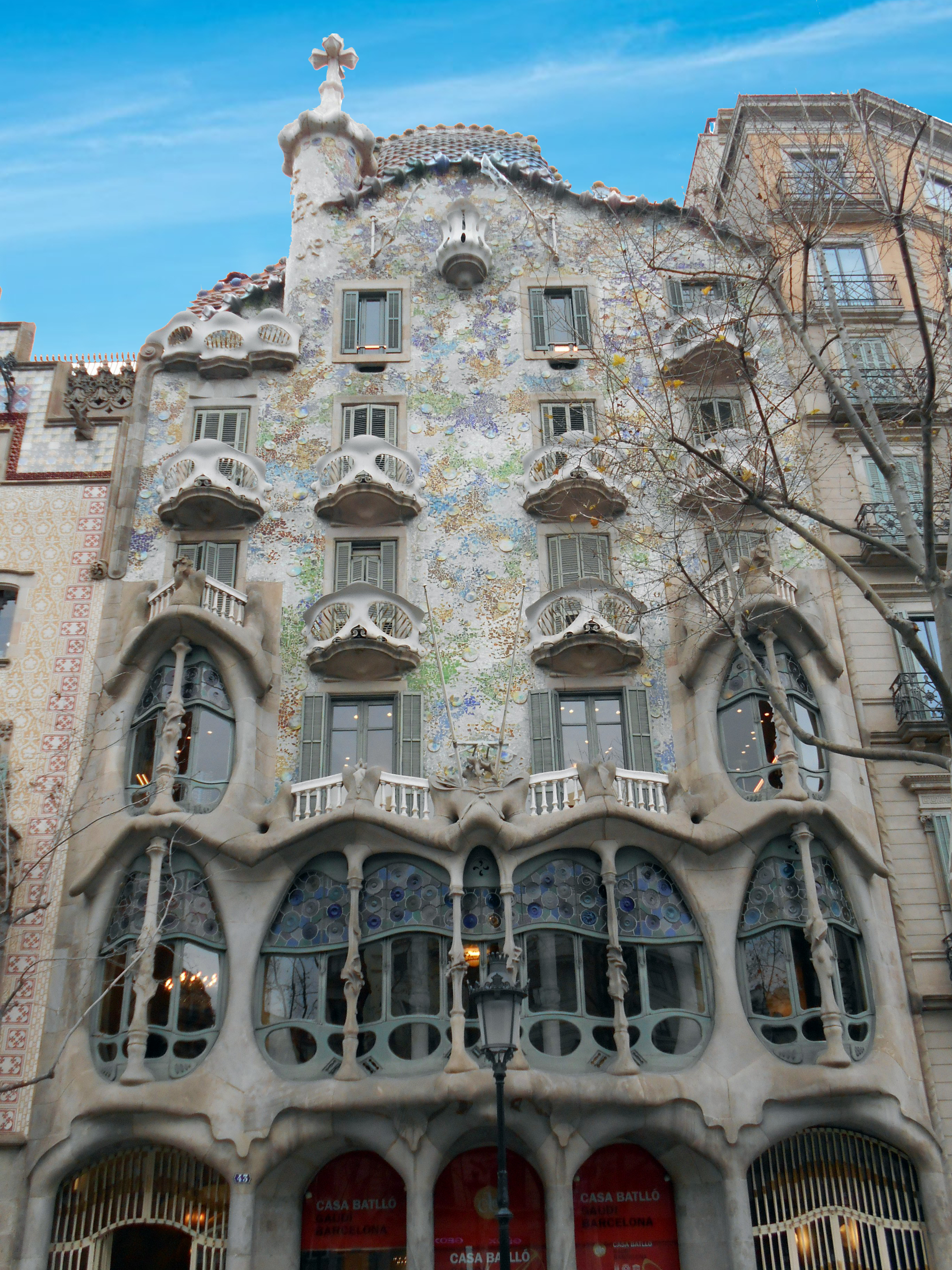
Casa Batlló (1904-1906), d'Antoni Gaudí.

El modernisme va ser un moviment internacional que es va desenvolupar per tot el món occidental, i que propugnava la creació d'un nou llenguatge arquitectònic deslligat d'estils anteriors —especialment per oposició a l'historicisme—, posant especial èmfasi en la relació de l'arquitectura amb les arts aplicades, en paral·lel al fenomen Arts and Crafts. Desenvolupat entre el segle xix i el segle xx, a Catalunya va tenir suficient personalitat pròpia per parlar de «modernisme català», per la gran quantitat i qualitat d'obres realitzades i el gran nombre d'artistes de primer ordre que van conrear aquest estil. Estilísticament, va ser un moviment heterogeni, amb moltes diferències entre artistes, cadascun amb el seu segell personal, però amb un mateix esperit, un afany de modernitzar i europeïtzar Catalunya.
Alguns trets essencials del modernisme van ser: un llenguatge anticlàssic hereu del romanticisme, amb tendència a un cert lirisme i subjectivisme; vinculació decidida de l'arquitectura amb les arts aplicades i els oficis artístics (vidrieria, forja, ceràmica, ebenisteria, marqueteria, esmalt, esgrafiat), creant un estil remarcadament ornamental; utilització de nous materials, creant un llenguatge constructiu mixt i ric en contrastos, a la recerca de l'efecte plàstic del conjunt; fort sentiment d'optimisme i fe en el progrés, que produeix un art exaltat i emfàtic, reflex del clima de prosperitat del moment, sobretot en la classe burgesa.
El primer modernisme, desenvolupat en els anys 1890, era encara un estil no especialment definit, el principal component del qual era un goticisme abarrocat deslligat ja de l'historicisme, amb pervivència de certs trets classicistes i medievalistes, practicat principalment per Lluís Domènech i Montaner, Josep Puig i Cadafalch i Antoni Maria Gallissà. En aquests primers anys hi havia un cert sentiment d'indefinició, com es mostra en l'obra Arquitectura moderna de Barcelona (1897), de Francesc Rogent, on defensa la utilització de l'«estil neogrec» per a edificis públics, «neogòtic» per a edificis particulars i «neoromànic» per esglésies. Al mateix temps se seguia practicant una arquitectura academicista aliena a les innovacions modernistes, com es veu en l'obra d'arquitectes com Salvador Viñals, Gaietà Buïgas, Joan Baptista Pons i Trabal, Francesc de Paula del Villar i Carmona, etc.
Amb el canvi de segle el modernisme va evolucionar cap a un cert formalisme estilístic d'influència secessionista, practicat per una segona generació d'arquitectes com Josep Maria Jujol, Manuel Joaquim Raspall, Josep Maria Pericas, Eduard Maria Balcells, Salvador Valeri, Alexandre Soler i March, Antoni de Falguera, Bernardí Martorell, etc. Aquests arquitectes plantegen l'arquitectura com a suport d'una exultant ornamentació, entrant en una fase manierista del modernisme. D'altra banda, van continuar les tendències neogòtiques i l'eclecticisme classicista, practicades principalment per Enric Sagnier, Josep Domènech i Estapà, Manuel Comas i Thos, August Font i Carreras, Joan Josep Hervàs, etc.

#### Antoni Gaudí

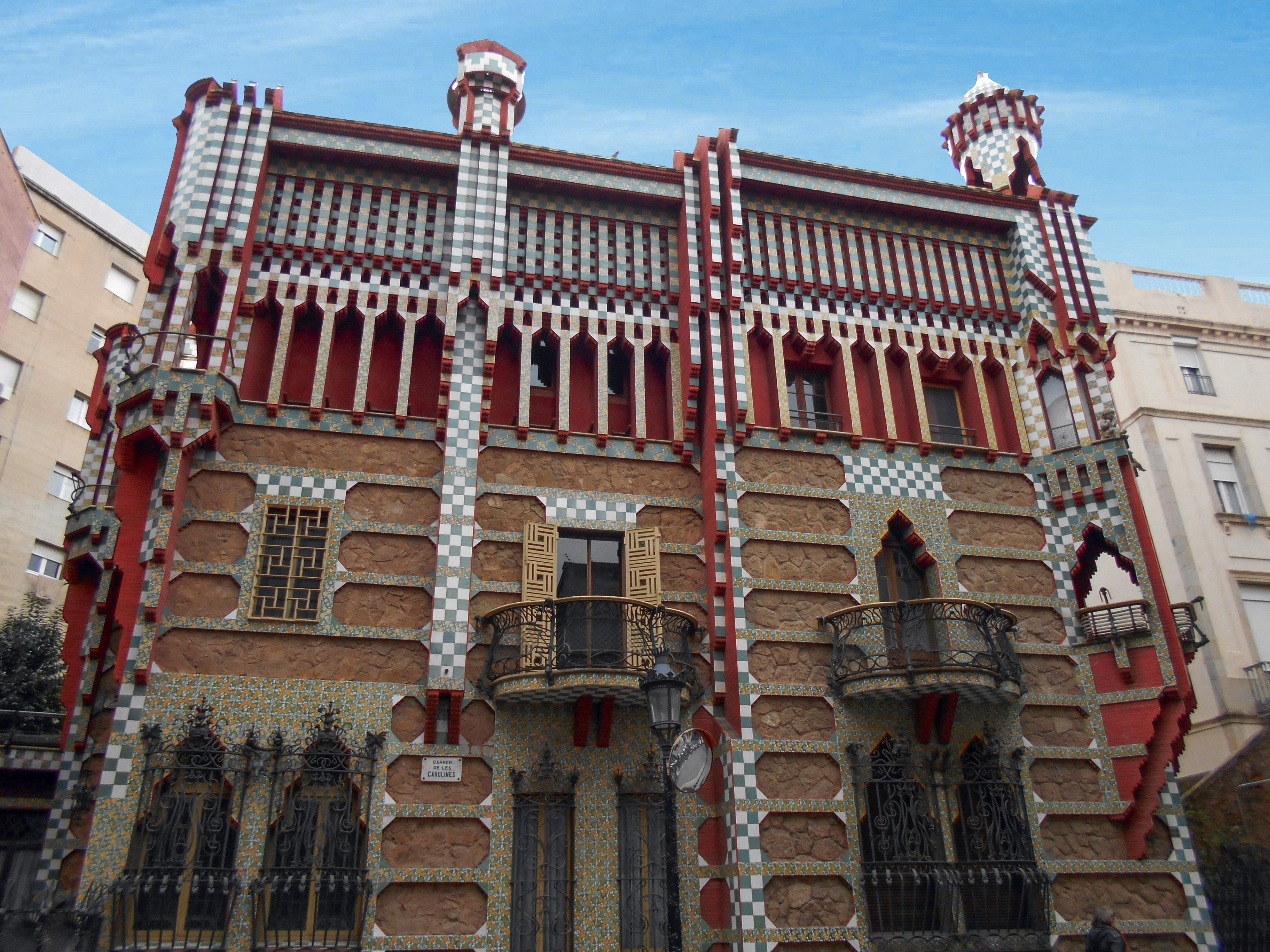
Casa Vicens (1883-1888).

Un dels màxims representants del modernisme català va ser Antoni Gaudí, un arquitecte amb un sentit innat de la geometria i el volum, així com una gran capacitat imaginativa que li permetia projectar mentalment la majoria de les seves obres abans de passar-les a plànols. Dotat d'una forta intuïció i capacitat creativa, Gaudí concebia els seus edificis d'una forma global atenent tant a les solucions estructurals, com les funcionals i decoratives, integrant igualment els treballs artesanals, i va introduir noves tècniques en el tractament dels materials, com el seu famós trencadís, fet amb peces de ceràmica de rebuig. Després d'uns inicis influenciat per l'art neogòtic, així com certes tendències orientalitzants, Gaudí va desembocar en el modernisme en la seva època de major efervescència, encara que l'arquitecte reusenc va anar més enllà del modernisme ortodox, creant un estil personal basat en l'observació de la natura, fruit del qual va ser la seva utilització de formes geomètriques reglades, com el paraboloide hiperbòlic, l'hiperboloide, l'helicoide i el conoide.
Les seves primeres realitzacions, tant durant la seva etapa d'estudiant com les primeres executades en obtenir el títol, destaquen per la gran precisió dels detalls, la utilització de la geometria superior i la preponderància de les consideracions mecàniques en el càlcul d'estructures. D'aquesta època destaquen els fanals de la Plaça Reial (1878), així com l'inici de les obres de la que seria la seva obra magna, el Temple Expiatori de la Sagrada Família (1883).

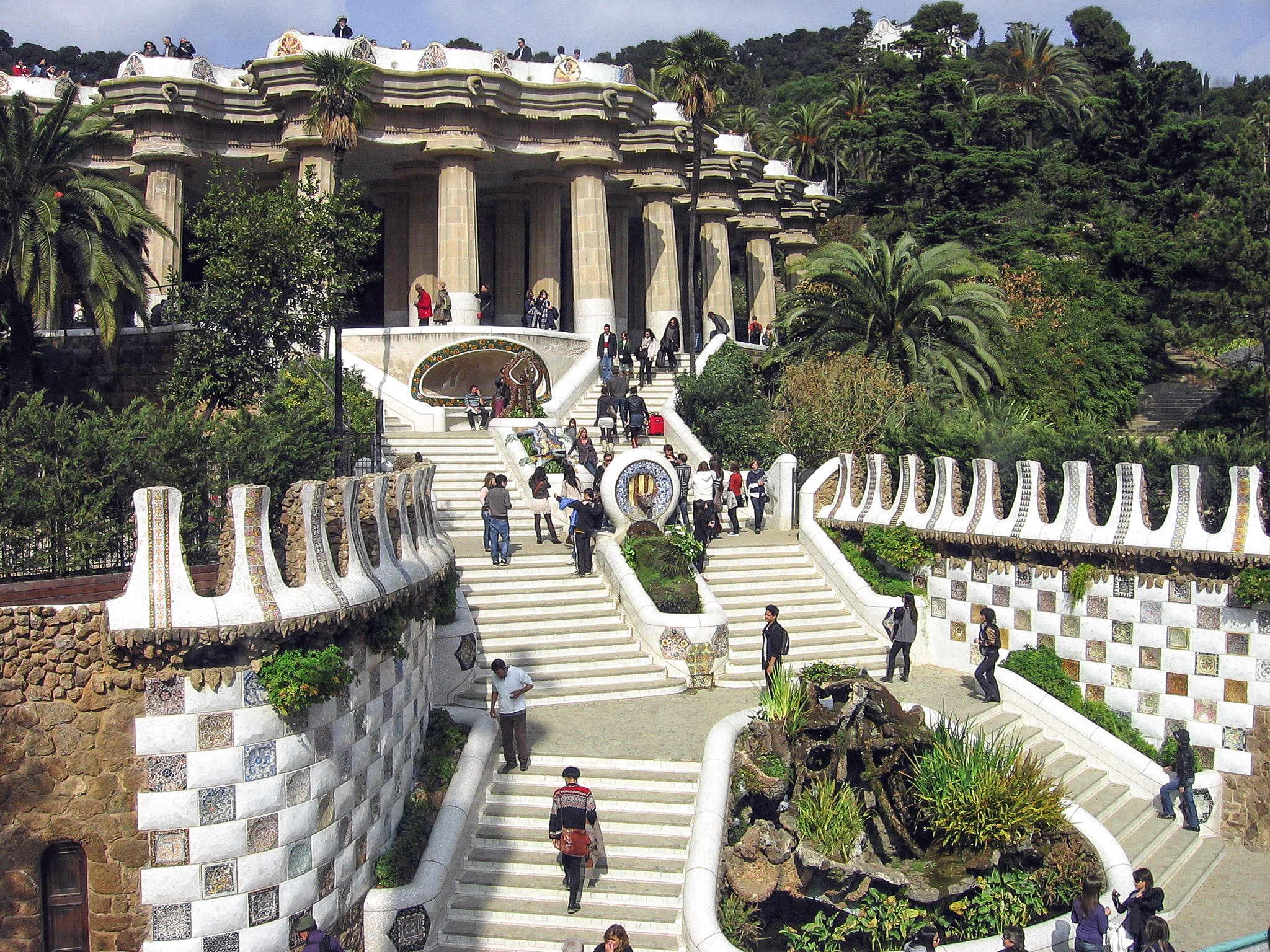
Parc Güell (1900-1914).

Posteriorment, va passar per una etapa orientalista, amb una sèrie d'obres de marcat gust oriental, inspirades en l'art del Pròxim i Llunyà Orient, així com en l'art islàmic hispànic, principalment el mudèjar i nassarita. Empra amb gran profusió la decoració en rajola ceràmica, així com els arcs mitrals, cartel·les de maó vist i remats en forma de templet o cúpula. Les seves principals realitzacions en aquest període són: la Casa Vicens (1883-1888), els pavellons Güell (1884-1887), el Palau Güell (1886-1888) i el pavelló de la Companyia Transatlàntica per a l'Exposició Universal de 1888.
A continuació va passar per un període neogòtic, en què es va inspirar sobretot en l'art gòtic medieval, el qual va assumir de forma lliure, personal, intentant millorar les seves solucions estructurals; en les seves obres elimina la necessitat de contraforts mitjançant la utilització de superfícies reglades, i suprimeix cresteries i calats excessius. En aquest estil es podria citar el col·legi de les Teresianes (1888-1889) i la torre Bellesguard (1900-1909).

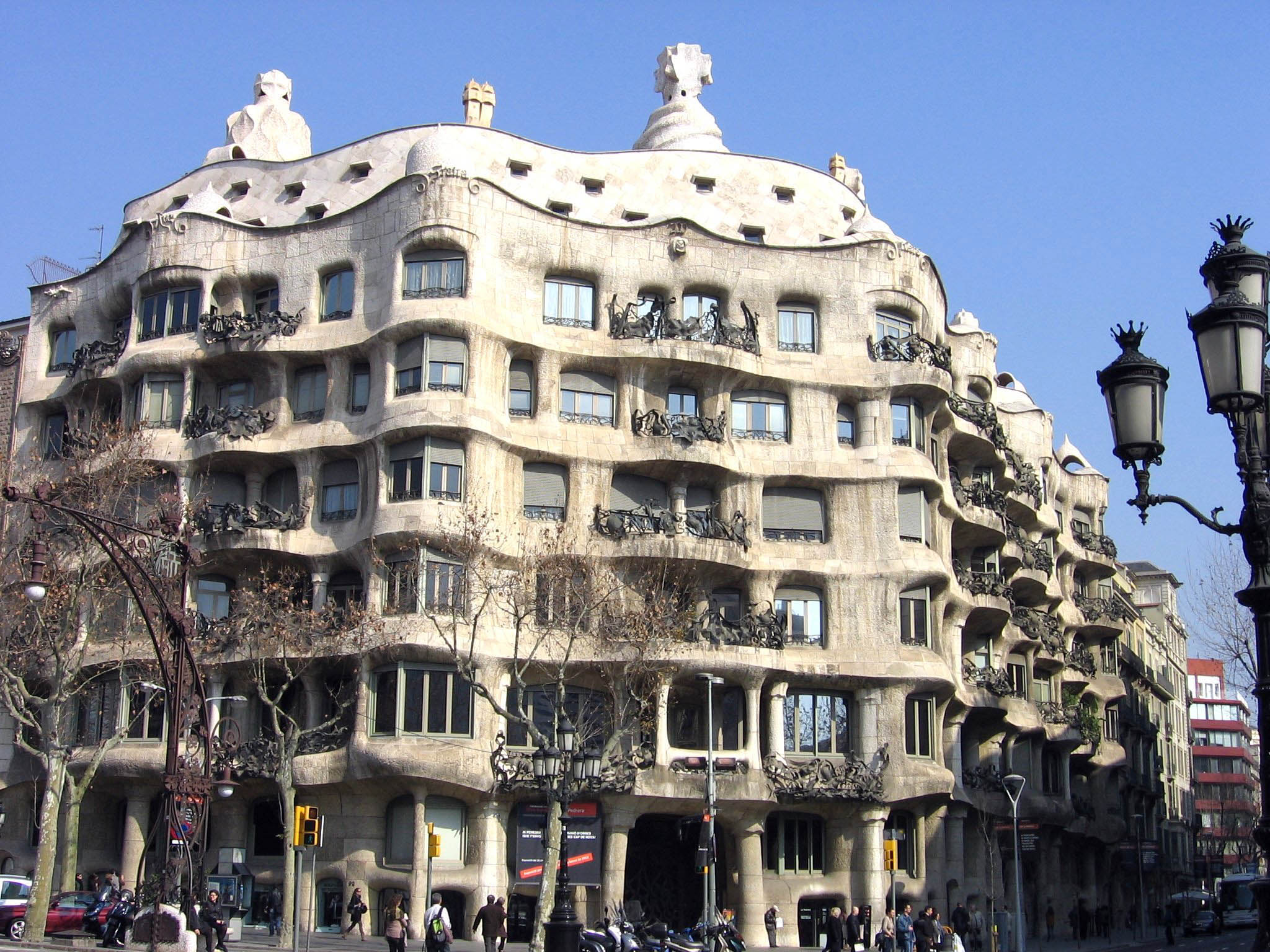
Casa Milà (1906-1910).

En el canvi de segle va desembocar finalment en la seva etapa naturalista, en la qual va perfeccionar el seu estil personal, inspirant-se en les formes orgàniques de la natura i posant en pràctica tot un seguit de noves solucions estructurals originades en les profundes anàlisis efectuades per Gaudí de la geometria reglada. Partint de cert barroquisme les seves obres van adquirir gran riquesa estructural, de formes i volums desproveïts de rigidesa racionalista o de qualsevol premissa clàssica. Entre les obres d'aquest període es troben: la Casa Calvet (1898-1899), el portal Miralles (1900- 1902), el parc Güell (1900-1914), la Casa Batlló (1904-1906) i la Casa Milà (1906-1910). Aquestes dues últimes són de les seves obres més destacades: la casa Batlló és mostra de la seva fèrtil imaginació, amb una façana de pedra arenisca tallada segons superfícies reglades en forma guerxa, amb columnes de forma òssia i representacions vegetals; remata la façana una volta formada per arcs catenaris coberts amb dues capes de maó, recoberta amb ceràmica vidriada en forma d'escames —en tons groc, verd i blau—, que recorda el llom d'un drac. La casa Milà o la Pedrera presenta una façana realitzada en pedra calcària, excepte la part superior coberta de rajoles blanques; al terrat destaquen les sortides d'escala, rematades amb la creu gaudiniana de quatre braços, així com les xemeneies, recobertes de ceràmica amb unes formes que suggereixen elms de soldats.
En els darrers anys de la seva carrera, dedicats gairebé en exclusiva a la Sagrada Família, Gaudí va arribar a la culminació del seu estil naturalista: després de la realització de la cripta i l'absis, encara en estil neogòtic, la resta del temple el va concebre en un estil orgànic, imitant les formes de la natura, on abunden les formes geomètriques reglades. El temple té planta de creu llatina, de cinc naus centrals i transsepte de tres naus, i absis amb set capelles, amb tres façanes dedicades al Naixement, Passió i Glòria de Jesús, i divuit torres. L'interior s'assembla a un bosc, amb un conjunt de columnes arborescents inclinades, de forma helicoidal, creant una estructura alhora simple i resistent.
Sis de les obres d'Antoni Gaudí a Barcelona han estat nomenades Patrimoni de la Humanitat per la UNESCO: palau Güell, parc Güell i Casa Milà (1984); casa Vicens, casa Batlló i façana del Naixement i cripta de la Sagrada Família (2005, a més de la Cripta de la Colònia Güell a Santa Coloma de Cervelló).

#### Lluís Domènech i Montaner

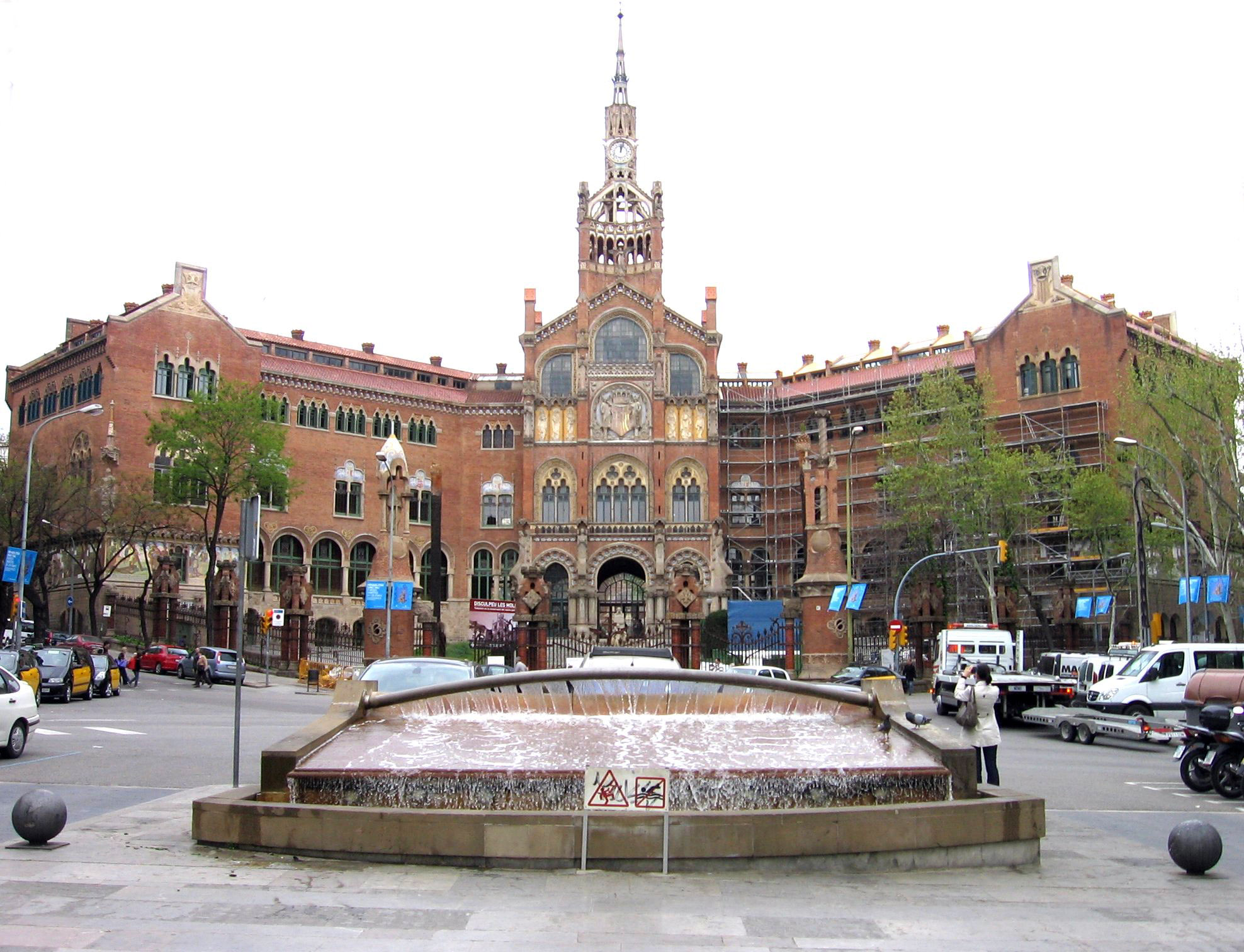
Hospital de la Santa Creu i Sant Pau (1902-1913).

Lluís Domènech i Montaner va fer una barreja de racionalisme constructiu i decoració fabulosa amb influència de l'arquitectura hispano-islàmica. Va ser el creador del que denominava una «arquitectura nacional», un estil eclèctic basat en les noves tècniques i materials, amb un afany modern i internacional. Per a això, es va inspirar en arquitectes com Eugène Viollet-le-Duc, Karl Friedrich Schinkel i Gottfried Semper. En la seva obra cerca la unitat constructiva i estètica, amb plantejaments clars i ordenats, a través d'un sistema racional que assumeix el decorativisme com una part consubstancial de l'obra.

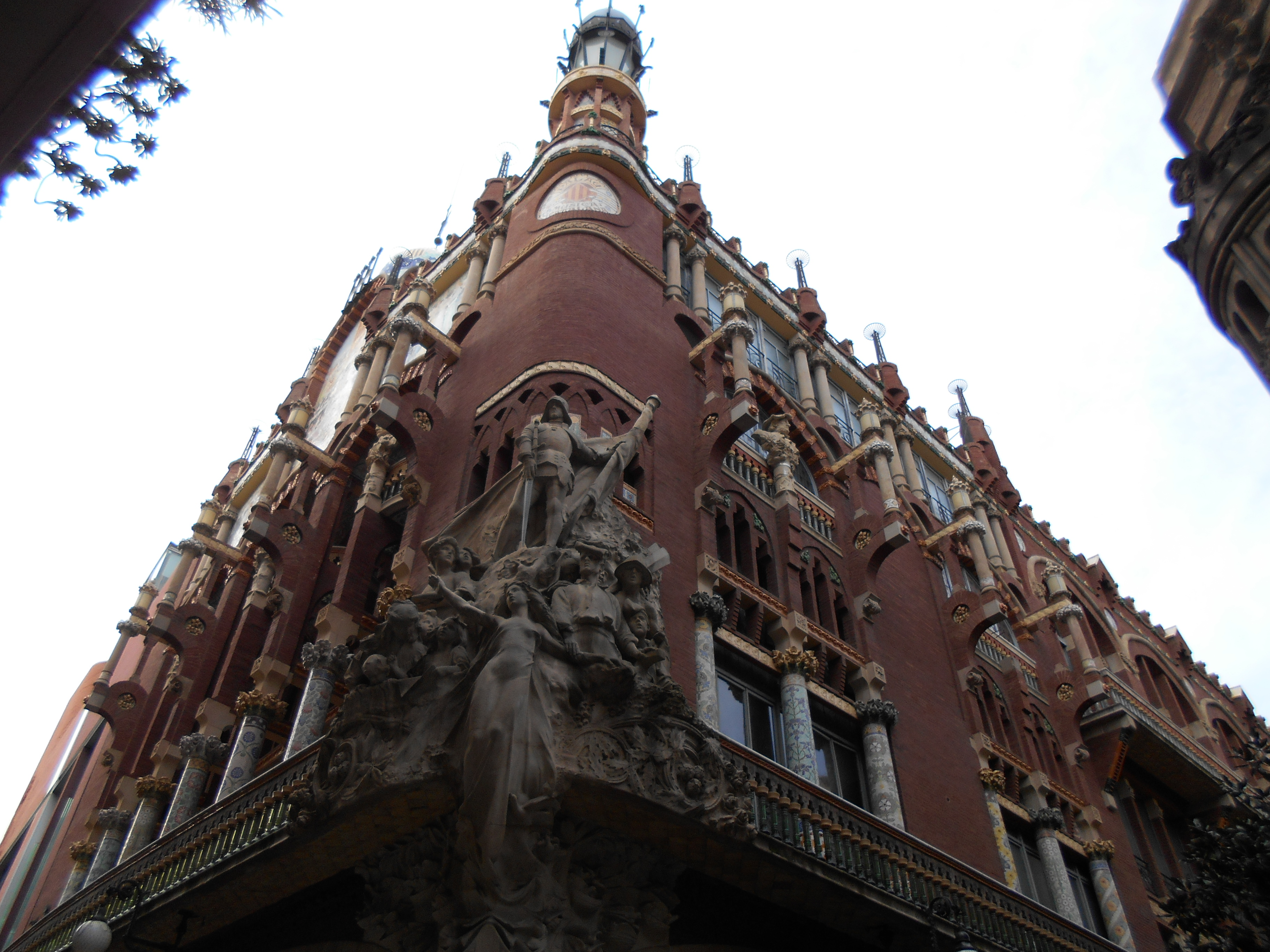
Palau de la Música Catalana (1905-1908).

Les seves obres més rellevants van ser l'Hospital de la Santa Creu i Sant Pau (1902-1913, acabat pel seu fill Pere Domènech i Roura) i el Palau de la Música Catalana (1905-1908). El primer és un vast complex hospitalari hereu de l'antic Hospital de la Santa Creu, que ocupa nou illes de l'Eixample, amb un conjunt de 46 pavellons disposats en paral·lel i diagonal segons la distribució al recinte per tenir l'òptima orientació solar. Són pavellons autònoms separats per espais intersticials, encara que connectats per galeries subterrànies, dels quals destaquen el pavelló d'administració, la sala d'actes, la biblioteca, la secretaria, l'església i la sala de convalescència. En aquesta obra cobren especial rellevància les arts aplicades, com l'escultura —amb obres d'Eusebi Arnau i Pau Gargallo—, el mosaic, la rajola i els vitralls. El Palau de la Música Catalana és un edifici articulat al voltant de la gran sala central, de forma oval i amb capacitat per 2 000 espectadors. En el seu interior presenta tres cossos, l'accés, l'auditori i l'escenari, amb una fastuosa decoració amb revestiments de ceràmica i una gran claraboia central que cobreix la sala, feta de vidres de colors, a més de diverses escultures d'Eusebi Arnau i Pau Gargallo. La façana principal cobreix el xamfrà dels carrers Amadeu Vives i Sant Pere més Alt, amb grans arcs d'accés i un balcó que circumda tota la façana, amb columnes recobertes de ceràmica, i rematat per una cúpula de mosaic, on destaca el grup escultòric de La cançó popular, de Miquel Blay. L'Hospital de Sant Pau i el Palau de la Música Catalana van ser nomenats Patrimoni de la Humanitat per la UNESCO el 1997.
Cal destacar també la Casa Lleó Morera (1905), una reforma d'un edifici construït el 1864: la seva situació en un xamfrà va determinar el protagonisme de la cantonada, on se situa la tribuna principal i es remata verticalment amb un templet; cada planta té un disseny diferent, on destaca el treball ornamental —amb escultures d'Eusebi Arnau—, mutilat parcialment en una reforma de la planta baixa realitzada el 1943. Altres obres seves són: l'edifici Montaner i Simon (1881- 1886); el restaurant de l'Exposició Universal de 1888, conegut com a Castell dels Tres Dragons (actual Museu de Zoologia); la Casa Thomas (1895-1898); la casa Lamadrid (1902); l'Hotel Espanya (1903); i la Casa Fuster (1908-1911).

#### Josep Puig i Cadafalch

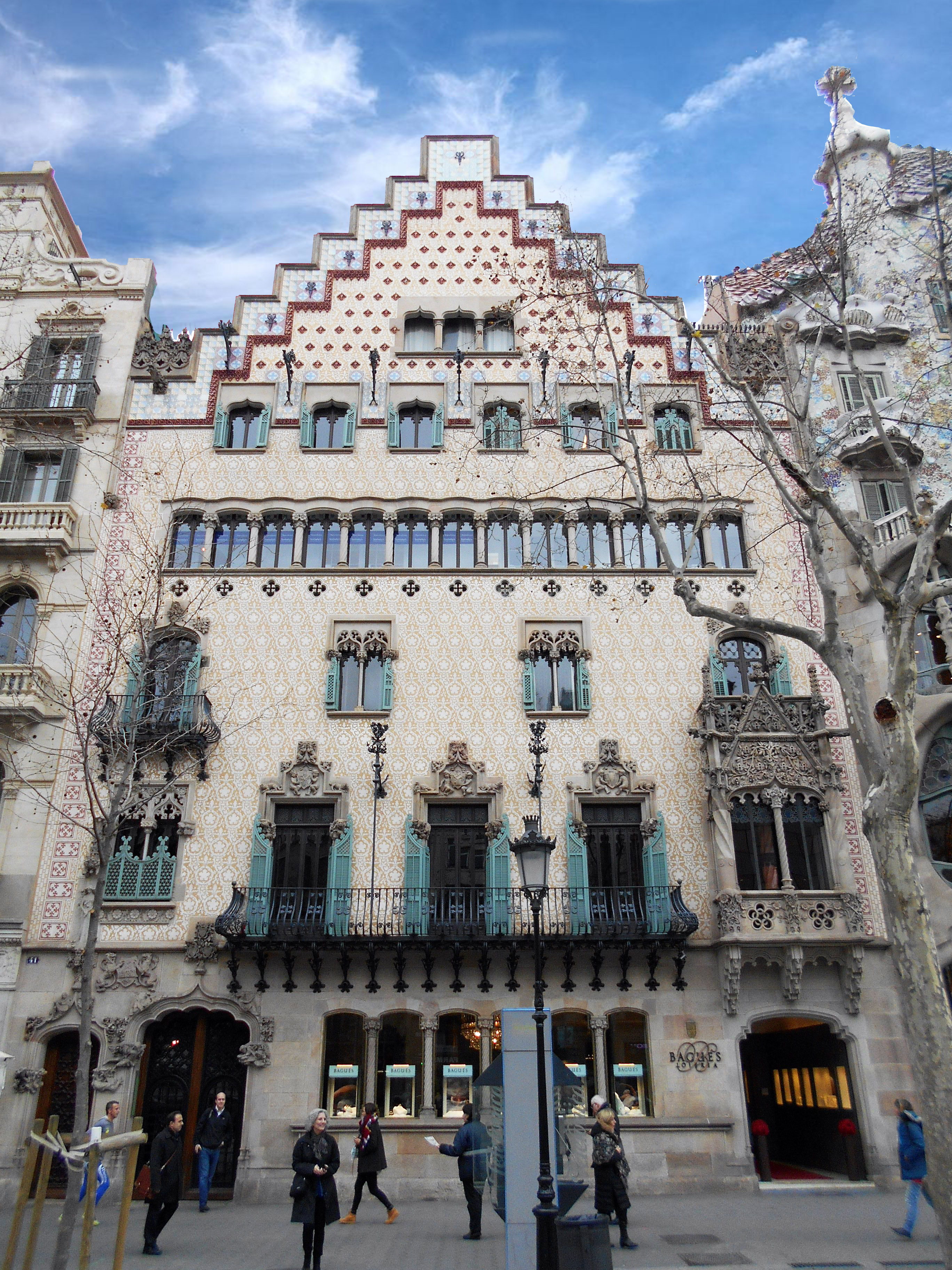
Casa Amatller (1898-1900).

Josep Puig i Cadafalch va adaptar el modernisme a certes influències del gòtic nòrdic i flamenc, així com elements de l'arquitectura catalana rural tradicional, amb forta presència d'arts aplicades i estucs. Deixeble de Domènech i Montaner, va ser arquitecte, arqueòleg, historiador, professor i polític. Va ser president de la Mancomunitat de Catalunya (1917-1924), càrrec des del qual va impulsar la creació de diverses escoles professionals (Infermeria, Comerç, Indústries Tèxtils), entitats científiques (Institut d'Estudis Catalans) i culturals (MNAC, Biblioteca de Catalunya).

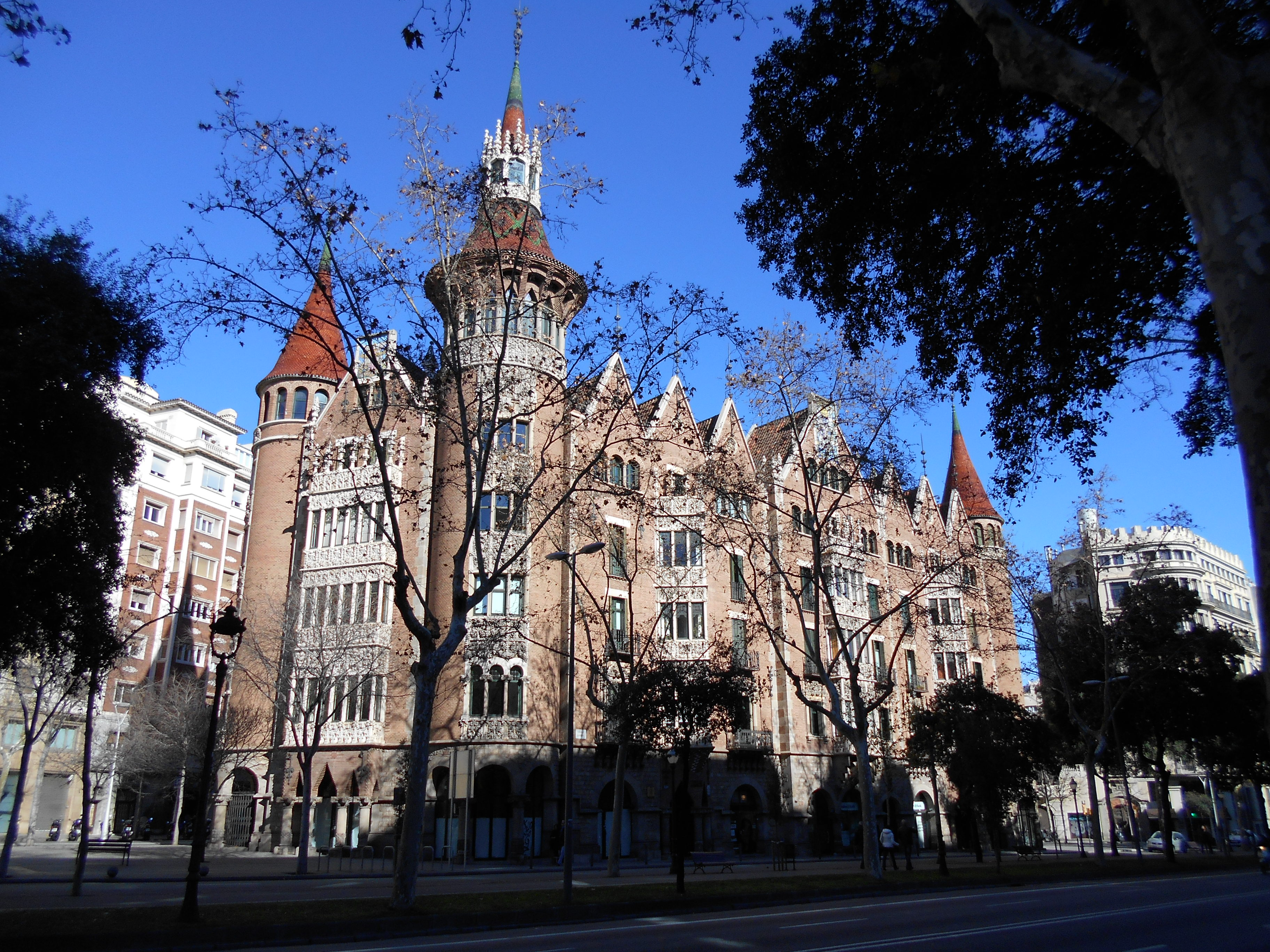
Casa Terrades o de «les Punxes» (1903-1905)

Va passar per diverses etapes: als anys 1890, un cert germanisme flamíger, el qual Alexandre Cirici i Pellicer va denominar «època rosa» (Casa Martí, que va hostatjar la taverna Els Quatre Gats, 1895-1896; Casa Amatller, 1898-1900; Casa Macaya, 1899-1901; Palau del Baró de Quadras, 1899-1906; Casa Terrades o de «les Punxes», 1903-1905; als anys 1900, un estil mediterranista o «època blanca» (Casa Trinxet, 1902-1904; Casa Serra, actualment seu de la Diputació de Barcelona, 1903-1908; Casa Sastre i Marquès, 1905; Casa Muntadas, 1910; Casa Pere Company, 1911); i des dels anys 1910, un classicisme d'influència secessionista que desembocaria en el noucentisme, la seva «època groga» (Casa Muley Afid, 1911-1914; Fàbrica Casaramona, actual CaixaFòrum, 1915-1939; Casa Rosa Alemany, 1928-1930), amb influència de l'Escola de Chicago (Casa Pich i Pon, 1919-1921) i amb derivació cap a un cert barroquisme monumentalista (palaus d'Alfons XIII i Victòria Eugènia, 1923).
Entre aquestes realitzacions convé destacar la casa Amatller i la casa Terrades. La primera presenta una façana d'aspecte neogòtic, amb tres parts diferenciades: un basament de pedra amb dues portes a la banda esquerra, creant un efecte asimètric; un cos central de parets esgrafiades i ornamentació de motius florals, amb una tribuna superior que recorda a la de la capella de Sant Jordi del Palau de la Generalitat; i un remat en forma de gablet esglaonat de ceràmica vermella i daurada, amb possible influència de l'arquitectura tradicional dels Països Baixos. La casa Terrades ocupa una illa sencera de l'Eixample, amb un traçat irregular: presenta sis façanes inspirades en l'arquitectura gòtica nòrdica i en el plateresc espanyol, rematades per capcers, alguns truncats per uns plafons ceràmics amb imatges d'estil prerafaelita, i flanquejades per sis torres circulars coronades amb cuculles còniques acabades en agulla, que donen a l'edifici el seu sobrenom; està construïda en obra vista, amb ornamentació escultòrica de pedra i ceràmica vidriada, i elements de forja.

#### Altres arquitectes modernistes

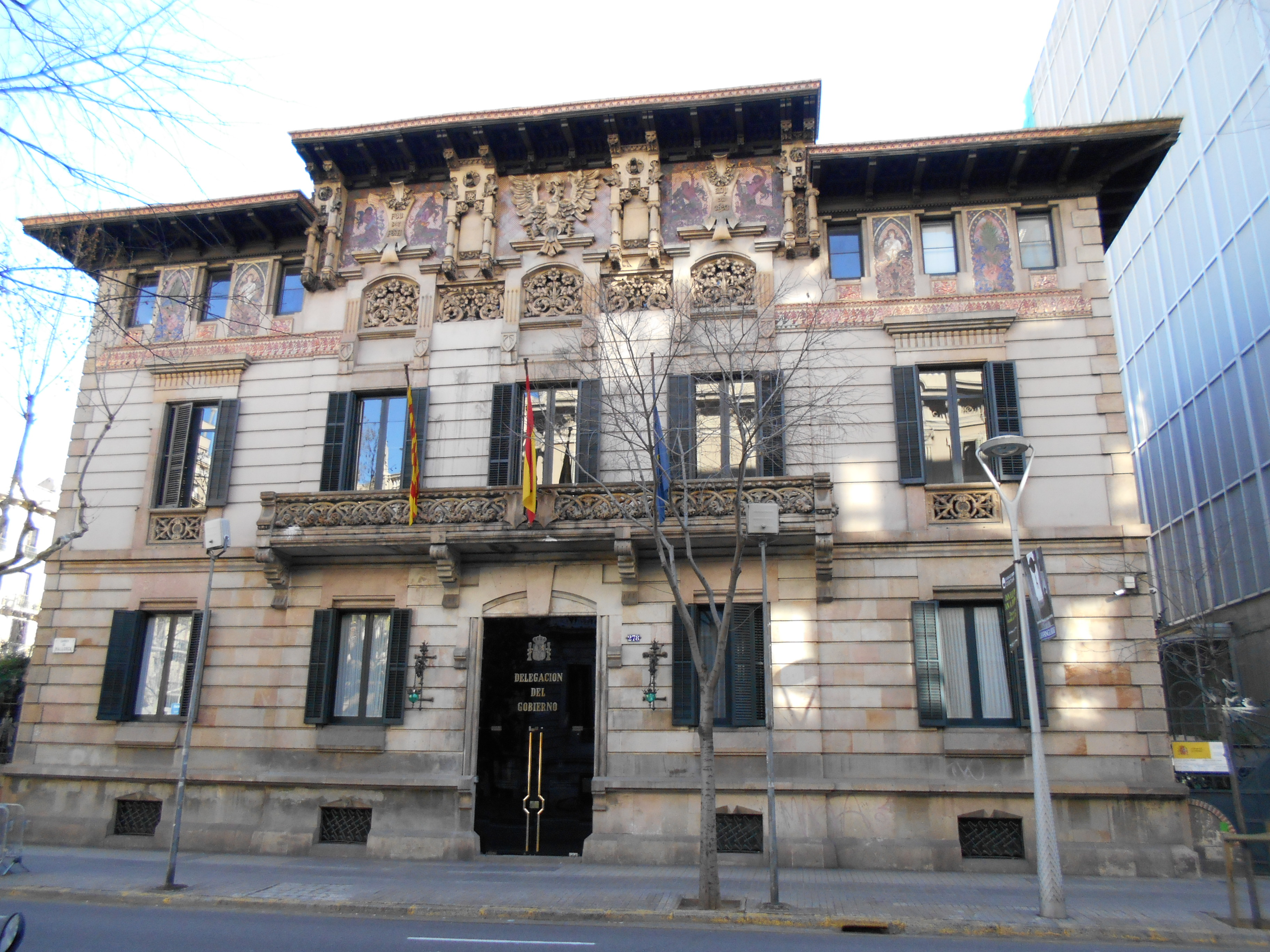
Palau Montaner (1889-1893), de Josep Domènech i Estapà.

Alguns arquitectes van evolucionar des de l'historicisme al modernisme, amb divers grau d'assimilació del nou estil, si bé en línies generals en les seves obres es va continuar traslluint una certa continuïtat amb les formes anteriors. Alguns dels més destacats van ser: August Font i Carreras, Josep Vilaseca, Pere Falqués i Josep Domènech i Estapà. El primer va ser deixeble d'Elies Rogent, i va desenvolupar un estil eclèctic inspirat en el neogòtic i el neoàrab; entre les seves obres destaquen: el Palau de les Heures (1894-1898), la seu de la Caixa d'Estalvis i Mont de Pietat de Barcelona (1902) i l'església de la Casa de la Caritat (1912).
Josep Vilaseca va practicar un premodernisme d'aire classicista, com es denota a la Casa Pia Batlló (1891-1896), la casa Enric Batlló (1892-1896), la casa Àngel Batlló (1893-1896), les cases Cabot (1901-1905), la casa Dolors Calm (1903) i la Casa Comas d'Argemir (1903-1904).
Pere Falqués va ser arquitecte municipal de Barcelona, de manera que va intervenir en nombroses millores urbanístiques de la ciutat; va ser autor del mercat del Clot (1889), la font de Canaletes (1892), la seu del Districte de l'Eixample (1893), la Central Vilanova (1896-1897), els fanals del passeig de Gràcia (1900), la casa Laribal (1902), la casa Bonaventura Ferrer (1905-1906) i el mercat de Sants (1913).
Josep Domènech i Estapà va plasmar en les seves obres un modernisme de tall personal, eclèctic, funcional i grandiloqüent. Va ser autor de la Presó Model (amb Salvador Viñals, 1887-1904), el Palau Montaner —actual Delegació del Govern d'Espanya a Catalunya— (1889 -1893, acabat per Antoni Maria Gallissà i Lluís Domènech i Montaner), l'edifici Catalana de Gas i Electricitat (1895-1896), l'Asil de Santa Llúcia —posterior Museu de la Ciència— (1904-1909), l'Observatori Fabra (1904 -1906), l'Hospital Clínic (1904), la casa Costa (1904), l'església-convent de la Mare de Déu del Carme (1909-1921) i l'estació de la Magòria (1912).

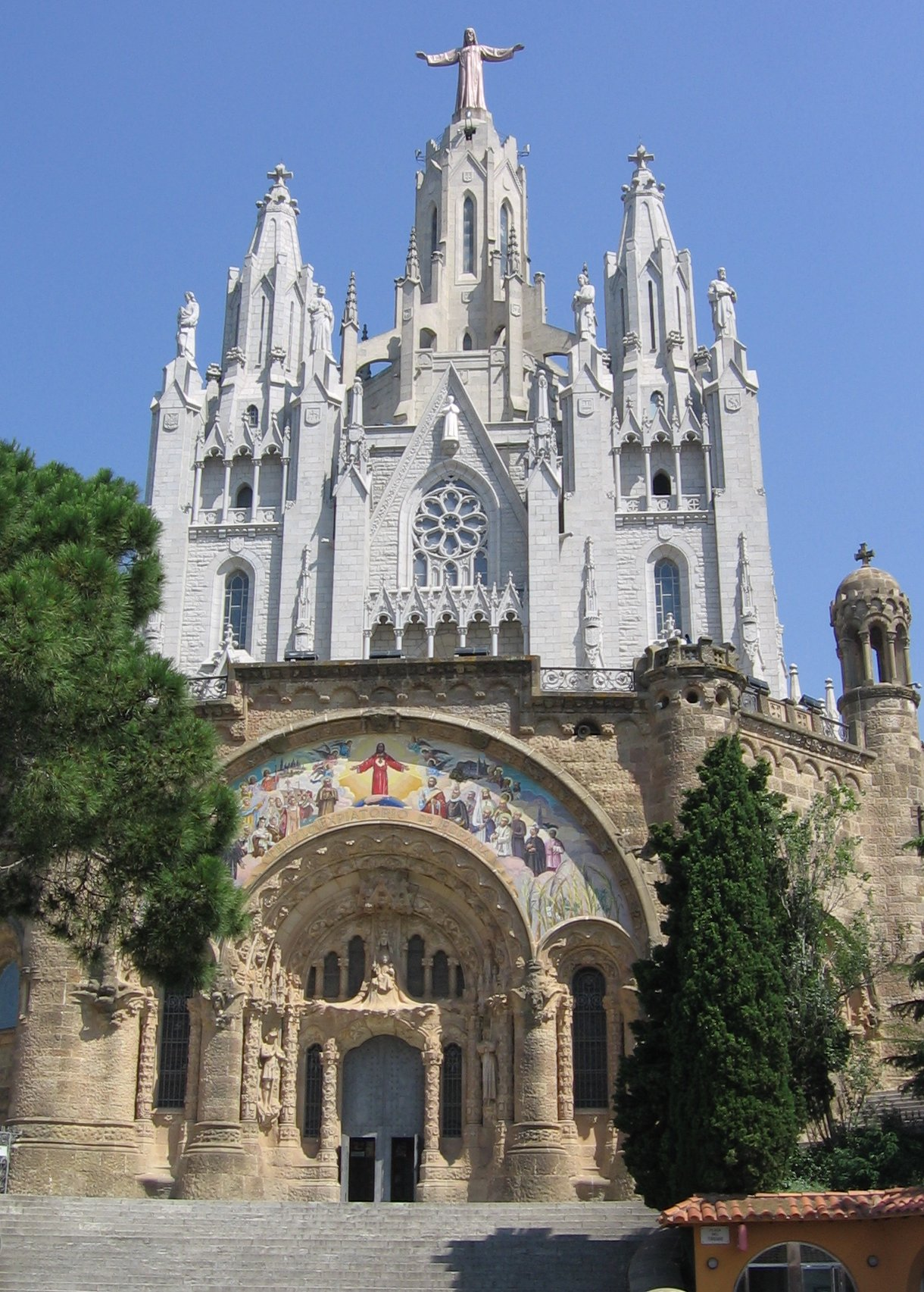
Temple Expiatori del Sagrat Cor (1902-1961), d'Enric Sagnier.

Un altre arquitecte d'estil eclèctic va ser Enric Sagnier, el qual va seguir un estil personal de línia classicista amb molt èxit entre la classe burgesa catalana. Autor prolífic, va ser possiblement l'arquitecte amb major nombre de construccions a la ciutat comtal, amb prop de 300 edificis documentats. Es poden distingir en la seva trajectòria tres etapes: abans de 1900 va treballar amb un estil eclèctic, monumental i grandiloqüent; de 1900 a 1910 es va acostar més al modernisme, el que es percep en un major sentit decoratiu de la seva obra en aquestes dates, amb especial influència de l'art rococó; i des de 1910 va romandre en un estil classicista d'influència francesa, allunyat de les modes del moment. Entre les seves obres destaquen: el Palau de Justícia de Barcelona (1887-1908, amb Josep Domènech i Estapà), la casa Pascual i Pons (1890 -1891), el col·legi de Jesús-Maria (1892-1897), la Duana del Port de Barcelona (1896-1902, amb Pere Garcia Fària), la Casa Manuel Arnús o «La Pineda» (1902-1904), el Temple Expiatori del Sagrat Cor (1902-1961), la casa Fargas (1904), l'església de la Mare de Déu de Pompeia (1907-1910), la Casa Mulleras (1910-1911), la casa Doctor Genové (1911) i la nova església de Sant Joan d'Horta (1911-1917).

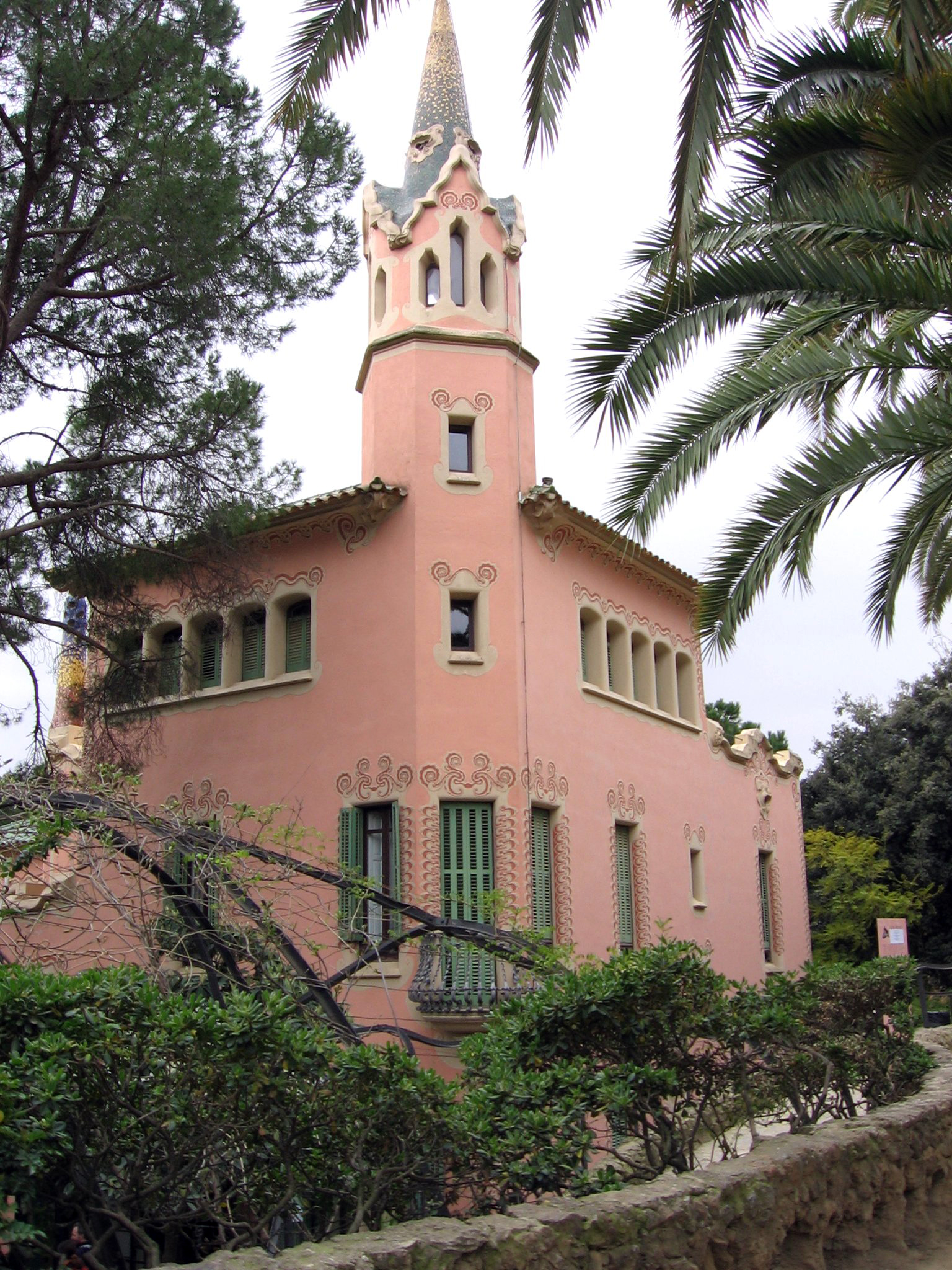
Casa Museu Gaudí (1905), de Francesc Berenguer.

Entre els arquitectes plenament modernistes convé esmentar, en primer lloc, a diversos deixebles de Gaudí, com Francesc Berenguer, Joan Rubió i Josep Maria Jujol. El primer era un mestre d'obres que no va obtenir el títol d'arquitecte, fet pel qual els seus projectes estan signats per altres artífexs. Va ser autor del mercat de la Llibertat (1888-1893), el santuari de Sant Josep de la Muntanya (1895-1902), la Casa Burés (1900-1905), el Centre Moral de Gràcia (1904), l'Ajuntament de Gràcia (1905), la Casa Museu Gaudí del parc Güell (1905), la casa Cama (1905) i la casa Rubinat (1909).
Joan Rubió va practicar un eclecticisme goticista, amb ús intensiu de l'aparell de maó i minuciositat en el disseny; en ser nomenat arquitecte de la Diputació va passar a un classicisme barroquitzant, encara que sempre amb pervivència gaudiniana. Entre les seves obres destaquen: la Casa Golferichs (1900-1901), la casa Alemany (1900-1901), la Casa Roviralta o «Frare Blanc» (1903-1913), la casa Fornells (1903), la casa Pomar (1904-1906), la casa Casacoberta (1907), la casa Manuel Dolcet (1907), la casa Rialp (1908), la casa Roig (1915-1918) i el pont d'estil gòtic flamíger del carrer del Bisbe (1928).
Josep Maria Jujol va treballar amb Gaudí entre 1907 i 1914, època en la qual ja va mostrar una forta personalitat i geni creatiu. Va desenvolupar un estil heterodox, en què barrejava el misticisme catòlic amb un sentit de la decoració gairebé surrealista, amb gust per la cal·ligrafia, les imatges orgàniques —properes a l'obra de Joan Miró— i la mistificació de tècniques i materials, de vegades proper al collage. Molta de la seva producció la va realitzar al Baix Llobregat —especialment Sant Joan Despí— i Tarragona. De les seves obres a Barcelona destaca la Casa Planells (1923-1924), on mostra certa influència de l'expressionisme alemany i l'organicisme practicat en l'època per Frank Lloyd Wright. Altres obres seves són: la torre Sansalvador (1909-1910), la torre Queralt (1916-1917) i els tallers Manyach —actualment Escola Josep Maria Jujol— (1916-1922). En la postguerra va passar a un academicisme antivanguardista d'inspiració franciscana molt allunyat de les seves obres inicials.

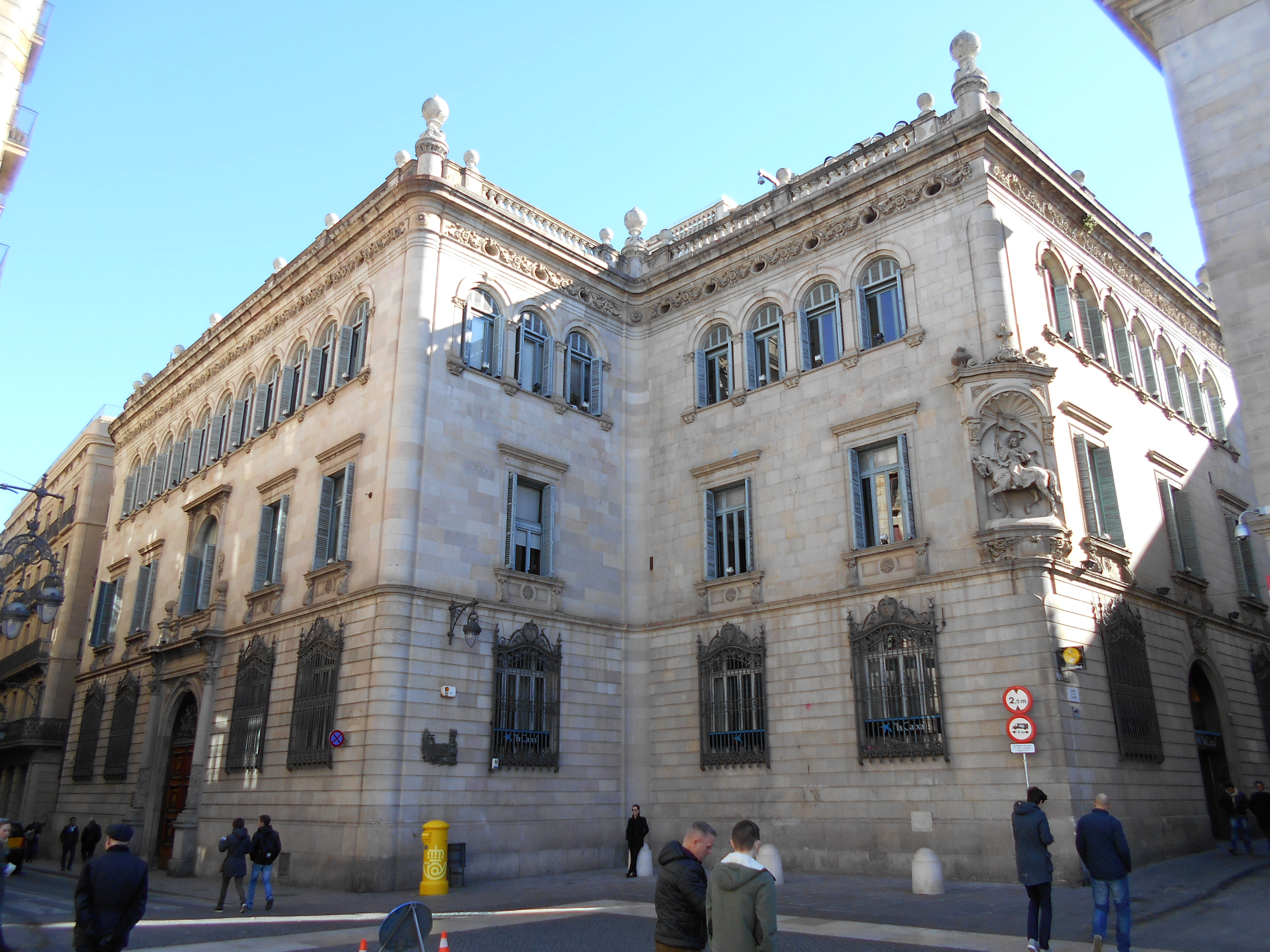
Seu de la Caixa d'Estalvis i Mont de Pietat de Barcelona (1902), d'August Font i Carreras.
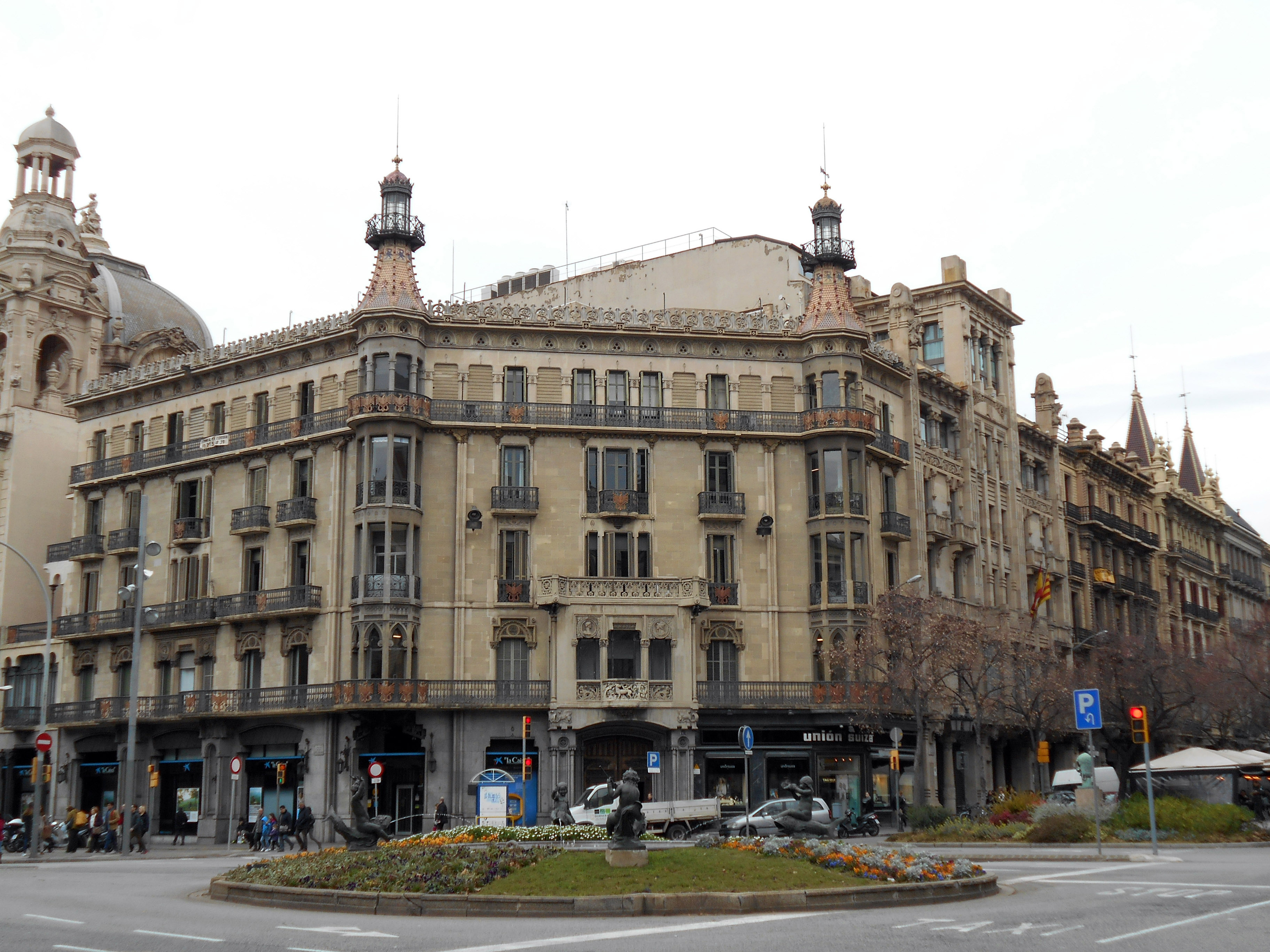
Casa Pia Batlló (1891-1896), de Josep Vilaseca.
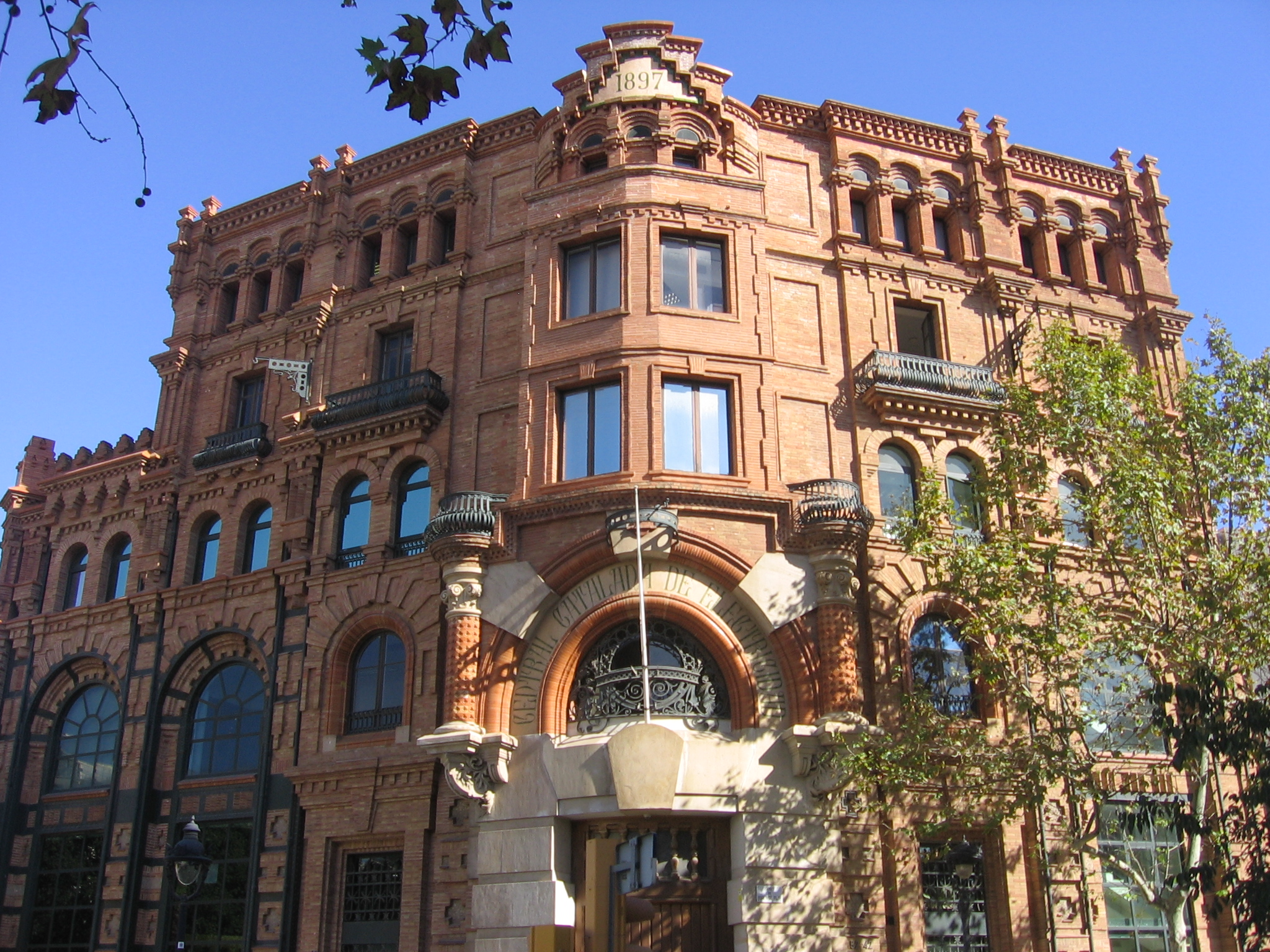
Central Vilanova (1896-1897), de Pere Falqués.
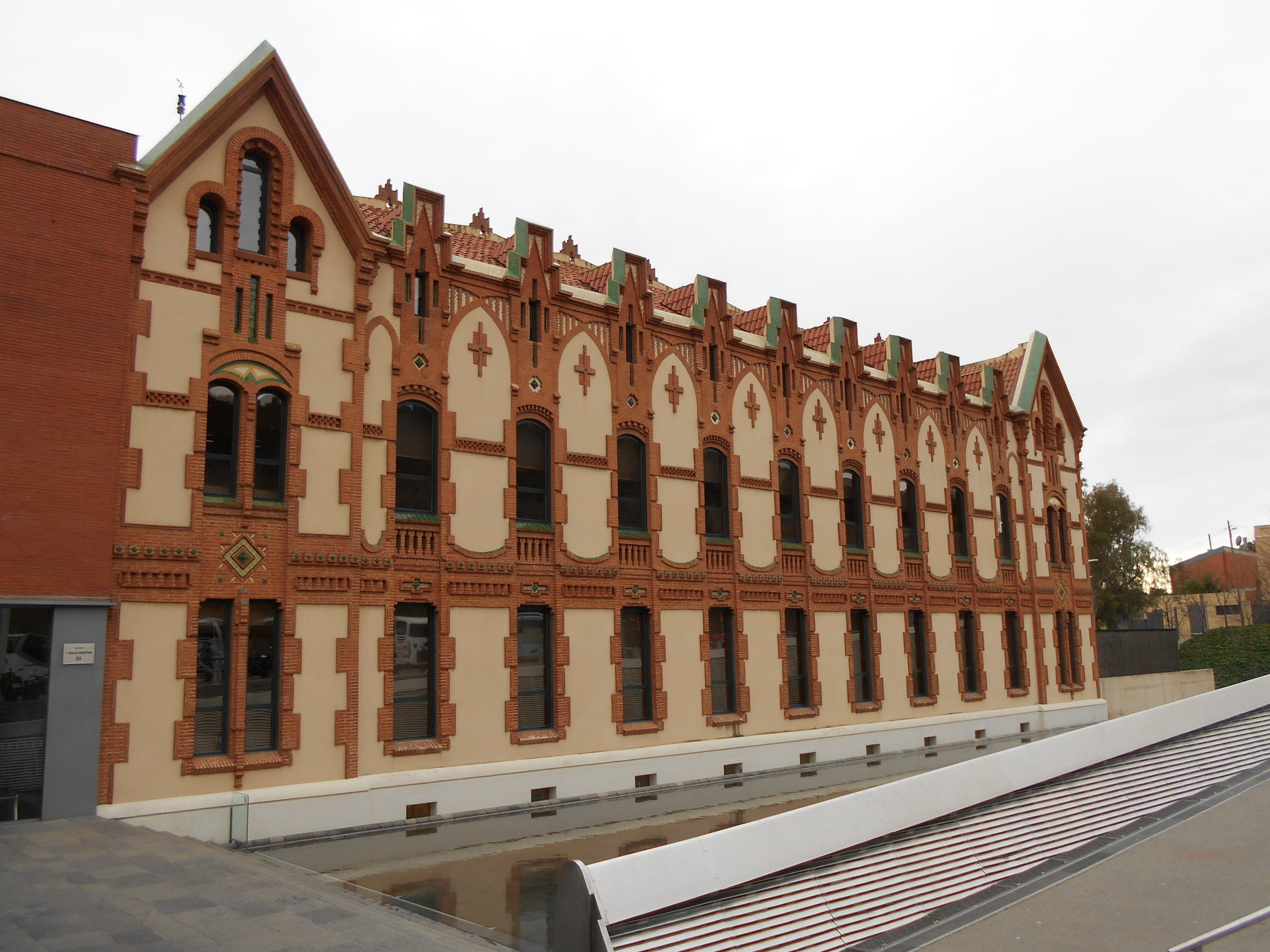
Asil de Santa Llúcia, posterior Museu de la Ciència (1904-1909), de Josep Domènech i Estapà.
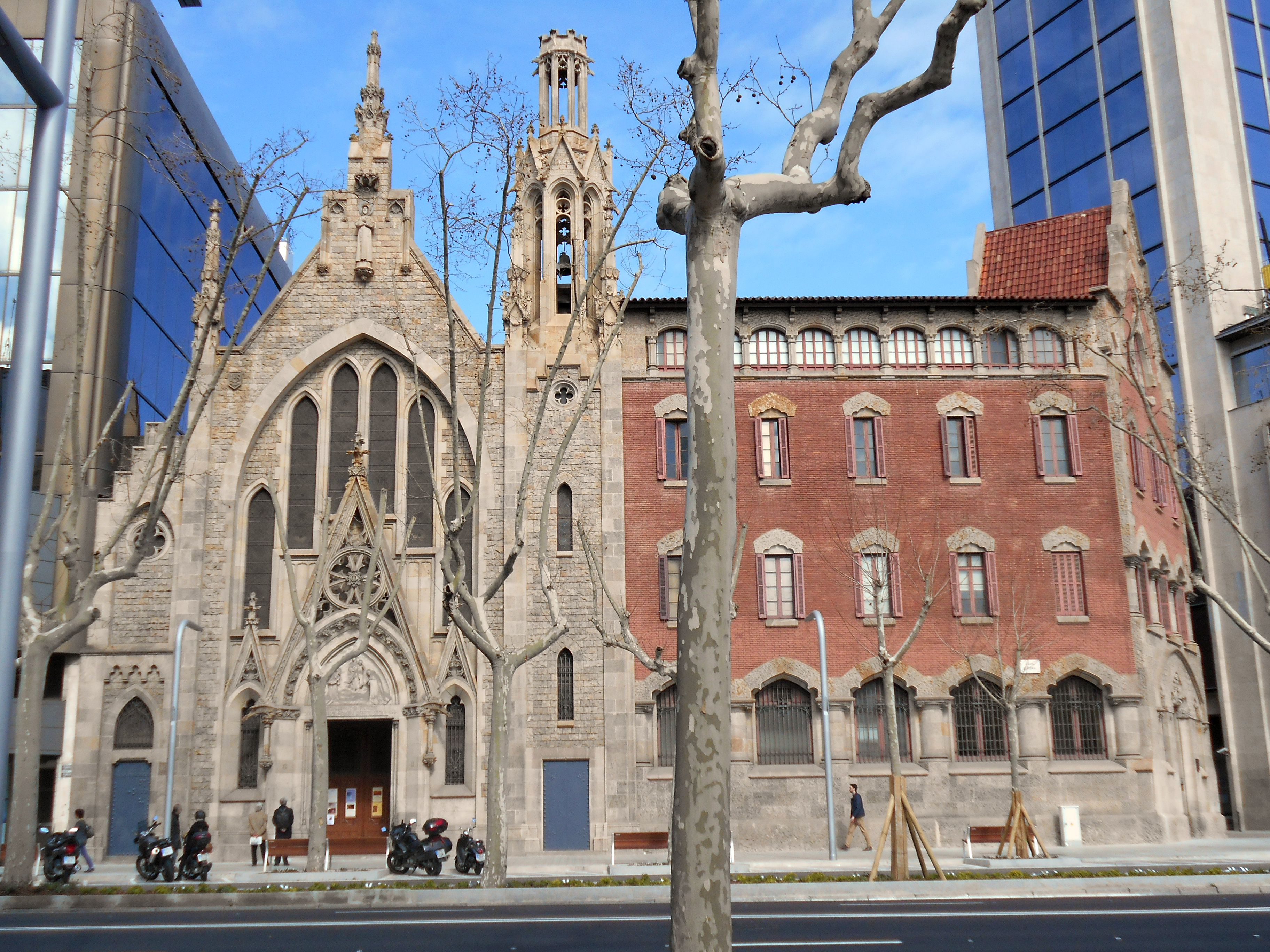
Església de la Mare de Déu de Pompeia (1907-1910), d'Enric Sagnier.
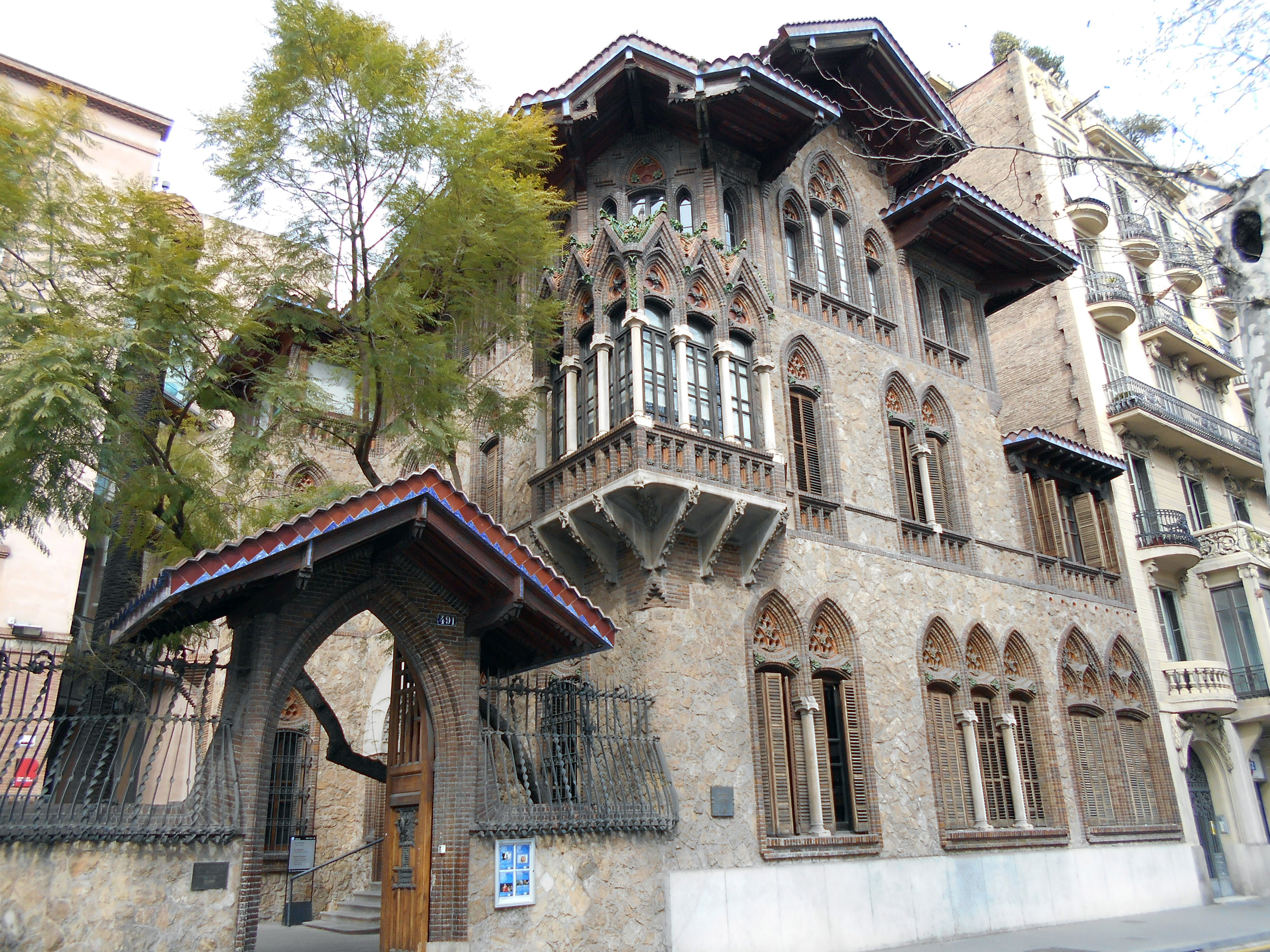
Casa Golferichs (1900-1901), de Joan Rubió.
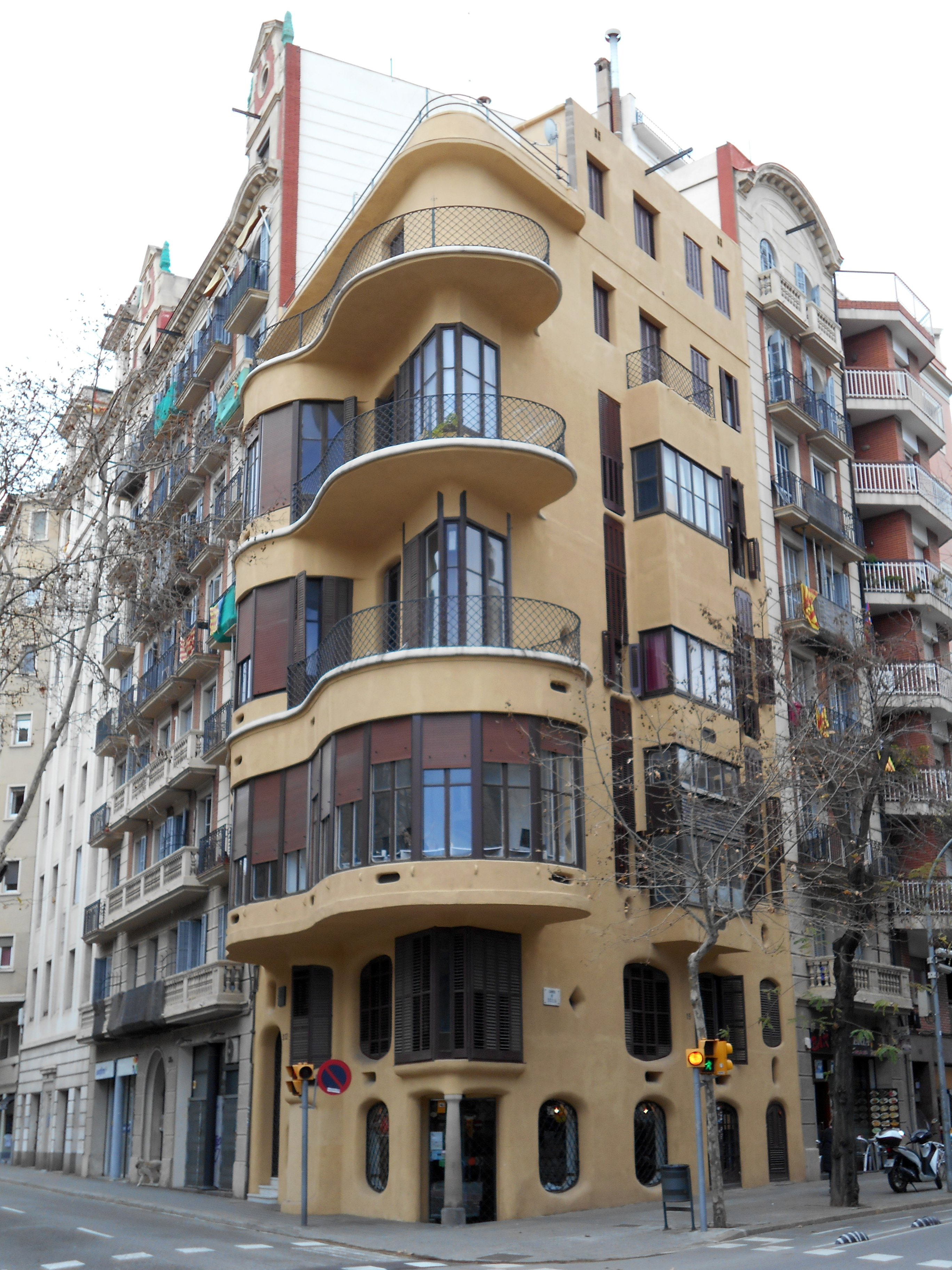
Casa Planells (1923-1924), de Josep Maria Jujol.

Altres arquitectes modernistes d'interès són: Camil Oliveras, un dels pioners del modernisme, especialment per l'ús de maó d'obra vista i la ceràmica policromada, tècnica que va desenvolupar a la Casa Provincial de Maternitat i Expòsits de Barcelona (1883-1924, amb General Guitart); Antoni Maria Gallissà, un arquitecte molt vinculat a les arts decoratives, com es denota a la Casa Llopis Bofill (1902), amb una façana amb esgrafiats de motius islàmics i balcons en forma de tribunes de ferro i vidre; Salvador Valeri, el qual va rebre la influència gaudiniana, especialment en l'ús de la volta catalana i l'arc parabòlic, com es percep en la torre Sant Jordi (1908) i la Casa Comalat (1909-1911); Antoni de Falguera va ser deixeble de Puig i Cadafalch, i va evolucionar des d'un cert neoromànic cap a un estil més sobri en ser nomenat arquitecte municipal (mercat del Ninot, 1892-1894; Casa de Lactància, 1906-1913; Conservatori Municipal de Música de Barcelona, 1916-1928); Jaume Gustà va passar de l'austeritat inicial a un decorativisme de tipus floral, com es veu en la tinència d'alcaldia d'Hostafrancs, actual seu del Districte de Sants-Montjuïc (1908-1915, amb Ubald Iranzo); Joan Josep Hervàs es va moure en una línia més classicista, com queda palès en la seva obra més rellevant, la Casa Pérez Samanillo, actual seu del Círculo Ecuestre (1910-1911); Salvador Viñals va practicar una arquitectura classicista d'ornamentació modernista, com va evidenciar a la Casa Juncosa (1907-1909); Eduard Maria Balcells va atorgar especial rellevància a la vidrieria, ofici del qual tenia un taller, i que va posar en pràctica a la Casa Tosquella (1906); Manuel Joaquim Raspall va posar especial èmfasi en la construcció amb maó, ferro i mosaic, i també va dissenyar vitralls (casa Barbey, 1900; Vil·la Hèlius, 1906-1909); Alexandre Soler i March va ser deixeble de Domènech i Montaner, alhora que va rebre certa influència de l'arquitectura vienesa, especialment Otto Wagner (casa Heribert Pons, 1907-1909); Jeroni Ferran Granell i Manresa va desenvolupar una personalitat pròpia, amb depuració decorativa i un tractament pla de les façanes (casa Granell, 1902-1904; edificis dels carrers Mallorca 219, Roger de Llúria 84, Pàdua 75 i Girona 122, tots entre 1900 i 1903); Arnau Calvet va rebre la influència secessionista, evolucionant posteriorment al noucentisme (Antiga Hidroelèctrica de Catalunya, 1905; estació del Funicular de Vallvidrera, 1905-1906, amb Bonaventura Conill; mercat de Sarrià, 1911-1913, amb Marcel·lià Coquillat i Llofriu); similar evolució a la de Calvet va tenir Josep Maria Pericas, autor de l'església del Carme (1910-1930), que uneix la influència gaudiniana i secessionista, així com de l'expressionisme alemany i l'escola d'Amsterdam.

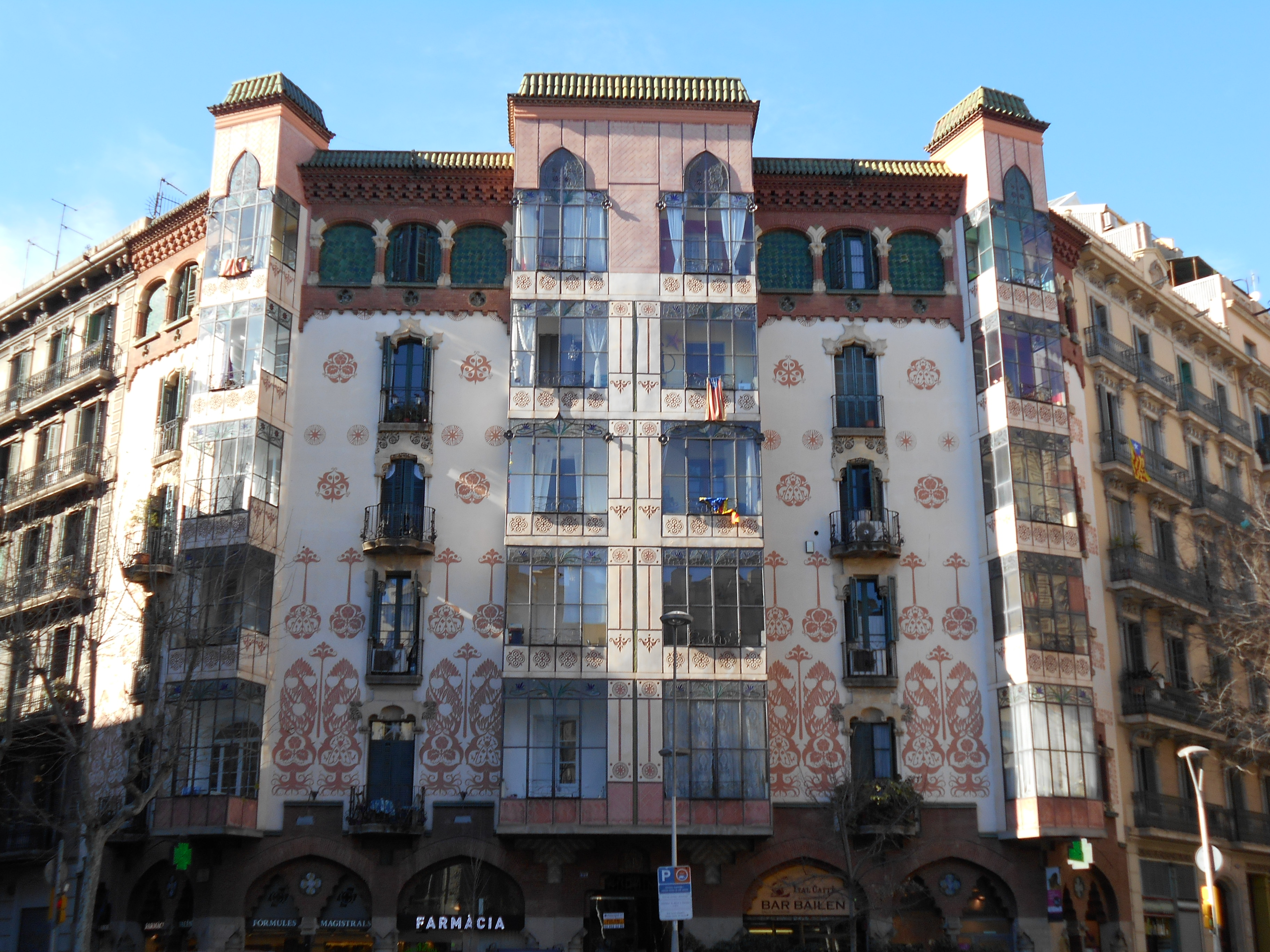
Casa Llopis Bofill (1902), d'Antoni Maria Gallissà.
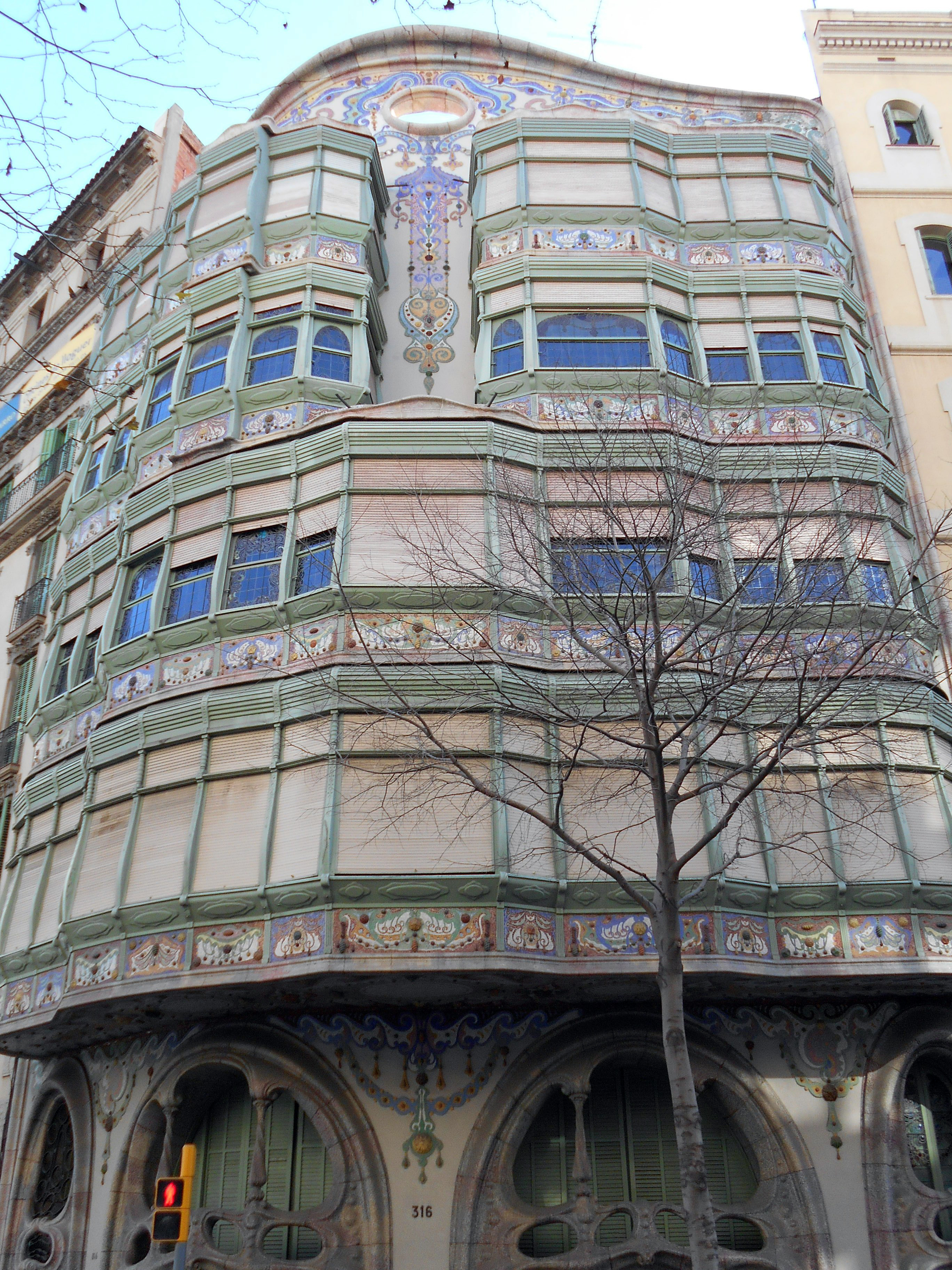
Casa Comalat (1909-1911), de Salvador Valeri.
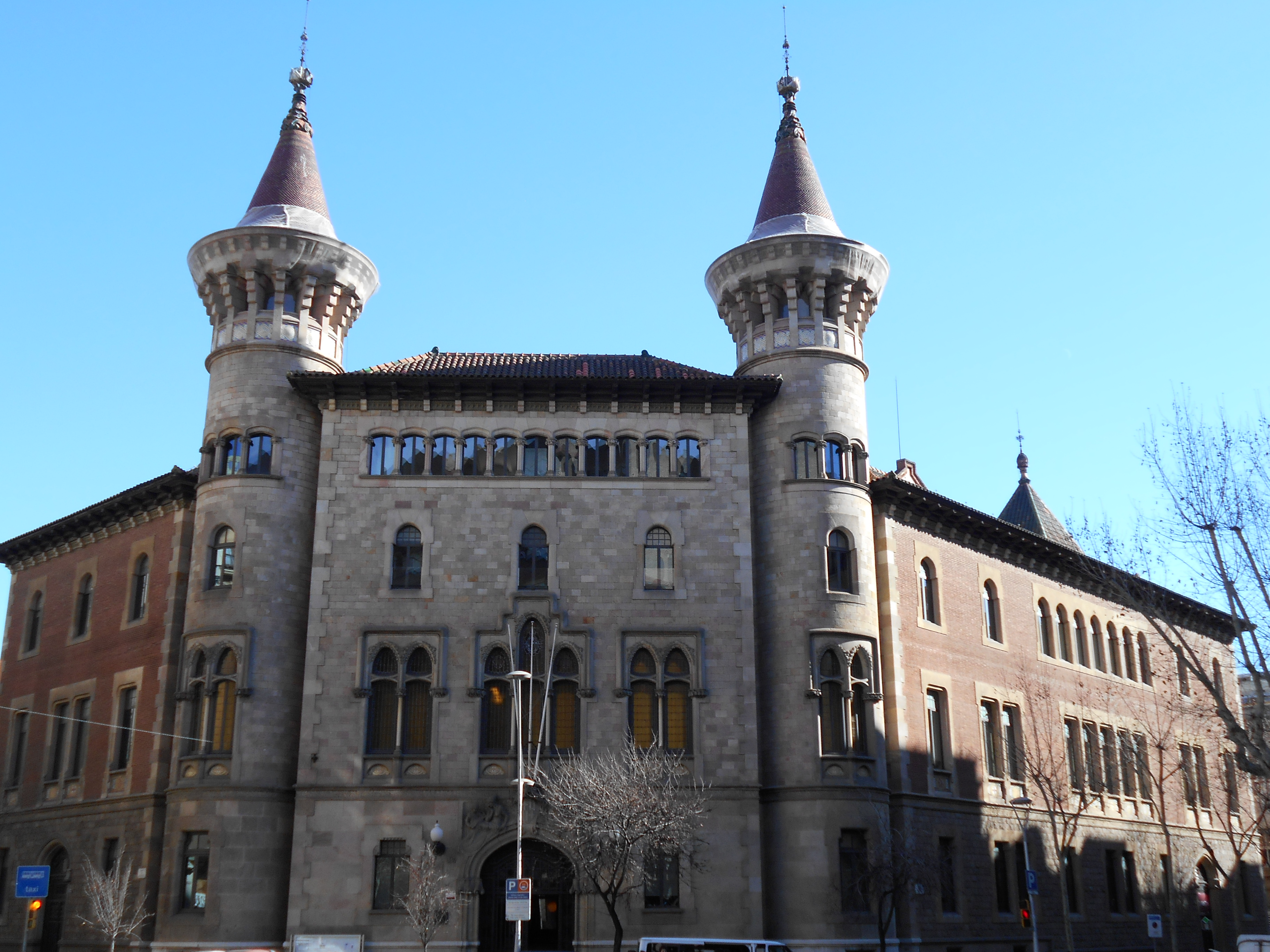
Conservatori Municipal de Música de Barcelona (1916-1928), d'Antoni de Falguera.
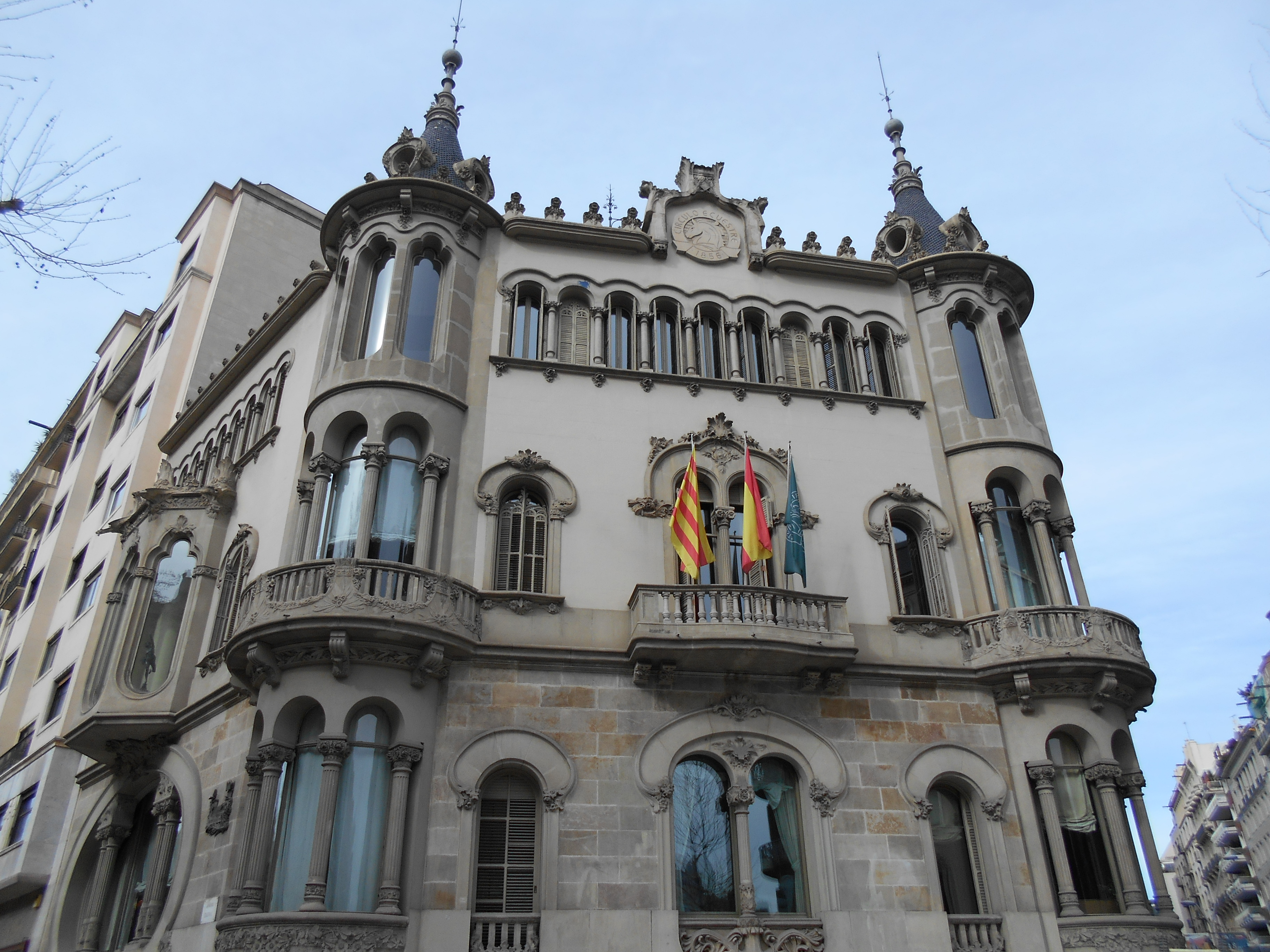
Casa Pérez Samanillo, actual Círculo Ecuestre (1910-1911), de Joan Josep Hervàs.
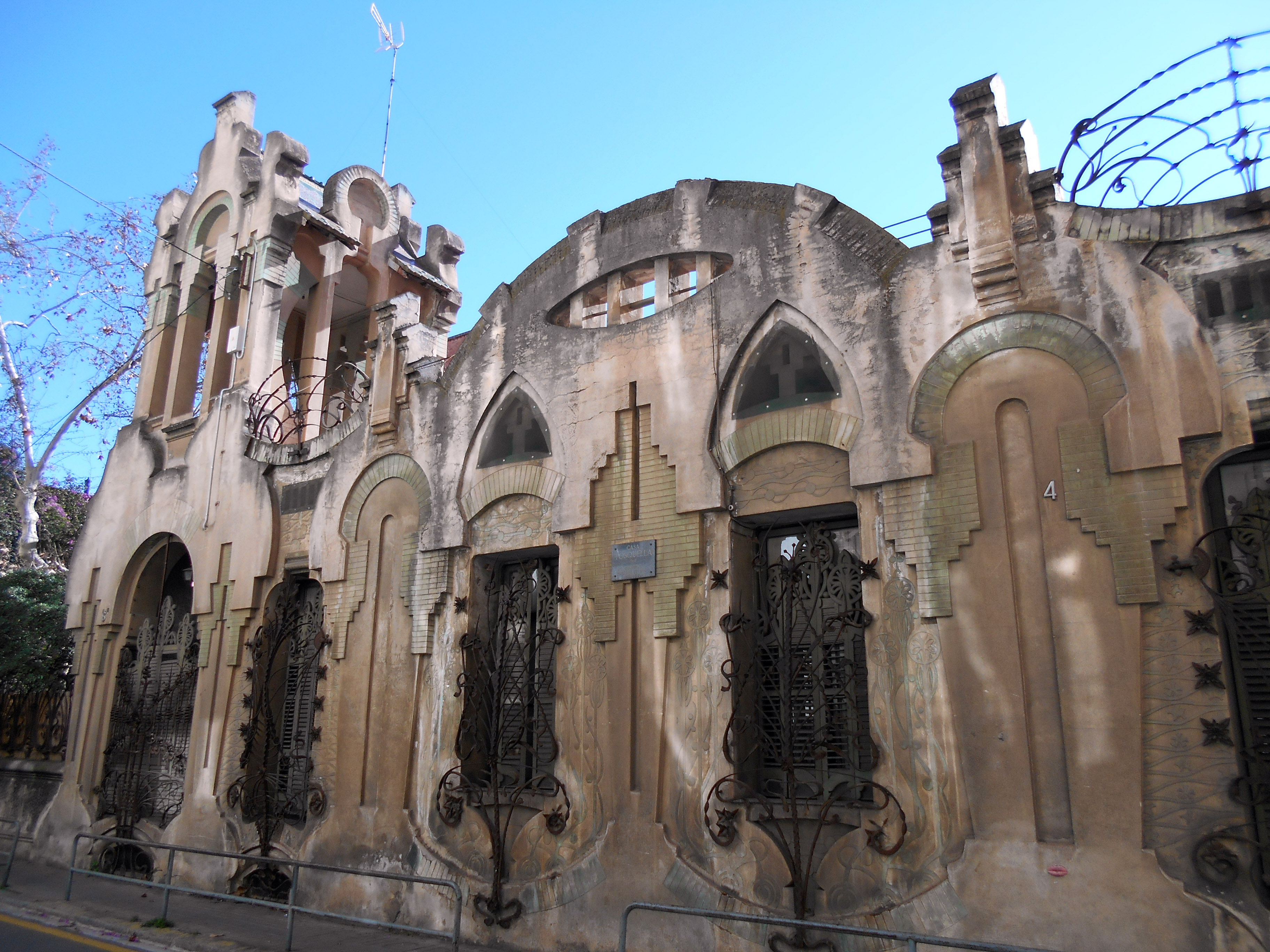
Casa Tosquella (1906), d'Eduard Maria Balcells.
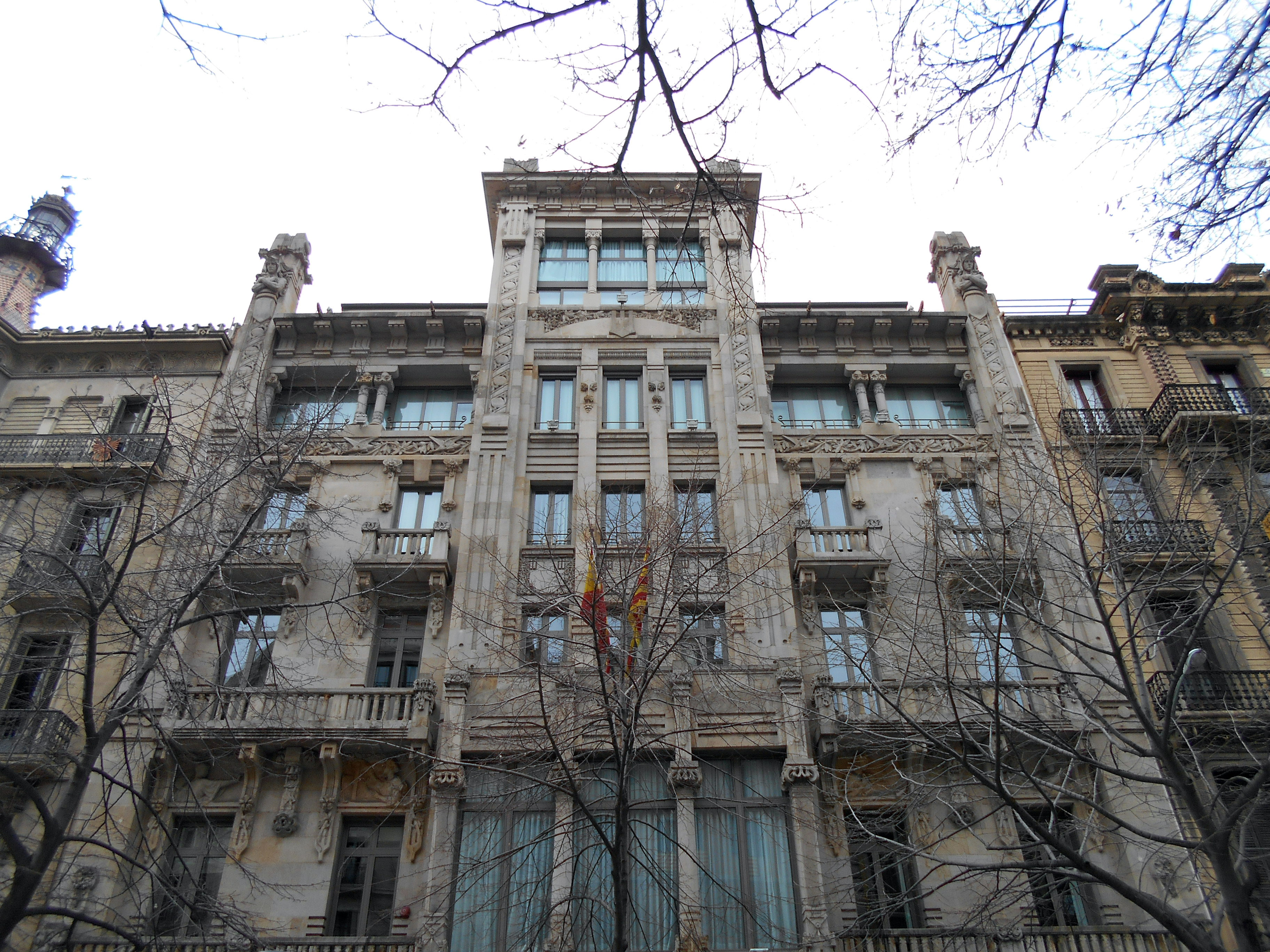
Casa Heribert Pons (1907-1909), d'Alexandre Soler i March.
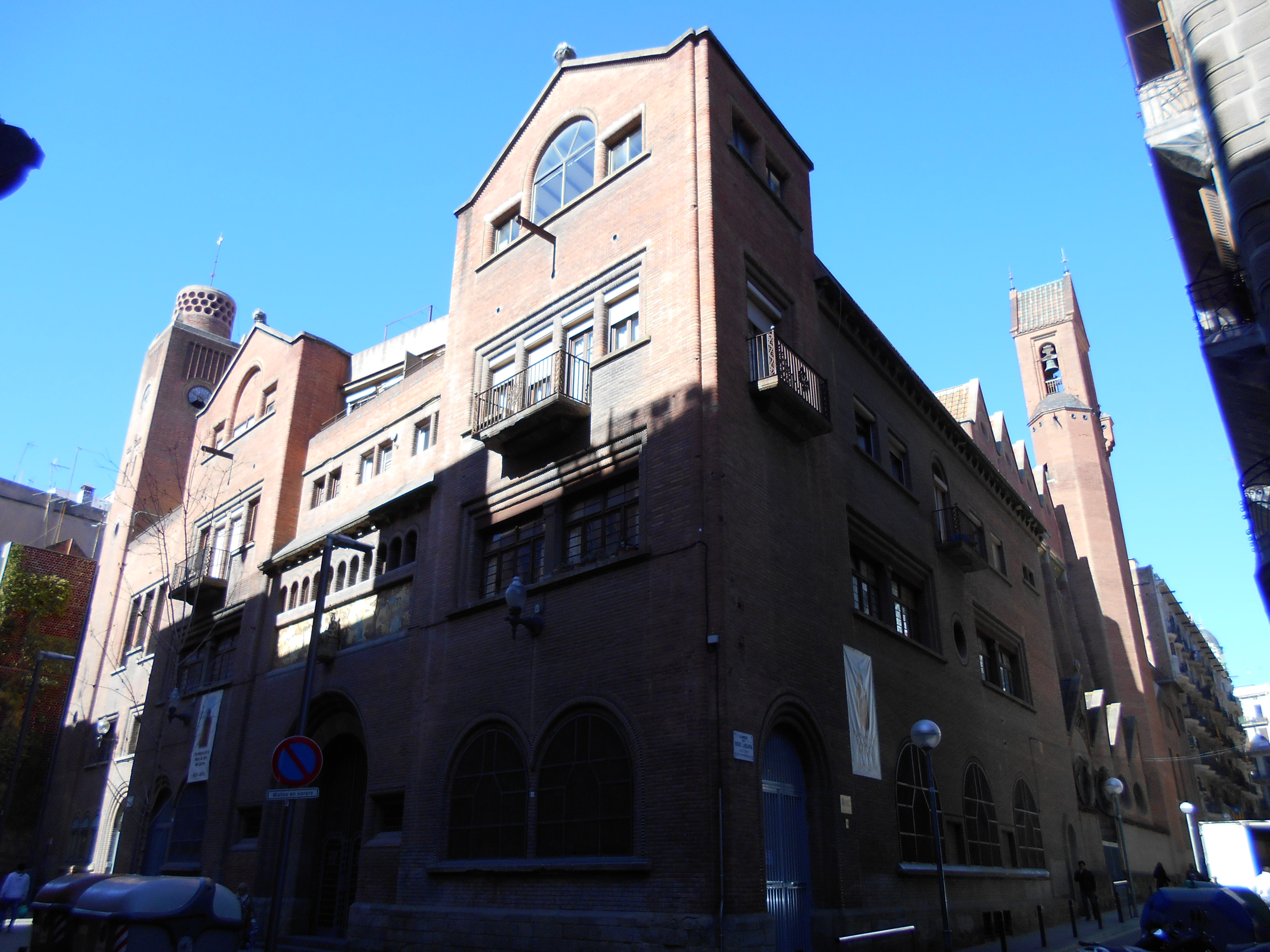
Església del Carme (1910-1930), de Josep Maria Pericas.

Convé també esmentar arquitectes com: Antoni Rovira i Rabassa (casa Codina, 1892; Casa Ramon Casas, 1898-1899); Manuel Comas i Thos (casa Jaume Moysi, 1893-1895; casa Vídua Marfà, 1901-1905); Josep Pérez Terraza (casa Francesc Farreras, 1899; torre Ignacio Portabella, 1905); Francesc de Paula del Villar i Carmona (casa Climent Arola, 1900-1902; església de Santa Madrona, 1916); Bernardí Martorell (monestir de Santa Maria de Valldonzella, 1900; casa Laplana, 1907; convent del Redemptor, 1926); Joan Alsina i Arús (casa Oller, 1901); Telm Fernández i Janot (cases Felip, 1901 i 1905-1913); Ferran Romeu i Ribot (casa Roure, 1901-1902); Salvador Soteras (casa Ibarz Bernat, 1901-1904); Adolf Ruiz i Casamitjana (casa Llorenç Camprubí, 1901; torre Andreu o «la Rotonda», 1906-1918); Andreu Audet (Hotel Colón, 1902); Miquel Madorell (Casa Santurce, 1902-1905); Josep Amargós (torre de les aigües de Dos Rius, 1902-1905); Juli Batllevell (casa Trias, 1903-1906; casa Antònia Burés, 1903-1906; torre Bulart-Rialp, 1906-1907); Bonaventura Conill (casa Matas i Ramis, 1903); Roc Cot i Cot (casa Antònia Puget, 1904-1906); Juli Maria Fossas (cases Josefa Villanueva, 1904-1909; casa Marià Pau, 1907); Miquel Pascual i Tintorer (casa Josep Barnolas, 1905); Jaume Torres i Grau (cases Torres, 1905-1907; cases Ramos, 1906-1908); Joaquim Codina i Matalí (casa Malagrida, 1905-1908); Juli Marial i Tey (casa Josepa Marsans, actual alberg de la Mare de Déu de Montserrat, 1906); els germans Bonaventura i Joaquim Bassegoda (Casa Berenguer, 1907; cases Rocamora, 1914-1918); Jaume Bayó i Font (casa Baurier, 1910); Josep Graner (Casa Fajol o de la Papallona, 1912); Antoni Millàs (casa Maldonado, 1913-1914; casa Millàs, 1915); Marcel·lià Coquillat i Llofriu (casa Josefina Bonet, 1915); i Manuel Sayrach (Casa Sayrach, 1915-1918).
En darrer lloc cal assenyalar d'aquest període l'interès atorgat als establiments comercials, on al costat de l'estructura arquitectònica cobren un paper essencial les arts aplicades, l'interiorisme i la decoració. Són bona mostra d'això: Queviures Múrria (1898); el Bar Torino, decorat per Antoni Gaudí el 1902; la fàbrica de pastes alimentàries Antiga Casa Figueras, decorada el 1902 pel pintor i escenògraf Antoni Ros i Güell; la farmàcia Bolós, decorada el 1902 per Antoni de Falguera; el restaurant Grill Room, del decorador Ricard de Campmany (1902); el forn Sarret (1906); la botiga de belles arts Casa Teixidor, de Manuel Joaquim Raspall (1909); la confiteria Reñé, decorada per Enric Llardent el 1910; la farmàcia Puigoriol, de Marià Pau (1913-1914); i la llenceria El Indio, dels decoradors Vilaró i Valls (1922).

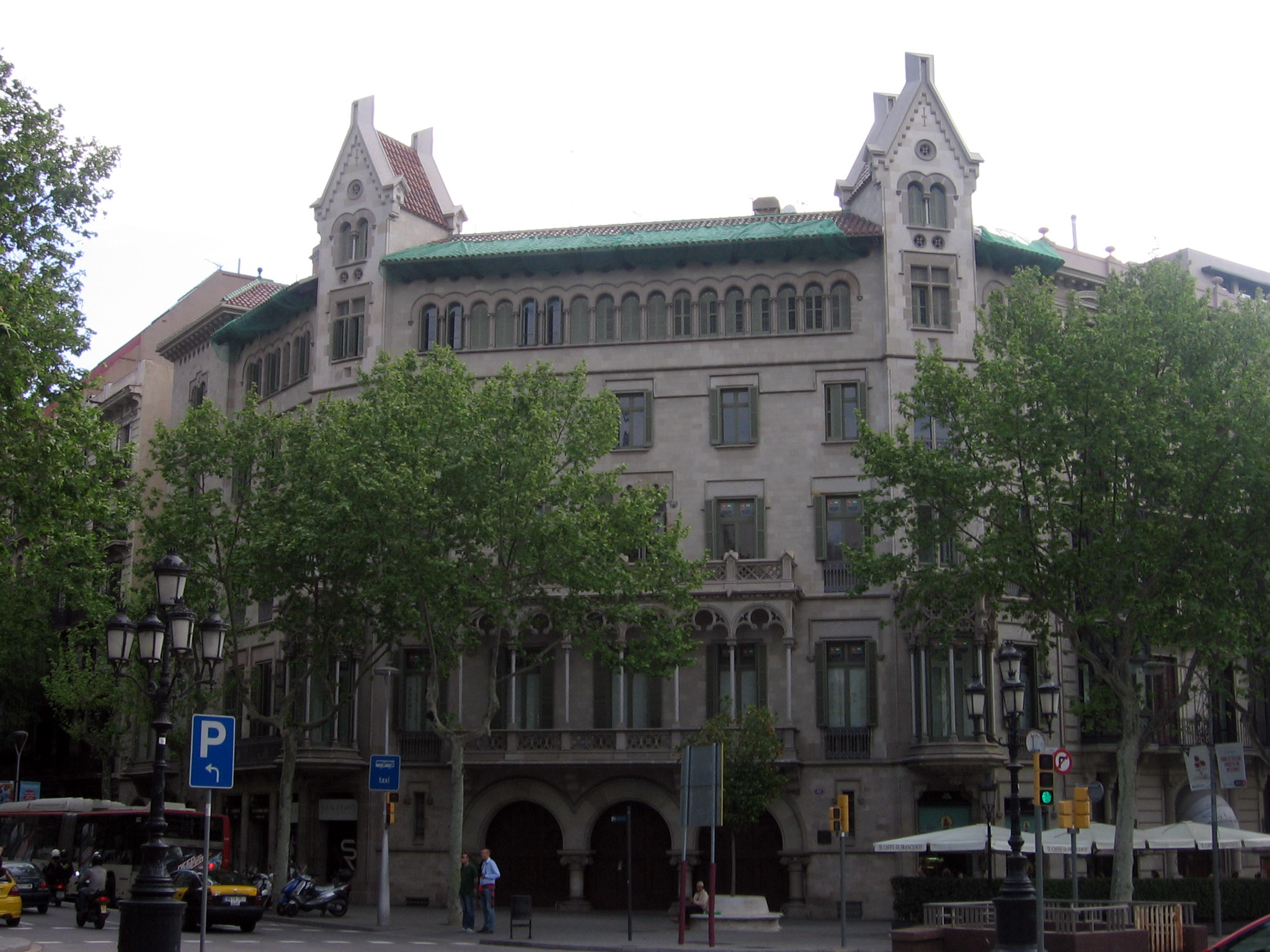
Casa Vídua Marfà (1901-1905), de Manuel Comas i Thos.
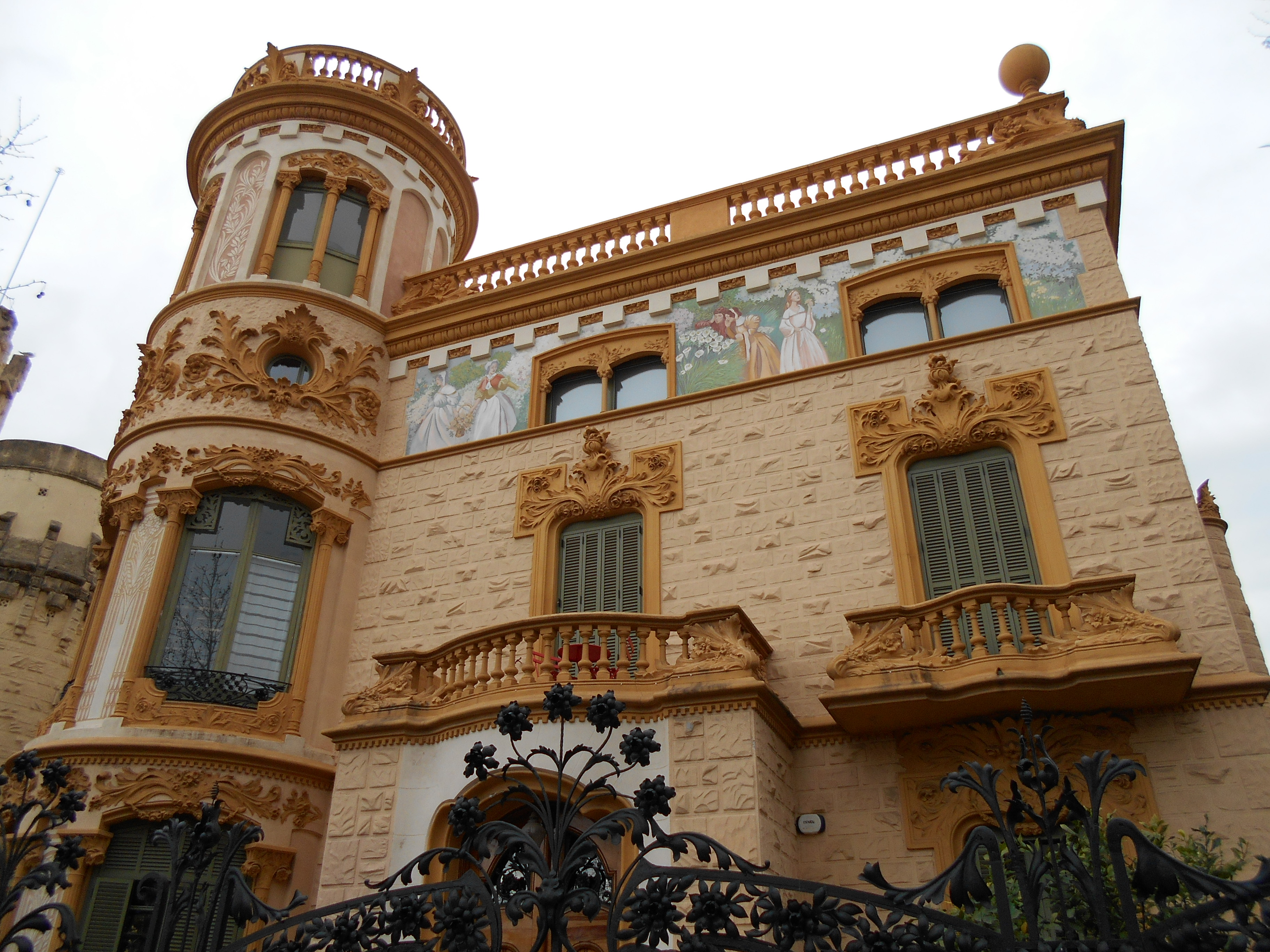
Torre Ignacio Portabella (1905), de Josep Pérez Terraza.
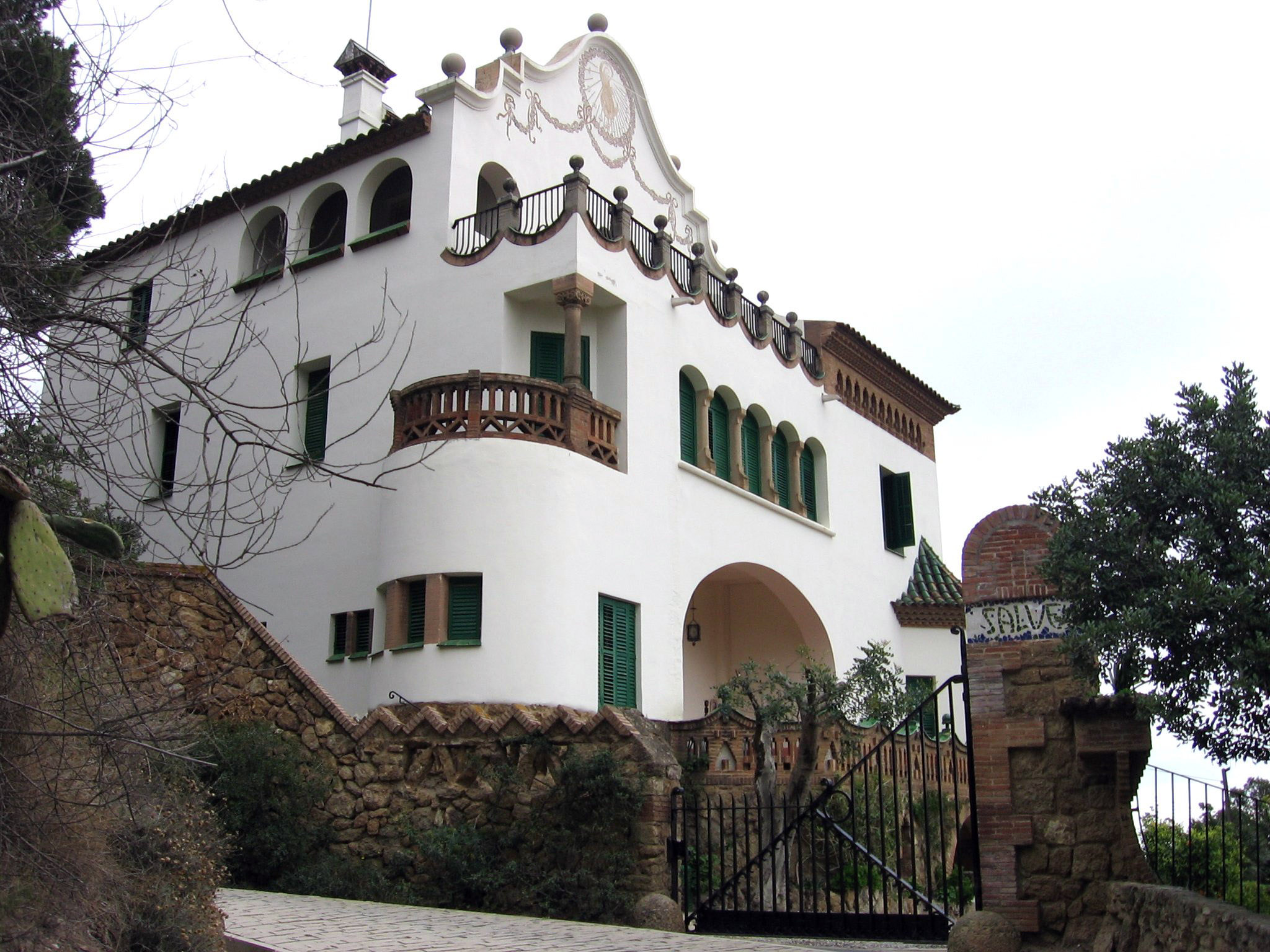
Casa Trias (1903-1906), de Juli Batllevell.
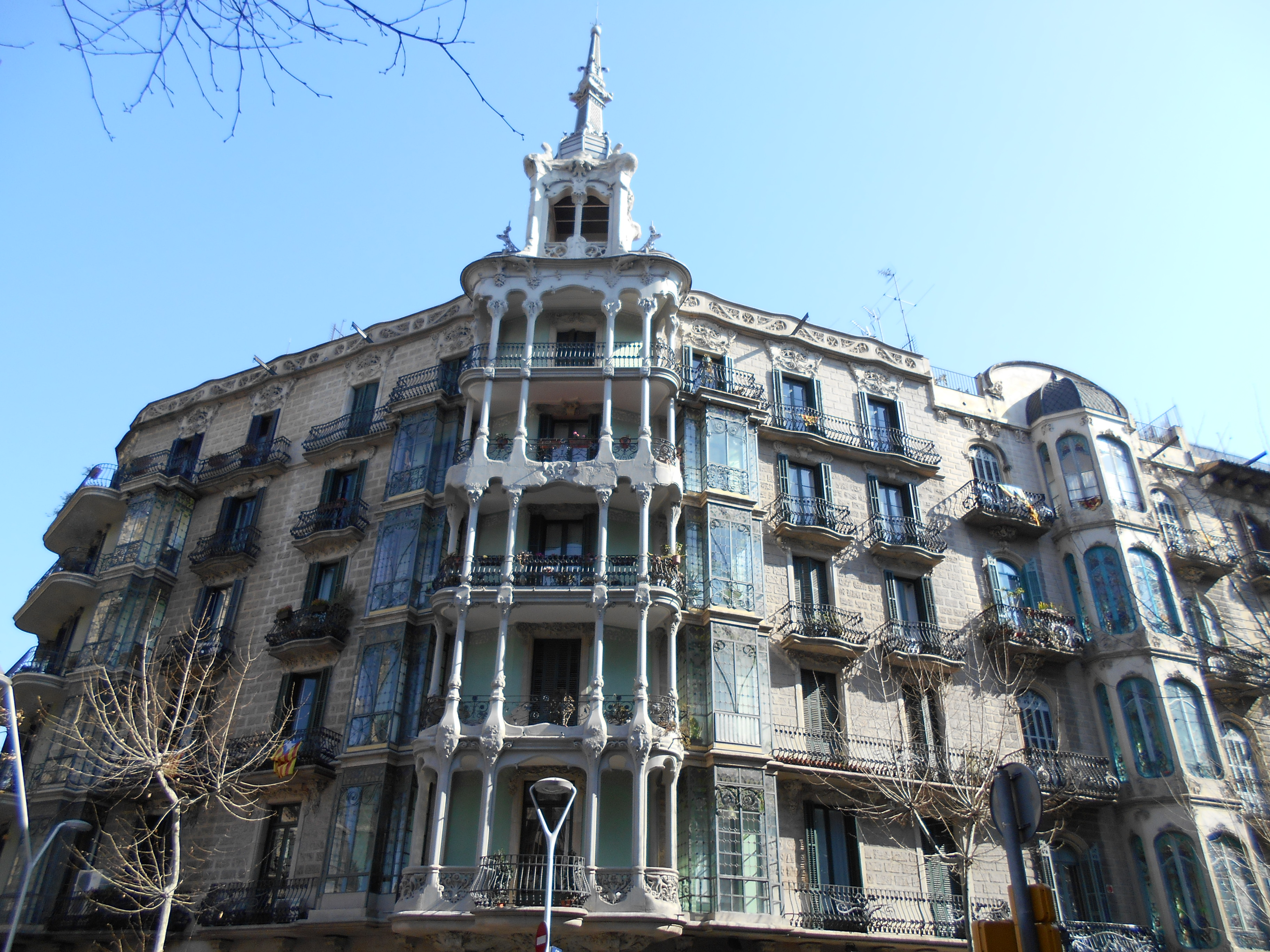
Cases Josefa Villanueva (1904-1909), de Juli Maria Fossas.
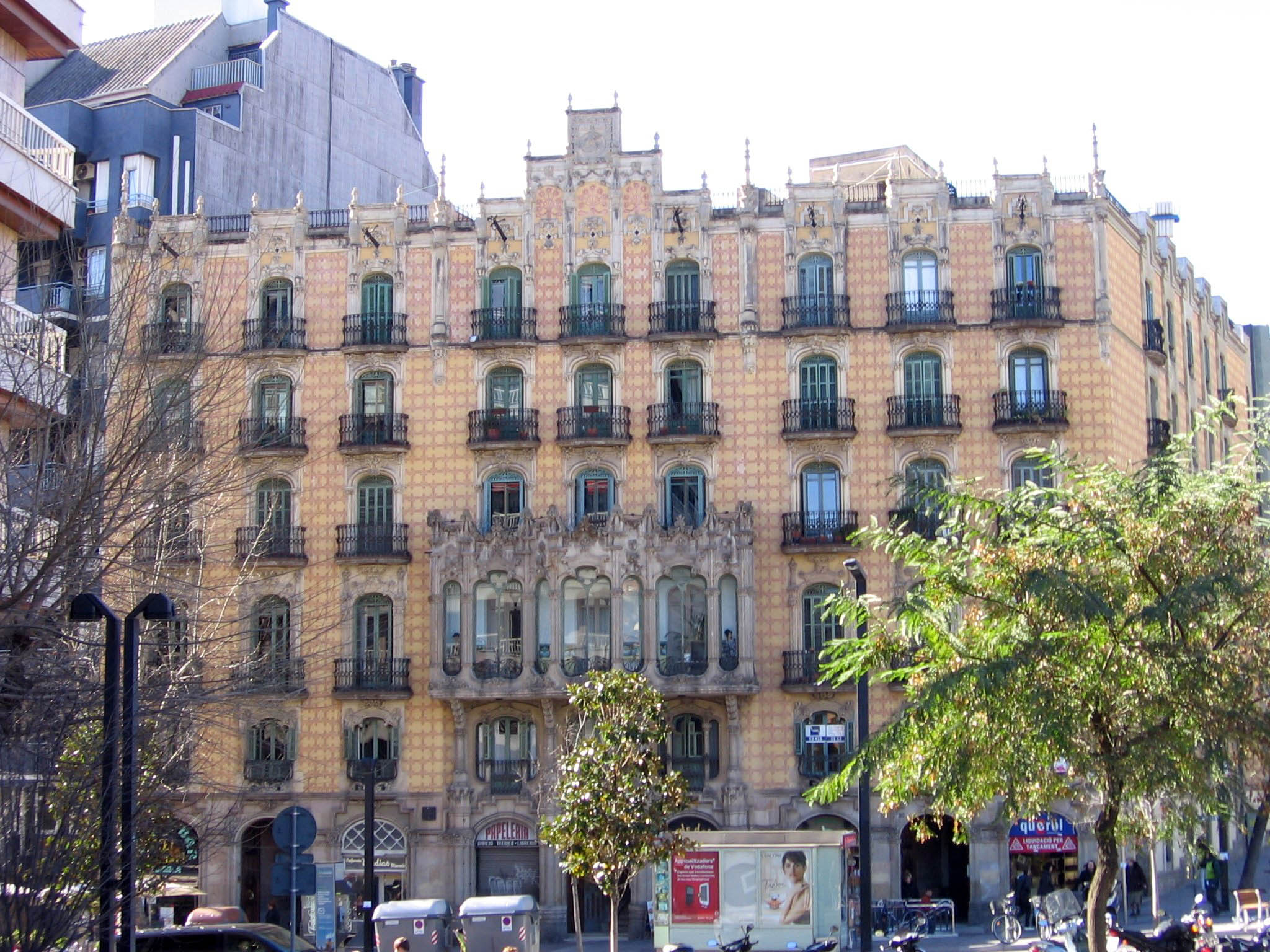
Cases Ramos (1906-1908), de Jaume Torres i Grau.
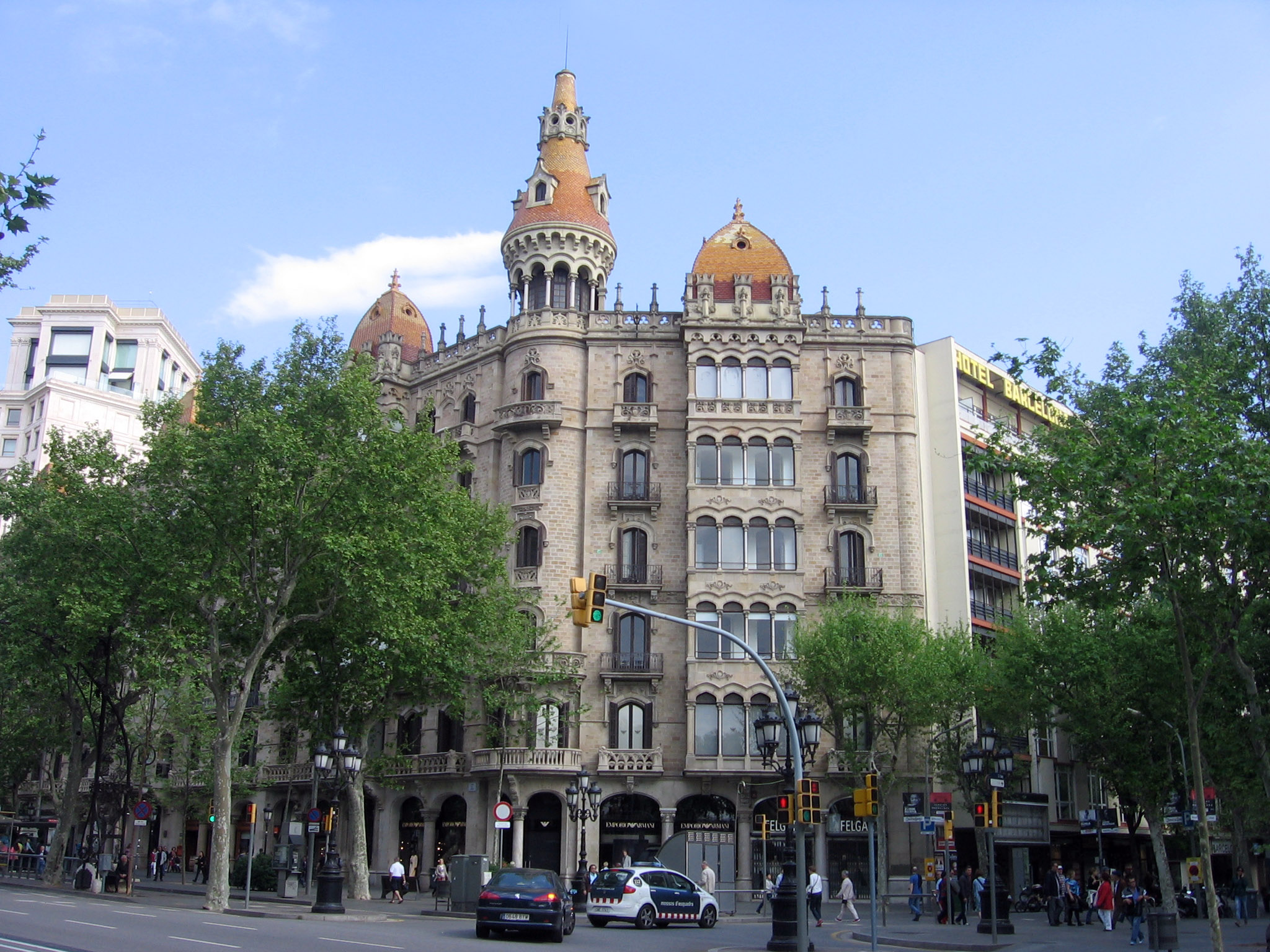
Cases Rocamora (1914-1918), de Bonaventura i Joaquim Bassegoda.

## Segle XX

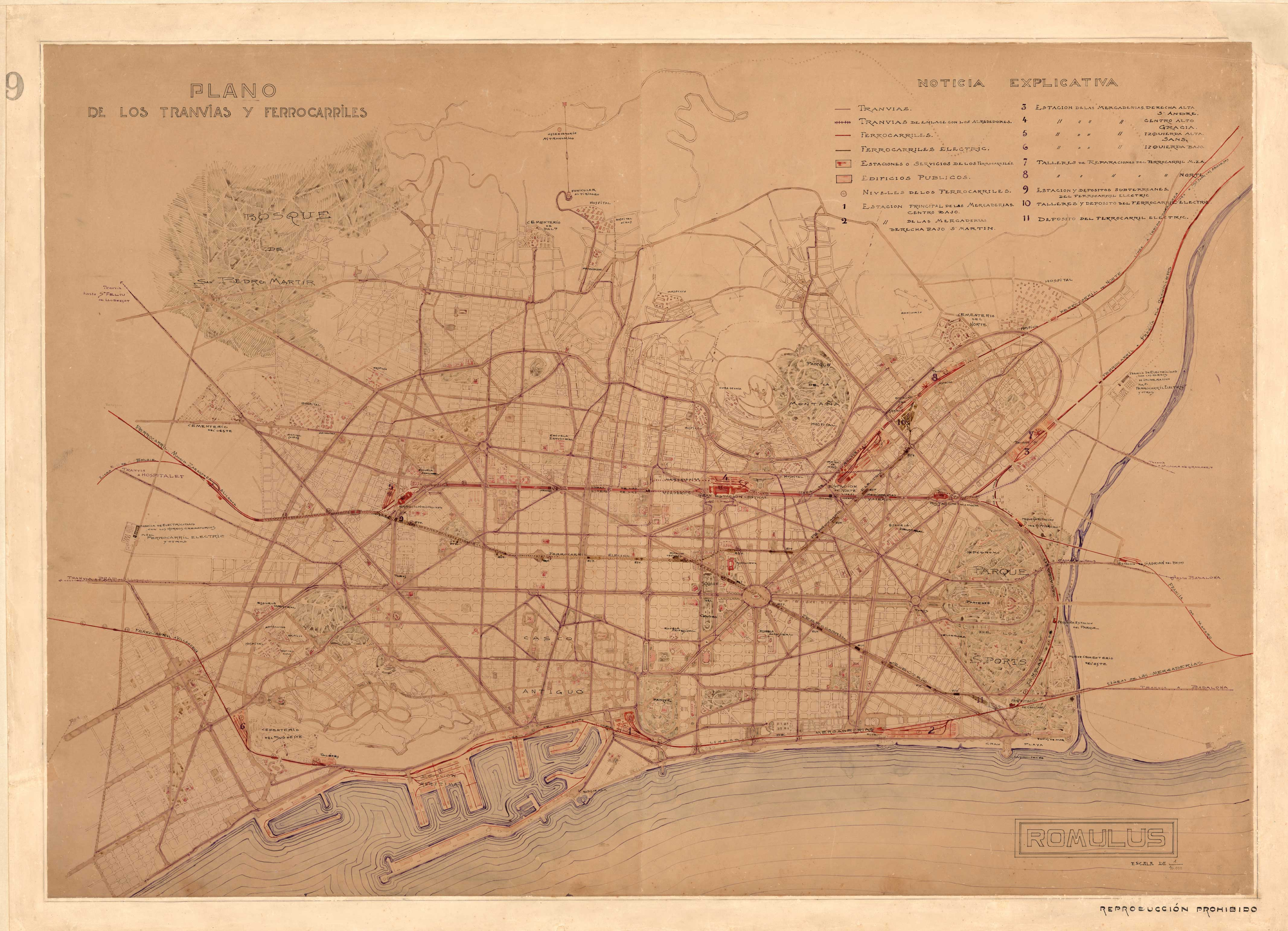
Pla Jaussely (1903).

El panorama artístic al segle xx va estar condicionat per la convulsa situació política, amb la fi de la monarquia el 1931 i l'arribada de la Segona República, finalitzada amb la Guerra Civil i substituïda per la dictadura franquista, fins al restabliment de la monarquia i l'arribada de la democràcia. Socialment, aquest segle va veure l'arribada massiva d'immigració a la ciutat, amb el consegüent augment de la població: si el 1900 hi havia 530.000 habitants, el 1930 gairebé s'havien doblat (1.009.000 habitants), per arribar entre 1970 i 1980 al màxim (1.754.900) i a finals de segle a 1.500.000 habitants.
L'inici del segle xx va estar marcat per l'expansió geogràfica de la ciutat: el 1897 Barcelona es va annexionar sis poblacions limítrofes, fins llavors independents: Sants, Les Corts, Sant Gervasi de Cassoles, Gràcia, Sant Andreu de Palomar i Sant Martí de Provençals. Igualment, el 1904 va ser annexionat Horta; el 1921, Sarrià; el 1924, Collblanc i la Zona Franca; i el 1943 el Bon Pastor i el Baró de Viver, segregats de Santa Coloma de Gramenet. L'annexió dels nous municipis va plantejar la necessitat d'un pla d'enllaços de la ciutat, que va sortir a concurs públic el 1903, resultant guanyador l'urbanista francès Léon Jaussely: el Pla Jaussely preveia grans infraestructures viàries (passejos de ronda, diagonals, passejos marítims), parcs, enllaços ferroviaris i àrees de serveis. Encara que només es va realitzar parcialment, va inspirar l'urbanisme barceloní durant gran part del segle.

### Noucentisme

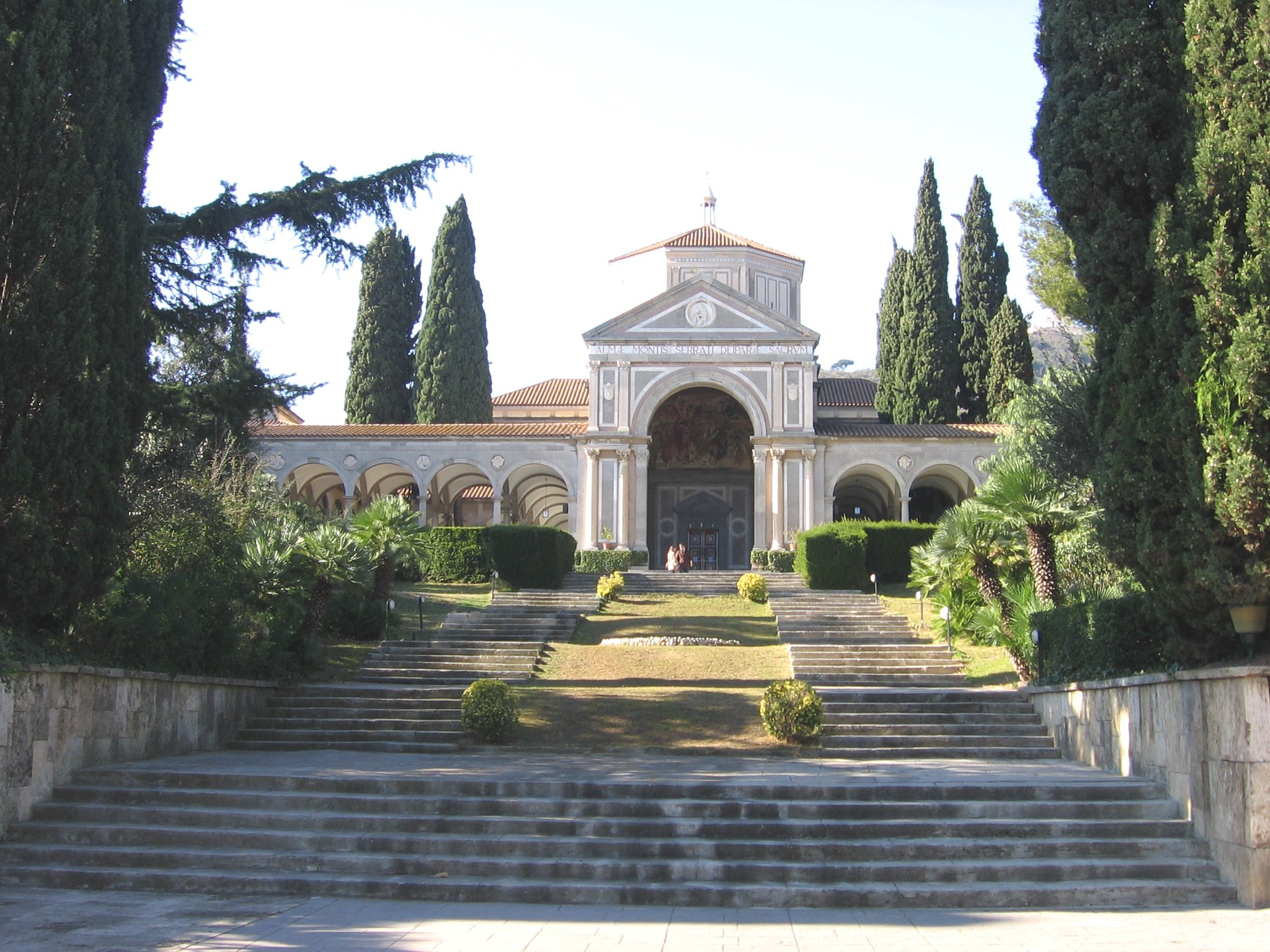
Església de Santa Maria Reina (1922-1936), de Nicolau Maria Rubió i Tudurí.

El noucentisme va suposar un intent de renovació de la cultura catalana apropant-la a les innovacions produïdes en el recentment estrenat segle xx, en paral·lel a un ideari polític de reivindicació del catalanisme propugnat per Enric Prat de la Riba. El principal teòric del moviment va ser Eugeni d'Ors, el qual des del diari La Veu de Catalunya va escriure una sèrie d'articles enaltint la tasca dels joves creadors catalans de principis de segle. El primer d'ells, publicat el 1906, va suposar l'inici del noucentisme, en convivència per uns anys amb les últimes obres modernistes, i que perduraria pràcticament fins als anys 1940, en paral·lel al sorgiment de nous corrents com el racionalisme en els anys 1930.
Contràriament als valors nòrdics i medievals que defensava el modernisme, el noucentisme va retornar al món mediterrani, a la cultura clàssica grecollatina. També es van basar en el classicisme renaixentista, amb especial influència de Filippo Brunelleschi, alhora que el seu sentit sobri i depurat de les formes els apropava a l'arquitectura racionalista que començava a despuntar a Europa. També es van inspirar en altres estils del passat, però deslligats del medievalisme al qual havien recorregut els modernistes, com el Barroc. D'altra banda, el corrent més academicista d'aquest moviment va practicar un monumentalisme eclèctic influït per l'estil Beaux Arts, amb un especial referent en les arquitectures francesa i anglesa, així com de la nord-americana Escola de Chicago.
Dins del noucentisme es perceben diversos corrents: un noucentisme «gaudinià», practicat per deixebles de Gaudí com Joan Rubió o Cèsar Martinell; un noucentisme «neobrunelleschià», inspirat en l'arquitectura renaixentista florentina i, especialment, en Brunelleschi, desenvolupat per Josep Goday o Nicolau Maria Rubió i Tudurí; un noucentisme «protoracionalista», més influït pels corrents internacionals, que uneix el funcionalisme amb l'ornamentació art déco, i té exponents com els germans Ramon i Antoni Puig i Gairalt, Ramon Reventós, Francesc Folguera, Raimon Duran i Reynals i Jaume Mestres i Fossas; un noucentisme «eclèctic», de llenguatge versàtil i tendència monumentalista, exemplificat per Enric Sagnier, Josep Maria Pericas i Eduard Ferrés; i un noucentisme «acadèmic», que segueix una línia classicista tradicional que perviurà en l'arquitectura de postguerra, amb representants com Francesc Nebot, Eusebi Bona, Adolf Florensa i Eugeni Pere Cendoya.

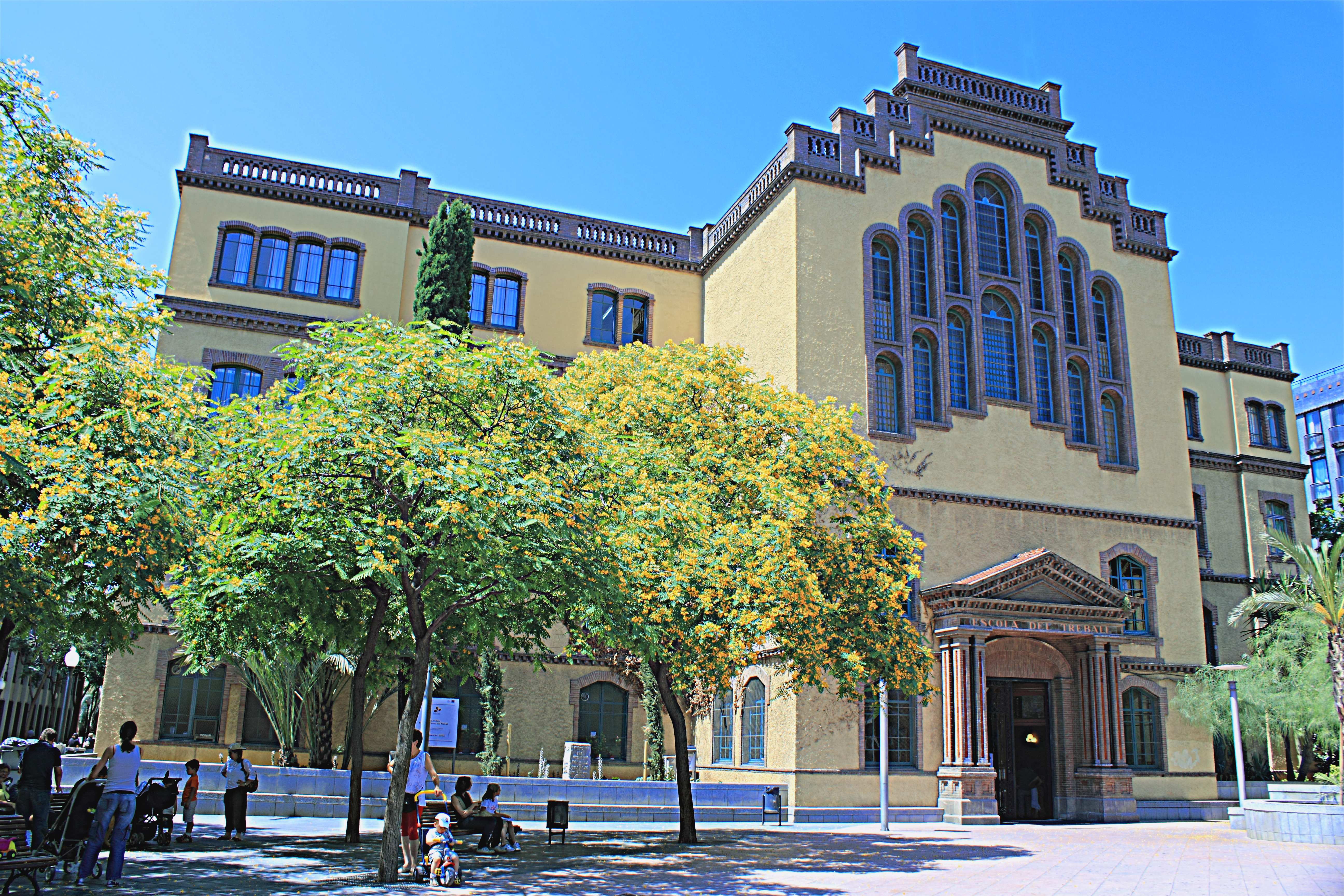
Escola Industrial (1927-1931), de Joan Rubió.

El primer corrent va estar representat per Joan Rubió i Cèsar Martinell, tots dos deixebles de Gaudí. Rubió va evolucionar des del modernisme, estil en el qual va realitzar les seves millors obres —com s'ha vist en l'apartat anterior—, fins a desembocar en un classicisme d'aire barroquitzant; la seva millor producció en aquest període va ser la reforma de l'Escola Industrial (1927-1931). Martinell va mantenir vives les formes modernistes, especialment per l'ús del maó i la rajola, com es denota en la seva principal especialitat, l'arquitectura agrària, amb un conjunt de cellers repartits per tot Catalunya que han estat denominats com les «catedrals del vi»; a Barcelona la seva producció va ser escassa, si bé es poden citar la Clínica Durán (1924), l'edifici del carrer de Benavent 11 (1928) o la fàbrica Masllorens (1929-1930).

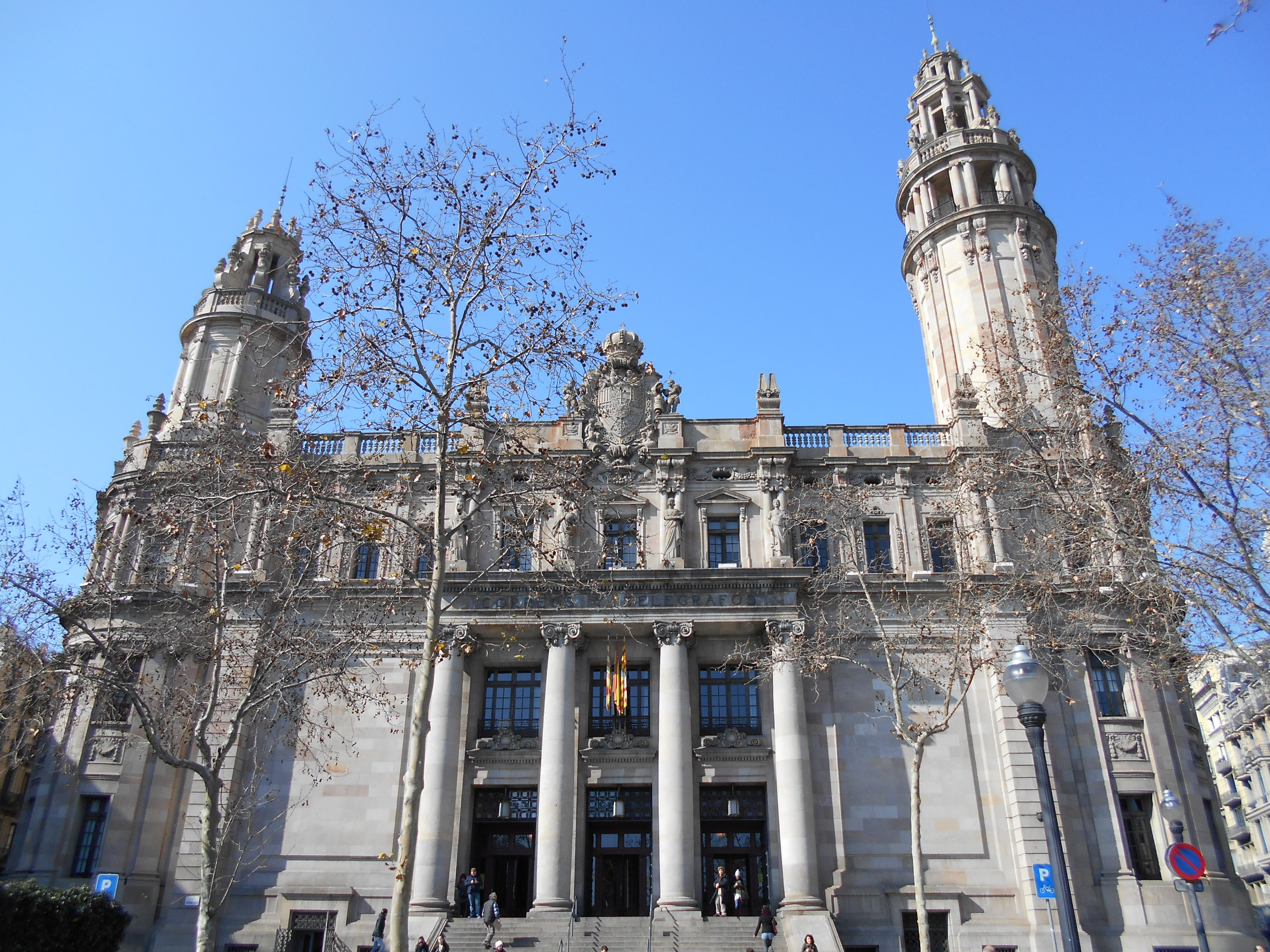
Correus i Telègrafs (1914-1927), de Josep Goday.

En el corrent brunelleschià van destacar Josep Goday i Nicolau Maria Rubió i Tudurí. El primer va recuperar formes clàssiques com frontons i pilastres, combinades amb un recurs barroc com és la tècnica de l'esgrafiat, com queda palès en obres com l'edifici de Correus i Telègrafs (1914-1927), d'un estil clàssic abarrocat de gran monumentalitat; i en nombrosos col·legis públics promoguts per l'Ajuntament de Barcelona: Ramon Llull (1919-1923), Lluís Vives (1919), Baixeras (1917-1920), Pere Vila (1921-1930), Milà i Fontanals (1930), Collaso i Gil (1932). Rubió i Tudurí es va dedicar especialment a l'arquitectura paisatgista: director de Parcs i jardins de Barcelona entre 1917 i 1937, va ser el principal promotor del «jardí mediterrani», el que es denota en obres seves com els jardins de la Tamarita (1918), els de la plaça Francesc Macià (1925), el parc de la Font del Racó (1926), els jardins del Palau Reial de Pedralbes (1927), els de Salvador Espriu (1929) i els del Turó Park (1933). La seva principal edificació va ser l'església de Santa Maria Reina (1922-1936), una filial del monestir de Montserrat —inicialment es va anomenar església de Santa Maria de Montserrat de Pedralbes—, la qual denota la influència de la capella Pazzi de Brunelleschi, així com del baptisteri de Sant Joan de Florència. Altres obres seves, el pavelló de Ràdio Barcelona (1922-1929) i les oficines de la Metro-Goldwyn-Mayer (1934), són ja prerracionalistes.

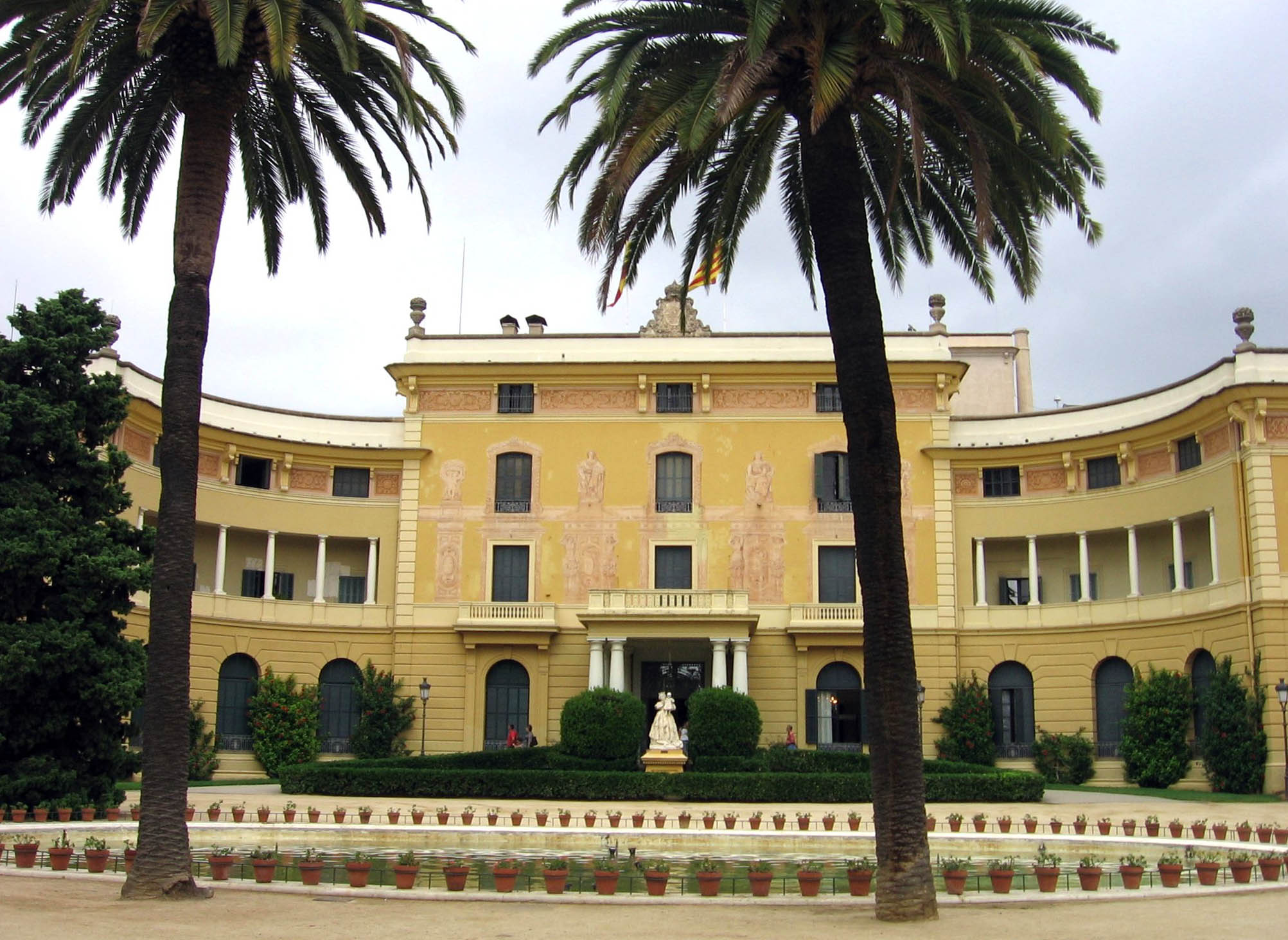
Palau Reial de Pedralbes (1919-1929), de Francesc Nebot i Eusebi Bona.

La tendència eclèctica i academicista va seguir una línia monumentalista de la qual el principal exponent va ser la Via Laietana, la qual va ser el principal camp de proves d'aquest corrent després de la seva obertura el 1908. Influïda per l'estil Beaux Arts i l'Escola de Chicago, seria l'arquitectura que ressorgiria en la postguerra. Els seus principals exponents van ser Enric Sagnier, Josep Maria Pericas, Eduard Ferrés, Francesc Nebot, Eusebi Bona, Adolf Florensa i Eugeni Pere Cendoya. De Sagnier, analitzat a la secció anterior, convindria recordar en aquesta etapa l'edifici de la Caixa de Pensions de Barcelona de Via Laietana (1914-1917), la basílica de Sant Josep Oriol (1915-1931) i el Patronat Ribas (1920- 1930). Pericas va evolucionar del modernisme a un sobri classicisme (casa Diagonal, 1920). Eduard Ferrés va mantenir un estil postsecessionista i va ser pioner en l'ús del formigó armat, com es veu a Can Damians, posteriorment Magatzems El Siglo (1913-1915), amb Lluís Homs i Agustí Mas i Sauris, on destaca la seva cúpula de claraboia esfèrica d'influència expressionista. Francesc Nebot i Eusebi Bona van ser autors del Palau Reial de Pedralbes (1919-1929), format per un cos central i dues ales laterals que s'obren en corba a la façana principal, amb porxos de columnes toscanes i arcs de mig punt. En solitari, Nebot va construir el Cinema Coliseum (1923), un edifici d'estil beauxartià inspirat en l'Òpera de París; i la seu del Banc d'Espanya a la plaça de Catalunya (1927-1928). Per la seva banda, Bona va projectar l'edifici de La Unión y el Fénix Español (1927-1931), d'influència francesa i nord-americana, que destaca per la seva cúpula d'alt tambor amb una escultura de Ganimedes. Adolf Florensa va ser autor de la Casa Cambó (1921-1930), l'edifici de la Capitania General (1926), l'edifici Nou de la Casa de la Ciutat (1927-1933, amb Joaquim Vilaseca i Antoni de Falguera), el Casal del Metge (1930), l'Escola de Nàutica (1930-1933, amb Joaquim Vilaseca) i l'edifici de Foment del Treball Nacional (amb Josep Goday, 1931-1936). Finalment, Eugeni Cendoya va ser autor de l'església de Sant Miquel dels Sants i de diverses seus per bancs, com els de Bilbao i Biscaia, encara que la seva principal obra va ser el Palau Nacional de Montjuïc per a l'Exposició Internacional de Barcelona de 1929, amb Enric Catà i Pere Domènech i Roura.

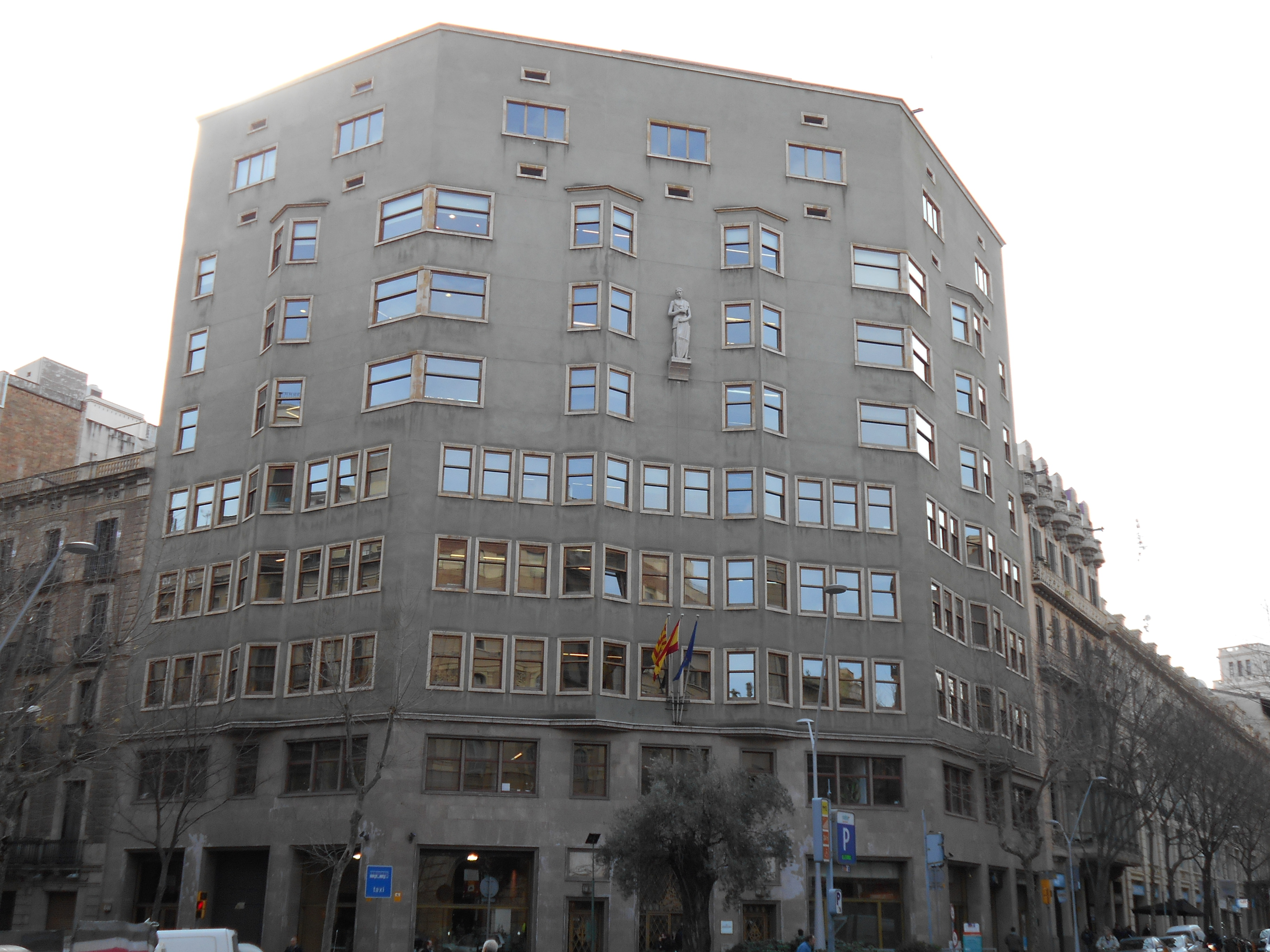
Casal de Sant Jordi (1928-1932), de Francesc Folguera.

La línia més innovadora del noucentisme va ser la que es va anar decantant cap al racionalisme que començava a desenvolupar-se a Europa de la mà d'arquitectes com Le Corbusier i Ludwig Mies van der Rohe. Va estar representat principalment per Ramon i Antoni Puig i Gairalt, Ramon Reventós, Francesc Folguera, Raimon Duran i Reynals i Jaume Mestres i Fossas. Antoni Puig i Gairalt va ser autor de la fàbrica Myrurgia (1928-1930), la qual sintetitza elements del noucentisme classicista, l'art déco i el racionalisme. El seu germà Ramon va edificar la casa Pidelaserra (1932), d'un exuberant eclecticisme. Ramon Reventós va projectar el primer conjunt multiresidencial de Barcelona, la casa Masana (1928), d'influència bauhausiana. Francesc Folguera va construir l'Hotel Ritz (1917-1919), encara que la seva obra més interessant va ser el Casal Sant Jordi (1928-1932), que reflecteix els ensenyaments de la revista alemanya Moderne Bauformen, defensora d'una arquitectura moderna però moderada, d'àmbit burgès. Raimon Duran i Reynals es va acostar al racionalisme en obres com l'edifici d'habitatges del carrer d'Aribau 243 (1933-1935) o la casa Cardenal (1935), encara que en la postguerra va practicar un classicisme academicista. Finalment, Jaume Mestres i Fossas va construir l'escola Blanquerna (1930-1933), a mig camí entre el noucentisme i el racionalisme.
D'aquesta època cal esmentar igualment a arquitectes com: Ignasi Mas i Morell (edifici David, 1929-1931), Miquel Madorell (Teatre Tívoli, 1917-1919), Arnau Calvet (Can Jorba, 1926), Francesc Guàrdia i Vial (edifici de la Companyia Arrendatària de Tabacs, actual Delegació d'Hisenda, 1929), Josep Domènech i Mansana (església de Santa Teresa de l'Infant Jesús, 1932-1940), Vicenç Martorell i Otzet (Caserna del Bruc, 1928-1934) i Joan Francesc Guardiola (Casa Ferran Guardiola o «Casa Xinesa», 1929). També és de remarcar la construcció de dues estacions de ferrocarril: l'Estació del Nord (1910-1914), obra de Demetri Ribes consistent en una reforma d'un anterior edifici de 1861 de Pere Andrés i Puigdoller, constava de dos edificis que van ser units per Ribes amb una estructura en forma d'U i coberts per una gran plataforma metàl·lica, amb certa influència modernista i secessionista; i l'Estació de França (1925-1930), de Pedro de Muguruza, Raimon Duran i Reynals, Salvador Soteras i Pelai Martínez, amb andanes cobertes per dues grans naus de ferro i un vestíbul d'aspecte classicista, on destaquen tres voltes de cassetons.
Pel que fa a l'urbanisme, l'actuació més important en aquests anys va ser l'obertura de la Via Laietana, que connectava l'Eixample amb el mar —estava prevista una altra avinguda paral·lela a aquesta, així com una altra perpendicular, que finalment no es van executar. Sorgida d'un projecte de reforma urbana d'Àngel Baixeras (Pla de reforma interior de Barcelona, 1884), les obres es van realitzar el 1908, amb la voluntat de crear una avinguda d'aspecte uniforme, de manera que la majoria d'edificis són d'aspecte noucentista, amb certa influència de l'Escola de Chicago. També en els primers anys del segle es va urbanitzar el vessant del Tibidabo, amb una àmplia avinguda que unia l'avinguda de Sant Gervasi amb la muntanya, que va ser ocupada per cases unifamiliars a l'estil de les ciutats-jardí angleses. Per al transport es va instal·lar un tramvia a l'avinguda i un funicular per pujar a dalt de la muntanya, on es va emplaçar el Parc d'Atraccions del Tibidabo.

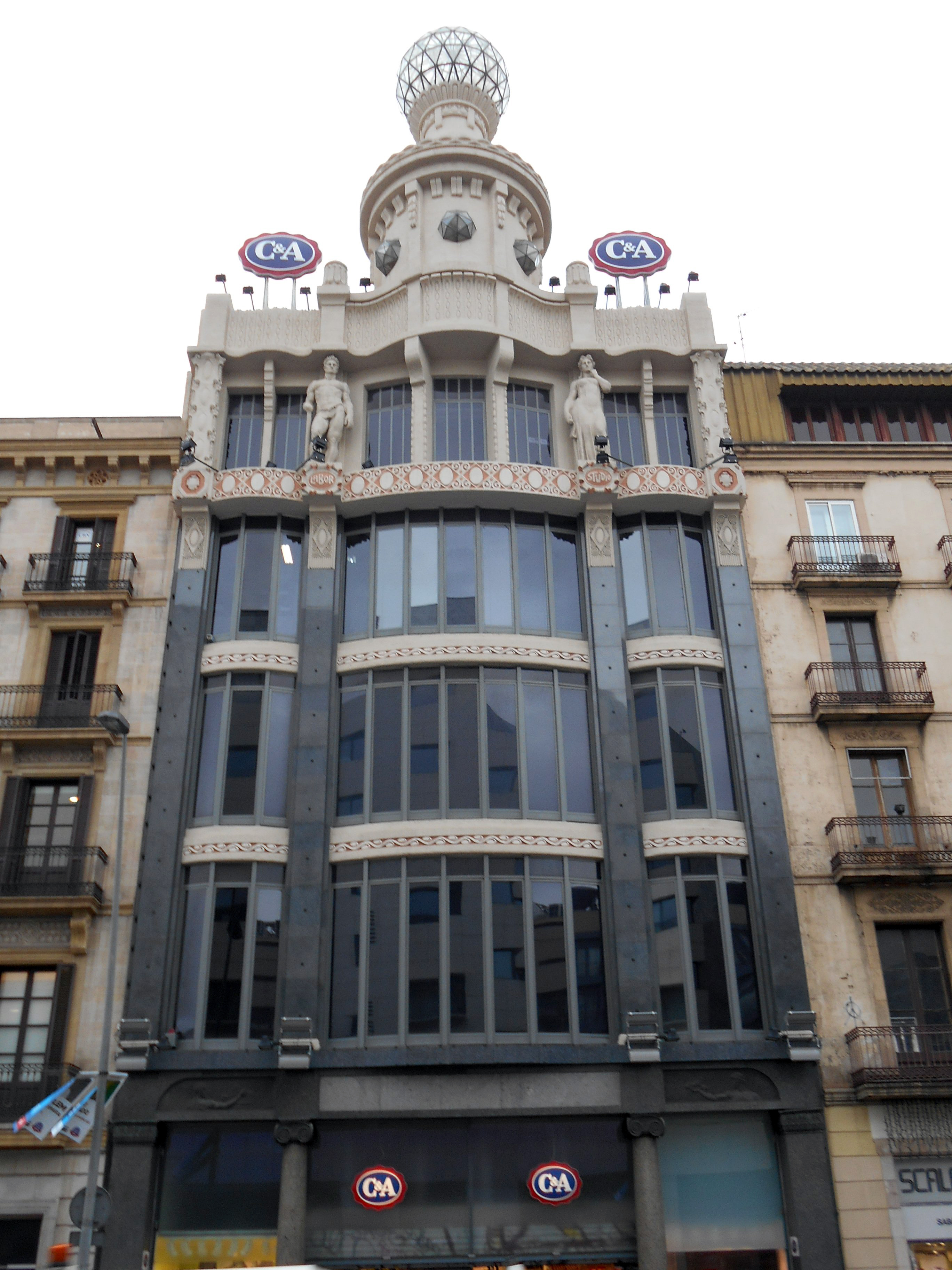
Can Damians (1913-1915), d'Eduard Ferrés, Lluís Homs i Agustí Mas.
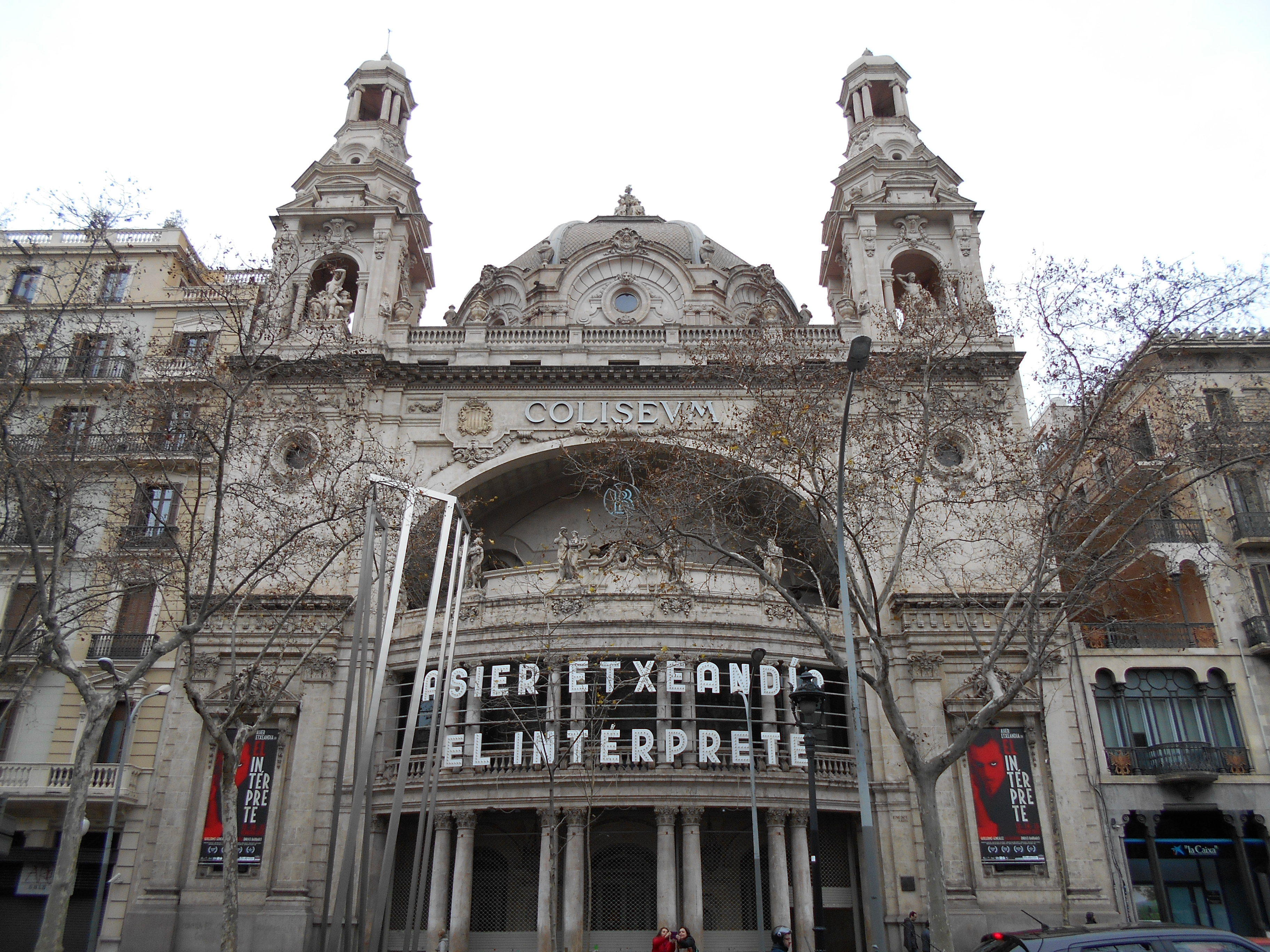
Cinema Coliseum (1923), de Francesc Nebot.
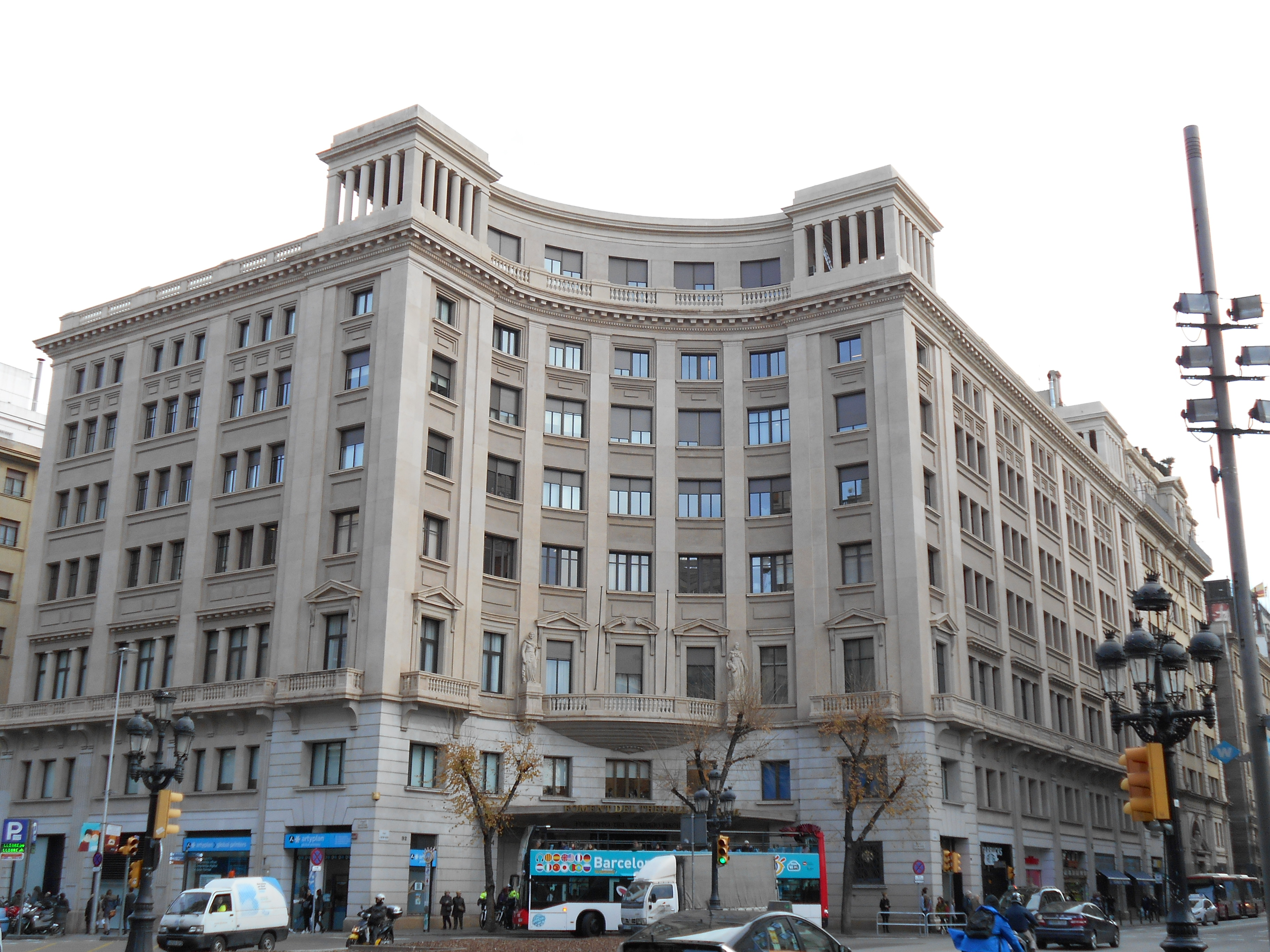
Seu del Foment del Treball Nacional (1931-1936), d'Adolf Florensa i Josep Goday.
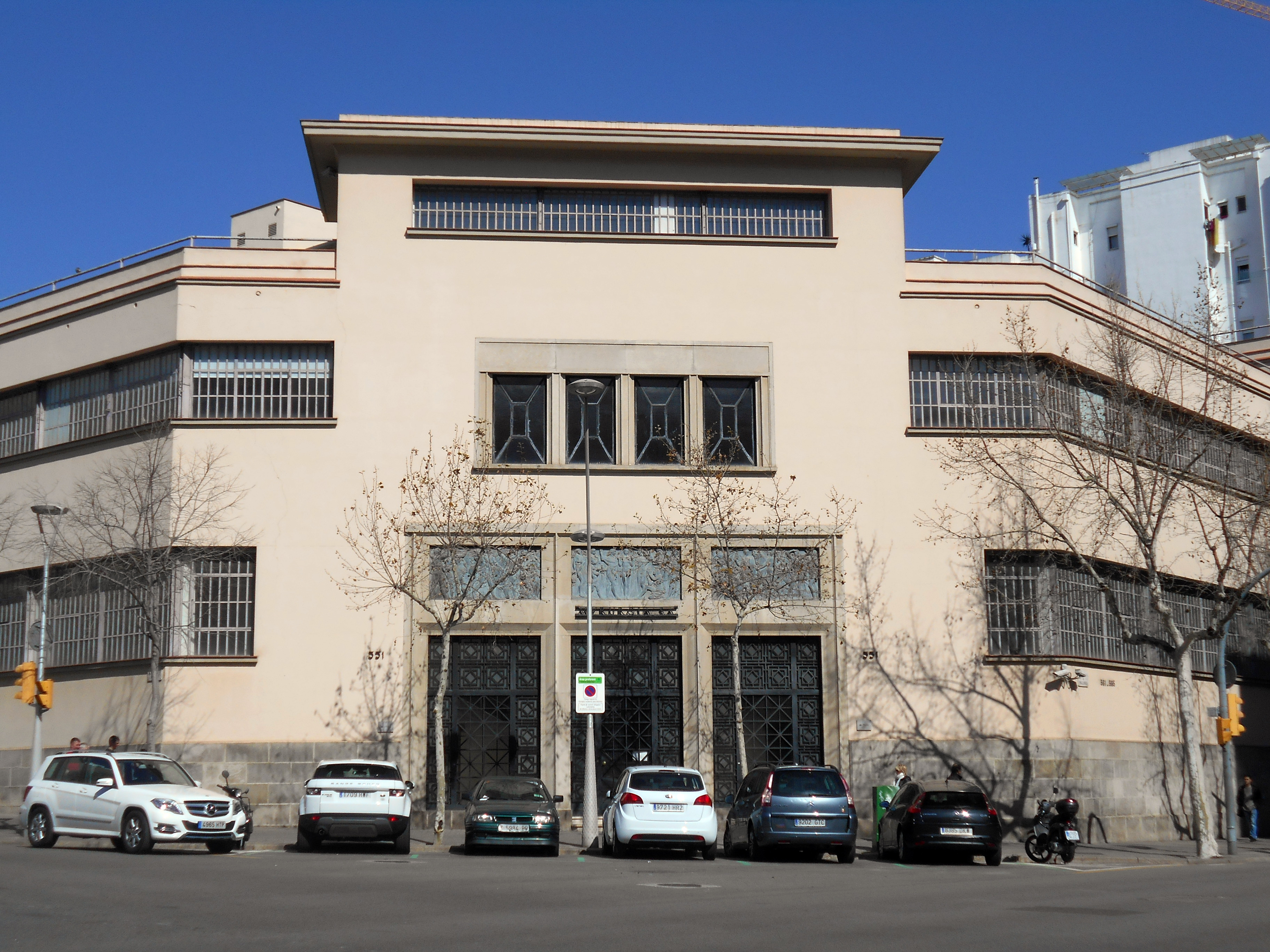
Fàbrica Myrurgia (1928-1930), d'Antoni Puig i Gairalt.
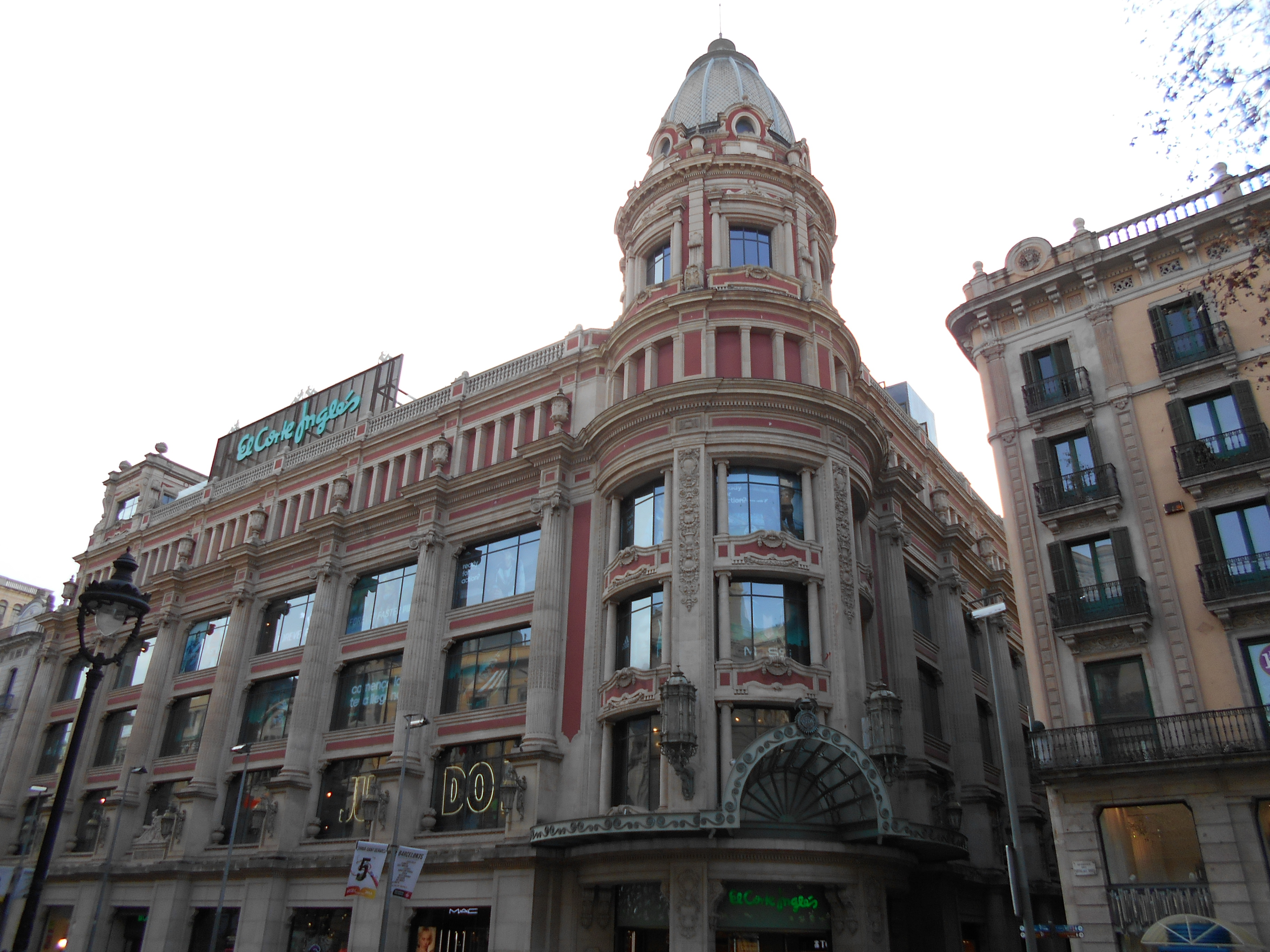
Can Jorba (1926), d'Arnau Calvet.
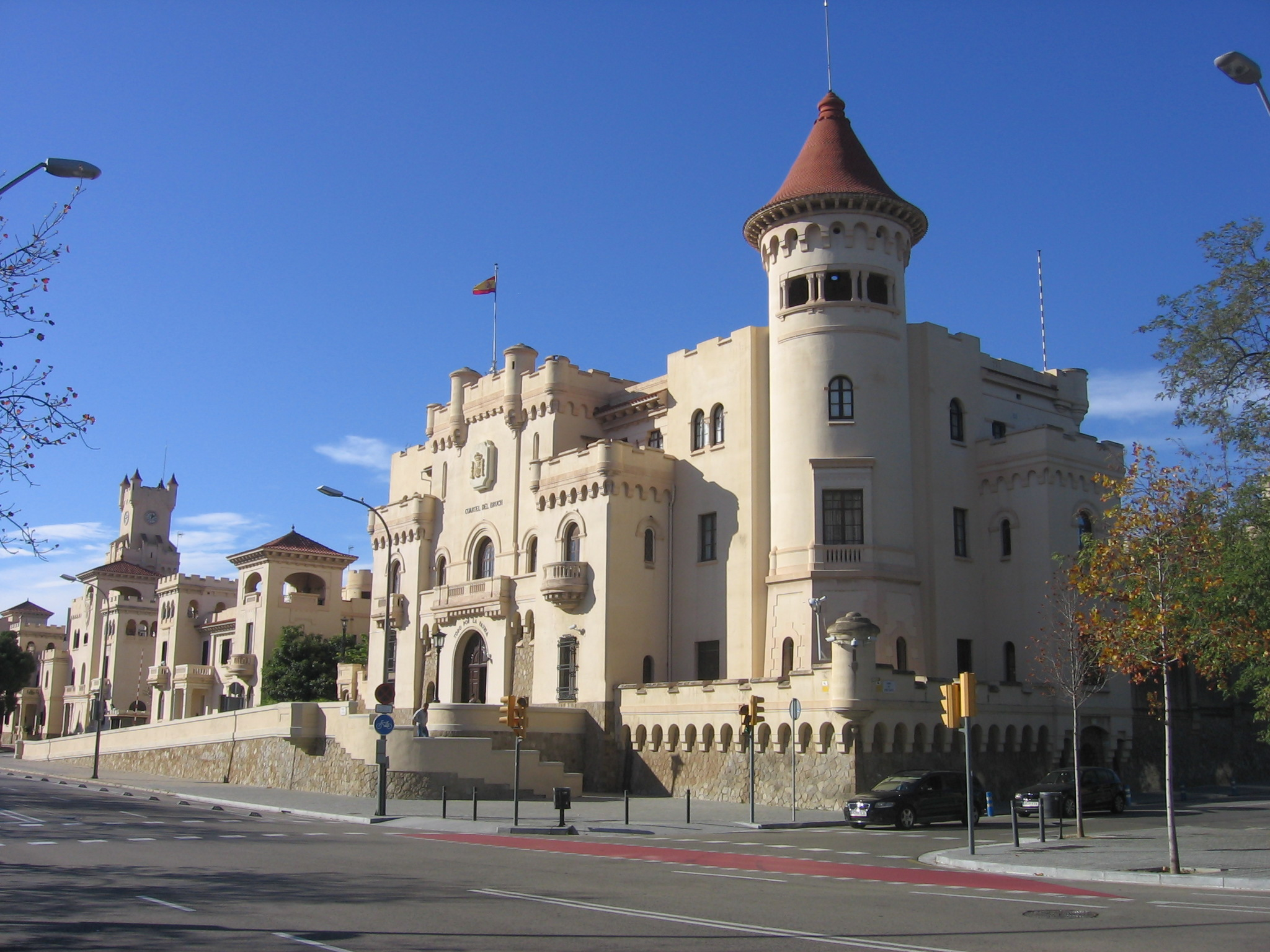
Caserna del Bruc (1928-1934), de Vicenç Martorell i Otzet.
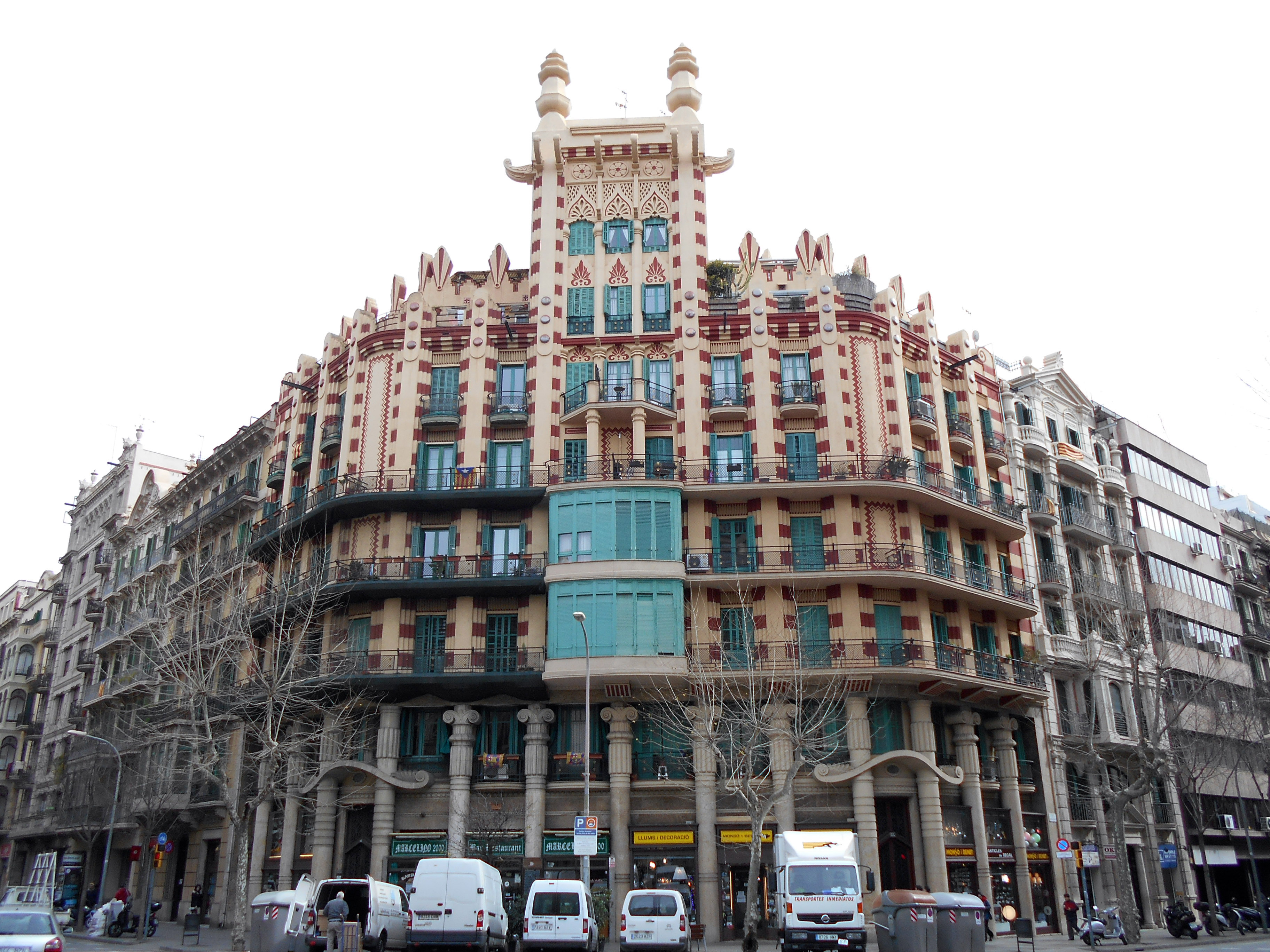
Casa Ferran Guardiola o «Casa Xinesa» (1929), de Joan Francesc Guardiola.

### Exposició Internacional de 1929

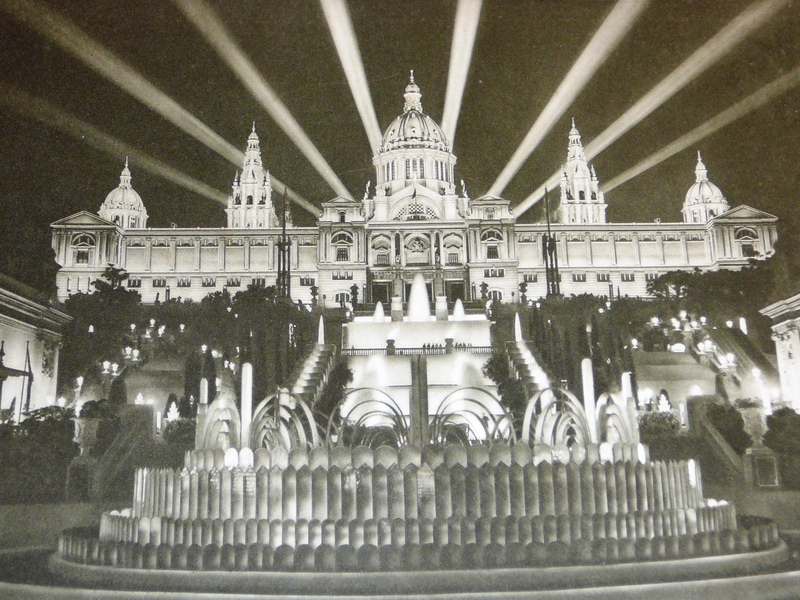
Vista de l'Exposició Internacional de Barcelona de 1929.

El 1929 es va celebrar l'Exposició Internacional a Montjuïc. Per a aquest esdeveniment es va urbanitzar tota la zona de la plaça d'Espanya i la muntanya de Montjuïc, i es van construir els pavellons que acullen actualment la Fira de Barcelona. L'Exposició va tenir lloc del 20 de maig de 1929 al 15 de gener de 1930, sobre una superfície de 118 hectàrees, i va tenir un cost de 130 milions de pessetes.

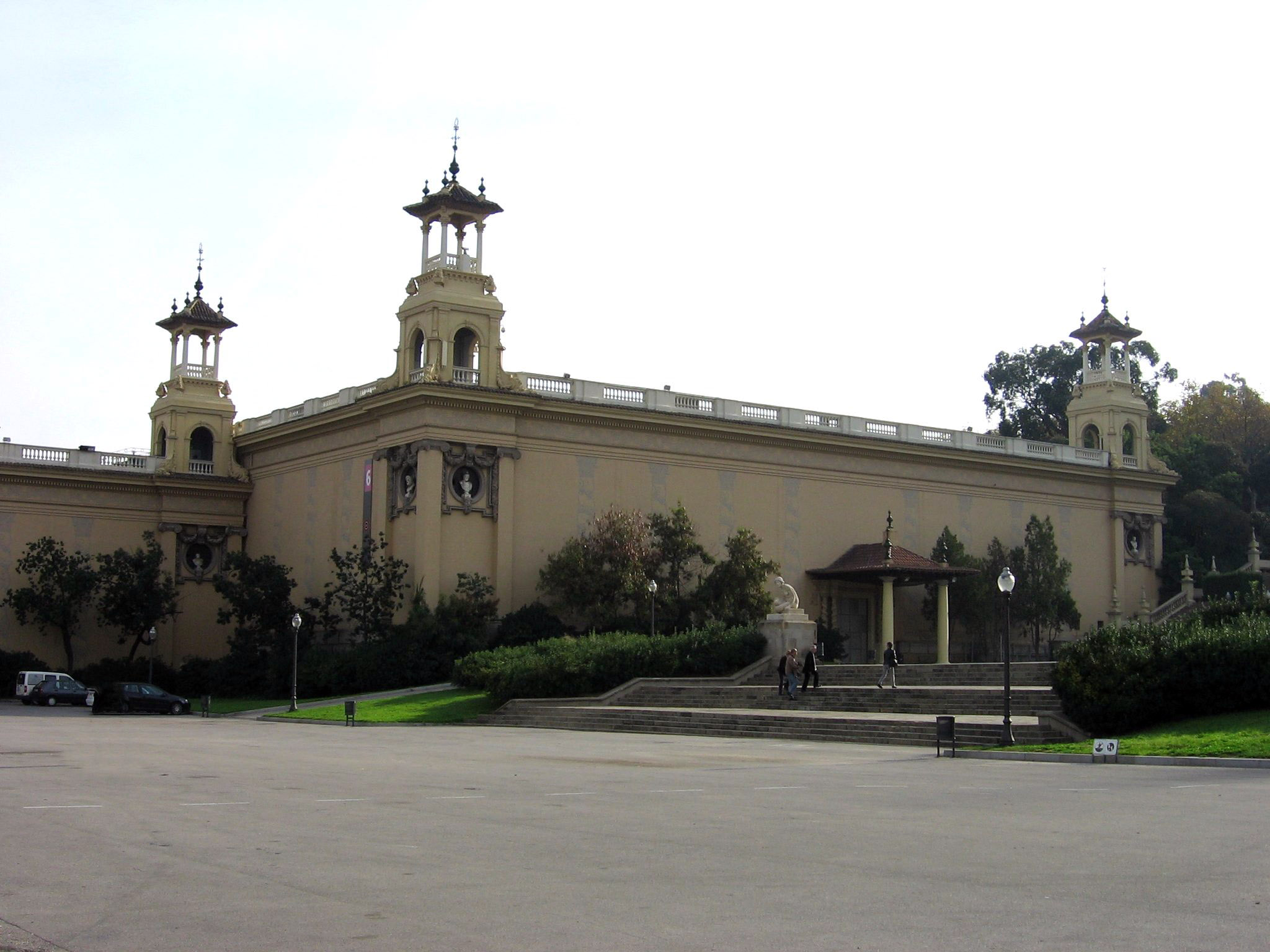
Palau d'Alfons XIII, de Josep Puig i Cadafalch.

El recinte de l'Exposició es va construir segons un projecte de Josep Puig i Cadafalch. El conjunt començava a la plaça d'Espanya, dissenyada per Puig i Cadafalch i Guillem Busquets, els quals van realitzar un conjunt monumental al voltant d'un hemicicle format per una columnata d'estil barroc, inspirada en la plaça de Sant Pere del Vaticà. Aquí es van construir els hotels de l'Exposició, obra de Nicolau Maria Rubió i Tudurí, i en el centre es va situar una font monumental dissenyada per Josep Maria Jujol. A l'accés de la plaça que condueix a l'avinguda de la Reina Maria Cristina es van situar dues altes torres en forma de campaniles, obra de Ramon Reventós, inspirats en el campanar de Sant Marc de Venècia.
A l'avinguda de la Reina Maria Cristina es trobava la secció oficial, on se situaven diversos pavellons: el palau de Comunicacions i Transports, obra de Félix de Azúa i Adolf Florensa; el palau del Vestit (o del Treball), de Josep Maria Jujol i Andrés Calzada; el palau de la Metal·lúrgia, Electricitat i Força Motriu, d'Amadeu Llopart i Alexandre Soler i March; el palau de l'Art Tèxtil, de Joan Roig i Emili Canosa; i el palau de Projeccions, d'Eusebi Bona i Francisco Aznar. Tancaven l'avinguda els palaus d'Alfons XIII i Victòria Eugènia —anomenats inicialment de l'Art Modern i de l'Arquitectura—, obra de Josep Puig i Cadafalch i Guillem Busquets. Al final de l'avinguda i al peu de la muntanya es va construir la famosa Font Màgica de Montjuïc, obra de Carles Buïgas, així com les Quatre Columnes de Puig i Cadafalch. L'edifici principal de l'Exposició era el Palau Nacional —actual seu del MNAC—, obra d'Eugeni Pere Cendoya, Enric Catà i Pere Domènech i Roura.
Escampats per la muntanya es trobaven la resta de pavellons, com el de Barcelona, de Josep Goday; el palau de la Premsa —actual seu de la Guàrdia Urbana—, de Pere Domènech i Roura; el palau de les Arts Decoratives i Aplicades, de Manuel Casas i Manuel Puig; el palau de les Arts Gràfiques —actual Museu d'Arqueologia—, de Raimon Duran i Reynals i Pelai Martínez; el palau de l'Agricultura —actual Teatre Fabià Puigserver—, de Josep Maria Ribas i Casas i Manuel Maria Mayol; el pavelló d'Espanya, d'Antoni Darder; el palau de les Diputacions, d'Enric Sagnier; el palau de la Química, d'Antoni Sardà; el pavelló Reial —conegut actualment com a Palauet Albéniz—, de Juan Moya; el palau de l'Art Modern i el palau de les Missions, tots dos d'Antoni Darder.

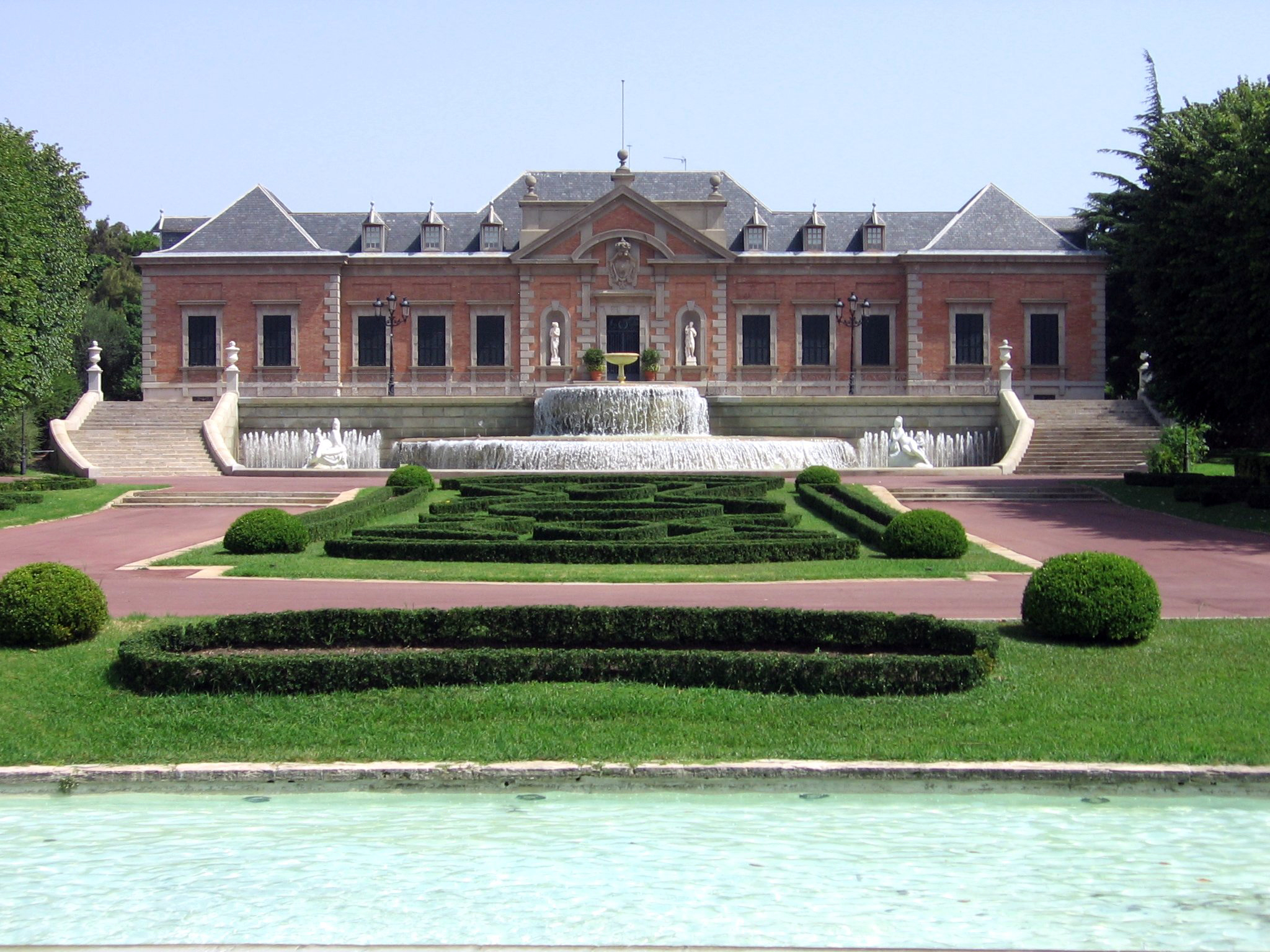
Palauet Albéniz, de Juan Moya.

De la Secció Internacional va destacar el Pavelló d'Alemanya, de Ludwig Mies van der Rohe, un dels millors exemples de l'arquitectura d'estil internacional per la seva puresa formal, la seva concepció espacial i la seva intel·ligent utilització d'estructures i materials, que van convertir a aquest pavelló en el paradigma de l'arquitectura del segle xx. De planta rectangular, s'elevava sobre un podi recobert de travertí; la coberta se sostenia sobre columnes cruciformes i murs de càrrega, amb parets de diferents materials. Enderrocat després de l'Exposició, va ser reconstruït entre 1985 i 1987 al seu emplaçament original per Cristian Cirici, Ignasi de Solà-Morales i Fernando Ramos, seguint els plànols deixats per Mies van der Rohe.

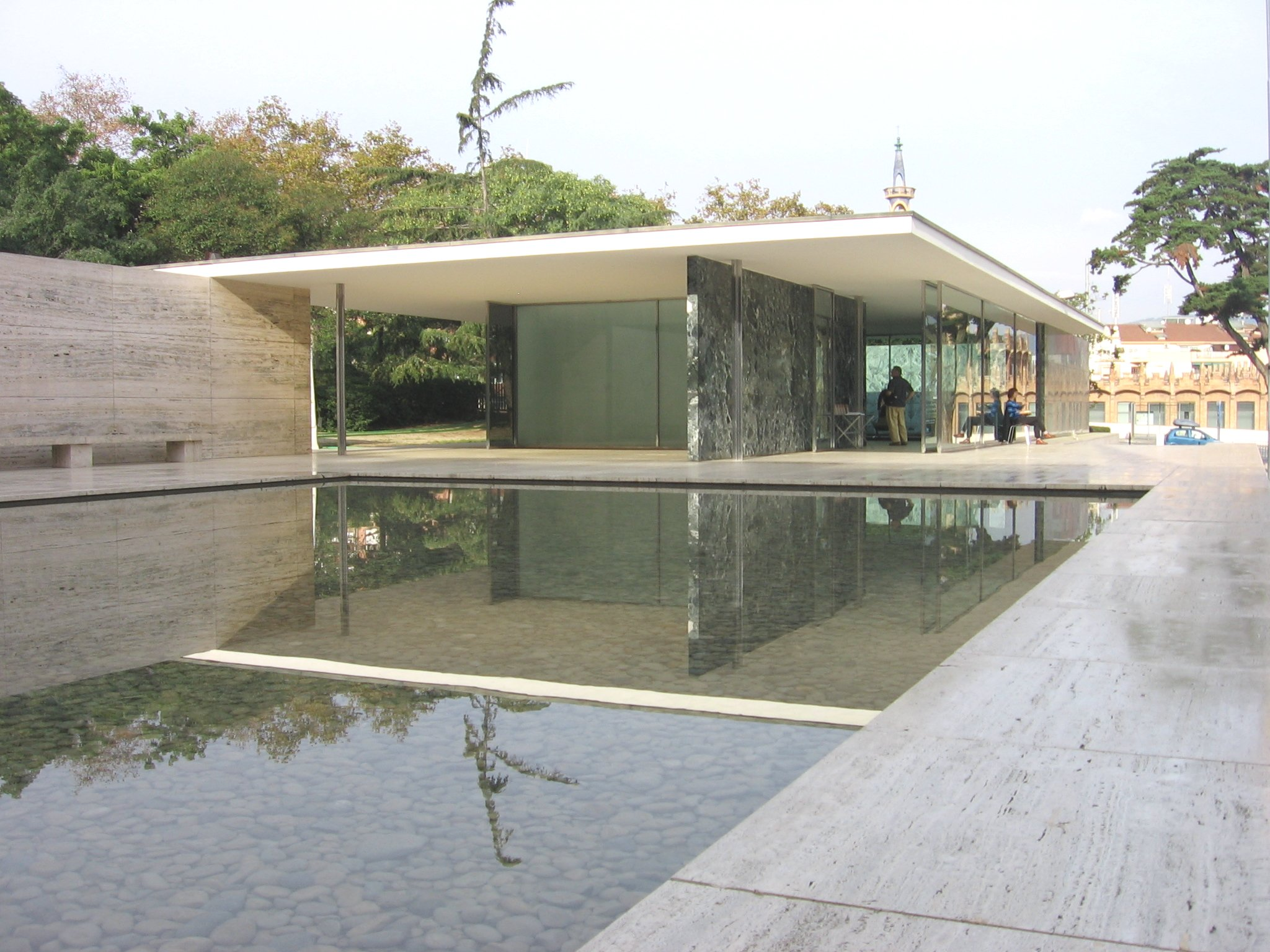
Pavelló d'Alemanya, de Ludwig Mies van der Rohe

Altres construccions de rellevància efectuades per a l'Exposició van ser: el Teatre Grec, un teatre a l'aire lliure inspirat en els antics teatres grecs —especialment en el d'Epidaure—, projectat per Ramon Reventós, que actualment acull un festival d'estiu a la ciutat comtal, el Festival Grec; l'Estadi Olímpic, obra de Pere Domènech i Roura; i el Poble Espanyol, un petit recinte que recull en el seu interior reproduccions de diferents ambients urbans i arquitectònics de tot el conjunt del territori nacional, obra dels arquitectes Ramon Reventós i Francesc Folguera.
Amb motiu de l'Exposició es va enjardinar bona part de la muntanya de Montjuïc, amb un projecte de Jean-Claude Nicolas Forestier i Nicolau Maria Rubió i Tudurí, els quals van realitzar un conjunt de marcat caràcter mediterrani i gust classicista, amb un estil d'inspiració hispano-àrab com el que Forestier havia desenvolupat al parc de Maria Lluïsa de Sevilla: es van crear així els jardins de Laribal, els de Miramar i els del Teatre Grec.

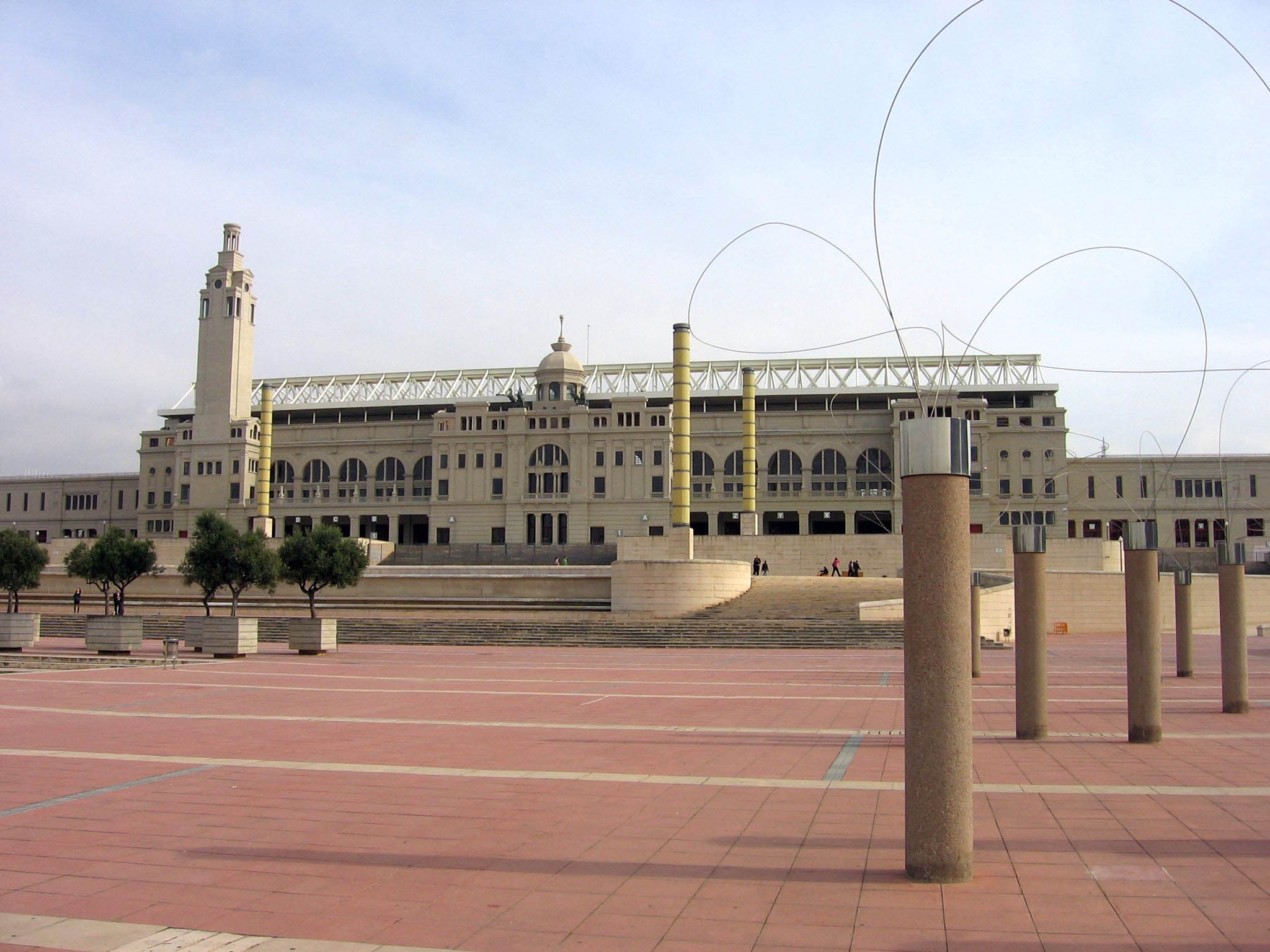
Estadi Olímpic, de Pere Domènech i Roura.

Com va passar el 1888, l'Exposició de 1929 va suposar un gran impacte per a la ciutat de Barcelona en l'àmbit urbanístic, no només a la zona de Montjuïc, per tota la ciutat es van realitzar obres de millora i condicionament: es van enjardinar les places de Tetuan, Urquinaona i Letamendi; es va construir el pont de Marina; es va urbanitzar la plaça de Catalunya; i es van prolongar la Diagonal cap a l'oest i la Gran Via cap al sud-oest. També es van realitzar diverses obres públiques: es va millorar l'asfaltatge de carrers i el clavegueram, es van instal·lar serveis públics i es va substituir la il·luminació de gas per l'elèctrica. Tanmateix, es van remodelar diversos edificis, com l'Ajuntament o la Generalitat —on es va construir el pont flamíger que travessa el carrer del Bisbe. Es van acabar l'edifici de Correus i l'Estació de França, que feia diversos anys que estava en obres. Tanmateix, es va construir el Palau Reial de Pedralbes com a residència de la família reial. Durant aquesta època es va construir així mateix el primer gratacel de Barcelona, l'edifici de Telefònica a la plaça de Catalunya, obra de Francesc Nebot.
Finalment, es van millorar les comunicacions de la ciutat, amb la construcció en els anys 1920 de l'Aeroport del Prat, la supressió dels passos a nivell dins de la ciutat, la millora dels enllaços amb els barris perifèrics de la ciutat, el soterrament del tren de Sarrià (Ferrocarrils de la Generalitat de Catalunya) i l'electrificació dels tramvies públics. També es va construir el Metro de Barcelona, inaugurat inicialment el 1924 i ampliat el 1926 amb el servei del Metro Transversal entre Bordeta i Catalunya (actual L1), que unia el centre de la ciutat amb el recinte de l'Exposició. Igualment, es va construir un funicular per accedir fins a dalt de la muntanya, així com un telefèric per accedir-hi des del Port de Barcelona, obra de Carles Buïgas, tot i que va ser inaugurat posteriorment, el 1931. Totes aquestes obres públiques van comportar una forta demanda d'ocupació, fet que provocà un gran augment de la immigració cap a la ciutat comtal, provinent d'arreu d'Espanya. Aquest augment de població va comportar la construcció de diversos barris obrers de «cases barates», com el Grup Aunós a Montjuïc i els Grups Milans del Bosch i Baró de Viver al Besòs.

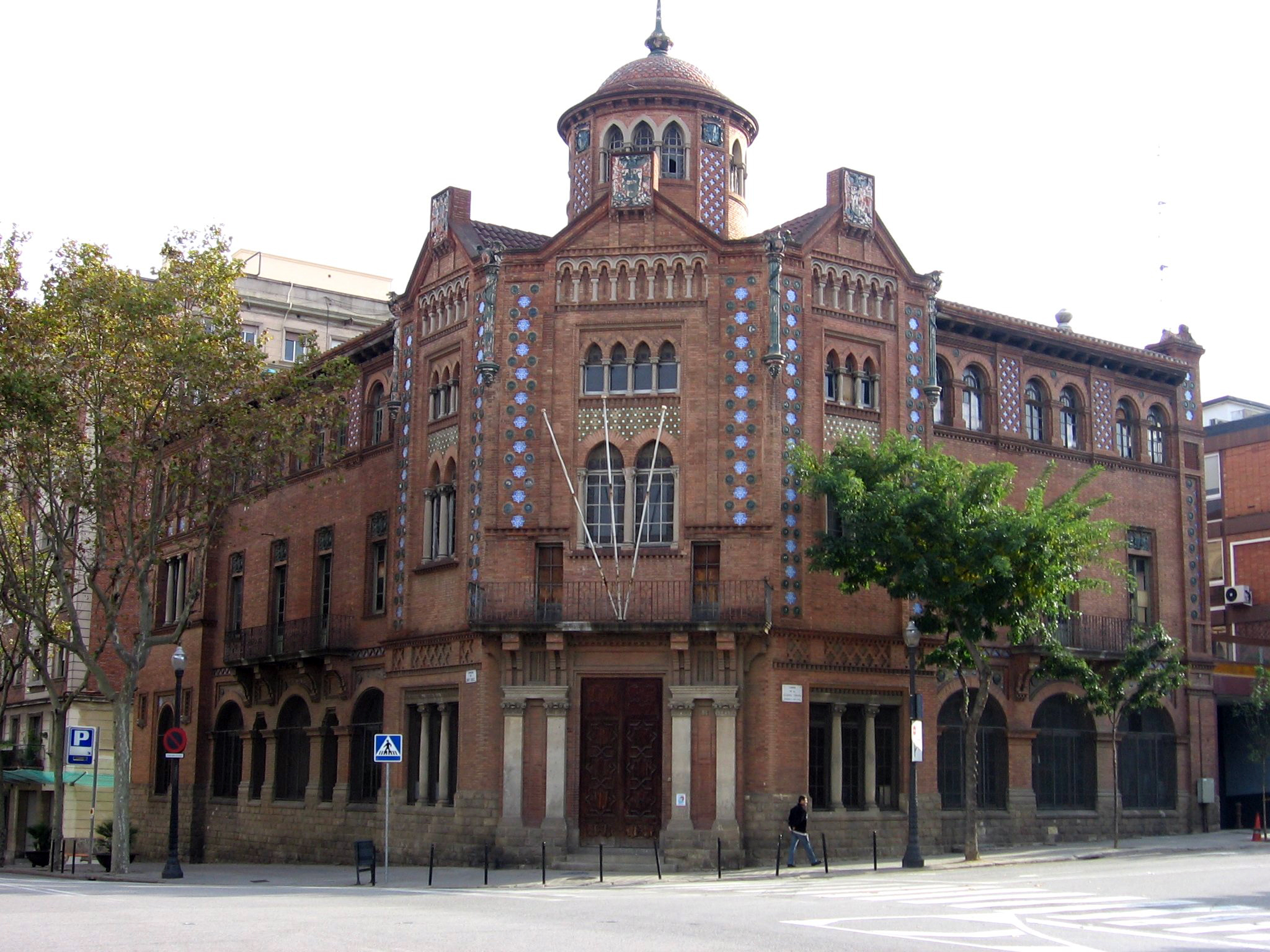
Palau de la Premsa.
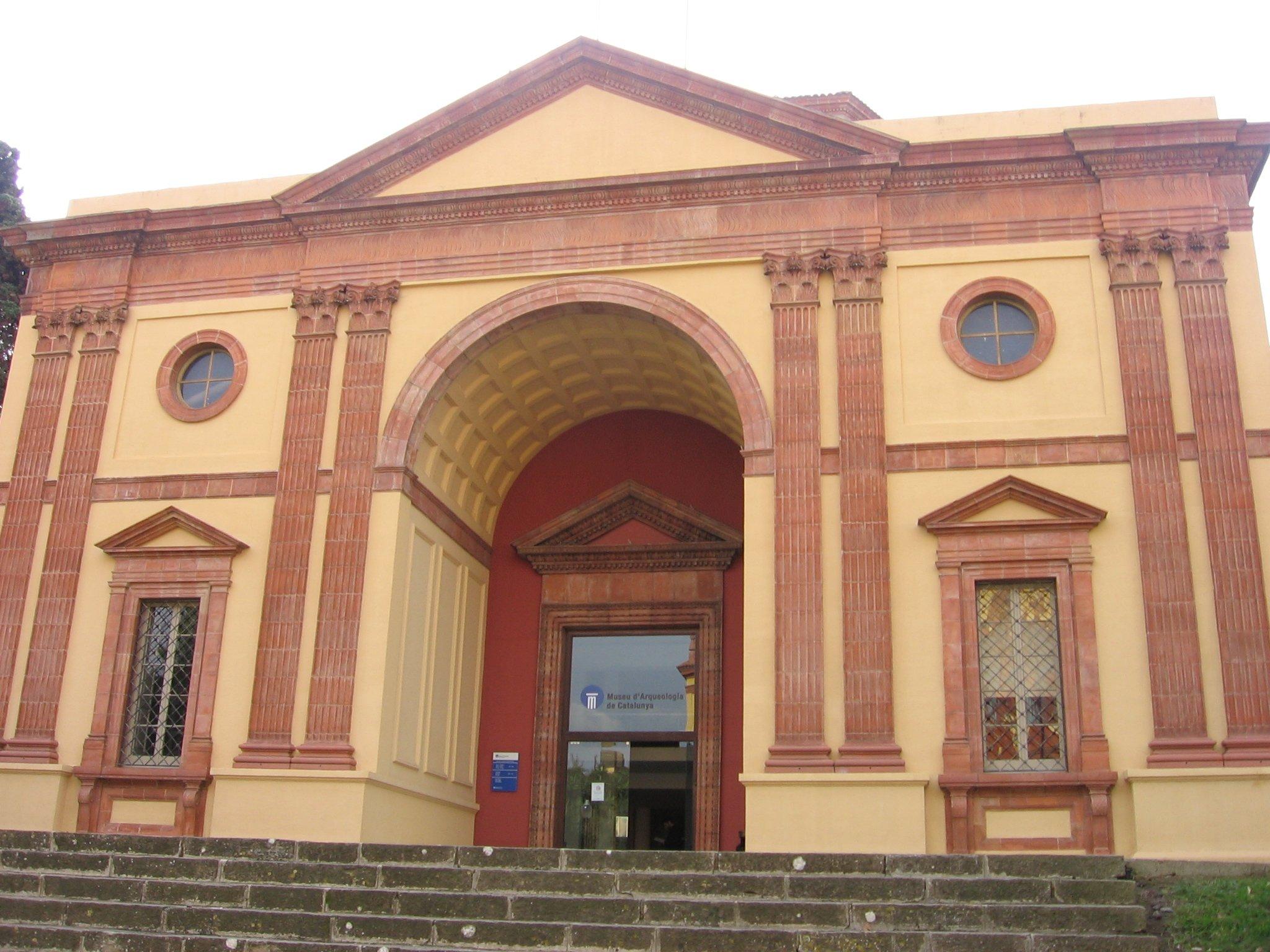
Palau de les Arts Gràfiques.
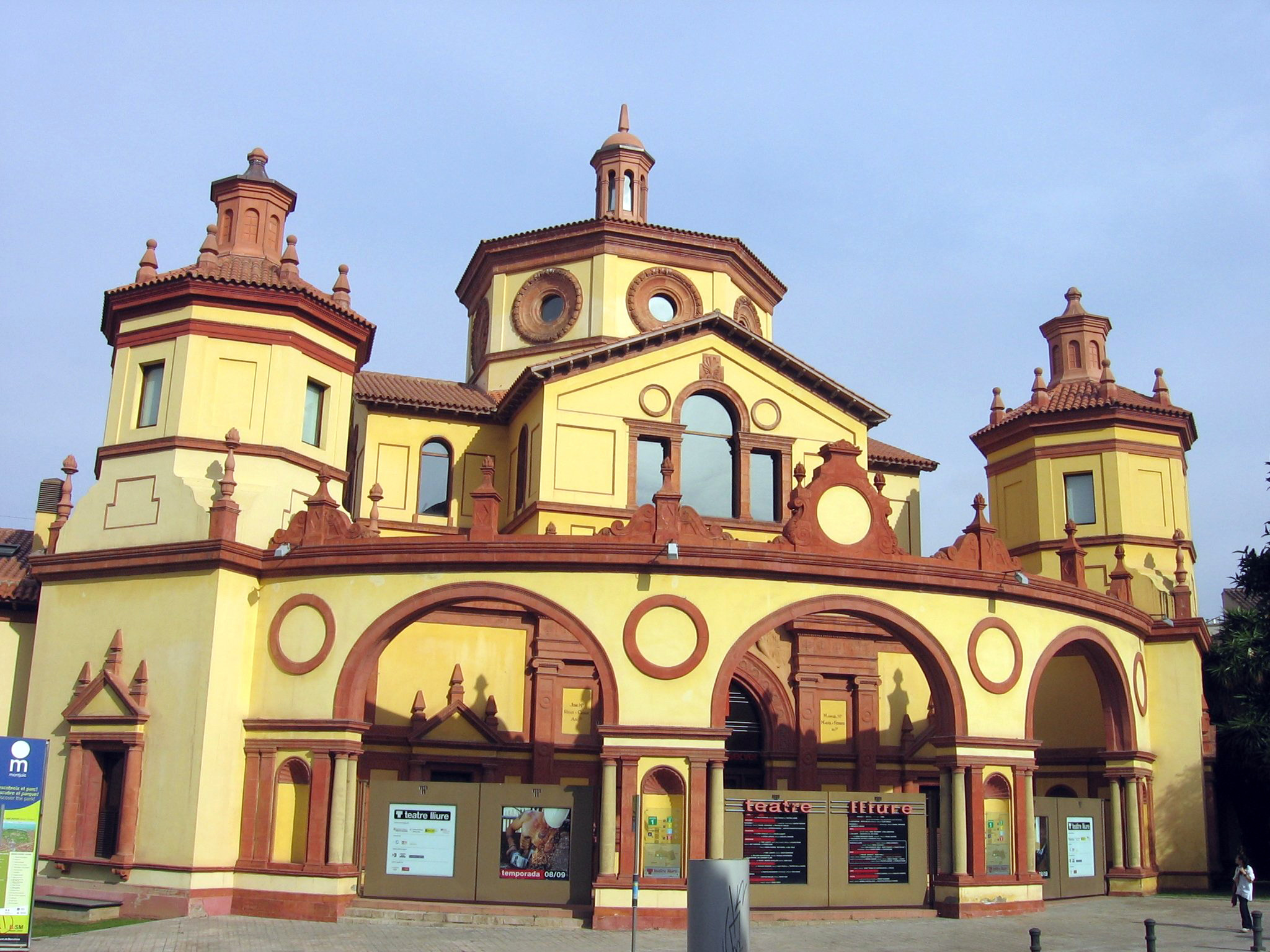
Palau de l'Agricultura.
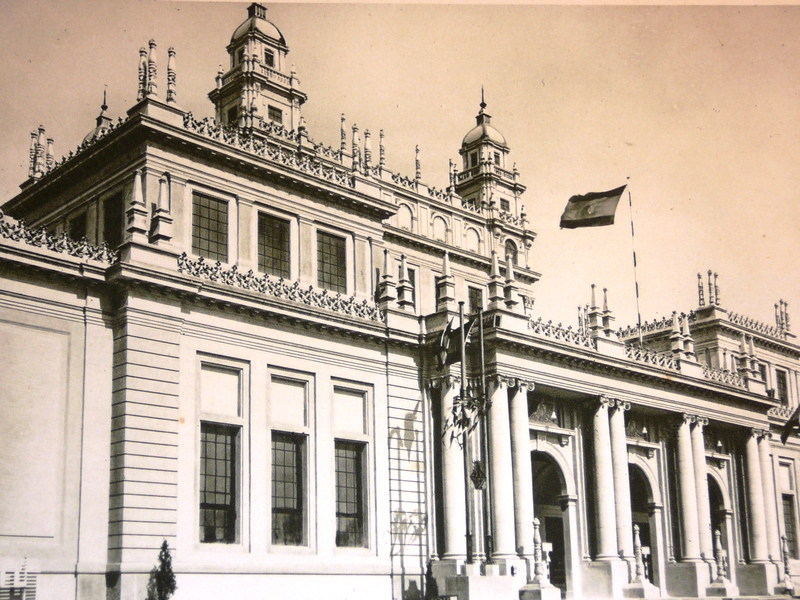
Palau de l'Art Tèxtil.
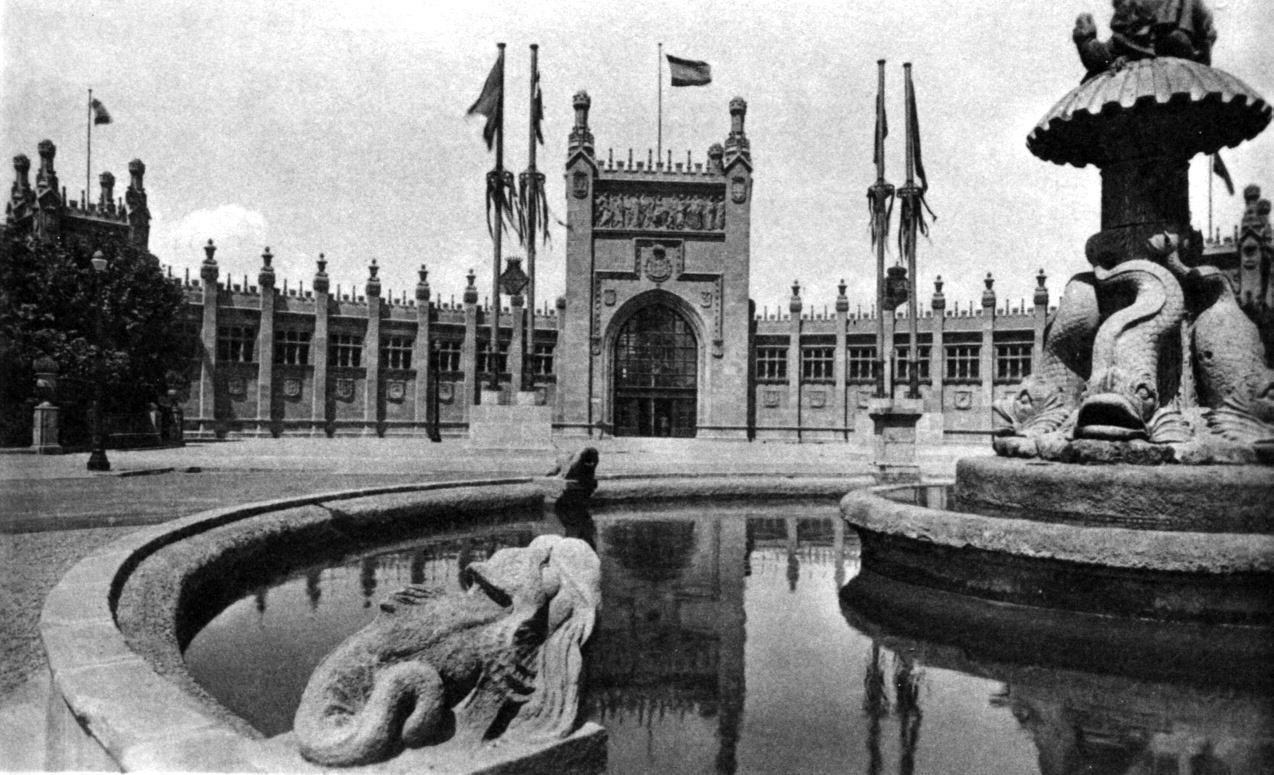
Palau de les Diputacions.
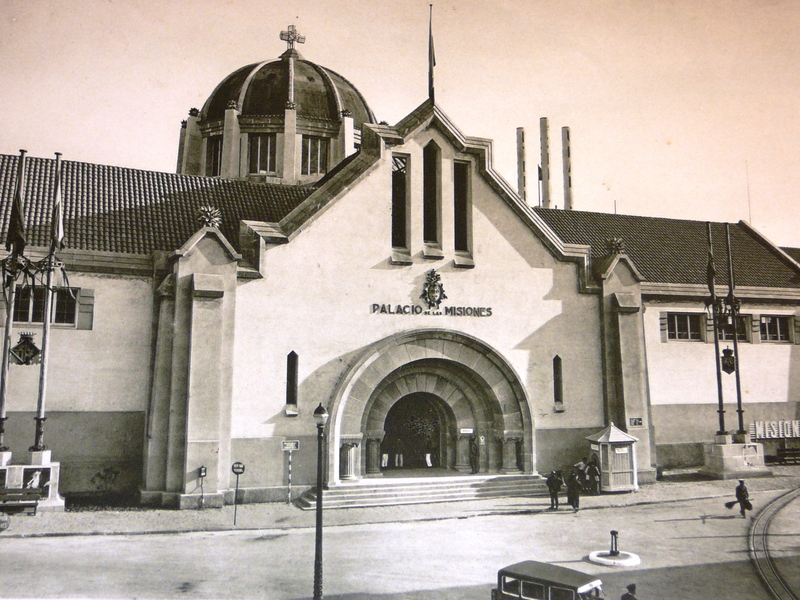
Palau de les Missions.

### Racionalisme

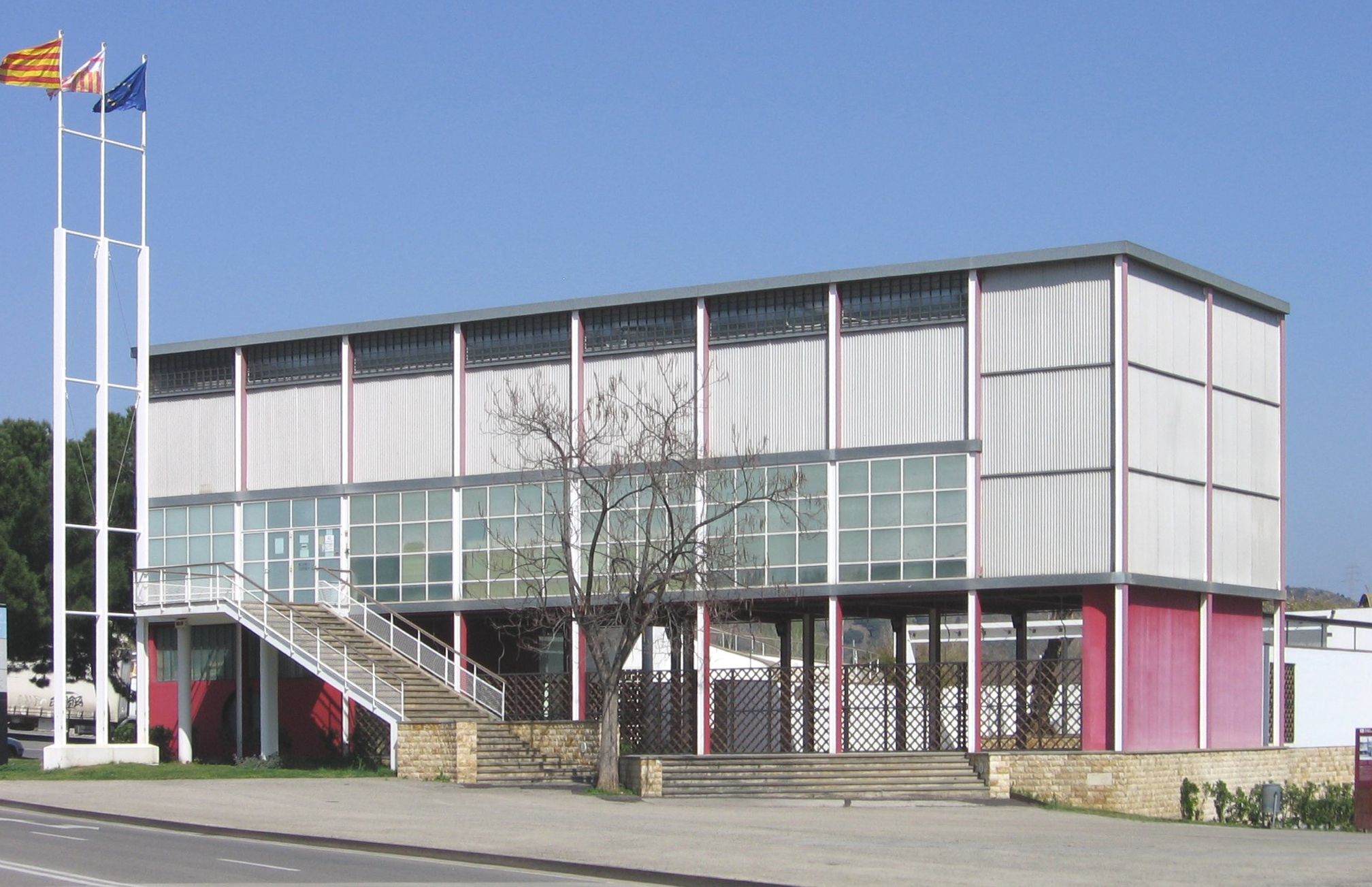
Pavelló de la República per a l'Exposició Internacional de París de 1937, de Josep Lluís Sert i Luis Lacasa; rèplica a Barcelona de 1992, de Miquel Espinet, Antoni Ubach i Juan Miguel Hernández León.

En els anys 1930 va sorgir una forta voluntat d'acostament a les avantguardes arquitectòniques europees, on estava despuntant el racionalisme, un estil practicat al centre d'Europa des d'inicis dels anys 1920 per arquitectes com Le Corbusier, Ludwig Mies van der Rohe, Walter Gropius i J.J.P. Oud. Era un estil que unia funcionalitat i estètica, donant predomini al volum sobre la massa, amb formes basades en el rectangle i les línies horitzontals, sense ocultar l'estructura de l'edifici, amb parets llises i finestres metàl·liques, sense recarregament ornamental. A Catalunya, la influència de l'arquitectura internacional es va expressar en dues línies: un racionalisme més purista inspirat en Le Corbusier, i un eclecticisme que acceptava altres referències, com l'art déco o l'expressionisme alemany, amb un especial referent en la Bauhaus.
El 1930 va sorgir a Barcelona el grup GATCPAC (Grup d'Artistes i Tècnics Catalans per al Progrés de l'Arquitectura Contemporània), amb voluntat renovadora i alliberadora del classicisme noucentista, així com la d'introduir a Espanya els nous corrents internacionals derivats del racionalisme. El GATCPAC defensava la realització de càlculs científics en la construcció, així com la utilització de nous materials, com les plaques de fibrociment, a més de materials més lleugers com el vidre. Va ser fundat per Josep Lluís Sert, Josep Torres i Clavé, Germán Rodríguez Arias, Sixte Illescas, Cristòfol Alzamora, Ricardo de Churruca, Manuel Subiño i Pere Armengou; posteriorment es van incorporar altres arquitectes com Antoni Bonet i Castellana, Jaume Mestres i Fossas, Francesc Fàbregas i Joan Baptista Subirana. Lamentablement, la seva tasca va quedar truncada amb l'esclat de la Guerra Civil.

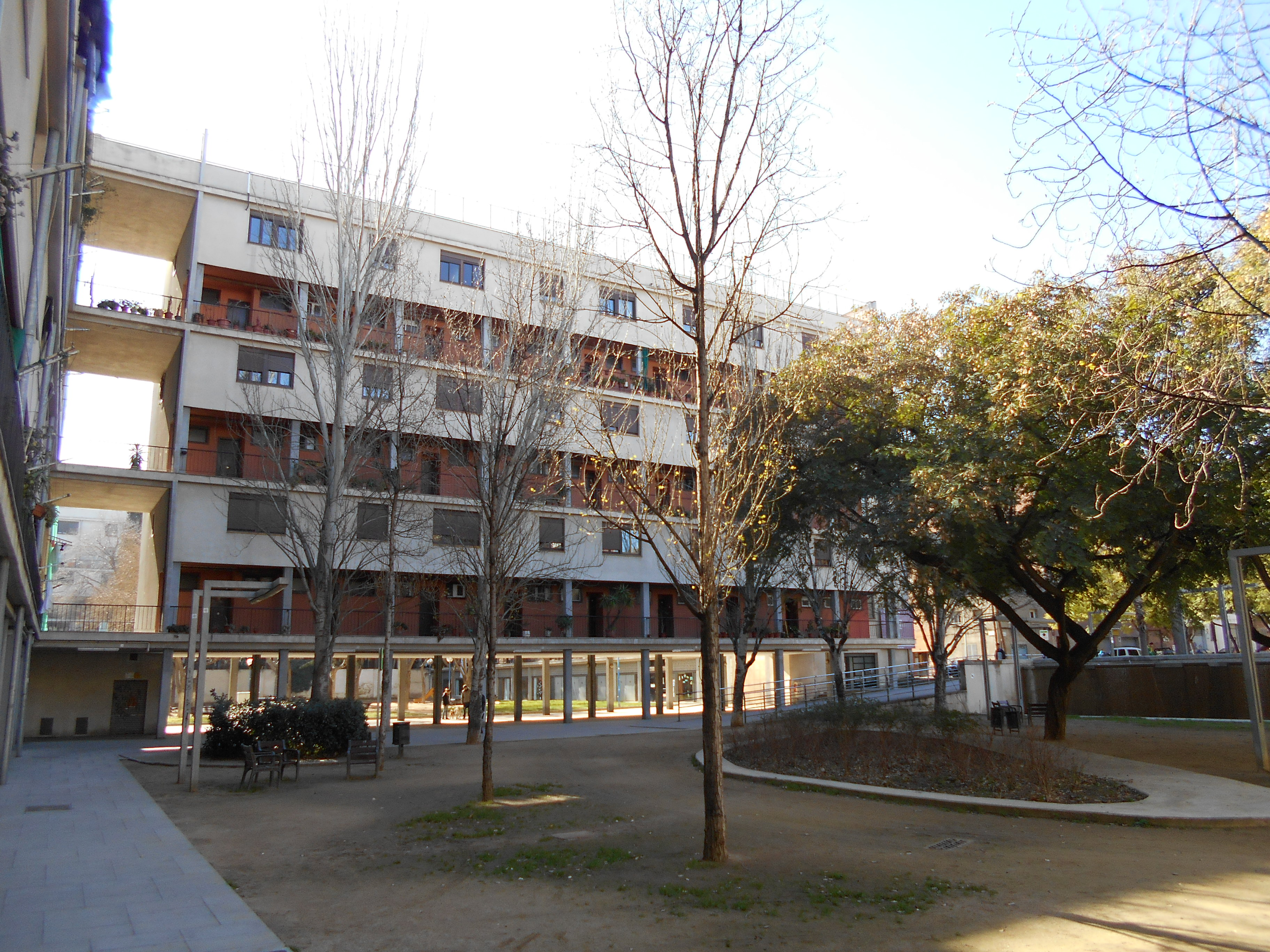
Casa Bloc (1932-1936), de Josep Lluís Sert, Josep Torres i Clavé i Joan Baptista Subirana.

El racionalisme català va tenir unes especials qualitats, com serien l'allunyament del formalisme, una certa tendència expressionista i una clara vinculació política amb la Segona República, com es denota en la creació el 1936 del SAC (Sindicat d'Arquitectes de Catalunya), dirigit per Torres Clavé i Fàbregas, el qual defensava la intervenció en el control de la construcció, la col·lectivització de l'habitatge i l'orientació de l'ensenyament. Torres Clavé va ser director de la revista AC. Documentos de Actividad Contemporánea (1931-1937), basada en revistes avantguardistes com Das Neue Frankfurt, dirigida per Ernst May, o L'Esprit Nouveau, de Le Corbusier i Amédée Ozenfant.

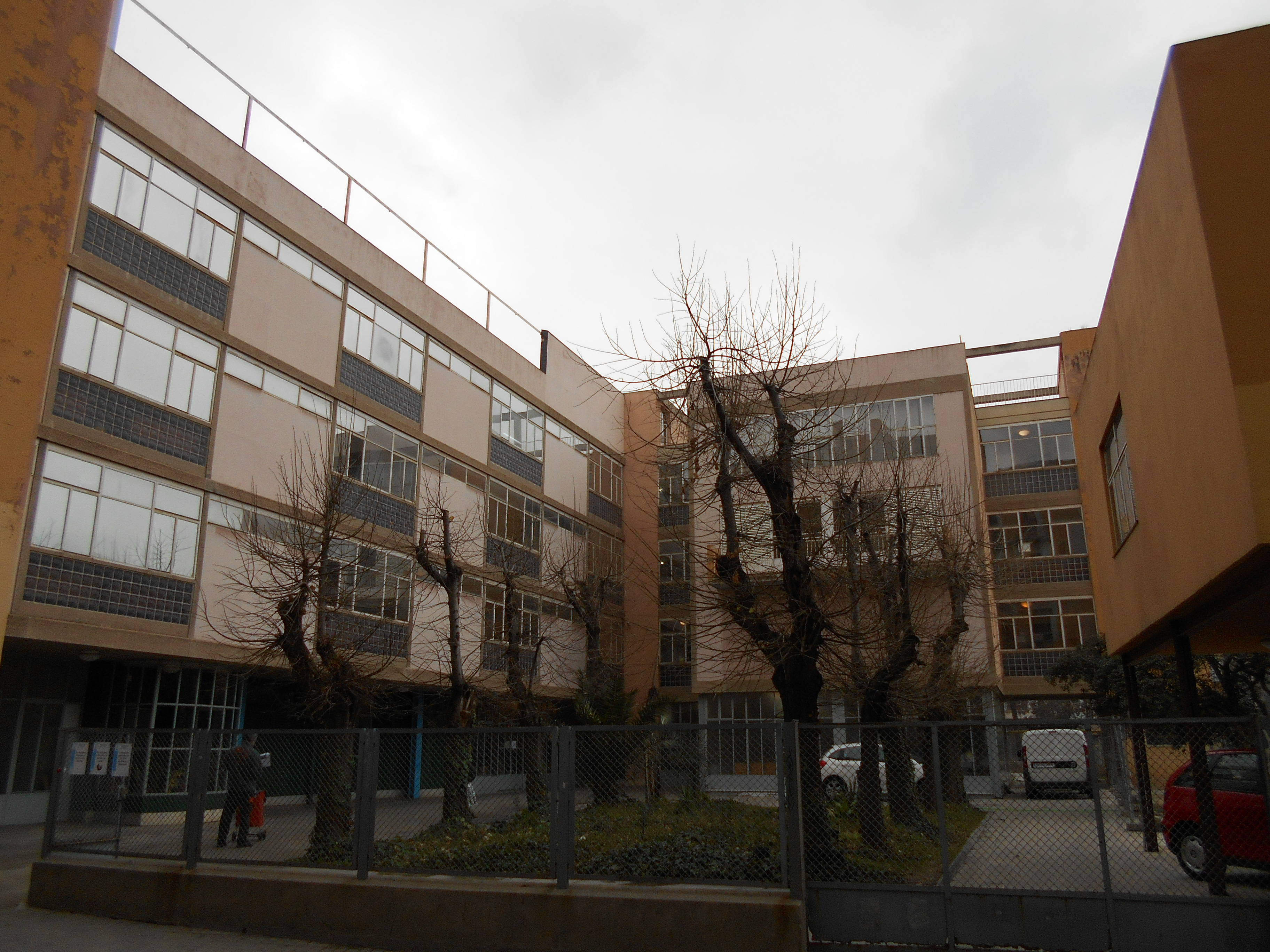
Dispensari Central Antituberculós (1934-1938), de Josep Lluís Sert, Josep Torres i Clavé i Joan Baptista Subirana.

Entre els seus membres va destacar especialment Josep Lluís Sert, un arquitecte de fama internacional que després de la Guerra Civil es va establir als Estats Units. Va ser deixeble de Le Corbusier, amb qui va treballar a París i al qual va convidar a visitar la ciutat comtal el 1928, 1931 i 1932. Les seves dues principals obres a Barcelona en aquests anys van ser la Casa Bloc (1932-1936) i el Dispensari Central Antituberculós (1934-1938), tots dos en col·laboració amb Torres Clavé i Subirana. La primera es basa en el projecte d'habitatges à redent de Le Corbusier (1922), i és un conjunt d'habitatges en forma de S, de blocs llargs i estrets amb estructura metàl·lica de dues crugies, amb accessos als habitatges a través de corredors coberts; el Dispensari presenta dos cossos paral·lels disposats en forma de L, amb un jardí central que serveix d'accés. Sert va ser l'autor amb Luis Lacasa del Pavelló de la República per a l'Exposició Internacional de París de 1937, on es va exhibir per primer cop el Guernica de Picasso, el qual va ser reconstruït a Barcelona el 1992 per Miquel Espinet, Antoni Ubach i Juan Miguel Hernández León.

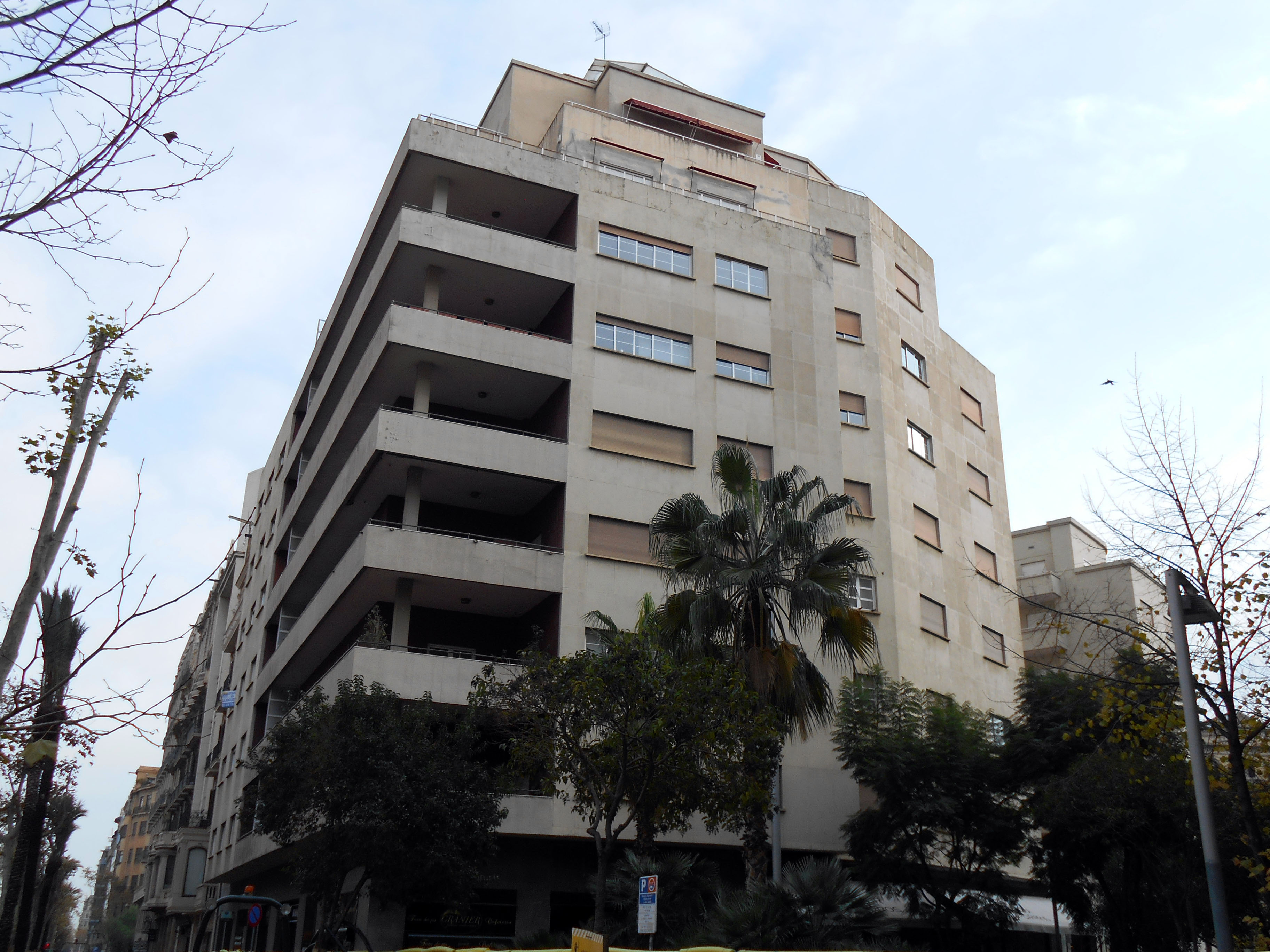
Bloc Diagonal (1935-1940), de Ricardo de Churruca i Germán Rodríguez Arias.

A més de Sert convé destacar: Sixte Illescas (casa Vilaró, 1931; edifici d'habitatges del carrer de Pàdua 96, 1934-1935; casa Illescas, 1934-1935; casa Masana, 1935-1940); Germán Rodríguez Arias (edifici Astoria, 1933-1934; bloc Diagonal, 1935-1940, amb Churruca; edifici de Via Augusta 61, 1937); Ricardo de Churruca (casa Barangé, 1931-1935; casa Conill, 1935, magatzems Sepu, 1935-1936); Pere Benavent de Barberà (edifici d'habitatges del carrer de Balmes 220, 1931-1932; edifici de l'avinguda Gaudí 56, 1933; casa Jacinto Esteva, 1935-1940); Jaume Mestres i Fossas (casa Viladot, 1930-1933; casa Sans, 1933-1936); Joaquim Lloret i Homs (clínica Barraquer, 1934-1940); Luis Gutiérrez Soto (edifici Fàbregas o Gratacel Urquinaona, 1936-1944); Josep Soteras (edifici del carrer de Balmes 371 cantonada ronda General Mitre, 1935-1941; edifici de la Ronda de Sant Pere 22 cantonada carrer Trafalgar, 1936); i Josep Maria Sagnier i Vidal (edifici del carrer de Balmes 392-396, 1935-1942).
En l'àmbit urbà cal esmentar el Pla Macià (1932-1935), elaborat per Sert i Le Corbusier, un projecte que preveia una distribució funcional de la ciutat amb un nou ordre geomètric, a través de grans eixos vertebradors com la Gran Via, la Meridiana i el Paral·lel, i amb una nova façana marítima definida per gratacels cartesians, a més de la millora d'equipaments i serveis, el foment de l'habitatge públic i la creació d'un gran parc i centre d'oci al costat del delta del Llobregat, l'anomenada Ciutat de Repòs i Vacances. L'inici de la Guerra Civil va truncar el projecte. També cal esmentar que el 1931 es va crear el Col·legi d'Arquitectes de Catalunya, Aragó, Balears i Logroño, delimitat el 1933 a Catalunya i Balears i el 1978 només a Catalunya; aquesta entitat edita des del 1944 la revista Cuadernos de Arquitectura —des del 1981 editada en català com a Quaderns d'Arquitectura i Urbanisme.

### Postguerra

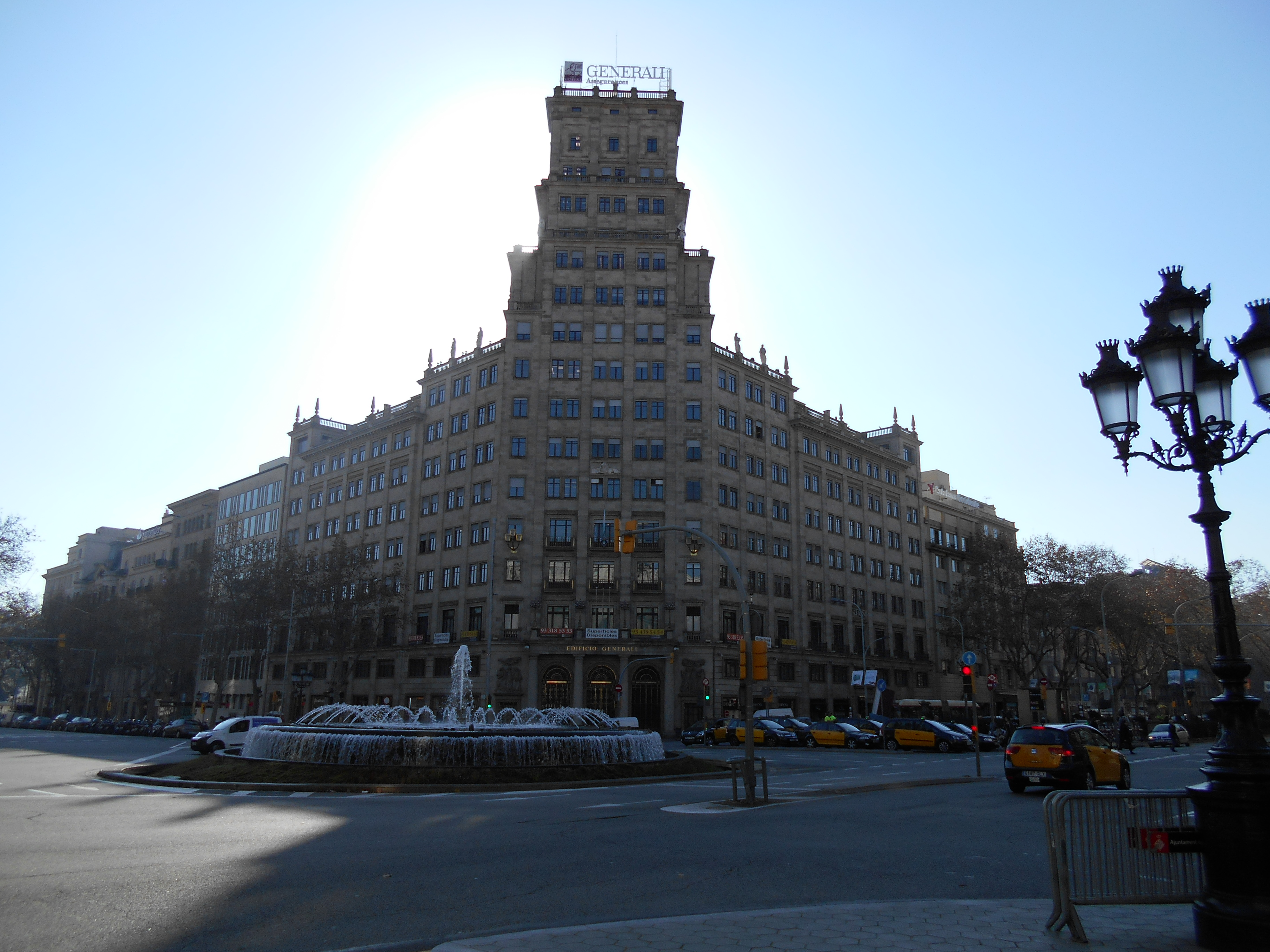
Banc Vitalici d'Espanya (1942-1950), de Lluís Bonet i Garí.

L'inici de la dictadura franquista va provocar una ruptura en la integració avantguardista de l'arquitectura catalana, ja que el nou règim va apostar per un estil més academicista. L'absència d'un programa conceptual va portar a supeditar l'obra a la perícia de l'autor, si bé el discurs ideològic imperant va fomentar el monumentalisme i el caràcter àulic de les realitzacions del moment. En els primers anys de postguerra va ressorgir l'estil noucentista, amb un marcat component acadèmic, en un estil neoclàssic influït per l'eclecticisme americà i el neorenaixentisme mediterrani.
Davant els intents fallits de formulació d'una nova arquitectura del règim, només visibles inicialment per la influència passatgera de l'arquitectura italiana i alemanya de tendència historicista i regionalista, i a causa de la falta a Catalunya d'encàrrecs oficials de les noves autoritats, les construccions en la ciutat comtal van entroncar amb el noucentisme monumentalista dels anys 1920, amb pervivència fins i tot d'un cert racionalisme atenuat.

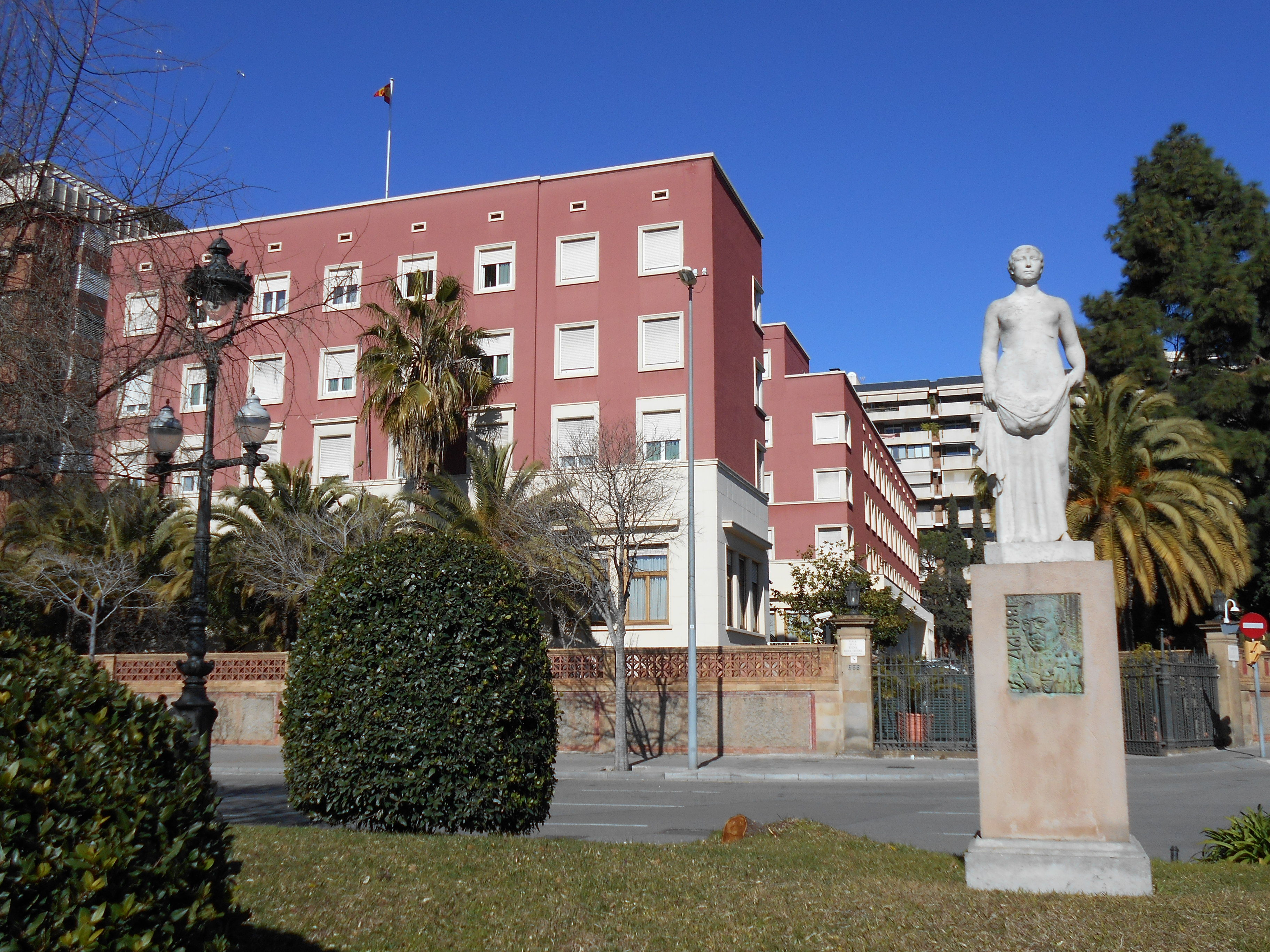
Residència d'Oficials (1939-1940), de Manuel de Solà-Morales i de Rosselló.

Entre els arquitectes i obres d'aquests anys es poden esmentar: Raimon Duran i Reynals (església de Santa Maria de Sants, 1940-1965; seu de Fabra & Coats, 1941-1944; habitatges Clip, 1949-1952; palau Julio Muñoz, 1949 -1952); Eusebi Bona (Banc Espanyol de Crèdit a la plaça Catalunya, 1940-1950; edifici comercial Pirelli, 1948); Francesc Nebot (edifici d'habitatges del carrer de Balmes 368 cantonada ronda General Mitre, 1946); Adolf Florensa (edifici de la plaça Vila de Madrid, 1946); Lluís Bonet i Garí (Banc Vitalici d'Espanya, 1942-1950; Institut Nacional de Previsió, 1947); Francesc Mitjans (edificis d'habitatges del carrer de Balmes 182, 1941-1948, del carrer d'Amigó 76, 1941-1944, i de la ronda del General Mitre 140, 1947-1949); Manuel de Solà-Morales i de Rosselló (Residència d'Oficials, 1939-1940); Francisco Juan Barba Corsini (habitatges del passeig de la Bonanova 105-107, 1946); Joaquim Lloret i Homs (habitatges El Rancho Grande, 1944); Pere Benavent de Barberà (habitatges del carrer de la Reina Victòria 26 i ronda del General Mitre 55, 1946-1950); i Josep Soteras (Fàbrica Olivetti, 1940-1953; Edifici Industrial, 1947; font monumental del passeig de Gràcia, 1952).

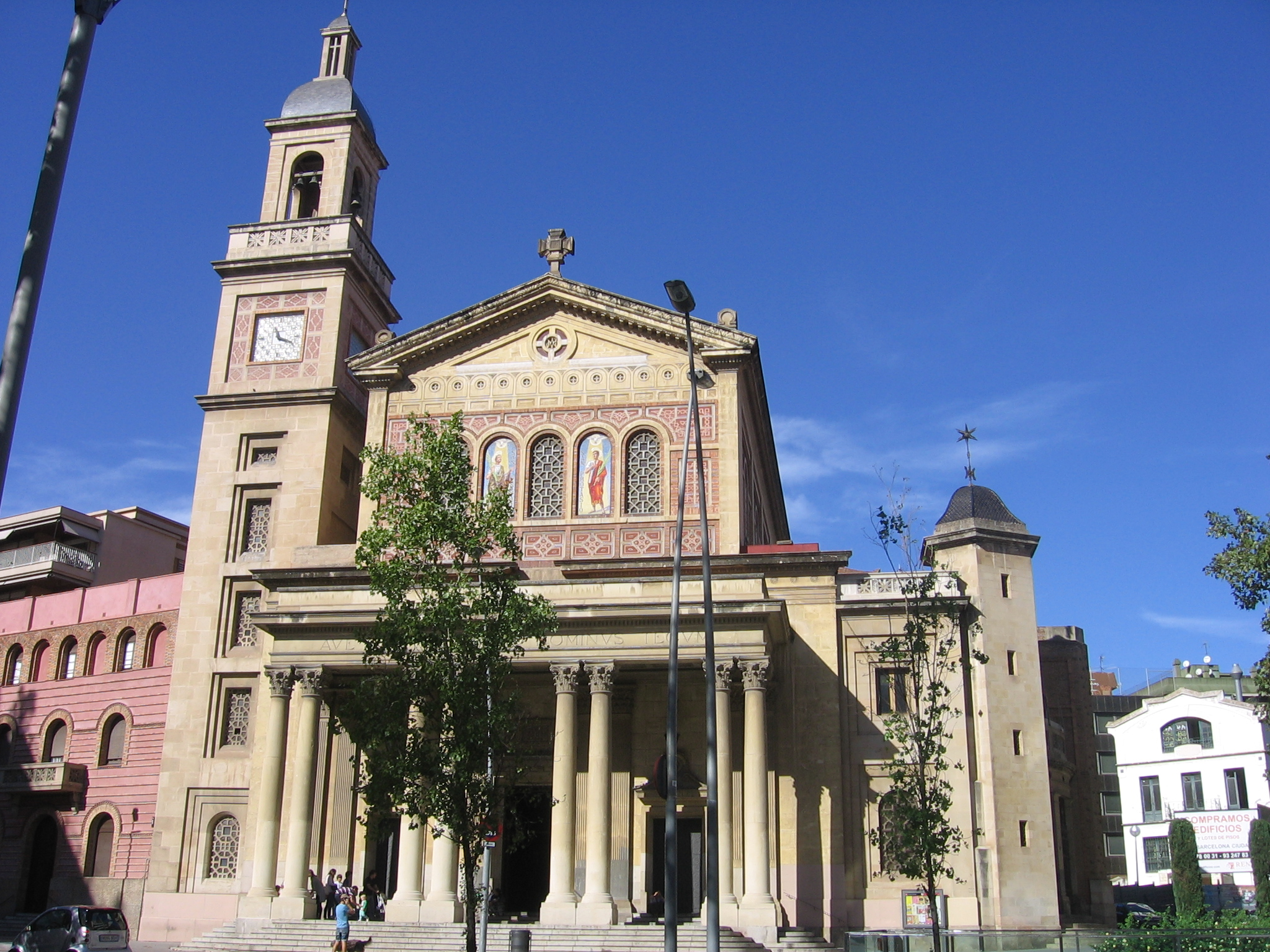
Església dels Sants Gervasi i Protasi i Mare de Déu de la Bonanova (1940-1950), de Josep Danés i Torras.

En aquesta època es van restaurar nombroses esglésies destruïdes o danyades en el transcurs de la guerra, alhora que es creaven altres noves, la majoria en un estil renaixentista florentí continuador de la línia iniciada per Rubió i Tudurí: església dels Sants Gervasi i Protasi i Mare de Déu de la Bonanova (1940-1950), de Josep Danés i Torras; església del convent dels Caputxins de Sarrià (1940-1944), de Pere Benavent de Barberà; església de la Mare de Déu dels Àngels (1942-1957), de Josep Danés i Torras; església del Perpetu Socors (1950), de Joaquim Porqueres i Bañeres; església de Sant Miquel dels Sants (1950-1963), d'Antoni Fisas.
Els anys de la dictadura es van caracteritzar pel desenvolupisme urbà, que va consistir en la construcció desenfrenada d'habitatges barats, en gran part de protecció oficial, per absorbir la immigració procedent, sobretot, de comunitats espanyoles com Andalusia, Múrcia, Extremadura o Galícia. L'afluència massiva d'immigració va comportar un augment del barraquisme, principalment a Montjuïc, el Somorrostro, el Poblenou i El Carmel, llocs on a finals dels anys 1960 es comptabilitzaven unes 10 000 barraques. Encara que es va fomentar l'habitatge protegit, això no va frenar l'especulació. La construcció d'habitatges es va dur a terme, en molts casos, sense una planificació urbanística prèvia, i utilitzant materials barats que, amb els anys, provocarien problemes diversos com l'aluminosi. La febre constructora va provocar un notable increment demogràfic i la creació de nous barris, com El Carmel, Nou Barris, Guinardó, La Vall d'Hebron, la Sagrera, el Clot o el Poblenou.
La guerra va suposar una aturada en els projectes paisatgístics de la ciutat, i en la postguerra les actuacions es van centrar més en el manteniment i restauració de les àrees existents que no en la creació de noves zones verdes. El 1940 es va posar al capdavant de Parcs i Jardins Lluís Riudor i Carol, iniciador del paisatgisme a Catalunya. Actuacions seves van ser el jardí d'Àustria —ubicat al recinte del parc Güell—, el parc de Monterols, el de Cervantes, i diverses intervencions a la muntanya de Montjuïc encaminades a suprimir el barraquisme, projecte que va continuar el seu successor, Joaquim Casamor, amb la creació de diversos jardins de tipus temàtic, com els jardins Mossèn Costa i Llobera, especialitzats en cactàcies i suculentes, i els jardins de Mossèn Cinto Verdaguer, dedicats a les plantes aquàtiques, bulboses i rizomatoses. Obra seva van ser també a Montjuïc els jardins del Mirador de l'Alcalde i els jardins de Joan Maragall, situats al voltant del Palauet Albéniz; i, a la resta de Barcelona, el parc del Putget, el de la Guineueta i el de Vil·la Amèlia.

### Grup R

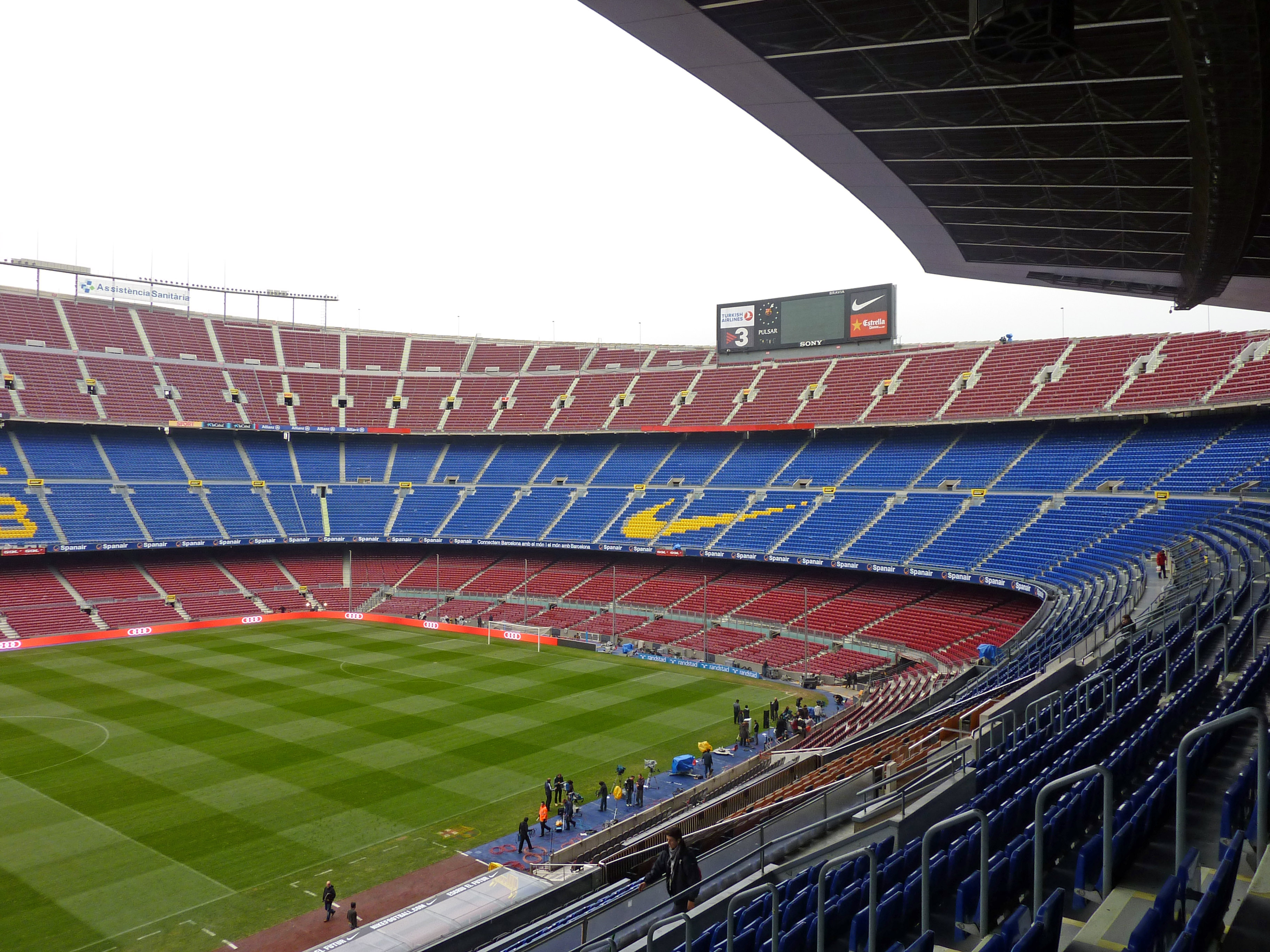
Camp Nou (1954-1957), de Llorenç García-Barbón, Francesc Mitjans i Josep Soteras.

En els anys 1950 va haver-hi una renovació del panorama arquitectònic gràcies al Grup R (1951-1961), un conjunt d'arquitectes que van connectar l'experiència del racionalisme i el GATCPAC amb els nous corrents internacionals, com el Neoliberty, el contextualisme i l'organicisme, amb influència d'arquitectes com Alvar Aalto, Oscar Niemeyer, Bruno Zevi i Gio Ponti. Es consideraven a si mateixos postfuncionalistes, partint del funcionalisme racionalista però superat basant-se en criteris humanistes. L'arquitectura del Grup R es va anar desmarcant cada cop més de l'estil propi del règim, adquirint un matís reivindicatiu, en què l'aposta per la modernitat es considerava una oposició al règim.
Entre els seus membres inicials es trobaven José Antonio Coderch, Antoni de Moragas, Josep Maria Sostres, Manuel Valls, Joaquim Gili, Oriol Bohigas, Josep Martorell i Josep Pratmarsó; el 1953 es van donar de baixa Coderch i Valls, alhora que van ingressar Manuel Ribas i Piera, Josep Anton Balcells, Francesc Bassó i Guillermo Giráldez; el 1958 van ingressar Pau Monguió i Francesc Vayreda. Aquests arquitectes van prendre una nova conscienciació a causa de la conferència d'Alberto Sartoris a l'Ateneu Barcelonès el 1949, on demanava la recerca d'una nova arquitectura nacional, la qual va ser secundada per Oriol Bohigas en el seu article Possibilitats d'una arquitectura barcelonesa. No obstant això, amb el temps la diversitat de tendències d'aquests autors, que es movien entre el neopopularisme, el neoracionalisme miesià, l'informalisme i el neofuncionalisme, va portar a la dissolució del grup.

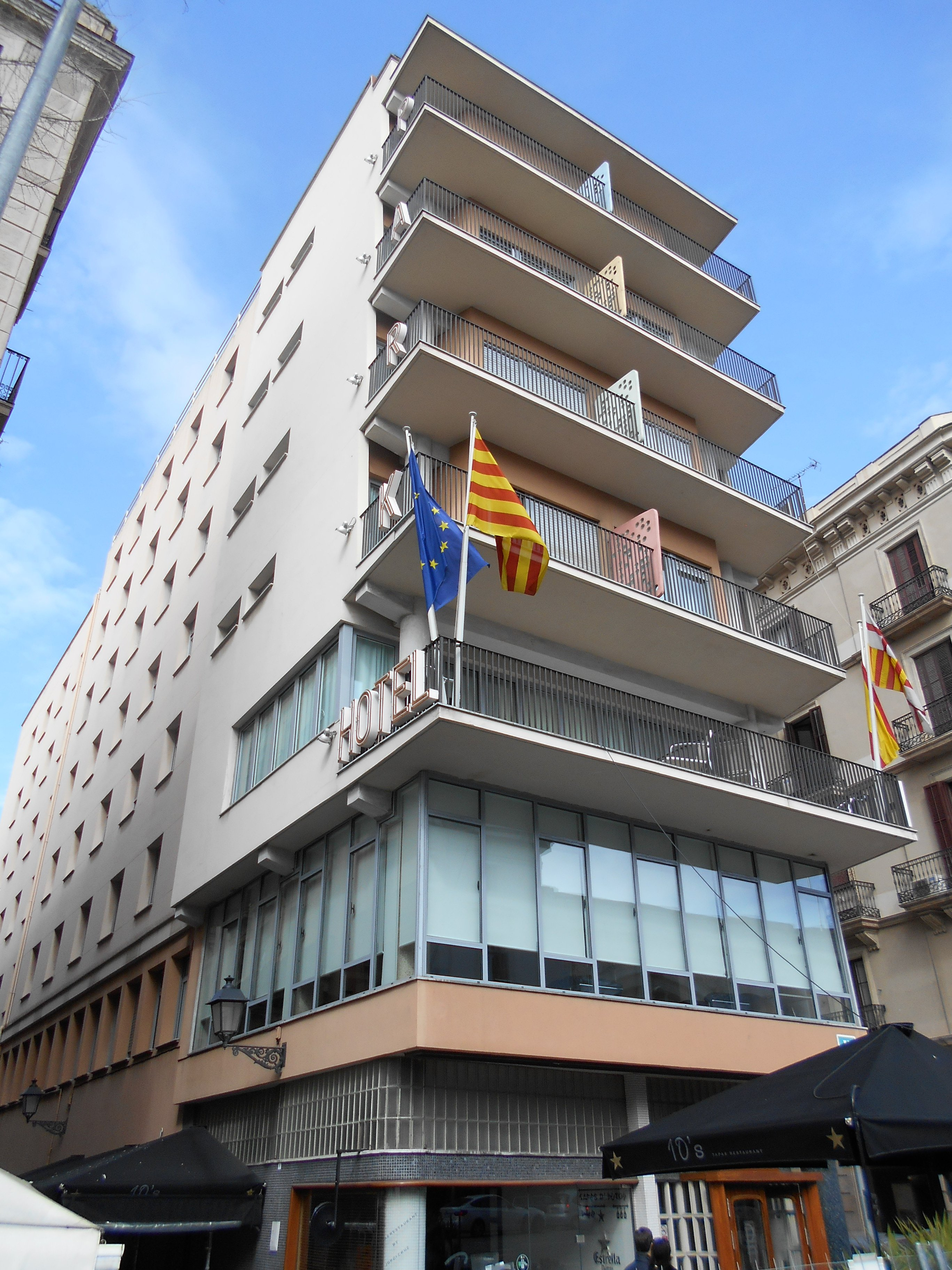
Park Hotel (1950-1954), d'Antoni de Moragas.

En aquesta generació va destacar José Antonio Coderch, un dels arquitectes espanyols de l'època amb més prestigi internacional. Influït per Aalto, les seves obres mostren un alt grau de simplicitat i depuració volumètrica, alhora que les formes curvilínies i articulades denoten un cert component expressionista. Va ser un defensor de l'arquitectura tradicional catalana, i va mostrar una gran preocupació per l'interiorisme i l'adaptació a l'entorn. Va treballar associat amb Manuel Valls des de 1942; el 1960 va ingressar en el grup internacional Team 10. Entre les seves obres es troben: la Cooperativa Obrera La Maquinista (1951-1953), la casa de la Marina (1952-1954), l'edifici d'habitatges del carrer de Johann Sebastian Bach 7 (1957-1961) i la casa Tàpies (1960-1963).
Josep Maria Sostres va ser deixeble de Sixte Illescas, i va rebre posteriorment la influència de Giuseppe Terragni, alhora que es declarava admirador de Gaudí, al qual al·ludia per remarcar la superació del funcionalisme racionalista. Va ser autor de la casa Moratiel (1956-1957), la casa Iranzo (1957), i les oficines d'El Noticiero Universal (1963-1965).
Antoni de Moragas es va mostrar partidari del disseny industrial enfront del treball artesanal; va treballar associat a Francesc de Riba i Salas: Park Hotel (1950-1954), cinema Fémina (1950-1952), edifici d'habitatges de l'avinguda Vallcarca 125 (1953), casa dels Toros (1960-1962).
D'altra banda, els principals exponents aquests anys d'un racionalisme d'arrels miesianes i bauhausianes van ser Francesc Mitjans i Francisco Juan Barba Corsini. El primer va ser autor de l'edifici La Colmena (1950-1952), el conjunt Vallmajor d'habitatges i Clínica Soler Roig (1950-1954), l'edifici d'oficines CYT (1953-1959), l'edifici Tokyo (1954-1957), l'Hotel Barcelona (1955-1962), l'edifici Seida (1955-1967, amb Josep Soteras) i l'edifici d'oficines Harry Walker (1959). Barba Corsini va construir l'edifici Mitre (1959-1964) i els apartaments de les golfes de la Casa Milà (1955), a l'estil dels study houses de Los Angeles.

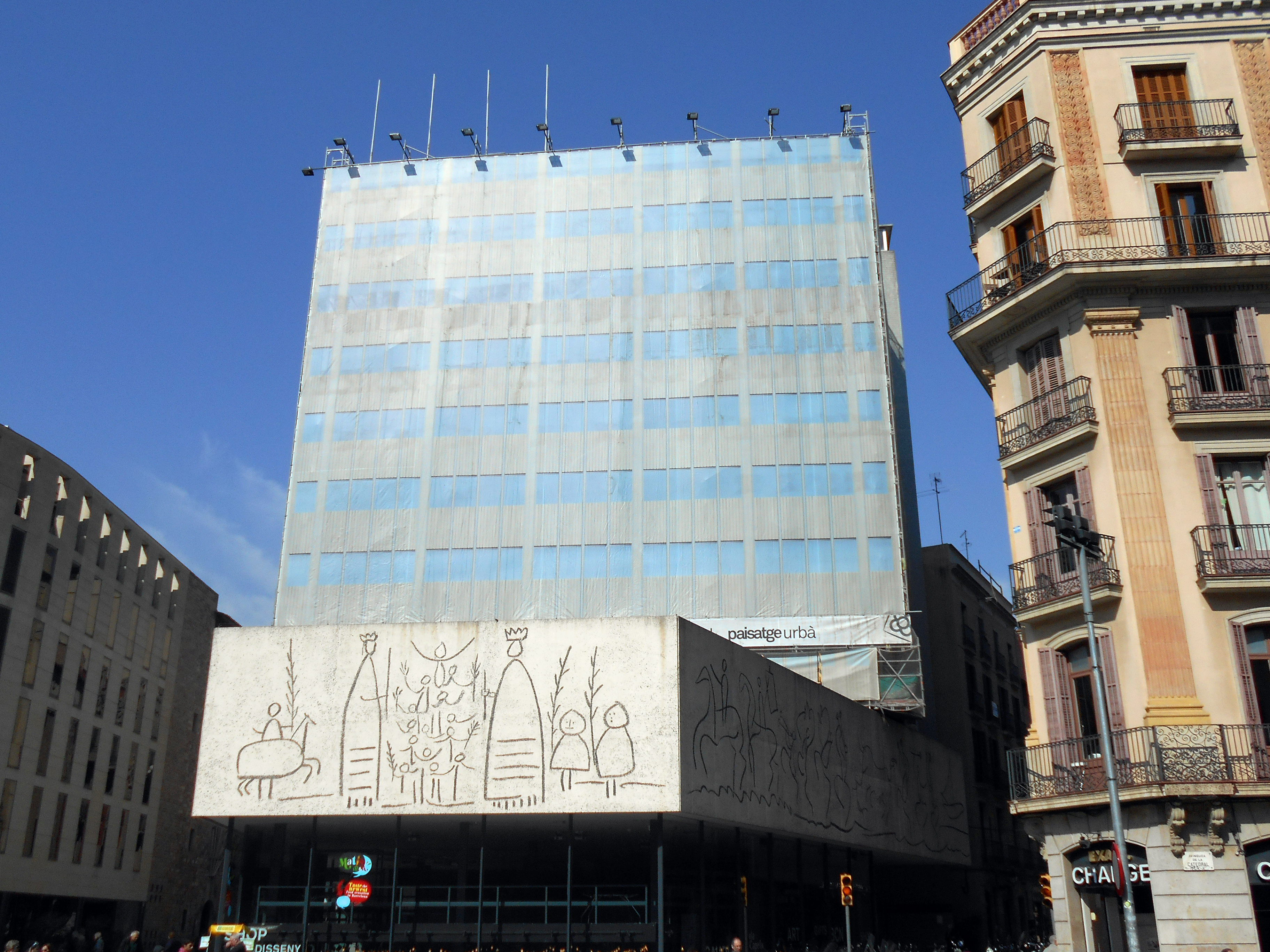
Col·legi d'Arquitectes de Catalunya (1958-1962), de Xavier Busquets.

Un dels membres més joves però que va despuntar ràpidament va ser Oriol Bohigas, arquitecte, crític, professor i polític, defensor d'una arquitectura pragmàtica i funcional basada en l'eficàcia i la rendibilitat, amb respecte a l'arquitectura tradicional i un especial valor atorgat als materials, com es denota en la seva defensa acèrrima del maó. Va treballar en associació amb Josep Martorell des de 1951; obres seves són: el grup d'habitatges Escorial (1952-1955), l'edifici d'habitatges del carrer de Roger de Flor 215 (1954-1958), l'edifici del carrer Pallars 301-319 (1955-1960), la seu de la Mútua Metal·lúrgica d'Assegurances (1955-1959) i el grup d'habitatges Milans del Bosch (1962-1964).

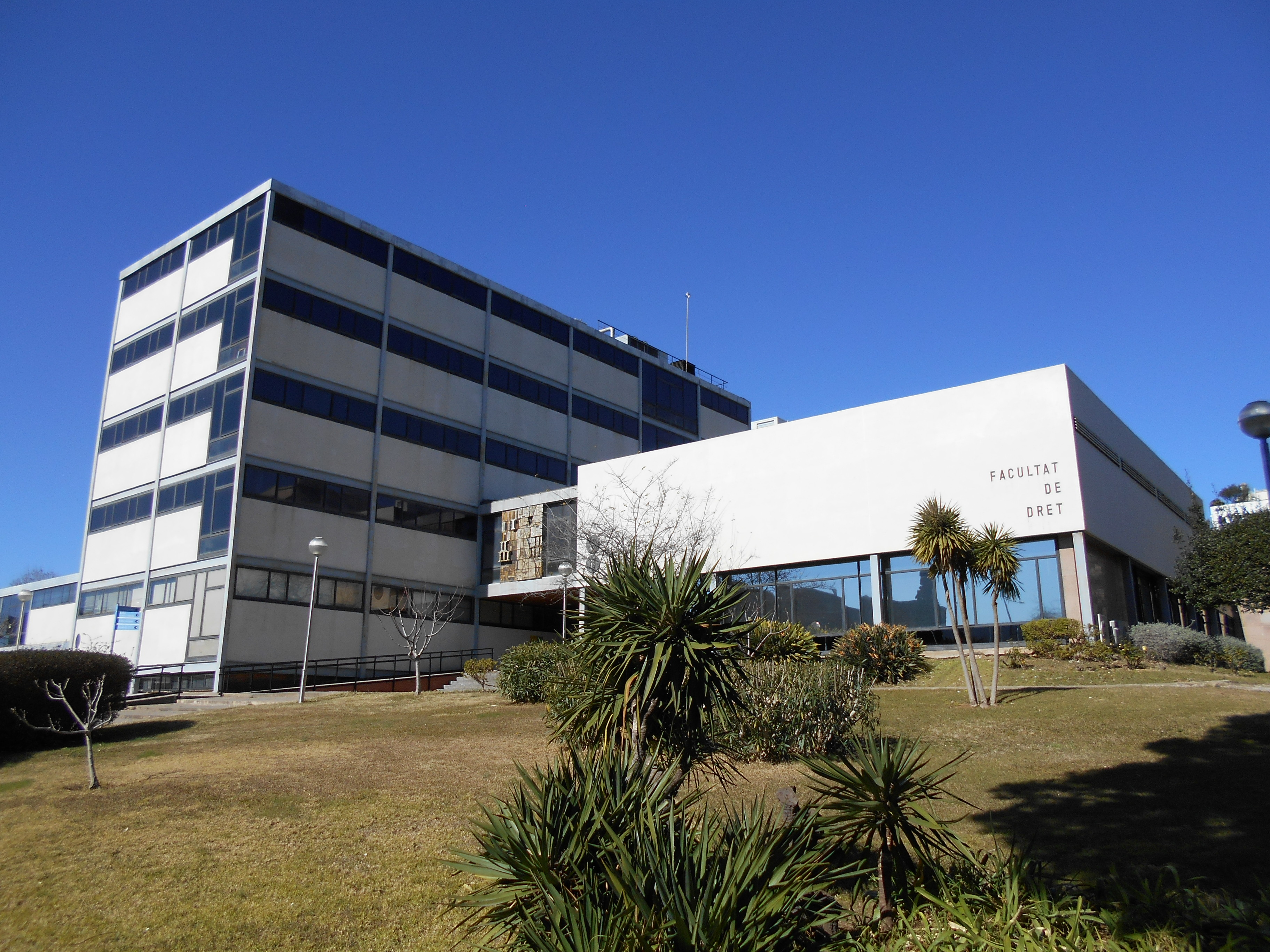
Facultat de Dret (1958-1959), de Guillermo Giráldez, Pedro López Íñigo i Xavier Subias.

En aquests anys van sorgir una sèrie d'obres singulars que mereixen ressenyar-se especialment: el Palau Municipal d'Esports (1953-1955), de Llorenç García-Barbón i Josep Soteras, d'estètica brutalista, presenta un volum atunelat amb una sèrie de crugies d'arcs parabòlics, amb dues grans pantalles rectangulars a manera de brise-soleil en els testers; el Camp Nou (1954-1957), de Llorenç García-Barbón, Francesc Mitjans i Josep Soteras, un estadi amb una estructura de formigó armat amb capacitat per 90 000 espectadors, amb tres graderies superposades disposades amb un traçat de quatre corbes rebaixades per facilitar la proximitat de l'espectador al terreny de joc, el qual se situa sota el nivell del carrer per procurar un millor accés als nivells superiors; l'editorial Gustavo Gili (1954-1961), de Joaquim Gili i Francesc Bassó, situada en un interior d'illa de l'Eixample, presenta una façana de vidre coberta per brise-soleil, amb una estructura diàfana plena de llum natural gràcies a uns patis laterals; el conjunt de la SEAT (1954-1960), de Manuel Barbero, César Ortiz Echagüe, Rafael Echaide Itarte i Rafael de la Joya, un conjunt de menjadors, magatzems, laboratoris i oficines amb perfils d'alumini; la seu del Col·legi d'Arquitectes de Catalunya (1958-1962), de Xavier Busquets, una torre de vuit plantes amb estructura metàl·lica en mur cortina i cos baix de forma trapezoïdal, decorat amb esgrafiats de Picasso; i la Facultat de Dret (1958-1959), de Guillermo Giráldez, Pedro López Íñigo i Xavier Subias, amb una retícula estructural de cossos rectangulars i patis interiors, amb tancaments de panys envidrats i parets prefabricades de gres blanc, d'influència neoplasticista.

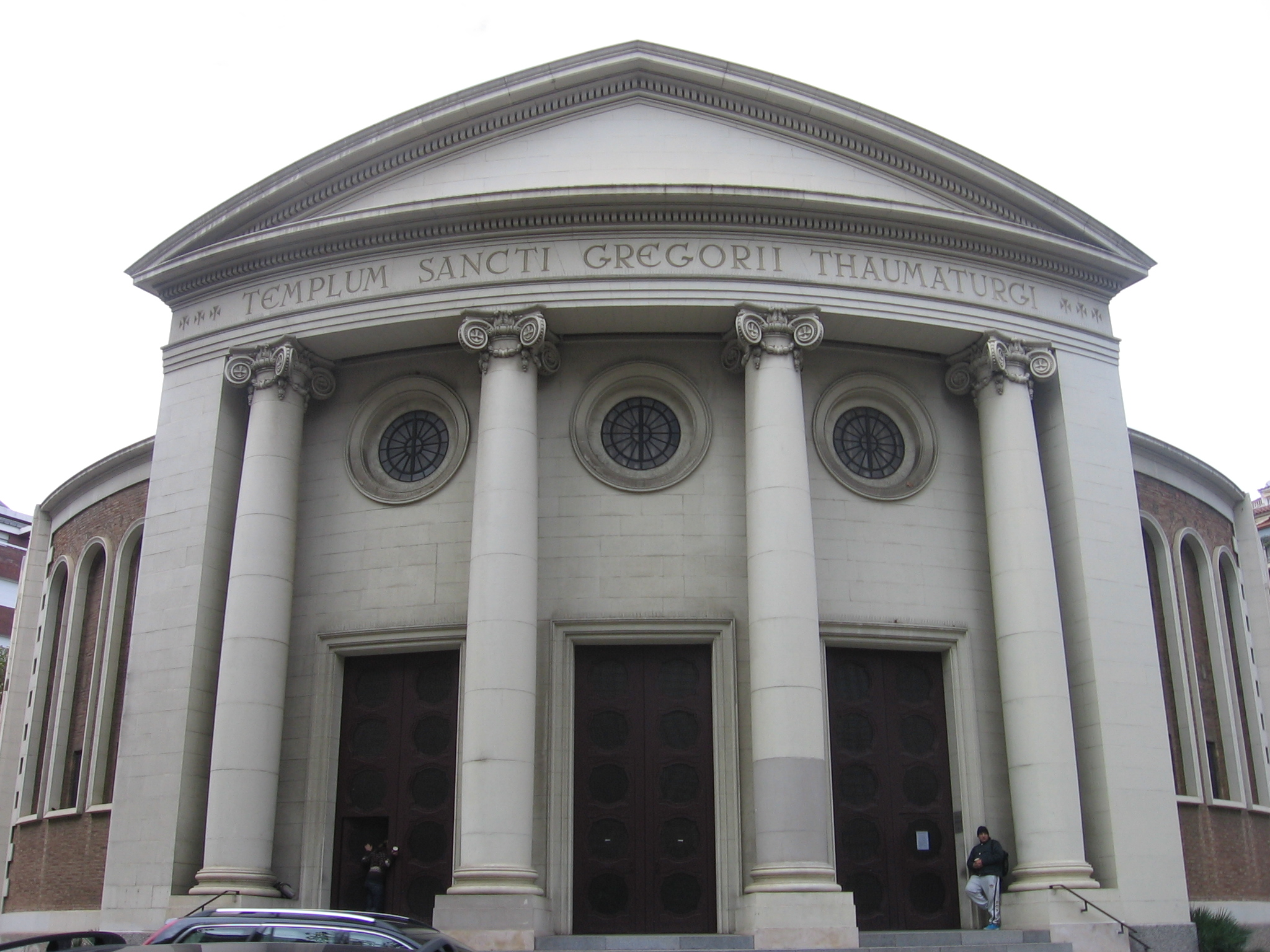
Església de Sant Gregori Taumaturg (1954-1963), de Bartomeu Llongueras.

En els anys 1950 l'arquitectura religiosa es va obrir als nous llenguatges arquitectònics d'avantguarda, sempre respectant la seva particular idiosincràsia com edificis destinats a la fe. Exemples d'això serien l'església de les Llars Mundet (1954-1957), de Manuel Baldrich, que denota la influència d'Alvar Aalto, amb decoració dels escultors Josep Maria Subirachs i Eudald Serra; l'església de Sant Gregori Taumaturg (1954-1963), de Bartomeu Llongueras, de planta circular i façana classicista; i l'església de Santa Cecília (1957), de Jordi Vidal de Llobatera, que va sorprendre per la seva nau interior de forma acampanada i lleugerament inclinada.
Pel que fa a l'urbanisme, el 1953 va sorgir el Pla Comarcal, un intent d'integrar la ciutat amb els municipis limítrofs en vies de satisfer la forta demanda d'habitatge en els anys d'arribada massiva d'immigració, alhora que intentava frenar l'especulació immobiliària i millorar l'entorn urbà. Encara que no es va dur a terme completament, del seu plantejament inicial van sorgir diversos plans parcials, especialment els referents a les zones del Besòs i del límit de la Diagonal: a la primera es van crear els nous barris de la Verneda i del Besòs, mentre que a la segona es va projectar la Zona Universitària i es van ampliar els barris de Les Corts i Collblanc.
D'altra banda, el 1952 Barcelona va acollir el XXXV Congrés Eucarístic Internacional, el qual va permetre la urbanització d'un nou barri conegut com a Congrés, amb un conjunt d'habitatges projectat per Josep Soteras, Carles Marquès i Antoni Pineda. El 1957 es va obrir el primer tram del passeig Marítim, una idea sorgida en els anys 1920 que encara no s'havia desenvolupat, amb un projecte d'Enric Giralt i Ortet. D'altra banda, el dèficit d'habitatge per acollir la nova immigració va portar a la promulgació del Pla d'Urgència Social de 1958, que va portar a la construcció de grans blocs d'habitatges socials en barris de la perifèria, com la Verneda, Torre Llobeta, Polvorí, Can Clos, la Trinitat i Verdum.

### Escola de Barcelona

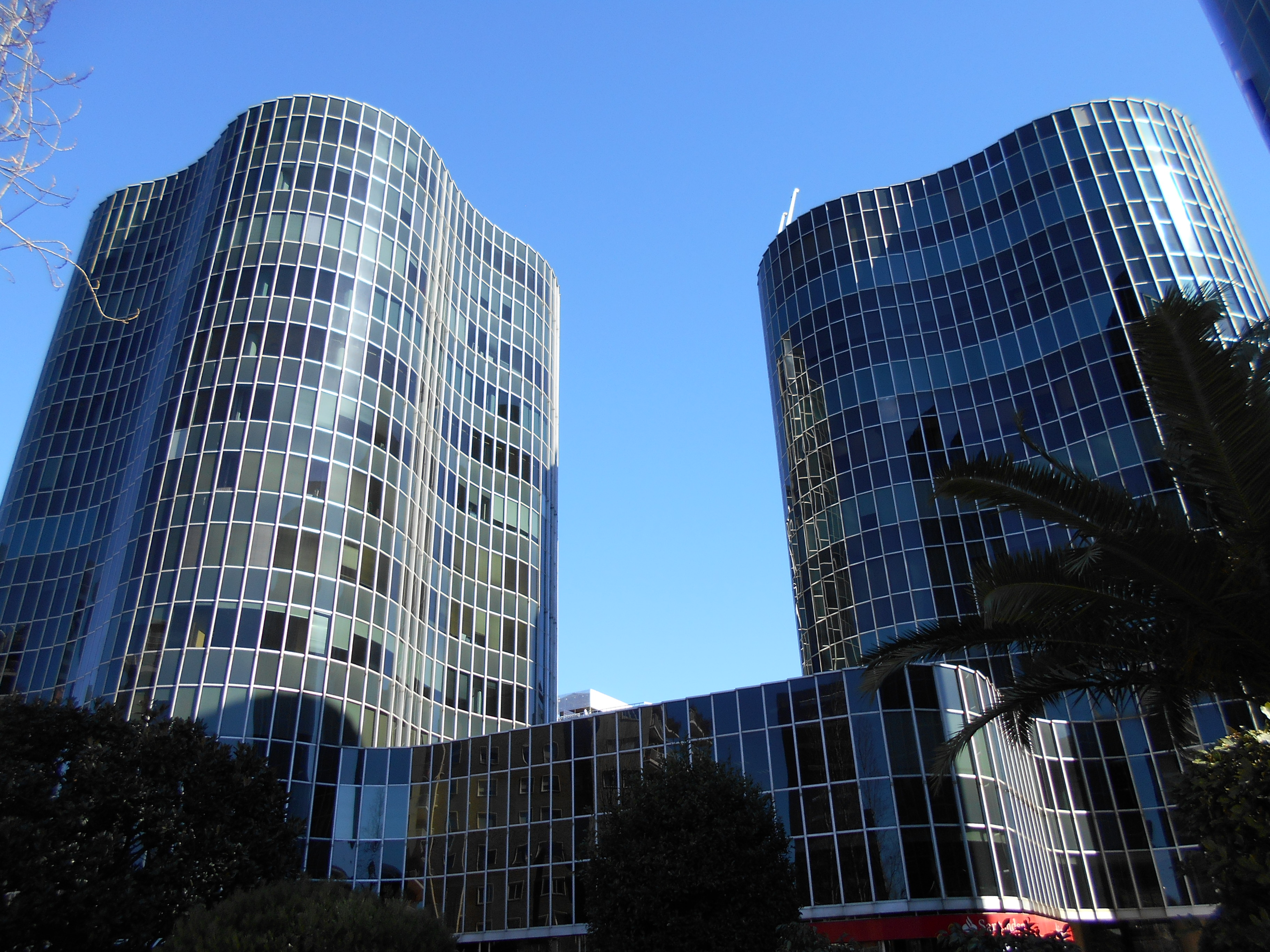
Torres Trade (1965-1969), de José Antonio Coderch i Manuel Valls.

Entre els anys 1960 i 1970 va sorgir l'anomenada Escola de Barcelona, segons la denominació proposada per Oriol Bohigas en el seu article Una possible Escola de Barcelona, publicat a la revista Arquitectura el 1968. Hereva del Grup R, la nova escola es va inspirar en el neorealisme italià que triomfava aleshores en l'àmbit internacional, combinant un llenguatge constructiu racionalista amb la funcionalitat i el disseny. L'Escola de Barcelona va revalorar novament el modernisme, i va posar èmfasi en el paper educador i comunicatiu de l'arquitectura, a la qual atorgaven un compromís social com a element dinamitzador de les estructures socials i urbanes. Tanmateix, valoraven el treball artesanal i l'ús de materials tradicionals de l'arquitectura catalana, com el maó i la ceràmica. També van posar un especial èmfasi en l'atenció al disseny i l'interès pel detall.
Diversos membres del Grup R es van englobar també a l'Escola de Barcelona: al tàndem Bohigas-Martorell es va sumar el 1962 David Mackay, formant la firma MBM. A més, va sorgir una nova generació d'arquitectes entre els quals destacaven: Federico Correa, Alfons Milà, Ricardo Bofill, Lluís Cantallops, Lluís Nadal, Albert Viaplana, Helio Piñón, Esteve Bonell o el grup Studio PER, format per Lluís Clotet, Òscar Tusquets, Cristian Cirici i Josep Bonet. Amb el temps l'Escola va patir algunes escissions importants, com la de Ricardo Bofill i el seu Taller d'Arquitectura; els membres de Studio PER, endinsats en els corrents postmoderns; el tàndem Viaplana-Piñón i la seva orientació cap a un formalisme abstractitzant; i la trajectòria personal i eclèctica d'Esteve Bonell. Cal destacar que a inicis dels anys 1960 es van titular les primeres dones arquitectes a Barcelona, com Margarita Brender, Roser Amadó i Anna Bofill.

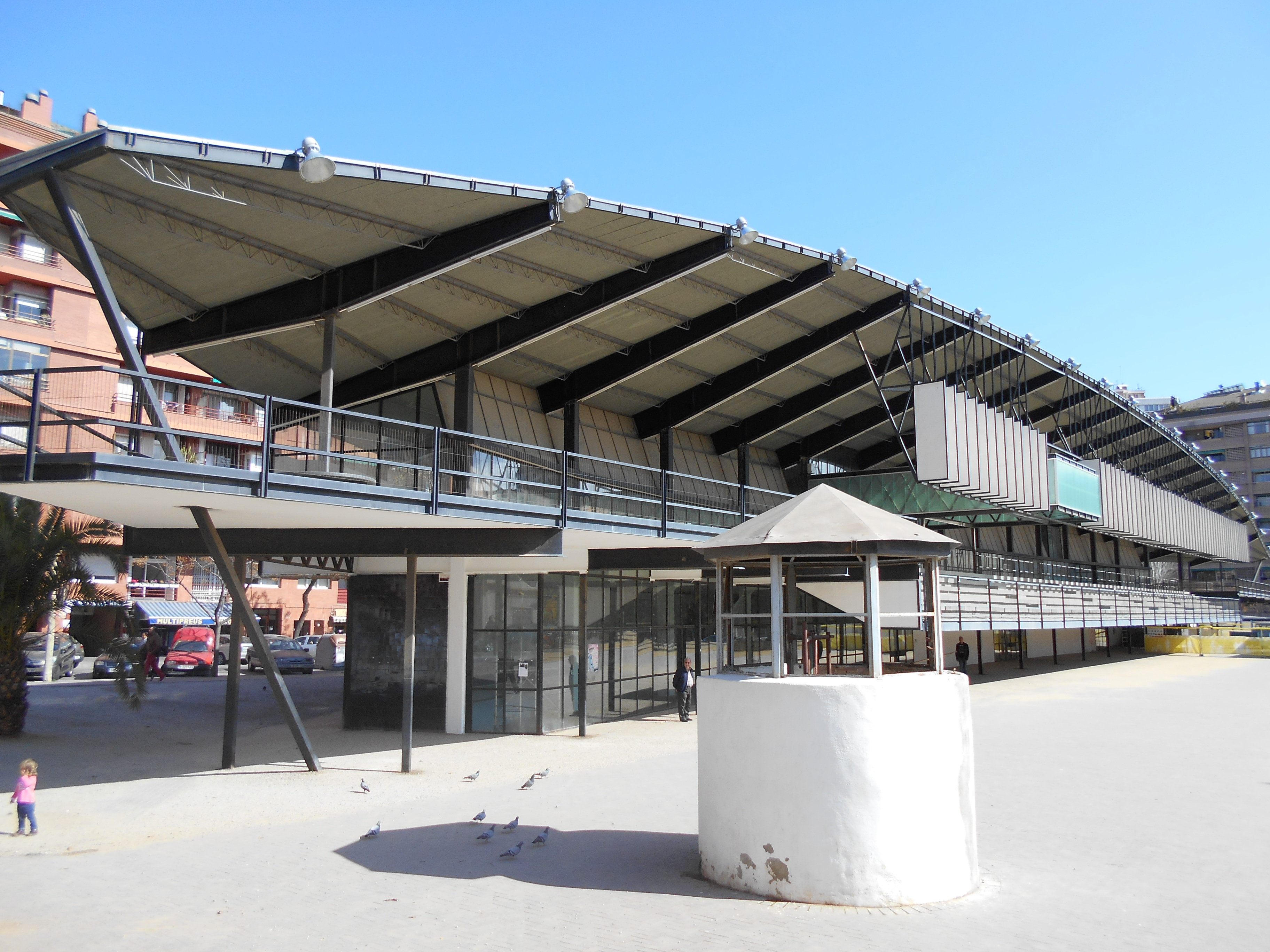
Canòdrom Meridiana (1962-1963), d'Antoni Bonet i Castellana i Josep Puig i Torné.

En aquest període van seguir treballant alguns arquitectes de la generació anterior: José Antonio Coderch es va acostar al minimalisme, amb obres com les torres Trade (1965-1969), traçades sobre segments de cercle de tal manera que la façana, en mur-cortina de vidre negre, recorre el perfil de l'edifici en una línia contínua; altres obres seves van ser el conjunt residencial Raset (1968-1973), l'Institut Francès (1972-1974, ja sense la col·laboració de Manuel Valls), les oficines de La Caixa a l'avinguda Diagonal (1974-1979) i l'ampliació de l'Escola d'Arquitectura de Barcelona (1978-1984).
Antoni Bonet i Castellana, format en el GATCPAC i exiliat després de la guerra, període en què va desenvolupar la seva tasca preferentment a l'Argentina i Uruguai, va construir a la seva tornada el Canòdrom Meridiana (1962-1963, amb Josep Puig i Torné), un edifici lleuger format per dues plantes paraboloides sobre pilars d'acer, amb grades en voladís cobertes d'un brise-soleil de formigó tancat en els extrems per una estructura d'alumini envidriada. Va ser autor també de la torre Urquinaona (1966-1973).

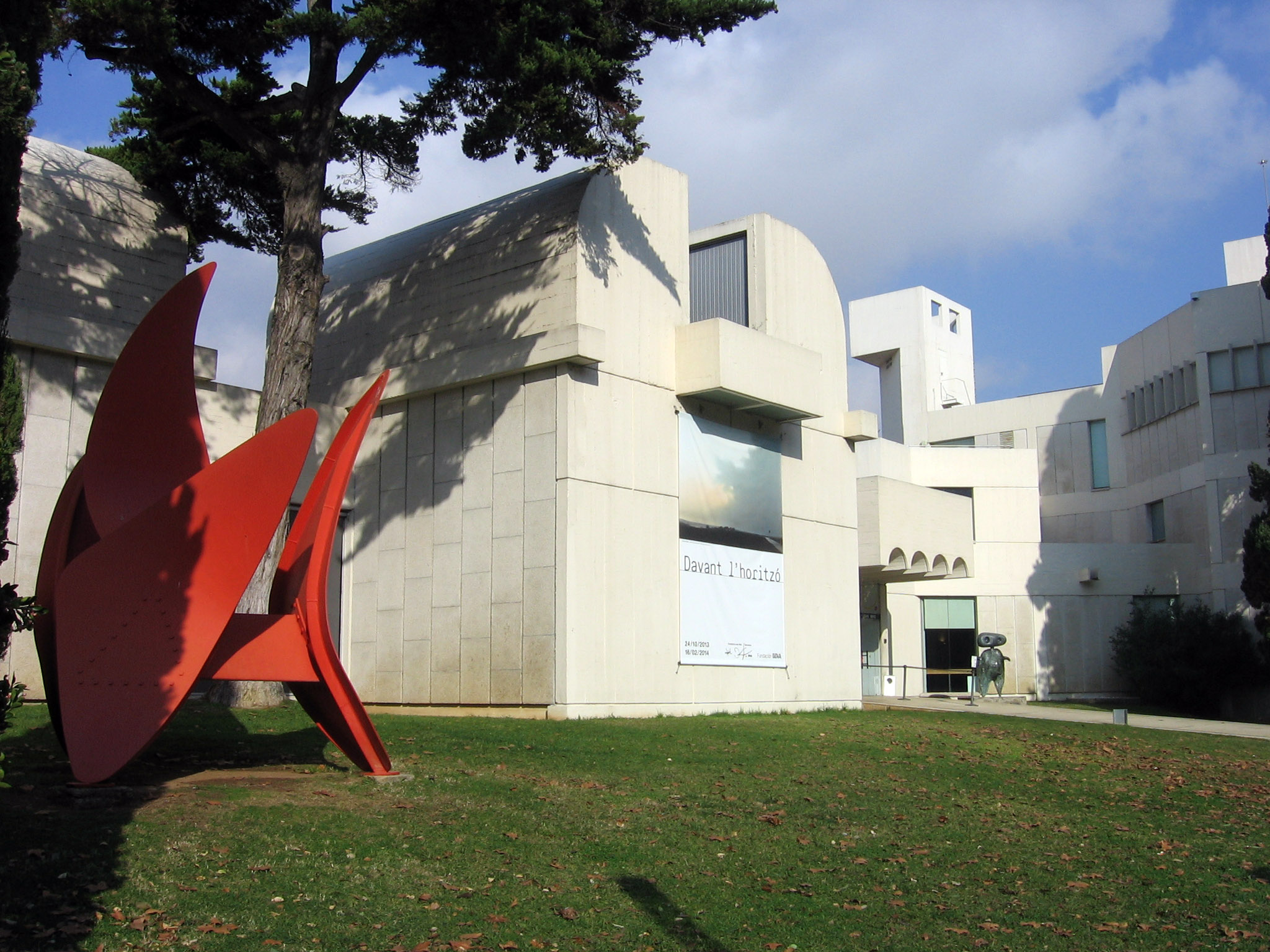
Fundació Joan Miró (1972-1975), de Josep Lluís Sert.

També va retornar Josep Lluís Sert, autor del conjunt residencial Les Escales Park (1967-1973) i de la Fundació Joan Miró (1972-1975), un singular edifici construït amb formigó i plaques prefabricades i format per la torre d'accés amb sala d'actes, bar i biblioteca, des d'on es configura un conjunt de patis que articulen les diverses sales d'exposició, disposades en circuit tancat.
Altres construccions de l'època fora de l'àmbit de l'Escola van ser: l'edifici d'oficines Hispano-Olivetti (1960-1964), de Lodovico Barbiano di Belgiojoso, Enrico Peressutti i Ernesto Rogers, amb una façana en mur-cortina envidriat amb cossos volats de forma esglaonada cap a la part central, a imitació de les típiques finestres-balcó de l'Eixample; el Banc Atlàntic (1966-1967), de Francesc Mitjans i Santiago Balcells, el qual denota la influència de la torre Pirelli de Milà, de Gio Ponti; i la Torre Colom (1965-1971), de Josep Anglada, Daniel Gelabert i Josep Ribas, amb un cos de forma hexagonal coronat per un voladís invertit de forma troncopiramidal.

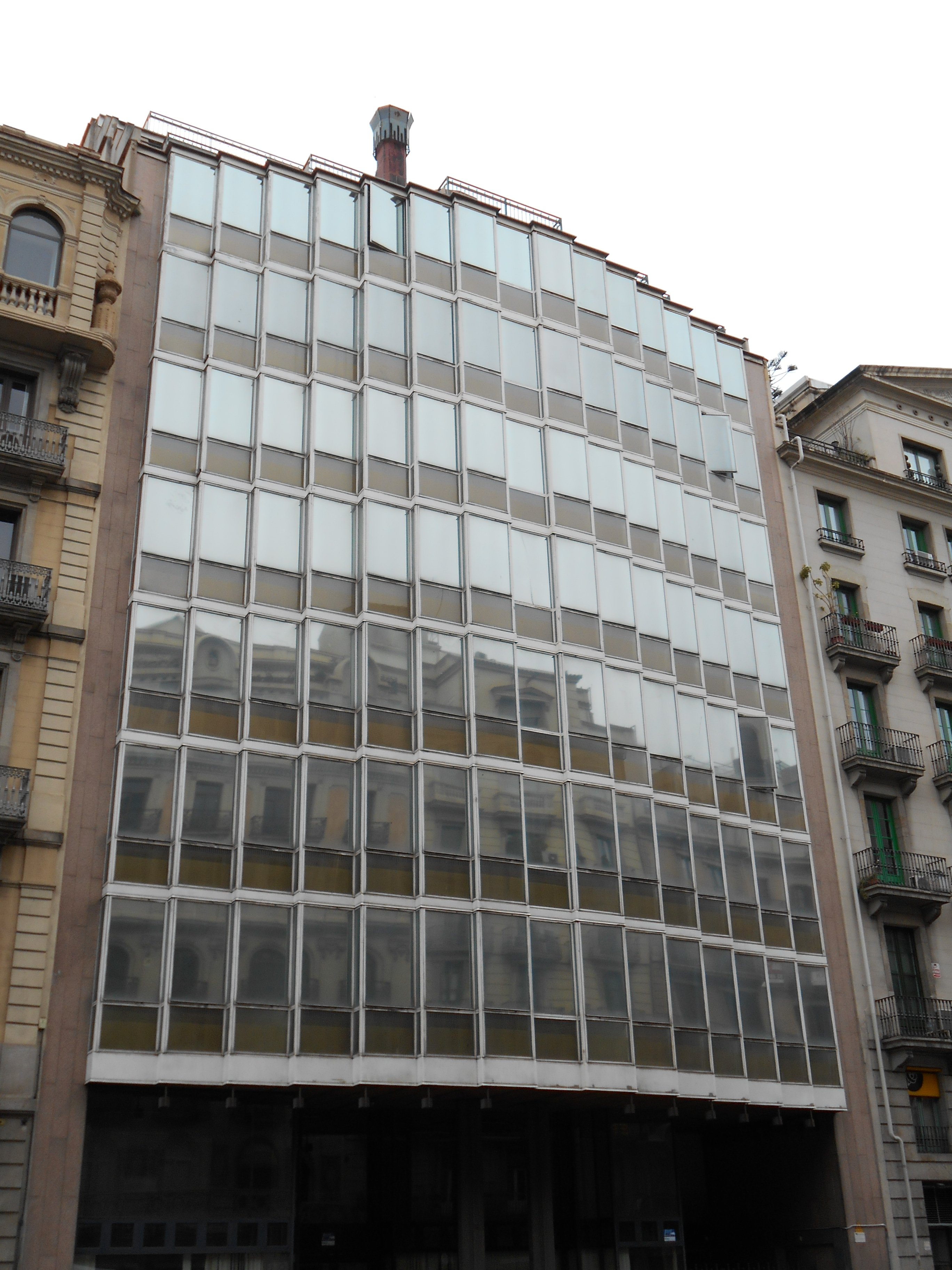
Edifici Hispano-Olivetti (1960-1964), de Lodovico Barbiano di Belgiojoso, Enrico Peressutti i Ernesto Rogers.

La nova escola va estar liderada —sobretot en el terreny teòric— per Oriol Bohigas, qui el 1962 va formar la firma MBM amb Josep Martorell i David Mackay. En un article publicat a Serra d'Or el 1962, Cap a una arquitectura realista, Bohigas va assenyalar la crisi del racionalisme i com els nous temps s'havien d'adaptar a la realitat sociocultural i econòmica, amb una arquitectura que respectés les formes tradicionals. Algunes de les seves obres en aquests anys serien: els habitatges socials de l'avinguda Meridiana 312-318 (1960-1964), la casa del Pati (1961-1964), l'edifici del carrer del Comte Borrell 87-89 (1963-1966), l'edifici del carrer d'Entença 99-101 (1964-1967), la Clínica Augusta (1968-1975), el conjunt residencial Bonanova (1970-1973) i l'escola Thau (1972-1975).
Entre els nous arquitectes els que més van traslluir la influència italiana van ser Federico Correa i Alfons Milà, autors de la torre Atalaya (1966-1970) i de l'edifici Monitor (1968-1970), inspirat aquest últim en la torre Velasca de Lodovico Barbiano di Belgiojoso, Enrico Peressutti i Ernesto Rogers, d'aspecte brutalista i una estructura basada en modulacions d'obertures altes i estretes combinades en diferents variacions.

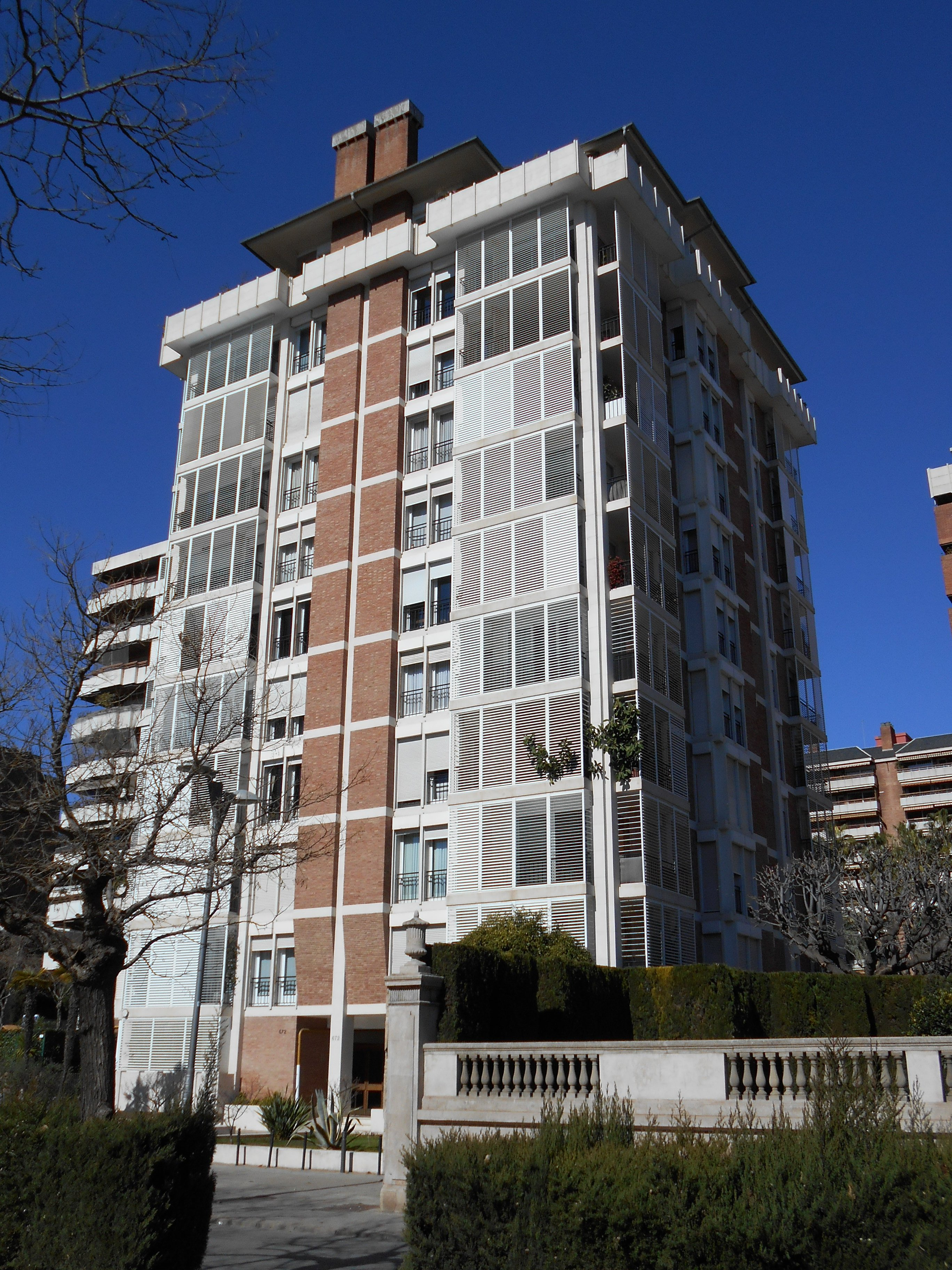
Edifici Monitor (1968-1970), de Federico Correa i Alfons Milà.

Ricardo Bofill va fundar el seu Taller d'Arquitectura el 1963, una experiència multidisciplinària que conjuntava l'arquitectura amb les matemàtiques, la poesia, la filosofia, l'economia, la publicitat i la fotografia. Va seguir les directrius de l'Escola, però distanciant-se pel tractament de la planta i el volum, als quals va aplicar un cert component d'experimentació formal, alhora que va introduir trets tecnologicistes. Això es va accentuar a la fi dels anys 1960, en què va denotar una forta influència del grup britànic Archigram. En aquests anys va ser autor dels edificis del carrer de Johann Sebastian Bach 28 (1962-1963), Johann Sebastian Bach 2-4 (1962-1963) i Nicaragua 97-99 (1962-1965).
Studio PER va ser creat el 1964 per dues parelles d'arquitectes: Òscar Tusquets i Lluís Clotet, i Josep Bonet i Cristian Cirici. En la seva obra denoten la influència de l'art pop i de Robert Venturi, fet que els decantarà cap a l'arquitectura postmoderna. En aquests anys van ser autors de la casa Fullà (1967-1971) i l'edifici del carrer de Sant Màrius 36 (1969-1971) el tàndem Tusquets-Clotet; i de l'edifici Tokyo (1972-1974) la parella Bonet-Cirici.

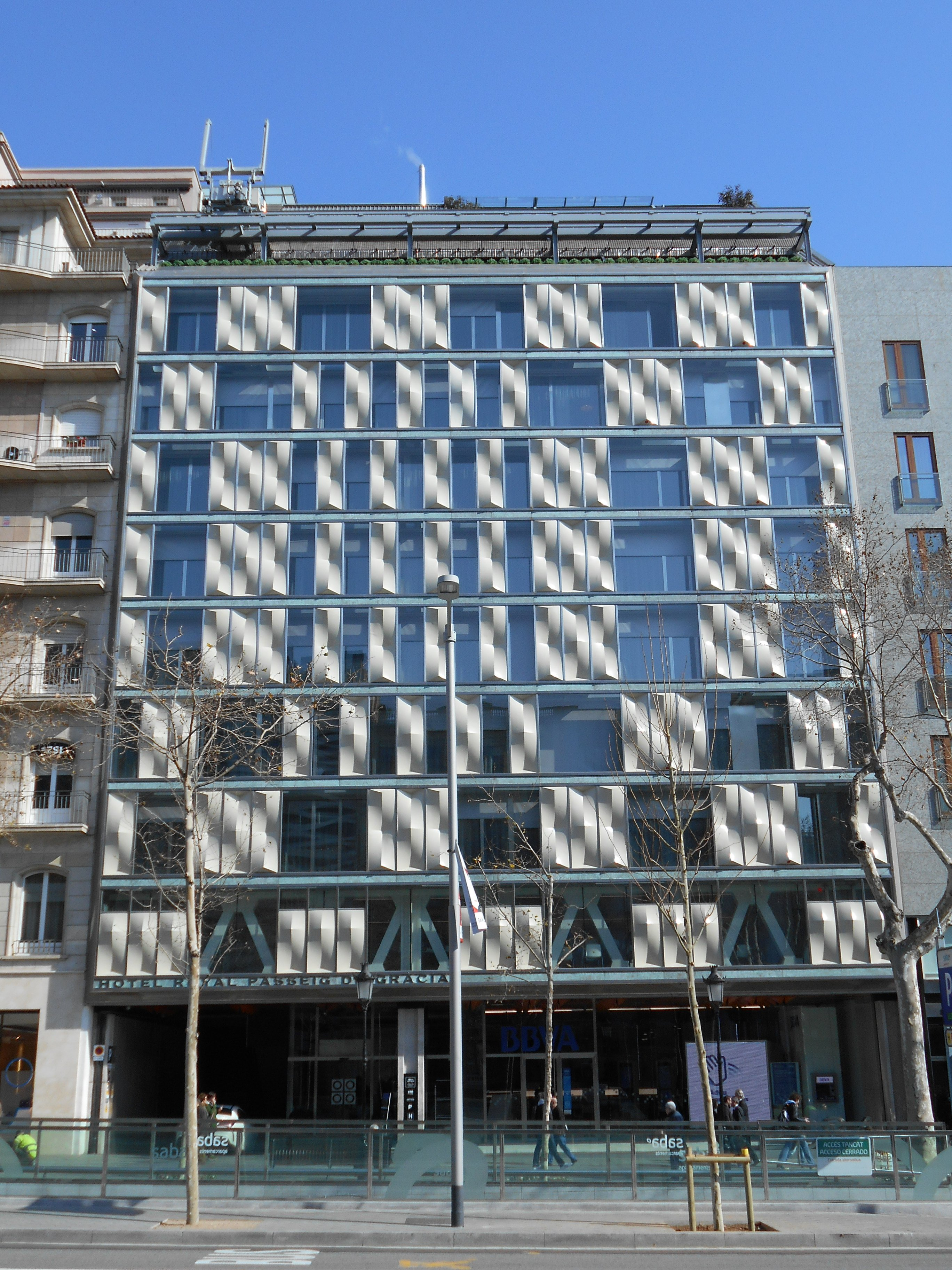
Edifici de la Banca Catalana (1965- 1968), d'Enric Tous i Josep Maria Fargas.

Albert Viaplana i Helio Piñón van iniciar la seva obra a la ciutat amb l'edifici Can Bruixa (1974-1976), encara que de seguida es van distanciar de l'Escola i es van endinsar en un art conceptual i abstracte, amb influència del grup Five Architects.
Esteve Bonell va ser autor de l'edifici Frégoli (1972-1975), un edifici d'habitatges dúplex d'estil racionalista, amb diversos traçats que combinen línies simètriques i asimètriques, i que creen una façana irregular marcada per tribunes de volums interromputs i balconades de continuïtat vertical.
Menció a part mereixen Enric Tous i Josep Maria Fargas, els quals, aliens a l'Escola de Barcelona, són entusiastes de les noves tecnologies i seguidors de l'estil high-tech, alhora que denoten la influència de Mies van der Rohe, Richard Neutra i Craig Ellwood. Són autors de l'edifici de la Banca Catalana del passeig de Gràcia (1965- 1968), amb una façana plantejada amb alternança de mòduls prefabricats i plafons de vidre; i de l'edifici d'oficines del Banc Industrial de Bilbao de l'avinguda Diagonal, actual seu del grup Planeta (1969-1973), un conjunt de tres torres octogonals recobertes de vegetació.
En aquesta època l'arquitectura religiosa, si bé no tan freqüent com la civil, va donar mostres de voluntat de pervivència i renovació. El Concili Vaticà II va afavorir l'ús de noves formes estilístiques i estructurals, d'acord amb els corrents internacionals imperants en el moment. Alguns exemples serien: l'església de Sant Ot (1958-1960), de Francesc Salvans i Emili Bordoy; l'església de Santa Tecla (1958), de Josep Soteras; l'església de Sant Medir (1958-1960), de Jordi Bonet i Armengol; i dues esglésies del grup Martorell-Bohigas-Mackay: la parròquia del Redemptor de Gràcia (1957-1963) i l'església de Sant Sebastià del Verdum (1958, reconstruïda el 1965).
L'urbanisme de l'era porciolista (1957-1973) va destacar per la seva disbauxa especuladora, si bé van sorgir alguns intents de reordenació urbana, com el Pla director de l'Àrea Metropolitana de Barcelona (1966), que pretenia compatibilitzar la rendibilitat i la construcció urbana, si bé el seu caràcter orientatiu no va suposar una realització pràctica; i l'anomenat Pla 2000 (1970), un intent una mica utòpic de fixar criteris per a la futura ciutat, on predomina la importància atorgada a les infraestructures, alhora que s'adquireix un compromís realista amb el caràcter desordenat del creixement urbà.

### Transició i democràcia

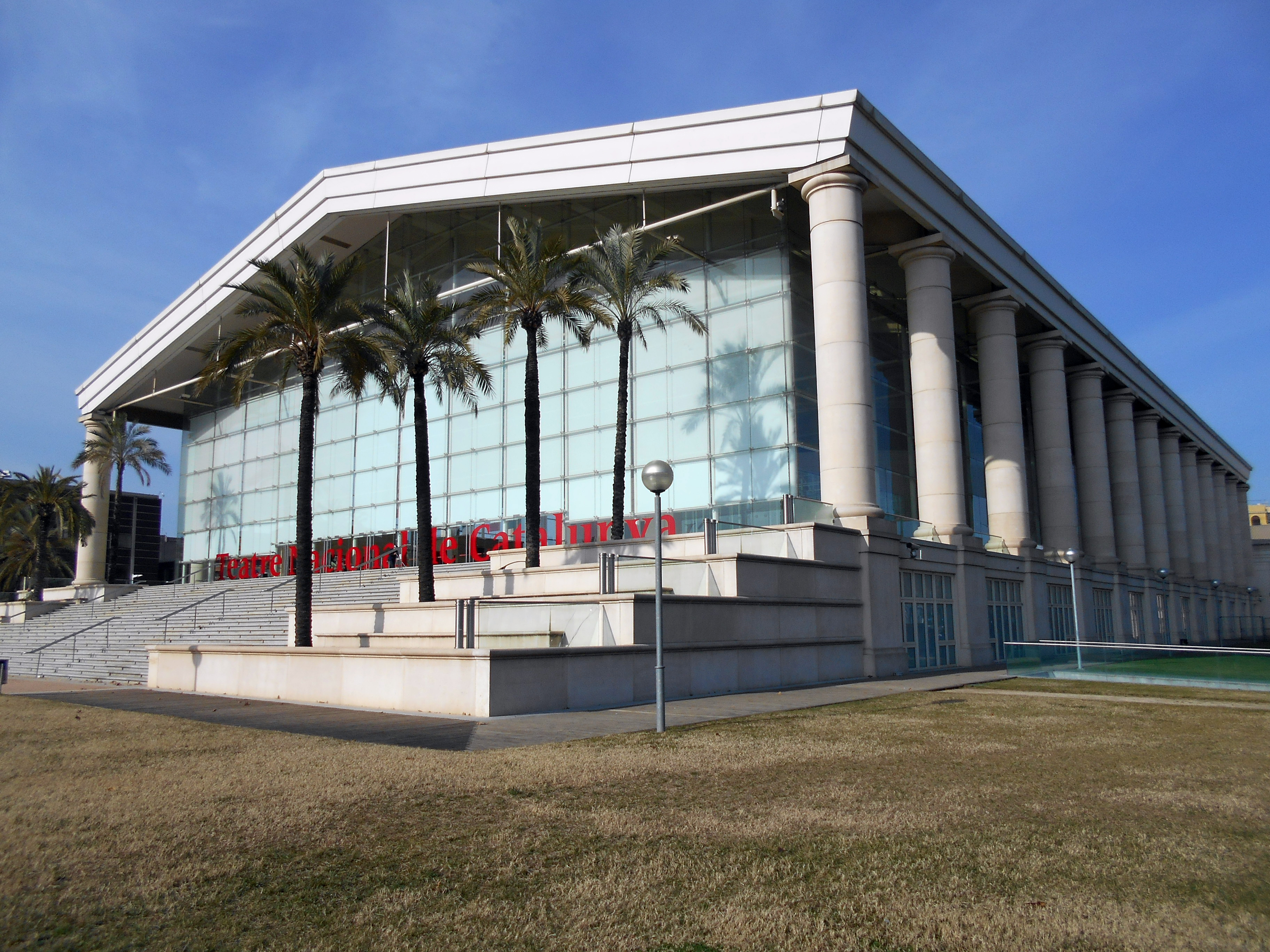
Teatre Nacional de Catalunya (1987-1997), de Ricardo Bofill.

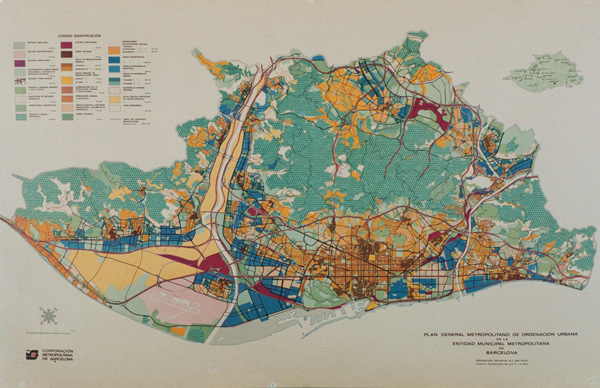
Pla General Metropolità (1976).

La fi de la dictadura i l'arribada de la democràcia van suposar un nou camí en el panorama arquitectònic de la ciutat, cada vegada més immersa en els corrents d'avantguarda internacionals. Els nous consistoris socialistes de Narcís Serra i Pasqual Maragall van apostar per l'art i l'arquitectura com a senyals d'identitat de la ciutat, i van iniciar un ampli programa de reformes urbanístiques, que van tenir el seu punt de culminació amb la celebració dels Jocs Olímpics. La nova comitència de caràcter públic es va veure reflectida en l'augment d'equipaments com escoles, parcs i jardins, vies i espais urbans, centres cívics, culturals i esportius.
En l'àmbit estilístic, les últimes dècades del segle van viure una ràpida successió d'estils, de vegades complementaris i de vegades contraposats, que en diverses ocasions van conviure simultàniament. Des dels anys 1970 fins a finals de segle es perceben principalment les següents tendències:
- Racionalisme eclèctic: hereu directe de l'arquitectura racionalista, entenen la seva tasca com a disciplina, defensant la relació entre construcció i arquitectura, amb especial èmfasi en la composició; destaquen el compromís entre tradició i modernitat, així com el caràcter urbà de l'arquitectura. Els seus principals representants van ser: Rafael Moneo, Josep Llinàs, Josep Lluís Mateo i els tàndems Jaume Bach / Gabriel Mora i Esteve Bonell / Francesc Rius.[387]

- Neotradicionalisme: és una tendència que es nodreix principalment de models històrics, considerant la construcció tradicional com un llenguatge arquitectònic pur, amb influència de l'arquitectura popular i regional, així com del noucentisme i el classicisme modern —com el representat per Otto Wagner—, mentre que tenen com a models contemporanis a Robert Venturi i Aldo Rossi, així com el grup italià Tendenza. Pel seu intent de reconversió del classicisme en un projecte contemporani aquest corrent suposa un antecedent de l'arquitectura postmoderna. Va estar representat fonamentalment pels membres de l'Studio PER: Òscar Tusquets, Lluís Clotet, Cristian Cirici i Josep Bonet.[388]

- Arquitectura postmoderna: defensen la lliure utilització dels estils històrics, amb tendència a l'eclecticisme, deslligant el llenguatge arquitectònic de la seva imatge resultant, els principis de l'aparença, la construcció de la forma. El principal exponent d'aquest corrent va ser Ricardo Bofill.[389]

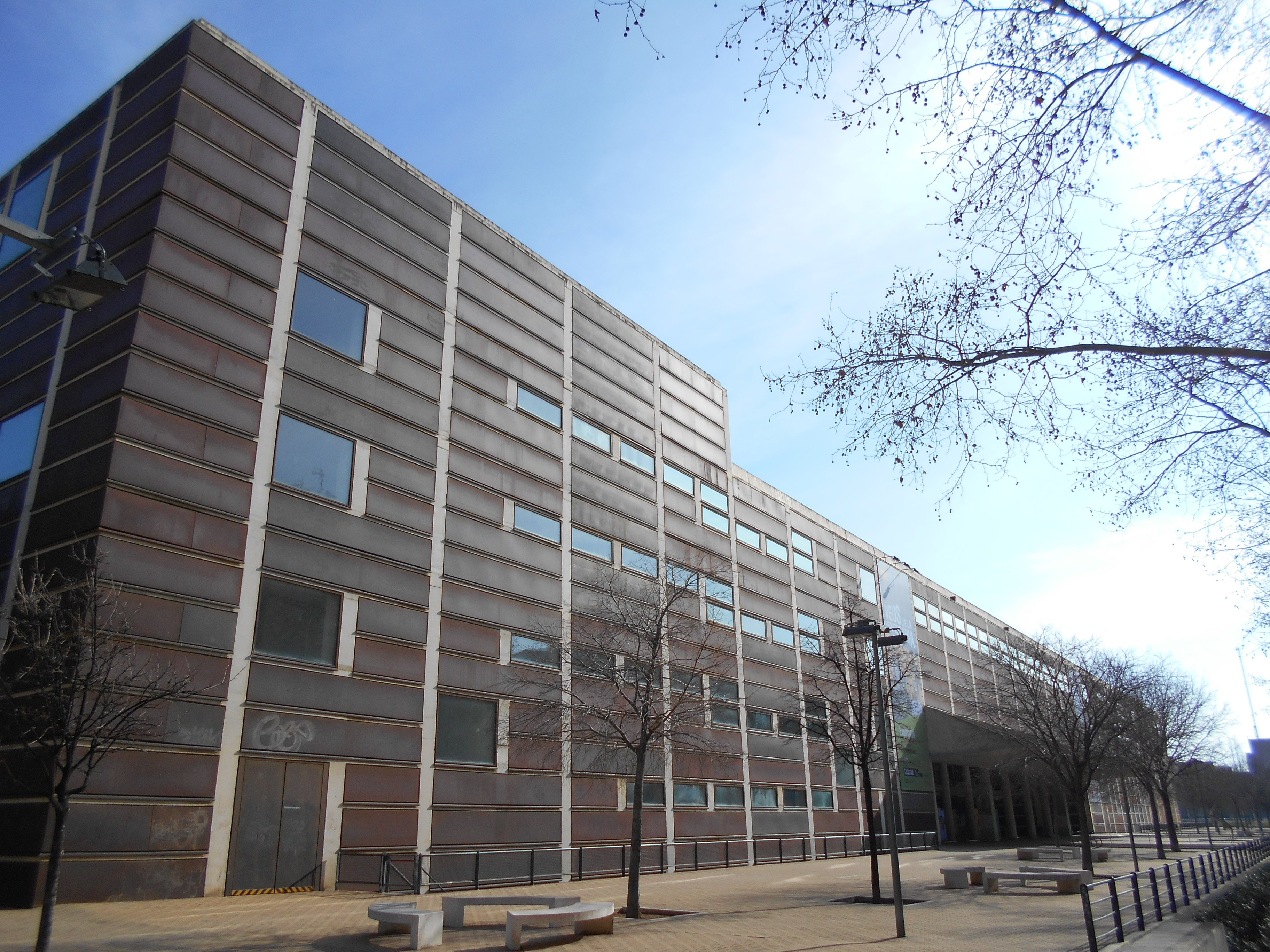
Auditori Municipal de Barcelona (1988-1994), de Rafael Moneo.

- Neoorganicisme: va sorgir en contraposició al racionalisme eclèctic, amb un fort component figurativista i gust pels valors plàstics, el que es denota en un cert barroquisme de les formes. S'emmarquen en aquesta tendència Santiago Calatrava i algunes obres de Josep Llinàs.[390]

- Arquitectura neomoderna (o avantguardisme contemporani): en oposició al neotradicionalisme i el postmodern, presenten un major interès pel conceptual i per la figuració abstractitzant, i assumeixen l'herència del llenguatge modern com a experimentació. Denoten la influència d'Alvar Aalto, Frank Lloyd Wright i el constructivisme rus i, a nivell més actual, de Frank Gehry i Álvaro Siza . Es podria englobar en aquest corrent a Enric Miralles, Carlos Ferrater i els tàndems Elías Torres / José Antonio Martínez Lapeña i Helio Piñón / Albert Viaplana.[391]

- Tradició moderna: se situen entre el racionalisme eclèctic i l'arquitectura neomoderna, amb influència de l'Estil Internacional; els seus principals valors són el funcionalisme i l'espacialisme. Es pot situar en aquesta línia a les parelles Jordi Garcés / Enric Sòria i Lluís Domènech / Roser Amadó.[392]

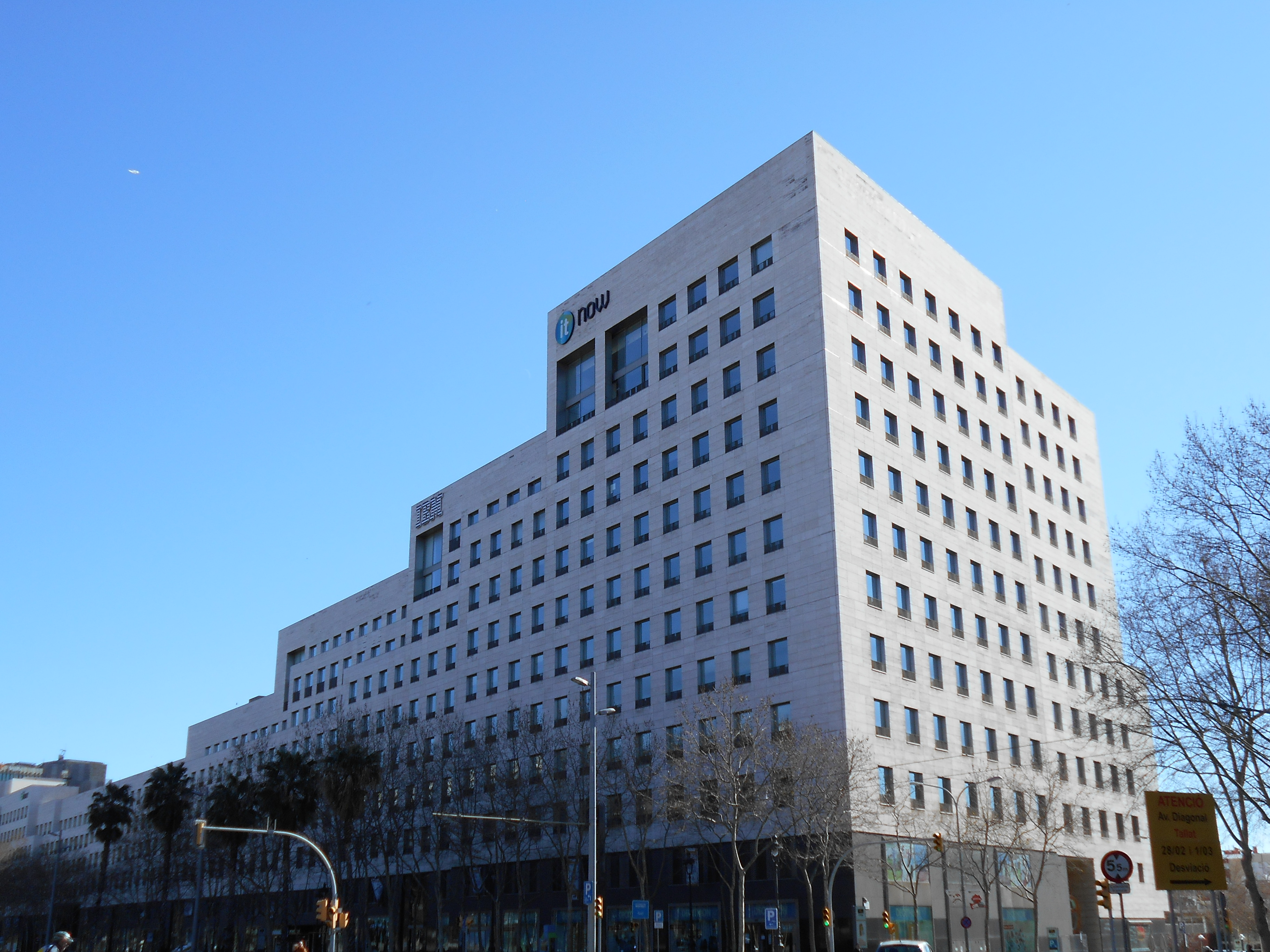
L'Illa Diagonal (1986-1992) de Rafael Moneo i Manuel de Solà-Morales i Rubió.

Rafael Moneo va ocupar durant vuit anys la càtedra d'Elements de Composició de l'ETSAB (1972-1980), des d'on va exercir un notable magisteri sobre la nova generació d'arquitectes barcelonins. També va estar en el consell de redacció de la revista Arquitecturas Bis (1974-1985), al costat d'Oriol Bohigas, Federico Correa i Helio Piñón, des d'on van fomentar l'interès per l'arquitectura internacional. A la ciutat comtal va ser autor de l'edifici de l'Illa Diagonal (1986-1992), juntament amb Manuel de Solà-Morales i Rubió, un «gratacel horitzontal» de sòbria i elegant façana; i l'Auditori Municipal de Barcelona (1988-1994), un edifici amb forma de paral·lelepípede amb una estructura de formigó revestida de panells metàl·lics.
Esteve Bonell i Francesc Rius van ser autors del Velòdrom d'Horta (1984), de forma cilíndrica, amb alternança de paraments de maó i pilars apantallats, coberts per una cornisa en forma de làmina horitzontal; en el seu accés es troba un «poema visual» de Joan Brossa.
Jaume Bach i Gabriel Mora han desenvolupat un estil eclèctic i decoratiu, amb dissenys pensats per a la petita escala d'àmbit domèstic: escoles del carrer de Garcilaso (1979-1982); reforma de diverses places del districte de Gràcia (Sol, Virreina, Trilla, Diamant i Raspall, 1982-1985); escola Josep Maria Jujol (1984-1987); poliesportiu de Gràcia (1988-1989).

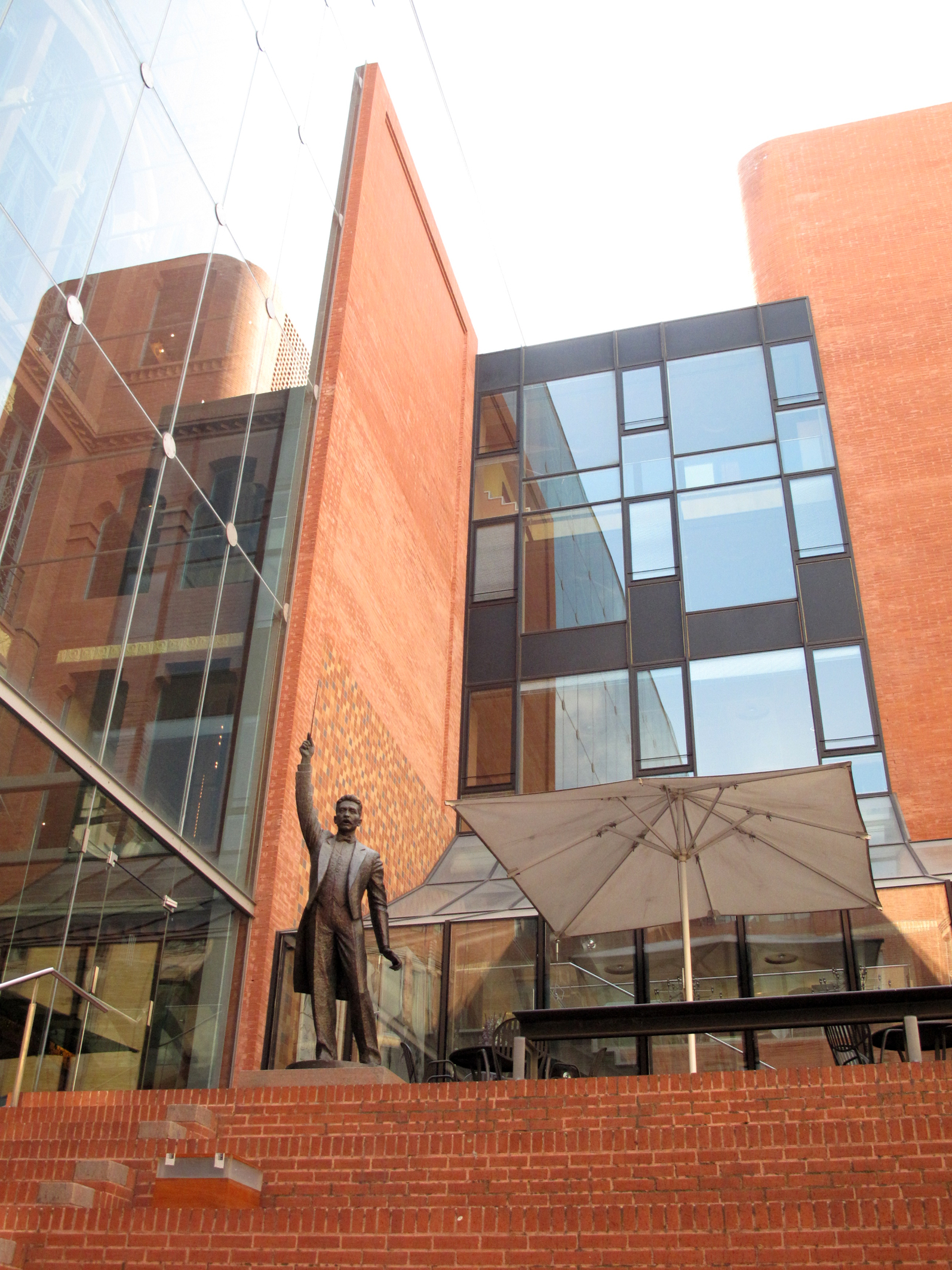
Ampliació del Palau de la Música Catalana (1985-2004), d'Òscar Tusquets i Carlos Díaz.

Josep Llinàs ha evolucionat des d'un racionalisme essencialista cap al contextualisme i l'expressionisme, amb influència del funcionalisme d'Alvar Aalto i Jørn Utzon, certa tendència a l'austeritat inspirada en el racionalisme alemany i holandès, alhora que evidencia trets gaudinians o de l'expressionisme de Hans Scharoun o Frank Gehry. Aquesta multiplicitat d'influències genera una obra ambigua, situada entre la puresa visual i l'exuberància orgànica, i que es tradueix en una barreja d'elegància i neutralitat: Biblioteca de l'Escola d'Enginyers de la UPC (1987-1990), edifici d'habitatges del carrer del Carme 55-57 (1989-1994), ampliació de la Facultat de Dret (1996).
Josep Lluís Mateo fa un tractament conceptual de l'arquitectura, qüestionant la idea de bellesa tradicional i assumint la lletjor de l'arquitectura de perifèria, com es trasllueix en la reconversió de la fàbrica Can Felipa en Centre Cívic del Poblenou (1984- 1991) i en el complex multifuncional del carrer de Joan Güell (1989-1993).
Els membres de Studio PER han tingut trajectòries divergents: Òscar Tusquets i Lluís Clotet van treballar junts fins a 1983, en un estil eclèctic i manierista (restaurant La Balsa, 1978-1979); posteriorment Tusquets es va associar a Carlos Díaz (ampliació del Palau de la Música Catalana, 1985-2004; edifici Núñez Triomf, 1992-1993), mentre que Clotet ho va fer amb Ignacio Paricio, iniciant un nou estil classicista i monumentalista (remodelació del convent dels Àngels, 1984-1990; Biblioteca de la UPF, 1989-2000). Per la seva banda, Cristian Cirici i Josep Bonet han seguit col·laborant (remodelació del Museu de Zoologia, 1989), tot i que també han realitzat obres en solitari: Cirici, el Vapor Llull al Poblenou (1997); Bonet, la reforma de la plaça de l'Univers (1983-1985).
Ricardo Bofill practica una arquitectura escenogràfica, colorística i evocativa, sense convencions, amb un cert grau de superficialitat, donant valor especialment a la imatge. Ha desenvolupat la major part de la seva obra a l'estranger, encara que a Barcelona cal destacar el Teatre Nacional de Catalunya (1987-1997), un temple clàssic, amb pòrtic d'un sol intercolumni envidriat, que evidencia la combinació d'elements antics i nous en un llenguatge mixtificat i innovador.

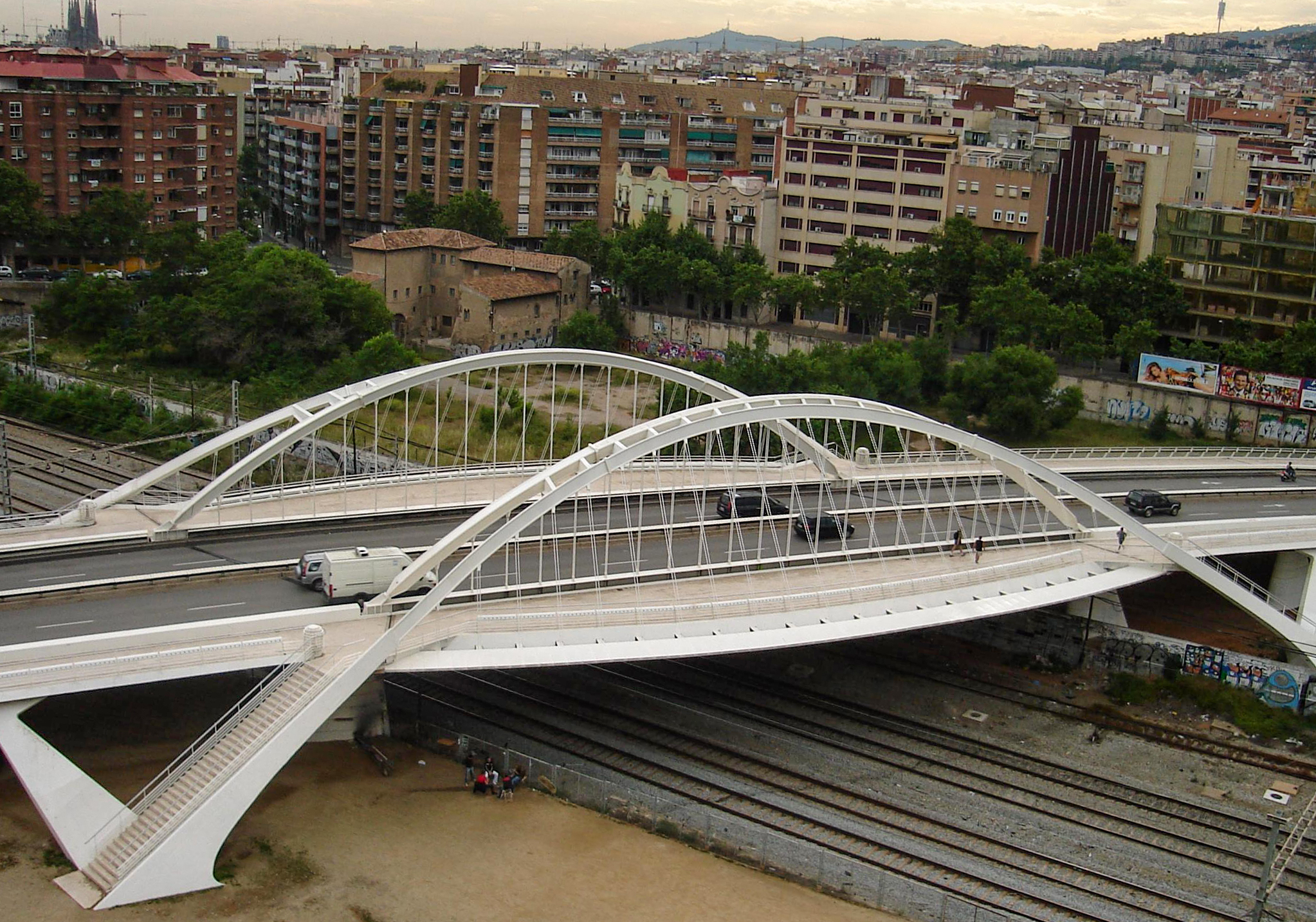
Pont de Bac de Roda (1986-1987), de Santiago Calatrava.

Santiago Calatrava és un arquitecte i enginyer de fama internacional, especialitzat en grans estructures, amb un estil que denota influències diverses, des d'Antoni Gaudí fins a Jørn Utzon i Fernando Higueras. Entre 1986 i 1987 va construir el pont de Bac de Roda, format per dos arcs bessons d'acer que es bifurquen en tocar el terra, d'on pengen quatre sèries de cables que sustenten el pont.
L'equip Elías Torres / José Antonio Martínez Lapeña ha desenvolupat un estil conceptual amb influència de l'arquitectura mediterrània tradicional i d'arquitectes com José Antonio Coderch, Federico Correa i Alfons Milà. Van ser autors dels jardins de Vil·la Cecília (1985-1986), amb una estructura una mica laberíntica, que busca realçar les diverses placetes que jalonen el recinte, i amb un mobiliari urbà en el qual destaquen els bancs, semblants a grans patinets de vius colors, i els fanals, amb formes semblants a arbres.

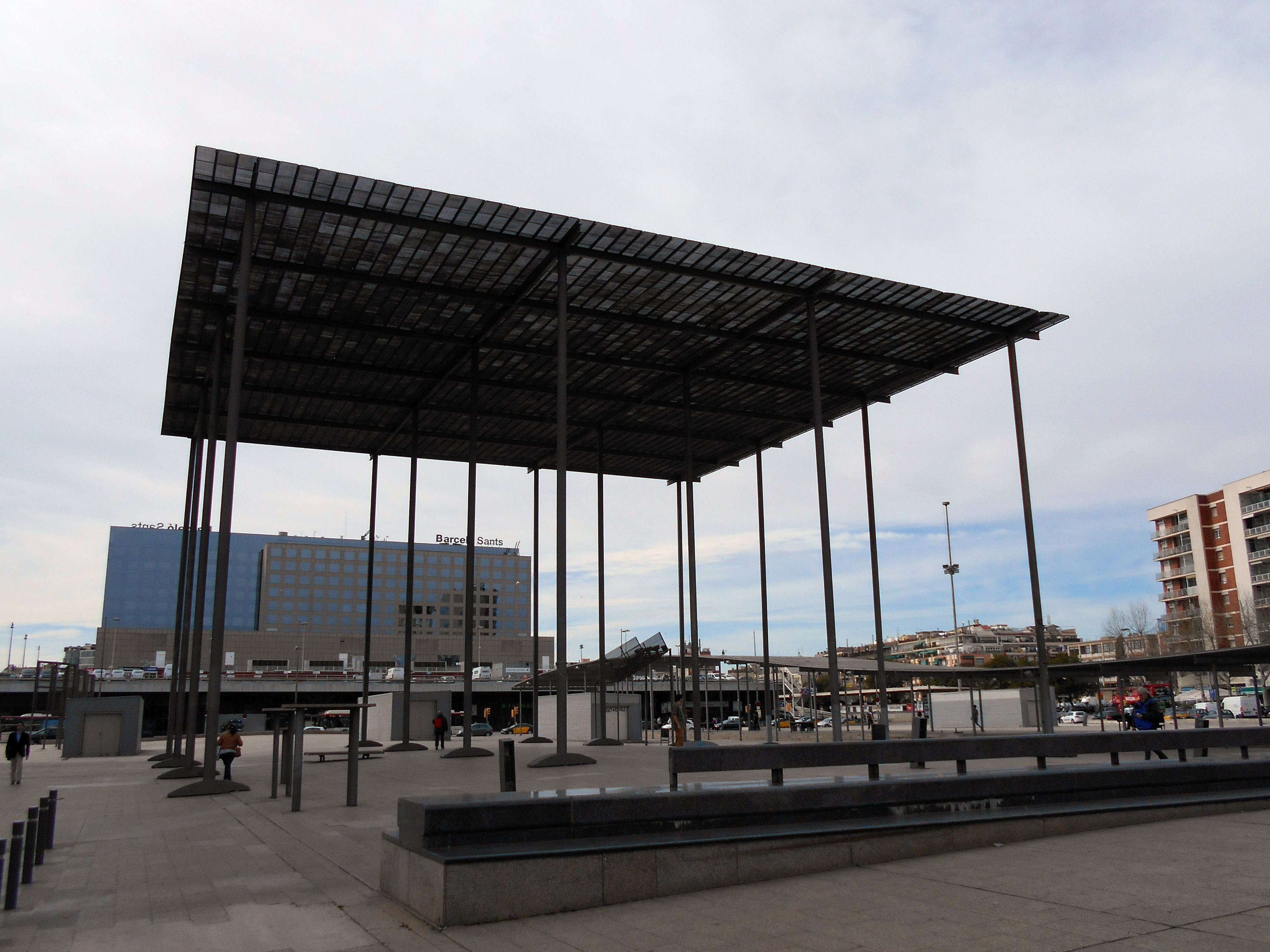
Plaça dels Països Catalans (1981-1983), d'Albert Viaplana i Helio Piñón.

Un altre tàndem va ser el format per Albert Viaplana i Helio Piñón, els quals van practicar una arquitectura conceptual i minimalista, amb tendència a la desmaterialització i el rigor compositiu, amb geometries obliqües i trencades que els van apropar al desconstructivisme, amb influència de Peter Eisenman. Van ser autors de la plaça dels Països Catalans (1981-1983), un espai situat davant de l'estació de Sants, resolt amb un paviment de granit rosa sobre el qual se situen una sèrie d'elements metàl·lics de disseny més escultòric que arquitectònic, i que va resultar ser el paradigma de la «plaça dura» desenvolupada aquests anys en l'urbanisme barceloní, encara que en aquest cas justificat per la presència subterrània de l'estació. Altres obres seves van ser el Centre d'Art Santa Mònica (1985-1989) i l'Hotel Hilton (1986-1992).
Enric Miralles es va formar amb Viaplana i Piñón, amb els quals va treballar entre 1973 i 1985; entre 1983 i 1991 es va associar amb Carme Pinós, i des de 1993 amb Benedetta Tagliabue. Anticonvencional, de forta expressivitat, es movia entre l'organicisme i l'expressionisme, amb formes fluides i dinàmiques properes a l'escultura, que s'expressaven en el gust per la utilització d'elements com pèrgoles, voladissos, murs corbs i inclinats, rampes i plataformes. Des de mitjans dels anys 1990 es va acostar al desconstructivisme. En aquests anys va destacar el seu Pavelló de Tir amb Arc de la Vall d'Hebron (1990-1992), unes estructures llargues i estretes disposades en ventall, realitzades amb peces prefabricades de formigó.

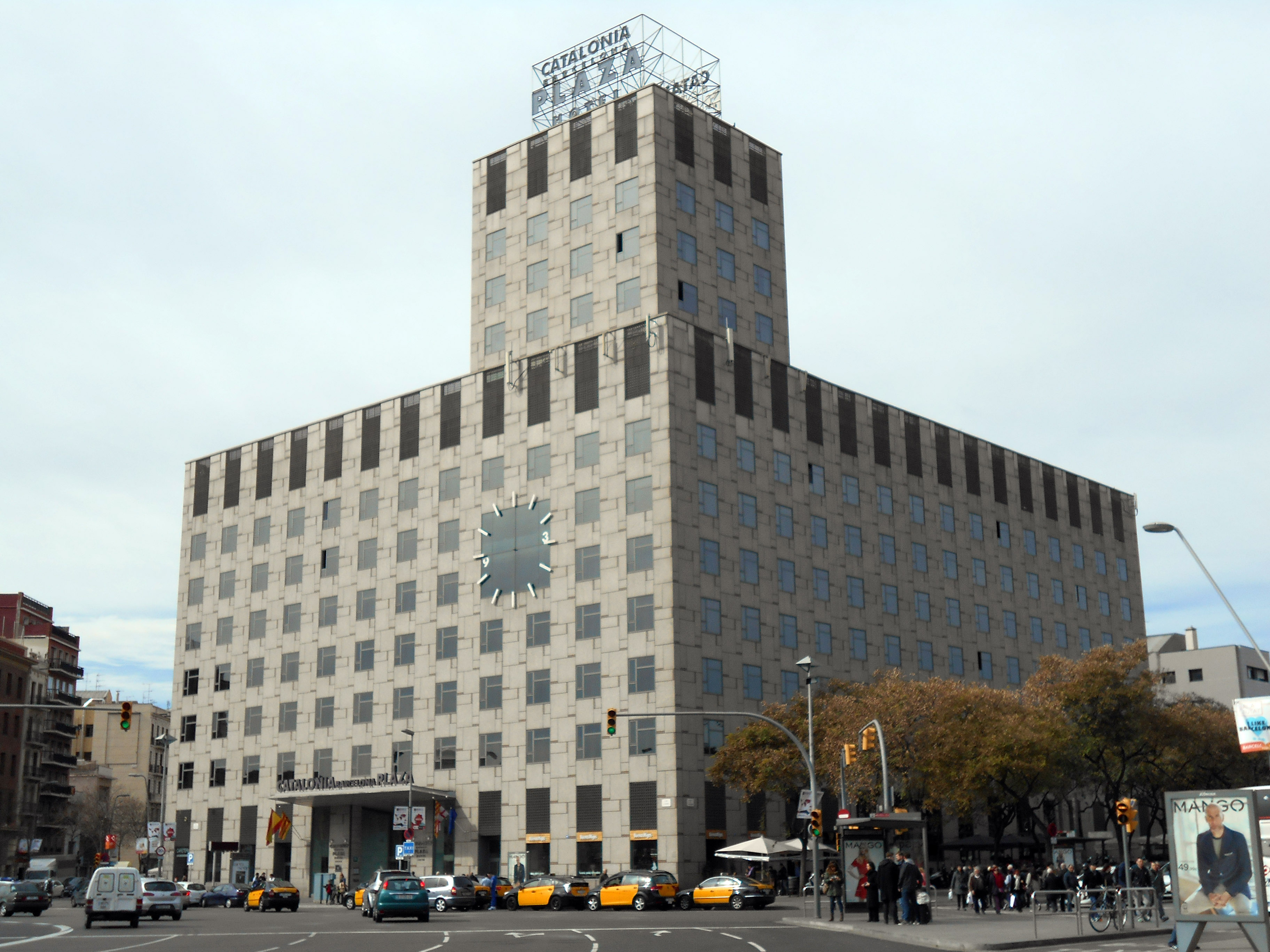
Hotel Plaza (1989-1992), de Jordi Garcés i Enric Sòria.

Carlos Ferrater va rebre la influència inicial de Coderch, per evolucionar posteriorment a un cert organicisme, amb un paper rellevant de la geometria i la relació entre tècnica i material, amb juxtaposició de volums i ús de formes ondulades i fractals. Va ser autor de l'Hotel Rey Juan Carlos I (1988-1992), l'edifici Núñez Mallorca-Calàbria-Rocafort (1990-1991) i les illes dels jardins Can Torras (1990-1992).
Lluís Domènech i Girbau —besnet de Domènech i Montaner— i Roser Amadó es van moure en una línia més propera al racionalisme tradicional. Van ser autors de la reforma de l'edifici Montaner i Simon per a la Fundació Antoni Tàpies (1986-1990), així com de la nova seu de l'Arxiu de la Corona d'Aragó (1990-1993).

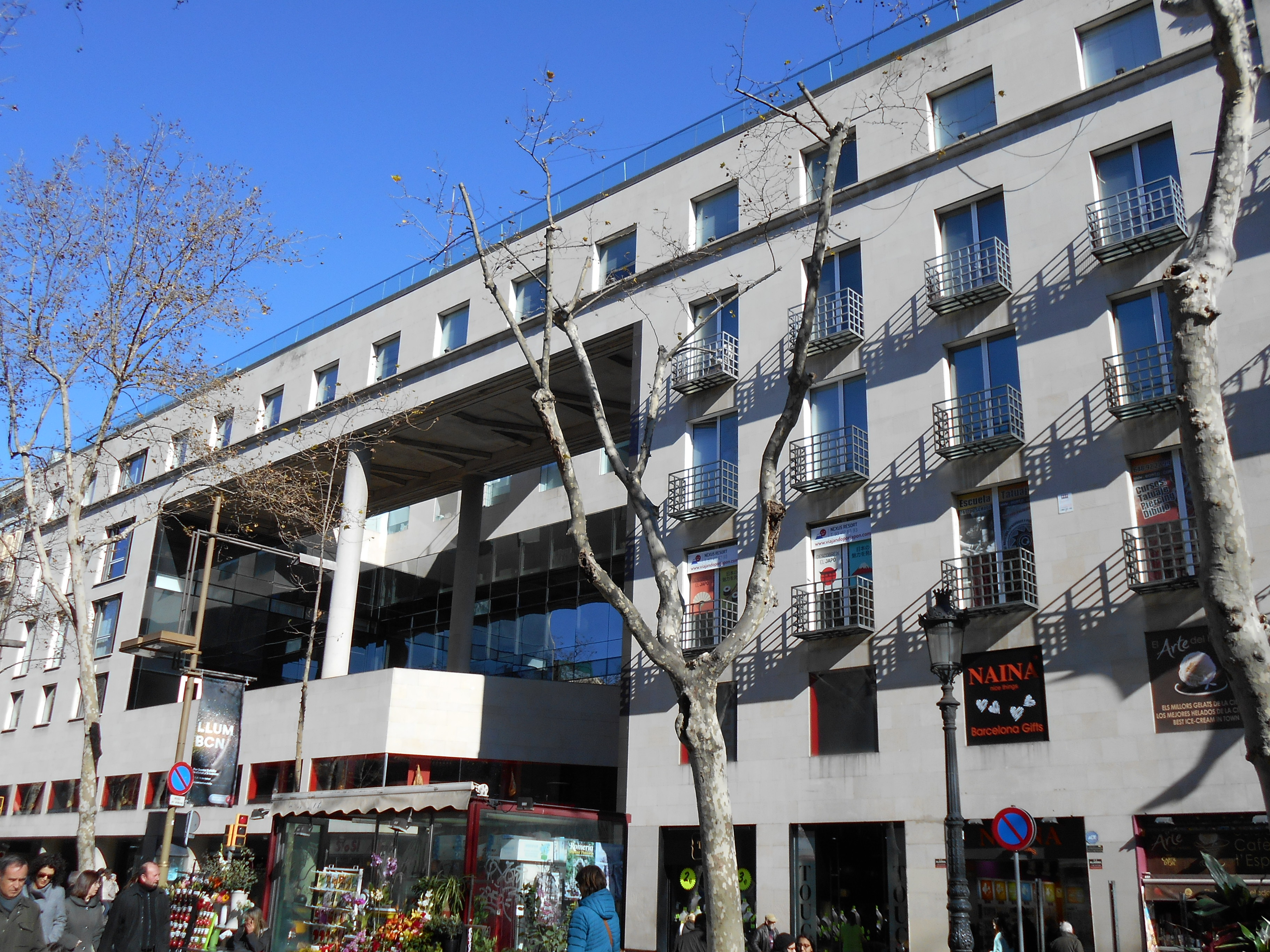
Edifici Palau Nou de la Rambla (1990-1993), de Martorell-Bohigas-Mackay, Carles Buxadé i Joan Margarit.

Jordi Garcés i Enric Sòria són defensors de l'artisticitat de l'arquitectura, de manera que posen especial èmfasi en la creativitat de les seves obres. Entre elles destaquen: la reconversió de l'antic Asil de Santa Llúcia en Museu de la Ciència (1978-1980), el conjunt residencial Pi i Molist (1978-1981), el Museu Picasso (1981-1987), l'Hotel Plaza (1989-1992) i l'àgora Rubió i Balaguer de la UPF —que inclou la capella laica dissenyada per Antoni Tàpies— (1994).
D'altra banda, van continuar la seva tasca de forma independent l'equip Martorell-Bohigas-Mackay, aquests anys amb la incorporació d'Albert Puigdomènech: edifici Palau Nou de la Rambla (1990- 1993, amb Carles Buxadé i Joan Margarit), ampliació i noves façanes d'El Corte Inglés de la plaça de Catalunya (1990-1994, amb Elías Torres i José Antonio Martínez Lapeña), façana de l'Hotel Claris (1991). Federico Correa es va encarregar amb Javier Garrido Lagunilla de la reconversió de l'edifici Can Serra de Puig i Cadafalch en seu de la Diputació de Barcelona (1987), amb un nou edifici adossat amb façana de mur-cortina envidriat. Lluís Nadal va continuar la seva tasca amb obres de volums simples, conjunts discrets i homogenis i tècniques i materials tradicionals: grup residencial Rio de Janeiro (1978-1981). Josep Emili Donato va practicar un expressionisme purista basat en formes geomètriques: escola Eduard Fontserè (1978-1982, amb Uwe Geest), grup d'habitatges Baró de Viver (1985-1988), residència d'ancians Teixonera (1988-1992).

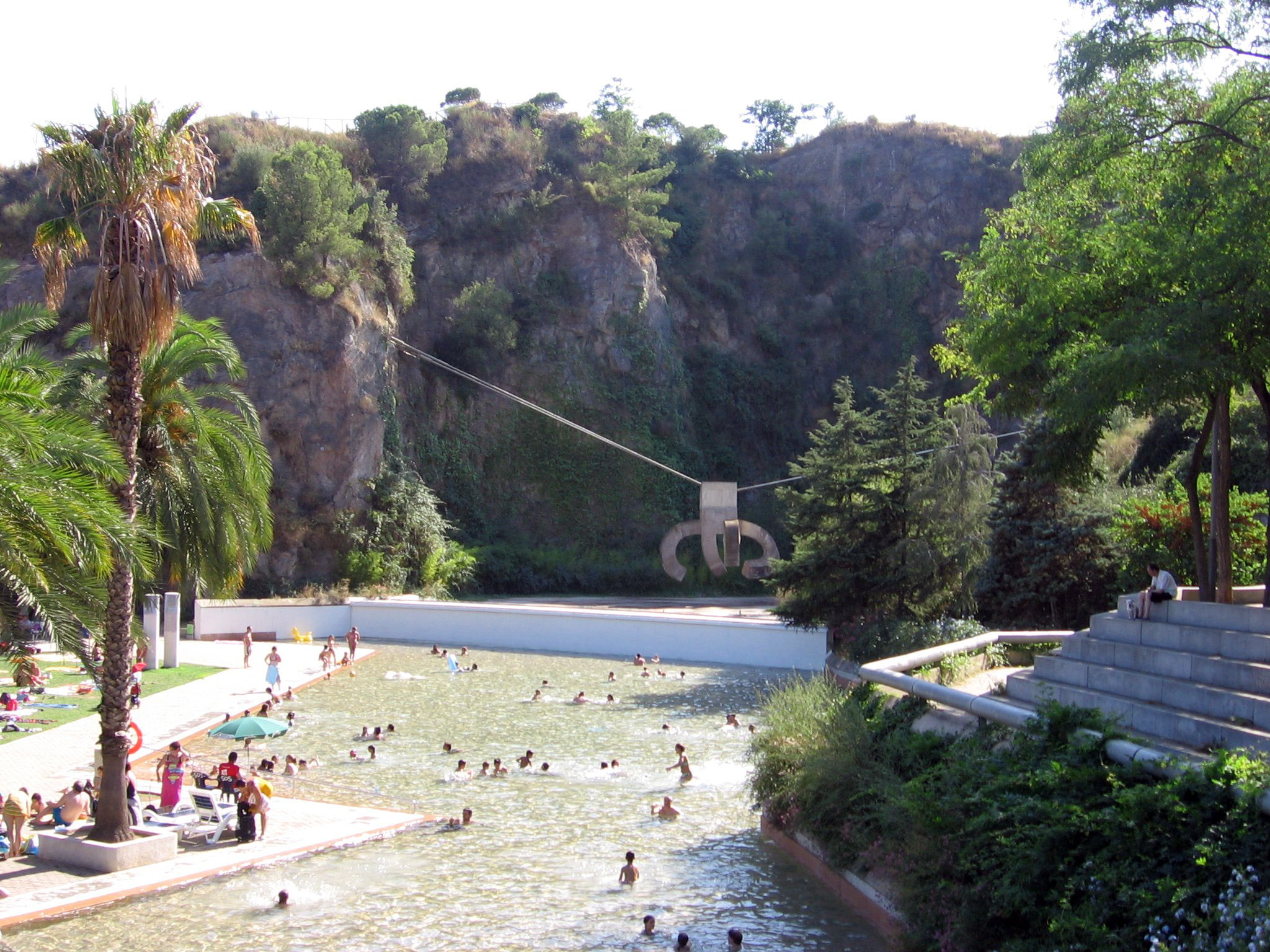
Parc de la Creueta del Coll (1981-1987), de Martorell-Bohigas-Mackay, amb l'escultura Elogi de l'aigua d'Eduardo Chillida.

En aquests anys l'arquitectura religiosa va seguir donant mostres de renovació, amb edificis que anaven més enllà de la seva funció religiosa per convertir-se en construccions multifuncionals que lligaven l'aspecte litúrgic amb el social i assistencial: església del polígon Sant Martí, de Joan Cusidó i Cabanes; Sant Joan Baptista de la Salle, de G. Sáez Aragonés i J. Santana Grajera; santuari de la Mare de Déu del Mont Carmel (1985-1988), de Francesc de Paula Daumal i Miquel Campos Pascual.
L'arribada de la democràcia va afavorir la creació de noves zones verdes a la ciutat. En aquesta època la jardineria va estar molt vinculada a l'urbanisme, amb una concepció que conjugava l'estètica amb la funcionalitat, així com els aspectes lúdics, les instal·lacions esportives i els serveis a determinats col·lectius com nens o gent gran. Van sorgir nombrosos parcs reconvertits d'antigues instal·lacions municipals, com el parc de Joan Miró (Antoni Solanas, Màrius Quintana, Beth Galí i Andreu Arriola), realitzat entre 1980 i 1982 al solar de l'antic escorxador central de Barcelona; o bé en zones industrials (parc de l'Espanya Industrial, 1981-1985, Luis Peña Ganchegui, Antón Pagola i Monserrat Ruiz; parc de la Pegaso, 1982-1986, Enric Batlle i Joan Roig; parc del Clot, 1982-1986, Daniel Freixes i Vicente Miranda) o d'antigues instal·lacions ferroviàries (parc de Sant Martí, 1985, Antonio Armesto, Carles Martí i Miquel Sodupe; parc de l'Estació del Nord, 1988, Andreu Arriola, Carme Fiol i Enric Pericas). Al solar d'una antiga pedrera es va establir igualment el parc de la Creueta del Coll (1981-1987), de Martorell-Bohigas-Mackay.
En urbanisme es va crear el Pla General Metropolità (1976), un intent de frenar l'especulació i rehabilitar els espais urbans més degradats, posant especial èmfasi en els equipaments socials, assistencials i culturals. Es buscaven llavors «àrees de nova centralitat», en nom d'una ciutat més policèntrica i millor connectada. D'aquest pla va sorgir la divisió administrativa actual de la ciutat en deu districtes, la majoria coincidents amb els antics municipis agregats a Barcelona. Bona part de les actuacions municipals van consistir en l'adquisició de sòl urbà, fet afavorit per la deslocalització de fàbriques i complexos industrials que es van traslladar fora de la ciutat. Aquesta política es va veure afavorida pel consistori socialista sorgit de les eleccions municipals de 1979, que va nomenar a Oriol Bohigas delegat d'Urbanisme, amb el que es va iniciar un període de forta inversió pública a la ciutat que va comportar un canvi radical en la fisonomia urbana i una nova projecció de Barcelona en l'àmbit internacional, la materialització de la qual es va produir amb els Jocs Olímpics de 1992.

### Jocs Olímpics de 1992

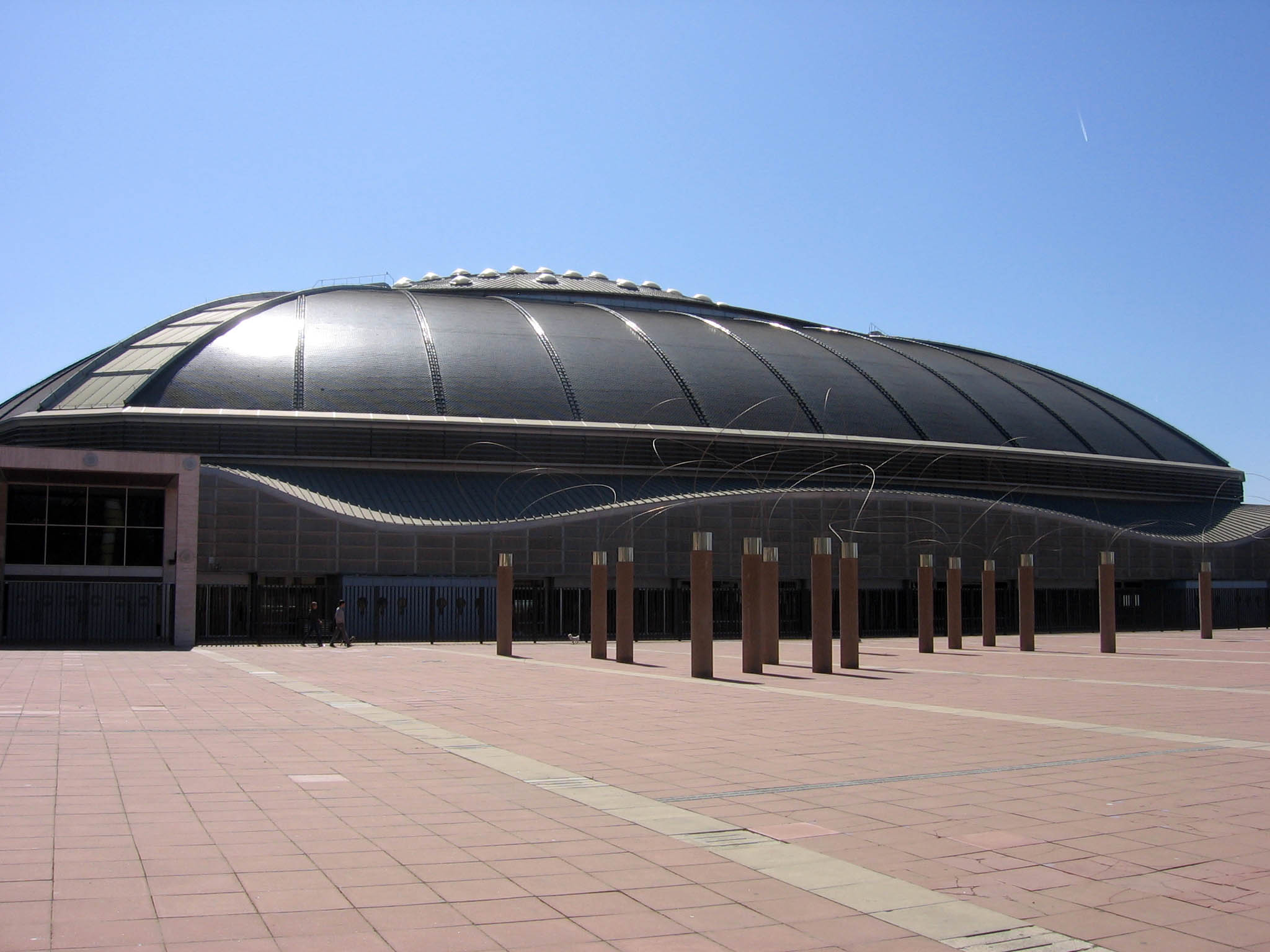
Palau Sant Jordi (1984-1990), d'Arata Isozaki.

Una altra de les profundes transformacions de Barcelona va venir amb motiu dels Jocs Olímpics de 1992. L'esdeveniment va suposar la remodelació de part de la muntanya de Montjuïc, on es va situar l'anomenada Anella Olímpica (1985-1992), dissenyada per Carles Buxadé, Joan Margarit, Federico Correa i Alfons Milà, un ampli recinte situat entre l'Estadi Olímpic Lluís Companys —rehabilitat entre 1986 i 1989 pels mateixos Buxadé, Margarit, Corretja i Milà al costat de Vittorio Gregotti— i la plaça d'Europa, amb edificis com el Palau Sant Jordi d'Arata Isozaki (1984-1990), les Piscines Bernat Picornell (1988-1991, Moisés Gallego i Franc Fernández), la Torre de Comunicacions de Montjuïc (1991) de Santiago Calatrava i l'Institut Nacional d'Educació Física (1985-1992), de Ricardo Bofill.

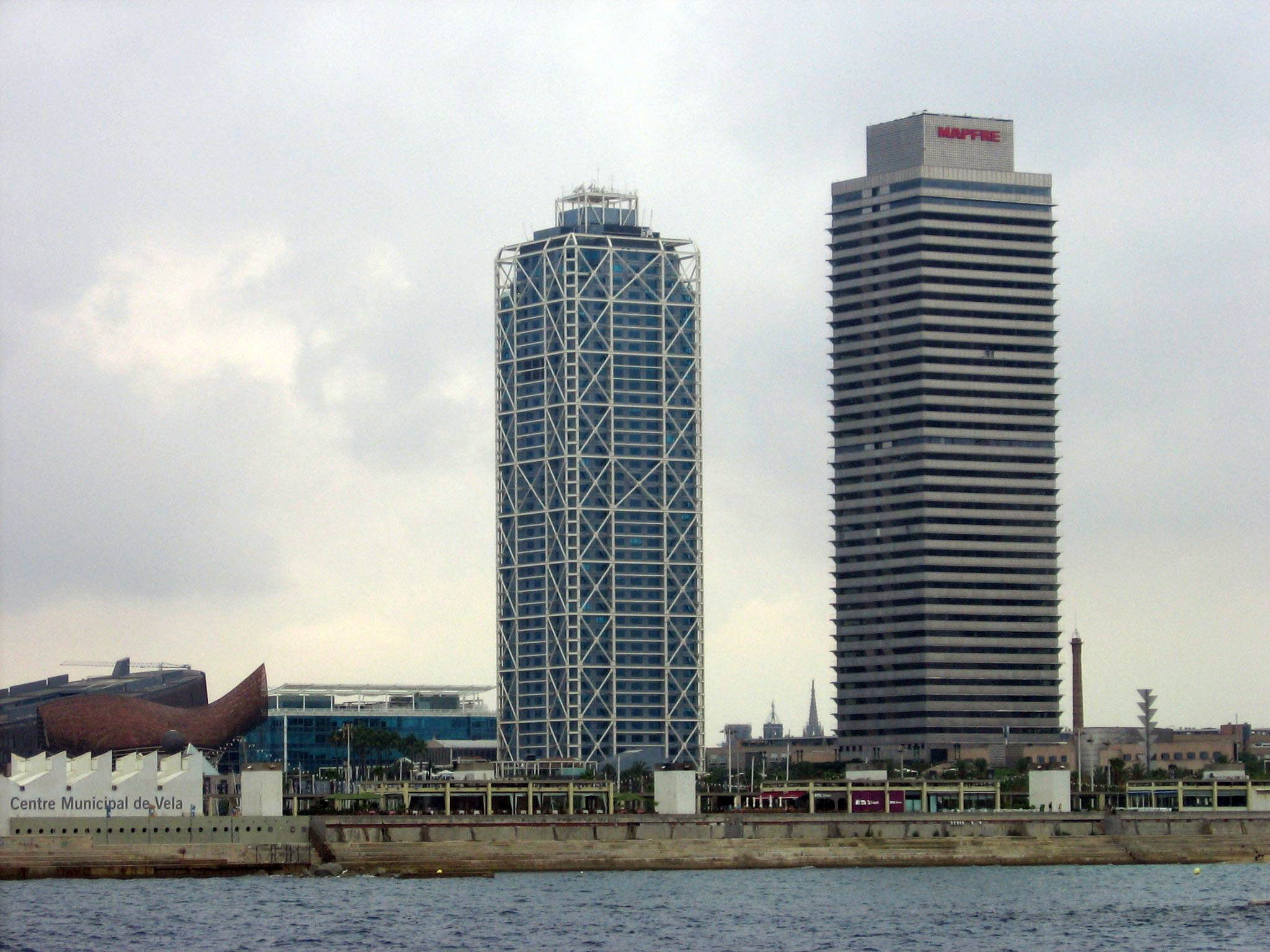
Hotel Arts (1988-1993), de Bruce Graham, i Torre Mapfre (1988-1992), d'Íñigo Ortiz i Enrique de León.

Per a l'allotjament dels esportistes es va construir un nou barri, la Vila Olímpica del Poblenou (1985-1992), amb un traçat general de l'equip Martorell-Bohigas-Mackay-Puigdomènech, i la intervenció en diversos edificis d'habitatges d'un ampli elenc d'arquitectes, com Ricardo Bofill, Carlos Ferrater, Esteve Bonell / Francesc Rius, Xavier Vendrell / Manuel Ruisánchez, Albert Viaplana / Helio Piñón, Elías Torres / José Antonio Martínez Lapeña, Òscar Tusquets / Carlos Díaz, Federico Correa / Alfons Milà, Jordi Garcés / Enric Sòria, Lluís Clotet / Ignacio Paricio, etc. A la mateixa zona es van construir diversos edificis i equipaments, com els edificis d'oficines Eurocity 1 (1989-1992), de Roser Amadó i Lluís Domènech i Girbau, i Eurocity 2, 3 i 4 (1989-1992), de Viaplana i Piñón; la Central de Telefónica (1989-1992), de Jaume Bach i Gabriel Mora; l'avinguda d'Icària (1989-1992), d'Enric Miralles i Carme Pinós; el Centre de Meteorologia (1990-1992), d'Álvaro Siza; el Pavelló Poliesportiu i Biblioteca Municipal Nova Icària (1989-1992), de Franc Fernández i Moisés Gallego; el Centre de Convencions, de Frank Gehry; i els gratacels Hotel Arts (1988-1993), de Bruce Graham, i Torre Mapfre (1988-1992), d'Íñigo Ortiz i Enrique de León.

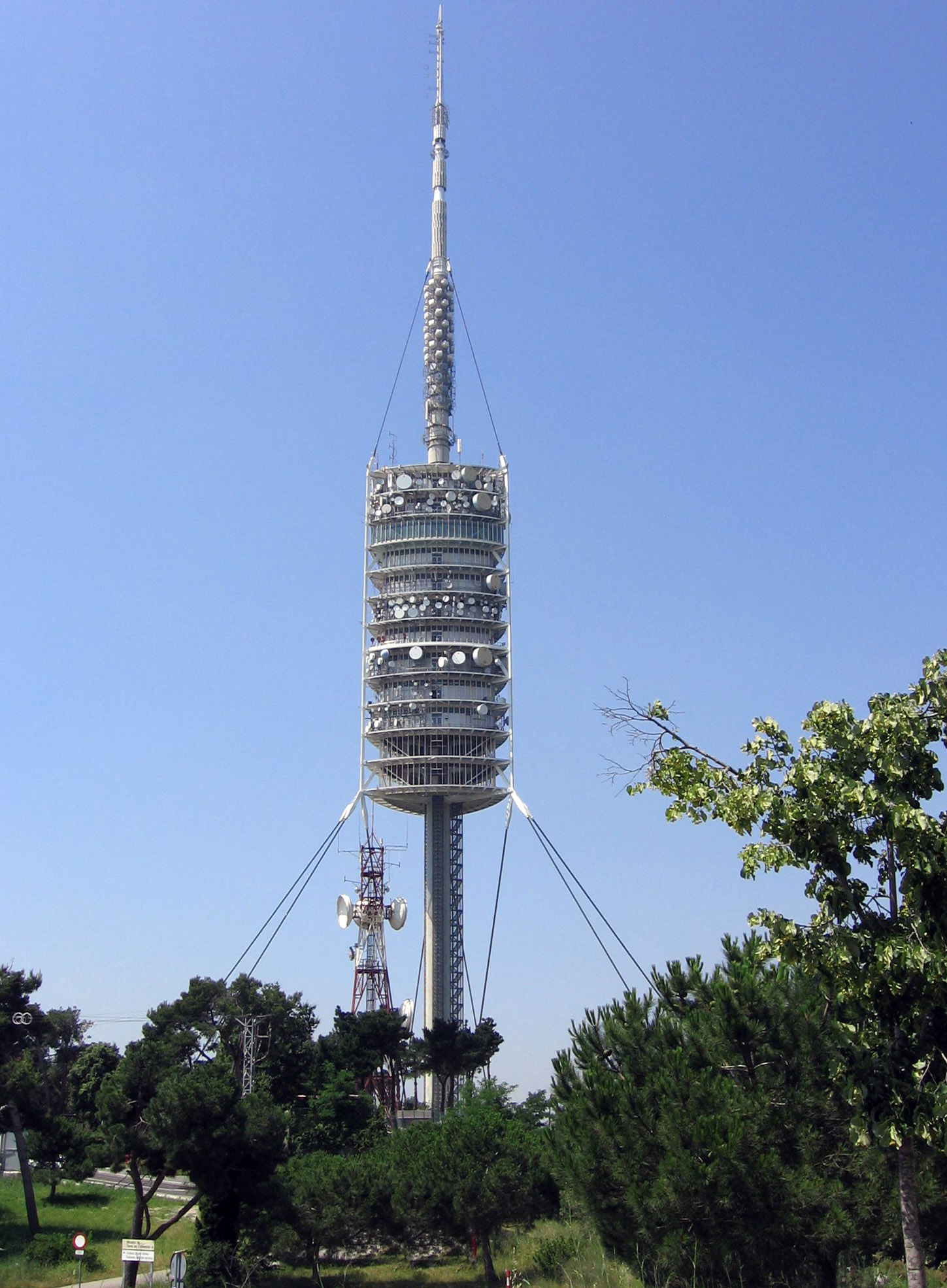
Torre de Collserola (1989-1992), de Norman Foster.

Una altra àrea d'actuació va ser el barri de la Vall d'Hebron, ordenat segons un projecte d'Eduard Bru (1989-1991), que incloïa edificis i infraestructures com: les instal·lacions de tir amb arc (1990-1991), d'Enric Miralles i Carme Pinós; el Palau d'Esports de la Vall d'Hebron (1990-1991), de Jordi Garcés i Enric Sòria; el Club de Tennis La Teixonera (1989-1992), d'Antoni Sunyer; i la Vila Olímpica de Premsa (1989-1991), de Carlos Ferrater.
Un element destacat va ser la torre de telecomunicacions de Collserola (1989-1992), de Norman Foster, situada al Tibidabo. De 288 m d'altura, presenta un fust cilíndric de formigó sostingut per tres tirants postensats ancorats a la muntanya amb tres puntals col·locats a 120° u d'un altre; en la seva part central conté una estructura metàl·lica de forma triangular curvilínia, que alberga un mirador.

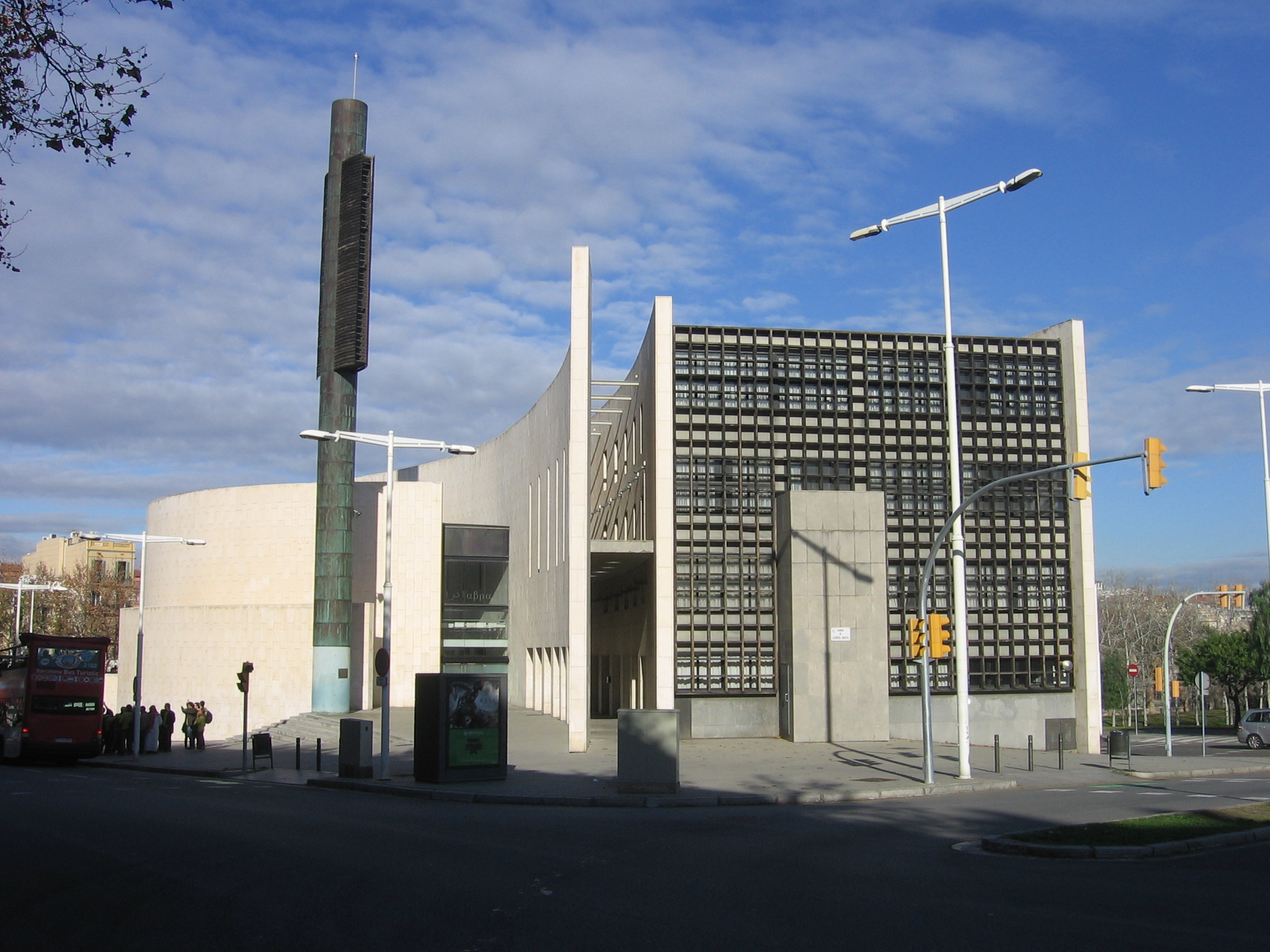
Parròquia del Patriarca Abraham (1990-1992), d'Agustí Mateos i Josep Benedito.

Per a l'esdeveniment es va construir també un centre religiós multiconfesional, la parròquia del Patriarca Abraham (1990-1992), obra d'Agustí Mateos i Josep Benedito. El nou edifici va acollir les necessitats espirituals de tots els participants en els jocs, fos quina fos la seva creença, i posteriorment s'ha convertit en la parròquia del nou barri de la Vila Olímpica. La planta s'allunya per tant de les tradicionals formes catòliques, i presenta un disseny ametllat basat en línies corbes de gran senzillesa geomètrica.
Els Jocs Olímpics van comportar igualment un procés de creació, restauració i conservació dels parcs i jardins de la ciutat: a Montjuïc, epicentre dels jocs, es va instal·lar un nou Jardí Botànic, de 14 hectàrees, dedicat a plantes de clima mediterrani de tot el món, obra de Carlos Ferrater i Bet Figueras, i es va establir el Jardí d'Escultures annex a la Fundació Joan Miró. Altres actuacions relacionades amb els jocs van ser els parcs del Mirador del Migdia (Beth Galí, Jaume Benavent i Andreu Arriola), el de la Vall d'Hebron (Eduard Bru), el del Poblenou (Manuel Ruisánchez i Xavier Vendrell), el de Carles I (Pep Zazurca i Juli Laviña) i tres dissenyats per la firma Martorell-Bohigas-Mackay: el parc de les Cascades, el del Port Olímpic i el de Nova Icària.

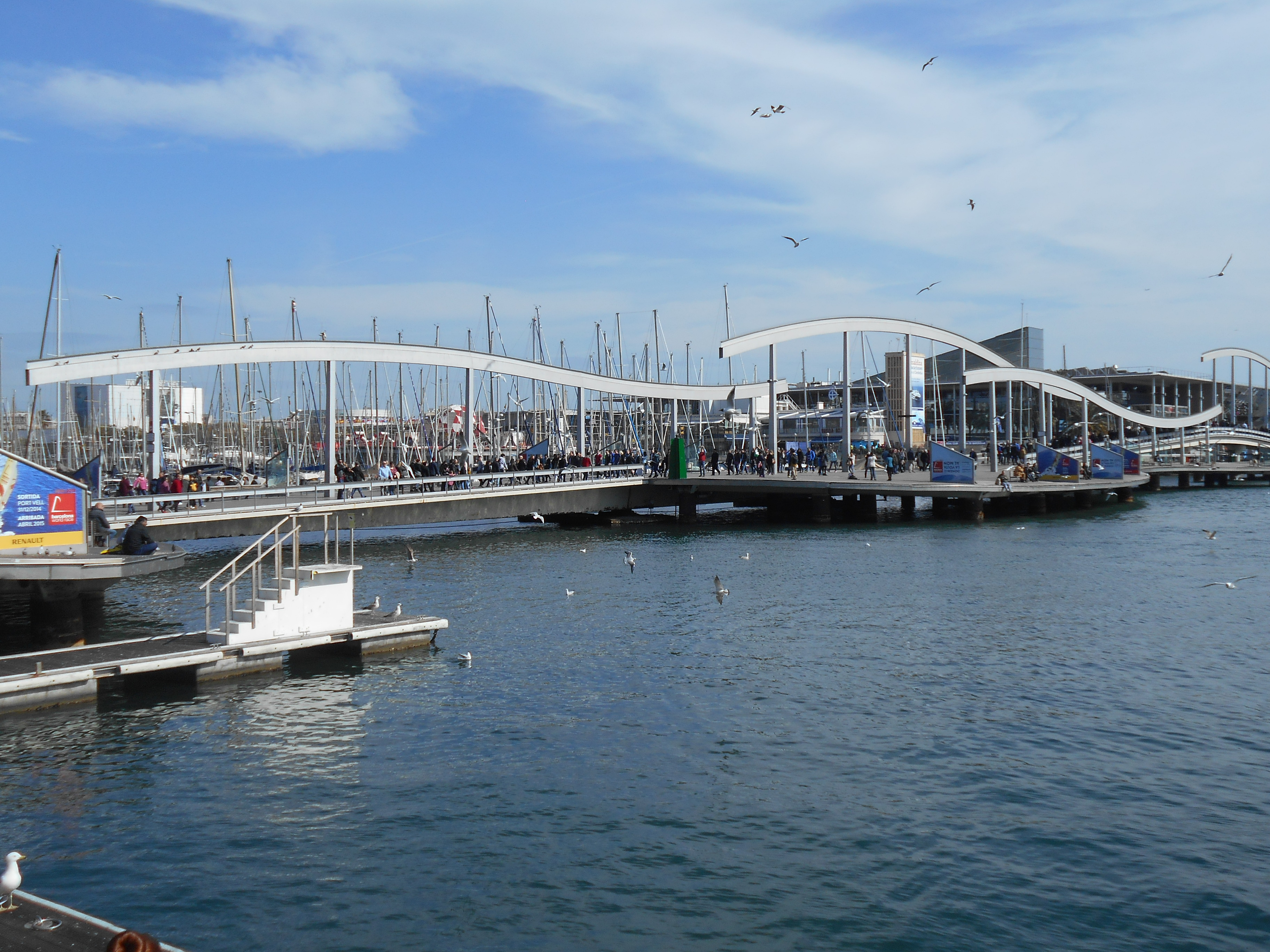
Pont de la Rambla de Mar (1990-1995), d'Helio Piñón i Albert Viaplana.

Amb motiu dels Jocs es va remodelar també el Port Vell de Barcelona, amb un projecte de Jordi Henrich i Olga Tarrasó. El nou espai es va dedicar a l'oci, amb la creació del centre lúdic Maremàgnum (Helio Piñón, Albert Viaplana, Jordi Mir, Rafael Coll), unit a terra per la Rambla de Mar, un pont pivotant dissenyat per Piñón i Viaplana; es troben també en aquest espai el cinema Imax (Jordi Garcés / Enric Sòria) i l'Aquàrium (Esteve i Robert Terradas). També es va construir el centre de negocis World Trade Center, de Henry N. Cobb (Pei, Cobb, Freed & Partners).
Una altra actuació urbanística va ser al barri del Raval, el qual es va remodelar amb un projecte de Jaume Artigues i Pere Cabrera, que va consistir en l'obertura de la Rambla del Raval i l'adequació de l'entorn de la plaça dels Àngels com a centre cultural, on es van situar el Centre de Cultura Contemporània de Barcelona (1990-1993) i el Museu d'Art Contemporani de Barcelona (1987-1996). El primer va sorgir de la reconversió de l'antiga Casa de la Caritat, amb un projecte de Piñón i Viaplana, on destaca el tancament del pati amb una paret envidriada que en la seva part superior està inflexionada. El segon és un edifici de nova planta dissenyat per Richard Meier, format per dos cossos connectats per una estructura en forma de cilindre, el major dels quals presenta una façana envidriada que dona al carrer.
Cal destacar finalment que en ocasió dels Jocs es va ampliar notablement l'estructura viària de la ciutat, especialment amb la creació dels cinturons de ronda, disposats en circumval·lació al llarg de tot el perímetre urbà. Realitzats entre 1989 i 1992, es van encarregar de la seva planificació general Josep Acebillo, director tècnic de l'Institut Municipal per a la Promoció Urbanística, i Alfred Morales, coordinador de transports i circulació de l'Ajuntament de Barcelona. D'altra banda, es va fer una campanya de restauració de façanes i monuments i d'adequació de parets mitgeres, anomenada Barcelona posa't guapa (1986-1992), promoguda per Josep Emili Hernández, de l'àrea de Patrimoni de l'Ajuntament.

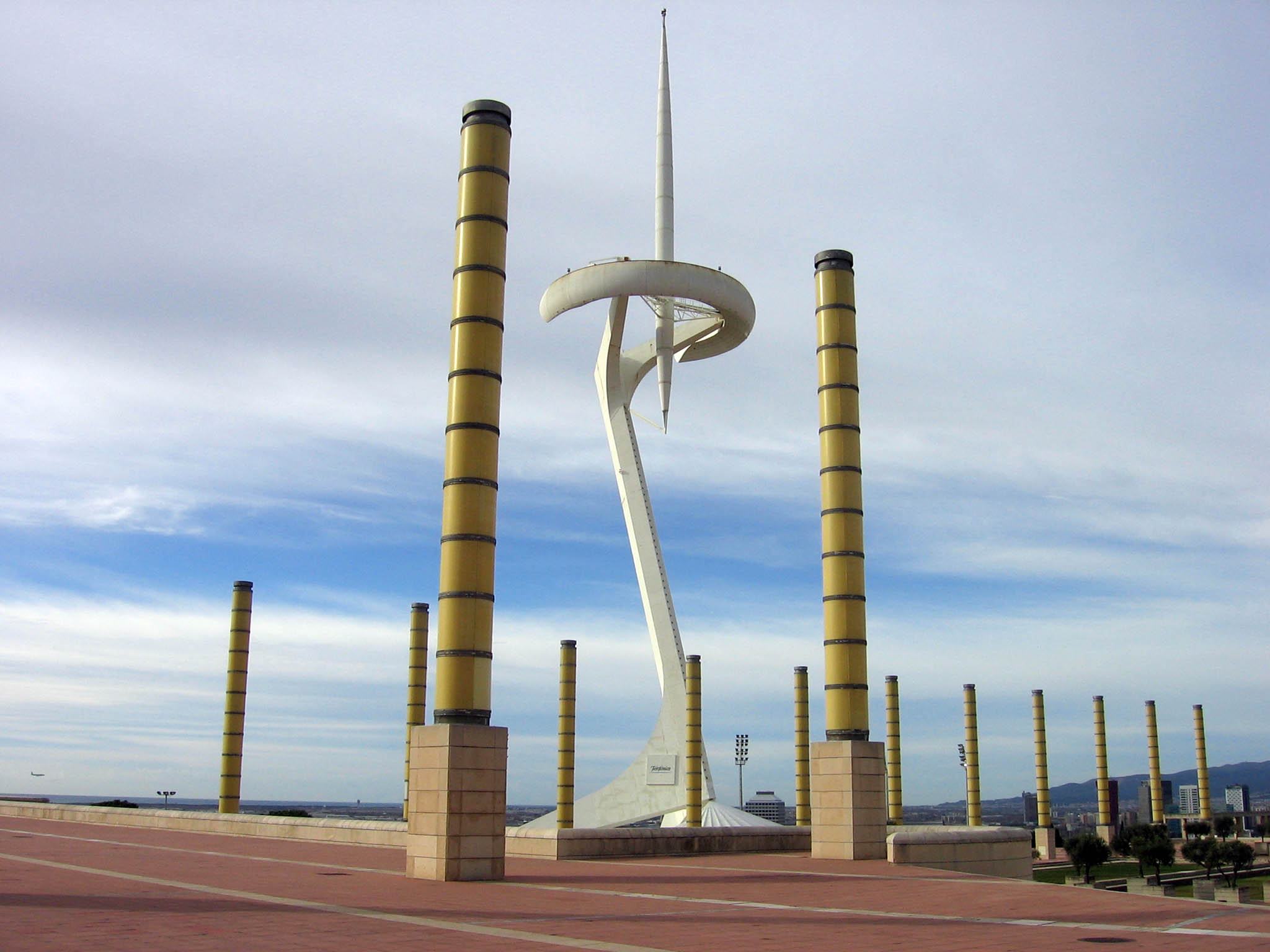
Torre de Comunicacions de Montjuïc (1991), de Santiago Calatrava.
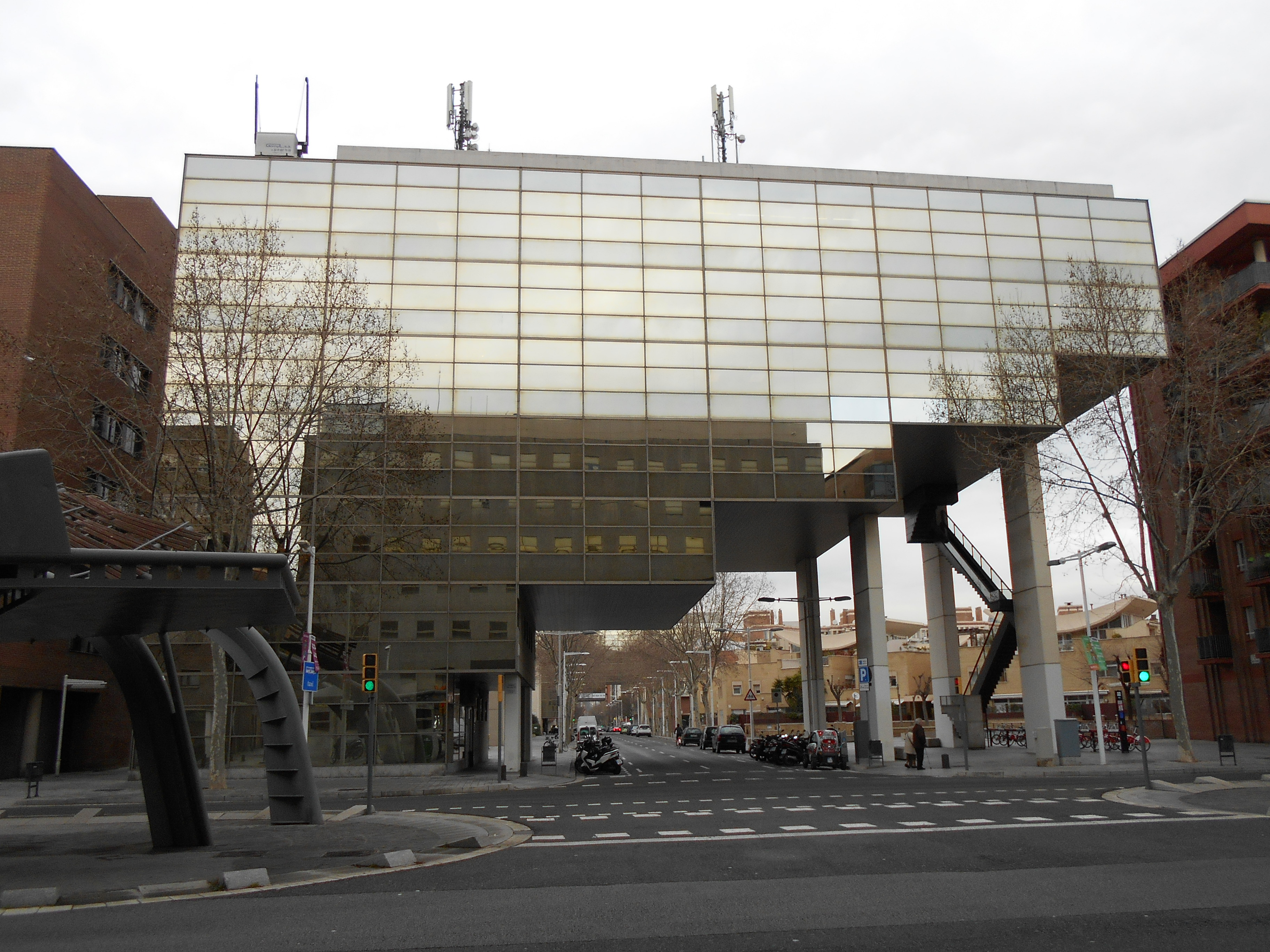
Eurocity 2-3 (1989-1992), d'Albert Viaplana i Helio Piñón.
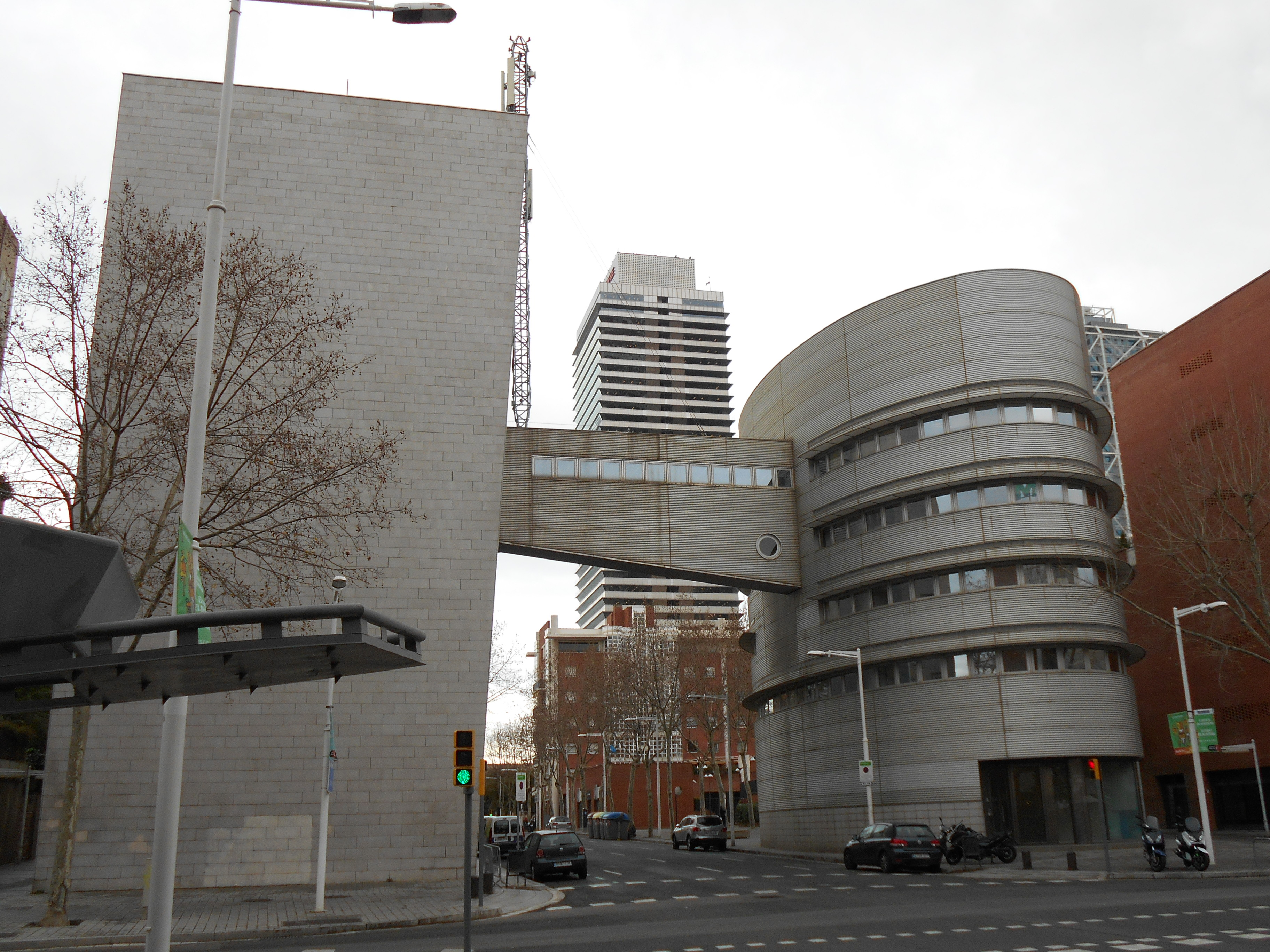
Central de Telefónica (1989-1992), de Jaume Bach i Gabriel Mora.
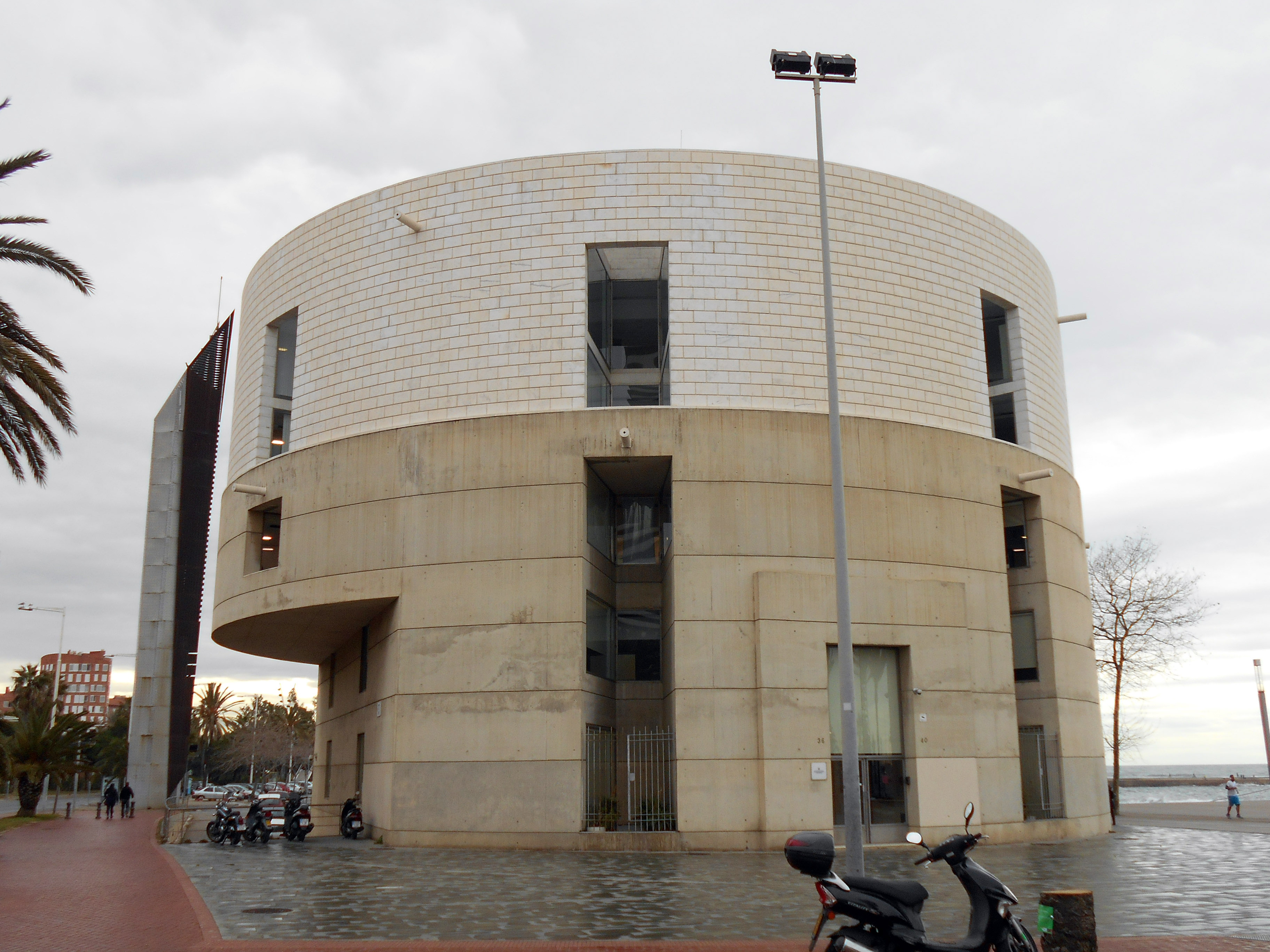
Centro de Meteorologia (1990-1992), d'Álvaro Siza.
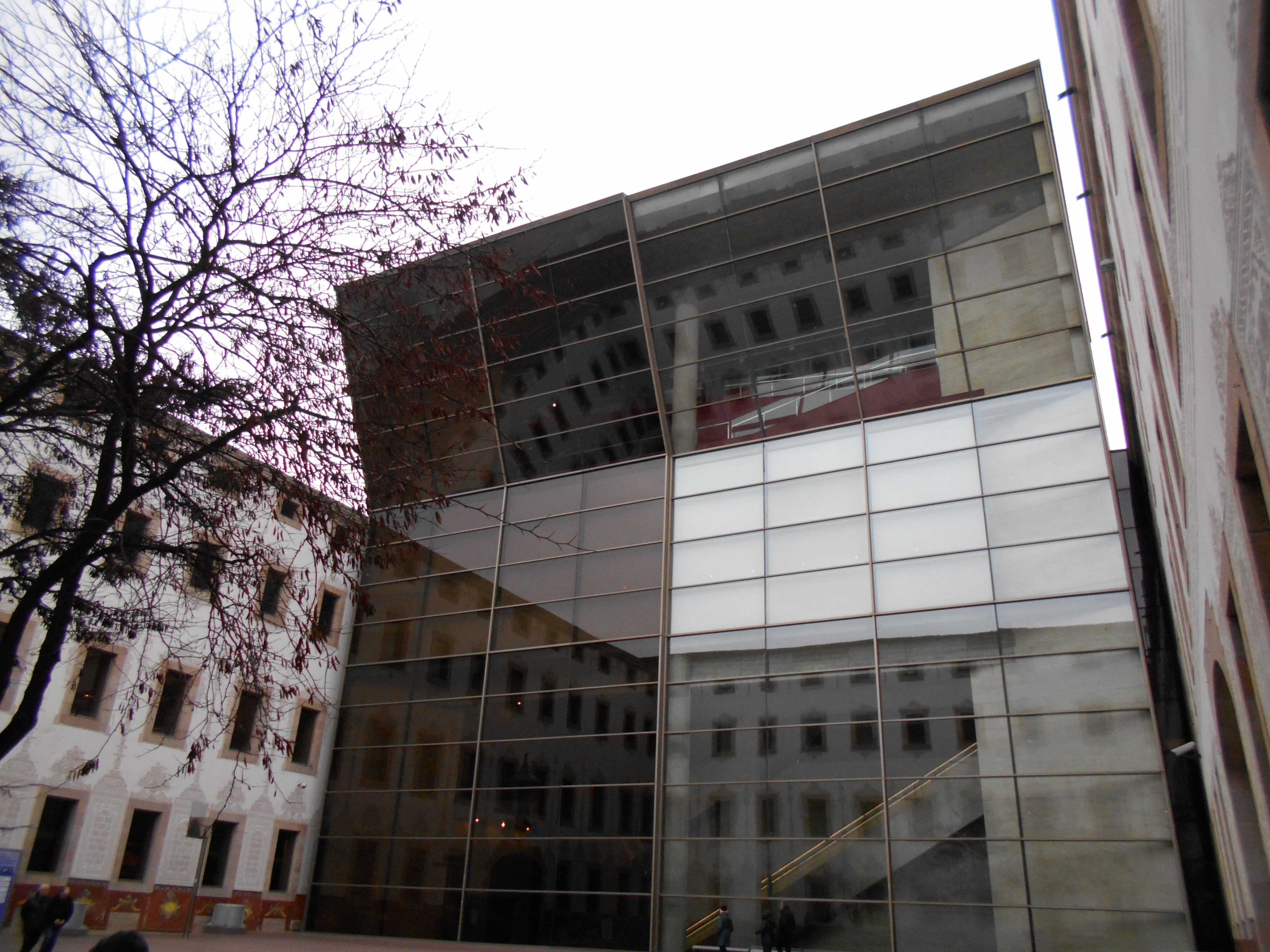
Centre de Cultura Contemporània de Barcelona (1990-1993), d'Albert Viaplana i Helio Piñón.
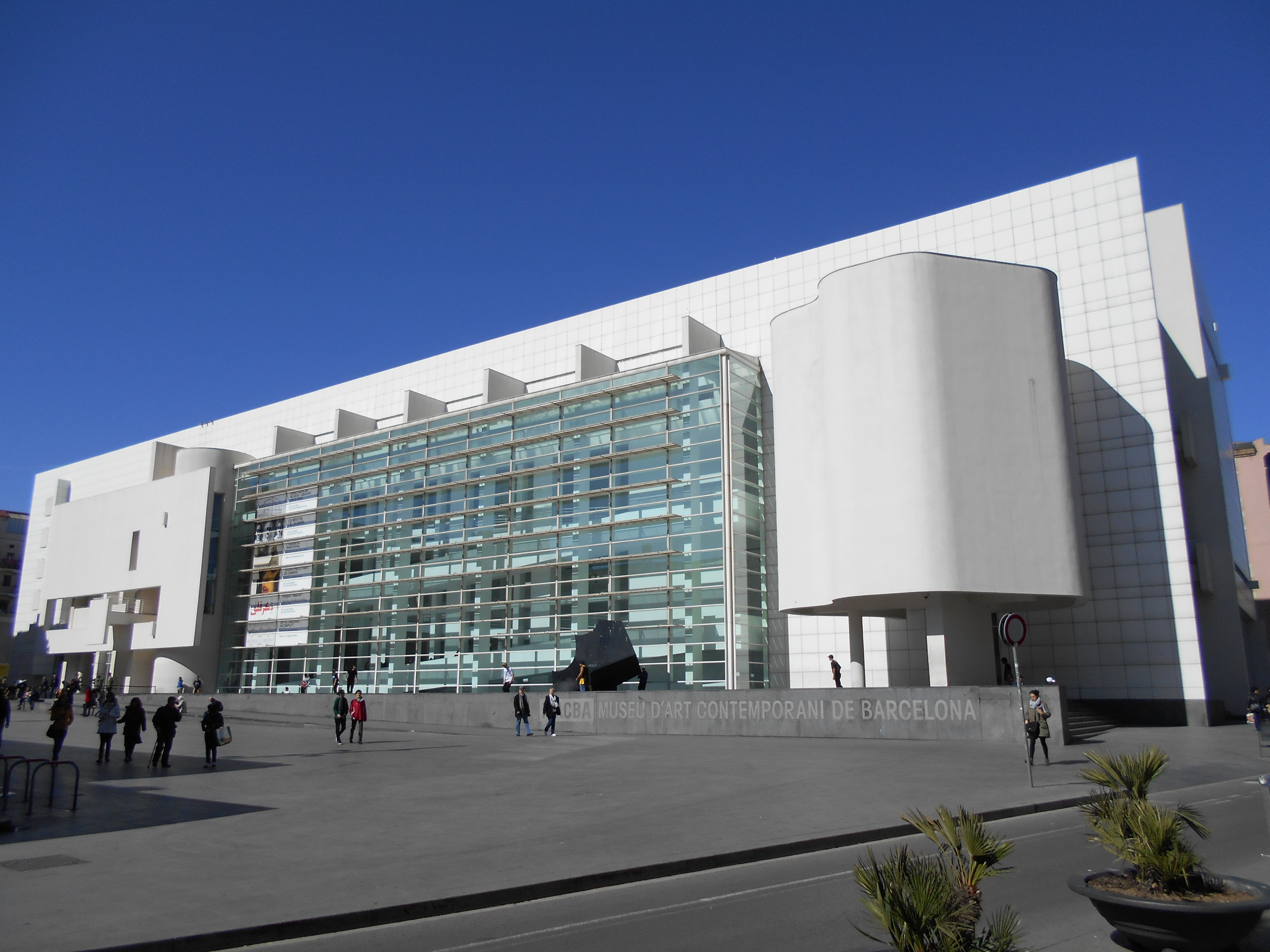
Museu d'Art Contemporani de Barcelona (1987-1996), de Richard Meier.
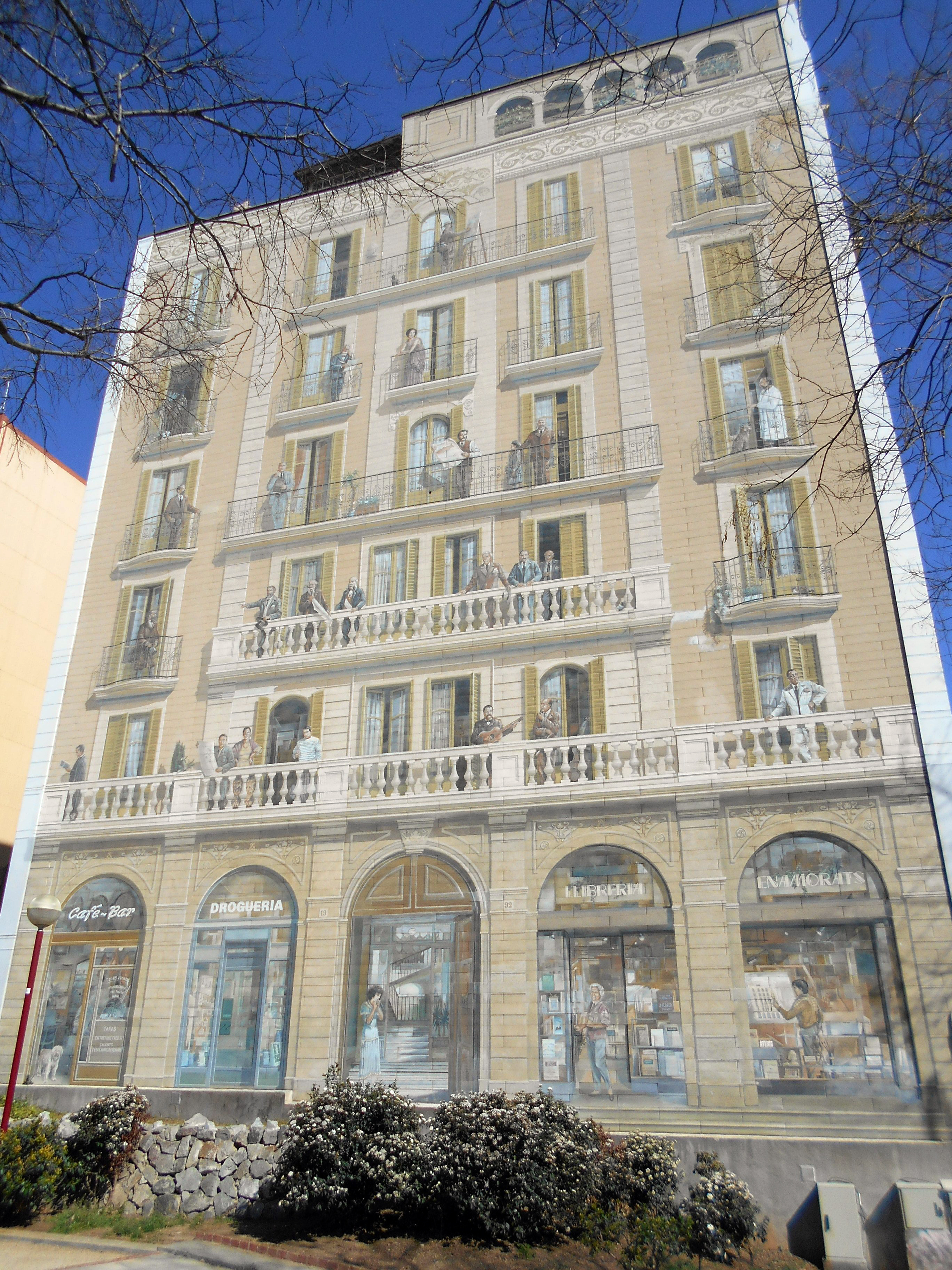
Balcons de Barcelona (1992), campanya Barcelona posa't guapa.

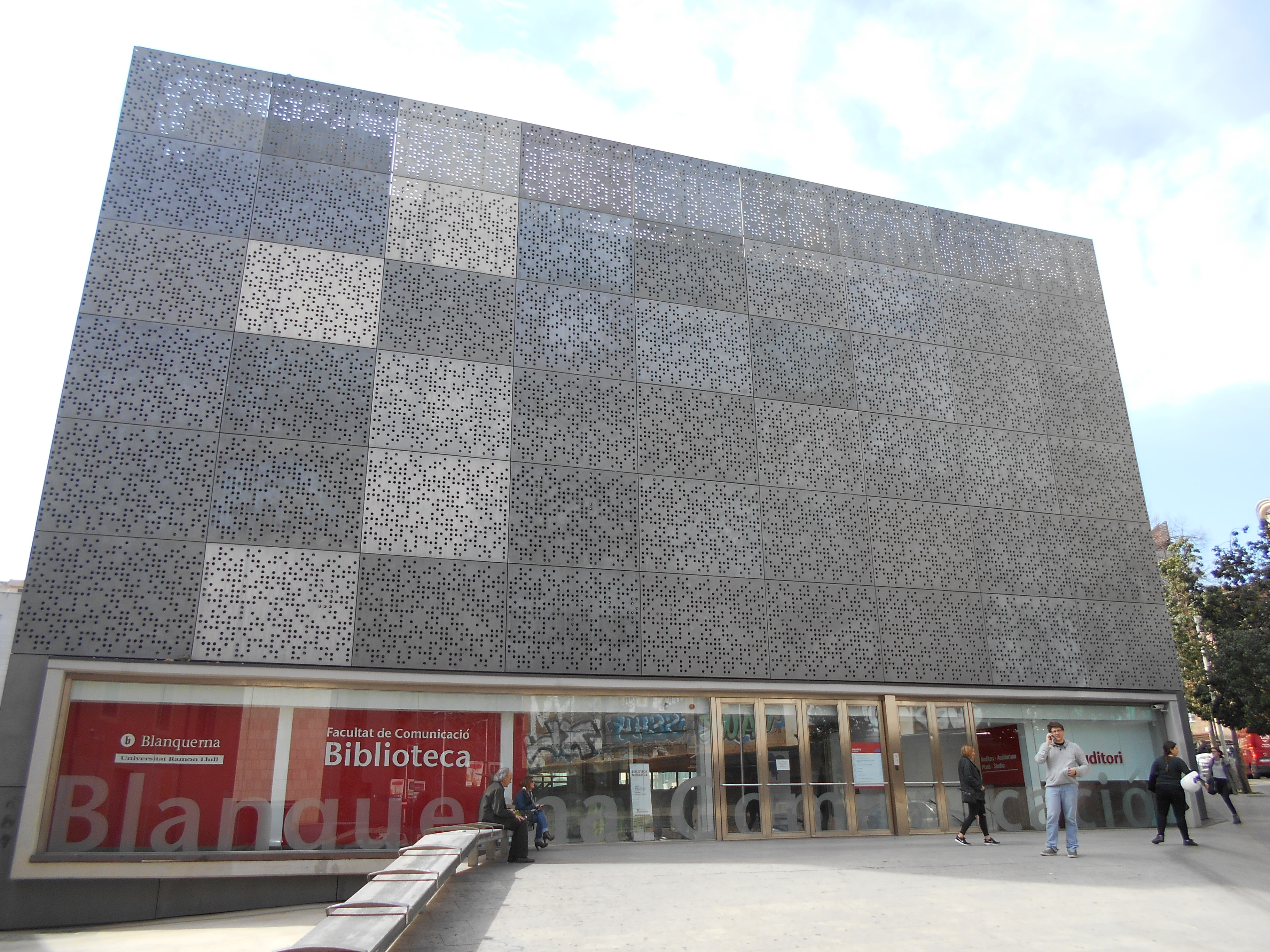
Biblioteca de la Facultat Blanquerna (1994-1996), de Daniel Freixes, Vicente Miranda, Vicenç Bou i Eulàlia González.

Els últims anys del segle han estat marcats per la recerca d'una arquitectura més sostenible i basada en criteris ecològics, especialment quant a l'ús en arquitectura de les cèl·lules fotovoltaiques d'energia solar. Aquesta nova conscienciació cap a l'ecologisme es va reflectir també en l'urbanisme, amb la recerca d'uns espais públics adaptats a l'entorn i projectats per als veïns, amb especial èmfasi en els equipaments i serveis comunitaris. Aquests criteris es van definir especialment en el Fòrum Cívic Barcelona Sostenible, celebrat el 1998.
Entre les obres d'aquests últims anys mereixen destacar-se: l'edifici RACC (1990-1996), d'Enric Batlle, Joan Roig i Francesc Ribas i Barangé; la reforma del Palau Nacional (1990-1996), de Gae Aulenti; l'edifici Nexus (1992-1995), de Lluís Nadal; la Biblioteca Gabriel Ferraté (1992-1996), de Ramon Sanabria i Ramon Artigues; la Facultat de Ciències de la Comunicació “Blanquerna” de la URL (1994-1996), de Daniel Freixes, Vicente Miranda, Vicenç Bou i Eulàlia González; el CEMIM (Centre de Recerques Marines i Mediambientals), de Pere Riera, Josep M. Gutiérrez, Josep Sotorres, Montserrat Batlle, Bartomeu Busom i Franc Fernández (1996-2001); el Palau de Congressos de Catalunya (1996-2000), de Carlos Ferrater i Josep Maria Cartañà; l'ampliació del Museu Picasso (1996-2002), de Jordi Garcés; l'Institut del Teatre (1997-2000), de Ramon Sanabria i Luis Comerón; la reforma del mercat de Santa Caterina (1997-2004), d'Enric Miralles i Benedetta Tagliabue; el conjunt Arcadias (1998-2000), de Jaume Bach i Gabriel Mora; i l'edifici Heron City (actual Som Multiespai, 1999-2001), de Juli Capella.

## Segle XXI

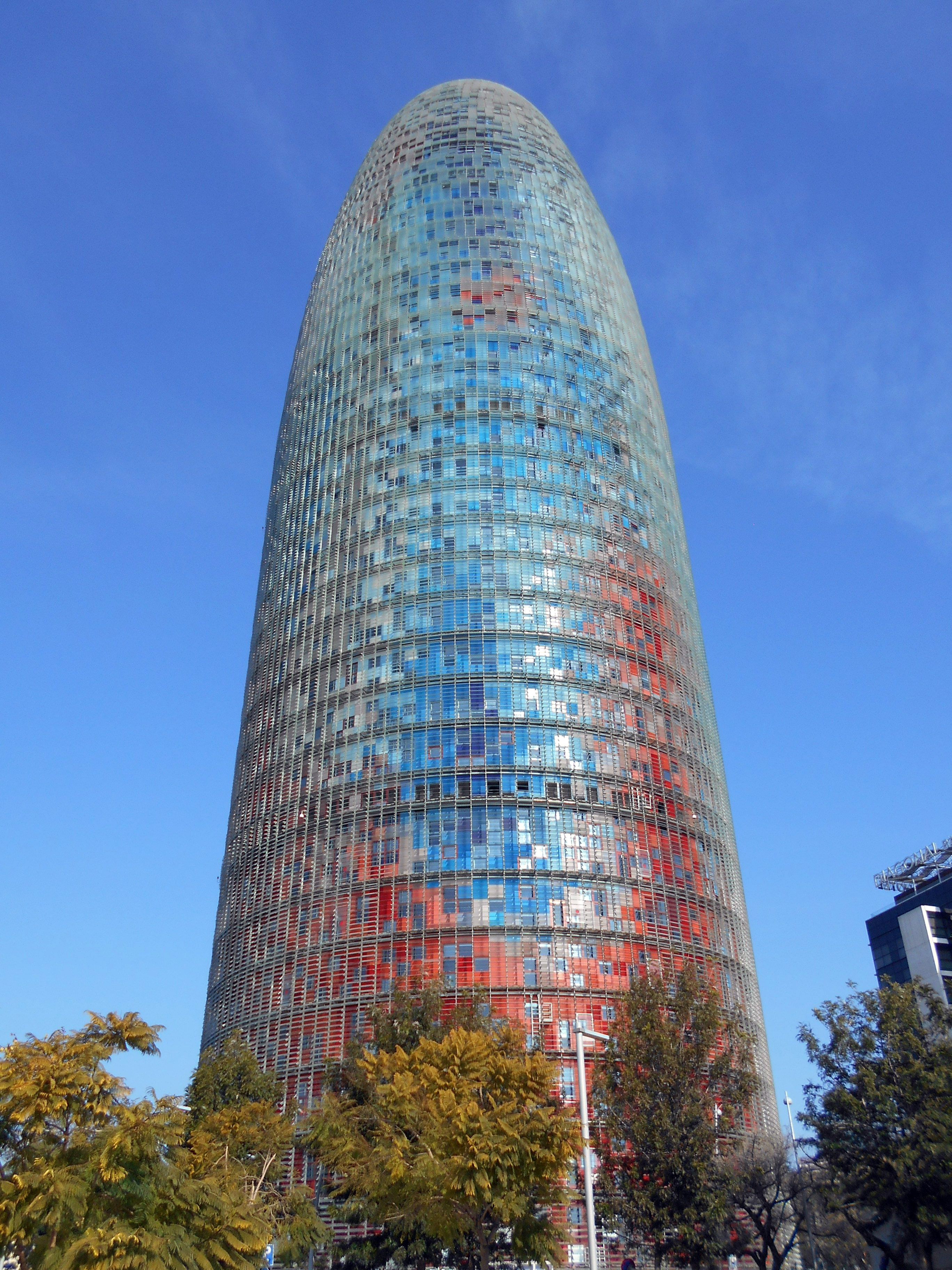
Torre Agbar (2000-2005), de Jean Nouvel.

El canvi de segle no va oferir una modificació substancial en l'esdevenir de la ciutat, que va seguir apostant per la innovació i el disseny com a projectes de futur, al costat de l'ús de noves tecnologies i l'aposta per la sostenibilitat mediambiental. Estilísticament, la transició de segle ha estat marcada novament per l'eclecticisme derivat de les teories postmodernes, al mateix temps que ha cobrat força la influència de corrents internacionals com el high-tech, un estil basat en l'ús intensiu de l'alta tecnologia, i el desconstructivisme, un corrent basat en la geometria no euclidiana i en l'antilinealisme, amb formes corbes i «toves» d'aspecte aparentment caòtic. Cal remarcar igualment la progressiva importància adquirida per la informàtica en el disseny arquitectònic, amb programes com CAD i Power Point que han substituït les antigues formes d'elaborar projectes arquitectònics.
Un dels esdeveniments més destacats del nou mil·lenni va ser la celebració del Fòrum Universal de les Cultures de 2004, que va permetre nous canvis urbanístics a la ciutat: es va recuperar tota la zona del Besòs, fins llavors poblada d'antigues fàbriques en desús, es va regenerar tot el barri del Poblenou i es va construir el nou barri de Diagonal Mar, al mateix temps que es va dotar a la ciutat de nous parcs i espais per a l'oci dels ciutadans. El perfil de la ciutat va canviar després de la construcció d'un gran gratacel de forma cilíndrica, la Torre Agbar, així com l'hotel W Barcelona, que va modificar la fisonomia del Port de Barcelona i, per tant, del seu front marítim.
La Torre Agbar (2000-2005), obra de Jean Nouvel, és un dels edificis més emblemàtics construïts en el nou mil·lenni, i ha canviat significativament el skyline barceloní. D'estil high-tech, té 145 m d'altura i forma de cilindre oval, inspirat segons l'autor en els campanars de la Sagrada Família de Gaudí. La façana té una doble pell de formigó i vidre, amb un conjunt de 4.000 dispositius LED de diversos colors que s'il·luminen a la nit, creant uns particulars efectes de policromia.

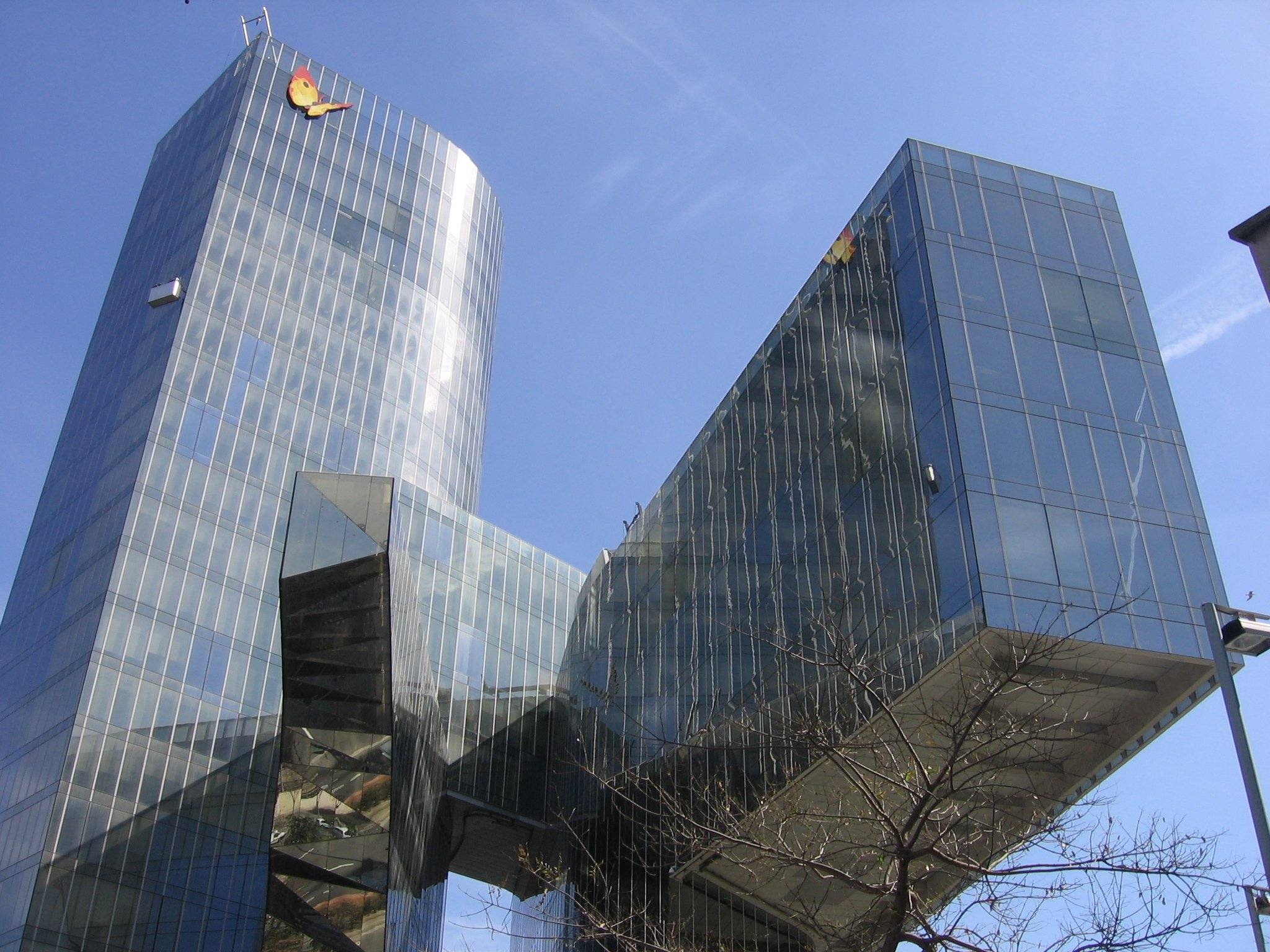
Edifici de Gas Natural (1999-2006), obra d'Enric Miralles i Benedetta Tagliabue.

Per les mateixes dates es va construir la nova seu de Gas Natural (1999-2006), obra d'Enric Miralles i Benedetta Tagliabue, un edifici descompost en quatre cossos: la «torre» és el més alt, amb forma d'H composta de dos cossos de diferent altura; la «mènsula» és un cos adossat a la torre que actua d'accés a l'edifici; el «portaavions» és un cos en volada que sobresurt de la torre central i que aporta horitzontalitat al traçat del conjunt; la «cascada» és un cos baix de façana esglaonada que restitueix l'alçat de les edificacions de l'entorn. Tot l'edifici presenta una coberta envidriada, amb un joc de reflexos entre els quatre cossos que genera una imatge una mica desmaterialitzada del conjunt.
Altres edificis d'aquests primers anys van ser: la Biblioteca Jaume Fuster (2001-2004), de Josep Llinàs, de planta romboïdal i un traçat complex i sinuós que interactua amb un entorn urbà d'aspecte irregular; l'Illa Fort Pienc (2001-2003), també de Llinàs, un complex de guarderia, residència d'ancians, biblioteca, centre cívic i mercat, amb una complexa utilització de volums i espais diàfans; el conjunt residencial Illa de la Llum (2002-2005), de Lluís Clotet i Ignacio Paricio, amb tres cossos: un bloc de 5 plantes flanquejat de dues torres, una de 26 plantes i una altra de 18, resolts amb uns mòduls de plafons d'alumini que es van repetint en la façana, mentre que tot el conjunt se sustenta sobre uns premarcs de tub galvanitzat; i la rehabilitació del mercat de la Barceloneta (2002-2007), de Josep Miàs, amb una concepció orgànica que vertebra diferents espais de forma dinàmica i integradora.

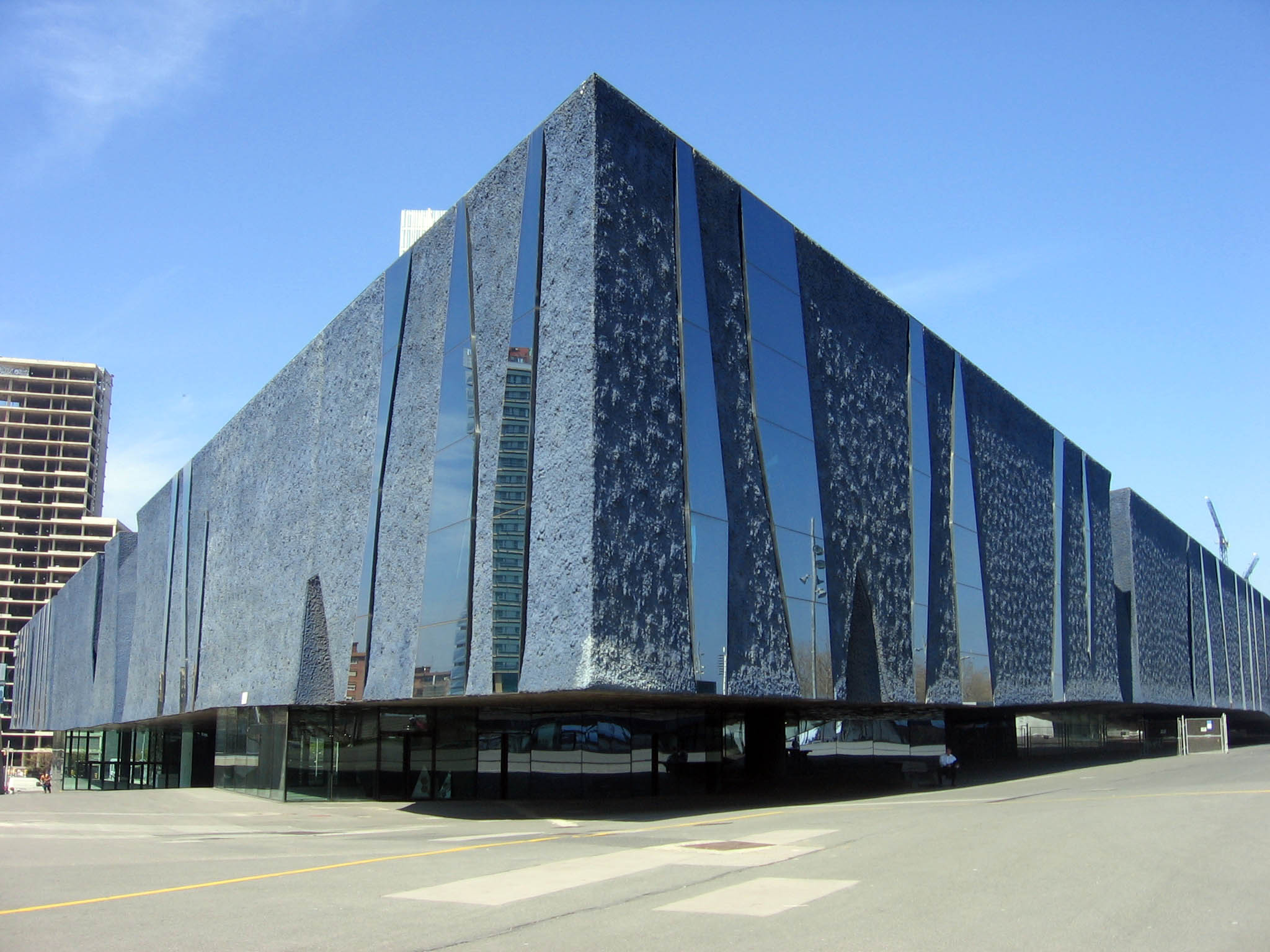
Edifici Fòrum (2000-2004), de Jacques Herzog i Pierre de Meuron.

El principal impuls edilici d'aquests anys va ser la celebració del Fòrum Universal de les Cultures de 2004. El recinte va ser projectat per Elías Torres i José Antonio Martínez Lapeña, del que destaca una esplanada polivalent de 16 ha culminat en un dels seus extrems per una gran placa fotovoltaica que es va convertir en un dels emblemes de l'esdeveniment. La construcció principal va ser l'edifici Fòrum (2000-2004), de Jacques Herzog i Pierre de Meuron —actual seu del Museu de Ciències Naturals de Barcelona—, amb una planta triangular de perfil baix amb una distribució de diversos patis interiors que generen espais diàfans, i una façana d'aspecte rugós de color blau anyil, solcada per diverses franges de vidre. Al costat d'aquest edifici es va situar el Centre de Convencions Internacionals de Barcelona (2000-2004), de Josep Lluís Mateo, amb una estructura metàl·lica de traçat irregular i formes ondulants que oculta els elements sustentants, generant a l'interior uns grans espais diàfans de disposició flexible. L'espai del recinte i les seves zones adjacents han estat posteriorment aprofitats per situar diversos parcs públics, com el parc Lineal de Garcia Fària, de Pere Joan Ravetllat i Carme Ribas; el parc dels Auditoris, d'Alejandro Zaera; i el parc de Diagonal Mar, d'Enric Miralles i Benedetta Tagliabue.

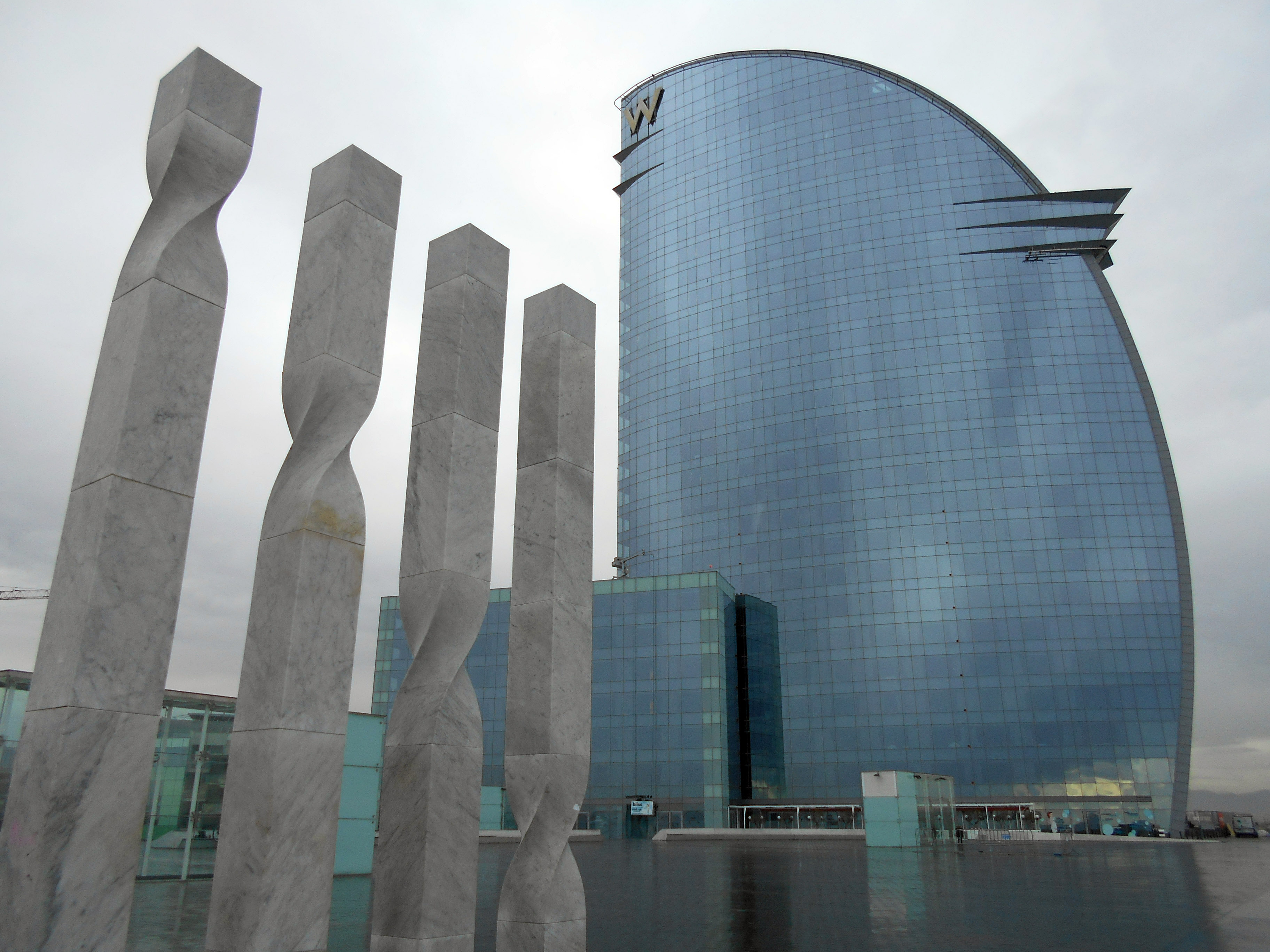
Hotel W Barcelona (2009), de Ricardo Bofill.

Entre les construccions dels següents anys mereixen destacar-se: el Parc de Recerca Biomèdica (2006), de Manuel Brullet i Albert de Pineda, un edifici de forma troncocònica amb revestiment de lames de fusta; l'hotel Habitat Sky (2004-2007), de Dominique Perrault, un gratacel de 120 m d'altura compost per dos cossos verticals, un col·locat en volada sobre l'altre; l'hotel W Barcelona —també conegut com a Hotel Vela— (2009), de Ricardo Bofill, un edifici de 99 m d'altura amb forma de vela de vaixell, amb façana de mur-cortina envidriat; l'edifici de la seu de la Comissió del Mercat de les Telecomunicacions (2008-2010), d'Enric Batlle i Joan Roig, amb un perfil de planimetria longitudinal asimètrica i una doble façana de lames horitzontals que ofereix protecció solar; l'edifici Media-TIC (2010), d'Enric Ruiz-Geli, té forma cúbica i està sustentat per unes jàsseres de ferro recobertes per un revestiment translúcid de plàstic de bombolles inflables, que permeten distingir l'estructura fluorescent de l'interior de l'edifici; la torre Diagonal ZeroZero de Telefónica (2008-2011), d'Enric Massip-Bosch, de 110 m d'altura i planta romboïdal, amb una façana de nervadura d'alumini blanc; l'edifici Disseny Hub, seu del Museu del Disseny de Barcelona (2008-2013), de Martorell-Bohigas-Mackay, amb forma de paral·lelepípede avançat en volada i una façana de metall i vidre, mentre que l'edifici s'estructura en dos cossos, un de subterrani i un altre superior que dona a la plaça de les Glòries Catalanes; i la Fira de Bellcaire o Encants Vells (2013), de Fermín Vázquez Huarte-Mendicoa, una estructura en forma de marquesina que cobreix el mercat a l'aire lliure dels Encants, formada per diversos mòduls amb diferents inclinacions per reflectir la llum i el paisatge circumdant.

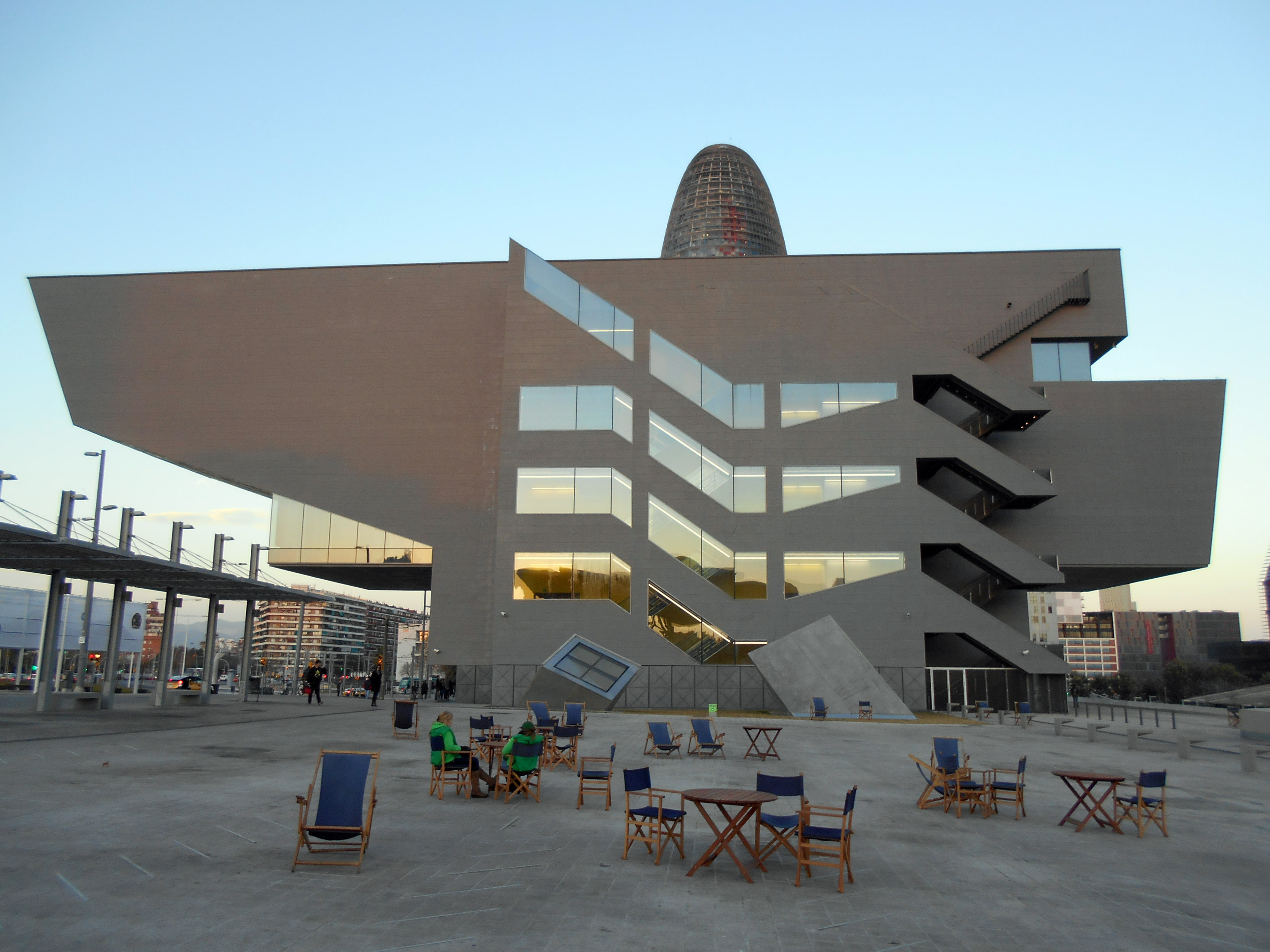
Edifici Disseny Hub (2008-2013), de Martorell-Bohigas-Mackay.

Altres obres d'aquests anys són: el Centre Internacional de Medicina Avançada (2004), de Lluís Alonso i Sergi Balaguer; l'ampliació de CosmoCaixa Barcelona (2004), d'Esteve i Robert Terradas; l'hotel Hilton Diagonal Mar (2005), d'Òscar Tusquets; el Col·legi Major Sant Jordi (2006), de Josep Lluís Mateo; l'edifici departamental de la UPF (1996-2007), de Juan Navarro Baldeweg; la Subcentral elèctrica del 22@ (2007), de Víctor Rahola i Jorge Vidal; l'edifici de Mediapro (2005-2008), de Carlos Ferrater, Patrick Genard i Xavier Martí Galí; l'edifici d'habitatges Illa del Mar (2008), d'Adolf Martínez, Josep Lluís Martínez, Jorge Muñoz i Enrique Albin; el Museu Can Framis (2007-2009), de Jordi Badia; el conjunt de la Ciutat de la Justícia de Barcelona i l'Hospitalet de Llobregat (2009), de David Chipperfield i Fermín Vázquez Huarte-Mendicoa; l'edifici Suites Avenue (2009), de Toyoo Itō; l'Institut de Microcirurgia Ocular (2009), de Josep Llinàs; l'edifici Blau (2009), d'Antoni de Moragas, Eva Mercader Oliver i Susanna Itarte Rubió; el Banc de sang (2006-2010), de Joan Sabaté Picasó, Àlex Cazurra Basté i Horacio Espeche Sotailo; el Centre Cívic de Can Travi (2008-2010), de Sergi Serrat, Ginés Egea i Cristina García; la seu de GAES (2008-2010), de Jorge Mestre i Iván Bercedo; la reconversió de la plaça de toros de les Arenes en centre comercial (2005-2011), a càrrec de Richard Rogers; la seu de Bassat (2010-2011), d'Alexa Plasencia, Antonio Buendía i Albert Arraut; l'edifici Districte 38 (2011), d'Arata Isozaki, Alejandro Zaera i Farshid Moussavi; l'edifici Vodafone (2012), de Dominique Perrault; i l'edifici Antares (2020), d'Odile Decq.
D'altra banda, la crisi econòmica iniciada el 2008 ha paralitzat nombrosos projectes arquitectònics, alguns tan emblemàtics com la Torre la Sagrera, de Frank Gehry, o la Torre Espiral, de Zaha Hadid, posant punt final a uns anys d'edificació a la ciutat de magnes projectes encarregats a autors de fama internacional.
El 2022 es va inaugurar l'edifici Cirerers, l'edifici de fusta més alt d'Espanya, obra de la cooperativa d'arquitectes Celobert, un projecte sostenible basat en un sistema de construcció industrialitzada en fusta contralaminada.

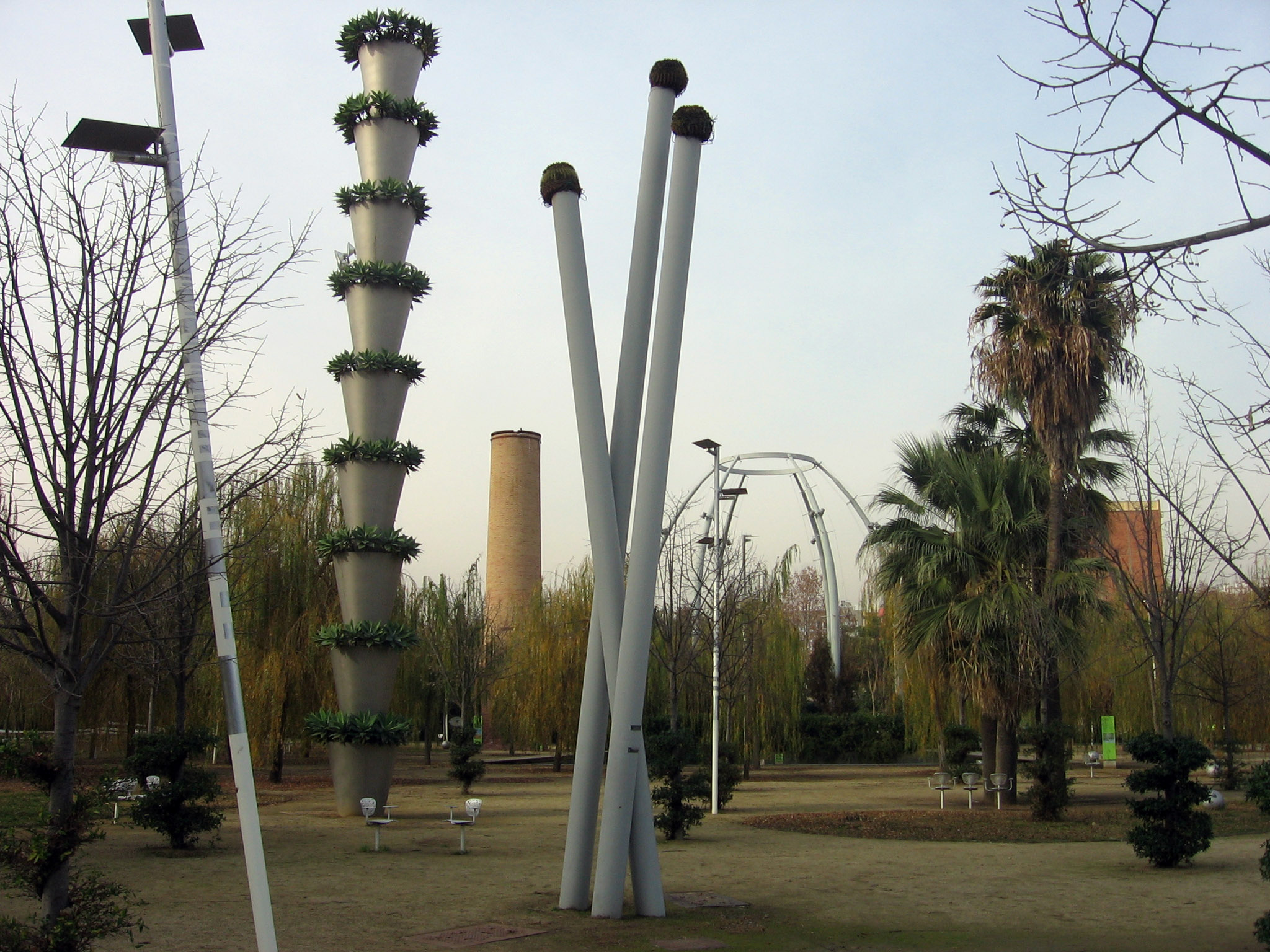
Parc del Centre del Poblenou (2008), de Jean Nouvel.

Pel que fa a arquitectura paisatgística, cal esmentar el parc Central de Nou Barris (1997-2007), de Carme Fiol i Andreu Arriola, estructurat en diversos nivells en els quals destaquen unes pèrgoles que actuen com a panells lumínics, així com la presència de l'aigua, a través de tres llacs ambbrolladors; el 2007 va rebre el premi d'arquitectura International Urban Landscape Award a Frankfurt (Alemanya). Un altre espai verd d'interès és el parc del Centre del Poblenou (2008), de Jean Nouvel, dividit en diversos espais temàtics, de disseny avantguardista, entre els quals destaquen: l'Illa sota la cúpula, un espai envoltat d'un canal d'aigua que acull una cúpula metàl·lica envoltada de llorers; i el Pou del Món, un cràter format per diverses espirals de terra.
L'urbanisme del nou mil·lenni ha reforçat l'estructura de reticle polinuclear impulsada des dels anys 1990, afavorint l'aparició de nous nuclis urbans com el Fòrum, el 22@ i La Sagrera. El 2025 es va inaugurar la nova plaça de les Glòries Catalanes després de diversos anys d'obres, en la que es va soterrar el trànsit i es va instal·lar un nou parc per a gaudi de la ciutadania.
Les comunicacions han millorat amb l'arribada de l'alta velocitat, que uneix la capital catalana amb Madrid i amb París; s'han ampliat el port i l'aeroport del Prat, amb l'objectiu de convertir a Barcelona en el centre logístic del sud d'Europa. També s'ha ampliat la xarxa de metro, amb la prolongació de diverses línies (3 i 5), i la creació d'algunes noves (línia 9, 10 i 11), algunes d'elles totalment automatitzades. El 2012 es va iniciar una reordenació de la xarxa d'autobusos en forma ortogonal, per crear una xarxa d'autobús de trànsit ràpid. També està prevista la construcció d'un nou cinturó de ronda per millorar les comunicacions de l'àrea metropolitana.

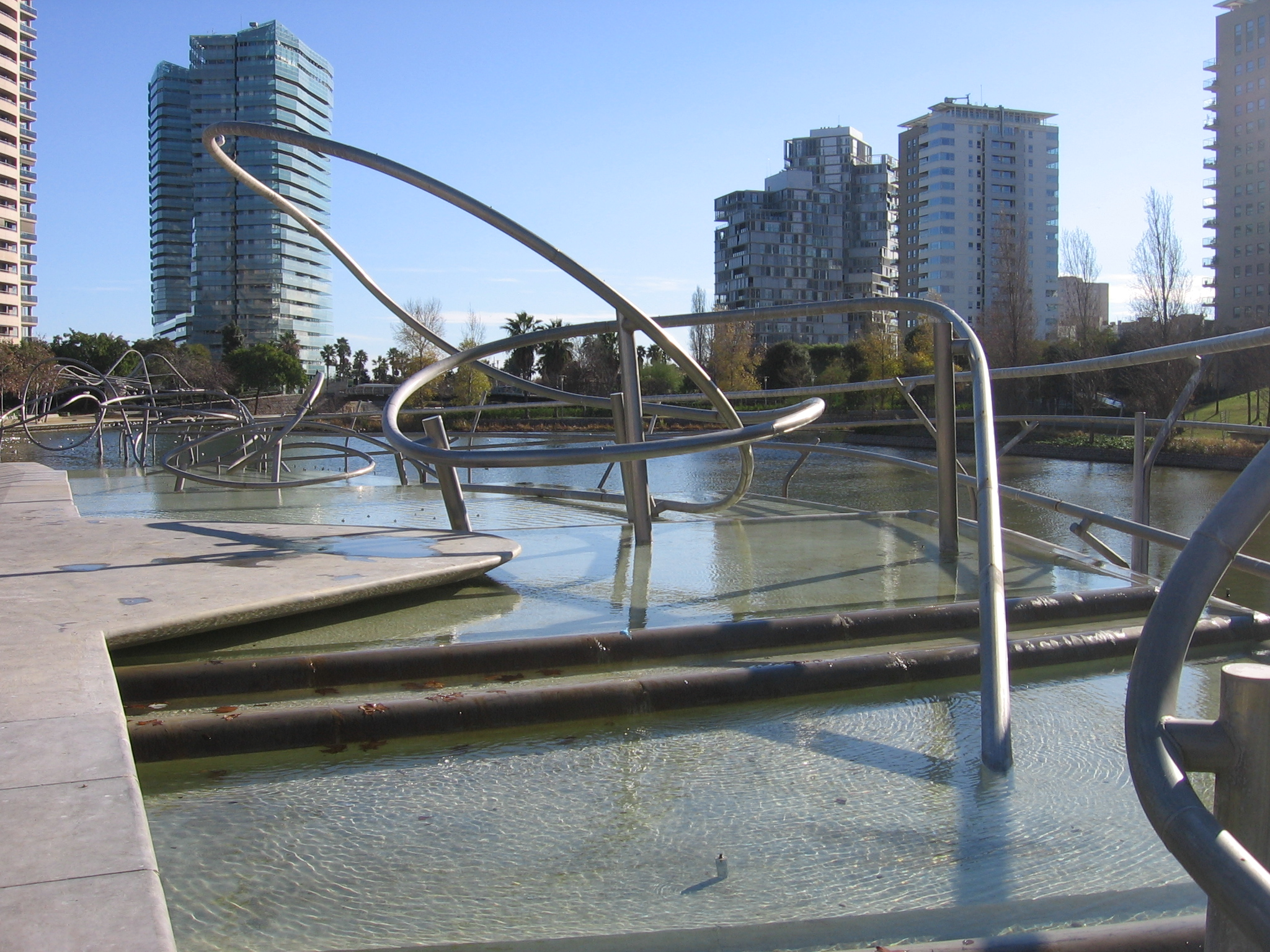
Parc de Diagonal Mar (1999-2002), d'Enric Miralles i Benedetta Tagliabue.
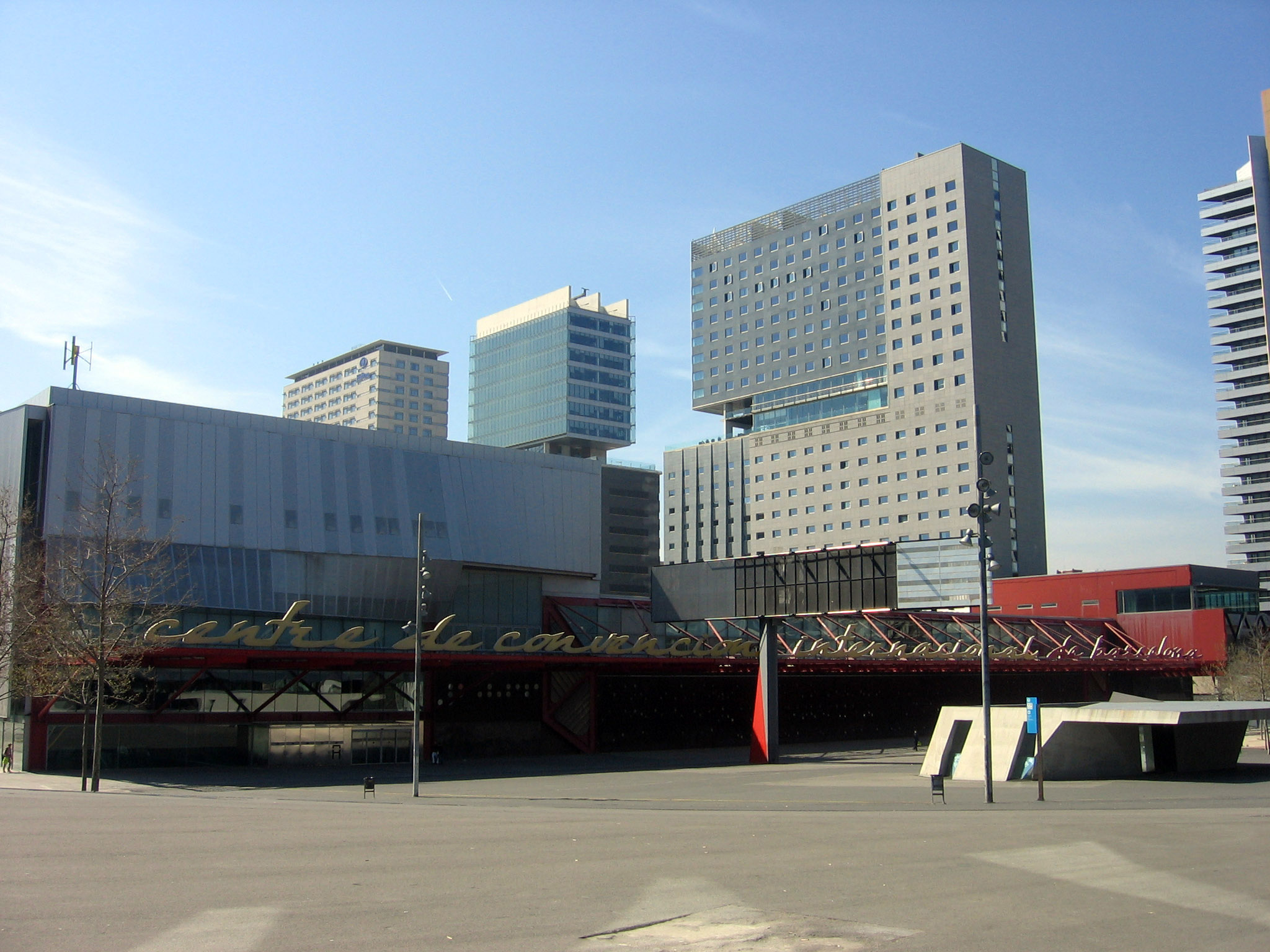
Centre de Convencions Internacionals de Barcelona (2000-2004), de Josep Lluís Mateo.
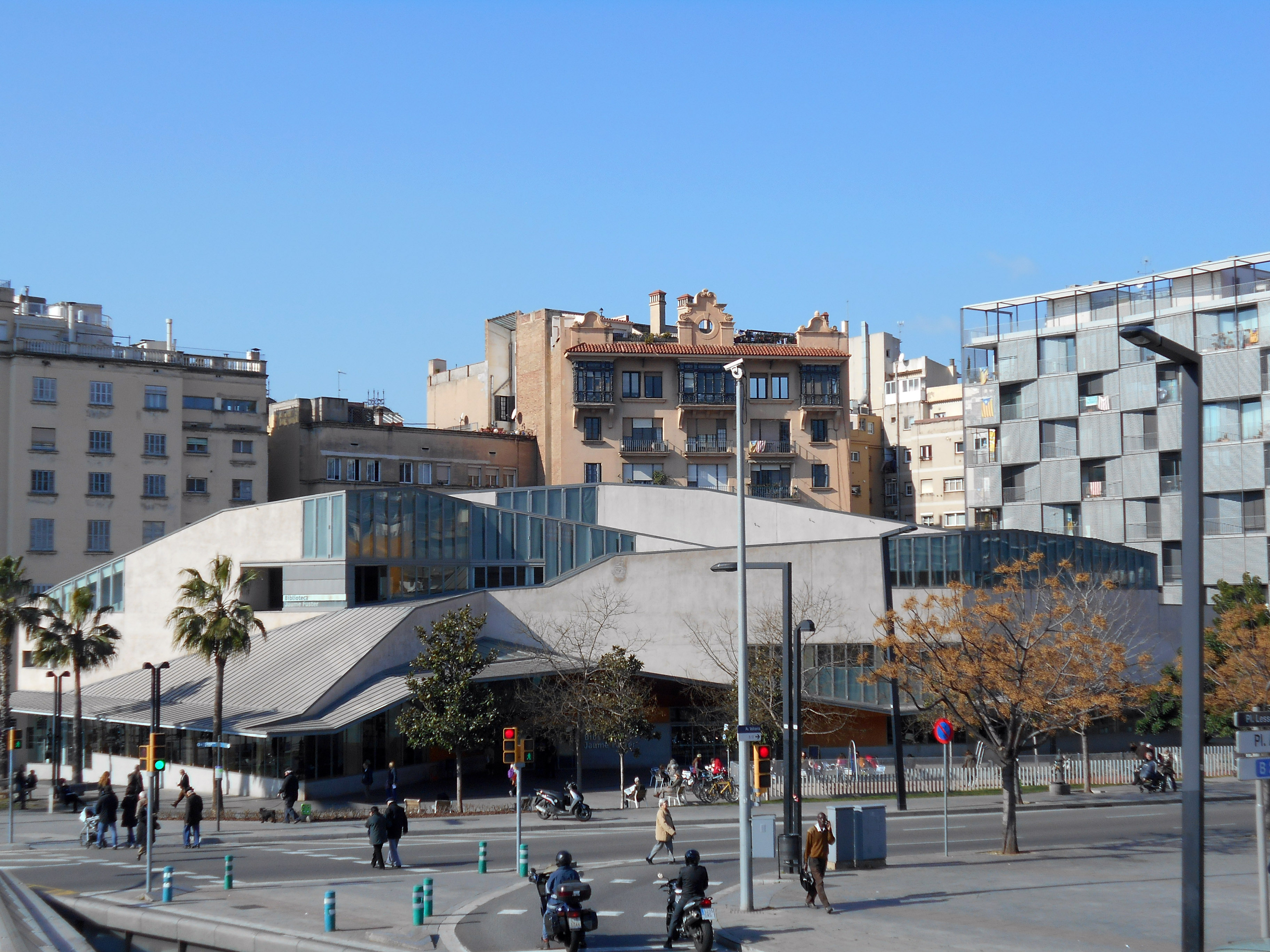
Biblioteca Jaume Fuster (2001-2004), de Josep Llinàs.
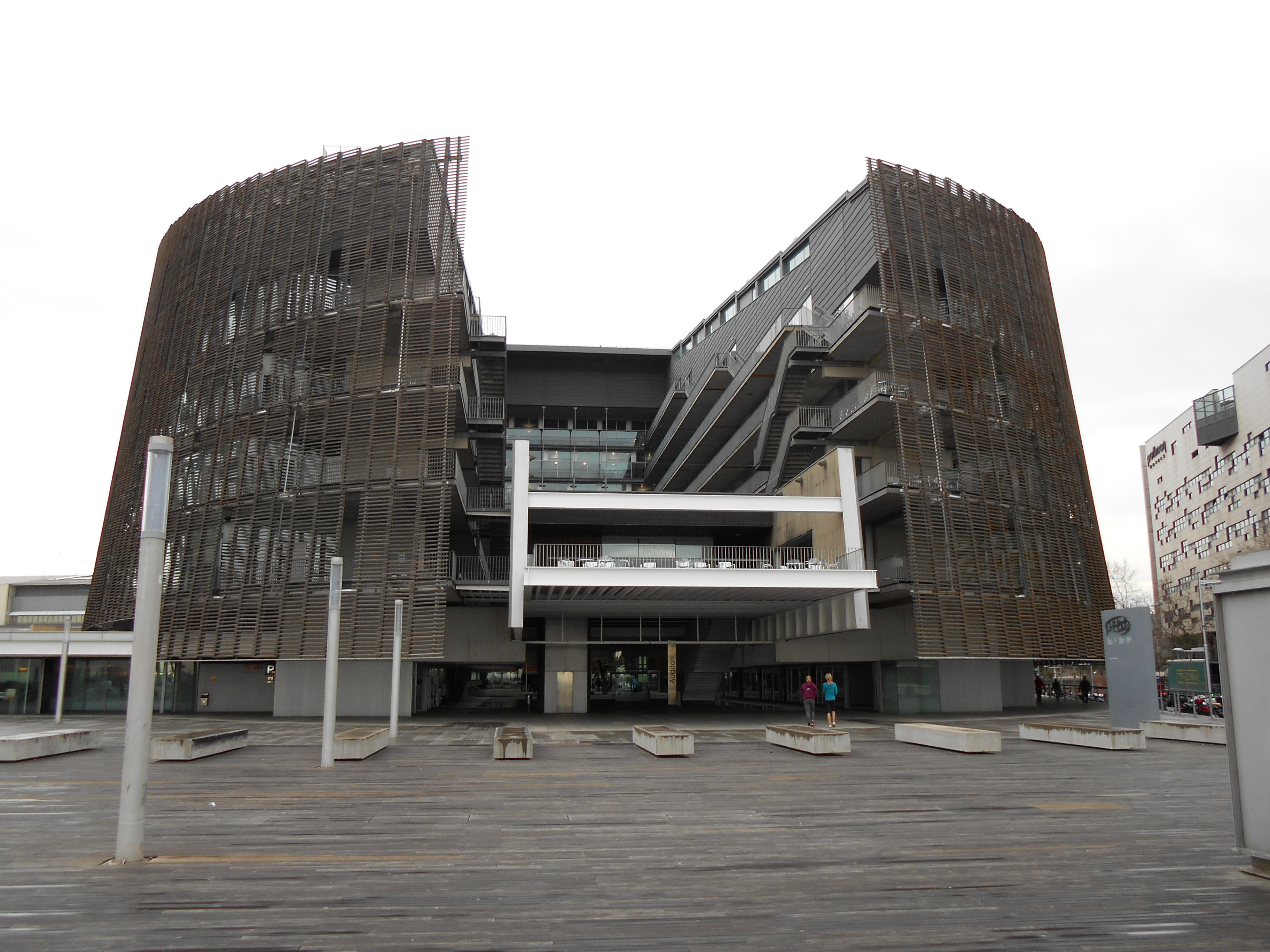
Parc de Recerca Biomèdica (2006), de Manuel Brullet i Albert de Pineda.
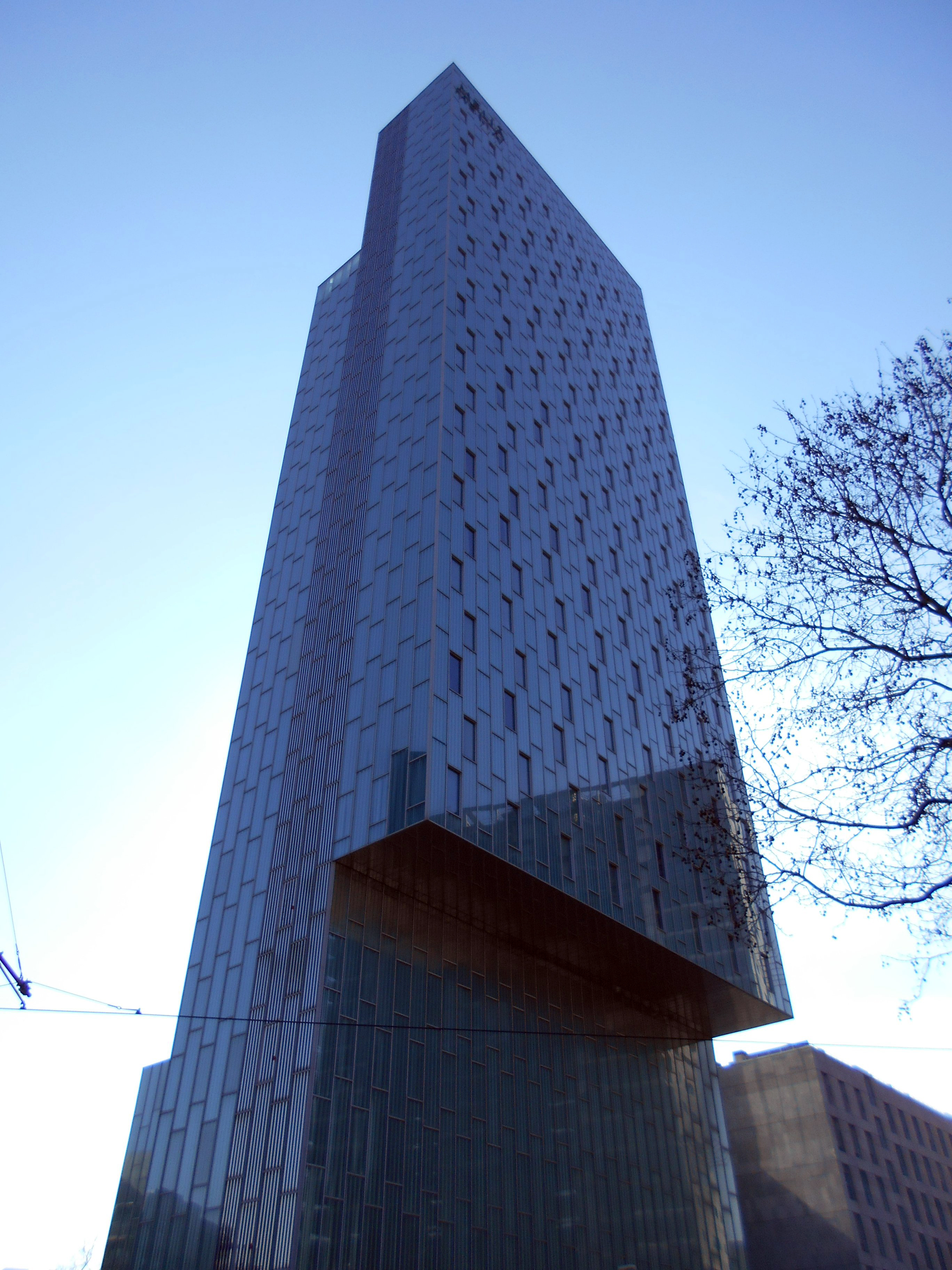
Hotel Habitat Sky (2004-2007), de Dominique Perrault.
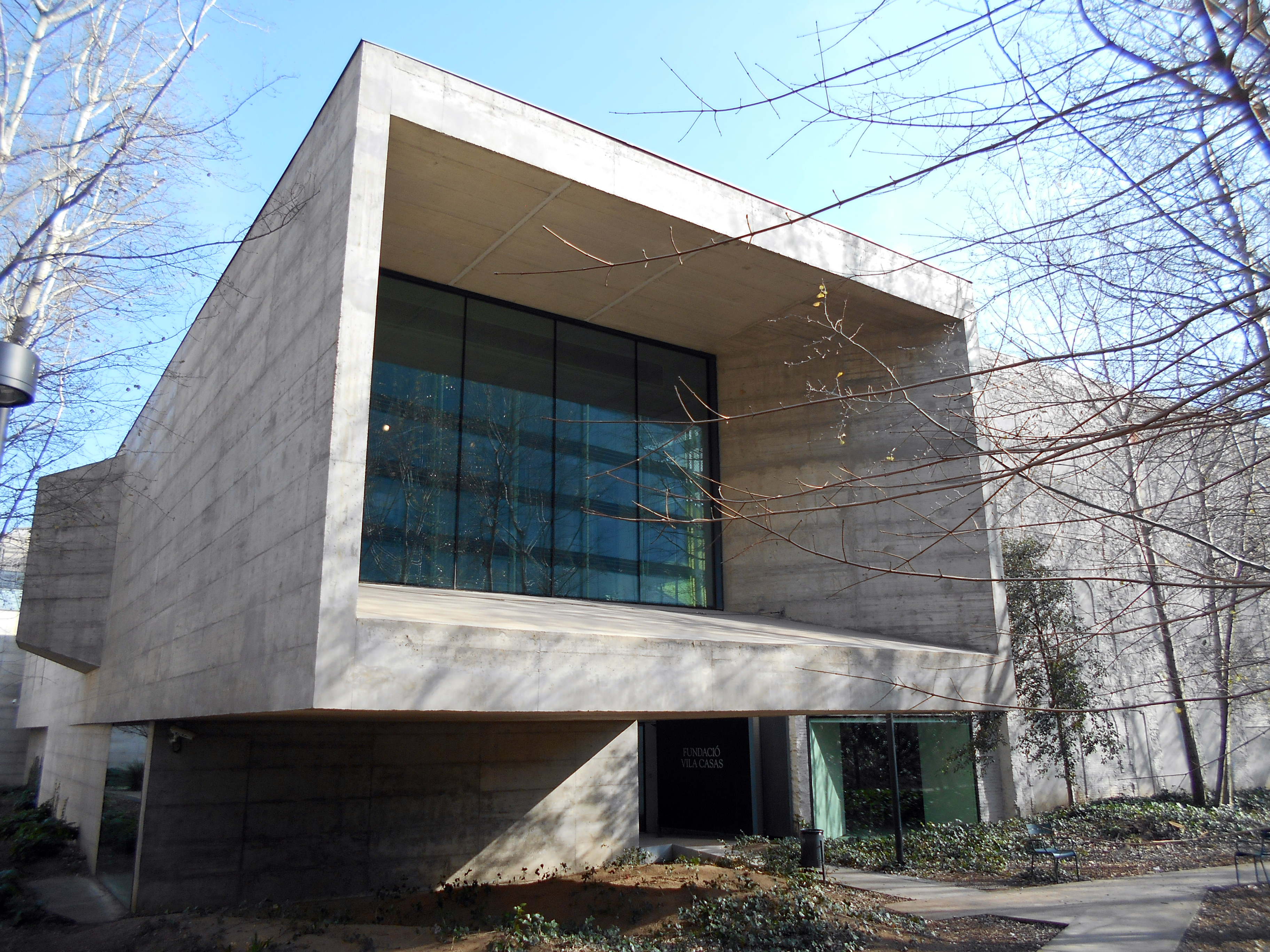
Museu Can Framis (2007-2009), de Jordi Badia.
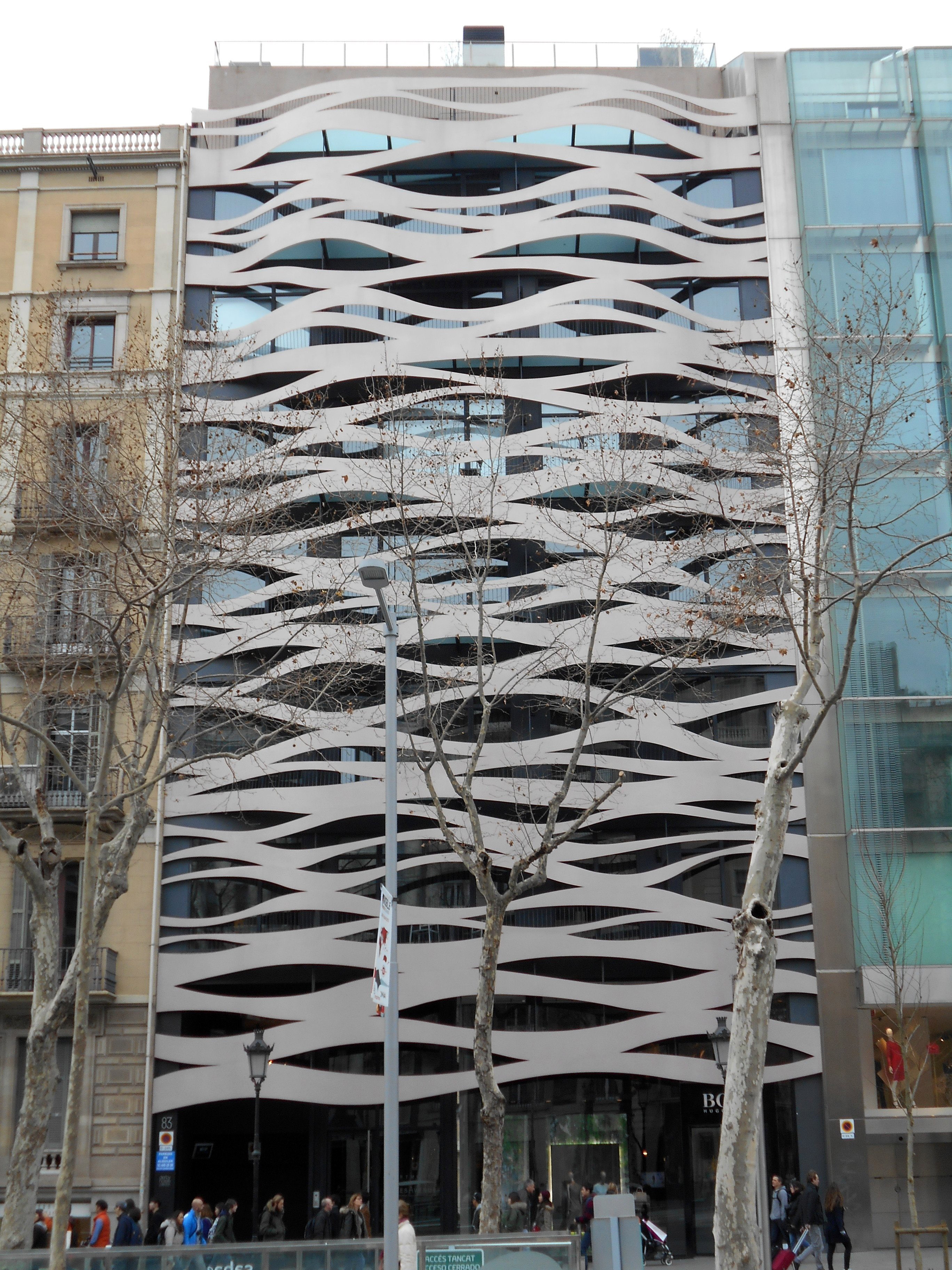
Edifici Suites Avenue (2009), de Toyoo Itō.
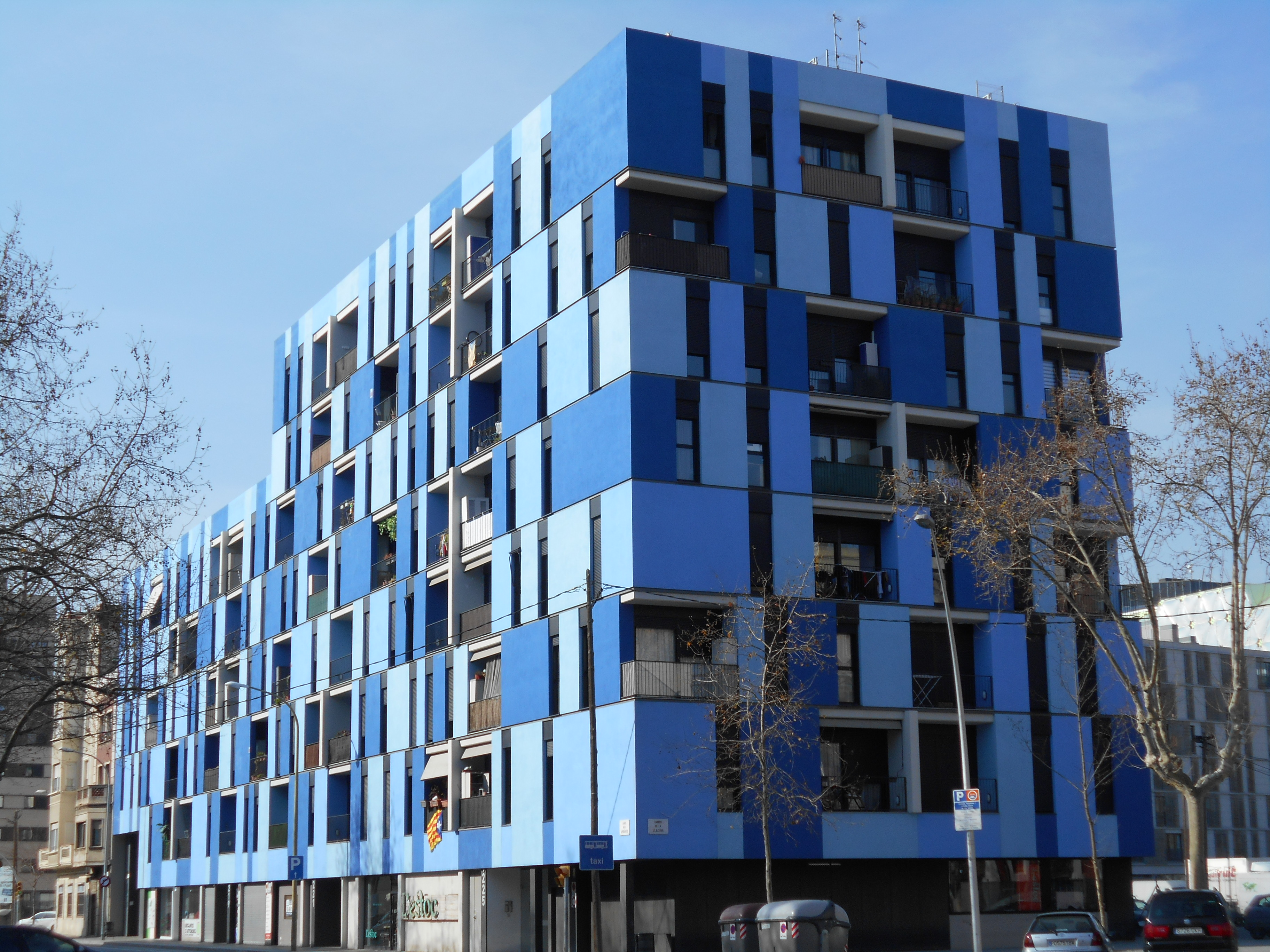
Edifici Blau (2009), d'Antoni de Moragas, Eva Mercader Oliver i Susanna Itarte Rubió.
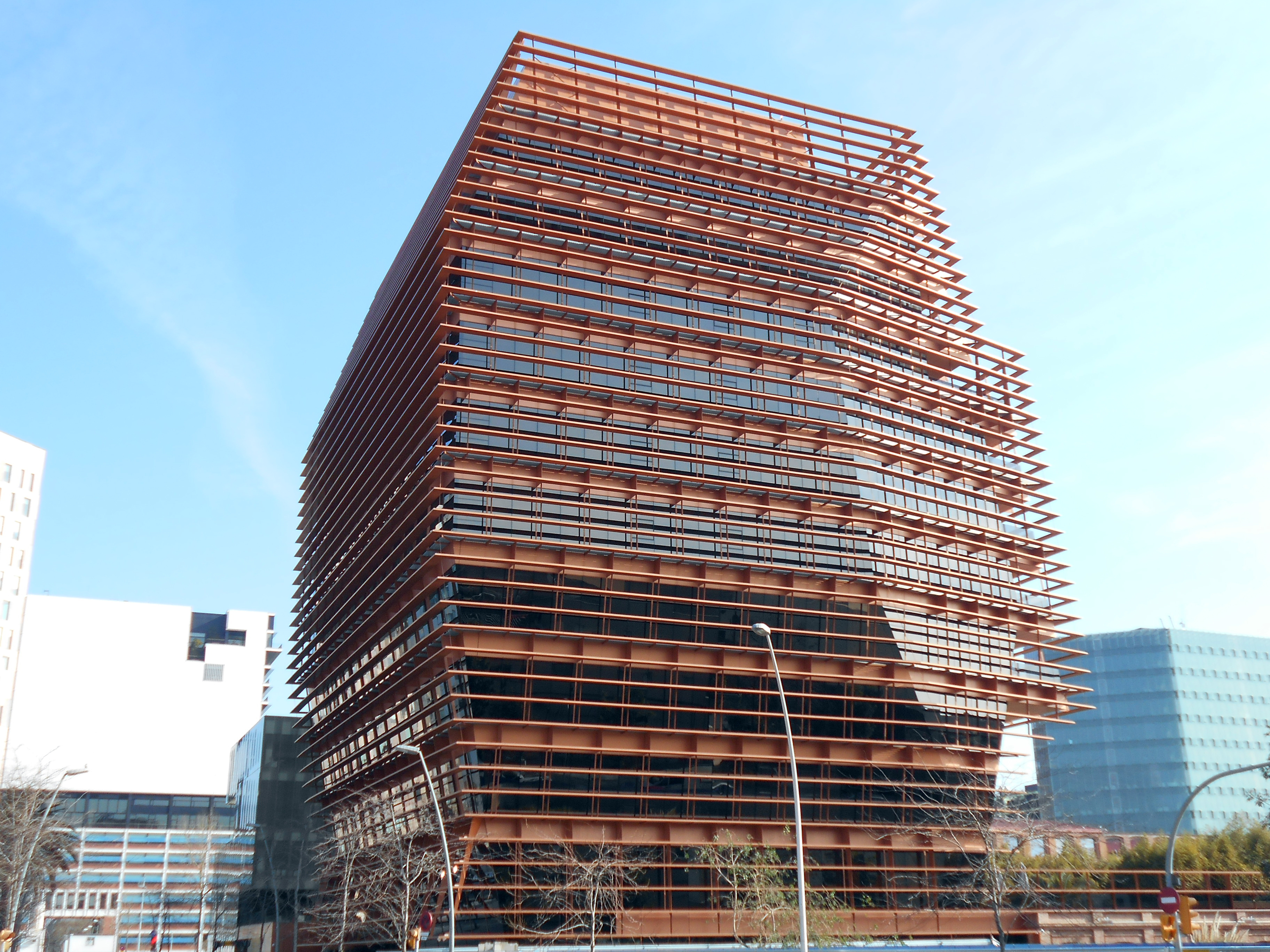
Comissió del Mercat de les Telecomunicacions (2008-2010), d'Enric Batlle i Joan Roig.
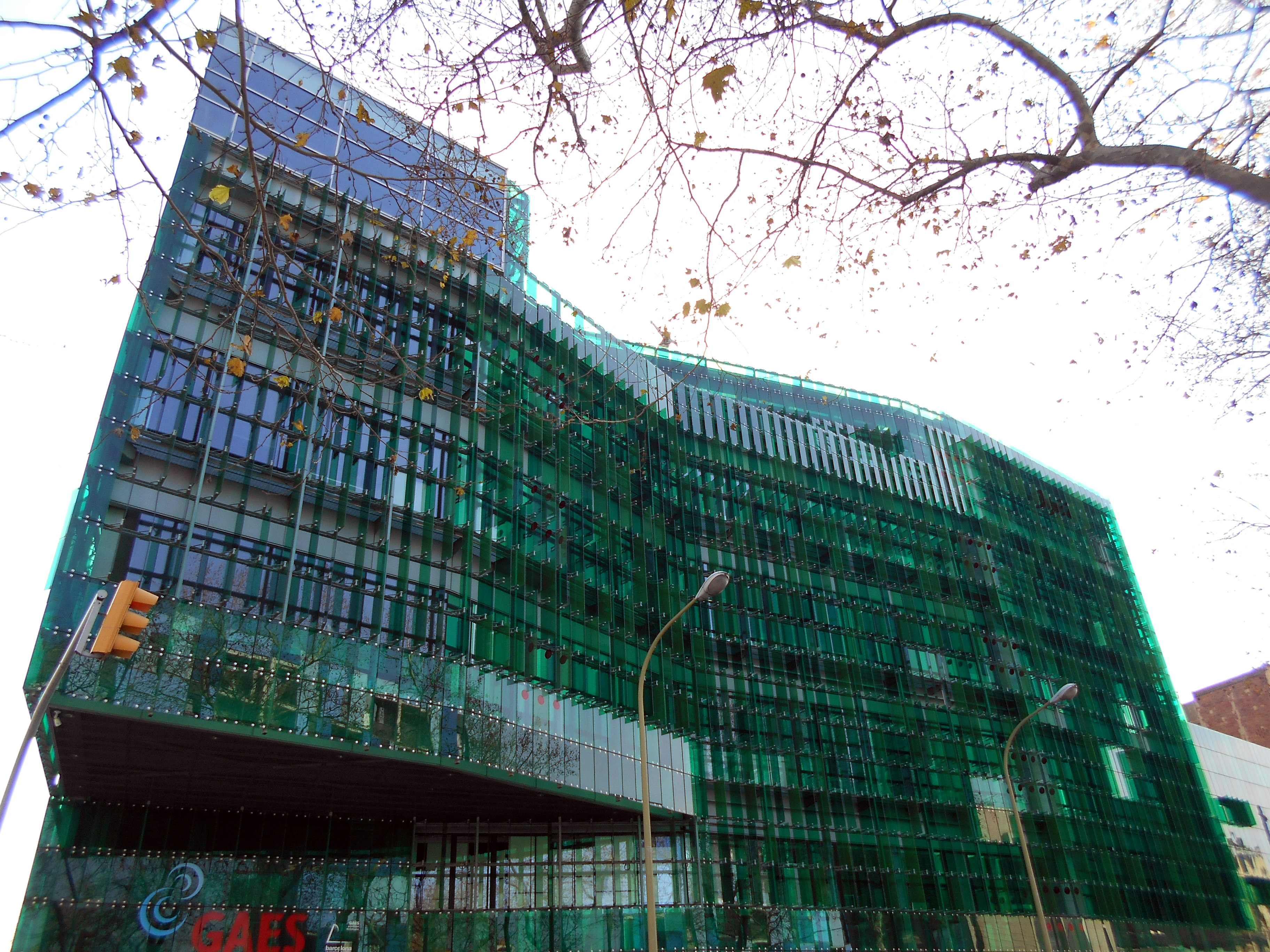
Edifici de GAES (2008-2010), de Jorge Mestre i Iván Bercedo.
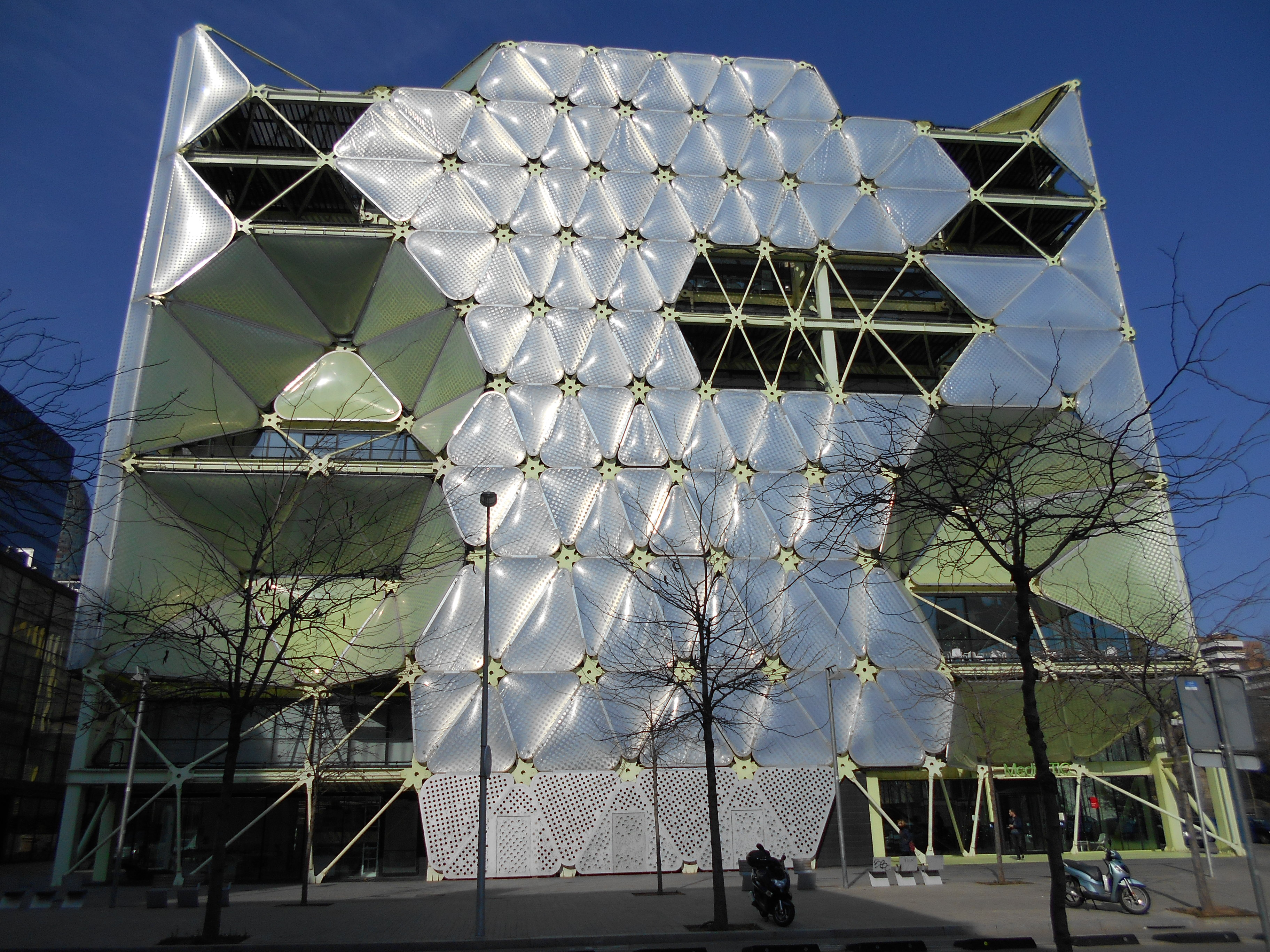
Edifici Media-TIC (2010), d'Enric Ruiz-Geli.
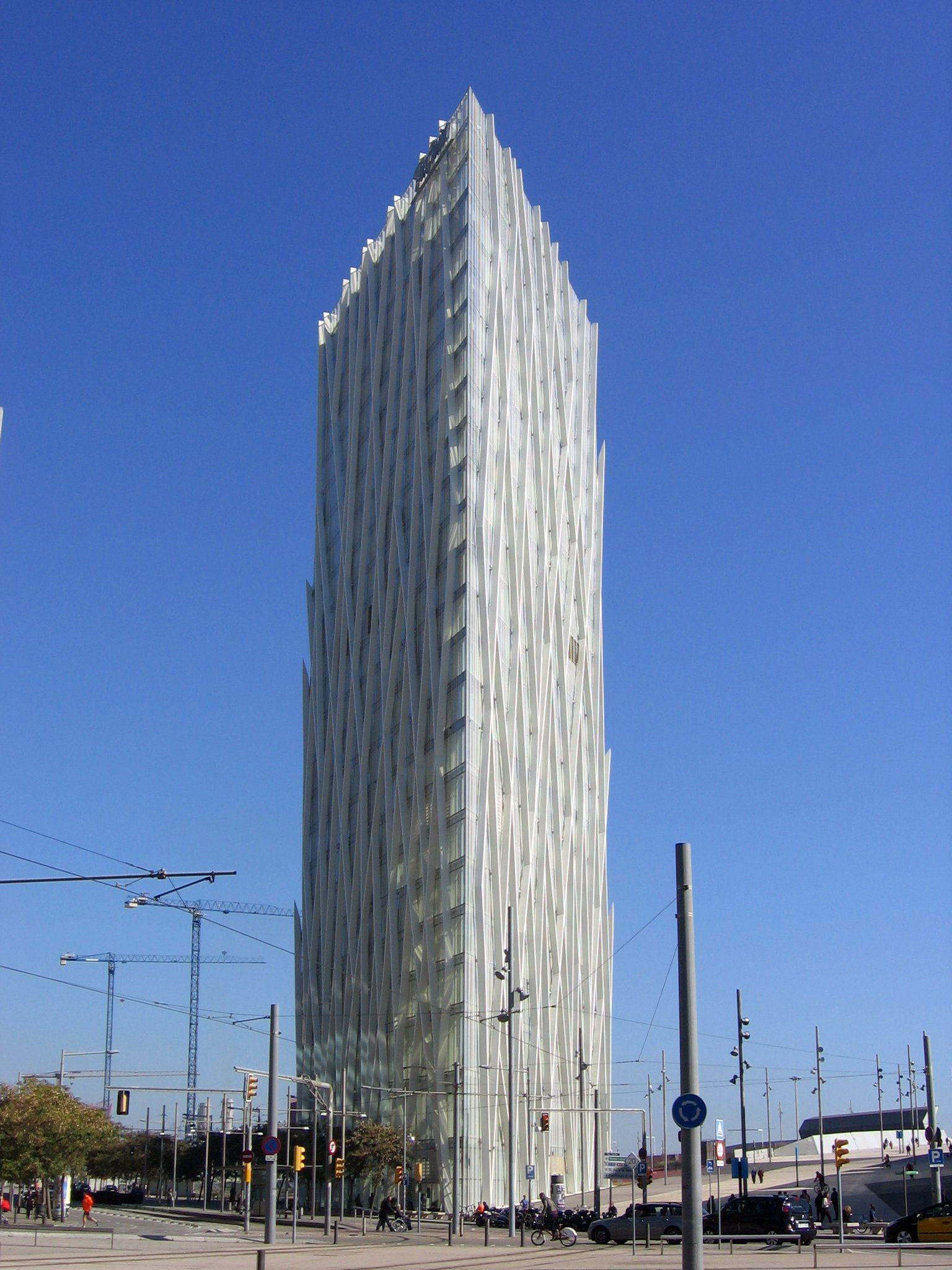
Torre Diagonal ZeroZero de Telefónica (2008-2011), d'Enric Massip-Bosch.
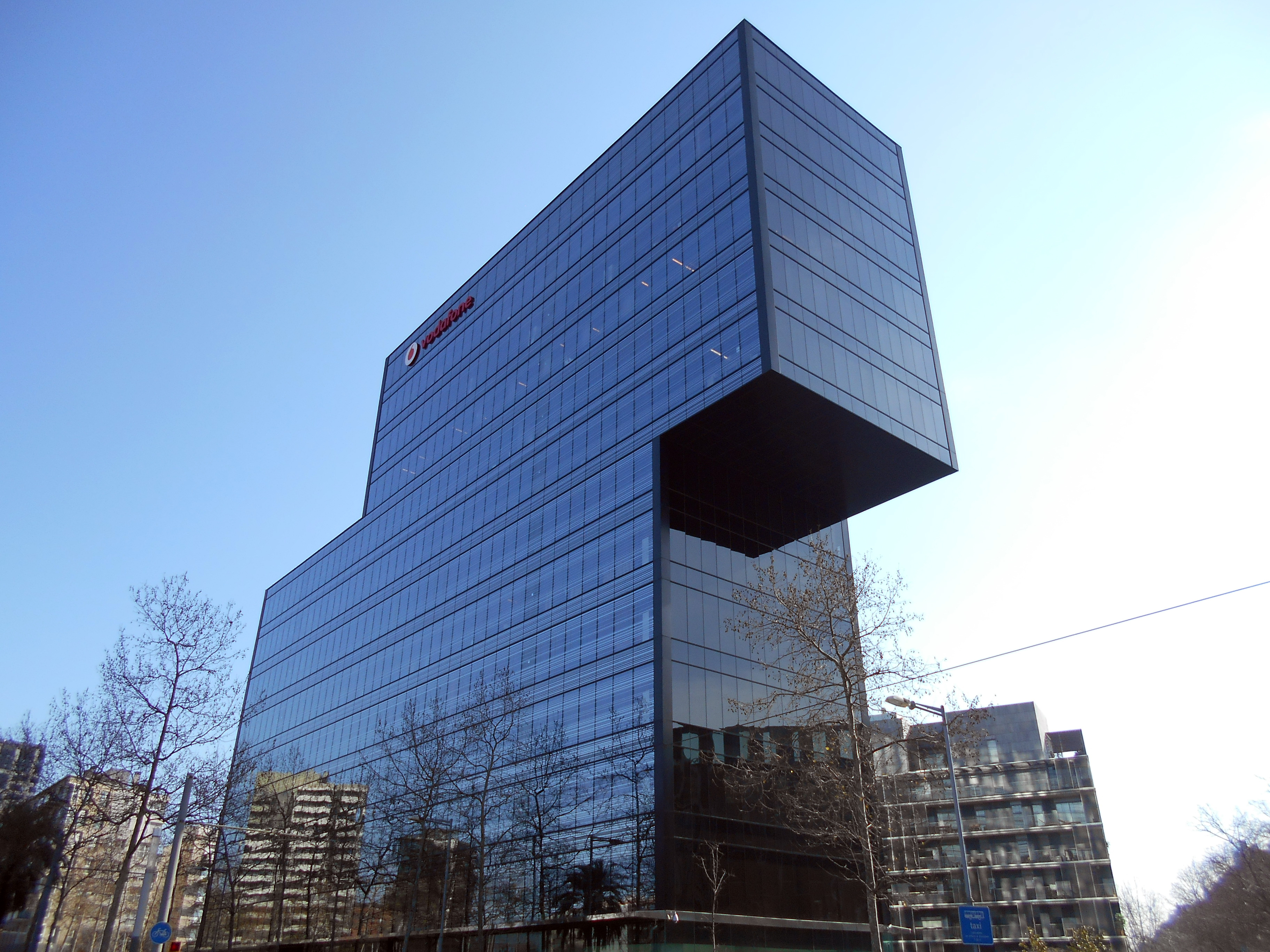
Edifici Vodafone (2012), de Dominique Perrault.
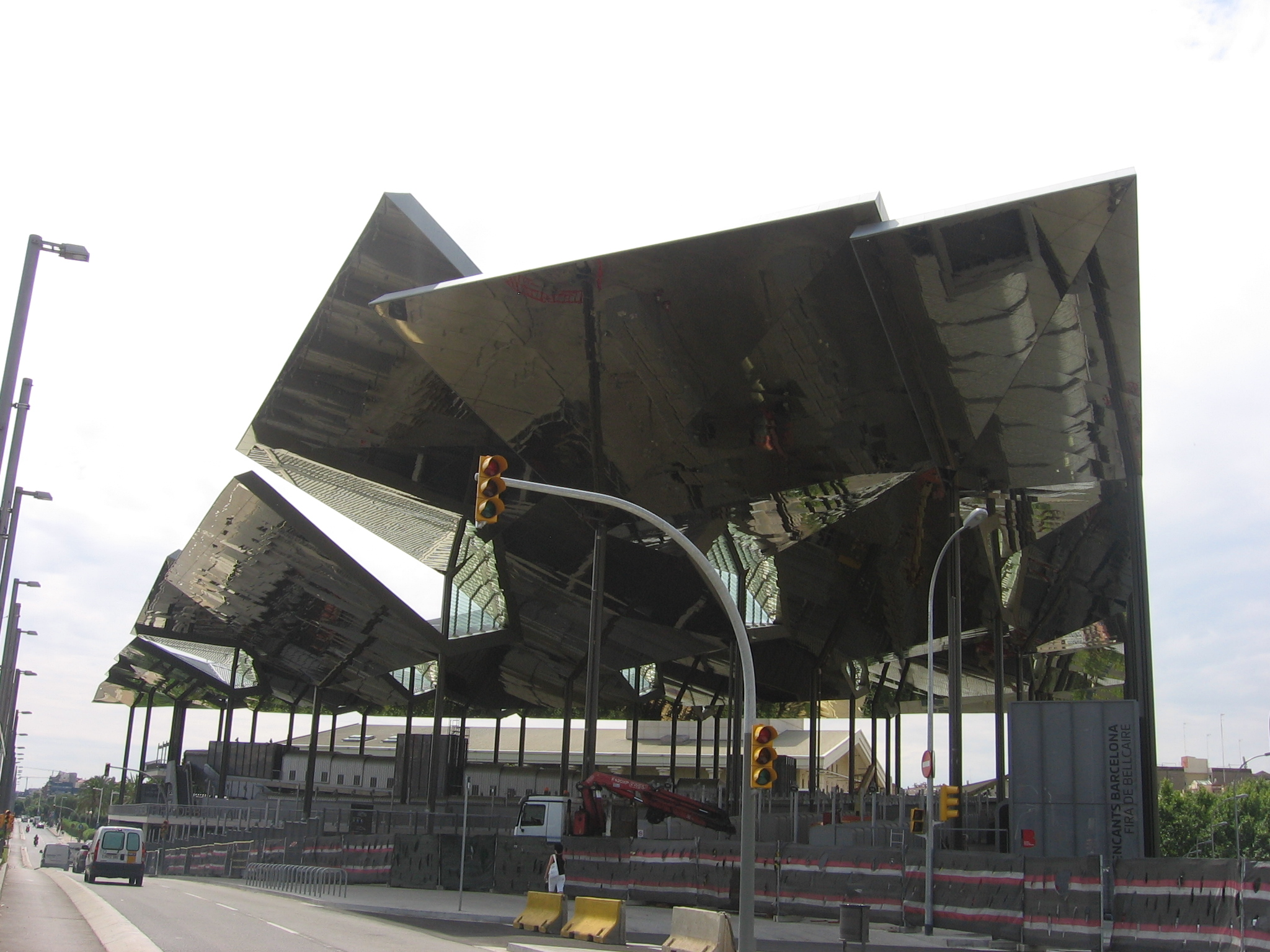
Fira de Bellcaire o Encants Vells (2013), de Fermín Vázquez Huarte-Mendicoa.

## Protecció del patrimoni arquitectònic

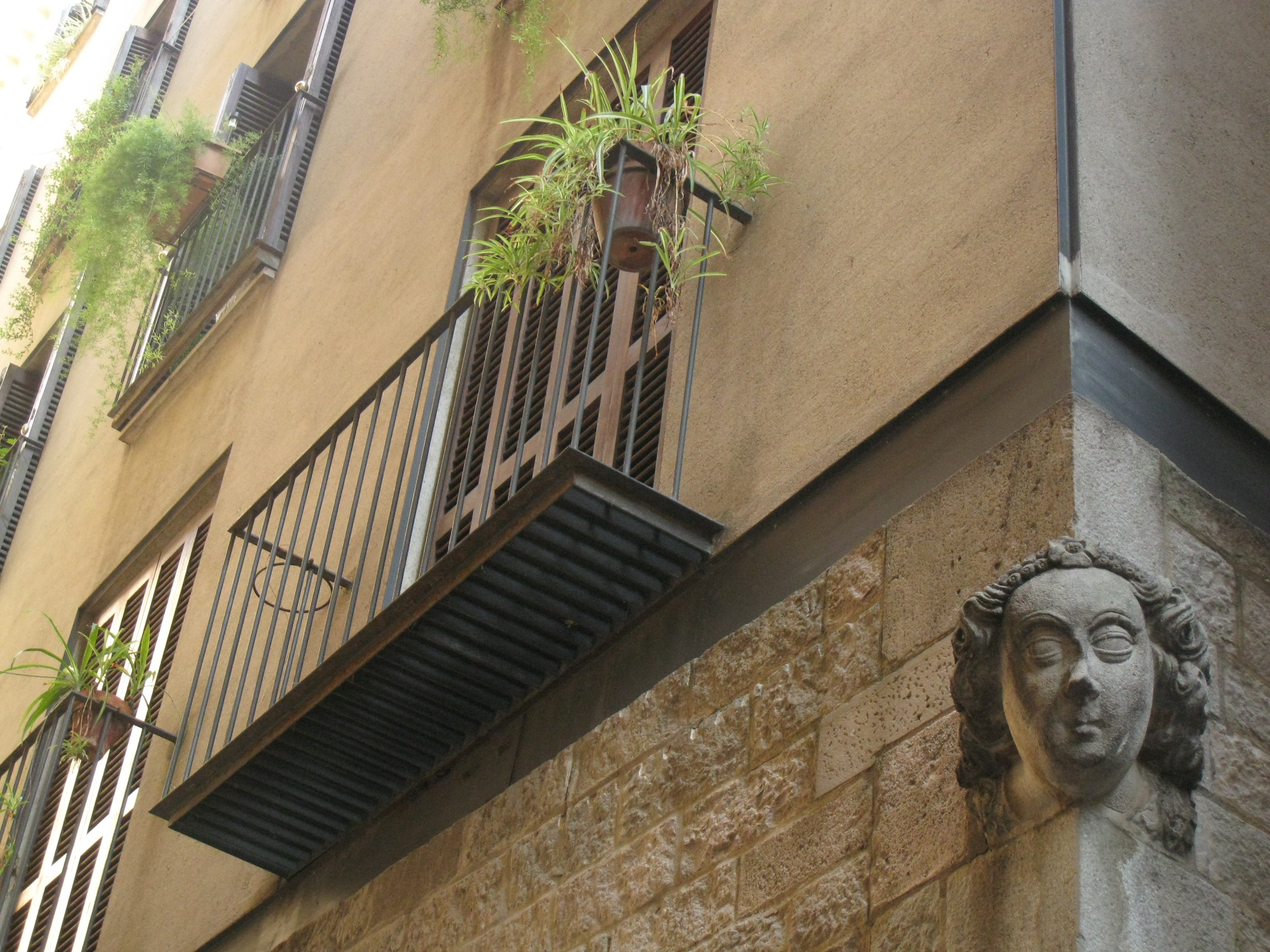
La nova casa de la Carassa.

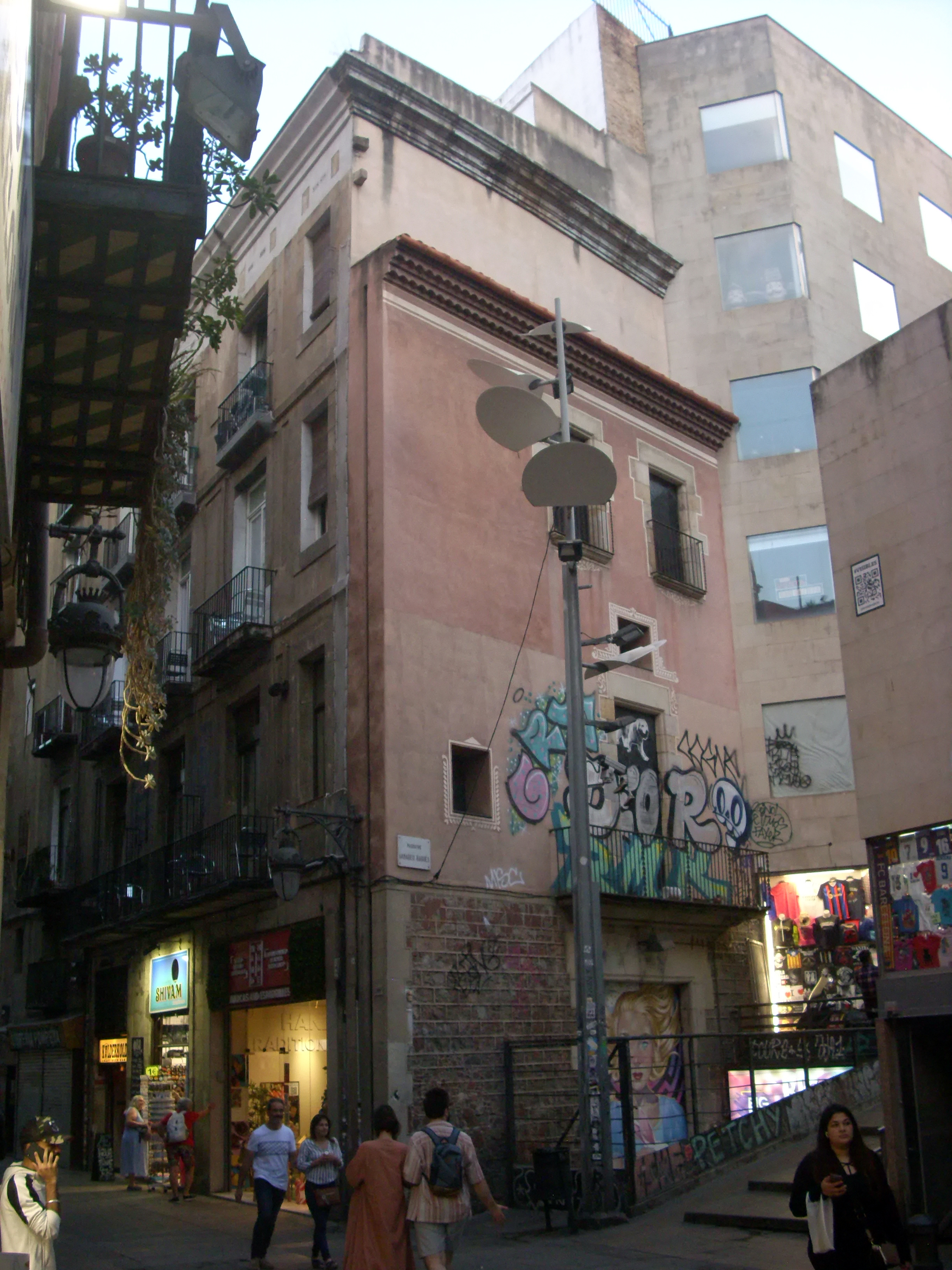
Restes de la façana de la casa Bonaventura Sanç com a decorat del passatge Amadeu Bagués.

L'antecedent del Catàleg de Patrimoni es remunta a la Llei del Sòl de 1956, on es fixava que els municipis havien d'aprovar uns llistats o catàlegs d'edificis que a causa dels seus valors artístics, històrics, arqueològics, típics o tradicionals no podien ser enderrocats. La conseqüència d'aquesta normativa quedà materialitzada en l'aprovació el 30 d'octubre del 1962 del Catálogo de Edificios y Monumentos de Interés Artístico, Histórico, Arqueológico y típico o tradicional amb categoria de Pla parcial. Aquest document, el primer que es redactà a l'Estat espanyol, va ser elaborat per l'equip dirigit per l'arquitecte municipal Adolf Florensa. Tanmateix, la manca d'una vinculació del Catàleg amb el planejament urbanístic el van convertir en un mer inventari, per la qual cosa la seva eficàcia era gairebé nul·la, no tenint cap altra utilitat que la de constituir un tràmit més en el procés d'obtenció de les llicències d'enderrocament.
Finalment, i després de diversos entrebancs de l'administració postfranquista, el 18 de gener del 1979 fou aprovat el «Catàleg del Patrimoni Arquitectònic Històrico-Artístic de la Ciutat de Barcelona», conjuntament amb unes ordenances que n'especificaven les actuacions permeses segons els diversos nivells de protecció. Aquest catàleg, originalment un simple llistat mecanografiat, es va publicar en forma de llibre el 1987, amb fitxes descriptives de cada element protegit, sota la direcció del cap del Servei, Josep Emili Hernández-Cros. Però a la pràctica era inoperant per dues raons: la primera era que no s'hi especificava clarament el grau de protecció aplicable a cada element; la segona era que hi havia una manca d'acord amb el planejament urbanístic, de manera que un nombre considerable d'edificis catalogats eren afectats pel Pla General Metropolità del 1976. De fet, davant d'una afectació urbanística s'establia que era factible la descatalogació i consegüent enderroc d'un edifici si existien «previsions de planejament d'interès públic prevalent». Un exemple seria la casa de la Carassa, edifici catalogat que fou enderrocat per l'Ajuntament de Barcelona l'estiu del 1983 amb el pretext que es trobava en estat ruïnós, per a construir-hi un nou edifici d'habitatges de protecció oficial, els baixos del qual integren la façana medieval amb l'escultura de l'àngel o «carassa» que li dona nom. Un altre cas seria la casa Bonaventura Sanç, enderrocada el 1989 per a la construcció del Palau Nou de la Rambla, que va incorporar una part de l'antiga façana a manera de decorat del nou passatge d'Amadeu Bagués.
En virtut de la Llei 9/1993 del Patrimoni Cultural Català, que garanteix la protecció, conservació, investigació i difusió del patrimoni cultural, l'Ajuntament de Barcelona va endegar el 1994 la revisió del Catàleg de 1979, sota la direcció de l'arquitecte Jordi Rogent. El procés de revisió va culminar l'any 2000 amb un nou Catàleg amb fitxes informatitzades en CD-ROM, així com deu «Plans Especials de Protecció del Patrimoni Arquitectònic» (un per cada districte) amb quatre nivells de protecció: els elements amb nivell A (bé cultural d'interès nacional), decidits per la Generalitat; els de nivell B (bé cultural d'interès local), decidits per l'Ajuntament i ratificats per la Generalitat; el nivell C (bé amb elements d'interès), competència absoluta de l'Ajuntament; i en darrer lloc, els de nivell D (bé d'interès documental), per als quals es permet l'enderroc després de presentar i ser aprovat un estudi històrico-arquitectònic. El PEPPA del districte de Ciutat Vella (fitxa 0) inclou en aquesta categoria tots els edificis que no tinguin un nivell més alt de protecció.
Per bé que el nou Catàleg procurava resoldre els conflictes entre protecció i planejament, com ara algunes zones verdes previstes en ple teixit medieval, mantenia les mateixes debilitats que l'antic, com la possibilitat de descatalogar un edifici només perquè calia fer-ho. A aquesta distorsió normativa se li hauria d'afegir el fet que a la disciplina urbanística local encara perdurava un desig per intervenir al teixit històric a l'estil de Viollet-le-Duc. Un exemple seria la Casa Vallescà, descatalogada i enderrocada sobre la base d'un informe del mateix Hernández-Cros, que concloïa que l'edifici era «tipològicament irrecuperable» a causa de les «excessives» estratificacions històriques superposades al llarg dels segles, quan resultava que el nucli central era una torre medieval perfectament conservada.